# Gestion de l'eau par les peuples celtes
 (janvier 2025).
La gestion de l'eau par les peuples celtes traite des différents aménagements dédiés à la captation, l'acheminement, le stockage et le traitement des eaux, caractéristiques de la période celtique allant du IXe au Ier siècle avant notre ère.
L'histoire de la gestion de l'eau des peuples celtes depuis la culture de Hallstatt à celle de la Tène, puis l’expansion celtique vers l’Europe de l’Ouest, de la France et les îles britanniques à de la péninsule Ibérique, à l’Italie et l’Asie mineure.

## Hydraulique celte en Europe

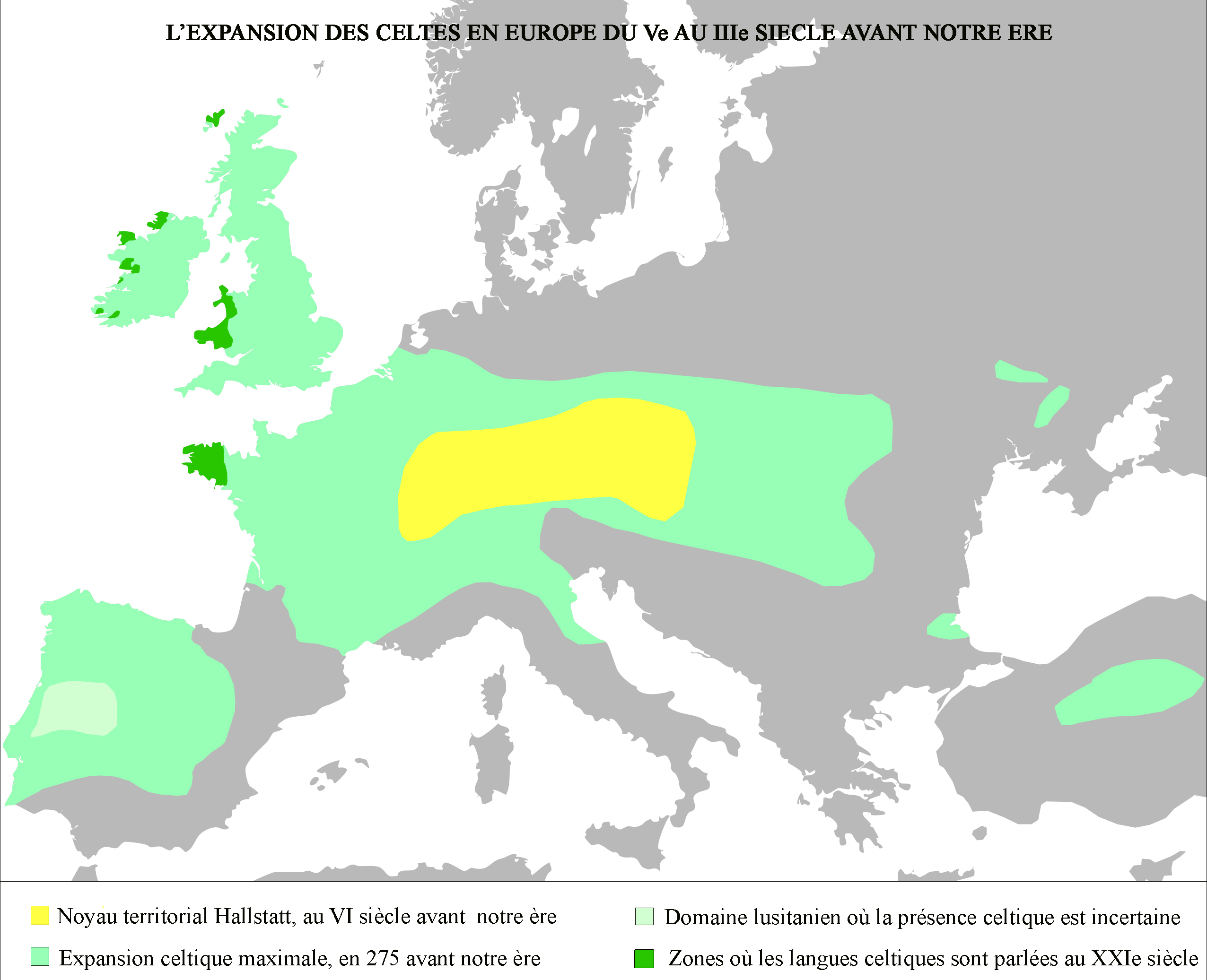
L'expansion celte du

La destruction, le pillage ou le démontage pour réutilisation des différentes installations hydrauliques celtes en Europe, comme la réutilisation des conduits en bois ou en pierre, ne permettent pas toujours aux archéologues et aux historiens de connaître et comprendre optimalement la gestion de l'eau par les Celtes. Néanmoins, un nombre limité de sites de fouilles — comme Bibracte, la Citânia de Briteiros ou la colline de Tara — possèdent encore des réseaux et divers aménagements hydrauliques bien conservés permettant de mieux comprendre la gestion de l'eau chez les peuples celtes.

« Contrairement aux antiquisants, ceux qui s'inspirent de l'Antiquité gréco-romaine, les protohistoriens n’ont que très peu abordé la question de l’approvisionnement en eau des habitats. [...] Les besoins en eau, plus limités qu’à l’époque romaine où ils ont été décuplés par le développement urbain, ont laissé peu de vestiges à l’âge du fer. Rarement ostentatoires, ceux-ci sont de surcroît lacunaires, car les installations dévolues à l’approvisionnement en eau étaient souvent dotées d’aménagements construits en bois. »

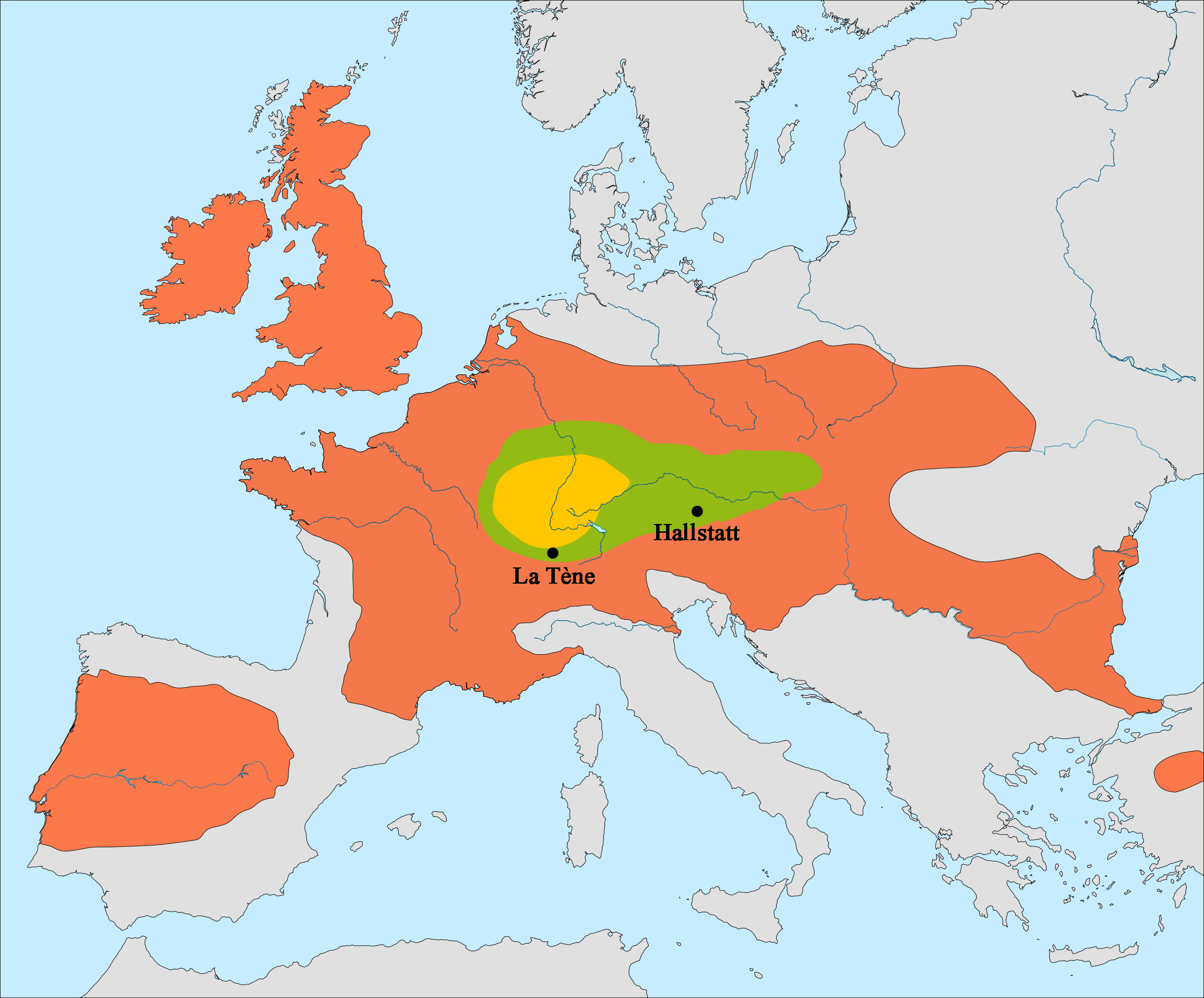
Expansion celte au avec emplacement des sites de Hallstatt et La Tène.

Les débuts de l'hydraulique celte en Europe, selon les traces les plus anciennes de la civilisation celte en Europe centrale, en Bohême et en Hongrie, semblent remonter au IXe siècle avant notre ère. L'élaboration de la culture celtique, progressive, intègre des éléments techniques ou esthétiques de l'âge du bronze. Cependant, Hallstatt et La Tène restent des repères unanimement employés par les historiens et les archéologues.
L'alimentation en eau des villages celtes — oppidums, doons ou duns, brochs, castros ou castrums — est généralement assurée par des sources et des fontaines, des puits à usage collectif ou individuel, des ruisseaux, une rivière ou un lac près du village. Certains peuples celtes établissaient leurs villages sur une île au milieu d'un lac (Dun an Sticir, Broch Berneray et Doon Fort Donegal). Quand l'alimentation en eau douce n'est pas possible, le débit trop faible ou intermittent, l'alimentation en eau se fait par l'exploitation des eaux de pluie. Certains sites bénéficient d'aménagements spécifiques.
L'eau est acheminée via des caniveaux en pierres sèches, voire des tuyaux en bois. Les caniveaux sont parfois étanchéifiés grâce à une couche de glaise et recouverts de pierres plates, ceux-ci ne nécessitant pas beaucoup de construction ou d'entretien. La jonction entre deux sections de tuyaux en bois se fait par l'usage de flettes — un collier en fer plat — venant assurer l'emboîtement des deux parties : mâle et femelle, taillées à chaque bout de troncs. La partie femelle était ainsi ceinte au bord de l'emboîture par le collier en fer plat, renforçant ainsi l'extrémité et évitant la création de fissures lors de la mise en place de la partie mâle. Parfois, le réemploi d'une poutre de chêne, creusée d'une rigole semi-circulaire et installée sur une couche d'argile, fait usage de conduite d'eau[pertinence contestée].

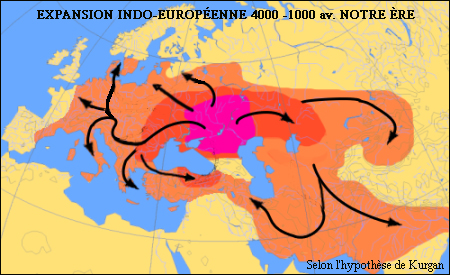
Carte de l'expansion indo-européenne en Europe, entre le et le.

Des tuyaux en terre cuite existent également et sont obtenus par le sectionnement des deux bouts des amphores. L'étanchéité est assurée avec de l'argile ou du mortier de tuileau. L'utilisation du plomb pour la réalisation de certaines pièces de tuyauterie a été notifiée sur certains sites de fouilles — Bibracte par exemple. Ce matériel permet la création de pièces en forme de coude pour le raccordement de réservoirs et de pièces permettant un changement de direction du flux, assurant ainsi une meilleure distribution de la ressource. Le plomb permet également la réalisation de fontaines décoratives de quelques domus.
Pour poser ces tuyauteries en plomb, en terre cuite ou en bois, une catégorie d'artisans s'est spécialisée dans la fabrication et la pose de ces tuyauteries, mais il faut attendre la domination romaine et l'arrivée des plombiers romains (plombarius) pour que ce nom apparaisse dans les textes des anciens.

## Autriche: la culture de Hallstatt

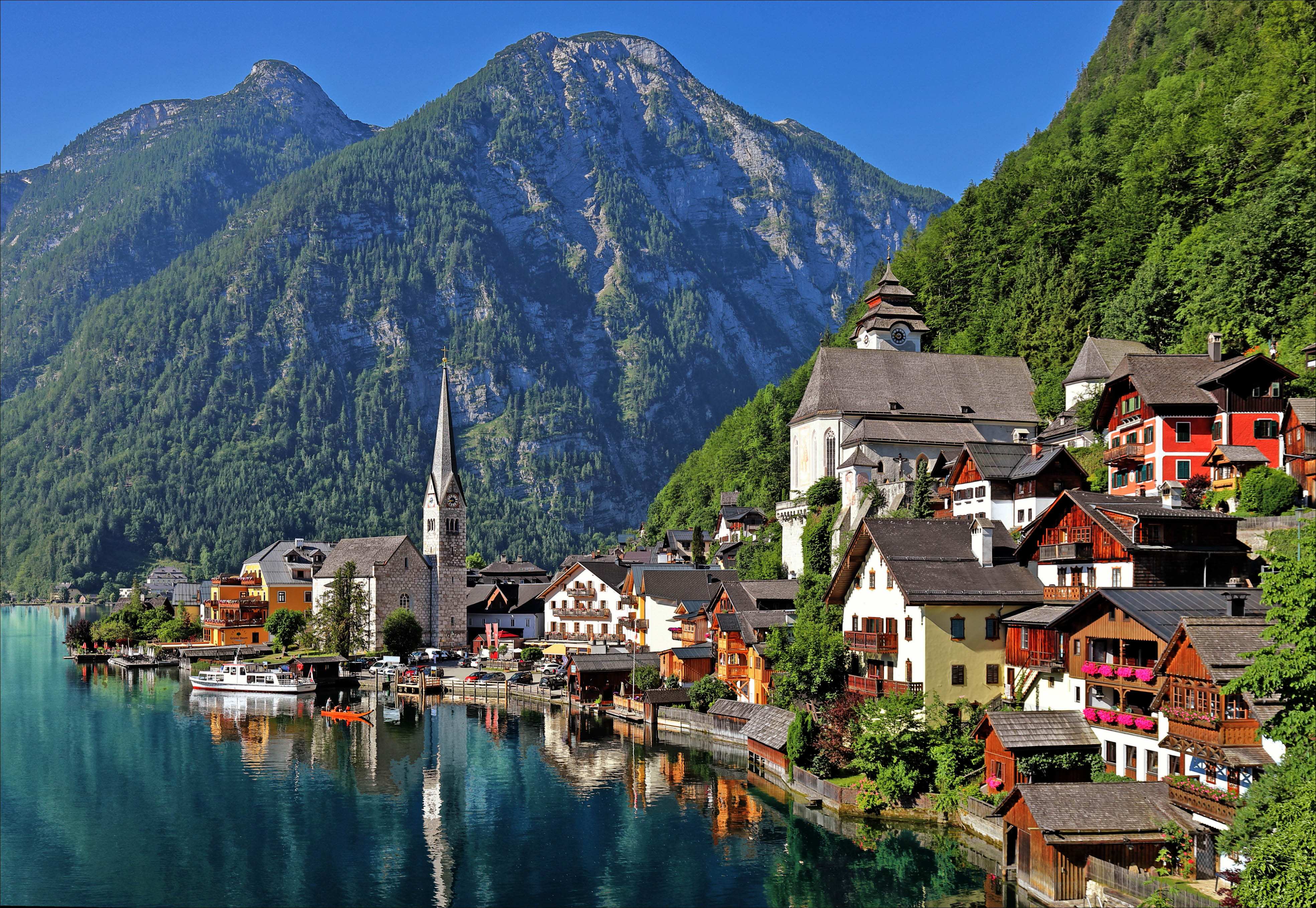
Vue nord-nord-est de la commune de Hallstatt, en Haute-Autriche.

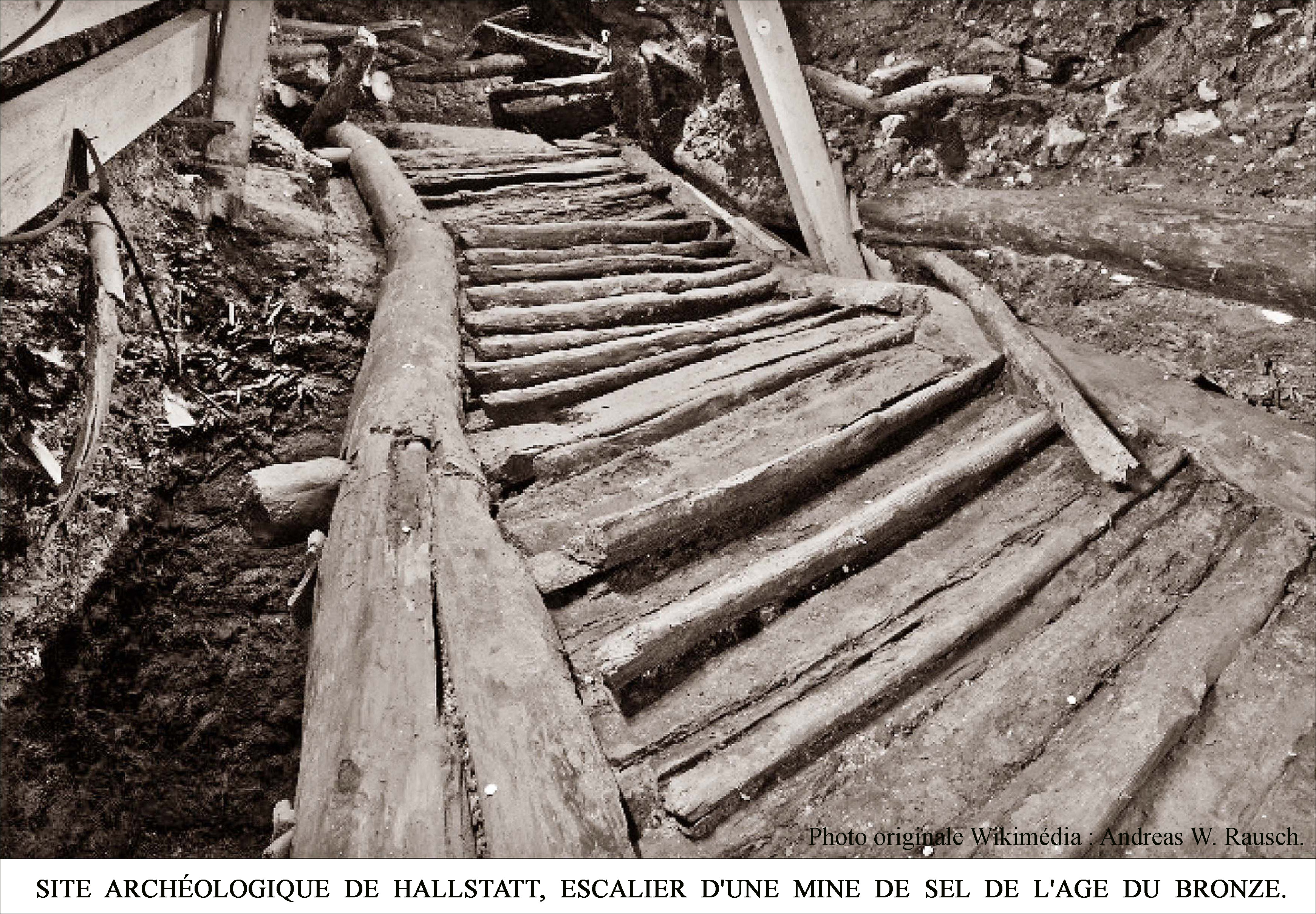
Escalier de l'âge du bronze, mines de sel de Hallstatt,

Les Celtes en Autriche, ou la culture de Hallstatt, est une culture archéologique du centre-ouest de l'Europe qui s'est développée entre le IXe et le VIe siècle avant notre ère. Le site de Hallstatt est situé à 50 km au sud-est de Salzbourg, sur la rive ouest du lac Hallstättersee. Cette culture est généralement considérée par les historiens comme le berceau des peuples celtes. 

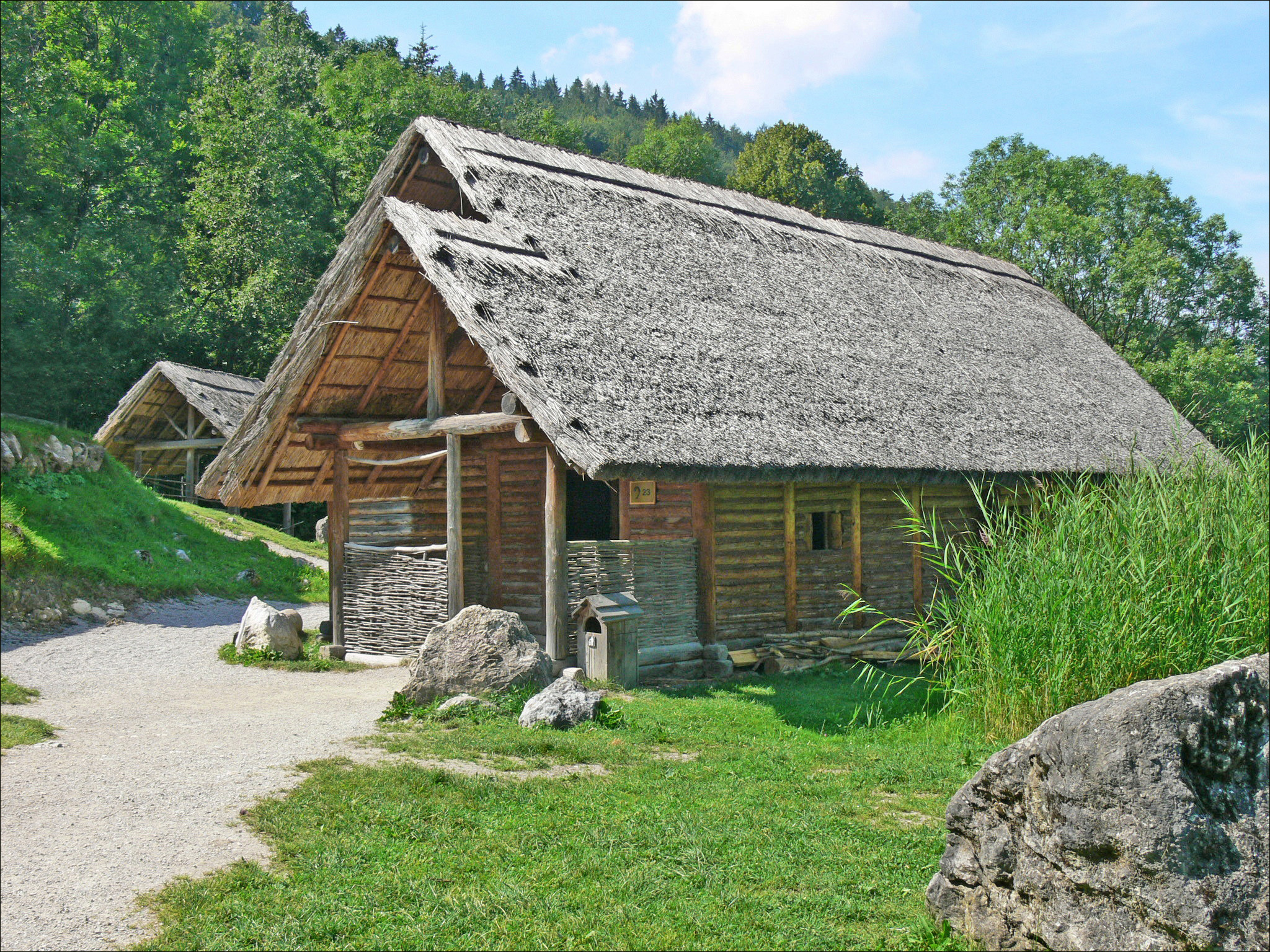
Reconstitution d'une maison celtique au village de Dürrnberg.

« Cependant, si de nombreuses tombes, outils en provenance des mines de sel, poteries à usages domestiques et armes de guerre, datant du premier et du deuxième Âges du Fer furent découverts sur le site de Hallstatt, les références concernant les réseaux hydrauliques de ce site sont inexistants ; [...] soit par le fait d'Hallstatt, bâti près du lac ne possédait pas de réseau de canalisations, le village se trouvant à 400 mètres au-dessus du lac. Des puits creusés près des habitations permettaient probablement de satisfaire aux besoins de la population, certains pouvant servir de réservoir pour la récupération des eaux de pluie. »

## Suisse: culture de La Tène

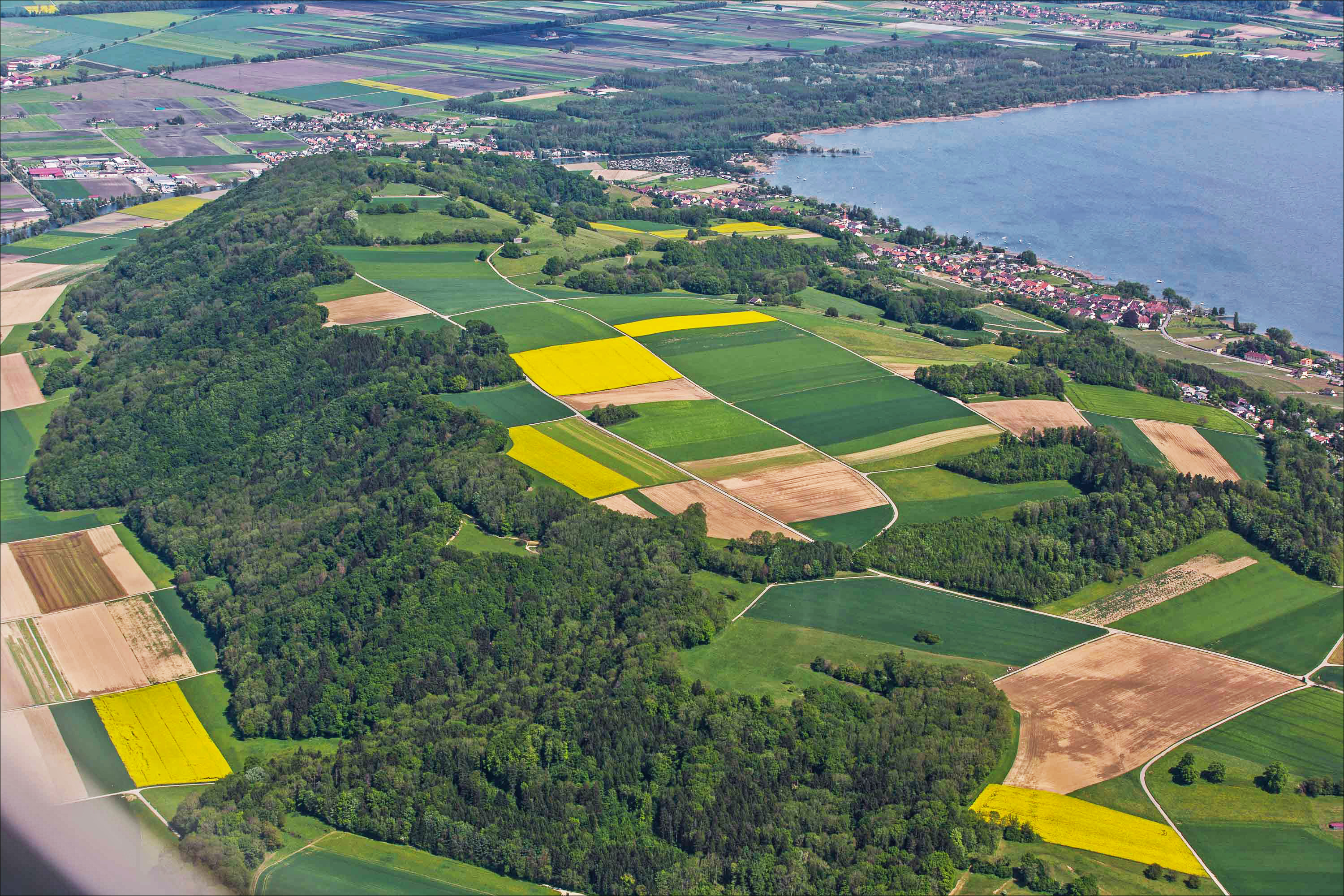
L'oppidum du Mont Vully, canton de Fribourg.

Les Celtes en Suisse marquent le début de la culture dite de La Tène — ou second âge du fer. Cette période est marquée par l'extension spatiale maximale de la civilisation celte. 

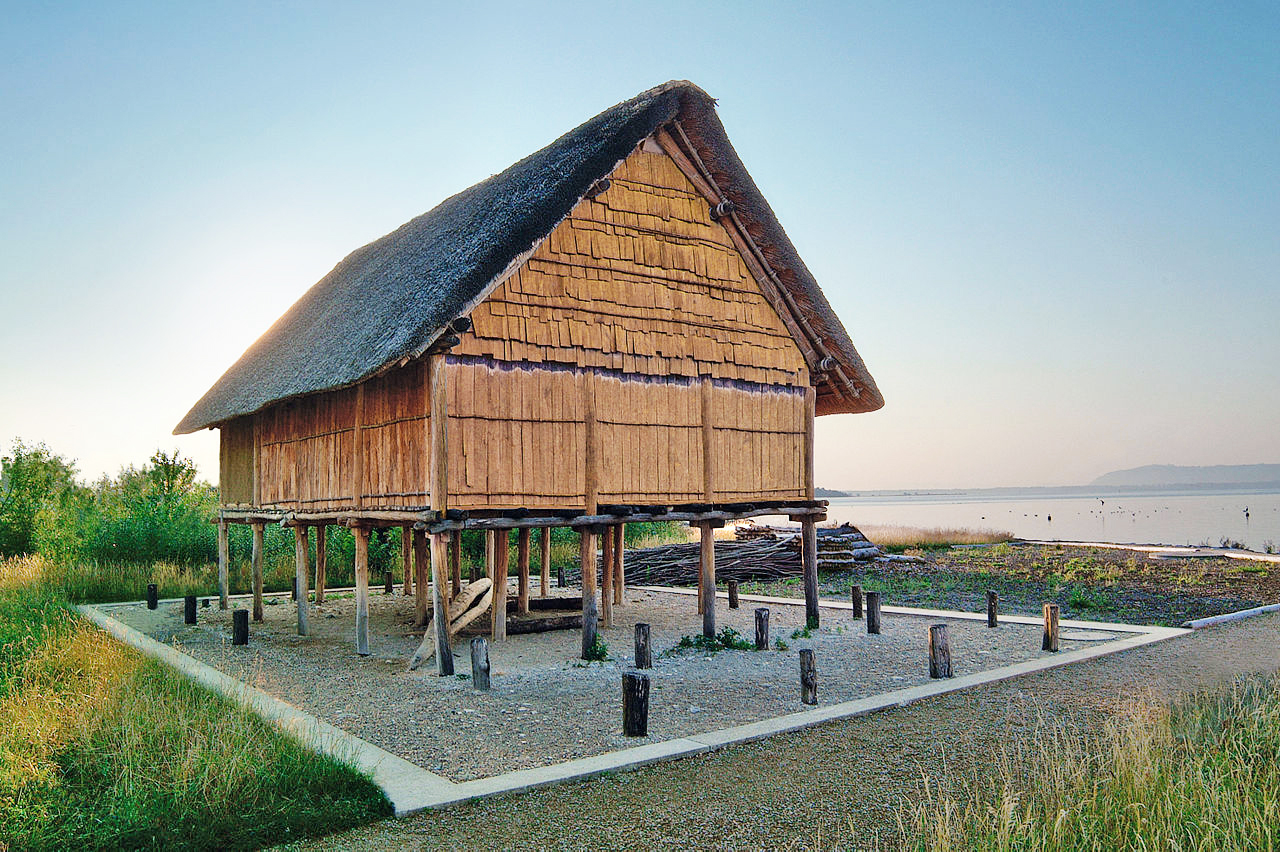
Reconstitution au lac de Neuchâtel, d'une maison de l'âge du bronze.

Le site de La Tène est un habitat lacustre, c'est-à-dire un village érigé sur des plateformes au-dessus des eaux du lac. L'époque de La Tène marque l'apogée de l'expansion celtique. Les progrès de la métallurgie, principalement du fer et du bronze, transforment l'industrie qui passe de l'artisanat à une forme de réalisation en plus grande quantité, ayant pour conséquence, une augmentation du commerce.

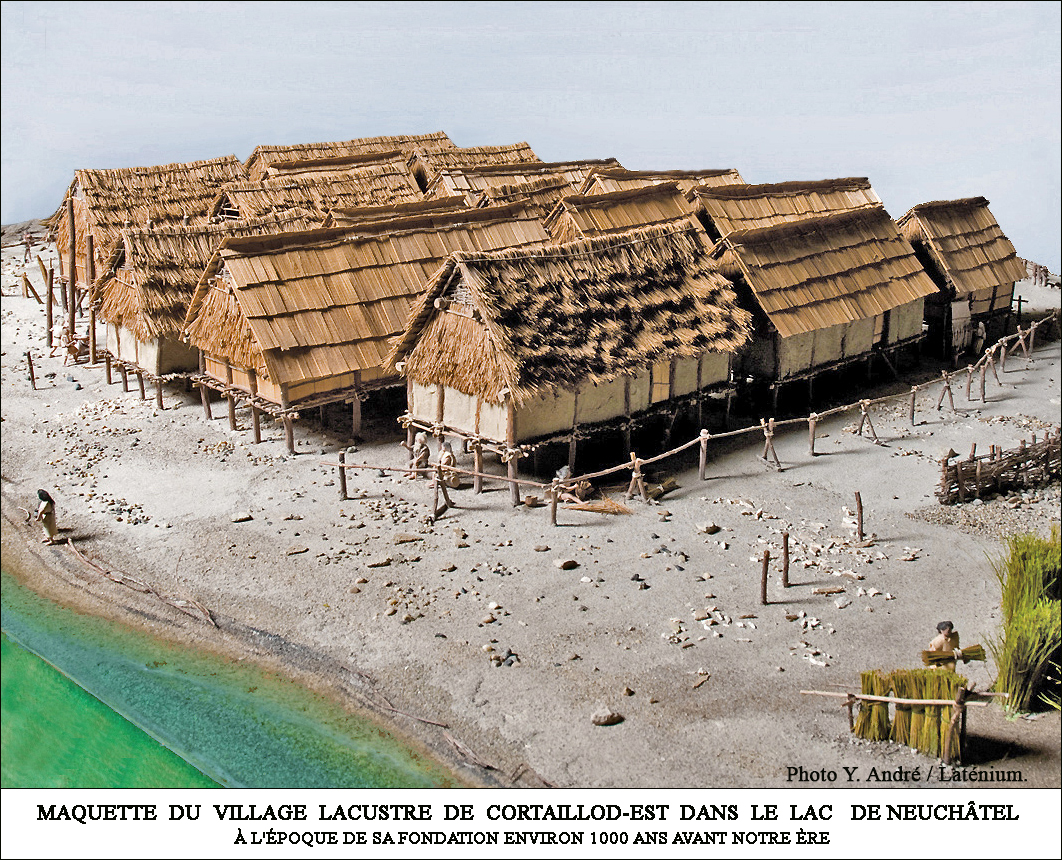
Maquette du village lacustre de Cortaillod-Est, à l'époque de sa fondation (av. J.-C.).

Le site de La Tène, de par sa situation de cité lacustre, est particulièrement peu enclin à l'interprétation de réseaux hydrauliques, à la fois difficiles à construire pour les besoins des populations et à en découvrir les vestiges pour les archéologues. Il existe de nos jours de très nombreuses découvertes d'objets divers : en 2011, 4 500 objets ont été recensés, conservés dans une trentaine de musées dans le monde, sans compter ceux dans des collections privées. Des armes, des outils en provenance des ateliers ou pour la culture des champs, du matériel à usage domestique en cuivre, des fibules, et des parures pour l'habillement en bronze font partie des objets retrouvés sur ce site. Par contre, aucun matériel concernant des réseaux hydrauliques, n'a été mis au jour par les archéologues.

## Allemagne

### Contexte
Les Celtes en Allemagne sont originaires des régions de l'Europe centrale. La première vague des migrations vers l'ouest du continent européen a eu lieu au IXe millénaire avant notre ère. Une deuxième vague s'étale entre le IIIe et Ier millénaires avant notre ère — au cours de l'âge du bronze — : ils seront les bâtisseurs des tumulus.

### La Heuneburg

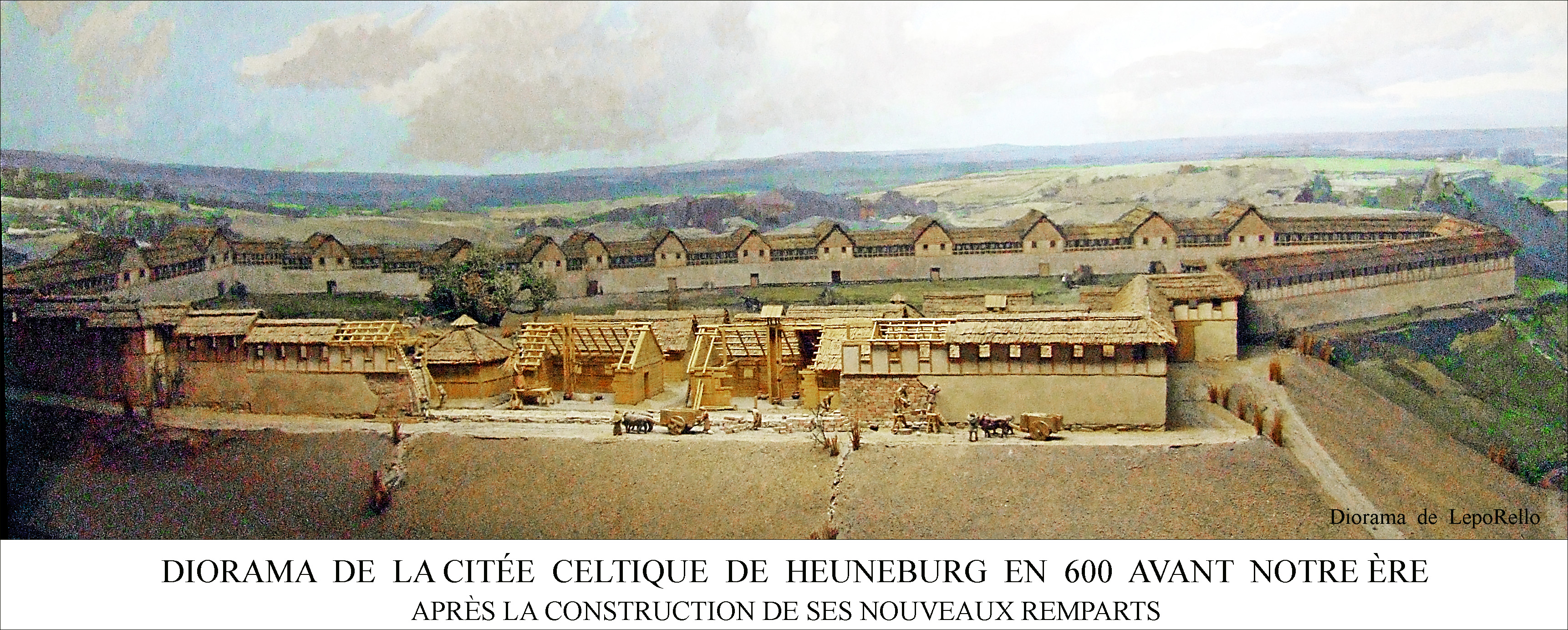
Diorama de la cité celtique de Heuneburg en 600 avant notre ère.

Le site de la Heuneburg, construit sur le cours supérieur du Danube, est le site d'habitat le mieux étudié de l'âge du fer en Europe centrale. Il se compose d'un plateau fortifié datant du premier âge du fer, d'une ville basse laquelle « au Hallstatt final, l'agglomération s'étendait probablement jusqu'au pied du plateau » et d'une agglomération extérieure comportant plusieurs villages ou habitats ruraux distants de plusieurs kilomètres du centre principal de la Heuneburg.

### Ville basse

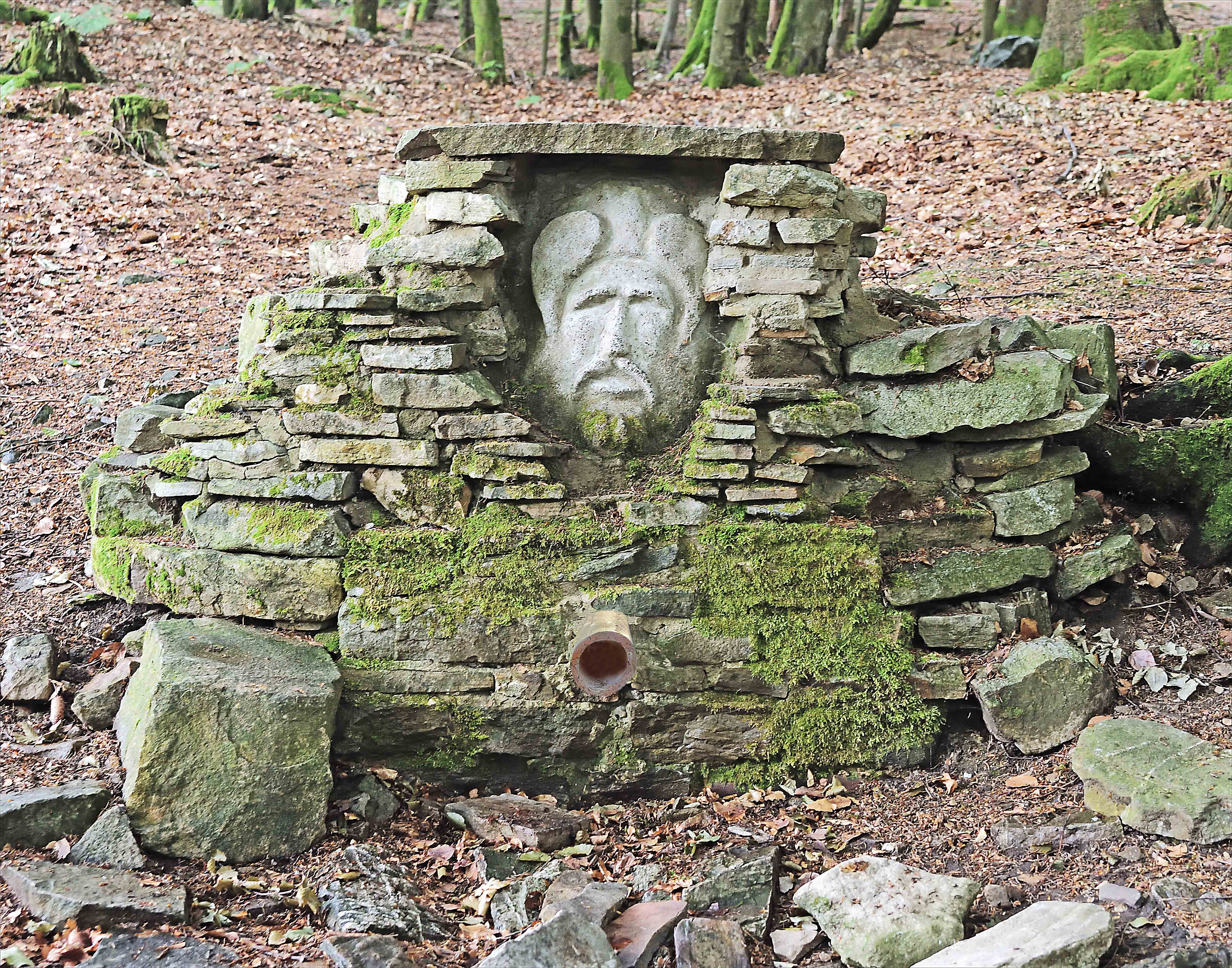
Fontaine celtique d'Otzenhausen.

La ville basse de la Heuneburg se trouve à l'ouest du plateau, proche de la zone de l'agglomération extérieure. Durant cette première période d'occupation, au Hallstatt final, l'agglomération s'étendait probablement jusqu'au pied du plateau. Les fouilles du début du XXe siècle ont permis la découverte de fortifications entourant la ville basse au moyen de talus défensifs et de fossés de grandes dimensions. Aucune trace de la gestion de l'eau sur la ville basse ne figure sur les rapports de fouilles, mais le Danube qui coule au pied de la cité devait permettre son approvisionnement en eau pour les besoins domestiques, pour le bétail et pour les besoins de l'agriculture[réf. nécessaire].

### Habitats ruraux aux abords de la Heuneburg

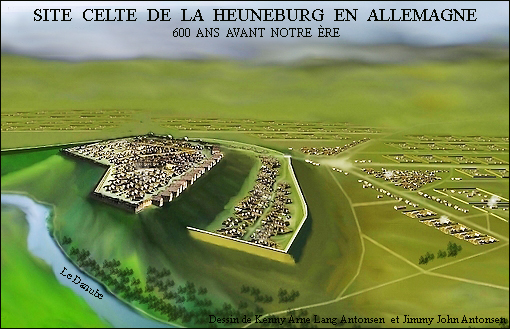
La cité de Heuneburg en 600 avant notre ère (reconstitution).

De nombreuses recherches et fouilles archéologiques ont eu lieu depuis la fin du XIXe et le début du XXe siècle, notamment dans les villages autour de la Heuneburg. Des agglomérations non fortifiées à caractère agricole permettaient l'approvisionnement de la Heuneburg en produits agricoles nécessaires à la survie des populations. Les conditions de conservation humides dans les fossés de Heuneburg fournissent des preuves de l'existence de plantes et de cultures de jardin.
Ces recherches ont donné une vision différente de la Heuneburg, notamment sur son environnement : d'une simple hauteur fortifiée de taille modeste, il a été découvert une agglomération d'une surface de près de 100 hectares avec une population estimée à 5 000 habitants.
Les fouilles du début du XXe siècle ont permis de découvrir une agglomération très importante, s'étendant sur près de 100 hectares. Cependant, comme beaucoup d'autres sites de l'époque occupés par les populations celtes, les archéologues n'ont découvert que peu de vestiges de réseaux hydrauliques, pour la captation, le stockage et le transport des eaux vers les habitations.

### Alte Burg

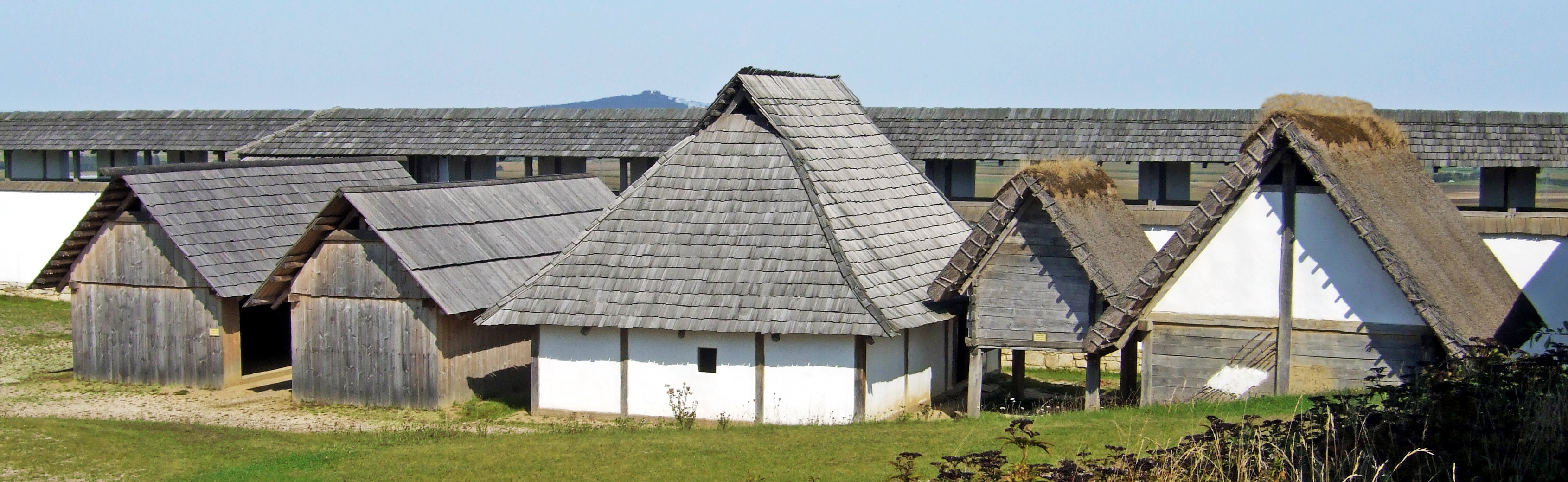
Reconstitution du site de la Heuneburg avec ses murs en adobe.

Le site de l'Alte Burg se trouve sur un long éperon, d'une largeur de 55 à 65 m pour une longueur de 340 m et une superficie interne de 2 hectares, il se trouve à environ 10 kilomètres au nord-ouest de la Heuneburg. Le site de l'Alte Burg est un site très important de l'époque de Hallstatt, dont le plateau fut modelé et aplati afin de recevoir les constructions de l'agglomération.

« [Sur l'] Alte Burg une petite butte sur le plateau au sud-ouest fit l'objet en 1894 de recherches archéologiques, mettant au jour un puits central contenant les restes humains de six individus. Un usage plus ancien du puits comme citerne ou points d'eau est, en raison de sa forme, de sa position sur le point culminant du plateau et de son socle géologique, à exclure. [...] L'absence de vestige témoignant d'un approvisionnement en eau sur le plateau est également problématique. »

La Große Heuneburg, se trouve sur un promontoire rocheux dominant d'environ 90 m le fond de vallée et située à 4,5 km au nord de la Alte Burg. De forme trapézoïdale, la Große Heuneburg, couvre une surface d'environ 8 hectares.

« De larges terrasses s'étendent au sud et à l'ouest sur le pourtour extérieur de l'enceinte principale. Il n'y a pas d'accès à l'eau sur le plateau, mais une source s'écoulait au nord dans le fossé entre la fortification principale et le faubourg. »

Plusieurs qualités — la capacité d'une production agraire élevée, un accès facile aux ressources naturelles, la proximité du Danube — ont motivé le choix du lieu. En plaçant des cercles de 5 km de rayon autour de chaque site central et en examinant les sols et leur fertilité, le potentiel de production alimentaire maximale diffère considérablement, d'où le choix de certains emplacements des oppidums.
Les fouilles des différents sites de la Heuneburg n'ont pas permis de mettre au jour un nombre important de matériels pour la gestion de l'eau. Certaines fouilles étant des sondages parcellaires, les archéologues ne trouvent, dans ces cas-là, que rarement un réservoir ou des restes de canalisations.
Cependant, sur le plateau de la Heuneburg, l'approvisionnement en eau était nécessaire pour les besoins domestiques, pour certains ateliers et pour l'arrosage des potagers. L’absence de source aurait nécessité le creusement d’un puits sur le plateau, d’une profondeur trop importante pour atteindre l’eau de la nappe. Restait la récupération des eaux de pluie et leur stockage individuel ou collectif pour subvenir aux différents besoins.
Concernant l'approvisionnement de la ville basse et les agglomérations et villages proches — Alte Burg, Große Heuneburg, habitats ruraux —, le Danube et les ruisseaux proches des différents sites permettaient de creuser des puits peu profonds pour satisfaire les besoins des populations.

### Oppidumde Manching

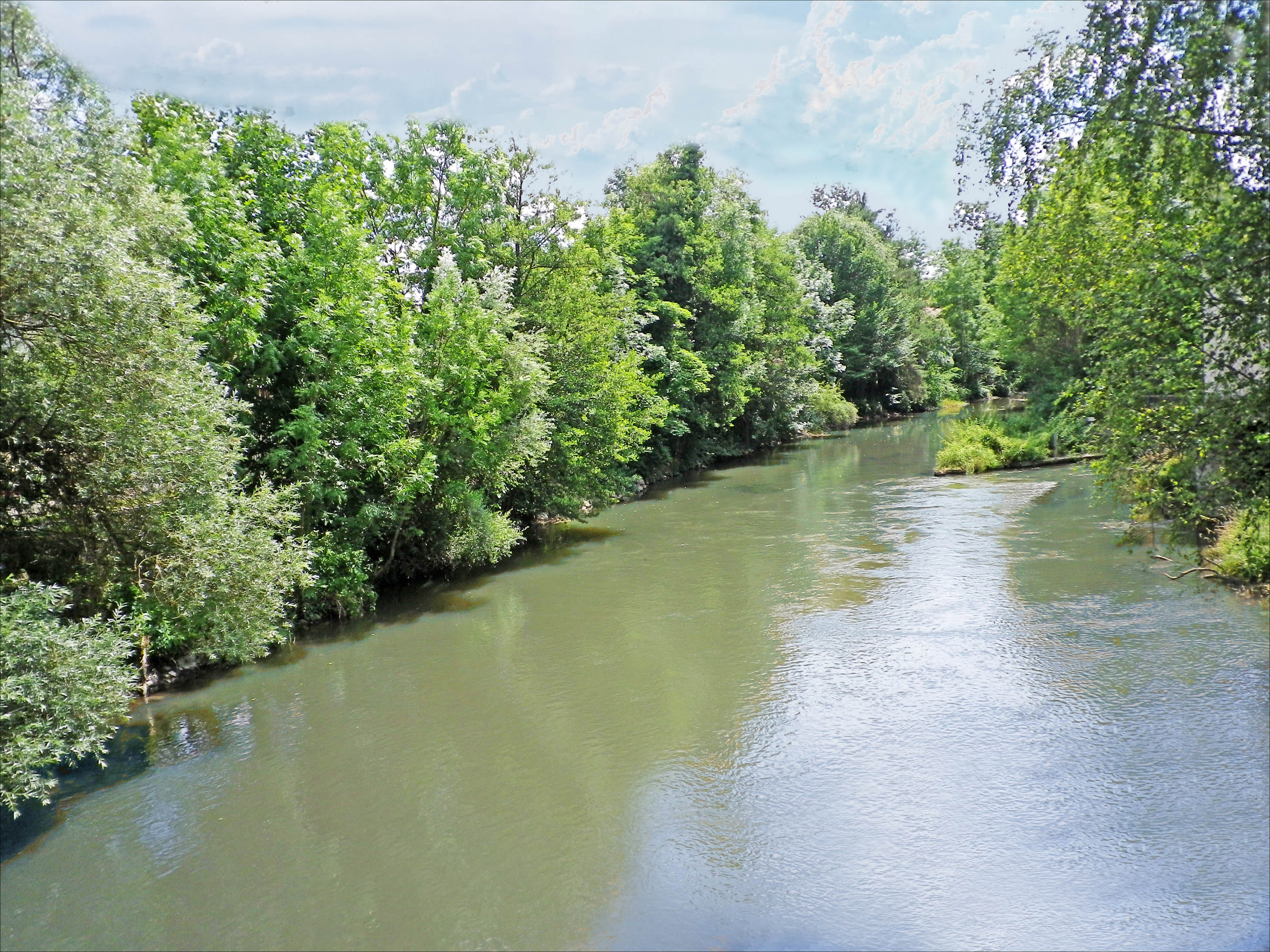
La rivière Paar aux environs de l'oppidum de Manching.

Site celtique important en Allemagne, l'oppidum de Manching en Haute-Bavière est la plus grande ville celte au nord des Alpes et capitale de la tribu celtique des Vendéliques. Ce n'est pas un oppidum bâti sur une hauteur mais en plaine, un site stratégiquement placé au carrefour de plusieurs routes commerciales orientées du nord au sud et d'ouest en est. Sa proximité avec le confluent du Danube et de la rivière Paar a fait du nord de la ville un port fluvial de grande importance dans le commerce à longue distance.

L'oppidum de Manching a été fondé vers le IIIe siècle avant notre ère, avec son apogée dans la seconde moitié du IIe siècle avant notre ère et un abandon du site par ses habitants vers le milieu du Ier siècle avant notre siècle. Les recherches sur l'hydrologie de Manching ont révélé la réorientation de la rivière Igelsbach, qui se jetait à l'origine dans le Danube et qui a vu son cours modifié par le creusement d'un nouveau lit pour se jeter dans la Paar. Le nouveau cours de la rivière contourne une partie de l'oppidum afin d'être utilisé comme des douves défensives.

« Les fouilles mais aussi les études archéobotaniques ont révélé la présence de champs à l'intérieur de l'oppidum. [...] l'oppidum était entouré en grande partie par des tourbières basses et par des cours d'eau et la plupart des terres cultivables étaient situées à l'intérieur du rempart, la présence de champs près des quartiers d'habitat est d'autant plus probable. »

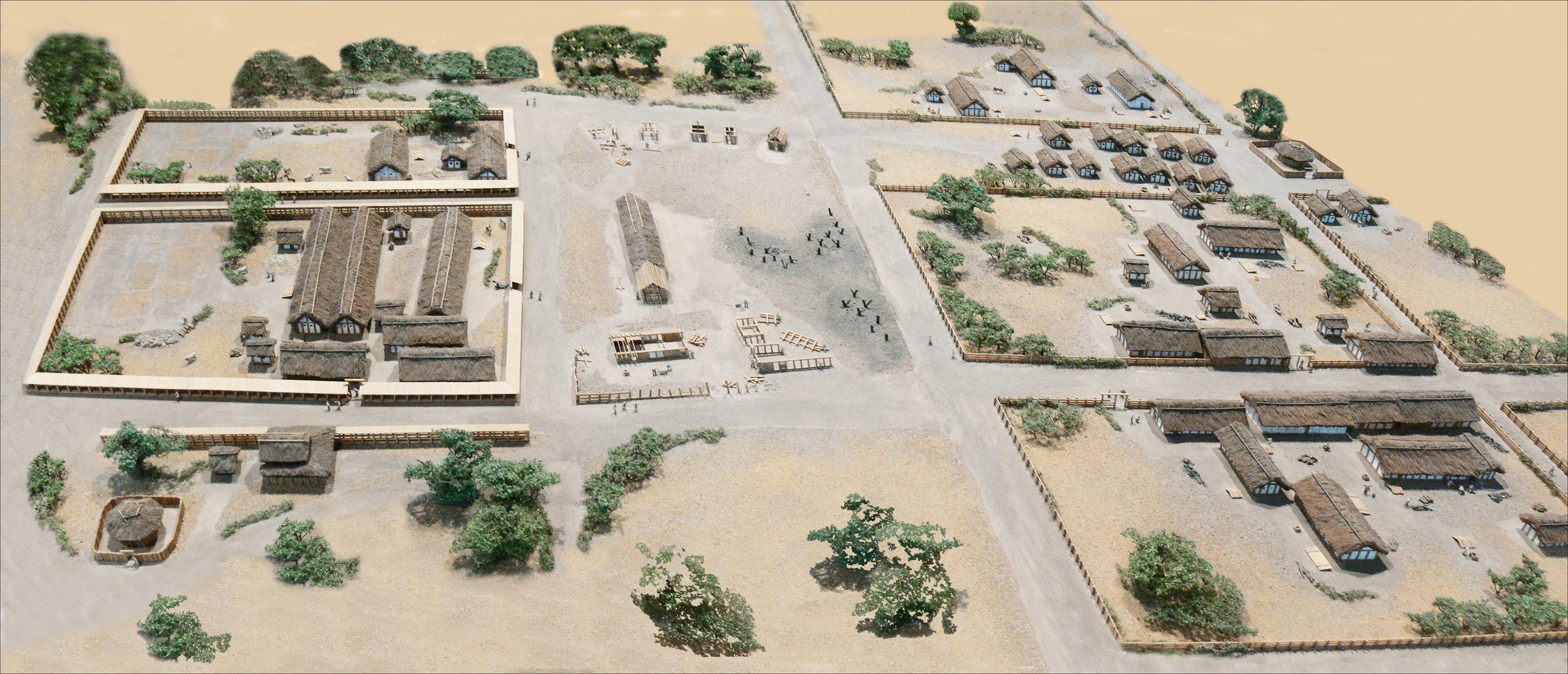
Reconstitution partielle de l'oppidum de Manching avec le montage de 2 photos.

En ce qui concerne les réseaux hydrauliques de l'oppidum, aucun élément de stockage ou canalisation pour le transport des eaux n'apparaît dans les rapports de fouilles des archéologues ou dans les récits d'historiens. La découverte de puits est abordée de façon très succincte et sans explication,.

## Gaule

### Contexte

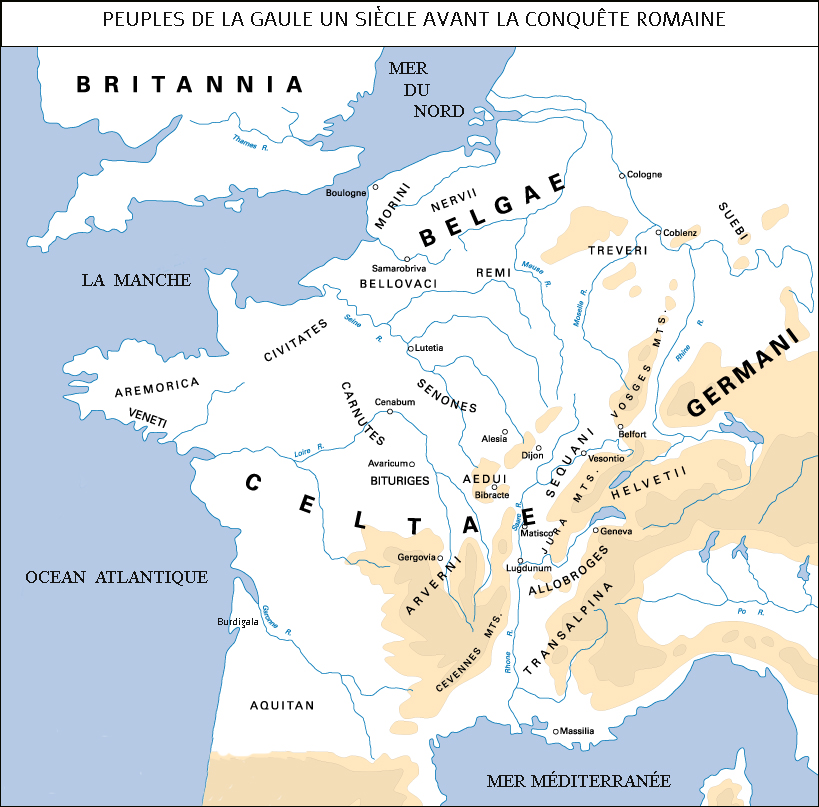
Peuples de la Gaule un siècle avant la conquête romaine.

Le terme Gaulois sert généralement à désigner l'ensemble des peuples celtiques ayant occupé les territoires actuels de la France, de la Belgique, du Luxembourg, une partie de l'Allemagne et des Pays-Bas. Cet ensemble géographique peuplé de Gaulois, n'étaient pas organisés en État ou confédération, mais était composé d'une centaine de peuples, tribus, collectivités, petits villages ou villes, chacun amis ou ennemis au gré des époques et des alliances. Chaque peuple-état avait son propre gouvernement et sa propre défense ou armée.

### Villages, oppidums et villes
À la fin de leur migration en Gaule, vers le IIe siècle avant notre ère, les Celtes bâtissent leurs premiers villages : les oppidums. Par la suite, avec l'augmentation des populations, les oppidums se développent pour se transformer en agglomérations plus importantes, qui seront des villes, parfois des capitales de peuples celtes, comme Bibracte capitale des Éduens, Gergovie capitale des Arvernes, les Parisii ayant pour capitale Lutèce et Burdigala (Bordeaux) celle des Bituriges Vivisques.
L'eau pour les besoins domestiques, pour le bétail, l'agriculture et les ateliers — forge, tannerie, poterie — est généralement fournie par un fleuve ou le lac proche, une rivière ou des ruisseaux coulant au pied de l'oppidum, des sources aménagées ou des puits creusés par les humains.

Leur importance grandissant, les oppidums deviennent des centres d'échanges commerciaux avec l'établissement de marchés et de foires. Dans certains oppidums, les fouilles archéologiques ont permis de retrouver des vestiges d'ateliers de fabrication en métal (bronze, acier, cuivre), en cuir et en tissu. Ces objets fabriqués en grande quantité devaient être vendus ou échangés en dehors de l'emprise de l'oppidum et renforcer les échanges commerciaux entre tribus.

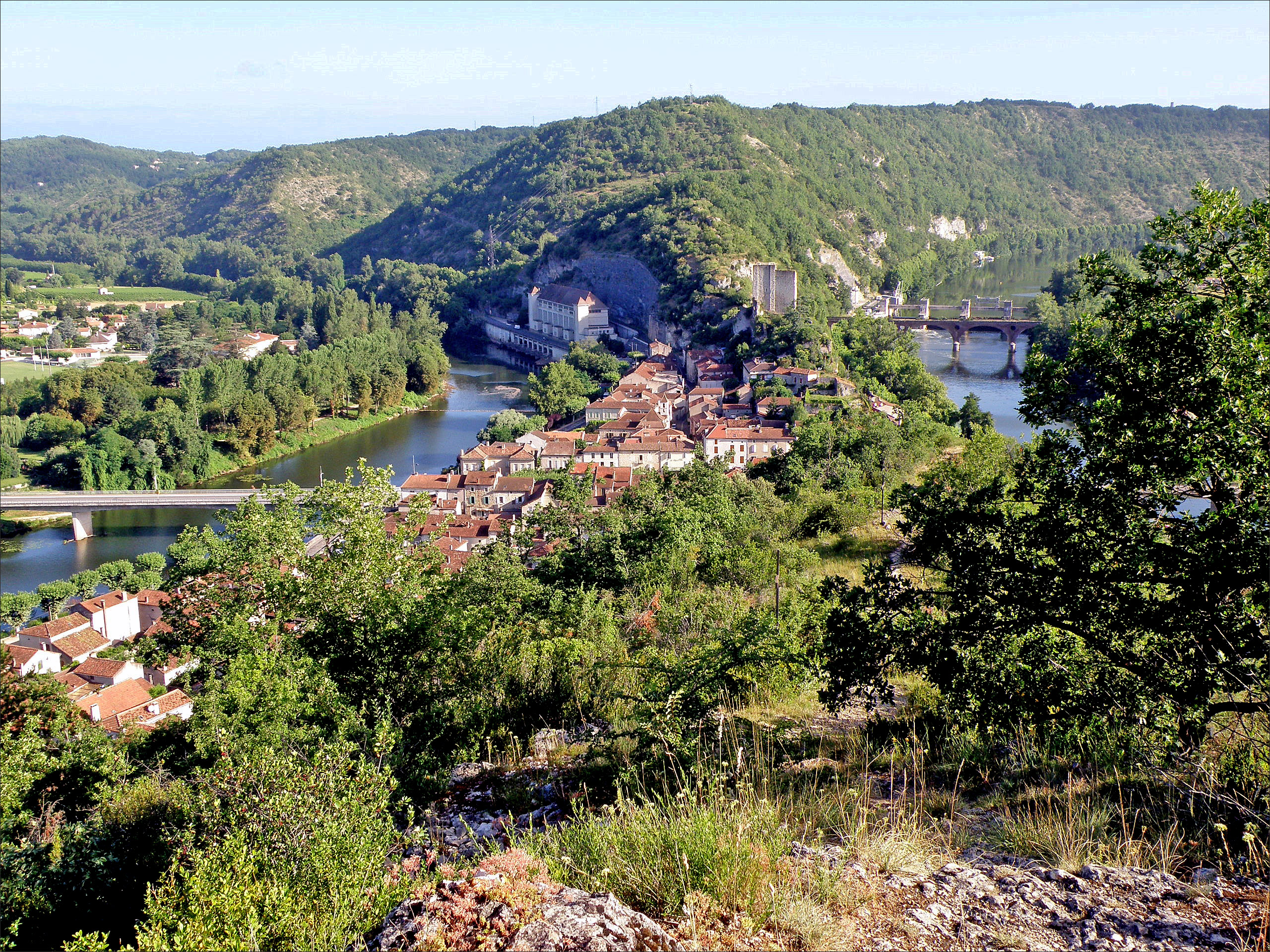
L'oppidum de Luzech sur l'Impernal depuis la Pistoule.

C'est à la fin de la guerre des Gaules et sous le règne de l'empereur Auguste, que la civilisation romaine se répandit à un rythme très rapide dans tout le monde antique et permit le développement de certains oppidums avec une modification de l'architecture des habitations et des bâtiments à caractère public, ainsi que l'amélioration des voies de circulation intérieures, terrestres et maritimes.
La mise en place de réseaux d'adduction d'eau à partir des sources disponibles, la récupération et le stockage et l'évacuation des eaux de pluie et eaux usées, facilita la construction de maisons en pierre — influencées par la domus romaine — et la venue de marchands et d'une population gallo-romaine plus riche désireuse d'imiter les conquérants. Ce fut le cas de l'oppidum gaulois d'Ambrussum.

### Réseau hydraulique

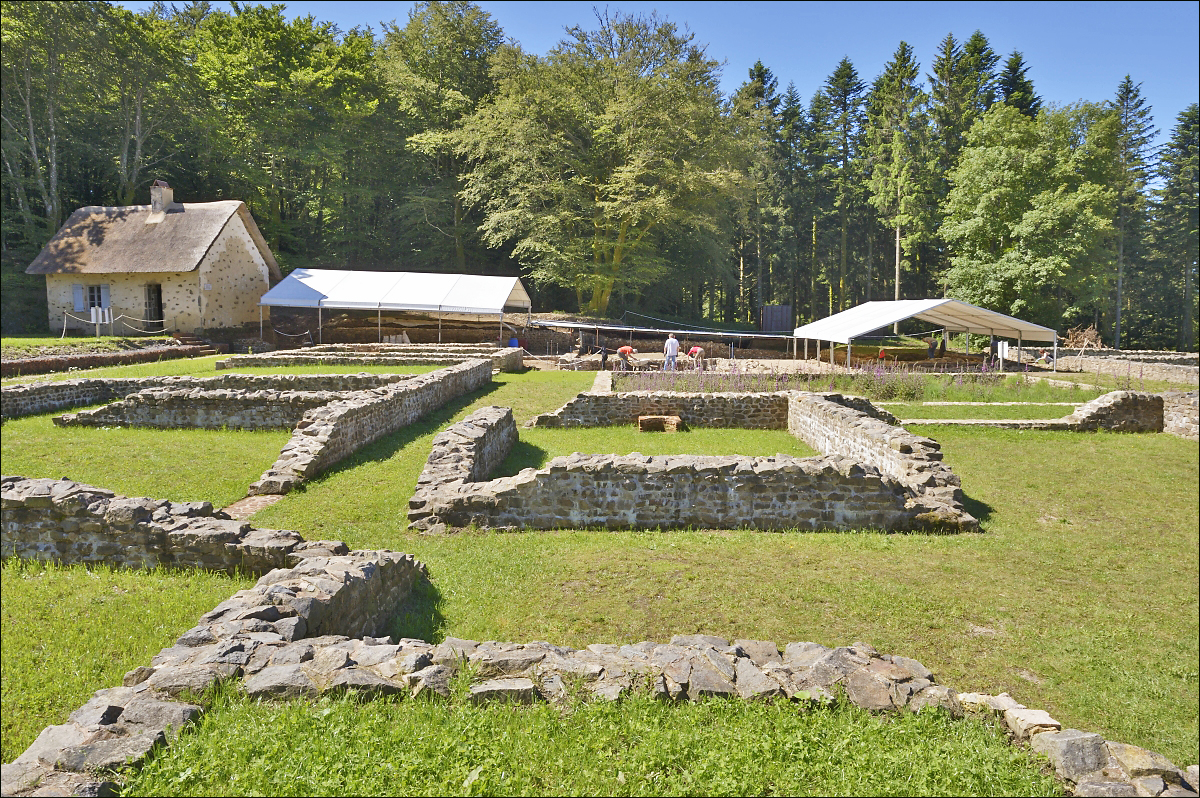
Oppidum de Bibracte, maison dite PC1,

Les réseaux hydrauliques s'établissent en fonction des ressources en eaux pluviales, de surface et souterraines qui sont inégalement réparties dans le temps et dans l'espace.
Comme pour beaucoup d'autres villes celtes, la morphologie des réseaux hydrauliques de l'oppidum de Bibracte demeure difficile à établir. Les archéologues ayant étudié le site proposent l'hypothèse selon laquelle le réseau d'adduction d'eau s'est adapté aux variations des diverses résurgences constatées lors des fouilles. Emprunté aux religions anciennes, les Éduens et les habitants de Bibracte avaient « le culte des eaux et des fontaines (en), le plus ancien de tous avec le culte du feu [...] Ce culte des eaux, dès les temps les plus reculés, Bibracte et le mont Beuvray y ont été fréquentés comme un lieu de pèlerinage ».
Le nombre de structures liées à l'utilisation et la consommation d'eau potable est important, que ce soit pour le captage de ces eaux, son stockage, sa distribution et l'évacuation des eaux usées. On fait là référence aux sources, puits, citernes, bassins, aqueduc, répartiteurs, canalisations de toutes natures, caniveaux, égouts.

### Oppidumde Bibracte

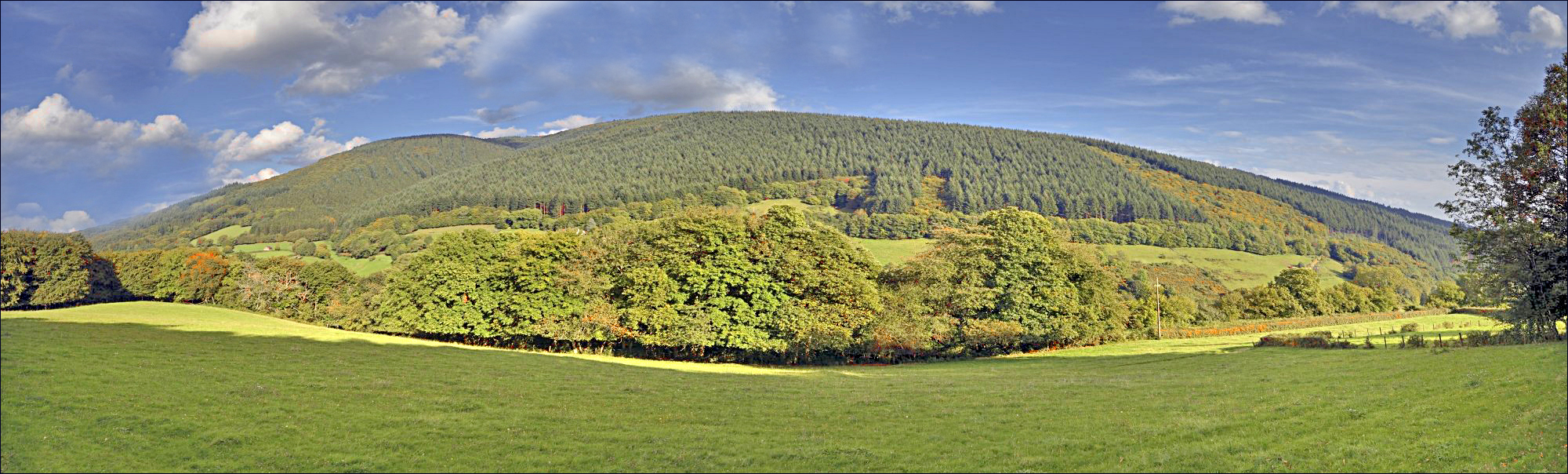
Le mont Beuvray et ses environs depuis la plaine.

Au vu des nombreuses fouilles réalisées par les archéologues et le travail des historiens, sur les différents sites celtes européens, l'oppidum de Bibracte, capitale du peuple celte des Éduens, est l'oppidum qui rassemble le plus d'informations et de matériel exploitables sur l'histoire de l'hydraulique et de l'alimentation en eau des oppidums.
L'oppidum de Bibracte est situé sur le mont Beuvray, dans le Haut Morvan. C'est le seul sommet détaché qui se termine par un plateau et qui culmine entre 750 et 820 mètres de haut. Son altitude en fait un excellent point de vue et une protection efficace contre d'éventuelles invasions. De nombreuses sources d'eau potable jaillissent de la partie haute du plateau, formant des ruisseaux qui s'écoulent vers les vallées et les rivières, notamment l'Yonne. Ville capitale des Éduens, Bibracte a compté entre 5 000 et 10 000 habitants et fut une plaque tournante pour l'artisanat et les échanges commerciaux.

Plan de l'ensemble de l'oppidum de Bibracte.

Vers le milieu du IIe siècle avant notre ère, de nombreux villages et villes se construisirent dans un grand nombre de régions occupées par les Celtes. Les fouilles anciennes et celles entreprises depuis le XXIe siècle permettent de mettre au jour un urbanisme particulier dans la civilisation celte. Les grandes villes, dont certaines, comme Bibracte, avaient le rôle de capitale économique, politique et religieuse pour les Celtes de la région, étaient, comme les villages, délimitées, sinon protégées, par un mur d'enceinte ou rempart de pierres et de bois avec son chemin de ronde dont la longueur pouvait atteindre plusieurs kilomètres, notamment à Bibracte, Alésia ou Gergovie. César lui-même, conscient de l'importance de l'oppidum de Bibracte et de sa position quasi imprenable, écrit dans sa Guerre des Gaules : « Bibract [...] qui est la ville de la plus grande autorité [importance sur le plan défensif] ». La morphologie des remparts de Bibracte, aux nombreuses sinuosités sur le flanc de la montagne, était commandée par la nécessité de s'assurer la possession des sources et des réservoirs établis en aval des sources.

#### Captage des eaux

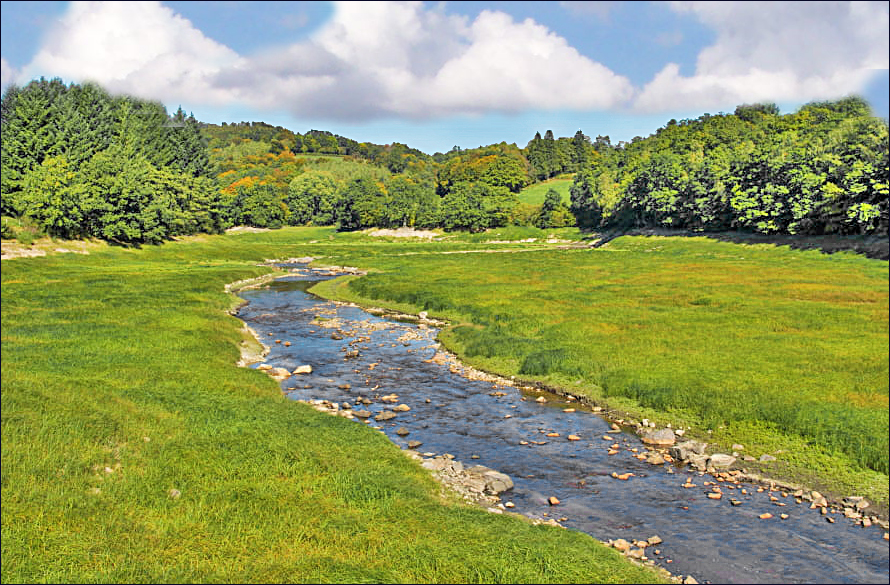
Près de Bibracte, Le Méchet, un ruisseau dans le Morvan.

Les eaux de pluie d'orages, leur récupération et leur stockage, ont formé une part importante dans les ressources hydriques de Bibracte pour satisfaire les besoins de la cité. La pluviosité importante pendant l'automne et l'hiver place la moyenne des précipitations annuelles entre 1 000 et 2 000 mm, avec des étés chauds et secs coupés d'orages d'une durée normale. L'importance des précipitations d'été a cependant nécessité des aménagements de l'oppidum, notamment pour la récupération des eaux de pluie : caniveaux, réservoirs et bassins de récupération.
Il existe sur le site de Bibracte quatre grands réservoirs ou citernes. Leur fonction est généralement la collecte et le stockage des eaux de pluie. Pour leur mise en œuvre, ces réservoirs ont été construits sur une surface rocheuse nivelée, les murs réalisés en pierres taillées sur place et enduites d'argile de même que le fond, afin d'obtenir une parfaite étanchéité de l'ensemble. Les réservoirs partiellement ou totalement enterrés ont une grande longueur et sont assez étroits — 4 × 1 m ou 10 × 1,50 m — ou de forme elliptique ou naviforme — comme le réservoir à la Pâture du Couvent.
« Aucun système d'alimentation en eau n'a jamais été découvert [pour ces 4 réservoirs], en revanche l'évacuation était assurée [...] par un orifice de 10 cm de côté, qui communiquait avec une canalisation d'évacuation d'eau, vraisemblablement coffré de planches. » 

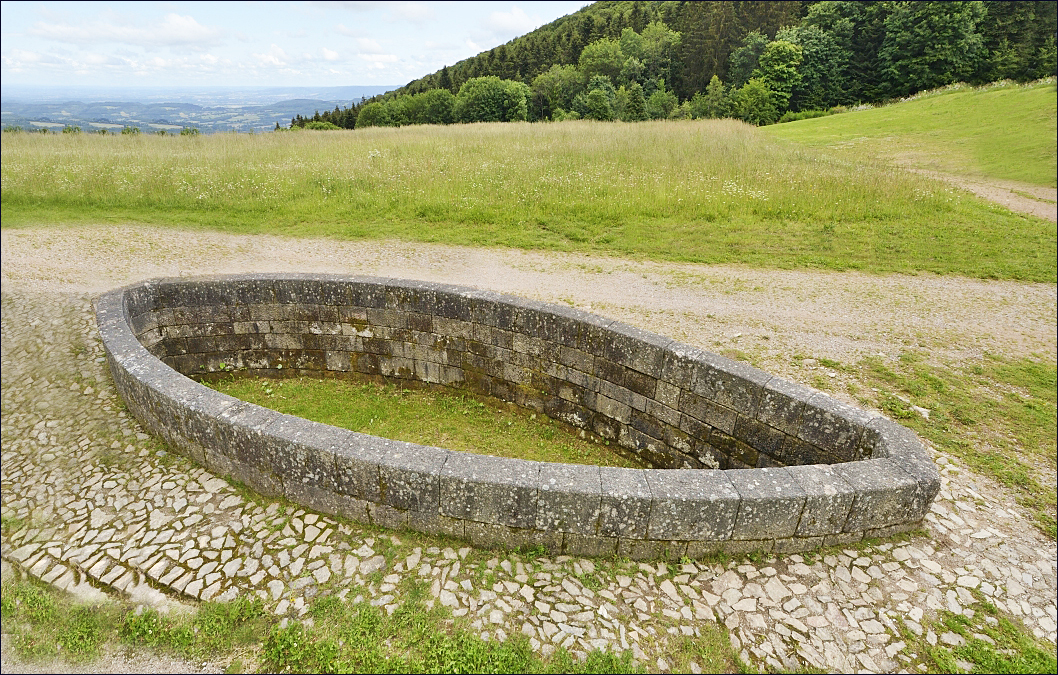
Bibracte, bassin elliptique à la Pâture du Couvent.

Dans la partie nord-est de l'oppidum, au niveau du passage des remparts par le ruisseau de la Côme-Chaudron, ont été construits cinq bassins — un à l'intérieur des remparts et les quatre autres à l'extérieur. Il s'agit de bassins carrés de 7,40 m de côté et 0,70 m de profondeur réalisés avec un cuvelage en bois de châtaignier et une double couche d'argile. Ces bassins d'une capacité totale de 190 m3 ont pour fonction de récupérer les eaux de pluie ruisselant le long des pentes et de les stocker, mais également « de ralentir le débit de l'eau et d'éviter la destruction du rempart » tout en se préservant d'une attaque ennemie avec l'obstruction du passage par les réservoirs d'eau.

##### Puits
L'eau des puits fut également une source non négligeable dans la récupération des eaux de pluie, puisées dans la couche haute des nappes phréatiques alimentées par les précipitations saisonnières. Le nombre des puits mis au jour n'est que de 17, dont 11 dans le quartier artisanal. Si ce moyen de récupération des eaux est facile à réaliser — en fonction de la profondeur de la nappe phréatique et de la nature du sol à creuser — sa mise au jour peut être plus difficile après plusieurs millénaires, car certains puits peuvent avoir été comblés pour diverses raisons au cours des siècles. La profondeur des puits sur l'oppidum de Bibracte varie entre 2 et 13,50 m, leur diamètre varie de 1 à 1,60 m. Suivant leur emplacement, les puits sont à usage public ou privé, sinon semi-privé dans les cas où ils sont alignés le long d'une voie de circulation.

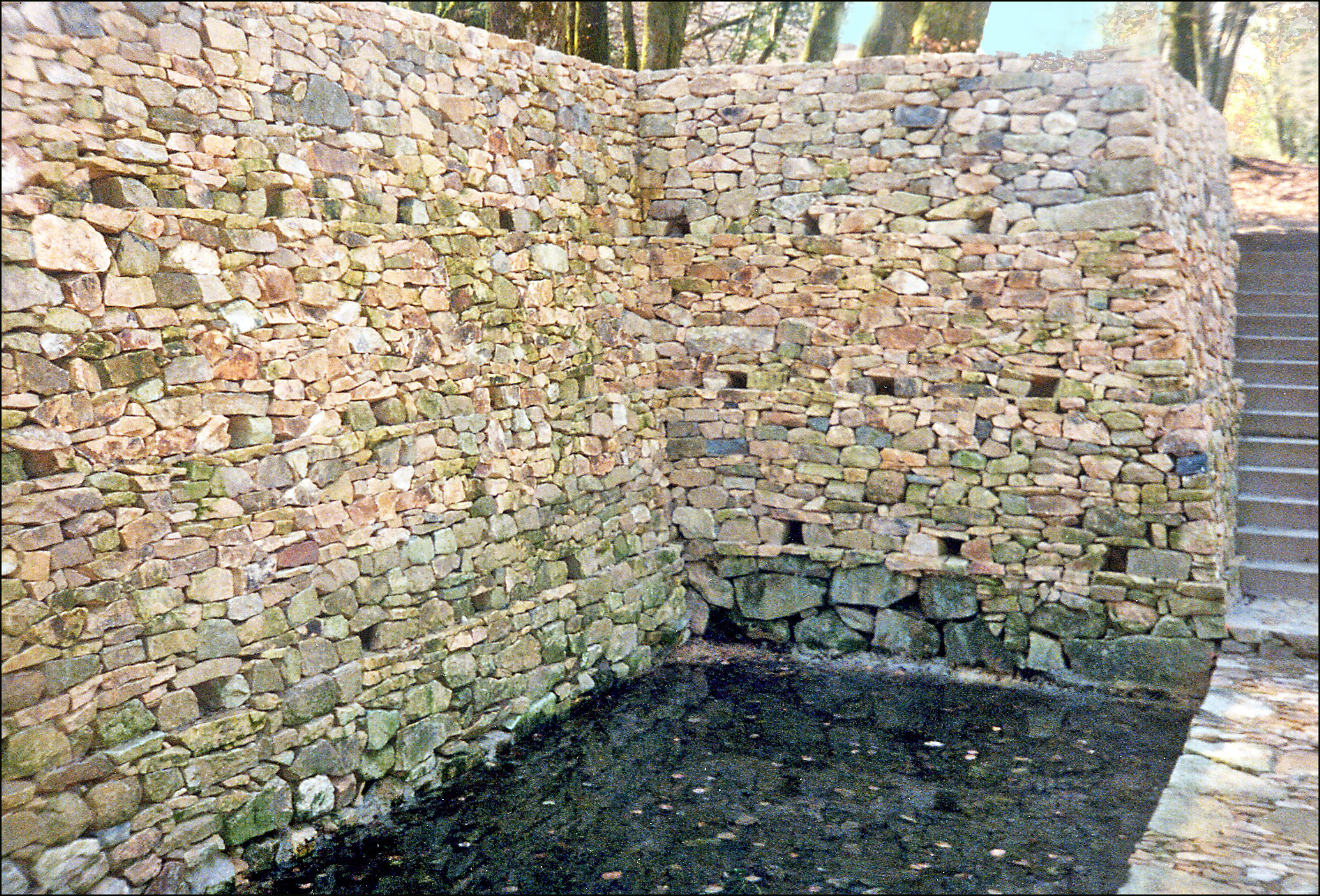
Bibracte, reconstruction de la fontaine Saint-Pierre.

Dans les quartiers des artisans, où la partie au-dessus des ateliers servait également d'habitat pour les artisans, les puits devaient être publics ou semi-publics, alors que dans les quartiers résidentiels, où les maisons avaient une cave, le puits, réalisé en même temps que la maison, était alors privé.

##### Sources
L'eau des sources, avec l'eau des puits, constitue le mode d'approvisionnement en eau potable les plus simples lorsque celles-ci sont disponibles.

« Sur les dix-sept points d'eau comptabilisés [en 2010] dix se situent à une altitude comprise entre 750 et 800 m, six entre 700 et 800 m un seul à moins de 700 m. »

Si l'on analyse la hauteur des sources par rapport à l'emplacement des habitations construites sur l'oppidum, ce sont les deux-tiers de l'approvisionnement en eau potable de Bibracte qui sont satisfaits.
À la sortie de la source un aménagement du terrain était préparé afin de faciliter le captage de l'eau — ce peut être un simple caniveau ou une canalisation en pierres sèches, ou « un petit bac de rétention d'eau en pierre ou en bois ». Dans certains cas, plusieurs résurgences d'eau sont captées et canalisées afin de former un ruisseau principal. À partir de ce premier aménagement ou regroupement des eaux, l'eau est dirigée vers un bassin permettant le stockage et la décantation éventuelle de l'eau.

##### Bassin de la Fontaine de l´écluse
Le bassin de la Fontaine de l'écluse est construit en bois avec poteaux et planches de chêne. « A l'arrière du cuvelage existait un bourrage constitué d'un clayonnage d'argile » pour en assurer l'étanchéité. Les dimensions du bassin sont estimées à 3 m de largeur et 5 m de longueur, pour une hauteur estimée à 0,78 m.

##### Bassin de la Fontaine Saint Pierre

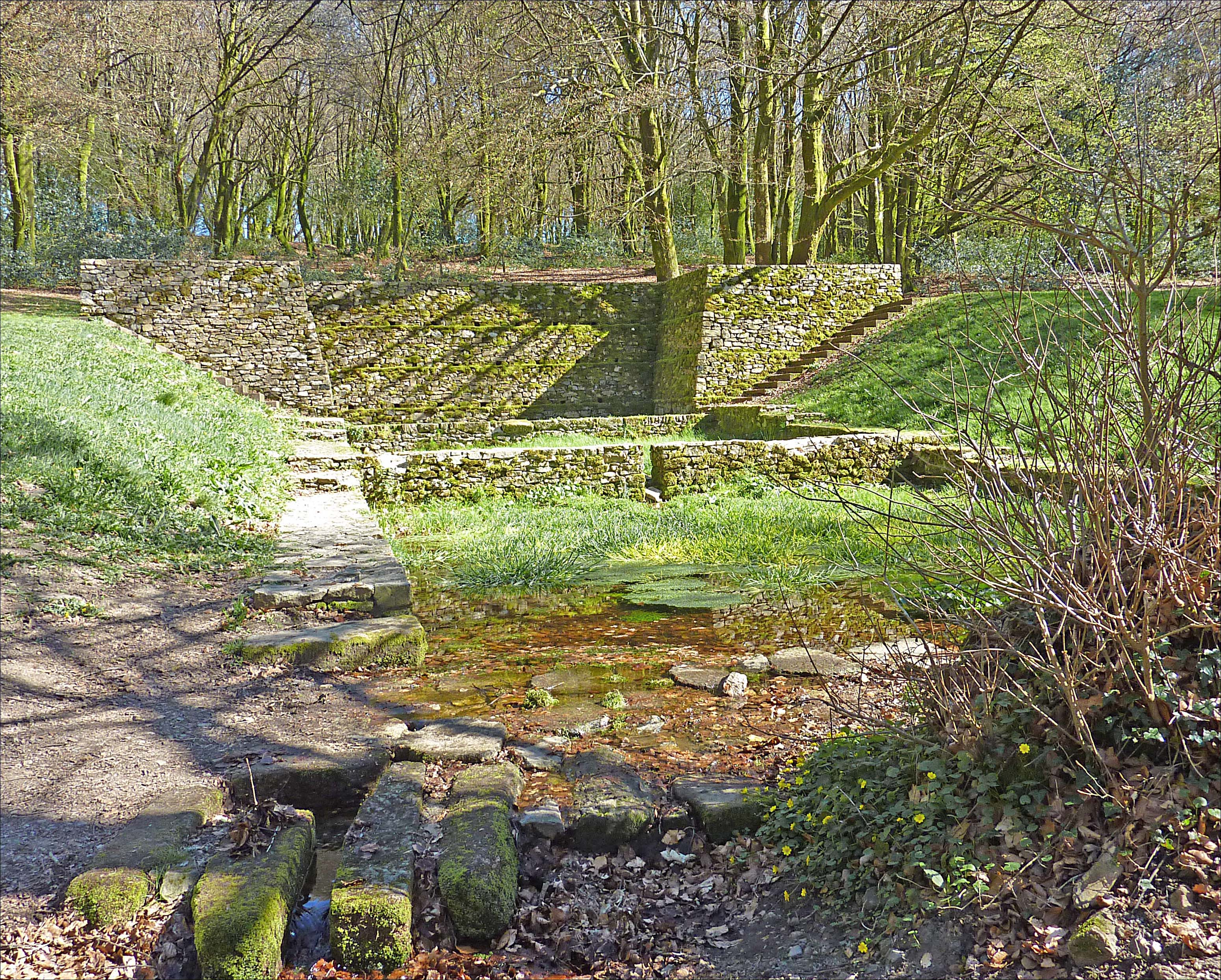
L'oppidum de Bibracte, la Fontaine Saint Pierre et l'ensemble des réservoirs.

La fontaine avec le débit le plus important du site comprend 3 bassins : le bassin principal de 13 m par 10 m, qui jouxte la source, et 2 bassins de 7 m par 5 m ; la hauteur des bassins étant estimée à 1 m, le volume total des 3 bassins serait de 205 m3. Les murs des bassins, d'une épaisseur de 30 et 40 cm, sont réalisés en pierres en argile crue. L'imperméabilité du fond des bassins est réalisée par une couche d'argile surmontée de galets. L'alimentation du bassin principal depuis la source se fait directement par une ouverture dans le mur du bassin, le remplissage des 2 autres bassins — « faute de preuve matérielle plus significative » — devait se faire par débordement ou par un canal dans la partie supérieure des murs de séparation. Au IVe siècle de notre ère, le bassin principal a été réduit par la construction d'un bassin interne réduisant sa capacité.

##### Bassin de ladomusPC1
Le bassin de la domus PC1 est un bassin semi-enterré de 5,9 m sur 3 m ; sa hauteur est estimée entre 2,10 et 2,45 m. Sa construction est faite de pierres et d'argile crue avec des parements de granit rose. L'alimentation du bassin se faisait à partir d'une source proche au moyen d'une canalisation en pierre de dimension importante : 0,60 × 0,50 m. Concernant ce bassin, des preuves archéologiques manques et laissent beaucoup de questions sans réponses, notamment la possibilité que ce bassin soit également utilisé pour la récupération des eaux de pluie — l'impluvium — de la maison.

#### Réseaux d'eau publics
Les réseaux publics d'eau dite potable sont réalisés de tuyauteries en bois, généralement posées sous les chaussées, dans une tranchée de 0,50 m de large avec des profondeurs de à 0,40 à 0,90 m et comblés par une couche de terre fine ou de sable. Beaucoup de ces canalisations ont disparu et il ne reste que les frettes en fer disposées tous les deux mètres, ce qui permet de définir la longueur des tuyaux. La dimension des frettes recensées par les archéologues varient entre et 6 et 18 cm de diamètre. « Les frettes sont des cercles de fer forgé, disposés dans l'épaisseur du bois et qui assurent la connexion entre les deux tuyaux. Dans la partie médiane, un bourrelet central légèrement plus épais, forme une butée entre les deux tuyaux. » Le nombre important de frettes découvert sur le site de Bibracte, indique l'utilisation massive de tuyauteries en bois utilisées par les Celtes à Bibracte, par rapport aux tuyauteries en terre cuite et en plomb.

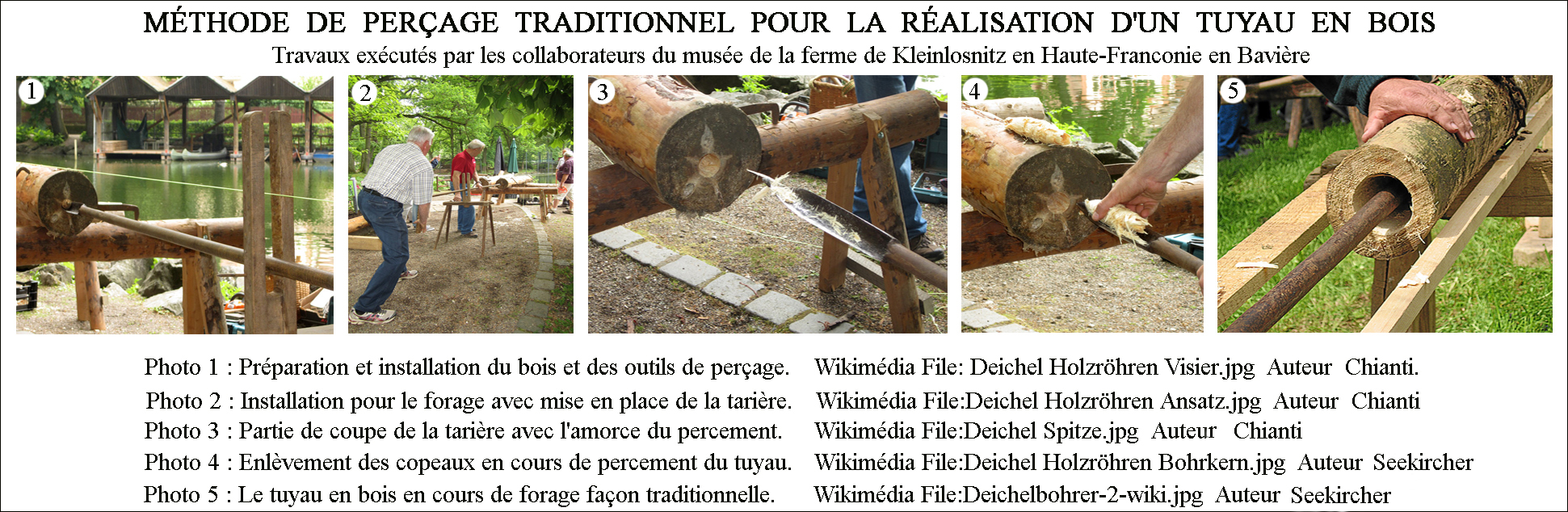
Perçage traditionnel pour la réalisation d'un tuyau en bois.

Les archéologues ont découvert pour certaines adductions d'eau à caractère public — au nombre de 12 dont celle de la domus PC1 — des réseaux en pierres avec de l'argile, parfois « enduite de mortier de tuileau » pour en assurer l'étanchéité dans le fond. Les dimensions varient de 0,15 à 0,50 cm.

#### Réseaux d'eau privés
Bibracte fut la capitale et le centre névralgique du pouvoir de l'aristocratie éduenne, mais également un lieu important de l'artisanat des Celtes en Gaule. Les Éduens ayant obtenu le statut d'amis du peuple romain, les contacts entre les bâtisseurs celtes et les artisans romains eurent certainement lieu bien avant la victoire de César sur Vercingétorix en 52 avant notre ère et l'annexion par les Romains du territoire qui deviendra la Gaule. Les envahisseurs ne furent pas tous et toujours des barbares : 

« […][mais] deviennent en fait des partenaires […] dans la continuité des traditions locales, leurs caractéristiques architecturales évoluèrent lentement sous l'influence romaine, dans les décennies qui suivirent la conquête, puis furent abandonnées au profit du modèle impérial [romain] ».

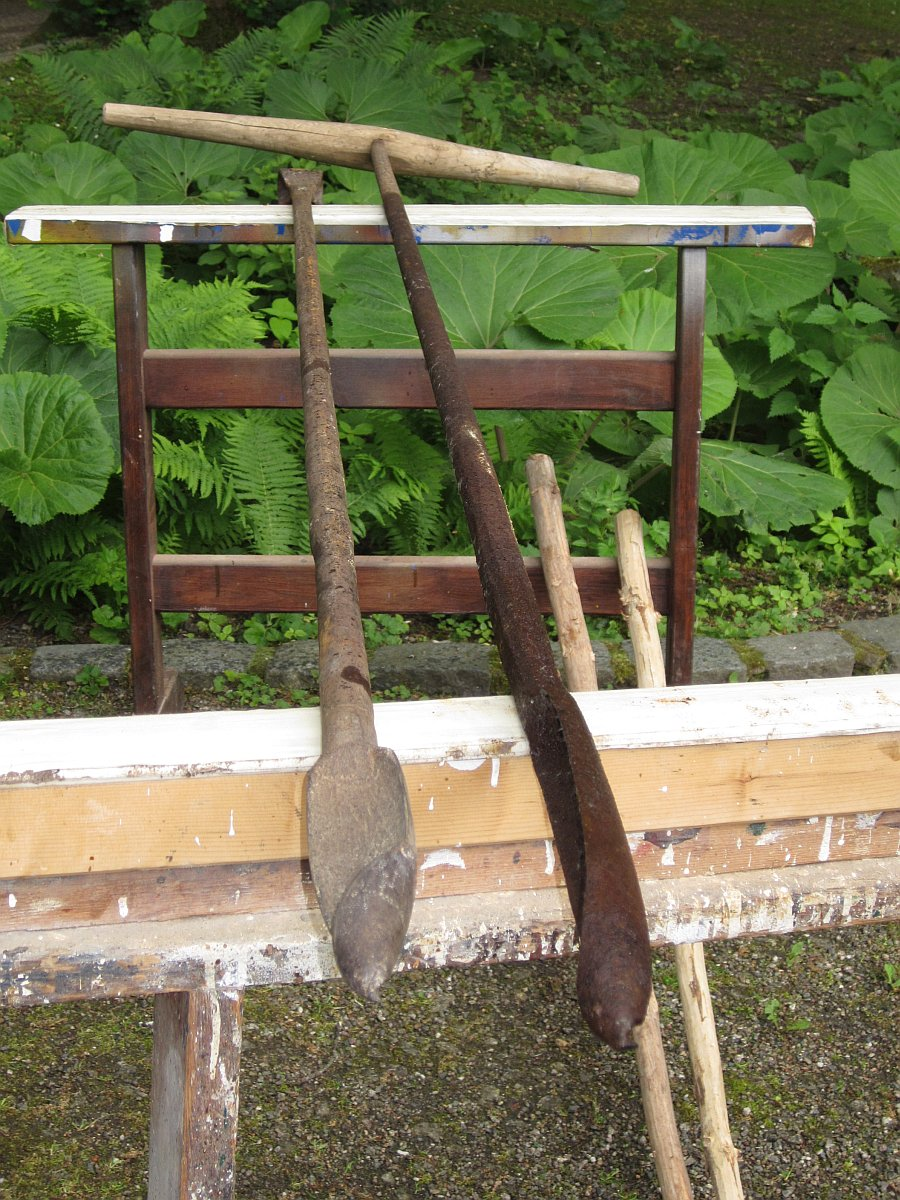
Outils de perçage pour fabrication traditionnelle de tuyaux en bois.

Concernant certaines structures et réseaux de distribution et de stockage de l'eau, mais surtout dans l'alimentation en eau des domus — demeures luxueuses des classes aisées — il est difficile pour les archéologues et les historiens de définir la limite entre les techniques et travaux d'hydrauliques réalisés par les Celtes suivant leurs techniques ancestrales ou celles réalisées avec l'influence et les savoirs des Romains. Les fouilles ont montré dans la construction des différents ouvrages de l'oppidum un changement évident, « mais il ne s'agit pas d'une rupture brutale entre les époques protohistoriques et romaines. »

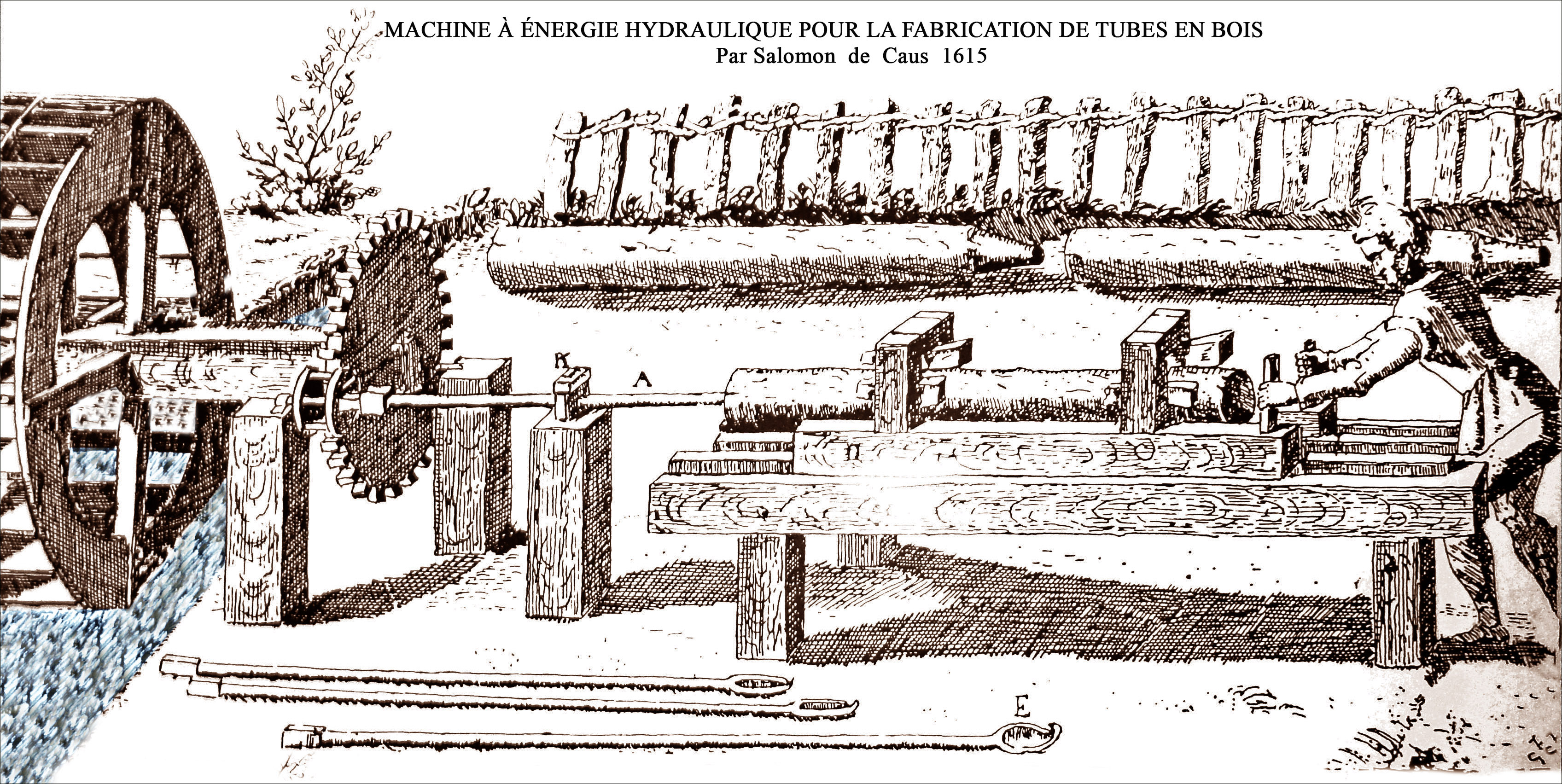
Machine à énergie hydraulique pour la fabrication de tube en bois.

De plus, les réseaux d'alimentation et de stockage de l'eau ont été encore peu fouillés et les connaissances sont encore insuffisantes pour se faire une idée exacte des moyens réels de l'approvisionnement en eaux de ces maisons. Les besoins en eau changent également en fonction des désirs et modes de vie de la population aisée celte, évoluant vers une romanisation très progressive mais inéluctable.
Chacune de ces domus semble avoir un système de récupération des eaux de pluie en provenance du toit de la maison : gouttières, tuyaux de descente, réservoir proche de la maison, sinon à l'intérieur de la maison (maison de l'opus spicatum). Les matériaux de ces conduits ont certainement changé au cours des siècles d'occupation, passant du bois au plomb sinon au cuivre pour certains ouvrages, comme le raccordement ou écoulement des fontaines.

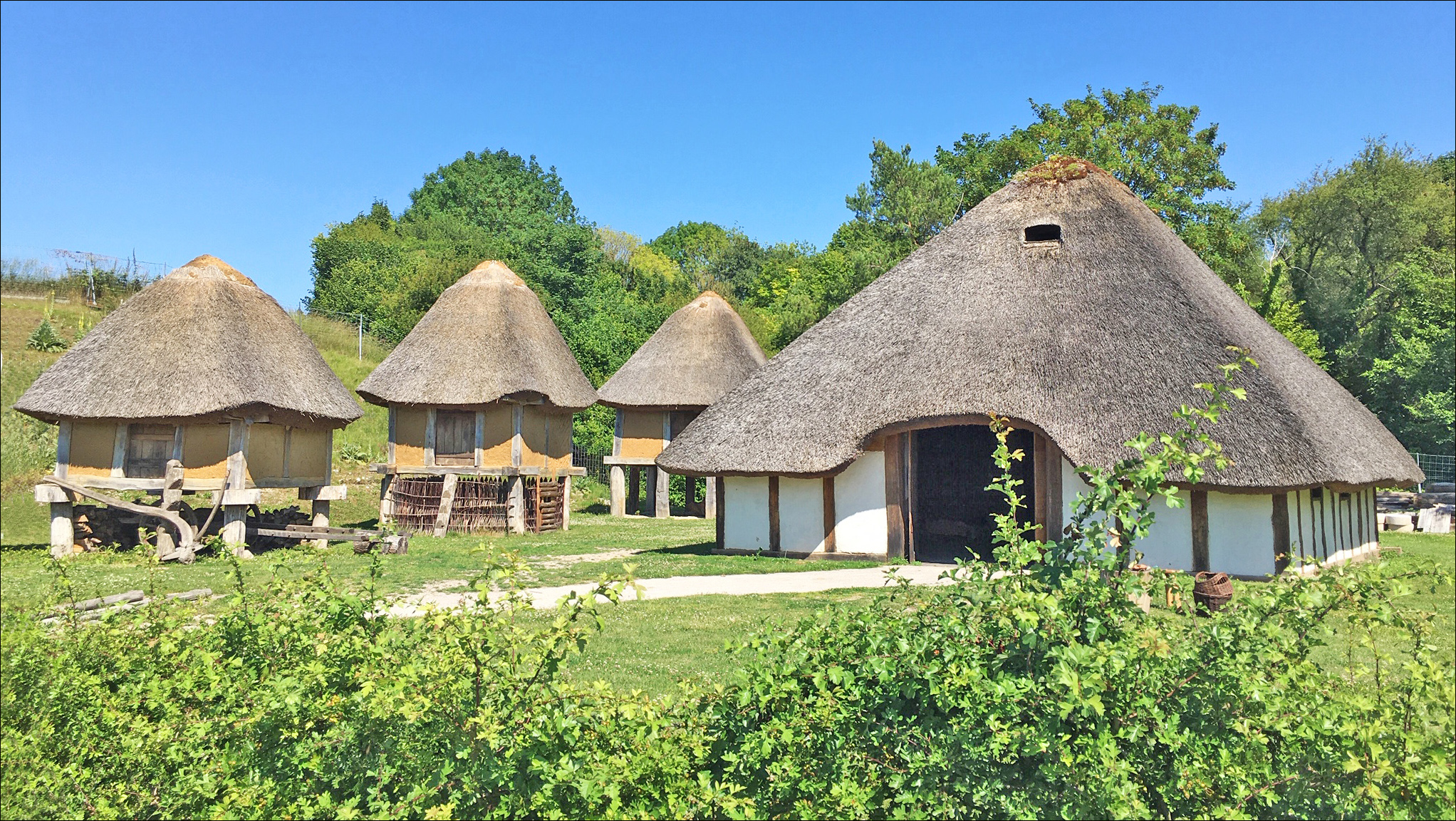
Reconstitution d'une maison gauloise du

La fontaine d'agrément dans certaines maisons (domus dite PC, domus PC2.1) devait comporter une canalisation d'alimentation en plomb ou en cuivre, avec un mascaron sinon un tuyau de sortie rigide pour permette à l'eau de sortir en jet. Le cuivre était présent sur le site sous forme de lingots et utilisé par les bronziers celtes qui le mélangeaient avec l'étain pour former le bronze. À partir d'un lingot de cuivre, les nombreux forgerons du site de Bibracte pouvaient former des tôles de cuivre qui, une fois roulées et soudées, étaient utilisées par des plombiers comme tuyaux rigides pour l'alimentation en eau des fontaines. La canalisation d'évacuation traversant la paroi pouvait être un tuyau rigide avec un raccordement différent vers le réseau principal, lequel pouvait être en bois ou un caniveau de pierre.
Les égouts, quoique peu nombreux à avoir été découverts par les archéologues, sont réalisés en pierre, de dimensions moyennes — 0,30 m de large et 0,42 m de profondeur, parfois 0,60 m de largeur et 1 m de profondeur. L'égout général est de grandes dimensions, comme l'égout à la Pâture du Couvent, appelé « l'Aqueduc » et reconnu par les archéologues sur une longueur de 100 m. Il mesure 1,70 m de hauteur et 0,60 à 0,70 m de largeur. C'est un égout voûté. Les archéologues ont daté la construction de cet ouvrage vers le milieu du Ier siècle avant notre ère. Les réseaux d'évacuation des eaux usées et pluviales ne sont généralement pas le travail des plombiers, mais de par leur réalisation en maçonnerie, plutôt celui des maçons et des tailleurs de pierres.
Mais en ce début du XXIe siècle et en fonction des découvertes des archéologues et du travail des historiens, Bibracte est l'oppidum qui rassemble le plus d'information et de matériel exploitable sur l'histoire de l'hydraulique et de l'alimentation en eau d'un oppidum et le travail des tailleurs de pierre, maçons et plombiers celtes, avant que se généralise l'hydraulique en Gaule et le travail des plombiers gallo-romains.

### Oppidumd'Entremont

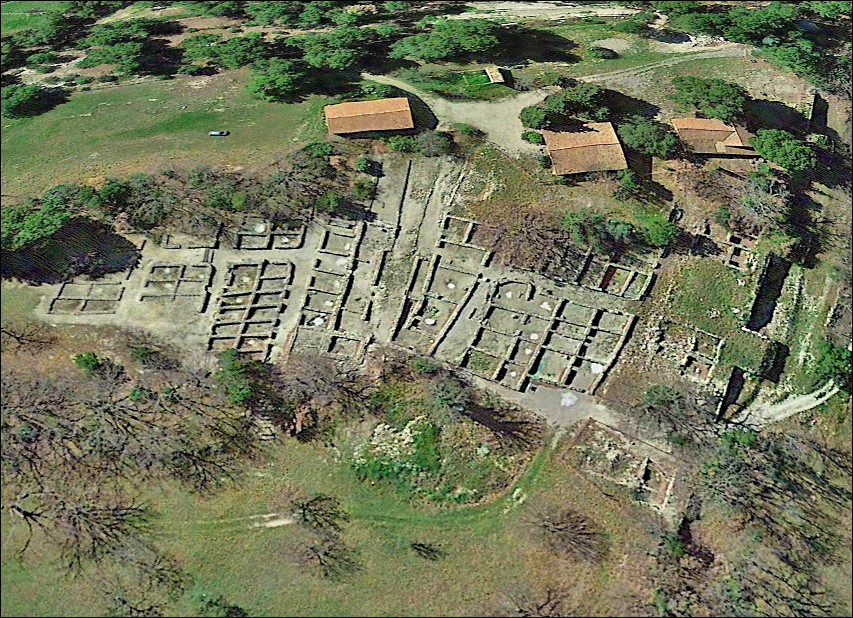
Oppidum d'Entremont, vue générale du site.

Les activités sidérurgiques de l'oppidum d'Entremont sont orientées vers la fonte du minerai pour une transformation en produits bruts et des opérations de forge. Les travaux de forge des ateliers découverts par les archéologues concernent dans un premier temps une production de fer, plats ou rectangulaires, et qui par la suite 

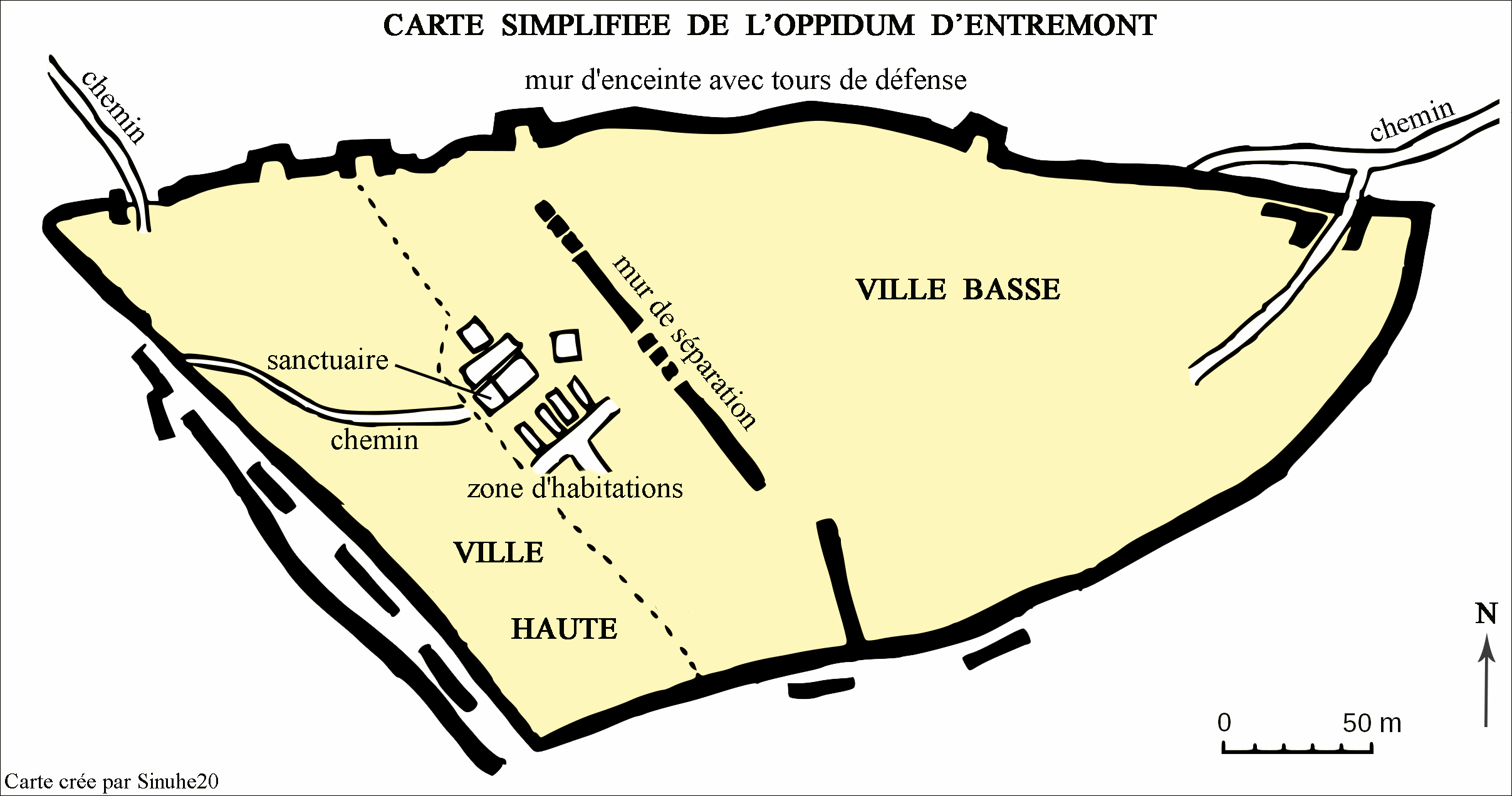
Carte simplifiée de l'oppidum d'Entremont.

Si la partie agricole, les oliviers et la vigne, permet la production de l'huile et du vin, les besoins en eau étaient satisfaits par les pluies d'hiver. Pour les besoins en eau du bétail, la récupération des eaux de pluie dans des réservoirs et des mares, permettaient de satisfaire les besoins des élevages. Plusieurs sources au pied de l'oppidum, coté sud-est, devaient fournir l'eau pour les besoins domestiques, ainsi que pour le bétail en période de sécheresse si nécessaire. Des puits creusés près des habitations et sur les communs, devaient apporter un complément d'eau pendant la période sèche.
Les différentes fouilles entreprises sur le site d'Entremont dès le XIXe siècle et qui se sont poursuivies tout au long du XXe et au début du XXIe siècle n'ont pas permis de mettre au jour un matériel pour le stockage, le traitement et la distribution de l'eau sur l'oppidum.

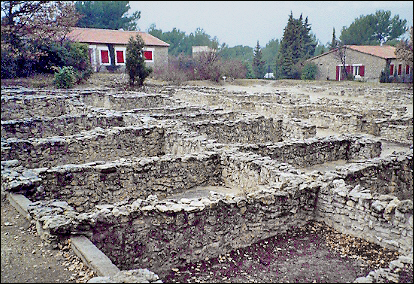
Oppidum d'Entremont, vestiges des habitations.

Cependant, à la différence d'autres oppidums moins sujets au climat pluvieux et avec des réseaux d'eaux pluviales plus rudimentaires, dans le troisième quart du XIe (140 -130/125 avant notre ère), l'oppidum d'Entremont réalise des aménagements importants au niveau des rues avec la création de caniveaux dallés conduisant les eaux à l'extérieur de l'oppidum. Les constructeurs celto-ligures d'Entremont, de par la pluviométrie très importante dans cette partie de la Méditerranée, ont conçu et construit un système d'évacuation des eaux de pluie et d'assainissement, à la fois d'une grande diversité, résistant aux violents orages et de section suffisante, pour évacuer les eaux vers l'extérieur de l'oppidum.
Les réseaux d'eaux pluviales d'Entremont sont constitués de caniveaux à l'air libre incorporés lors de la construction des rues, d'éléments d'entrée d'eau — bouches d'égouts — raccordés sur un réseau de canalisations en pierre comportant des regards de visite. Fernand Benoit décrit un des caniveaux de la façon suivante :

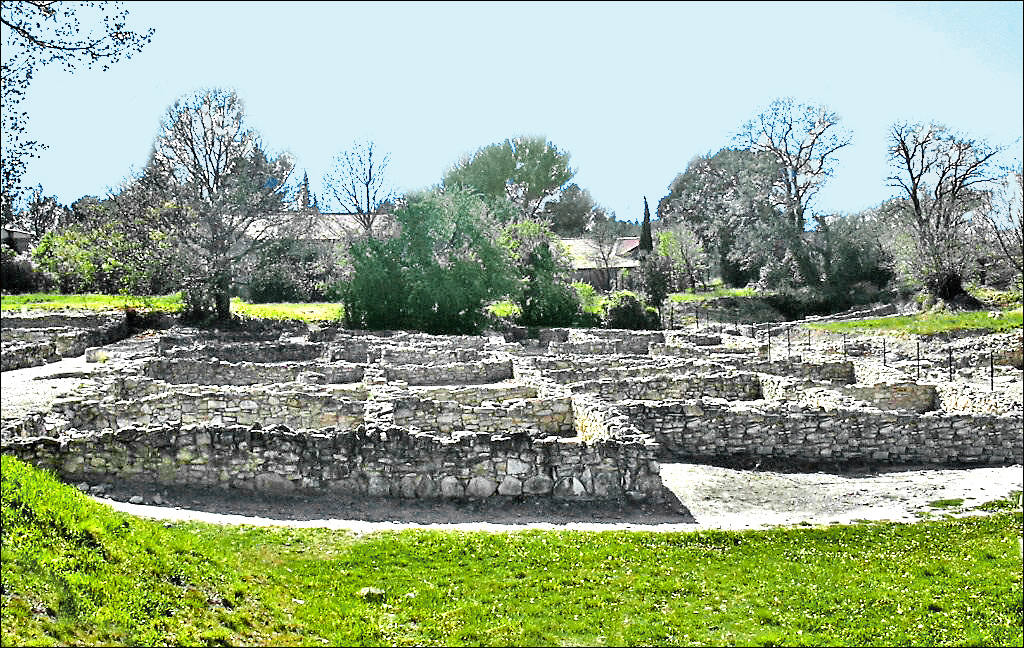
Oppidum d'Entremont, vestiges des murs.

« […] un canal, creusé dans la terre (la case la plus proche de la rue), puis dallé (case adossée) au rempart, 0,45 m de large, 0,20 m de profondeur qui dirigeait l'évacuation dans la masse de l'enceinte grâce à un conduit soigneusement aménagé de 0,60 m de hauteur sur 0,40 m de largeur et légèrement oblique » D'autres caniveaux, suivant leur emplacement, sont d'une exécution beaucoup plus sommaire, toujours selon Ferdinand Benoit et repris par Jean-Jacques Dufraigne, les eaux de ruissellement sont recueillies par « une rigole creusée à même la terre, ce qui avait nécessité le doublement du mur de façade pour éviter la dégradation produite par le passage de l'eau ». Ce modèle de caniveau ne possède pas de fond aménagé, c'est-à-dire renforcé de dalles de pierre. Un autre caniveau dans le système d'évacuation des eaux de pluie, réalisé entre 140 et 125 avant notre ère est décrit comme un : « canal large de 0,40 m, très soigneusement bâti en pierres plates, passe ensuite à l'est de la tour 4 sous le rempart où il effectue une jonction en Y avec le caniveau de la pièce 18 mitoyenne. Il présente alors une largeur de 0,50 m pour une hauteur de 0,75 m, son orifice est constitué au sommet d'une dalle de 0,50 m formant un linteau. »
L'évacuation des eaux de pluie de la rue IV, suivant l'étude de Jean-Jacques Dufraigne, se fait par « un système d'évacuation des eaux [de pluie] particulièrement élaboré » : « Une rigole, creusée dans le revêtement empierré de la rue et courant le long de la façade de l'îlot I, dirige les eaux jusqu'aux bouches de caniveaux formées par des massifs bâtis contre le mur de façade. Ces caniveaux larges, profonds et dallés, qui longent le mur des habitations, […] les évacuent ainsi définitivement hors de l'oppidum. » En référence à la rue IV du secteur 3, des caniveaux devant l'îlot I, le relevé de Philippe Chapon définit la conception d'un des ouvrages :
« Il mesure 4,60 m de long pour une largeur totale qui varie entre 1 m au sud et 0,60 m au nord […]. Les parois sont constituées de grandes dalles calcaires quadrangulaires dont les longueurs sont comprises entre 0,6 et 1,70 m, les largeurs entre 0,30 et 0,52 m, pour des épaisseurs de 0,06 m. Elles sont dressées de chant, […] Le fond est aussi formé de grandes dalles calcaires irrégulières soigneusement agencées. »

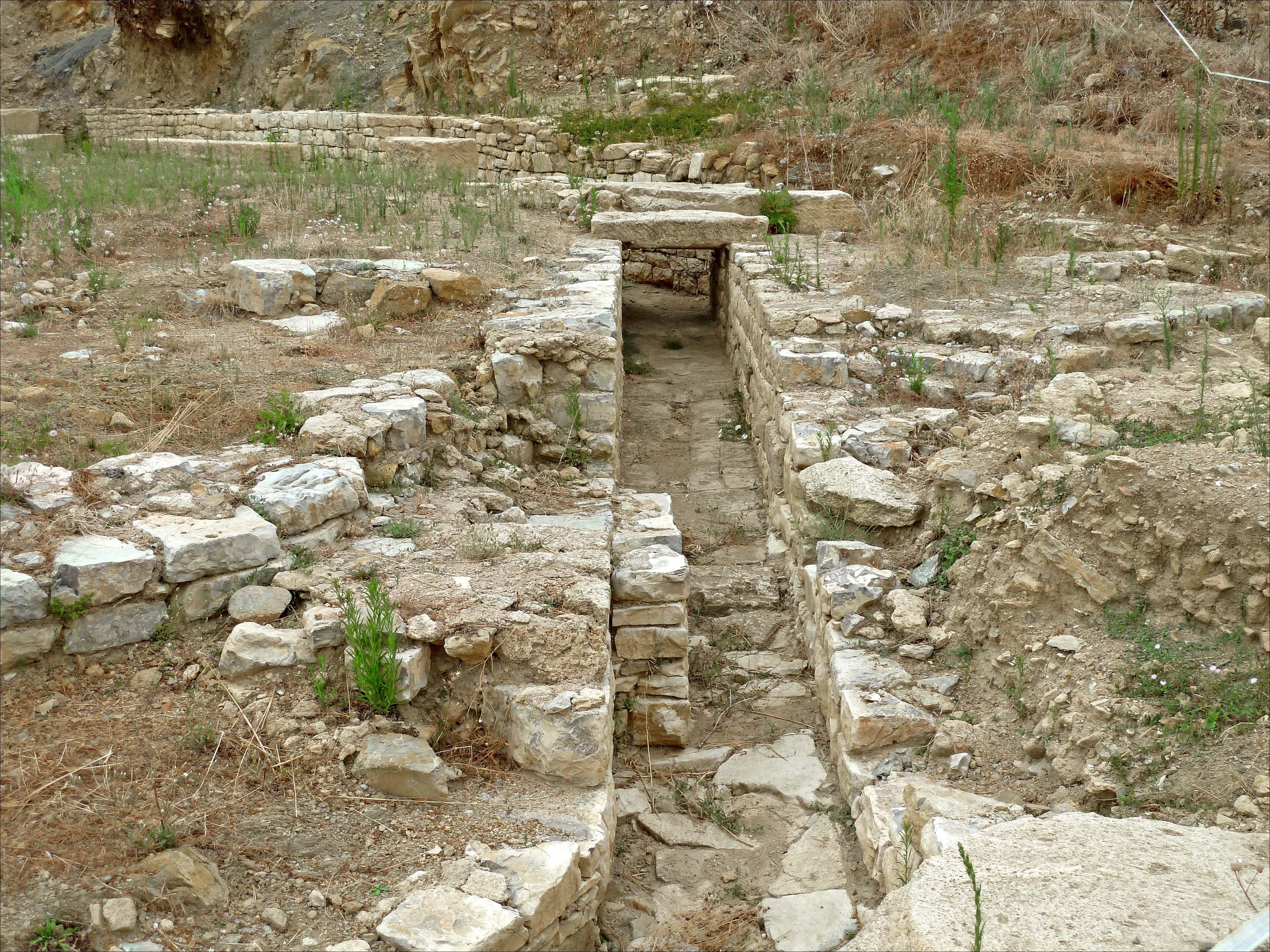
Caniveau en pierre, en parois, dallage et couverture.

Au moment de la conquête romaine en 123 avant notre ère, les peuples saliens de l'oppidum d'Entremont, après un demi-siècle de commerce avec les peuples de la Méditerranée et notamment avec les Grecs, avaient été influencés dans l'architecture des bâtiments, la gestion des ressources hydriques et la conception des réseaux hydrauliques pour l'alimentation en eau de l'oppidum et l'évacuation des eaux usées et pluviales.

### Oppidumd'Ensérune

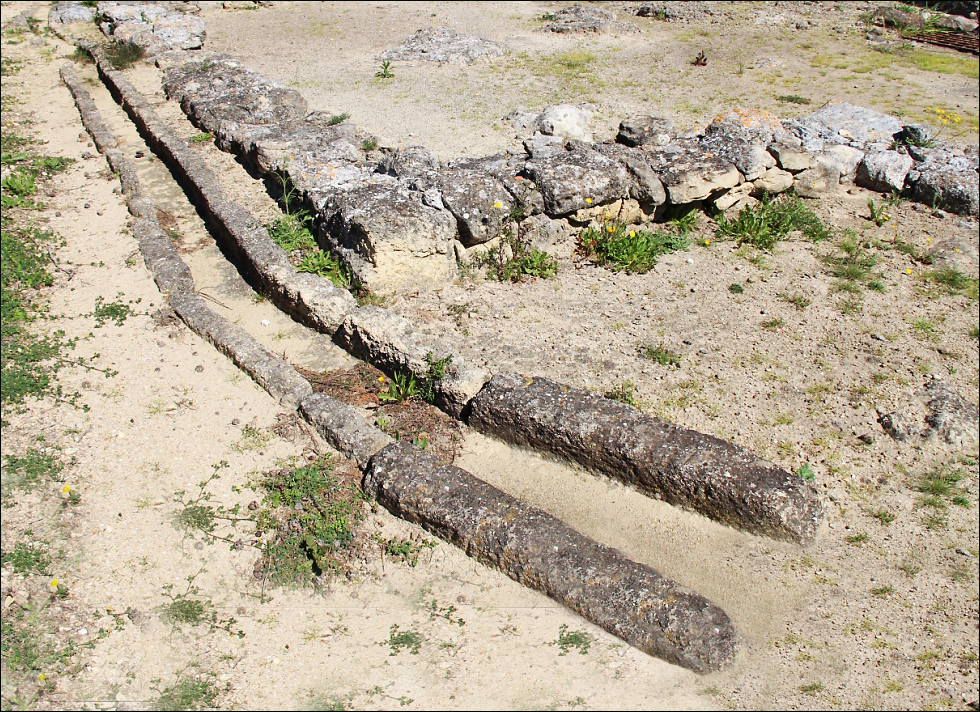
Oppidum d'Ensérune canalisation d'écoulement d'eaux pluviales.

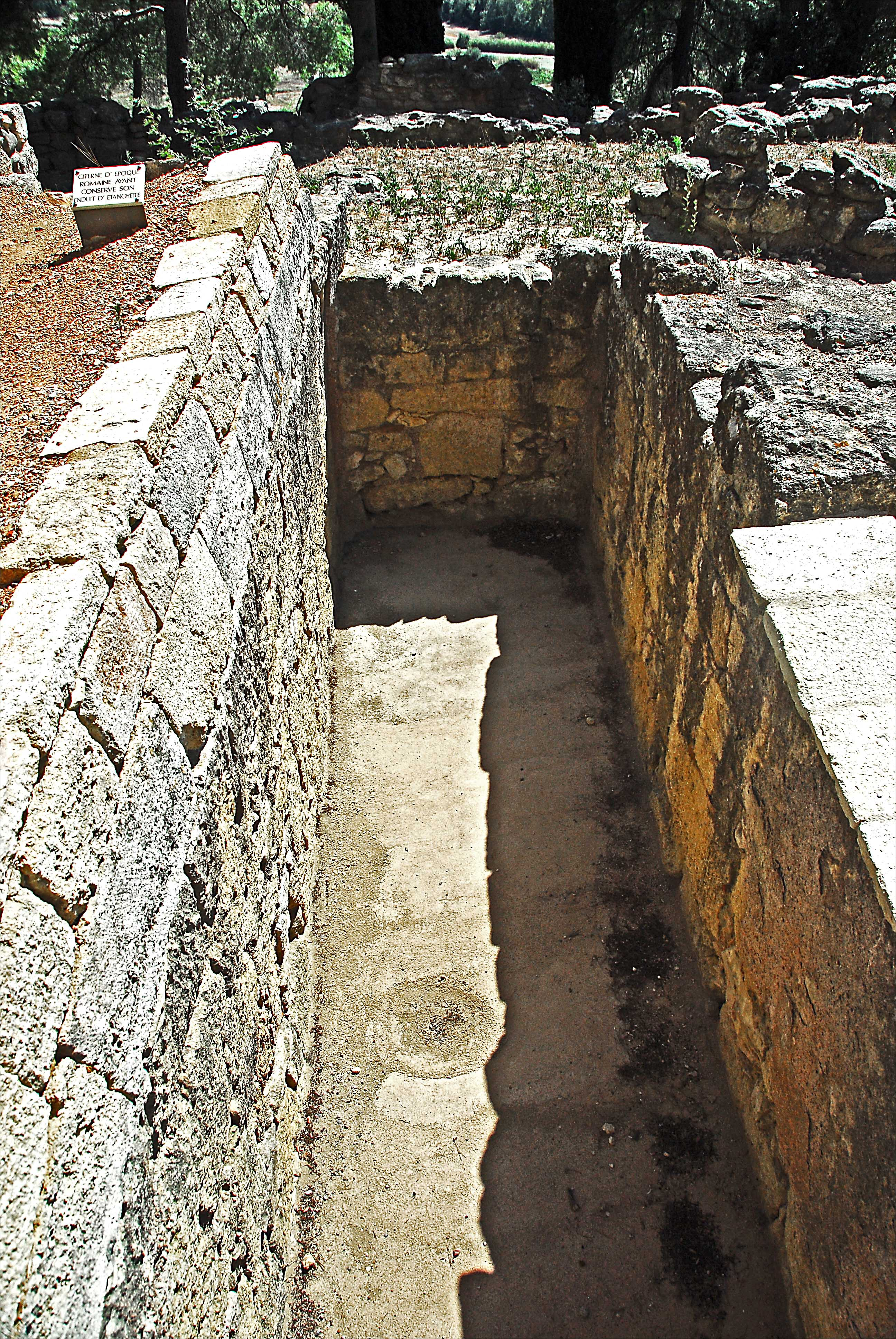
Oppidum d'Ensérune, quartier sud, grande citerne en pierre, gallo-romaine.

La gestion de l'eau sur les oppidums était généralement résolue par l'établissement de l'oppidum soit sur une colline proche d'un cours d'eau ou d'un lac, soit à proximité de sources abondantes. La proximité des points d'eau limitait la corvée du portage. Les besoins en eaux pour l'agriculture étaient satisfaits par la pluie, les besoins domestiques étaient limités à la toilette, ainsi qu'à la boisson et la cuisson des aliments. Les besoins en eaux les plus importants, étaient probablement ceux pour le bétail et l'agriculture. Il existe cependant des oppidums qui ne remplissaient pas ces conditions de proximité de l'eau, l'oppidum d'Ensérune est de ceux-là.
Cet oppidum est construit sur un plateau où ne jaillissent pas des sources qui auraient permis l'alimentation en eau de la population d'Ensérune à son apogée — entre 2 000 et 5 000 personnes oui. — L'oppidum d'Ensérune souffre d'un mauvais approvisionnement en eau : une seule source — la source d'Agoutis — située au pied du versant nord, loin du centre du village, alimentait les habitants. La récupération et le stockage des eaux de pluie étaient nécessaires.
« Le fait de les disposer à des niveaux différents [les doliums ou jarres] aurait permis de les relier entre eux par des canalisations légères (par exemple en bois) pour recueillir l'eau des toits et la stocker selon le principe des vases communicants, une pratique qui semble bien maîtrisée à Ensérune. »
« Ces silos ou cavités constituent donc de précieux repères pour juger de l'étendue du premier village : toute la colline était occupée, […] ainsi que les terrasses du versant sud, jusqu'au bord des anciens étangs au pied de l'oppidum dont elles font apparaître la grande dispersion. »

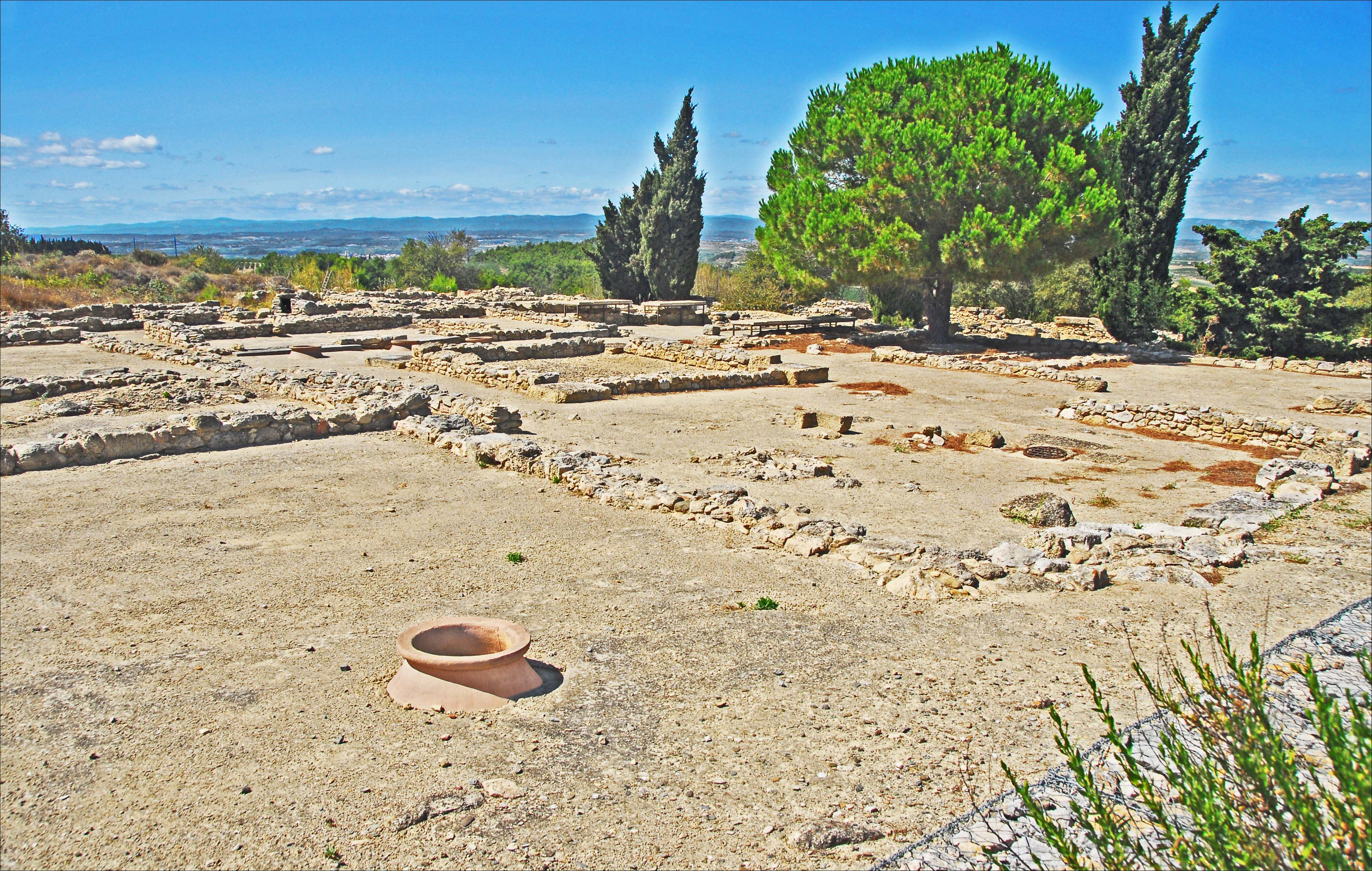
Oppidum d'Ensérune, quartier d'habitation ouest, avec dolium.

L'ancienneté du creusement des silos est admis par tous les archéologues, de même que la possibilité du creusement de certains silos au IVe siècle et leur utilisation, comblement et réouverture durant encore 4 ou 5 siècles pour des affectations différentes de leur origine — comme la transformation en citerne. Avec les besoins domestiques et l'élevage du bétail, il n'est fait aucune allusion au problème de l'eau — en dehors de la transformation de certains silos en citernes — lors de cette première période d'occupation du site d'Ensérune. Selon H. Gallet de Santerre : « […] il est hors de doute que plusieurs au moins de nos silos ont été conçus pour être des citernes […] ainsi que cela est sûr dans quelques réemplois tardifs sur le plateau avec la présence de canalisation en dur et béton de tuileau […]. »
La source en bas de l'oppidum devait satisfaire aux besoins domestiques, l'élevage du bétail devait se faire dans la vallée où l'eau était disponible dans les marais.

Malgré les difficultés que les archéologues et les historiens ont à cerner la chronologie dans la construction des silos sur le site d'Ensérune en raison des méthodes de fouilles passées, de l'importance du site et des certitudes et incertitudes des « fouilleurs », Christian Olive et Daniela Ugolini ont fait un travail de recherche important sur la « transformation et l'utilisation des silos » transformés en citerne pour le stockage de l'eau. « […] l'utilisation des silos en citernes pour la collecte et la conservation des eaux pluviales souvent évidente […] car Ensérune souffre d'un réel problème d'approvisionnement hydrique, la source étant située au bas du versant nord, loin du cœur du village, et la pente est raide[réf. nécessaire]. »

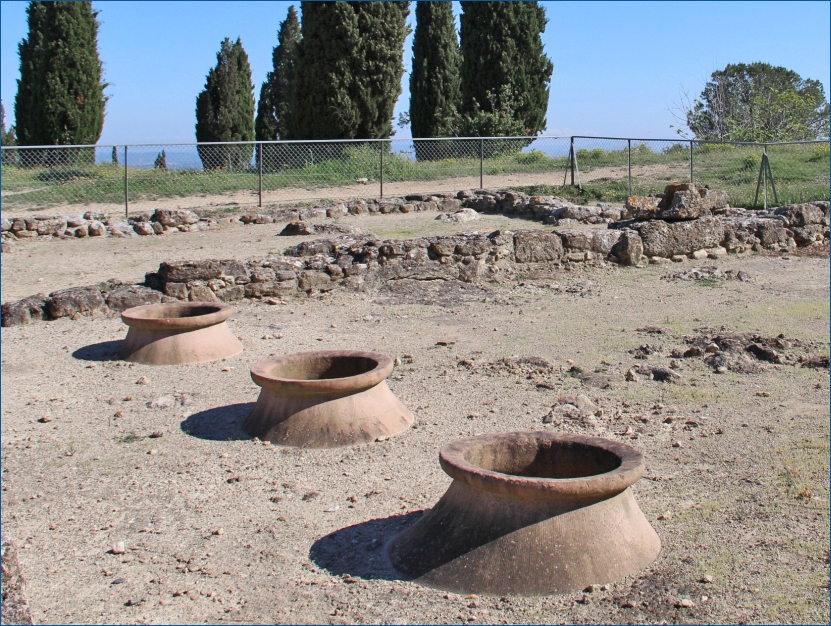
Oppidum d'Ensérune, les 3 doliums ou jarres en terre cuite.

Les silos transformés en citerne sont nombreux et se reconnaissent aux traces de revêtement d'étanchéité, de margelle, de vases à puiser que l'on en retire, ou leur canalisation d'alimentation. Le « château d'eau » (insula XII), au sud-ouest du plateau, comporte 45 citernes, certaines reliées les unes entre elles par des canalisations ou des rigoles, l'ensemble groupé près des habitations. « […] ce sont des silos/citernes liés à l'eau, il n'y a aucune raison de croire qu'ils soient beaucoup plus anciens que le premier siècle avant notre ère, ni qu'ils aient eu une autre fonction auparavant ».

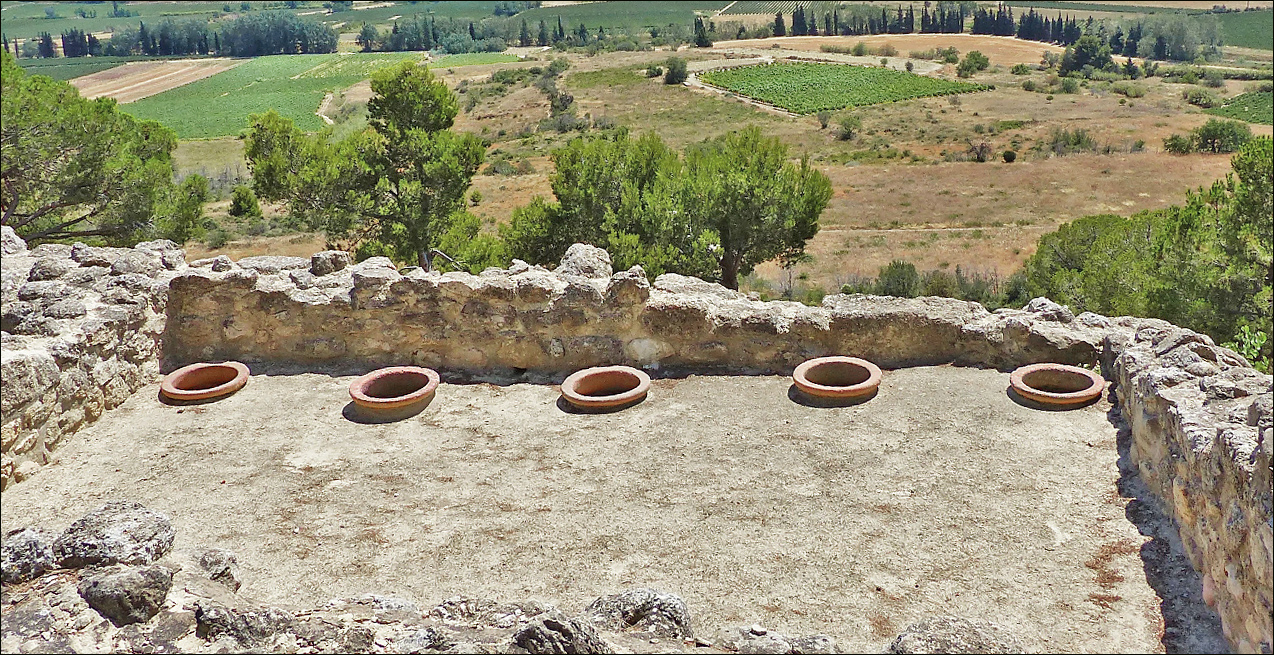
Oppidum d'Ensérune, les 5 doliums.

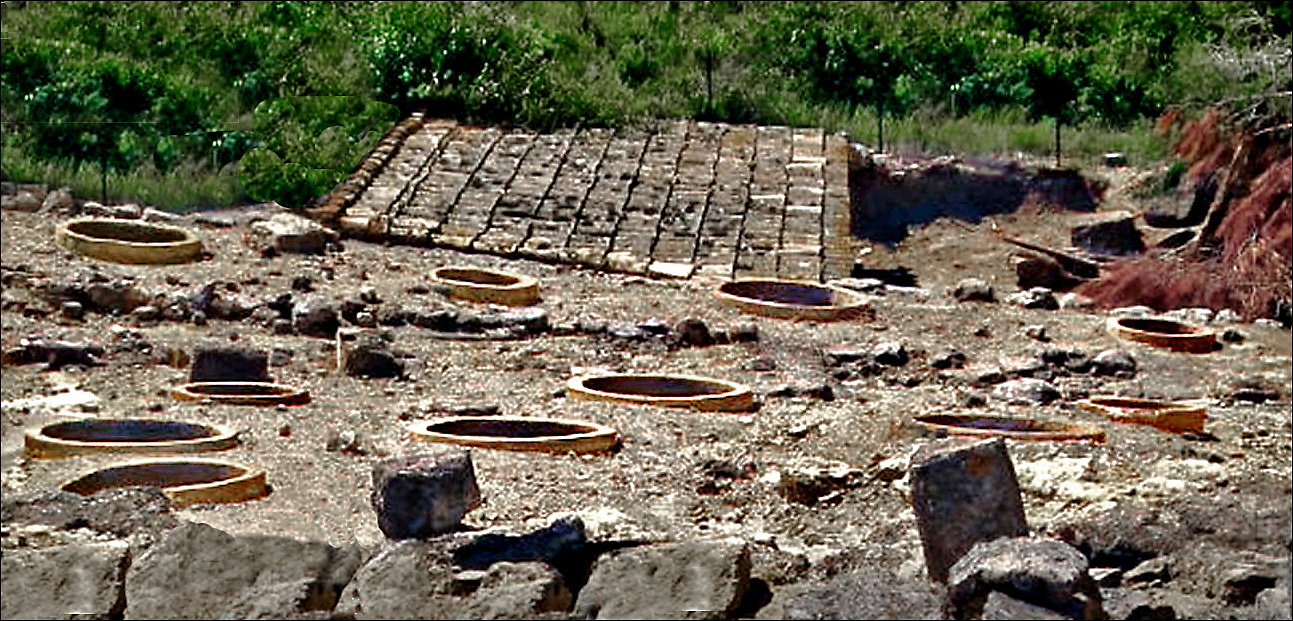
Oppidum d'Ensérune, vue d'une partie des silos/doliums.

Dans cette collecte et le stockage des eaux pluviales, en provenance du toit des maisons, il est possible qu'après la suppression des silos/cavernes et leurs comblements, des doliums ou jarres aient été installés, soit seuls ou en batterie, à l'aide d'une canalisation en bois ou en terre cuite, à des niveaux différents, aidé par la pente du terrain, permettant au moment du remplissage le passage d'un dolium à l'autre, réalisant ainsi la décantation des matières lourdes.
Les silos / citernes du « château d'eau » de l'insula XII, clairement dédiés à l'eau, évitaient d'avoir ces réserves sous les maisons, apportant humidité et risque d'effondrement. Les archéologues ne réfutent pas l'idée d'une concentration d'ateliers artisanaux nécessitant à la fois, d'un besoin d'eau important — forge, tannerie à froid, travail du cuir — et d'un éloignement du centre du village due à leurs modes de production bruyants et malodorants.

### Oppidumde Castel-Coz-Cap-Sizun

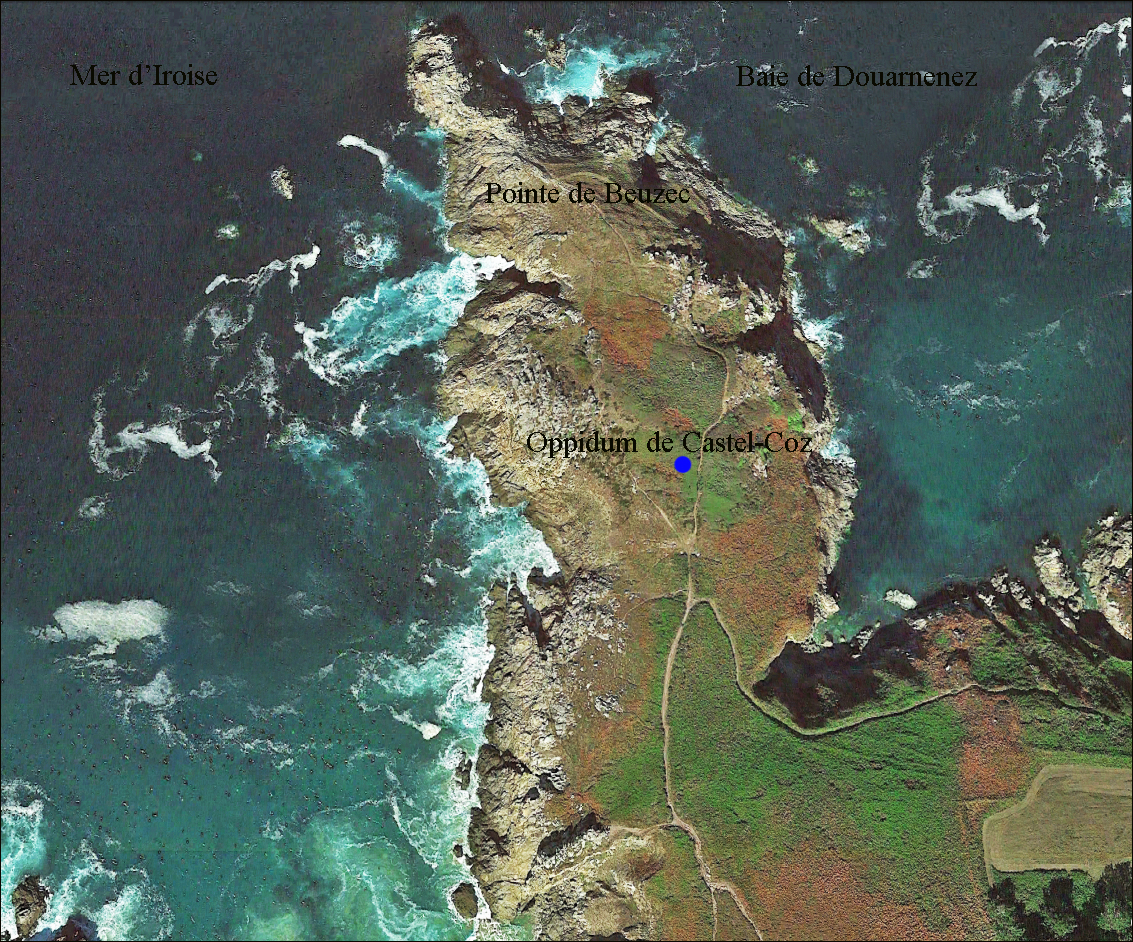
Oppidum de Castel-Coz, vue aérienne.

L'oppidum de Castel Coz se trouve en Bretagne dans le département du Finistère, sur la commune de Beuzec-Cap-Sizun. L'oppidum de Castel Coz est un éperon barré, un promontoire rocheux fortifié naturellement protégé à 20 m au-dessus du niveau de la mer, qui abritait un groupement d'habitations accessible par une seule chaussée fortement défendue.
Avec une occupation au Néolithique, la présence humaine est observée à Beuzec Cap Sizun dès le troisième millénaire avant notre ère. Il ne reste que des vestiges de cette époque : de nombreux tumulus et la découverte d'une stèle datée de 500 ans avant notre ère. L'oppidum gaulois de Kastel Koz atteste lui d'une occupation importante à la période de l'âge du bronze et du fer.

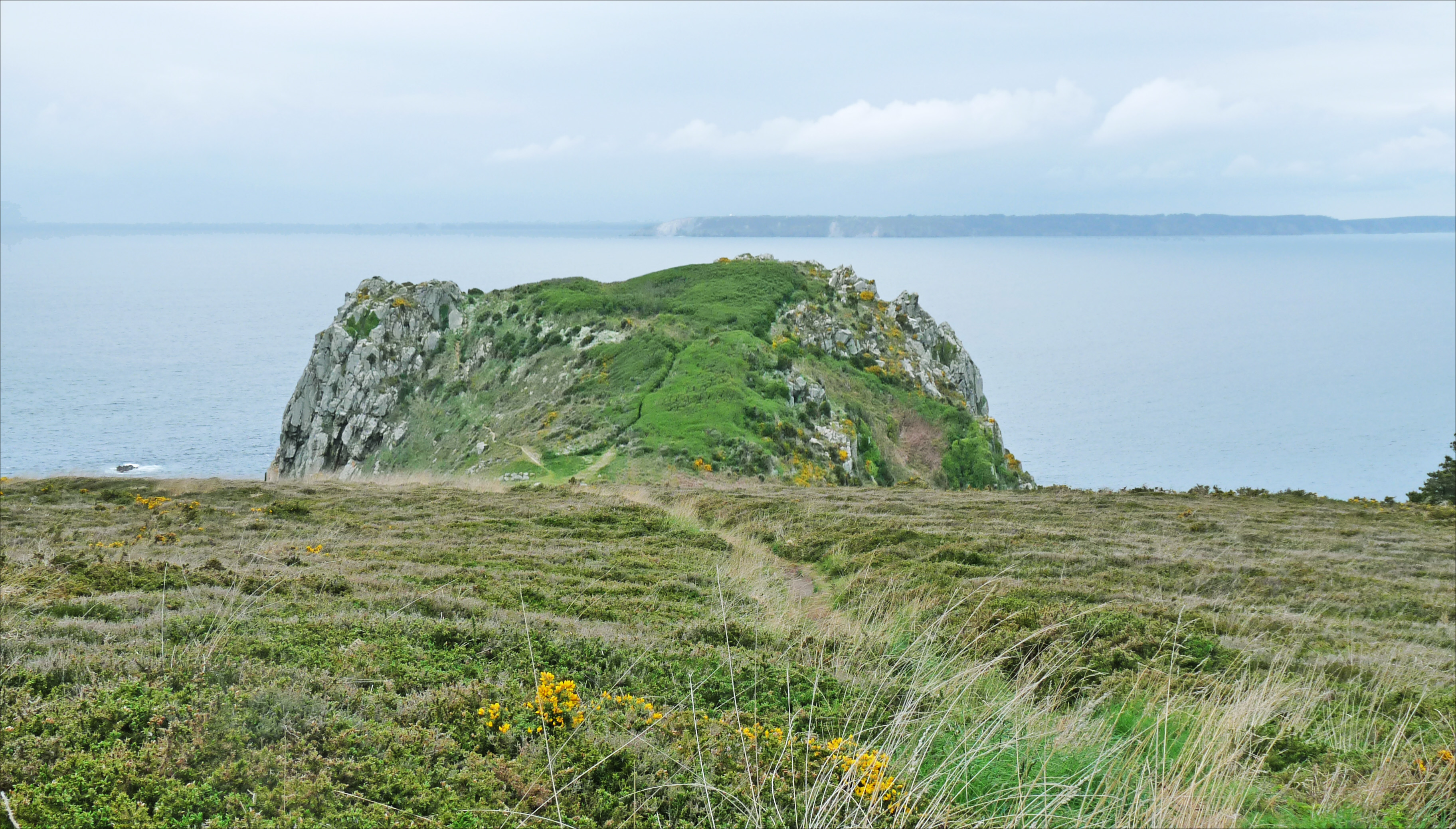
Oppidum de Castel-Coz vu de la lande du Cap-Sizun.

Tout en fortifiant la pointe de Kastel Koz, les Romains construisirent la voie romaine d'une part vers la pointe du Van et d'un autre côté vers Douarnenez et Carhaix. L'oppidum aurait contenu jusqu'à deux cents habitations.
À la différence de l'oppidum de Cléden-Cap-Sizun construit plus dans les terres et où coule une source d'eau douce, les recherches archéologiques n'ont pas encore permis la découverte de source sur le site de Castel-Coz-Cap-Sizun, de même que la présence de puits. L'approvisionnement en eau douce devait se faire par la récupération d'eau de pluie de surface dans les creux de terrain.

### Oppidumde Glanum

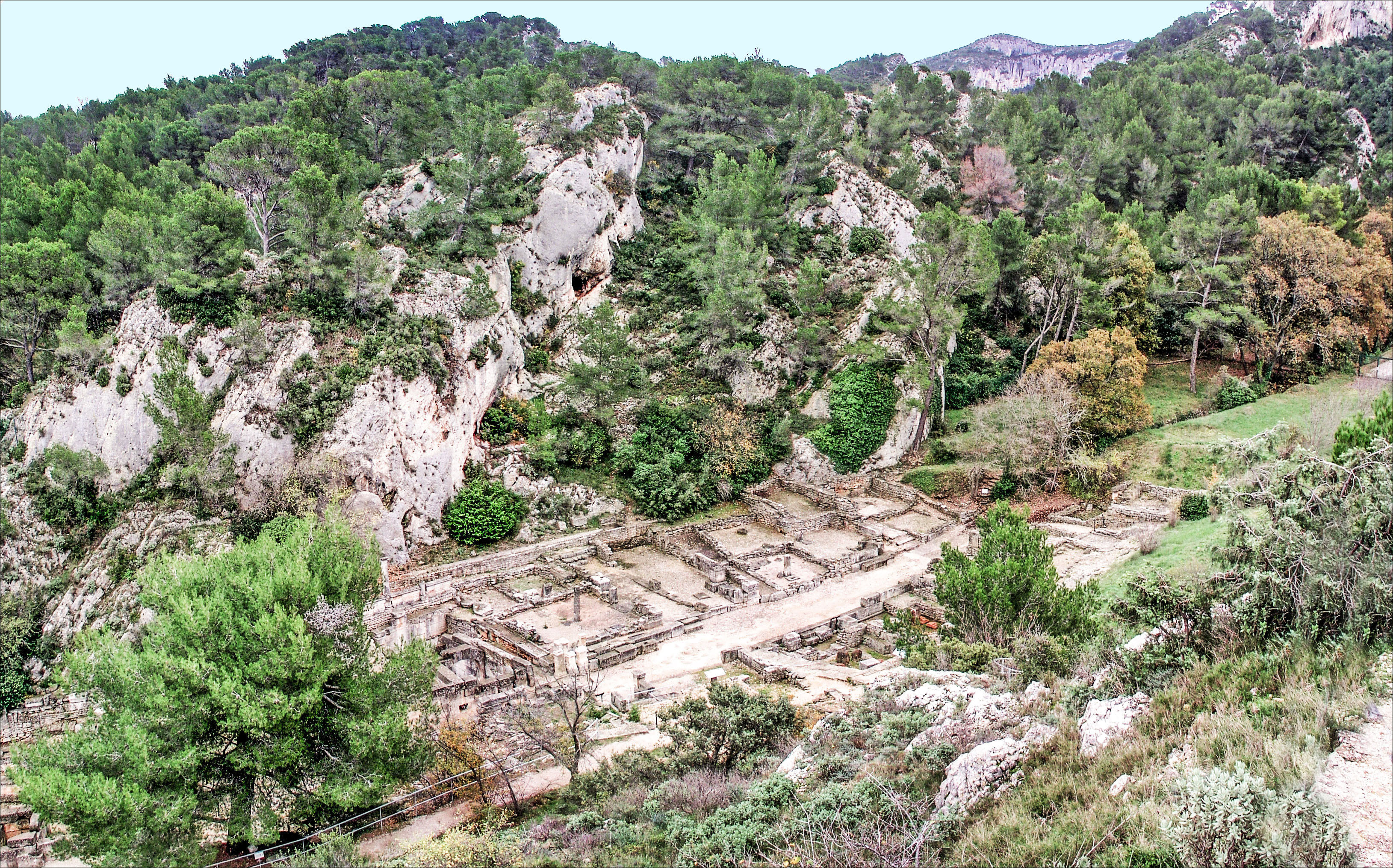
Vue de la partie sud de l'oppidum de Glanum.

L'oppidum de Glanum, le site archéologique le plus important de la Gaule narbonnaise, se trouve au cœur des Alpilles sur le territoire de la ville de Saint-Rémy-de-Provence, dans le département des Bouches du Rhône. Le site s'est développé au fond d'un vallon à l'entrée d'un défilé rocheux qui mène au mont Gaussier, premier habitat des populations protohistoriques qui par la suite fondèrent l'oppidum de Glanum.

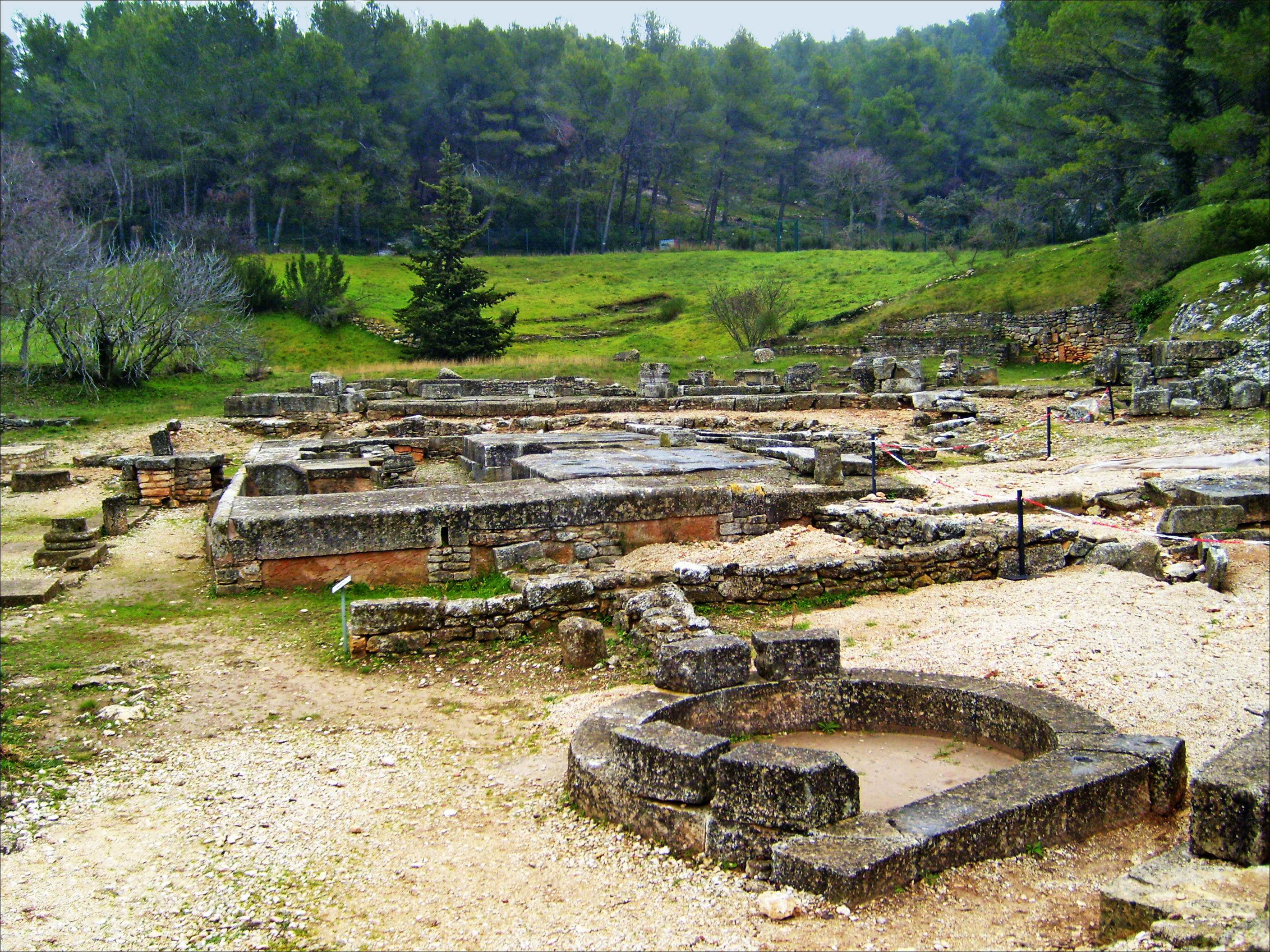
Vestiges d'une fontaine hellénique, près de l'ancienne Agora, ou place publique, à Glanum (IIe siècle ou).

À l'origine Glanum était un oppidum salyen, peuple gaulois d'origine celto-ligure implanté en Provence aux VIIe et VIe siècles avant notre ère Son implantation aurait pour origine une source « sacrée » au débit important et fréquentée depuis la Préhistoire.
Glanum fut fortement influencée dans son architecture par les Grecs (Phocéens) aux IIe et Ier siècle avant notre ère qui, après avoir investi Massalia, remontèrent le Rhône et occupèrent l'oppidum jusqu'à l'arrivée des Romains — en 63 avant notre ère — qui devint alors l'Oppidum Latinum.
Concernant l'approvisionnement en eau de l'oppidum, la source sacrée devait également servir aux besoins domestiques des populations, puisqu'un monument / fontaine a été construit au IIe siècle avant notre ère pour recueillir les eaux de la source. La position géographique de l'oppidum en fond de vallon, devait permettre la construction de puits peu profonds. Il est indiqué notamment la présence d'un puits monumental à escalier et couloir d'accès (dromos) avec margelle datant de la fin du IIe siècle ou du début du Ier siècle avant notre ère.

### Oppidumde Gergovie

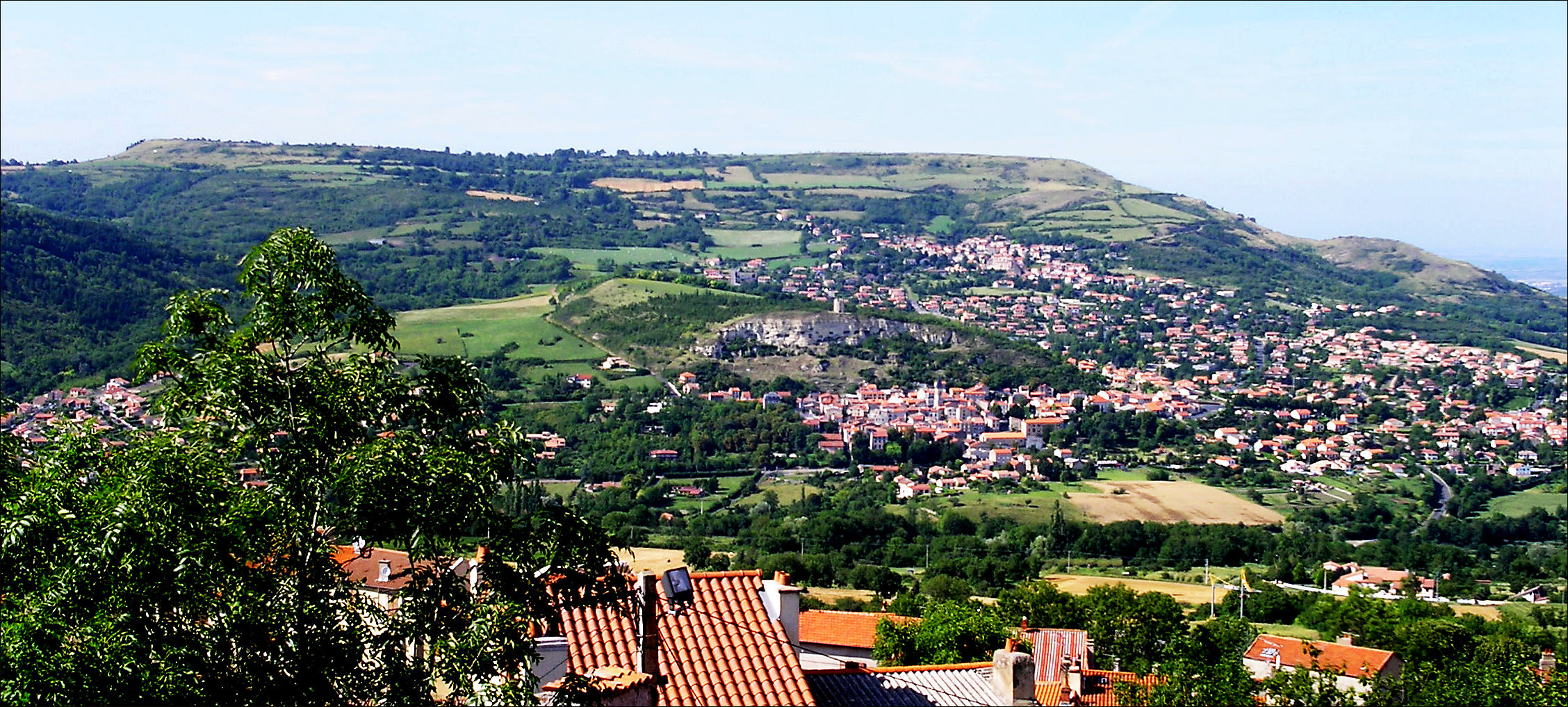
La commune de la Roche Blanche au pied de l'oppidum de Gergovie.

Le site de l'oppidum de Gergovie constituait un des trois oppidums arvernes du bassin de Clermont-Ferrand : Corent, Gondole et Gergovie. L'oppidum de Gergovie se situe en Auvergne-Rhône-Alpes, dans le département du Puy-de-Dôme, sur la commune de La Roche-Blanche. Le plateau de Gergovie, autrefois appelé « plaine de Merdogne » est un plateau de 70 hectares à 744 m d'altitude, situé à une dizaine de kilomètres au sud de Clermont-Ferrand. L'oppidum de Gergovie doit sa célébrité, au siège de la ville qui vit les troupes de Vercingétorix vaincre les armées de César en 52 avant notre ère. Depuis les fouilles commandées par Napoléon III, le village de Merdogne est rebaptisé Gergovie. Les fouilles ont montré une occupation humaine du plateau au Néolithique et à l'Âge du Bronze et une fortification datant de la fin du premier âge du fer (Ve siècle avant notre ère).

César utilise très souvent le mot oppidum pour désigner le site de Gergovie mais, en deux occasions, il préfère écrire urbs (la ville) perspecto urbis situ (« faire le point sur la situation de la ville ») et ex omnibus urbis partibus orto clamore (« un cri s'éleva de toutes les parties de la ville »). L'utilisation de ces termes montre que l'oppidum de Gergovie est habité de manière importante et permanente.

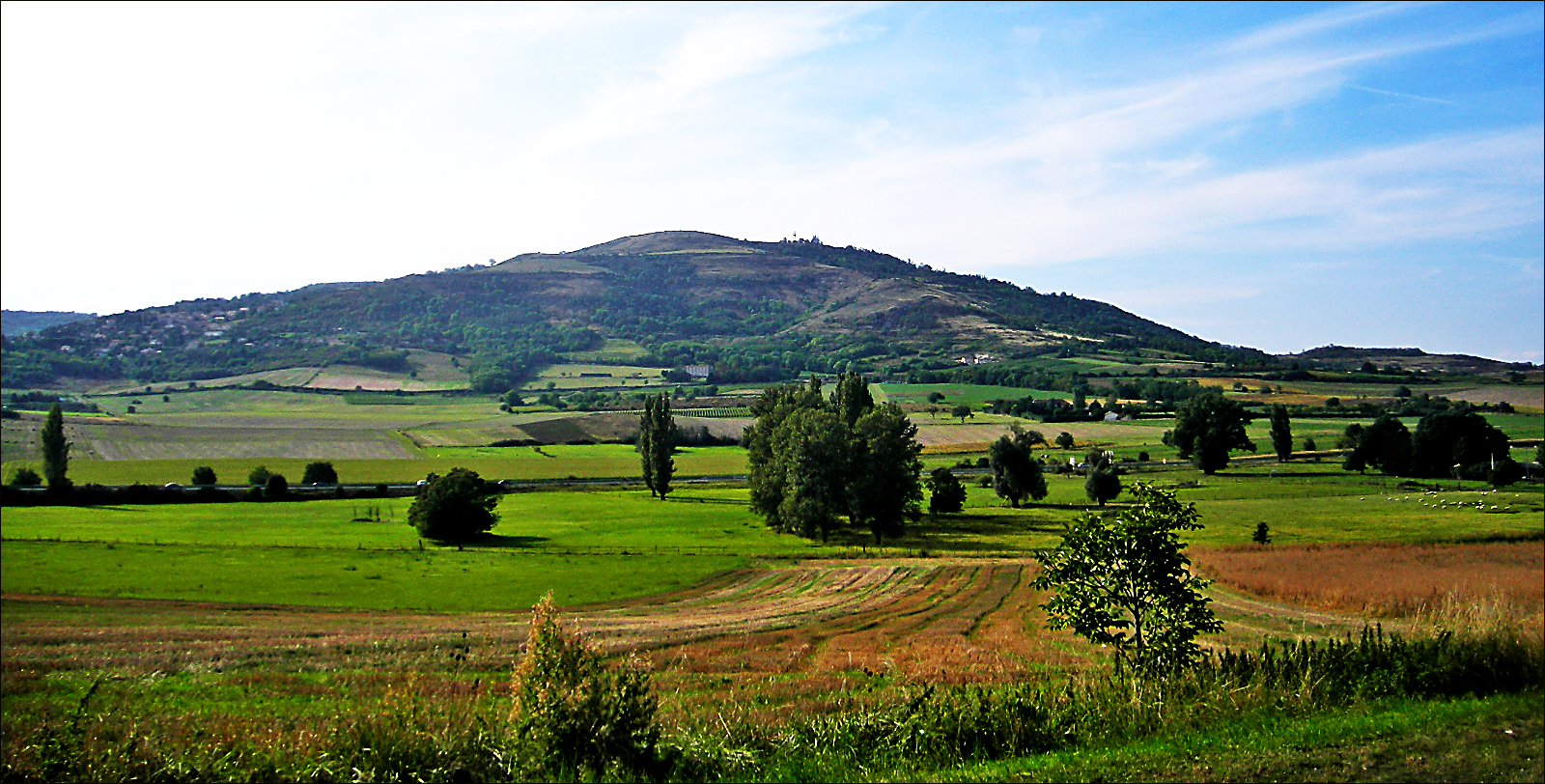
Le plateau de l'oppidum de Gergovie vu de la plaine.

« Les constructions ne couvraient pas toute la surface de l'oppidum, de vastes surfaces étaient des champs ou des jardins, […] c'est dans la partie centrale de l'oppidum que fut dégagé un quartier artisanal avec des ateliers pour le travail du fer et du bronze, ainsi que l'os, les bois de cervidés, le textile… »

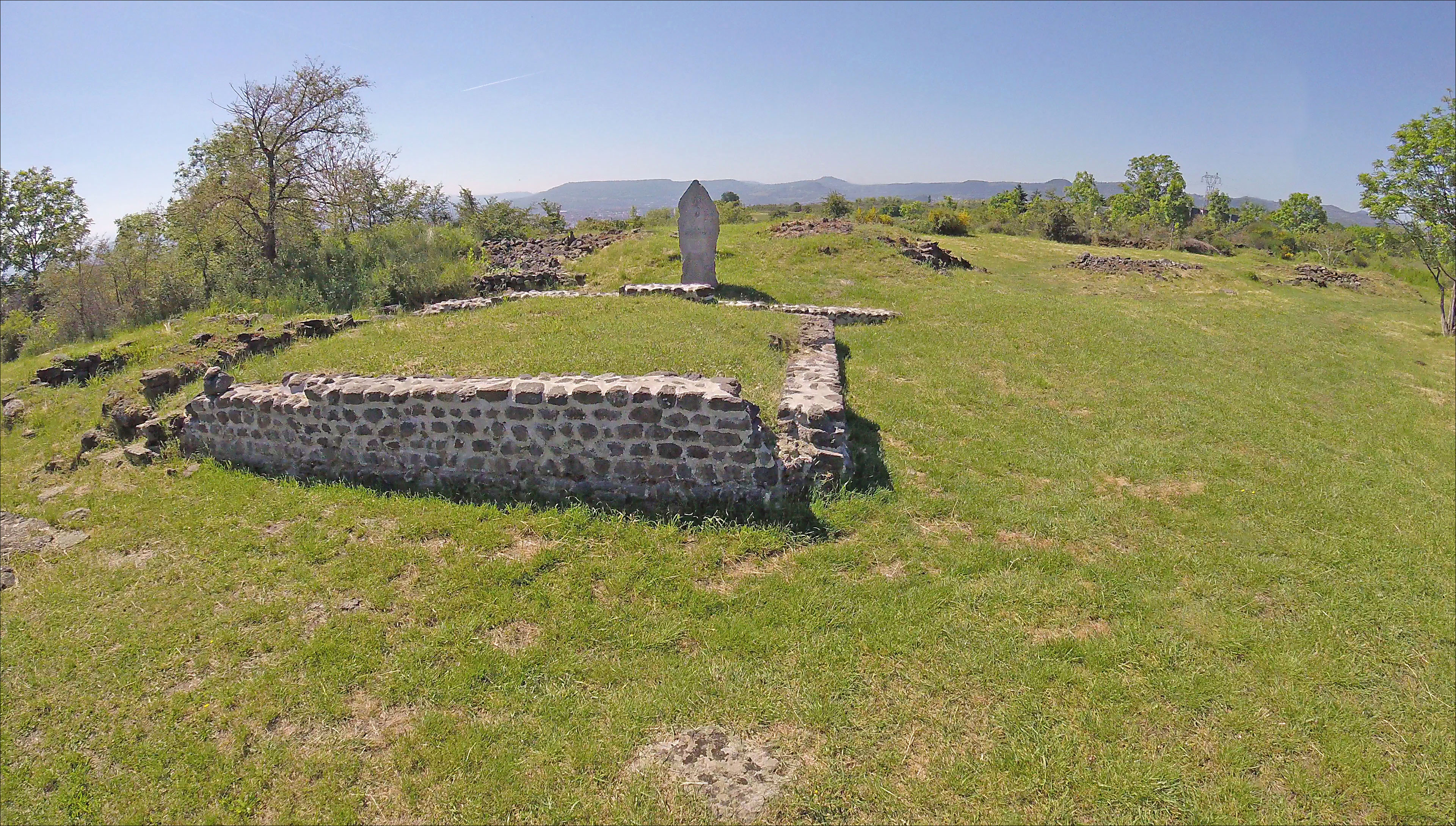
L'oppidum de Gergovie, vestiges sur le plateau.

Il y avait un réseau hydraulique — puits, citernes, canalisations — pour l'alimentation en eau de ces ateliers et pour les besoins domestiques. L'Auzon, petite rivière affluent de l'Allier, coule au pied de l'oppidum et devait satisfaire aux besoins des élevages. Un puits a été découvert au cours des fouilles de 2014.

« il y avait en face de la ville […] une colline très bien fortifiée par la nature et isolée de toutes parts : si nous l'occupions, nous priverions l'ennemi d'une grande partie de son eau »

— Jules César, De Bello Gallico
L'oppidum de Gergovie ne se limitait pas au seul plateau : les terrasses sous-jacentes en faisaient partie intégrante. Sur ces terrasses se trouvent les sources où les habitants venaient s'approvisionner en eau et c'est là qu'étaient établis les camps gaulois lors de la bataille.

### Oppidumde Luzech
L'oppidum de l'Impernal est situé sur une colline jadis fortifiée du Pech de l'Impernal dominant le Lot, sur le territoire de la commune de Luzech dans le département du Lot.

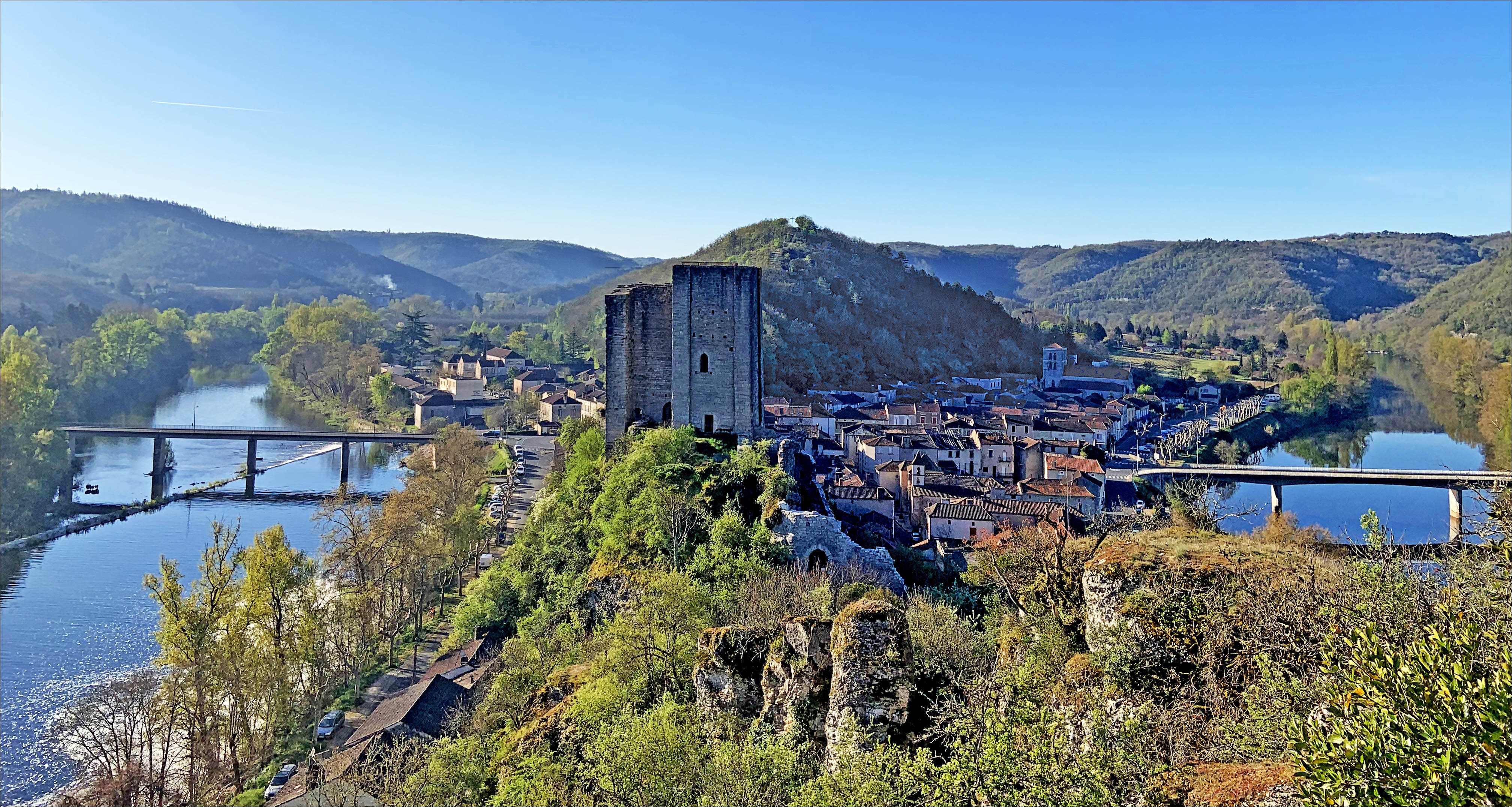
L'oppidum de Luzech en haut du plateau de l'Impernal.

Le plateau de l’Impernal n’ayant pas de sources d’eau afin de satisfaire les besoins domestiques de l'oppidum, le moyen d’obtenir cette eau précieuse ne pouvait provenir que par la récupération des eaux de pluie. Les eaux de surface au début de l’occupation de l'oppidum, puis par la récupération des eaux des toitures de bâtiment, pour ceux couverts de tuiles. « « Un nombre très considérable de morceaux de tegulae ou tuiles plates, d'imbrices ou tuiles demi rondes analogues à nos modernes tuiles-canal, mais de dimensions généralement moindres. »
Ces eaux de pluie devaient être conduites avec des caniveaux de pierre vers des citernes enterrées, comme pour les oppidums de Bibracte, Entremont ou Ensérune.
« Dans le secteur sud, […] des vestiges protohistoriques ont été mis en évidence […] une ou deux citernes, de simples puits de quelques mètres de profondeur destinés à stocker l'eau […] Dans le secteur nord, d'autres vestiges ont également été mis en évidence. […] Il s'agit de grandes fosses remplies de galets et de drains linéaires en galets destinés à canaliser l'eau. »

### Oppidumdu Puy d'Issolud - Uxellodunum

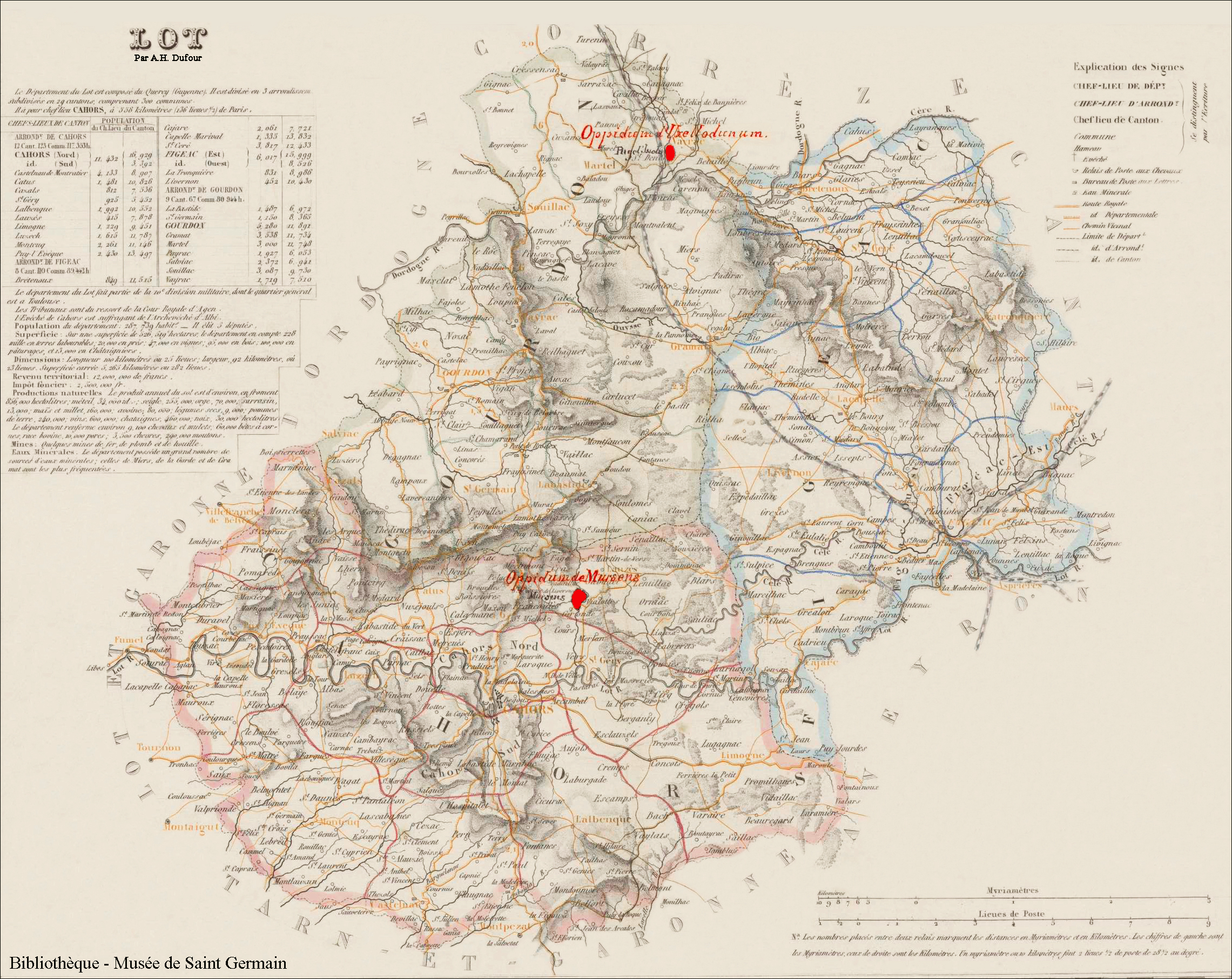
Emplacement géographique des oppidums de Uxellodunum et Murcens.

L'oppidum du Puy d'Issolud, de son nom antique Uxellodunum (en français : « la forteresse élevée » de uxel, élevé, et dunum, latinisation de dounon, forteresse) est situé sur les communes de Vayrac et de Saint-Denis-lès-Martel pour les versants ouest et sud-ouest, dans le département du Lot.

Habité dès le Paléolithique moyen, c'est devenu un site important pour les populations de la fin de l'époque du Bronze – IXe siècle av. J.-C. -, jusqu'à la fin de l'âge du fer - Ier siècle de notre ère. Vers l'an 50 de notre ère les Gallo-Romains étaient installés sur le plateau.

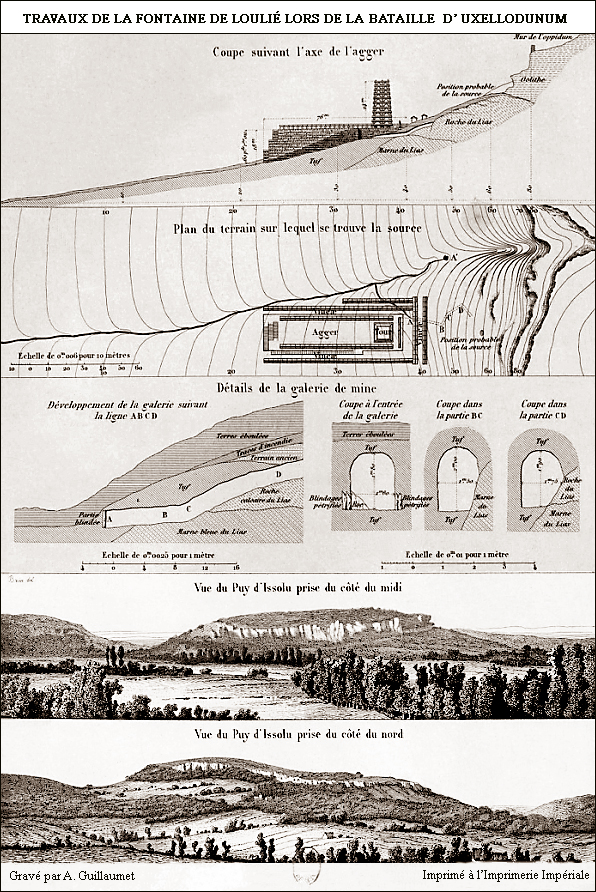
Travaux de la fontaine de Loulié lors de la bataille d'Uxellodunum.

Le plateau du Puy-d'Issolud ne possède pas de sources et, avec la collecte des eaux de pluie et les eaux des rivières au pied du plateau — la Dordogne, la Tourmente et la Sourdoire — seule une source de la Fontaine de Loulié, sur les falaises ouest du plateau, permettait un approvisionnement en eau pour les besoins domestiques de la population et du bétail sur le plateau. « Toute la population n'eut dès lors plus d'autre ressource que l'eau d'une fontaine abondante, sortant du pied même des murs, dans cet espace, d'environ trois cents pieds, le seul que la rivière n'entourât pas. Il prive d'eau les assiégés. »
Lors du siège d'Uxellodunum, afin de couper l'approvisionnement en eau des assiégés avec la source, Jules César fit creuser des conduits souterrains dans la direction des filets d'eau qui alimentaient la source. Ceux-ci furent coupés et détournés de leurs cours ; n'étant plus alimentée, la source ne coula plus et les assiégés coupés de leur dernier approvisionnement en eau se rendirent à César.

### Oppidumde la Cloche aux Pennes-Mirabeau
L'oppidum de la Cloche aux Pennes-Mirabeau est un site archéologique situé dans le département des Bouches du Rhône, sur les communes de Pennes-Mirabeau et de Le Rove. C'est un éperon rocheux à 235 mètres d'altitude, sur une colline au nord du massif de la Nerthe qui sépare l'étang de Berre de la côte marseillaise.

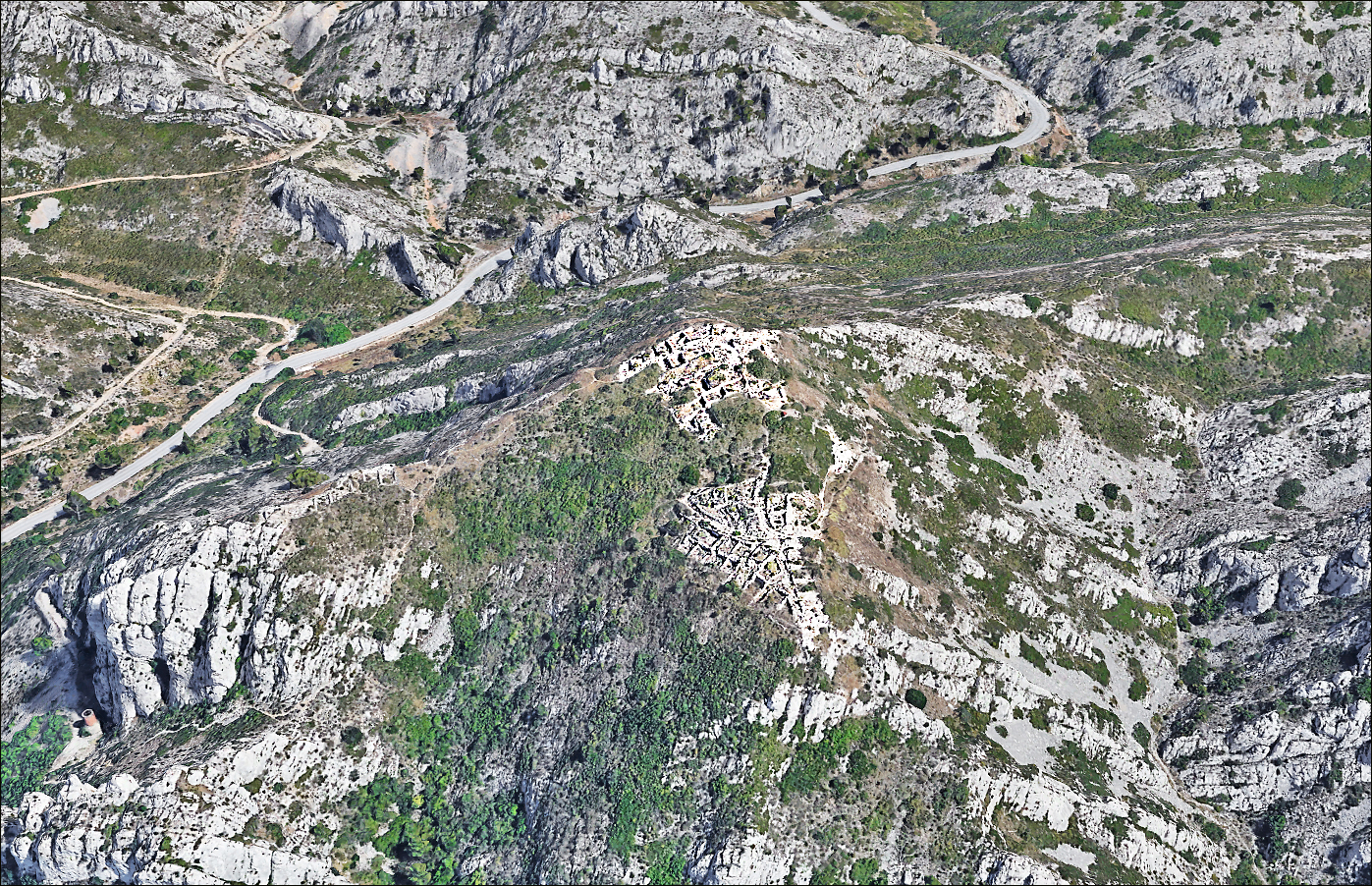
Oppidum de la Cloche aux Pennes-Mirabeau dans son environnement.

L'oppidum de la Cloche aurait été fondé vers le second âge du fer, au IIIe siècle av. J.-C., occupé par la tribu des Comoni, faisant partie du peuple des Ligures, puis aurait accueilli les populations d'un autre oppidum proche et moins important, celui de l'oppidum de la Teste Nègre. L'oppidum de la Cloche aurait été fortement remanié vers la fin du IIe ou du Ier siècle avant notre ère. L'oppidum de la Cloche aux Pennes-Mirabeau est un habitat entièrement pensé et bâti dans la première moitié du premier siècle avant notre ère.
Lors du siège de Massalía par César en 49 avant notre ère, celui-ci accuse l'oppidum de La Cloche de ravitailler les assiégés, une partie de son armée attaquent l'oppidum de la Cloche et déportent les habitants. Ce fut l'abandon de l'oppidum par sa population.
L'oppidum de La Cloche est une référence fondamentale pour l'étude des villages méridionaux de la fin de l'âge du fer. La construction de l'oppidum de La Cloche a très probablement été influencé par l'occupation des Grecs à Massalía.

#### Citernes

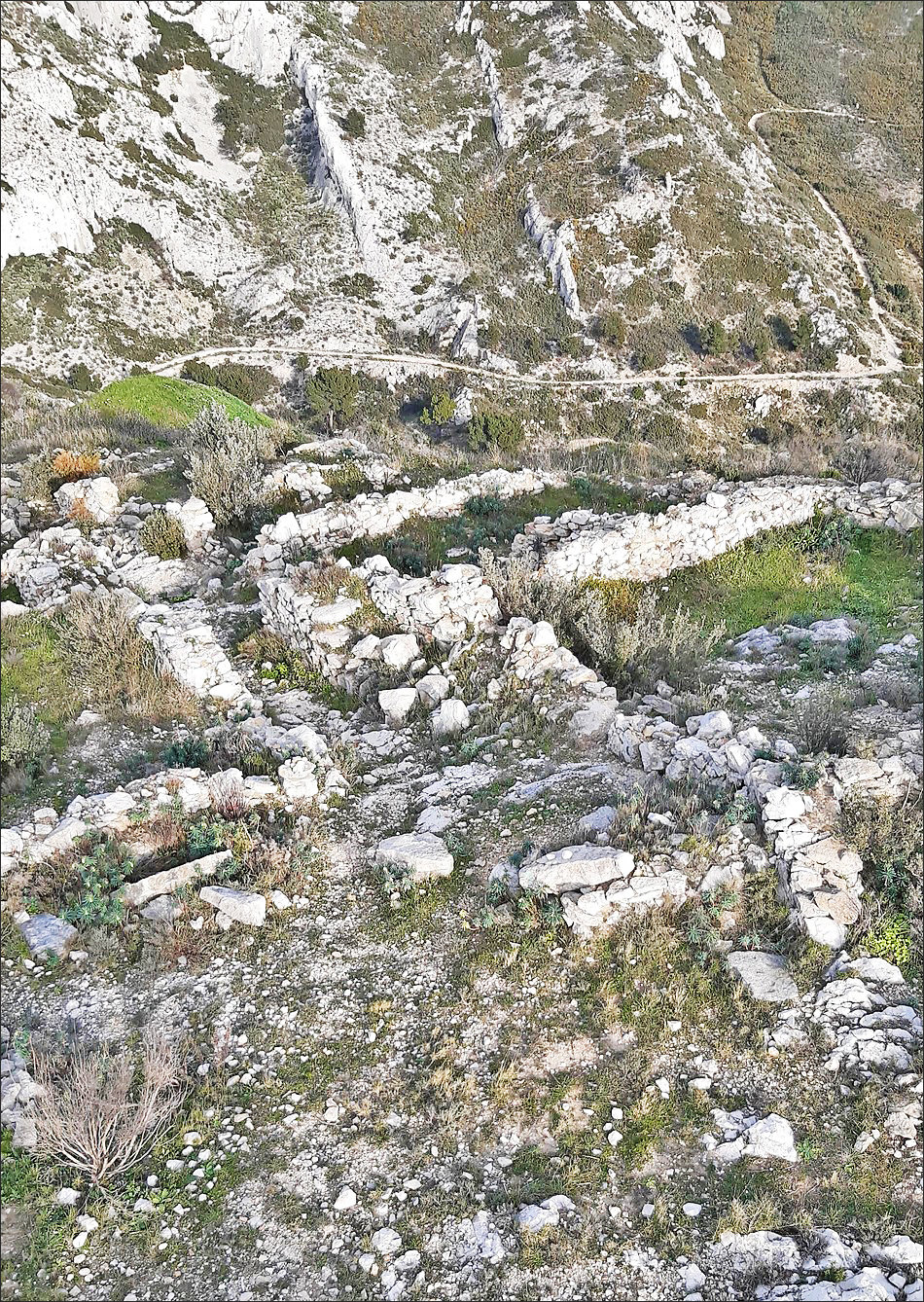
Oppidum de la Cloche aux Pennes-Mirabeau vestiges de constructions.

Sur le site de l'oppidum de La Cloche, bâti dans la première moitié du premier siècle avant notre ère, il a été mis au jour par les équipes de Louis Chabot, « ...un ensemble hydraulique complexe, avec citerne, canal de récupération des eaux de ruissellement d'une voie [de circulation], cuve de décantation et cuve de trop plein, qui jusqu'ici est unique sur les oppida du Sud-Est de la Gaule, surtout dans l'état de conservation dans lequel nous l'avons découvert. […] Il faut aller en Languedoc, à Ensérune, pour en trouver de semblables. » La citerne principale, d'un état de conservation rare, a 5,15 m de longueur, 3,50 m de largeur et 3,75 m de hauteur. De forme asymétrique du fait de ses murs nord et est, sa construction est réalisée contre la paroi rocheuse et épouse la forme du rocher. L'ensemble des parois internes de la citerne sont enduites d'un béton de tuileau, réalisé en une ou deux épaisseurs de 2,5 à 3 cm.
Le fond de la citerne est légèrement concave et comporte en son milieu une cuvette de récupération des impuretés. Un escalier sur un des côté de la citerne permet l'accès à son nettoyage et entretien.

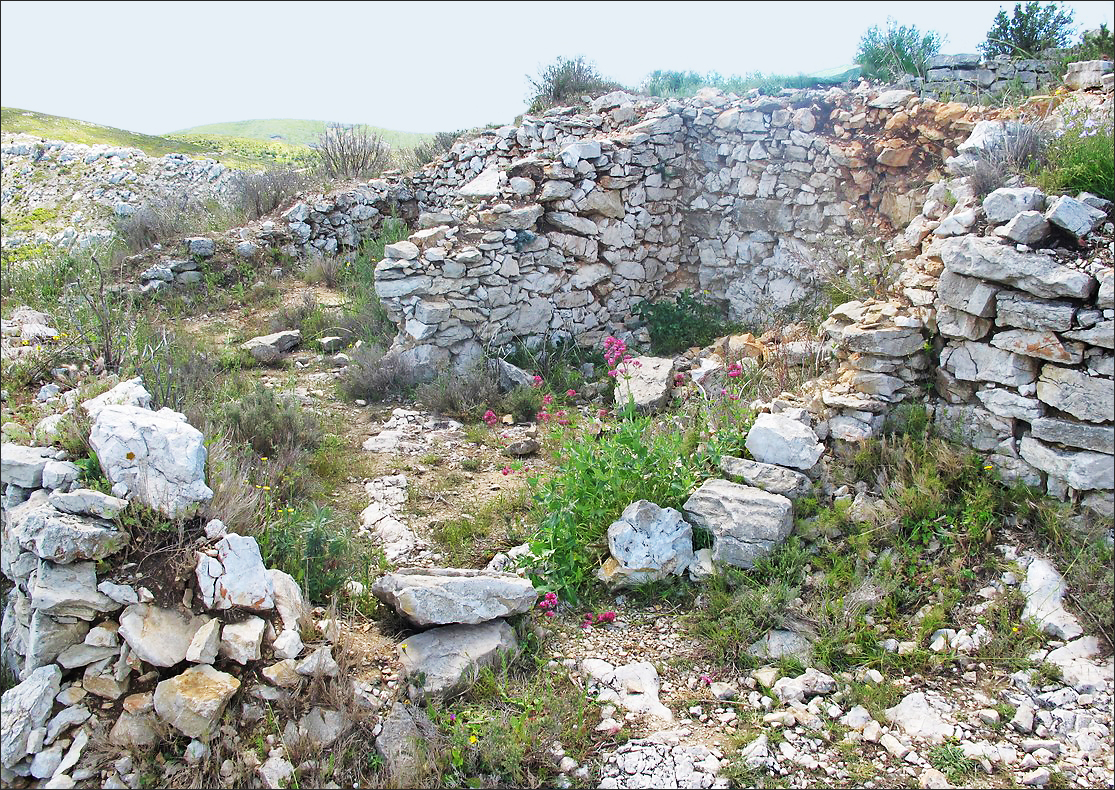
Oppidum de la Cloche aux Pennes-Mirabeau vestiges et chemin.

Une petite citerne annexe, de 2,50 m sur 1,80 et 1,00 m de hauteur, bâtie sur le côté sud de la grande citerne, semble avoir servie de trop plein lors des grosses pluies. Cette petite cuve semble avoir été construite en même temps que la grande citerne.
L'ensemble des deux citernes, eu égard à la forme non parallélépipédique des deux citernes, pouvaient garantir 60 000 litres d'eau aux habitants de l'oppidum. D'autres citernes, comblées et non découvertes lors des fouilles, peuvent avoir été présentes sur le site, au moment de l'occupation de l'oppidum.

#### Système d'alimentation

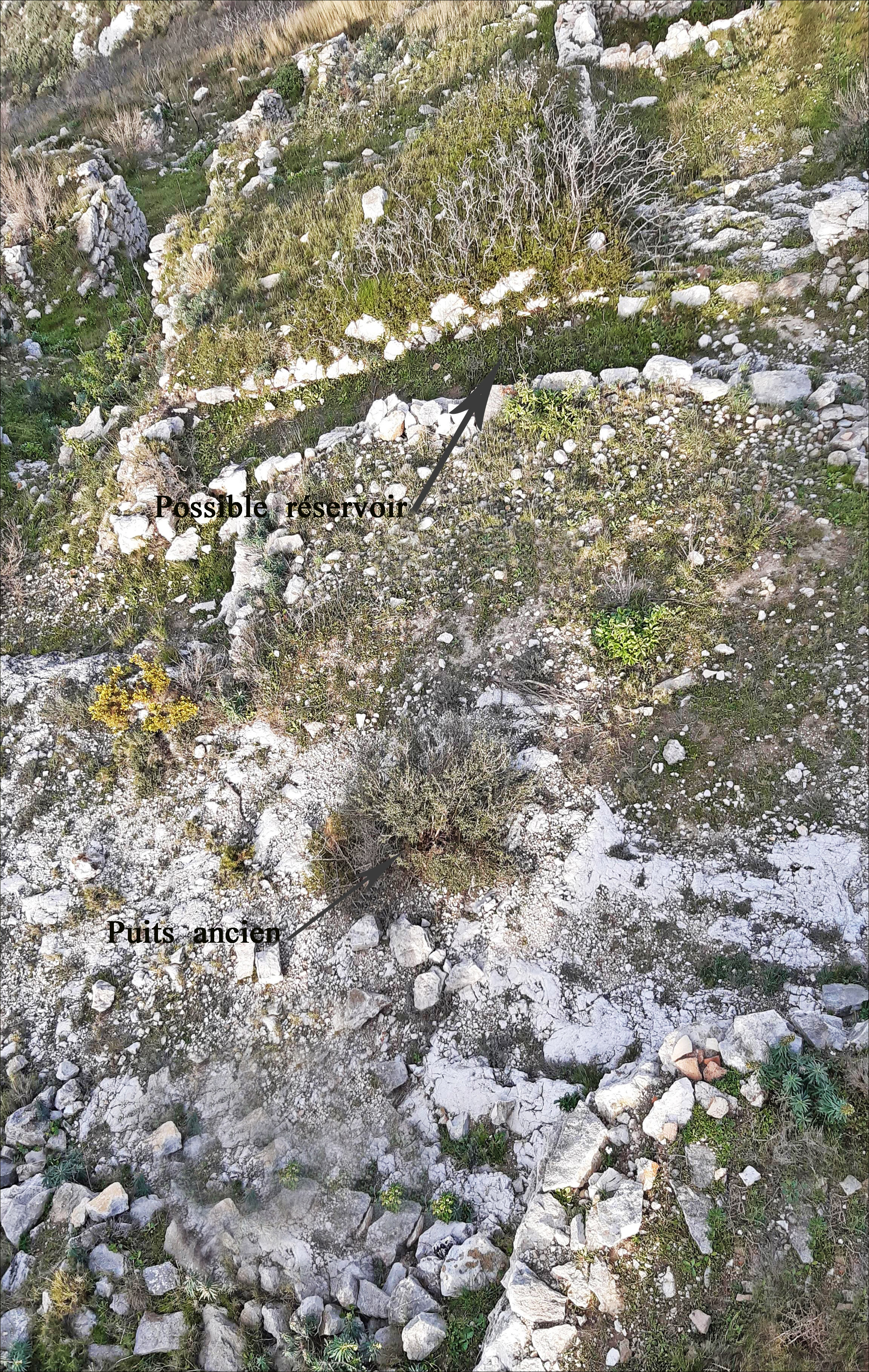
Oppidum de la Cloche aux Pennes-Mirabeau, vestiges de constructions avec possible puits et réservoir.

Le système d'alimentation de la grande citerne a été mis au jour au cours des fouilles. Les eaux de ruissellement de la voie de circulation, tombaient dans un puisard, servant d'un premier système de décantation des matières lourdes. De ce puisard partait un canal formé de pierres plates posées verticalement pour les côtés et posées à plat en fond du canal, les parois étaient enduites à l'intérieur en ciment de tuileau. La section du canal était de 20 cm de largeur et de 25 cm de profondeur, il n'était pas couvert.
Le canal aboutissait à une petite cuve triangulaire, enduite intérieurement, avec moulures en quart de rond. Cette nouvelle cuve servait de second de bac de décantation après le puisard en amont. De cette cuve faisant office de décantation, l'eau par débordement passait dans la grande citerne, en tombant sur la paroi rocheuse arrondie de l'angle nord-ouest qui faisait office de brise jet.
Une petite citerne accolée au sud de la grande citerne, par débordement servait de trop plein lorsque la grande citerne était remplie et permettait une réserve d'eau supplémentaire.
La date de la fin de l'utilisation de cet ensemble hydraulique de récupération, de décantation et de stockage des eaux domestiques, semble correspondre à la date de destruction de l'oppidum par l'armée de César, soit l'an 49 avant notre ère. « ...son terminus post quem [date la plus ancienne de la construction de cet ensemble hydraulique] n’est pas encore acquis, mais nous pensons qu’il doit être assez proche du milieu de la durée de vie que nous attribuons à ce site, tout au moins dans l’état d’urbanisme que nous lui connaissons, ce qui nous conduit à lui donner comme date de construction les années -80 / -70, avec des réaménagements vers -60. »

### Oppidumd'Alésia

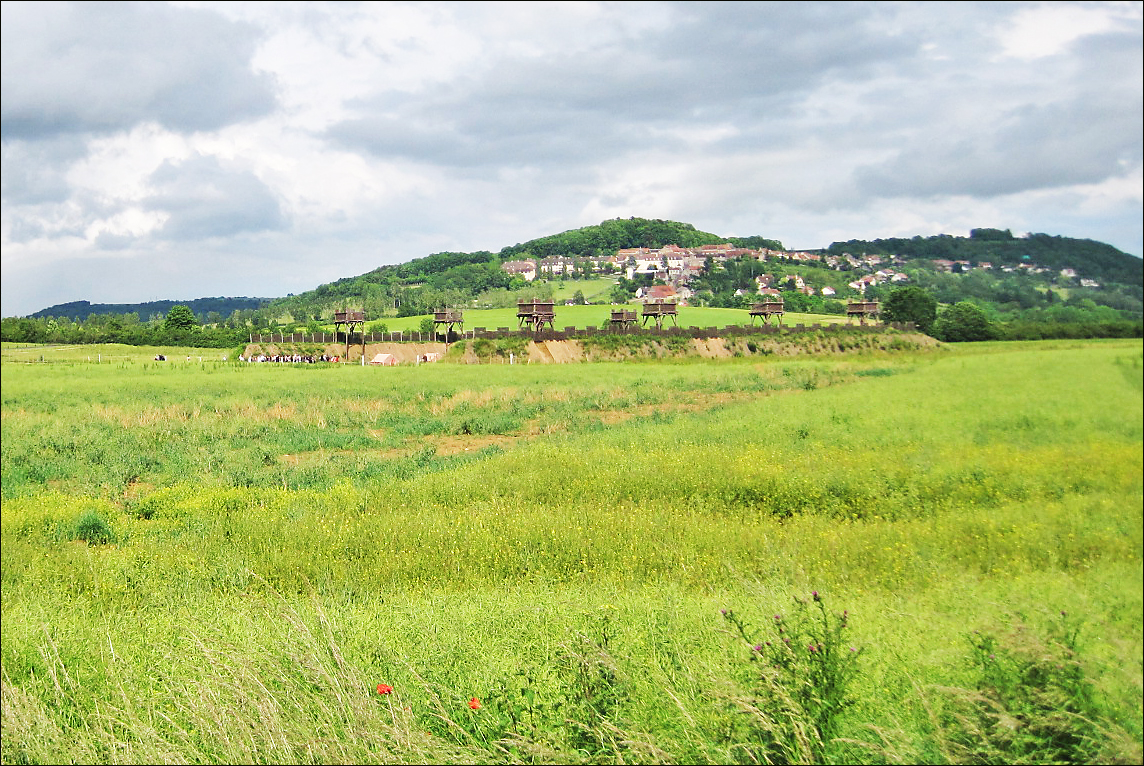
La plaine des Laumes, le village de Alise-Sainte-Reine.et la colline d'Alésia.

L'oppidum d'Alésia est situé sur un vaste plateau culminant à 407 mètres d'altitude, au sommet du mont Auxois, sur la commune d'Alise-Sainte-Reine, arrondissement de Semur, dans le département de la Côte d'Or. L'oppidum d'Alésia était au Ier siècle avant notre ère, la capitale de la tribu gauloise des Mandubiens faisant partie du peuple Éduens. C'est le site reconnu officiellement de la bataille d'Alésia, qui s'est déroulé entre le mois de juillet et de septembre 52 avant notre ère et qui vit la défaite de la coalition de peuples gaulois menés par Vercingétorix face à l'armée romaine de Jules César.

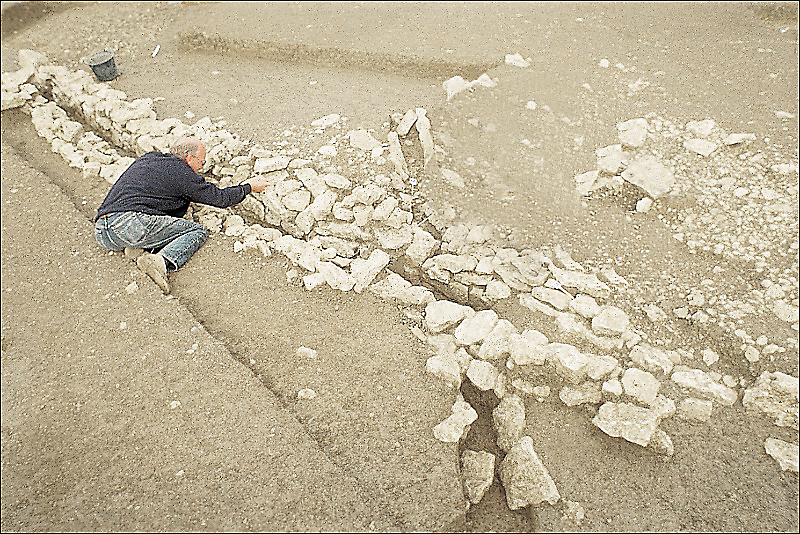
Caniveau en pierre dans la plaine en face de l'oppidum d'Alésia.

Le plateau d'Alésia mesure 2 km de longueur environ, sur une largeur maximale de 800 mètres. Au temps de l'occupation gauloise, une enceinte en pierre sèche renforçait sur certains points les défenses naturelles de l'oppidum entouré d'escarpements rocheux. La superficie est d'environ 97 hectares.  
Les vestiges pré-romains mis au jour au cours des différentes campagnes de travaux par les archéologues sur le site de l'oppidum d'Alésia, sont assez rares, notamment par la phase de construction d'un nouvel Alésia gallo-romain, après la victoire de César. Après la victoire de César, l'oppidum ne disparaît pas mais s'organise et s'urbanise progressivement selon des modalités architecturales et urbanistiques romaines. La ville, dans ses formes et lieux d'occupation romains, est abandonnée au Ve siècle, en raison de la multiplication des ravages liés aux incursions germaniques (Francs et Alamans) en 269 et 276.
Sur l'oppidum d'Alésia, l'eau ne semble pas un problème majeur. En effet l'oppidum est entouré par deux cours d'eau, l'Oze et l'Ozerain affluents de la Brenne, qui baignent les pieds du plateau d'Alésia et s'écoulent vers la plaine des Launes qui s'étend à l'ouest. Un nombre de sources important se trouvent sur le flanc ou en bas des collines. La source dite de la Croix-Saint-Charles et qui coule encore, est attestée par les vestiges d'un sanctuaire comportant des systèmes de canalisations. D'autres sources semblent également présenter des vestiges d'utilisation antique. La source des Dartreux alimente l'hôpital d'Alise depuis 1685, avec un réseau de captation souterraine d'une longueur de 80 mètres. De nombreux puits ont été mis au jour par les archéologues au cours des différentes fouilles. Depuis les fouilles de 1906, une trentaine de puits ont été trouvés dans la ville gallo-romaine sur le plateau de l'oppidum d'Alésia.
« Ainsi les fouilles du XIXe siècle dans ce secteur ont repéré ce qui a été interprété en 1861 comme un « puits militaire à balancier […] creusé dans le sable, [avec lequel] on a de l'eau toujours filtrée et toujours fraîche » (Pernet, 1907). Cette découverte suscita pour ses découvreurs « la conviction que bien d'autres puits semblables [devaient] exister dans la traversée de la plaine des Laumes. » À la suite du siège de Gergovie, Vercingétorix et ses hommes se replient dans l'oppidum des Mandubiens sur le site d'Alésia. Ils sont suivis, à un jour d'intervalle, par l'armée de César. Cette dernière entreprend alors le siège de la ville gauloise. Plusieurs dizaines de milliers de personnes se retrouvent avec leur bétail sur le plateau de l'oppidum et en moindre mesure autour de l'oppidum occupé par l'armée de César.

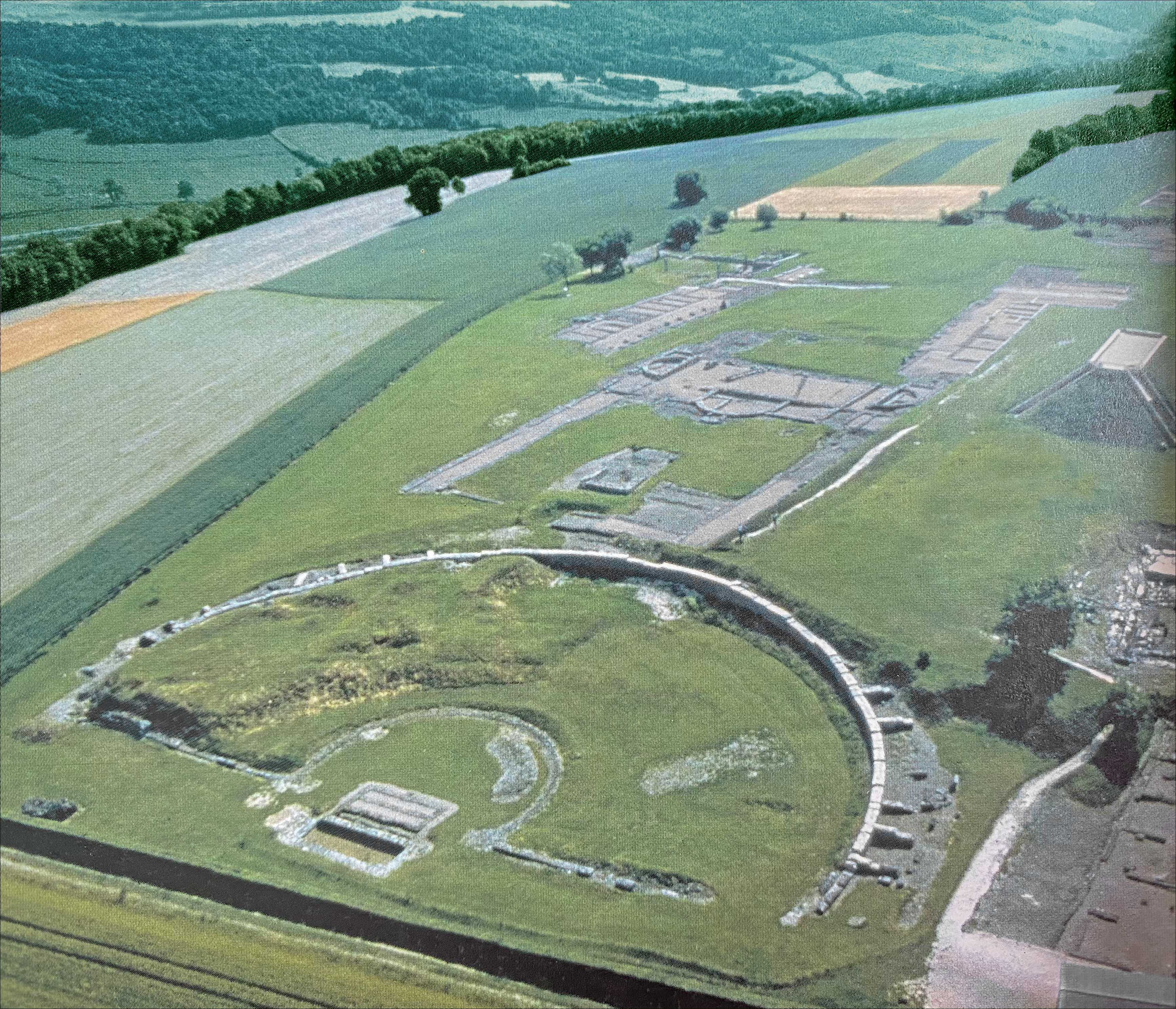
Vue aérienne des vestiges du site archéologique d'Alésia.

Les Gaulois, assiégés sur l'oppidum, disposaient de quantités d'eau suffisantes pour alimenter les hommes, la consommation pour les animaux posait un problème. César estime à un total de population de 80 000 hommes, militaires et civils et les chevaux de 15 000 cavaliers, sans compter la consommation de l'eau pour le bétail des populations civiles déjà sur place à l'arrivée de Vercingétorix.
« L'eau, indispensable à la survie des populations et des bêtes, est un élément majeur dans la gestion de ces conditions et nécessite une prise en compte dans l'organisation de la vie en communauté. »[réf. nécessaire]

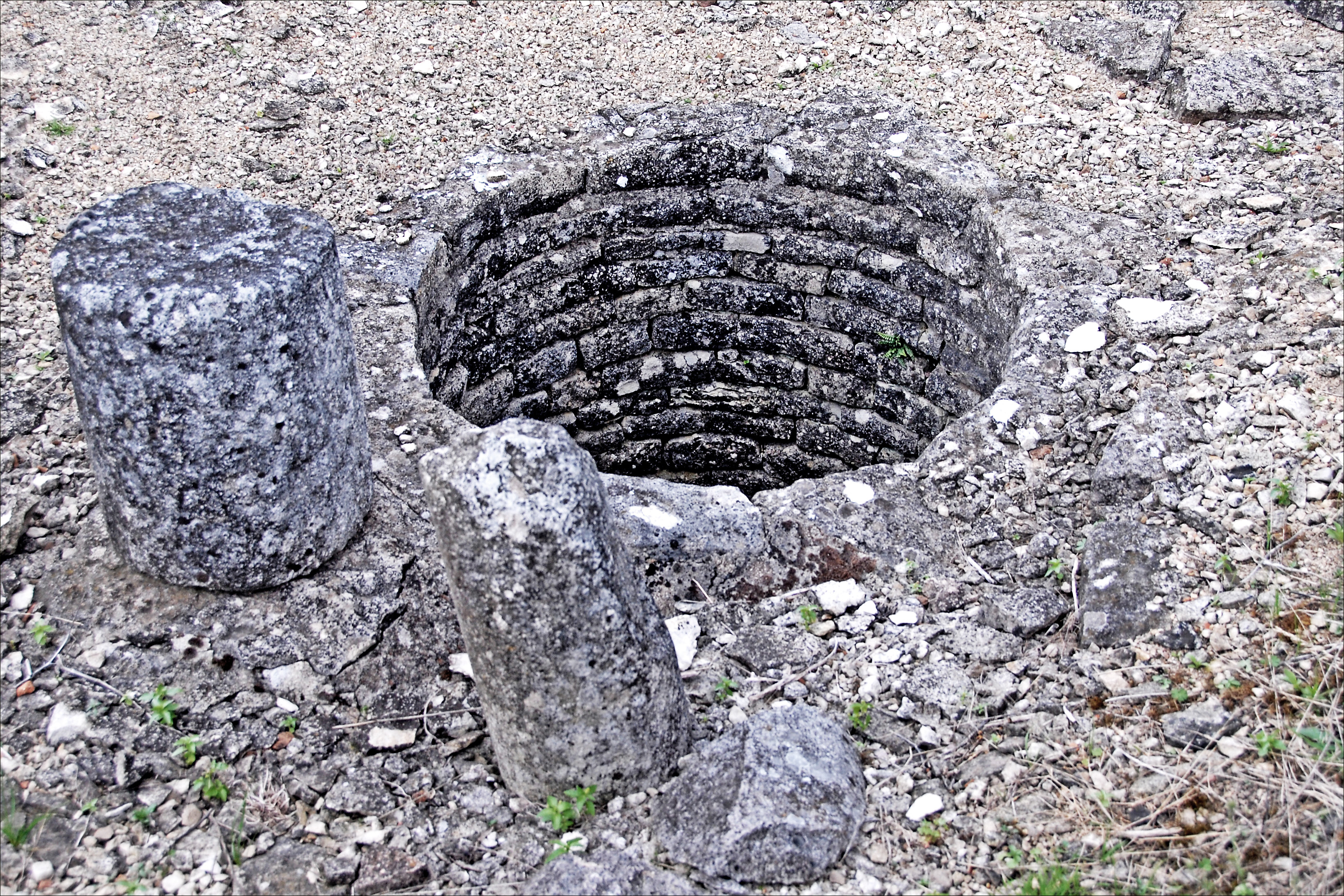
Puits de captage de l’eau de source ou rivière souterraine

N'ayant aucun accès à l'eau des rivières, les assiégés n'avaient que les sources pour les besoins en eau des hommes et des animaux sur l'oppidum et peut-être quelques puits profonds. Un rationnement a dû être mis en place afin d'économiser les ressources disponibles sur place, avec la sécurisation des points d'eau, le siège ayant lieu pendant les mois de forte chaleur. Si l'eau était présente, « la totalité ne pouvait être utilisée en continu et pour éviter les pertes, les gaulois ont dû réaliser un système hydraulique de captation et de transport de l'eau vers des citernes, ou des doliums et ainsi récupérer l'eau des sources la nuit pour son utilisation le jour ».

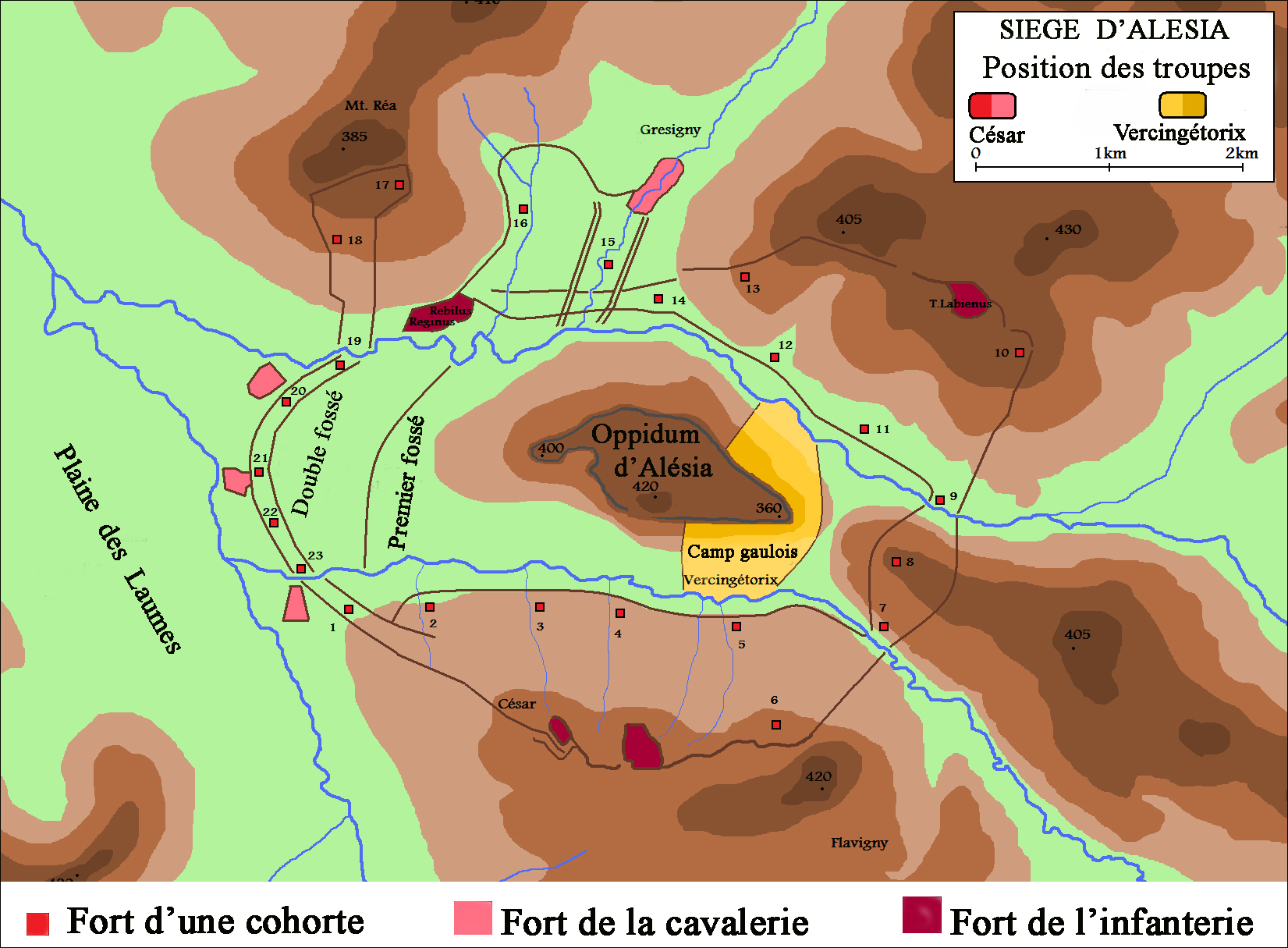
Plan du réseau hydrique lors du siège d'Alésia par jules César en 52 avant notre ère.

« Si « la soif n'a pas torturé les défenseurs d'Alésia », comme l'affirme Joël le Gall, Vercingétorix, afin de conserver l'eau pour les combattants, a dû cependant renvoyer les populations non combattantes hors de l'oppidum et cela aux bons soins de César »

### Oppidum de Lutèce

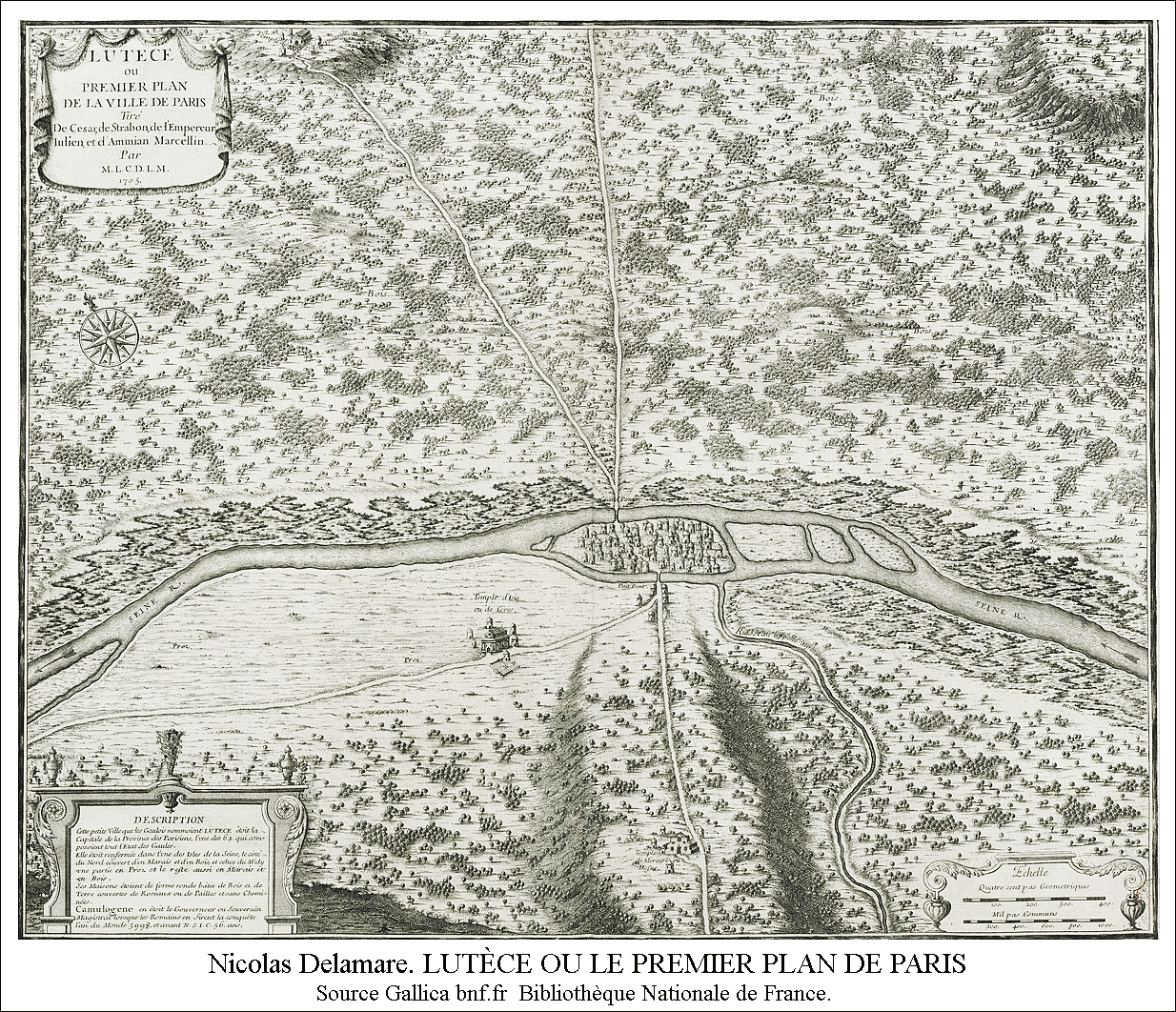
Lutèce ou premier plan de la ville de Paris, avant la bataille de Lutèce.

Lutèce est le nom francisé employé par les Romains pour désigner la ville gallo-romaine – Lutetia ou Lutetia Parisiorum – qui prendra au IVe siècle de notre ère le nom de Paris, du nom de la tribu gauloise, les Parisii, une des tribus celtes présentes dans cette région depuis le IIIe siècle avant notre ère.
On ne connaît pas aujourd'hui avec certitude l'emplacement de l'oppidum de Lutèce, la capitale des Parisii. Les historiens ont longtemps pensé que l'oppidum des Parisii se trouvait dans l'île de la Cité. Le lieu d'implantation de la cité et capitale des Parisii avant l'arrivée de Romains, a pu se trouver également dans l'île Saint-Louis, ou dans une autre des îles de la Seine, aujourd'hui disparues et rattachées à la berge. La découverte en 2003, à Nanterre dans une des boucles de la Seine, des vestiges d'une cité gauloise d'une quinzaine d'hectares, datée du IIe siècle avant notre ère, a fait naître une hypothèse très discutée : placer l'oppidum des Parisii, non plus dans l'île de la Cité, mais « sous une partie de la ville actuelle de Nanterre », à dix kilomètres à l'ouest du centre de Paris. 
Les fouilles menées à Nanterre dans les années 2000 ont permis de définir la présence d'une bourgade avec ses maisons, son centre d'artisanat, des lieux de stockage, soit pour les besoins de la tribu ou pour le commerce, ainsi qu'un ensemble de rues.
Le réseau hydrographique disponible autour de l'oppidum des Parisii est important, quel que soit l'emplacement de celui-ci, que cela soit à Nanterre ou en un autre lieu que pourront découvrir les archéologues dans les années futures. Le réseau hydraulique par contre est difficile à définir, dans la mesure ou le lieu d'implantation de l'oppidum n'est pas définitivement arrêté. Seules des hypothèses peuvent être émises, avec la connaissance des réseaux découverts sur d‘autres oppidums.

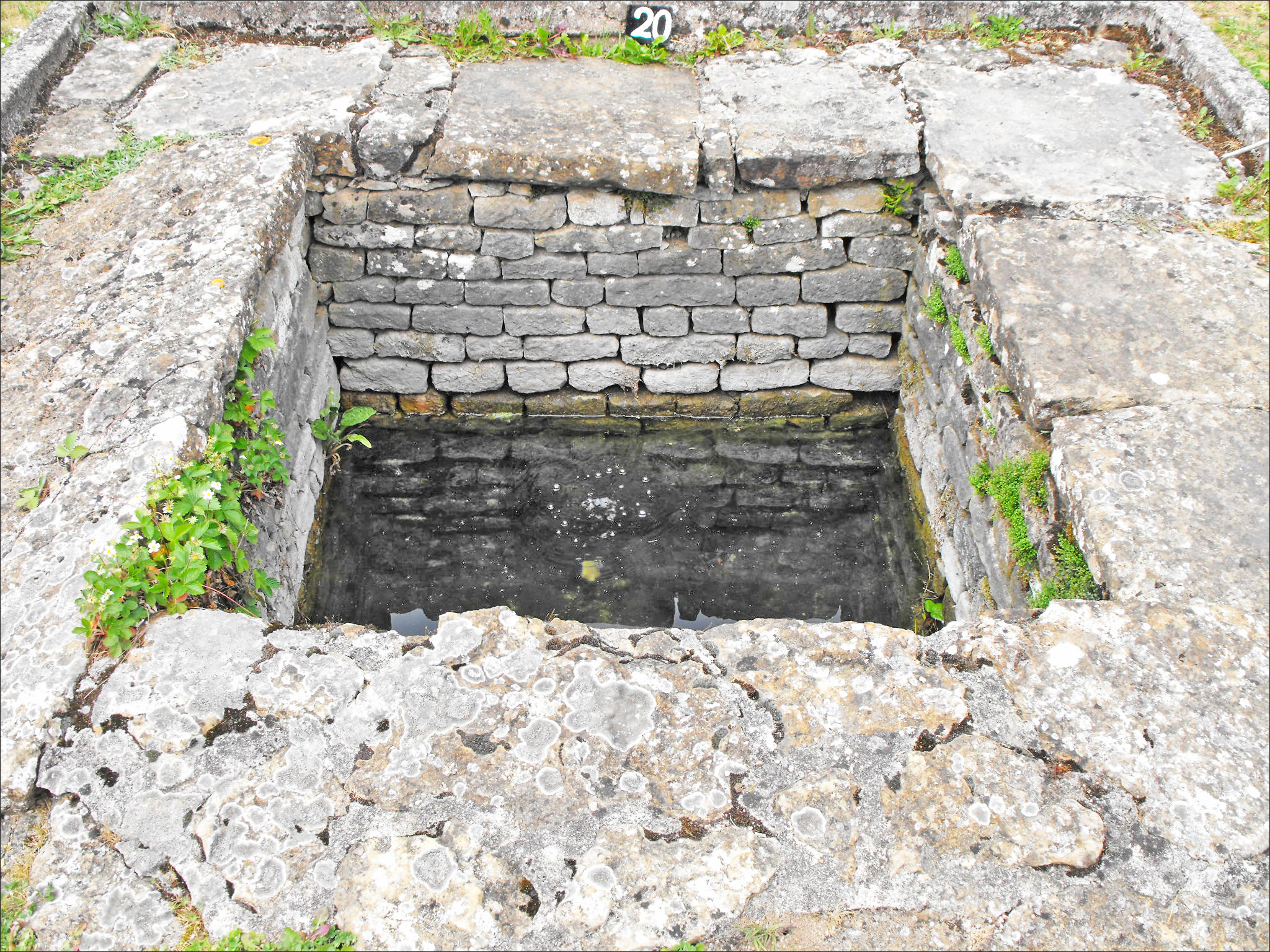
Puits gallo-romain du site archéologique des Fontaines-Salées.

Pour les besoins domestiques, la construction de puits, à usage personnel et collectif, permettait d'avoir de l'eau potable pour la boisson et la préparation et la cuisson des aliments. Pour le bétail et les cultures, le fleuve, les ruisseaux et les mares creusées dans les zones marécageuses, devaient permettre d'en satisfaire les besoins.
Certainement peu ou pas de sources, et donc pas de canalisation pour conduire les eaux vers les lieux d'utilisation. Pour les eaux usées, il est difficile de connaître le niveau technique des Parisii dans ce domaine ; certainement des caniveaux creusés dans le sol le long des rues, avec des fossés pour conduire les eaux usées et de pluie vers l'extérieur de l'oppidum. « Il faut se représenter une ville gauloise et ses abords : elle est formée d'une partie urbanisée, avec maisons et rues, et de champs cultivés et de pâturages. Elle est assez étendue. »

### Autres oppidums
De nombreux autres vestiges d'oppidums existent sur le sol français, puisque 145 auraient été répertoriés en 2022. Un certain nombre d'oppidums se trouvent sur des espaces privés et cultivés et souvent difficiles d'accès pour des fouilles approfondies, notamment dans le domaine de la gestion de l'eau. 

## Grande-Bretagne

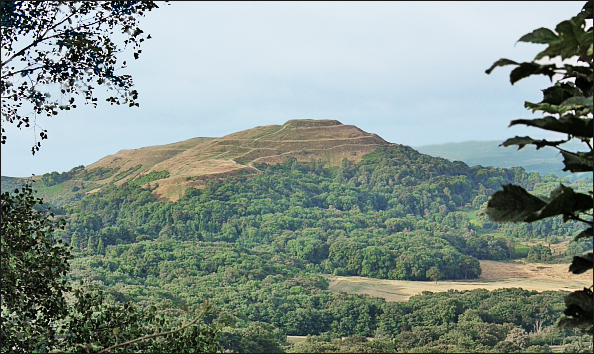
Camp britannique Le fort de l'Âge de Fer orne le sommet du phare du Herefordshire et de la colline du Millénaire au sud.

### Contexte
Les Celtes dans leur migration n'avaient pas encore atteint la Grande-Bretagne, lorsque celle-ci a commencé à être séparée de l'Europe il y a 450 000 ans, au cours d'une gigantesque inondation en provenance de la Mer du Nord, érodant le fond de ce qui deviendra La Manche. Une deuxième inondation, il y a environ 150 000 ans, aurait définitivement fait de la Grande-Bretagne une île, en la détachant de l'Europe continentale.
Au cours de ces transformations géologiques, toutes notions d'Angleterre, d'Écosse, de pays de Galles, d'Irlande ou de Royaume-Uni étaient très éloignées. Puis au cours des siècles avant et après notre ère, l'île de Grande-Bretagne a fait l'objet de migrations et d'invasions en provenance du continent européen, de la part de divers peuples, dont le peuple des tribus celtes. Les historiens et les archéologues, débattent beaucoup de la date d'arrivée des Celtes en Grande-Bretagne et du moment où l'influence celte a commencé à dominer, bien que la date la plus communément admise soit approximativement le VIe siècle avant notre ère.

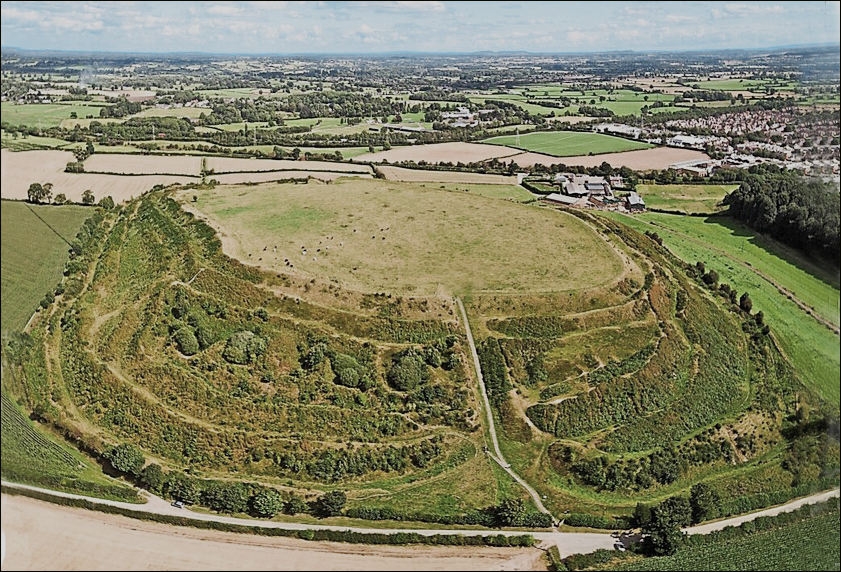
Ancienne colline d'Oswestry, vue sur l'entrée de la forteresse et sur le Shropshire.

Les débuts d'une île de Grande-Bretagne peuplée par des envahisseurs intégrants les autochtones, apparaît fausse suivant les découvertes des archéologues. Au cours de millénaires successifs, les peuples ont envahi et quitté l'île de Bretagne, parfois en grand nombre, mais il y a toujours eu une continuité fondamentale de la population, comme le confirme le Dr James Simon de l'université de Leicester, archéologue britannique et spécialiste de l'âge du fer. « Cependant, il y a une chose sur laquelle les Romains, les archéologues modernes et les insulaires de l'âge du fer eux-mêmes seraient tous d'accord : ils n'étaient pas des Celtes. Il s'agit d'une invention du XVIIIe siècle ; le nom n'était pas utilisé auparavant. L'idée est venue de la découverte, vers 1700, que les langues insulaires non anglaises se rapportent à celle des anciens Gaulois continentaux, qui étaient réellement appelés Celtes. » Les premiers récits, à la fin de l'âge du fer, notamment La Guerre des Gaules de Jules César, dénombrent un nombre important de peuples sur le sol de l'île de Bretagne, dont les plus puissants pour l'époque seraient : les Trinoventes, Silures, Comovii, Selgovae, entre autres, mais rien n'indique que ces groupes avaient un quelconque sens de l'identité collective ou d'appartenance au monde celtique. Les nombreuses cultures régionales sont issues de l'âge du bronze local qui l'a précédé et ne sont pas le résultat de vagues d'envahisseurs continentaux « celtiques ».
« Contrairement à l'idée traditionnelle selon laquelle la Grande-Bretagne possédait à l'origine une uniformité « celtique », que les envahisseurs romains, puis saxons et autres ont perturbée, la Grande-Bretagne a en réalité toujours été le foyer de multiples peuples. Si sa population a fait preuve d'une forte continuité biologique au cours des millénaires, les identités que les insulaires ont choisies d'adopter ont subi des changements remarquables. » Avec l'âge du bronze, que les chercheurs échelonnent de 2200 à 600 avant notre ère, le cuivre et l'étain sont disponibles dans le sud de la Grande-Bretagne, Cornwall and Devon - Copa Hill, Engine Vein, Ecton Copper Mines - l'habitat du Néolithique s'accroît considérablement avec l'augmentation des populations. Les hameaux sont composés de maisons circulaires, généralement placés en haut d'une petite colline, parfois entourés de palissades, ce sont les hillforts. Ils sont parfois pourvus des fosses de stockage et de bassins de récupération de l'eau de pluie. La plupart seraient des maisons familiales. « Pendant ce temps, les fortifications étaient largement construites dans la plupart des régions du pays dans des styles variés incorporant des murs verticaux de bois, de pierre ou d'une combinaison des deux, d'une manière très similaire aux forts continentaux de l'Ha B et C de la Tène I. »

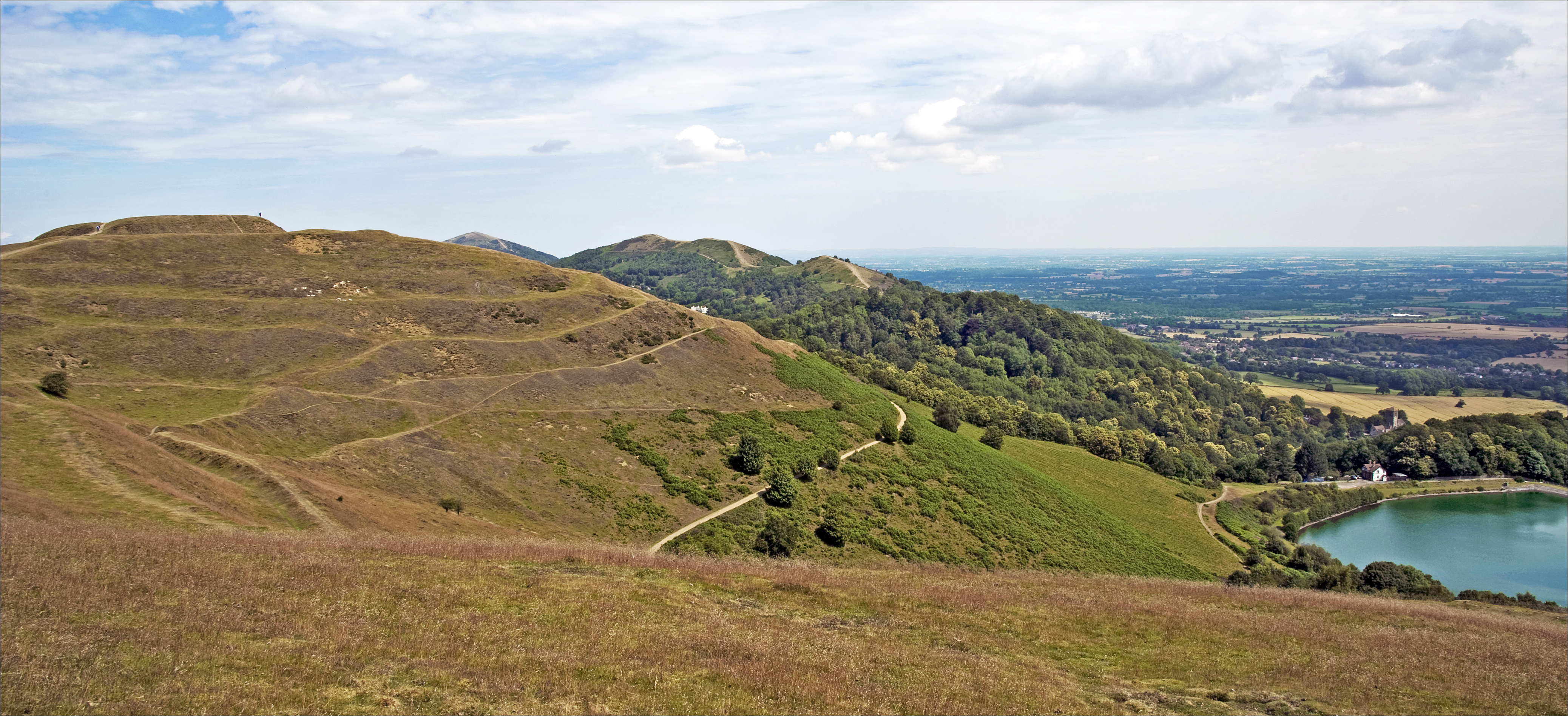
Le Hillfort British Camp du, est situé au sommet du Herefordshire Beacon dans les Malvern Hills.

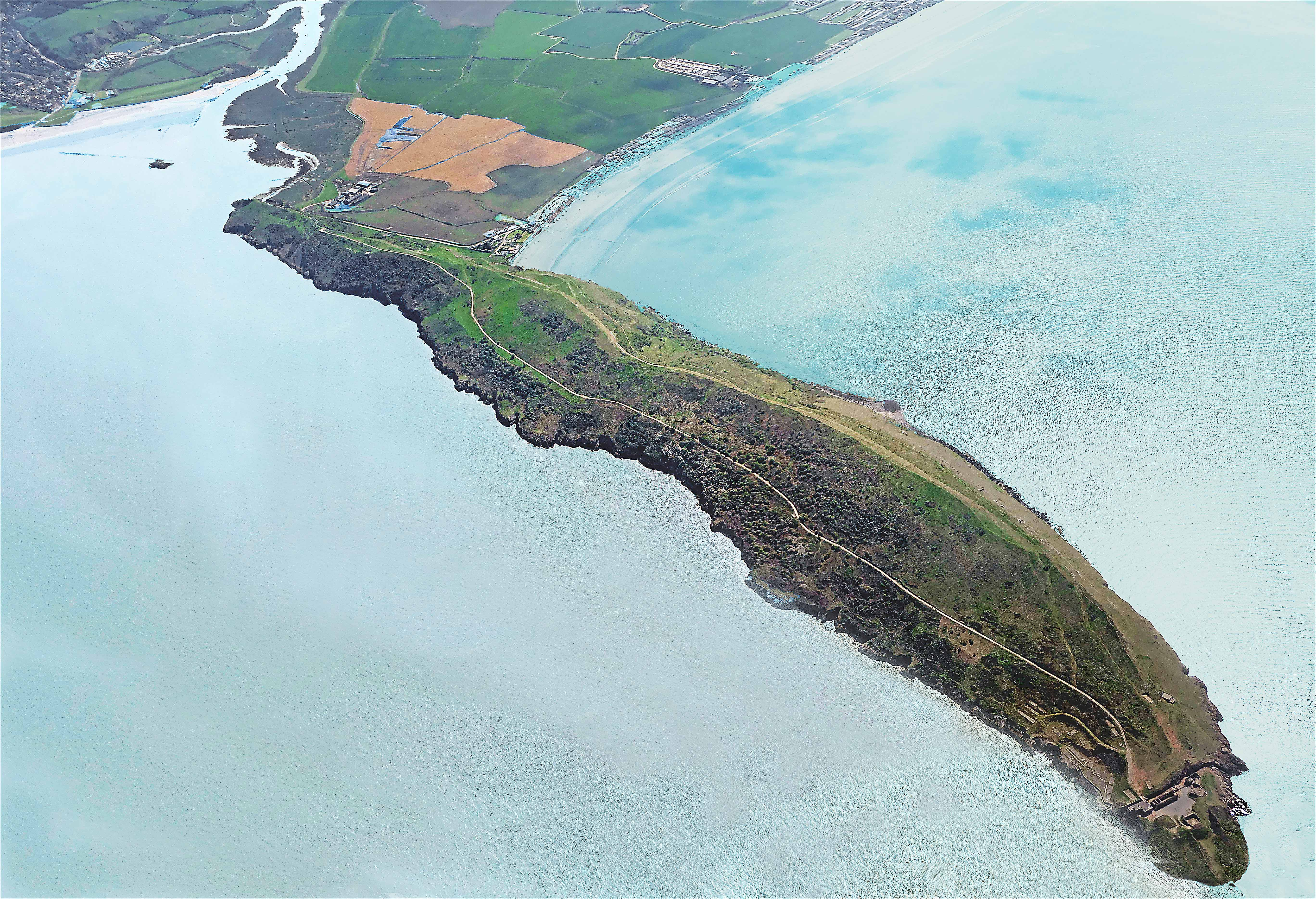
Vue aérienne de la péninsule de Brean Down, en Somerset.

Avec l'apparition du fer sur l'île de Bretagne et le développement de la culture de La Tène - entre le XIIIe et le Ier siècle avant notre ère - c'est quelque 3 300 collines fortifiées, ou hillforts - plus connues sous le nom d'oppidums sur le continent, qui se construisirent, parfois sur des sites établis antérieurement, au sud de l'île, l'Angleterre actuelle, au pays de Galles, puis vers les Lowlands du nord de l'île et dans les archipels écossais et ses brochs. « Les hameaux sont composés de deux maisons circulaires, voire plus, parfois entourés de palissades. Ils sont souvent pourvus des fosses de stockage et de bassins de récupération de l'eau de pluie. » Les Celtes sont arrivés progressivement en Angleterre au cours des siècles, entre le VIe siècle Ier siècle avant notre ère, mais il n'y probablement jamais eu d'invasion celtique programmée. La diversité des différents clans, ne leur permettait pas encore de s'unir pour une invasion concertée et organisée. Les Celtes parlaient celtique mais il n'y avait pas encore, il n'y a jamais eu, d'empire celtique unifié.
Pour la Grande-Bretagne, concernant la présence du peuple celte, plusieurs régions différentes sont à prendre en compte, chacune avec un système différent dans son développement et son organisation social-économique dans la période de l'âge du fer, précédant l'arrivée des Romains dans l'île de Bretagne. Le Royaume-Uni, que l'on appelle officiellement le Royaume-Uni de Grande-Bretagne et d'Irlande du Nord, est un état créé en 1907 constitué - comme son nom officiel l'indique - de la Grande-Bretagne et l'Irlande du Nord.

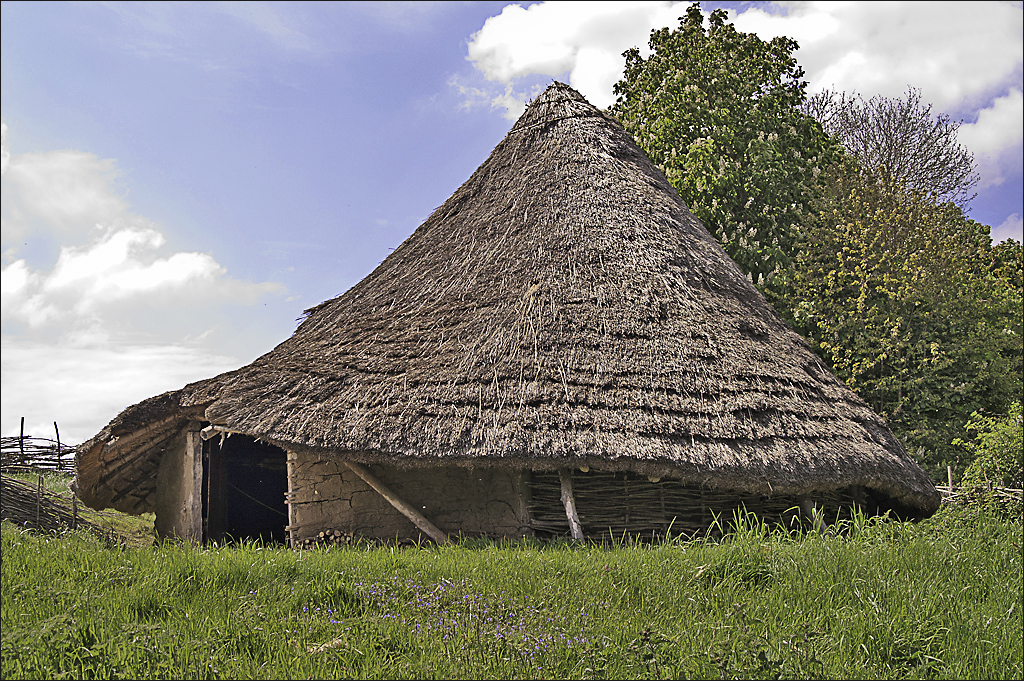
Celtique roundhouse de l'âge du fer au Royaume-Uni. Reconstitution.

La Grande-Bretagne, quant à elle, correspond à l'île bordant la côte nord-ouest de l'Europe continentale. Elle comprend l'Angleterre, le pays de Galles et l'Écosse ainsi que la plupart des territoires insulaires limitrophes.
La Grande-Bretagne, c'est l'Angleterre au sud-est du pays avec les comtés de l'Est-Anglie, du Sussex et les South Midlands - Jusqu'au début des années 1960, la plupart des efforts de fouilles se sont concentrés sur les Chaiklands du Wessex - Puis une zone du sud-ouest, avec l'ouest du pays de Galles, les Cornouailles, le Devon et les parties occidentales du Somerset. La grande région du nord de la Grande-Bretagne, avec le nord et l'ouest de l'Écosse, les Western Îsles, les Orkney et les Shetlands. Comme le précise Barry Cunliffe : « Une distinction majeure peut être faite entre la zone Centrale méridionale, dominée par les « hillforts » fortement défendues, et la zone orientale où les forteresses sont rares. »

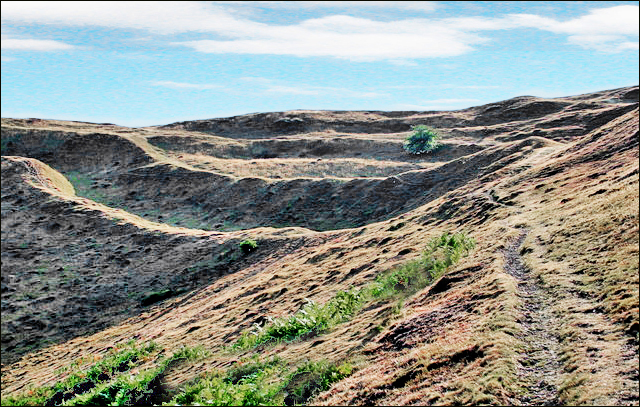
Résurgence d'une source d'eau sur le flanc du rempart du camp britannique Hillfort de Malvern Hill.

La définition d'un hillfort - dont le nom peut varier d'une région à l'autre en Europe : oppidum, doon, dun, broch, castros - représente un type de terrassement utilisé comme un refuge fortifié ou un établissement défendu, situé de manière à exploiter une élévation pour en tirer un avantage défensif. Ils sont typiquement européens et datent de l'âge du bronze ou de l'âge du fer. Certains ont été utilisés dans la période post-romaine. La fortification suit généralement les contours d'une colline et consiste en une ou plusieurs lignes de remblais, avec des palissades ou des murs défensifs, et des fossés extérieurs. Les hillforts se sont développés à la fin de l'âge du bronze et au début de l'âge du fer, soit approximativement au début du premier millénaire avant notre ère et ont été utilisés dans de nombreuses régions celtiques d'Europe centrale et occidentale jusqu'à la conquête romaine.
À la date du 8 octobre 2018, il a été identifié 4 147 hillforts en Grande-Bretagne et en Irlande, alors qu'on pensait auparavant que leur nombre était de 2 000. Il y en a 1 694 en Écosse, 1 224 en Angleterre (dont 271 dans le Northumberland) et 535 au Pays de Galles ».

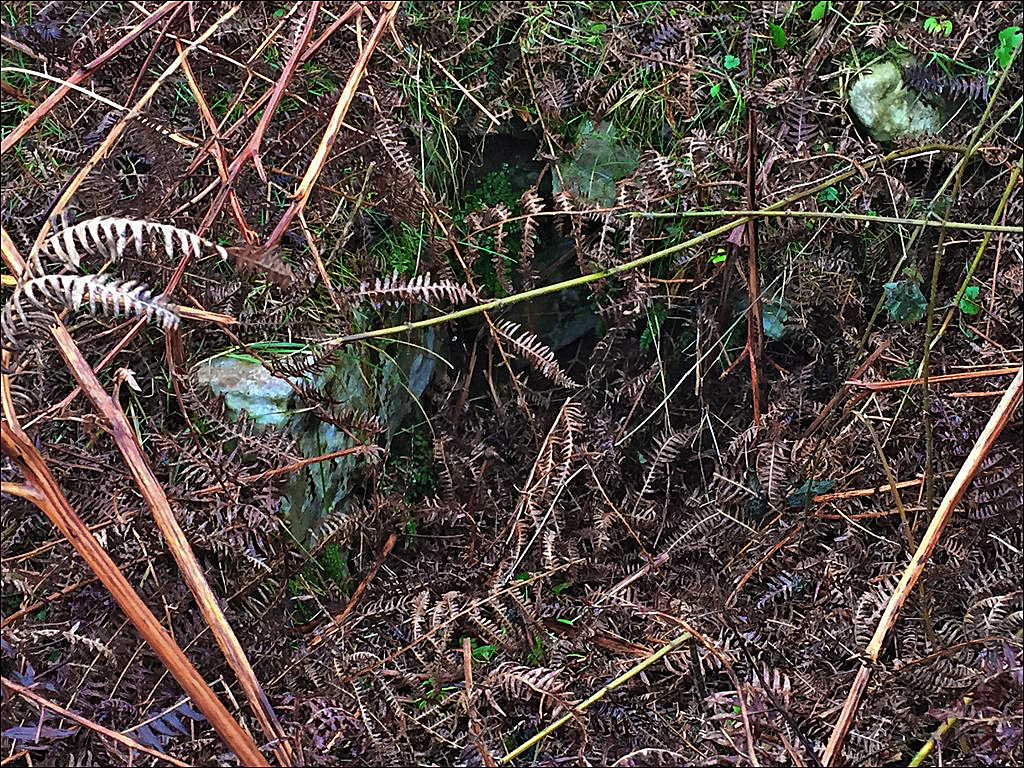
Un puits en pierre de l'âge du fer au sud d'un Hillfort.
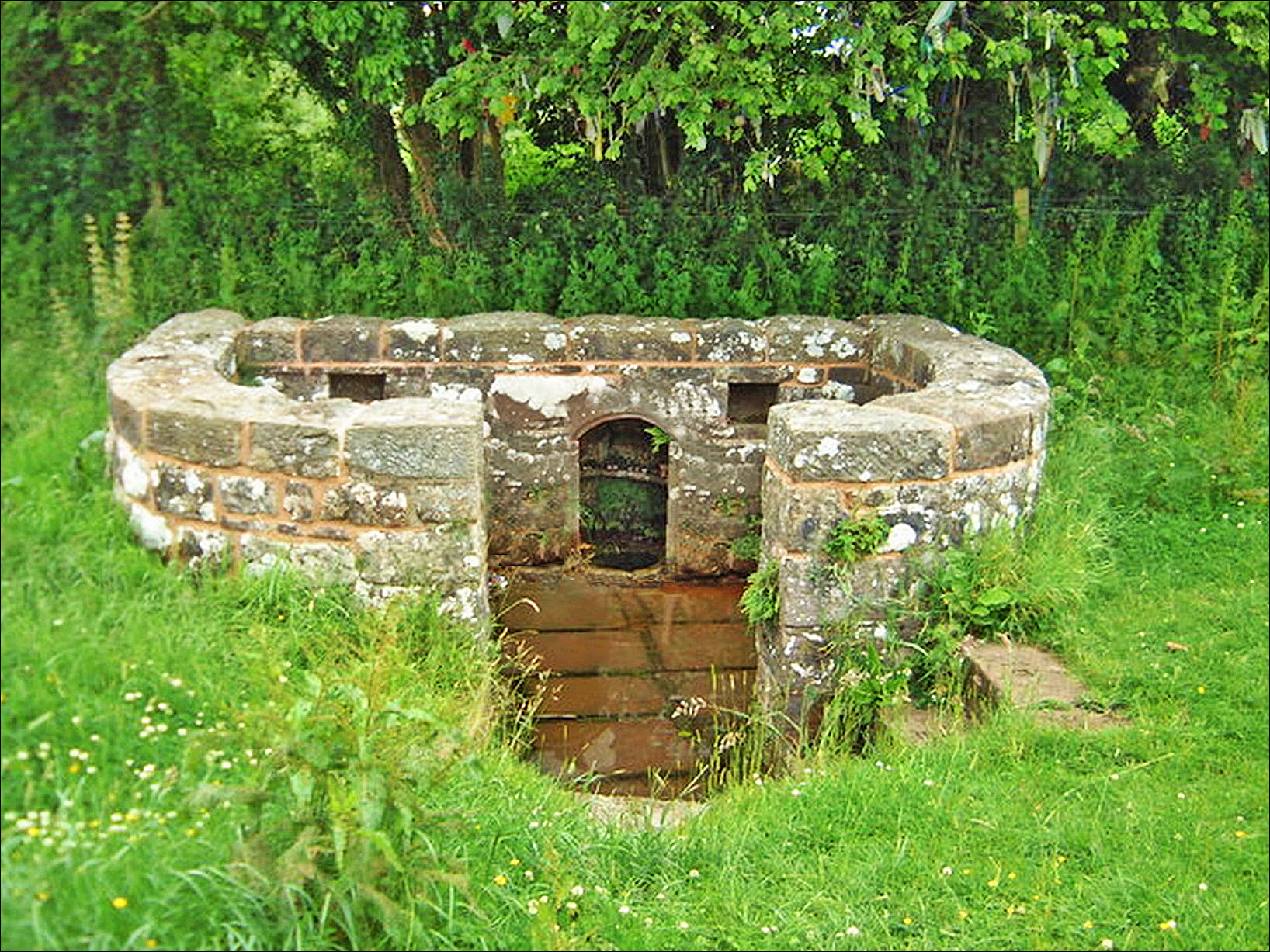
Le puits St Anne ouTrellech's holy well restauré.
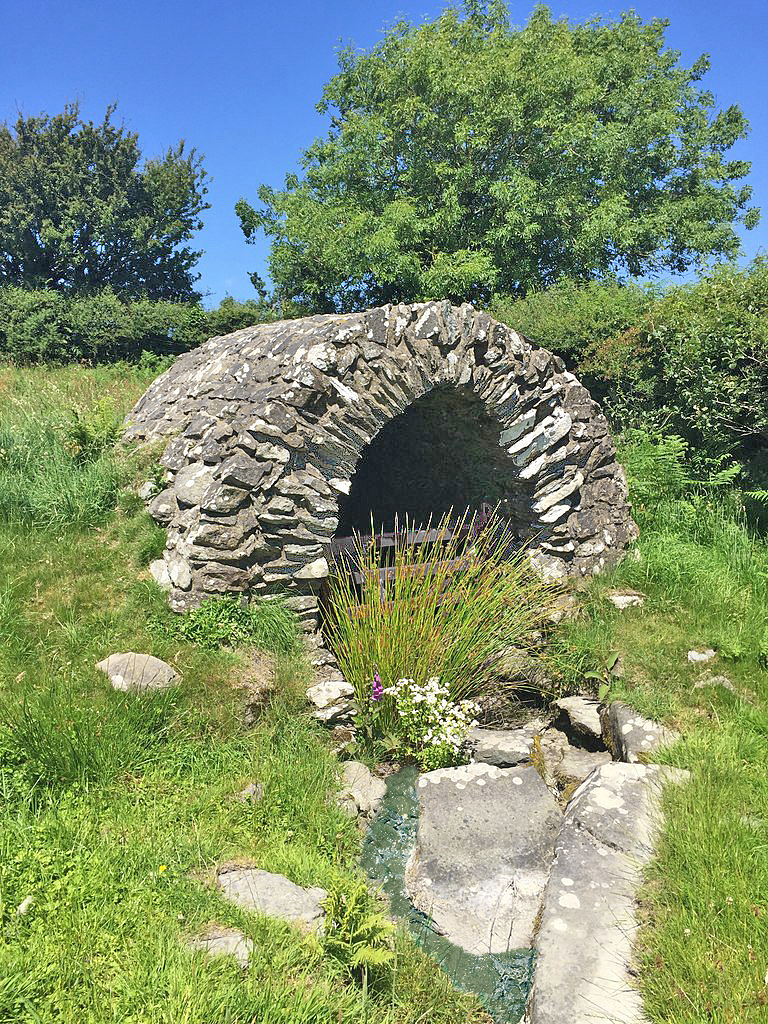
Le puits sacré de Llanllawer et le canal d'écoulement de l'eau..
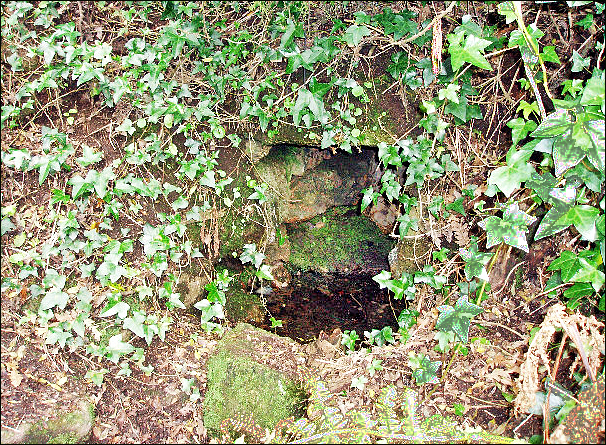
Le puits d'Alsia près de Trethewey, Cornouailles.
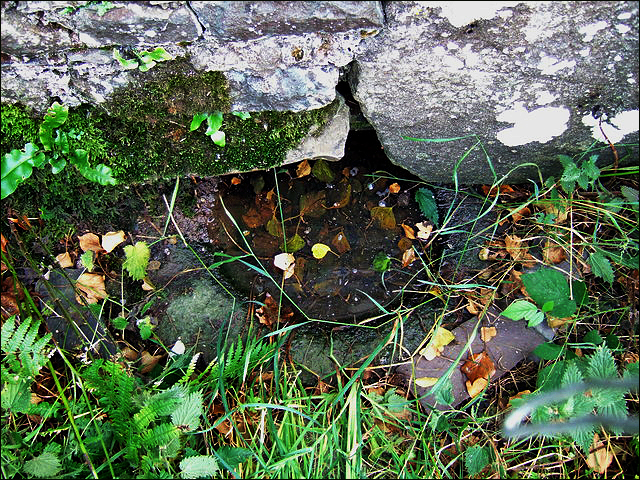
Source d'eau cachée à Llanllawer Pembrokeshire.

## Angleterre
« [L'Angleterre de] L'âge du fer commence dès le Xe siècle avant notre ère en Europe, les Celtes migrent alors vers l'Angleterre. Un des aspects de l'extension de la culture celte est la propagation de la technologie du fer. Bien qu'elle soit déjà présente de manière sporadique dès le premier millénaire avant notre ère, elle se répand très largement au début du VIIIe siècle. » Venu du sud de l'Europe, la métallurgie du fer arrive en Angleterre vers le VIIIe siècle avant notre ère. C'est le développement des refuges fortifiés ou hillforts, dans le style des oppidums importés du continent. C'est l'émergence de groupes régionaux qui se distinguent par leur matériel et leur habitat notamment.
Aux VIIe et VIe siècle avant notre ère, des développements divergents peuvent être détectés dans le Wessex, en particulier dans le Wiltshire et l'ouest du Hampshire. Il semble y avoir une augmentation rapide du nombre de forteresses construites.
Jusqu'au début des années 1970, les fouilles dans le sud de l'Angleterre se sont concentrées sur les Chaiklands du Wessex, puis de nouvelles fouilles eurent lieu dans les South Midlands - les comtés d'Oxfordshire et de Northamptonshire - et en Essex.

### Maiden Castle Dorset
Le site de Maiden Castle se situe dans le comté du Dorset, près de la côte sud de l'Angleterre, sur une colline à 2,5 km au sud-ouest de la ville de Dorchester.

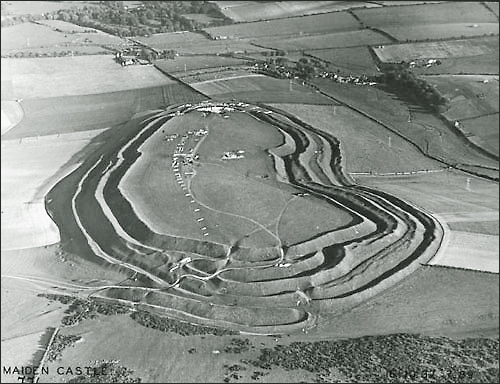
Les défenses de Maiden Castle du côté sud comprenaient quatre remparts et trois fossés.

Fouillé pour la première fois entre 1934 et 1937 par Sir Mortime Wheeler, puis dans les années 1980 par Niall Sharples qui effectua plusieurs campagnes de fouilles qui l'amenèrent à différentes réinterprétations.
Le site de Maiden Castle est principalement connu pour son occupation à l'âge du fer, mais a connu des occupations antérieures. Un premier campement à l'époque du Néolithique ancien, puis une occupation du site à l'âge du bronze, vers 800 avant notre ère, mais rapidement abandonné suivant les archéologues comme Barry Cunliffe. « Construit vers 600 BC, le premier Hillfort de Maiden Castle recouvrait une aire de 6,4 ha. Il est comparable (notamment en taille) à plusieurs autres Hillforts construits à la même époque en Angleterre. Les défenses composées d'un simple fossé et d'un rempart (le tout mesurant 8,4 m de haut) ont été reconstruites au moins une fois. Les restes archéologiques ont été largement détruits par les occupations ultérieures. » C'est autour de 450 avant notre ère que le site a connu son expansion la plus importante. La surface a triplé (de 6.4 à 19 ha) faisant de Maiden Castle le plus grand hillfort d'Europe. À partir de l'an 100 avant notre ère, le schéma d'organisation des rues a été remplacé par des habitations plus aléatoirement disposées. La moitié ouest du site fut abandonnée, tandis que les occupations se concentrèrent à l'est du site.

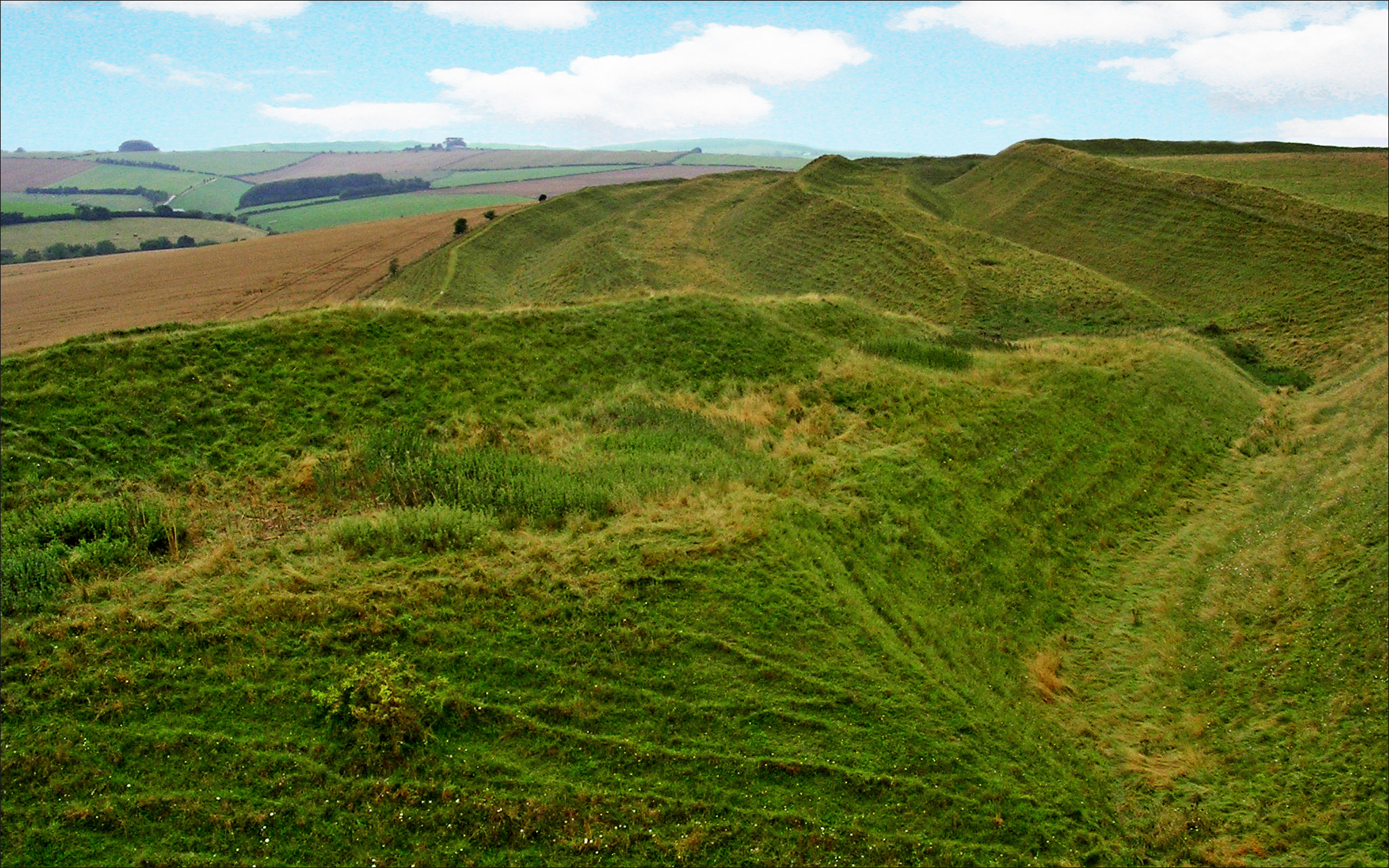
Les défenses de Maiden Castle du côté sud comprenaient quatre remparts et trois fossés.

Les résultats d'une campagne de fouilles dirigée par N. M. Sharples, en 1985-86, sur l'enceinte fortifiée du Hillfort de Maiden Castle, n'ont pas permis la découverte d'un quelconque réseau d'alimentation, de stockage ou de distribution pour les besoins en eaux. Que cela soit pour les moyens domestiques, pour ceux à l'élevage du bétail - bœufs, moutons, chèvres, chevreuils, cochons - des cultures vivrières ou la culture en plus grandes surfaces, comme pour l'épeautre.
Les seules informations que nous révèle le rapport de Niall Sharples, concernent la captation et l'évacuation des eaux de pluie autour des maisons et leur conduite vers l'extérieur des remparts au moyen de rigoles et de fossés. « ...et à l'est, au-dessus de la rigole entourant la maison, [...] les rigoles de la maison ronde à l'est [...] La rigole 6078 contourne le bord de la carrière orientale et la rigole 6180 se trouve entre les fosses au centre de la maison et les rigoles environnantes. [...] Au sud, à l'endroit où la rigole intérieure (5750) de la maison débouchait sur la partie orientale, [...] Au nord de la maison se trouvait une rigole (6186) qui pourrait être un drain autour de la maison. [...] les doubles rigoles qui entourent la maison. [...] » Le réseau pour l'évacuation des eaux pluviales autour des habitations et leur rejet vers l'extérieur semble, à la fois bien étudié par les constructeurs de l'âge du fer et en assez bon état de conservation pour avoir permis aux archéologues d'en retrouver les traces. « Les dimensions et le profil de la rigole primitive (5876/5750) varient considérablement. [...] En général, il [le profil de la rigole] était profond et clairement défini au nord et peu profond à l'ouest et au sud. Il atteignait une largeur et une profondeur maximales de 0,6 et 0,5 m respectivement au nord, mais il était aussi peu profond que 0,1 m à l'ouest. Son remplissage était également varié : certaines parties étaient composées de limon et d'autres de gravats. La rigole postérieure (6161/5485) était moins profonde et plus large, jusqu'à 1 m de large et 0,45 m de profondeur. »

### South Cadbury Castle

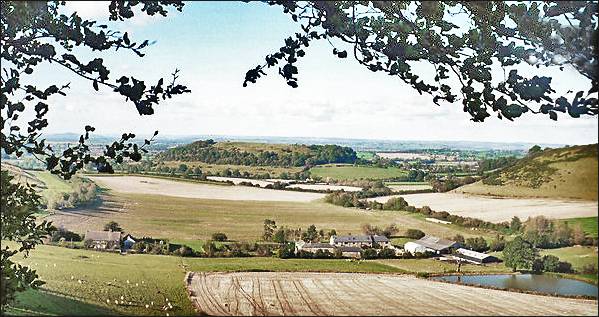
Vue du château de Cadbury depuis Beacon Lane avec la ferme de Whitcombe et le plan d'eau au premier plan.

Le site de South Cadbury Castle se situe dans le village de Sparkford au Somerset. En 1966-70, des fouilles ont révélé une occupation du site à partir du Néolithique par la tribu des Dumnonii puis des Durotriges jusqu'à l'époque Normande - XIe et XIIe siècles de notre ère. South Cadbury est l'un des plus importants hillforts dans le sud de l'Angleterre.

De par sa situation, le site de South Cadbury domine toute la région et se trouve à une hauteur de 150 m au-dessus du niveau de la mer, sa surface est d'environ 7 ha. À son sommet un réservoir d'eau naturel, alimenté par les eaux de pluie, permettait un approvisionnement en eau des occupants de la colline, mais aucun réseau n'a encore été mis au jour, dans l'éventualité d'une distribution de l'eau depuis le réservoir vers les maisons.

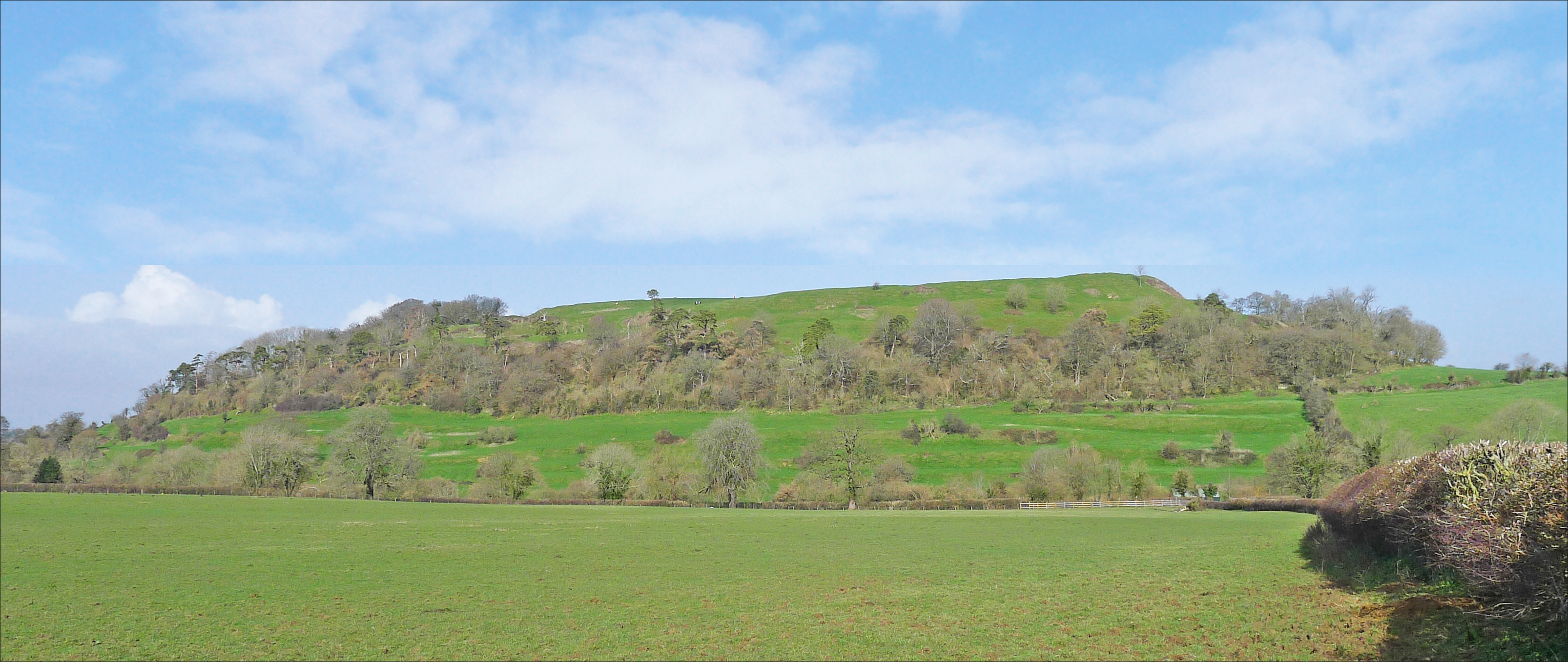
Hillfort de Cadbury site de l'âge du bronze et du Fer en Somerset.

Les premières fouilles datent de la fin du XIXe siècle, de nouvelles fouilles ont eu lieu en 1960 et 1992. Les défenses du hillfort comprennent une succession de 4 remparts. Â l'intérieur de ces remparts, des traces d'habitations rondes - les rounhouses - et rectangulaires, ont été mises au jour, des puits ont été également découverts lors des fouilles et sont encore visibles.
Les différentes fouilles entreprises sur le site montrent l'existence d'ateliers du travail des métaux, avec une augmentation importante de la population sur le hillfort, suivant les époques et notamment à partir du Xe siècle avant notre ère.
L'archéologue Barry Cunliffe pense que l'augmentation de la population a encore joué un rôle et a déclaré que :
 Les archéologues, dont Richard Tabor, au cours des fouilles, ont trouvé des preuves de la destruction du hillfort lors de l'invasion des Romains en 43-44 avant notre ère, malgré une forte résistance des tribus de la région - Durotriges et Dobunni - face aux légions de Vespasien.
Suivant (une des légendes) le hillfort de South Cadbury serait le lieu où se trouvait Camelot, le château du roi Arthur.
Les différentes fouilles entreprises par les archéologues sur le site de South Cadbury Castle : Georges Gray en 1913, Leslie et Alcock en 1966 -70 et 1973, Aston et Burrow en 1991 et John C. Barrett et al. dans son rapport de 2000, parlent de façon très succincte des moyens pour satisfaire les besoins en eau du Hillfort de South Cadbury.

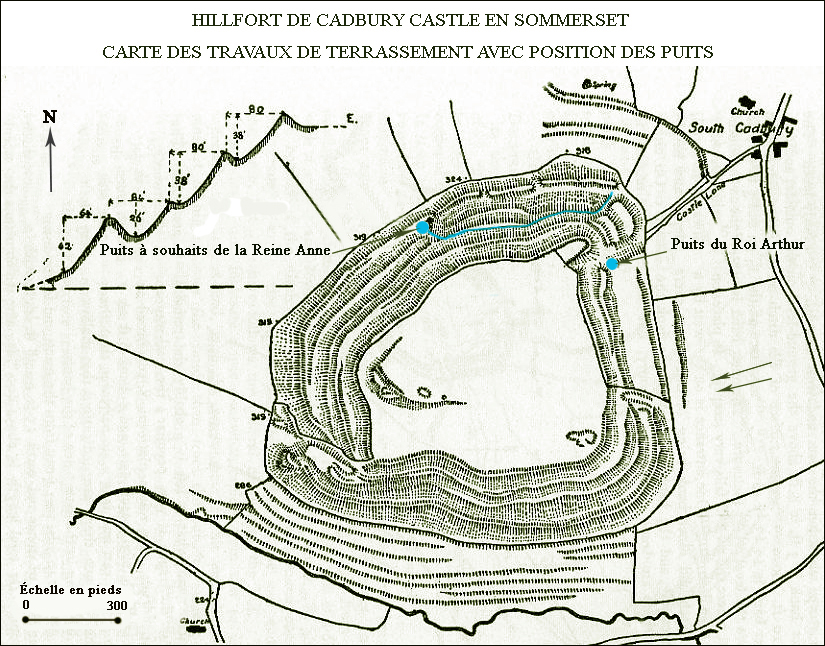
Carte des travaux de terrassement avec position des puits, à Cadbury Castle, Somerset

On peut penser que, comme pour la plus-pars des hillforts ou oppidums, les besoins en eau pour le bétail et l'agriculture, situés à l'extérieur des remparts, étaient satisfaits par la rivière proche, la Henshall Brook, au sud du hillfort. L'eau pour les besoins des cultures situées à l'intérieur des remparts venant de la récupération des eaux de pluie et de leur stockage dans le réservoir sur le plateau du hillfort.
Pour les besoins domestiques du Hillfort de South Cadbury, plusieurs fontaines ou sources semblaient pouvoir satisfaire aux besoins de la communauté. Hazel Riley et Christopher Dunn, dans le paragraphe The ramparts du rapport de fouilles The later prehistoric and early historic archaeology, parle du puits du Roi Arthur - King'Arthur Well. Cette source, proche de la porte d'entrée du Hillfort à l'intérieur des ramparts, est actuellement tarie, mais a pu être utilisée il y a plus de 2 000 ans.

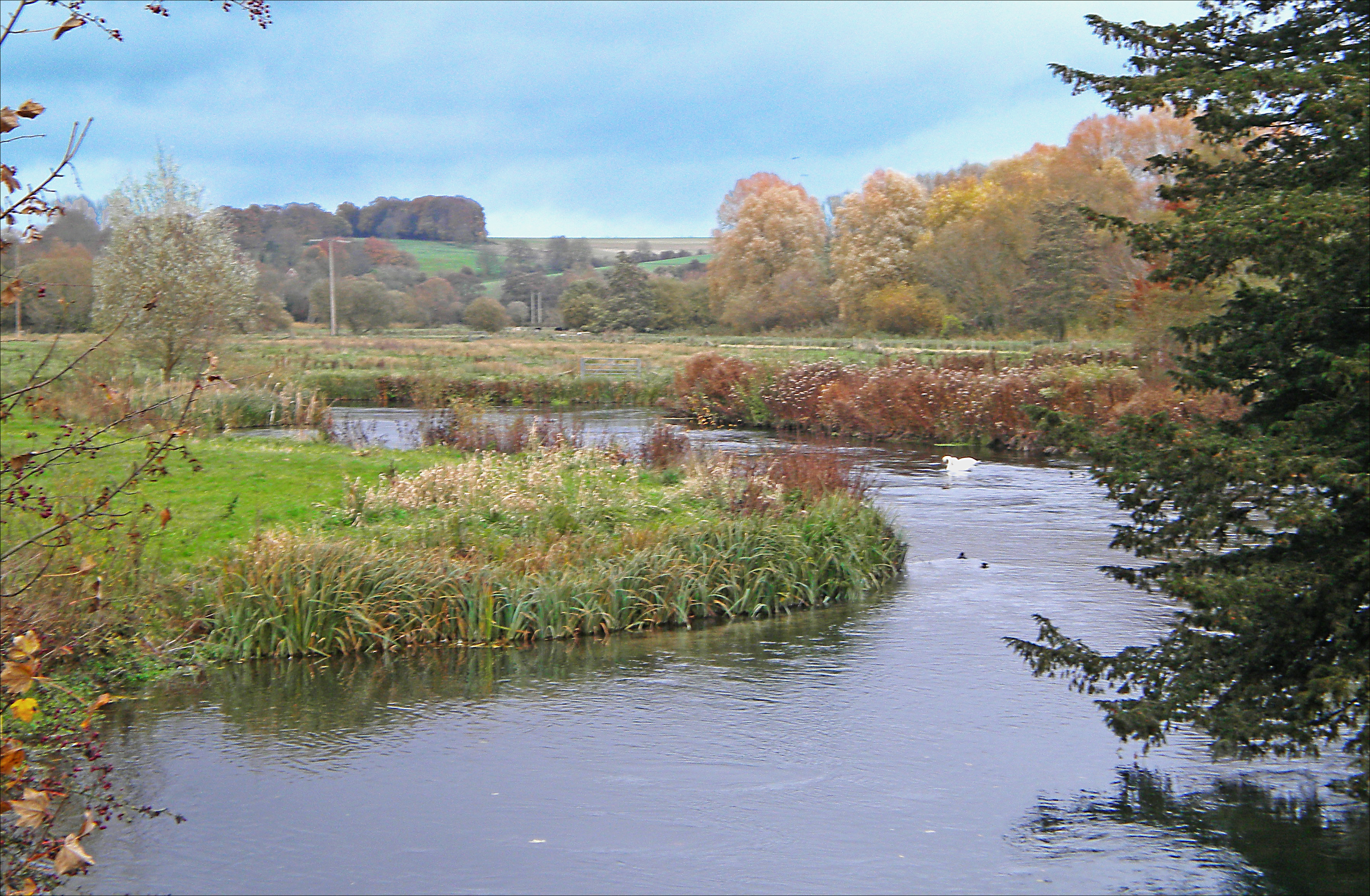
Vue de la rivière Test près de Cadbury Hillfort en Somerset.

Proche du puits du Roi Arthur, à l'intérieur des remparts, se trouve Le Puits à Souhaits de la Reine Anne - Queen Anne's Wishing Well. Quoique coulant peu, par manque l'utilisation et d'entretien, cette source, comme celle de Roi Arthur, pouvait for bien il y a 25 siècles, satisfaire aux besoins domestiques du hillfort.
À l'intérieur des remparts, comme à l'extérieur d'autres sources, non encore découvertes par les archéologues, pouvaient fournir en eau l'ensemble un complément d'eau pour les besoins domestiques du Hillfort de Cadbury Castle.

### Danebury Castle

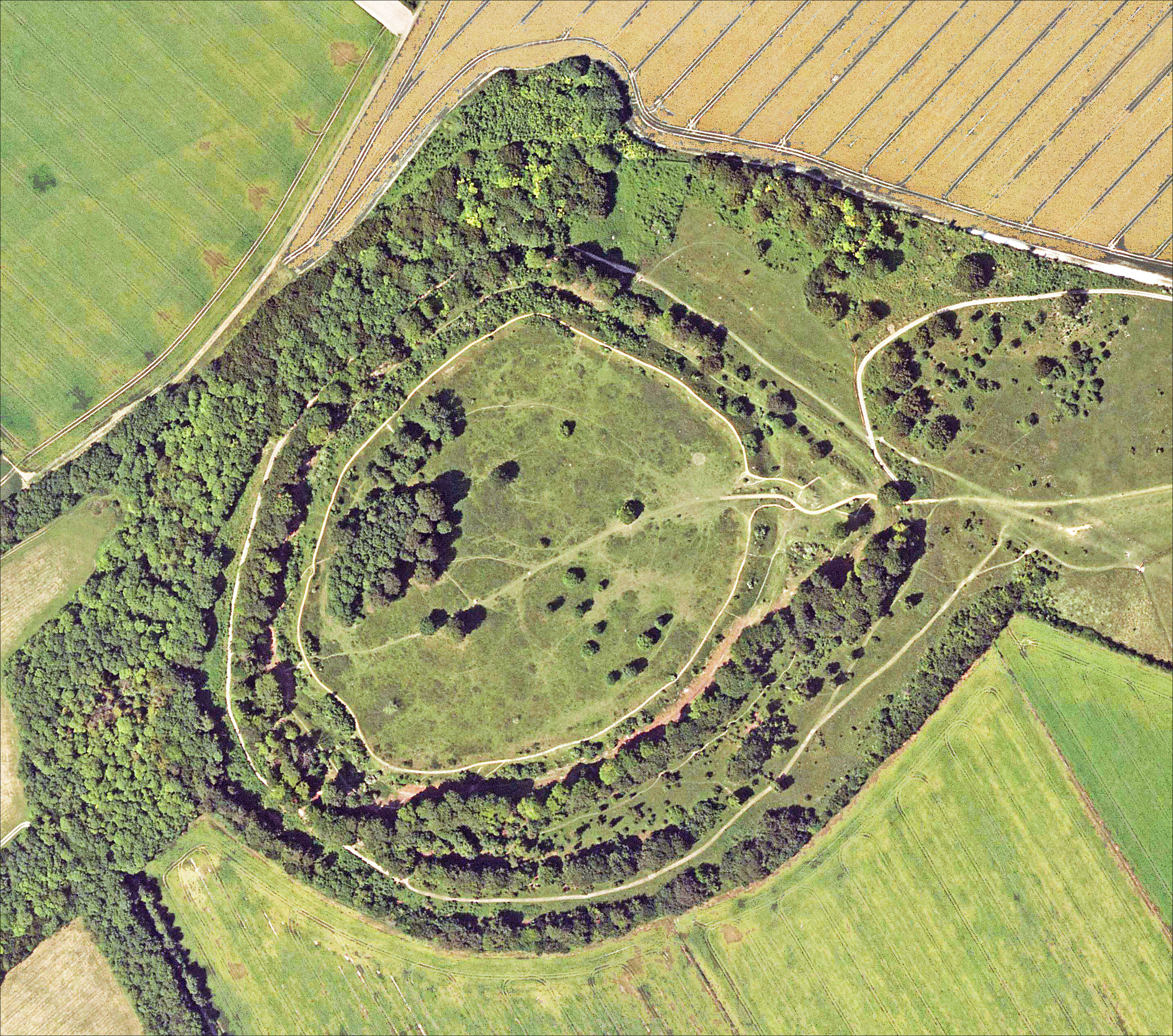
Le Fort de Danebury dans le Hampshire. Vue aérienne.

Danebury Castle est une colline fortifiée - hillfort - de l'âge du fer dans le Hampshire, au sud de l'Angleterre, au nord-ouest de Winchester. Le site archéologique construit au VIe siècle avant notre ère et habité pendant cinq siècles, Danebury est considéré comme un oppidum de référence. Danebury Castle serait l'un des hillforts ou villages celtes en haut d'une colline, réalisée par l'homme ou naturelle, datant de l'âge du fer, les plus étudiés en Europe. L'étude et les différentes fouilles entreprises sur le site, ont permis de mieux comprendre la construction des hillforts de Grande- Bretagne.
Les fouilles effectuées par le professeur Cunliffe de l'université de Southampton en août 1969 montrent que tous les remblais datent de l'âge du fer, datant du IIIe siècle avant notre ère au Ier siècle de notre ère. Suivant l'archéologue Barry Cunliffe, vers l'an 400 avant notre ère, une modification à l'intérieur du site se serait produite dans le cadre de l'urbanisme, avec une redistribution de l'alignement planifié des maisons le long des rues. Les défenses renforcées et réorganisées : « Danebury était devenue une importante ville de montagne et le siège d'une autorité politique considérable. » Au début du Ier siècle avant notre ère, le hillfort fut abandonné et réoccupé en l'an 50, en raison de la menace de l'invasion romaine.
L'activité principale à Danebury était l'agriculture, avec très probablement les activités de forge, suivant les découvertes d'ateliers de bronze lors des fouilles. Le commerce était également important, car l'élevage de bétail et notamment le mouton avec le tissage de la laine, produit qui permettait d'obtenir en échange du fer, de l'étain et du cuivre, mais également du sel et des matériaux de construction comme la pierre. Une communauté de 300 à 400 personnes aurait vécu sur le site pendant près de 400 ans.
À Danebury Castle comme dans un certain nombre de hillforts construits et occupés par le peuple celte, il est rarement fait mention de l'utilisation de l'eau, pas plus que de sa provenance ou captation, son stockage et traitement lorsque nécessaire, sans autres mentions de réseaux en bois ou en poterie pour le transport de l'eau pour son utilisation - pour les humains, les animaux et l'agriculture.
La position variable des hillforts suggère que des considérations variées ont pu gouverner leur emplacement final et notamment leur emplacement proche d'un ruisseau, une rivière ou un étang, parfois une source. Le Hillfort de Danebury est proche de la rivière Wallop Brook - au sud-ouest du hillfort - affluent de la rivière Test au sud-est. Stanford dans son étude sur les forteresses des Marches centrales, repris par Toby Driver note :
« ... les ruisseaux et les rivières constituaient des frontières toutes faites, qu'ils étaient précieux en tant que points d'eau et en tant que matériaux riverains et qu'ils étaient donc probablement des « possessions désirables » au sein de la société. » Au cours des fouilles archéologiques de Danebury, dirigées par le professeur Barry Cunliffe entre 1969 et 1988, il a été trouvé les preuves de l'existence de 73 maisons rondes - roundhouses - et 500 bâtiments rectangulaires. Un village important dont l'approvisionnement en au potable était certainement programmé avant la construction du site, avec toutes les installations nécessaires pour satisfaire aux besoins en eau d'une population - hommes et animaux - aussi importante. Les hillforts d'Angleterre n'ont pas encore été tous découverts ou parfaitement identifiés par les archéologues et décrits par les historiens, à la date du 8 octobre 2018, « L'Angleterre compte 1 224 forts de colline [hillforts]. Bien que certains remontent à l'âge du bronze, la majorité des forts de colline en Grande-Bretagne ont été construits à l'âge du fer (du VIIIe siècle avant notre ère à la conquête romaine de la Grande-Bretagne), le Northumberland étant le grand gagnant avec 271 forts. »

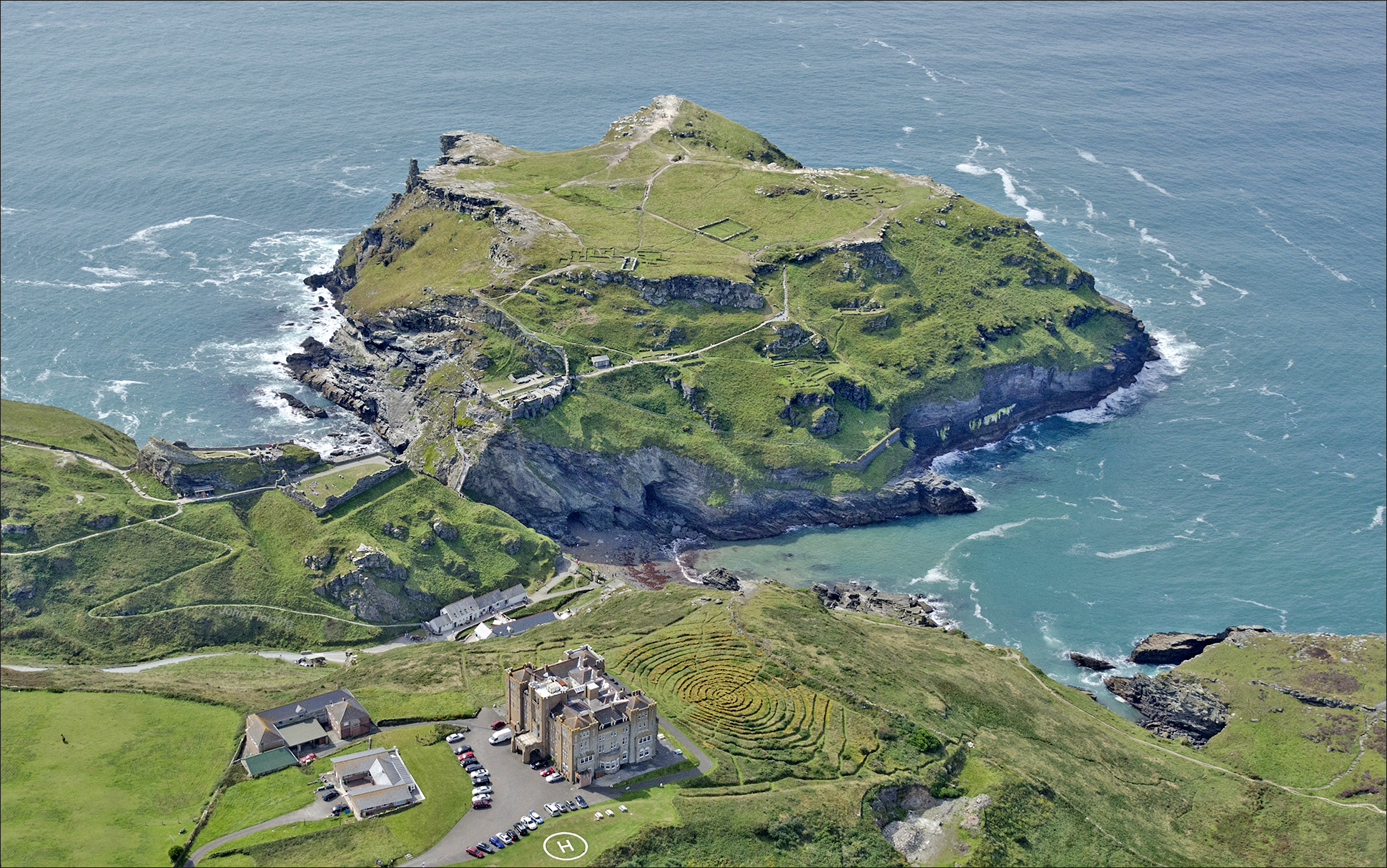
Château de Tintagel et ruines du monastère, Ier siècle. Vue aérienne.
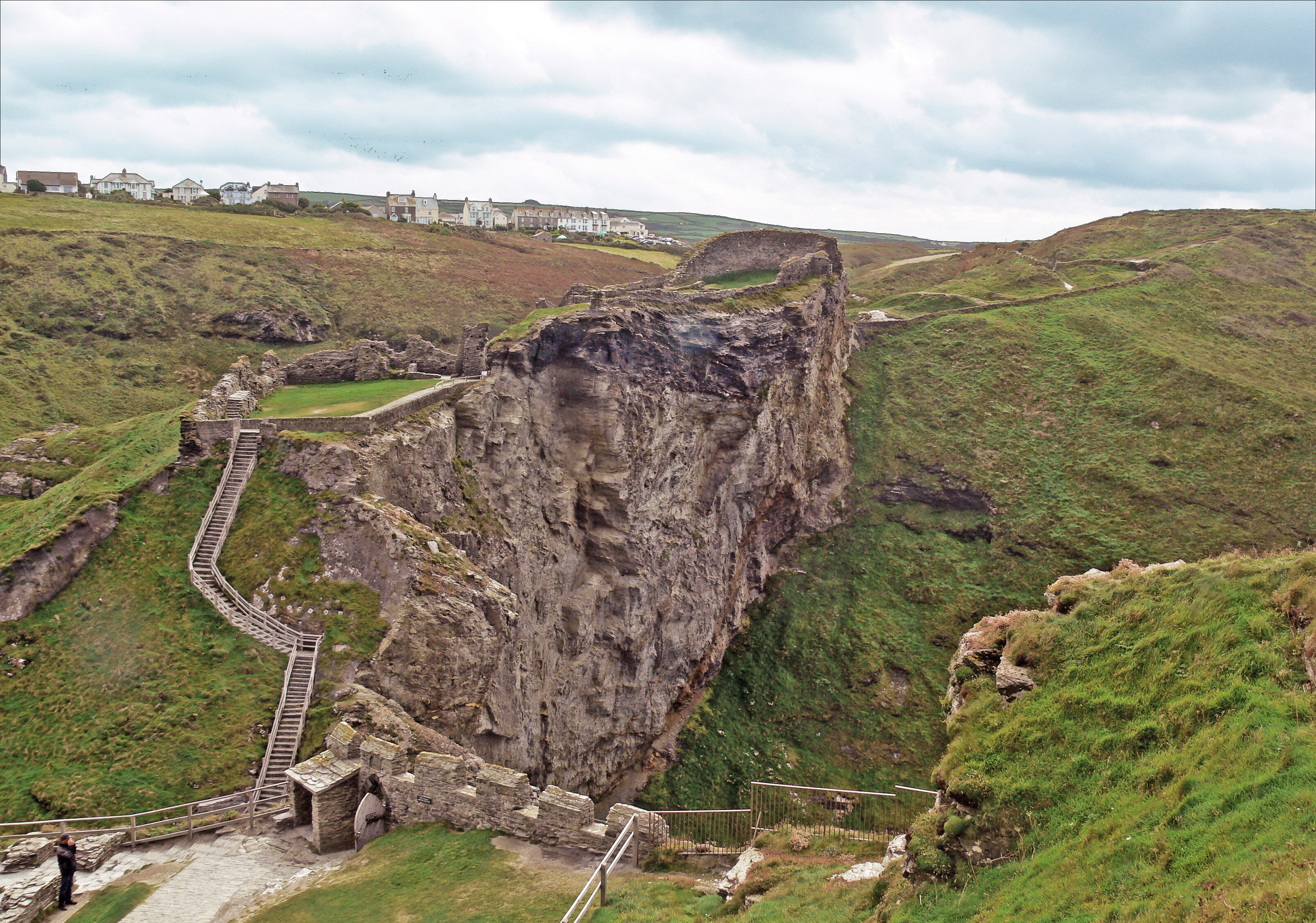
Les ruines des cours supérieures continentales du château de Tintagel, en Cornouailles.
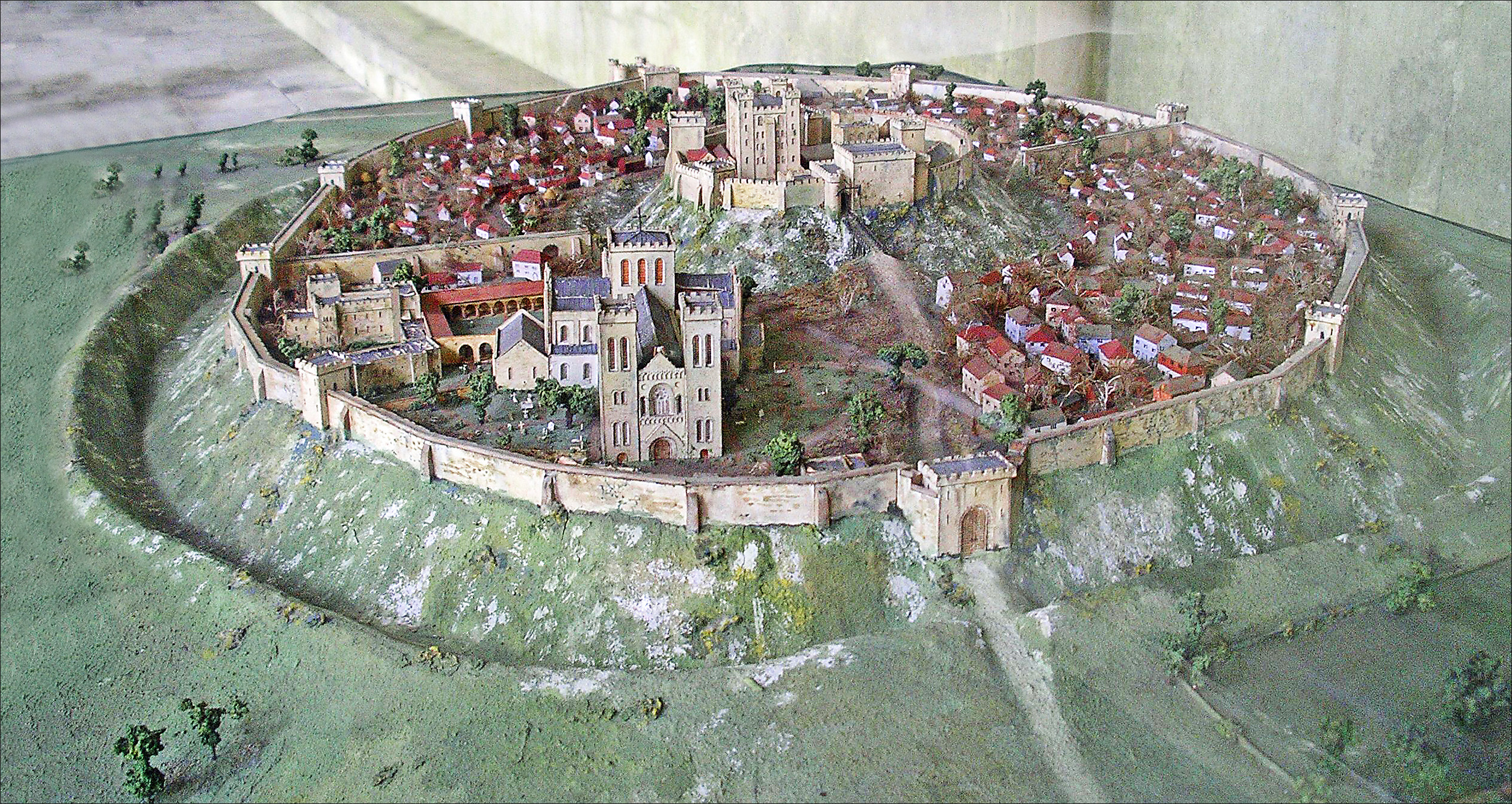
Old Sarum fin du XIIe siècle, modèle du château et de la cathédrale. Cloître de la cathédrale de Salisbury.
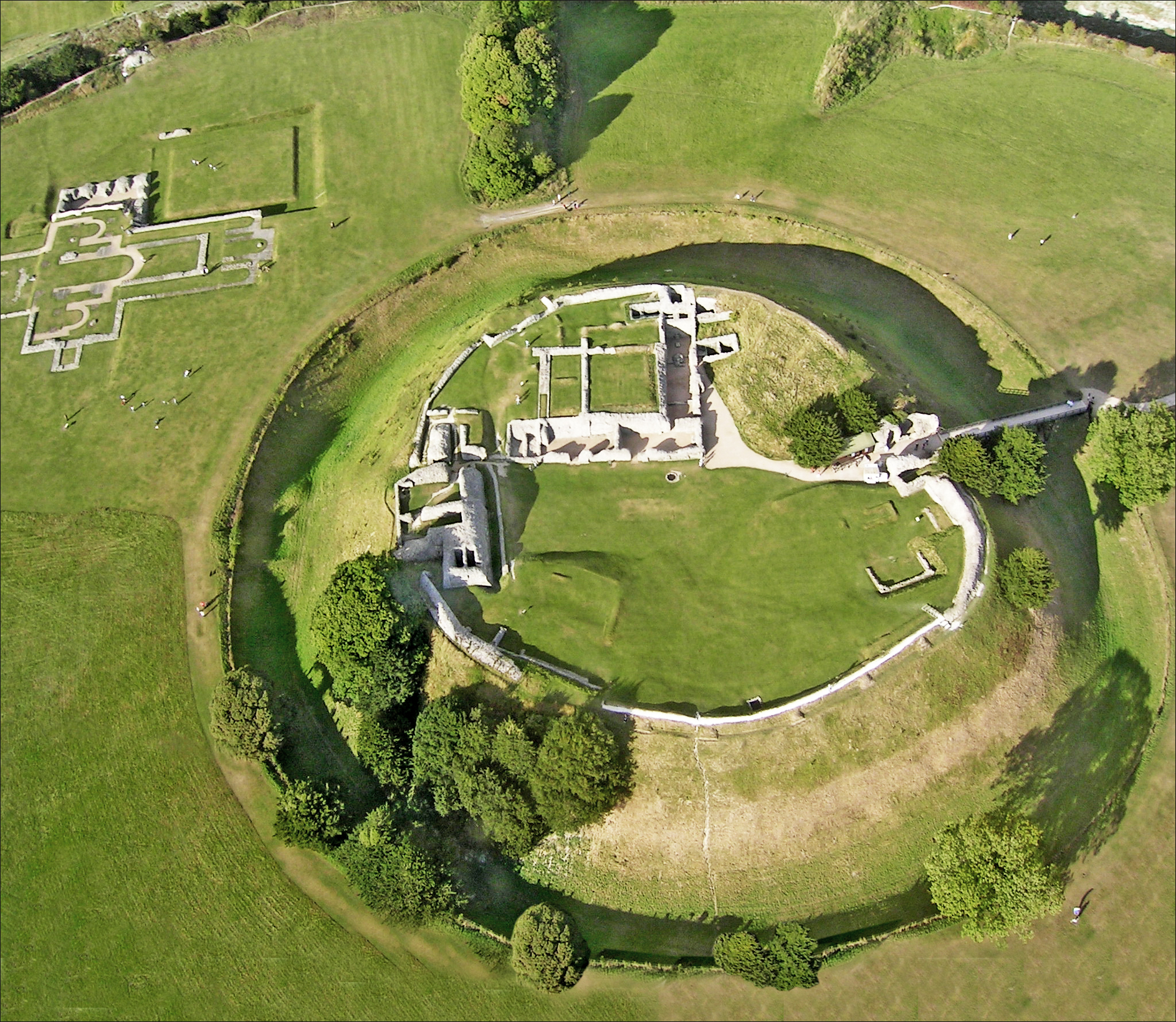
Hillfort de Old Salisbury âge du fer, 400 avant notre ère. Avec bancs et fossés autour de la colline.

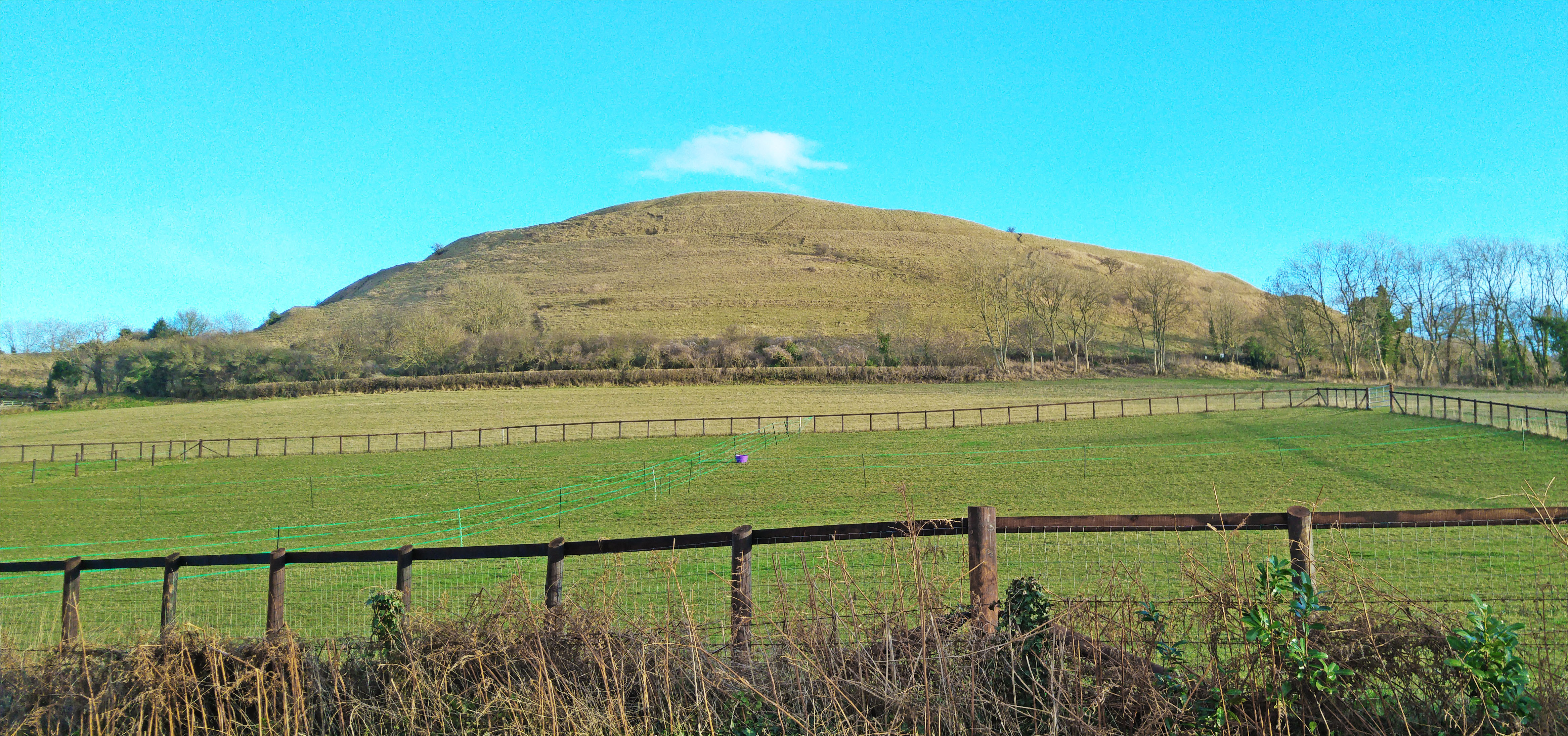
Hillfort de Hambledon Hill, site préhistorique dans le Dorset.
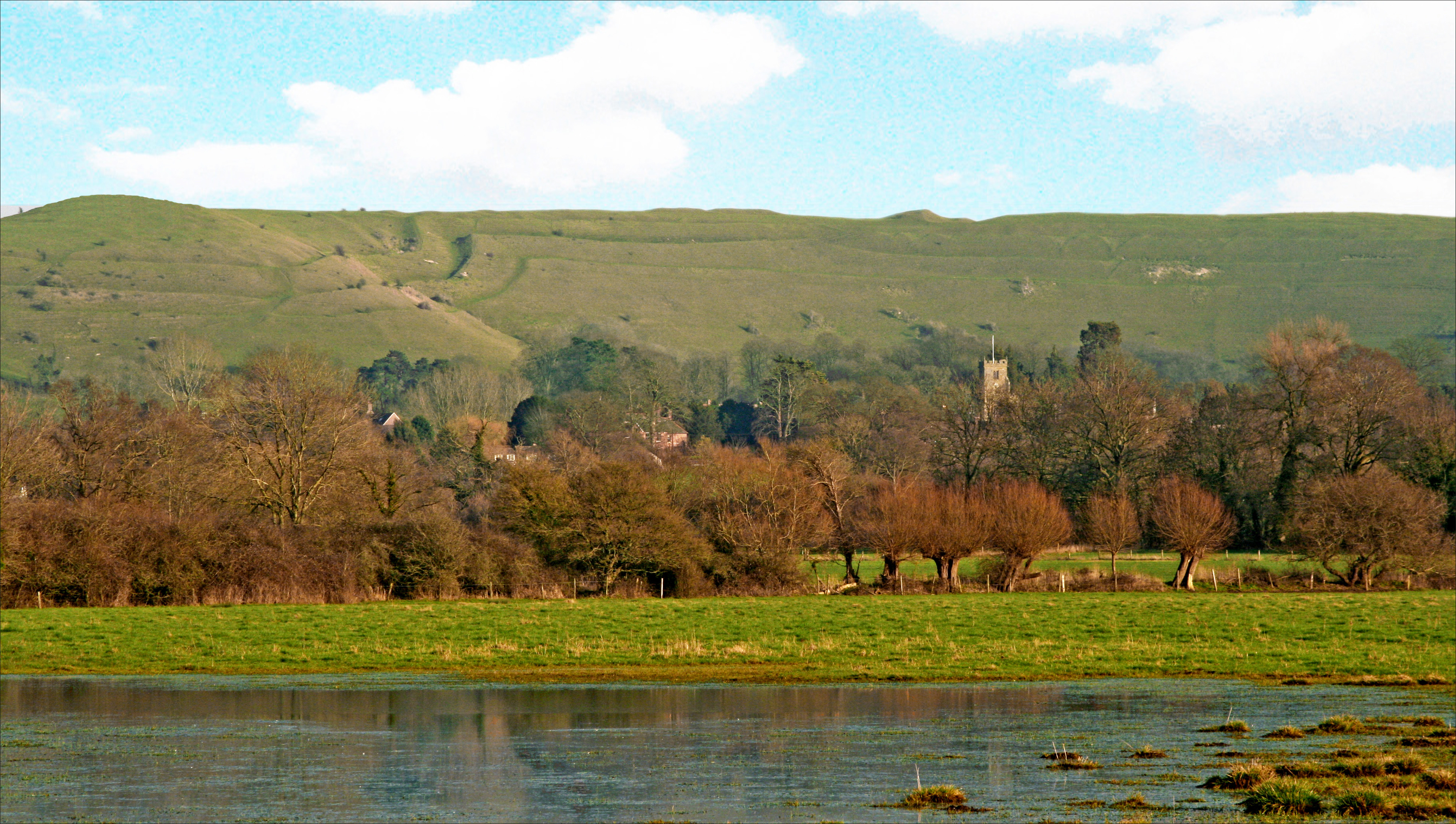
Vue sur les prairies aquatiques en direction de Child Okeford et Hambledon Hill, Dorset.
Hillfort de Scratchbury, vue panoramique, avec les remblais de la colline.
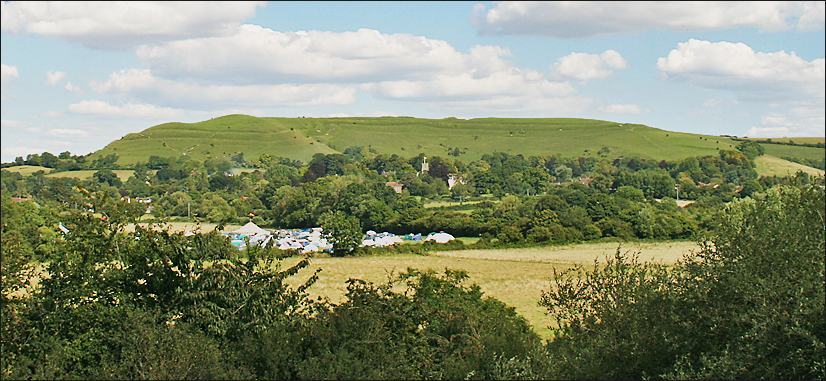
Hambledon Hill au Dorset. Vue avec le village de Child Okeford au premier plan.

## Pays de Galles

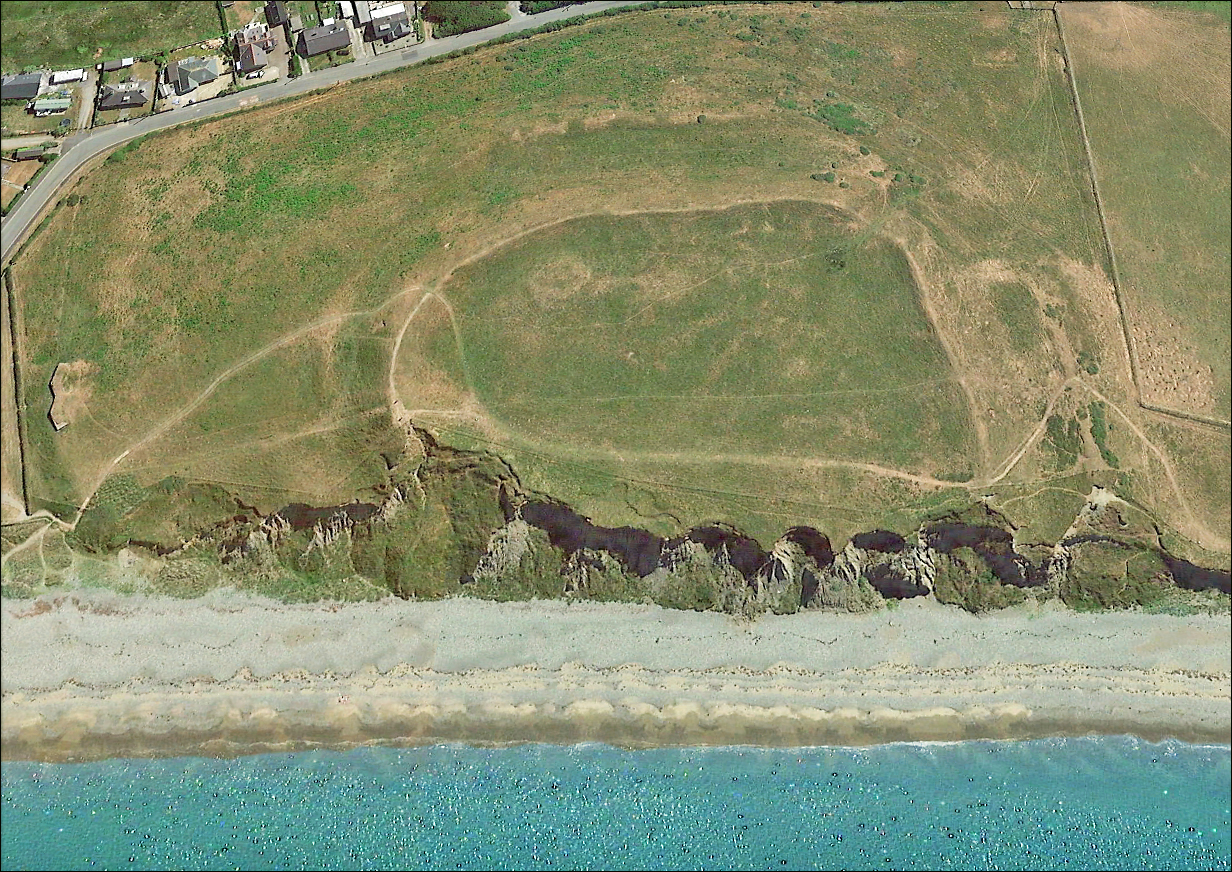
Hillfort de Dinas Dinlle, Gwynedd, pays de Galles.

Après leur arrivée au VIe siècle avant notre ère, dans le sud de ce pays que nous appelons au XXIe siècle l'Angleterre, les Celtes poursuivirent lentement leur chemin vers l'ouest de l'île de Bretagne. À leur arrivée au pays de Galles, ils construisirent les mêmes habitations que celles du sud de l'Angleterre, c'est-à-dire des roundhouses ou maisons rondes, généralement réalisées en murs de torchis, avec une charpente en bois recouverte de paille.
« Dans certaines régions où la pierre était abondante, les murs des maisons étaient construits en pierre. C'est le cas dans le nord du pays de Galles, dans des forteresses de montagne telles que Moel-y-Gaer. Les maisons avaient souvent une cheminée centrale et parfois un four en argile pour la cuisson du pain. »

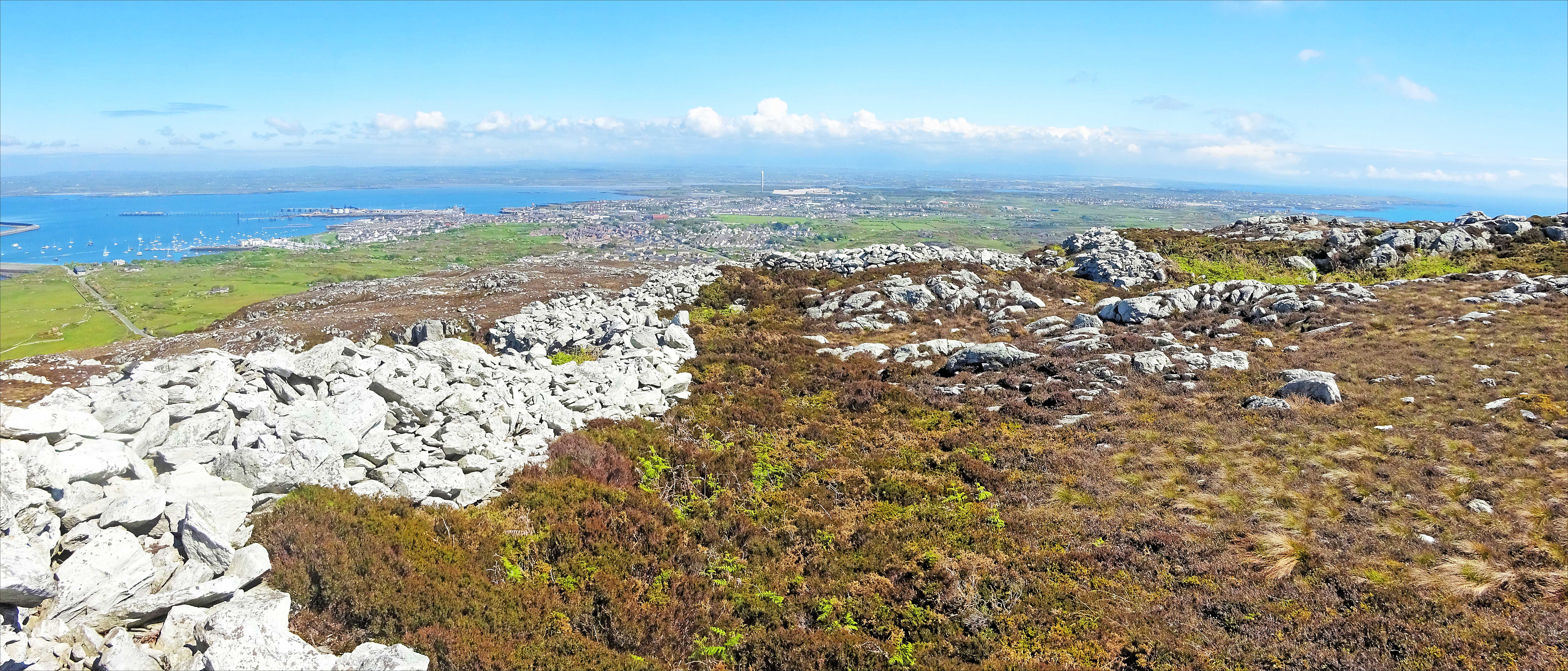
Au sommet du Mynydd Twr (montagne de Holyhead), au pays de Galles, où se trouve un magnifique fort celtique.

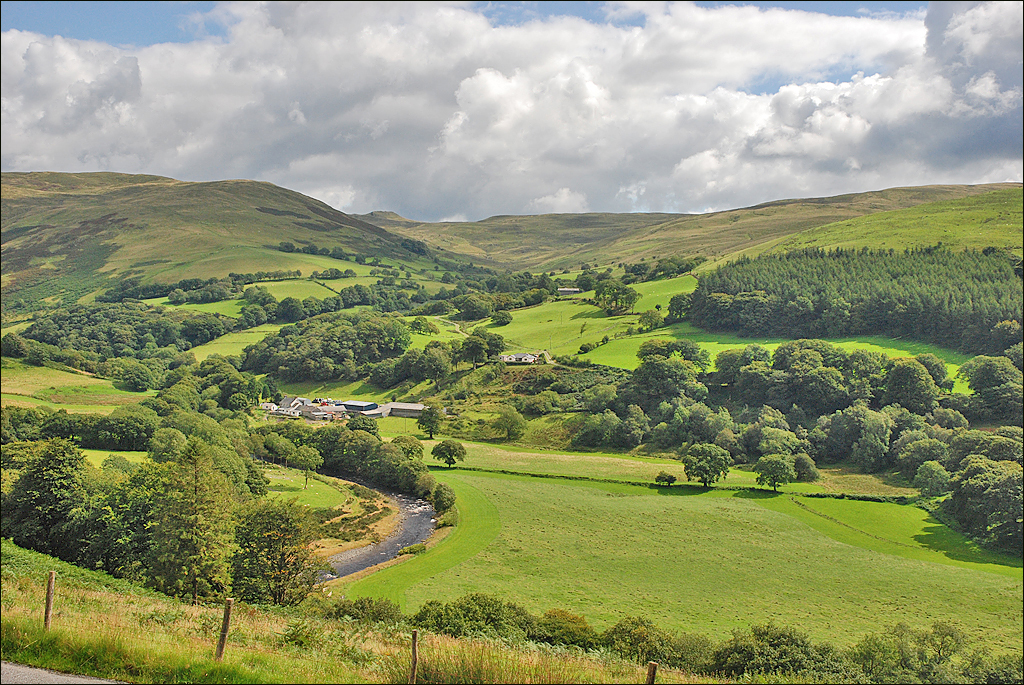
Cwmystwyth est village du conté du Cardiganshire, avec des mines de plomb et d'argent et sa rivière datant de l'âge du bronze.

De nombreux autres hillforts datant de l'époque pré-romaine ont été découverts en pays de Galles, mais l'état de ces sites n'a pas encore permis aux archéologues la découverte d'éléments d'importance et aux historiens la publication d'articles retraçant la vie des populations de cette époque avant l'arrivée des armées romaines.
« La chaîne de Clwydian, dans le nord du pays de Galles, offre un paysage spectaculaire de hautes terres qui contient une série de fortifications de l'âge du fer assez bien préservées. »

### Moel-y-Gaer Bodfari

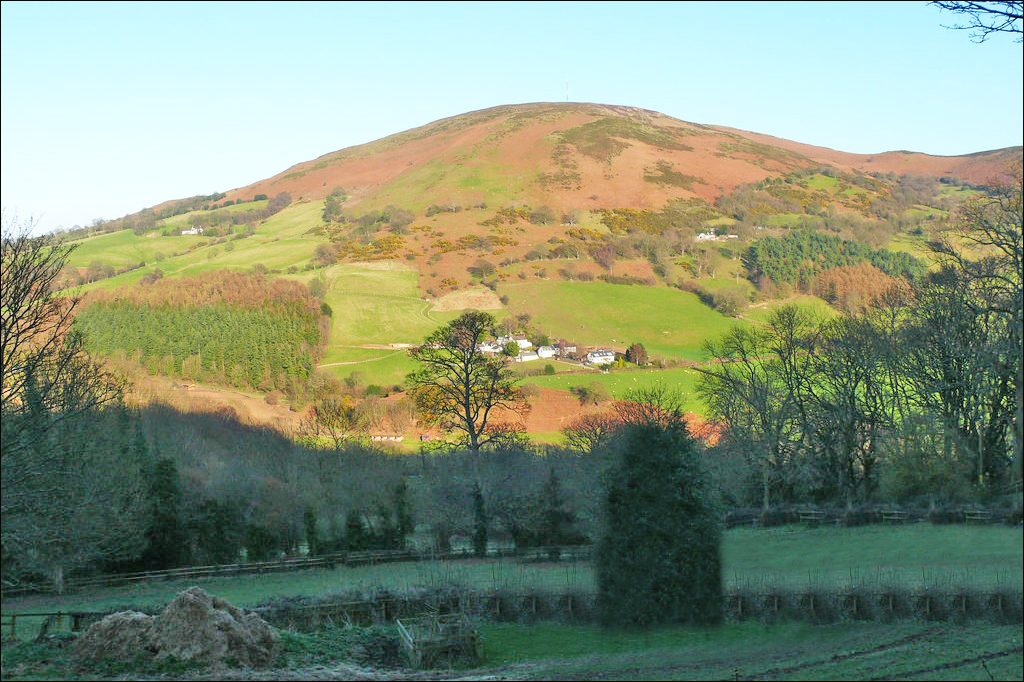
Hillfort Moel y Gaer, colline fortifiée de l'âge du fer, située près du village de Bodfari dans le conté du Denbighshire.

Moel y Gaer Bodfari est une forteresse de l'âge du fer, située sur un sommet à l'extrémité sud du mont Halkyn, surplombant le village de Rhosesmor, dans le Flintshire, au pays de Galles. C'est un site à peu près ovale mesurant environ 140 mètres d'est en ouest sur 100 mètres nord sud. Le sommet de la plateforme atteint 503,5 mètres au-dessus du niveau de la mer.

Les fouilles du début des années 1970 indiquent l'occupation du site depuis le Néolithique. Les vestiges d'une longue maison en bois au sommet de la colline ont été datés du troisième millénaire avant notre ère, occupée peut-être de façon sporadique, comme le laisse présager plusieurs phases de sa construction.

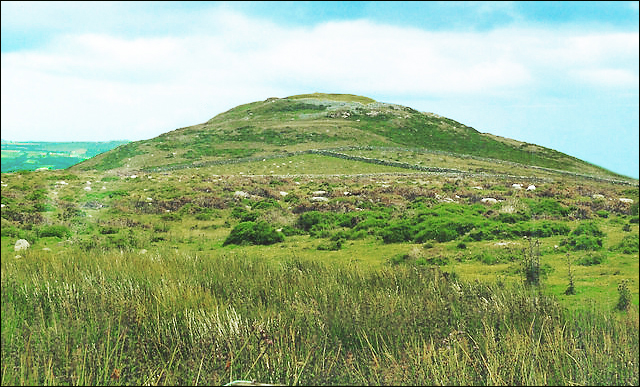
Le Hillfort de Pen-y-Gaer, au-dessus du village de Llanbedr y Cennin.

« La construction défensive du site [de Moel-y-Gaer Bodfari] a commencé vers la fin du VIIe siècle avant notre ère et consistait d'abord en une palissade en bois entourant un ensemble de maisons rondes en bois. La palissade a ensuite été remplacée par un rempart de pierre et de terre et un fossé. »
Une grande partie des travaux archéologiques à Moel-y-Gaer ont été réalisés au début des années 1970, avant que la construction prévue d'un réservoir de stockage d'une capacité de 2 300 000 litres au sommet de la colline en 1979 ne détruise une partie du site.
Un relevé topographique réalisé de décembre 2006 à janvier 2007 a enregistré les restes de 11 plateformes de rotondes dans l'enceinte, concentrées sur le côté est.

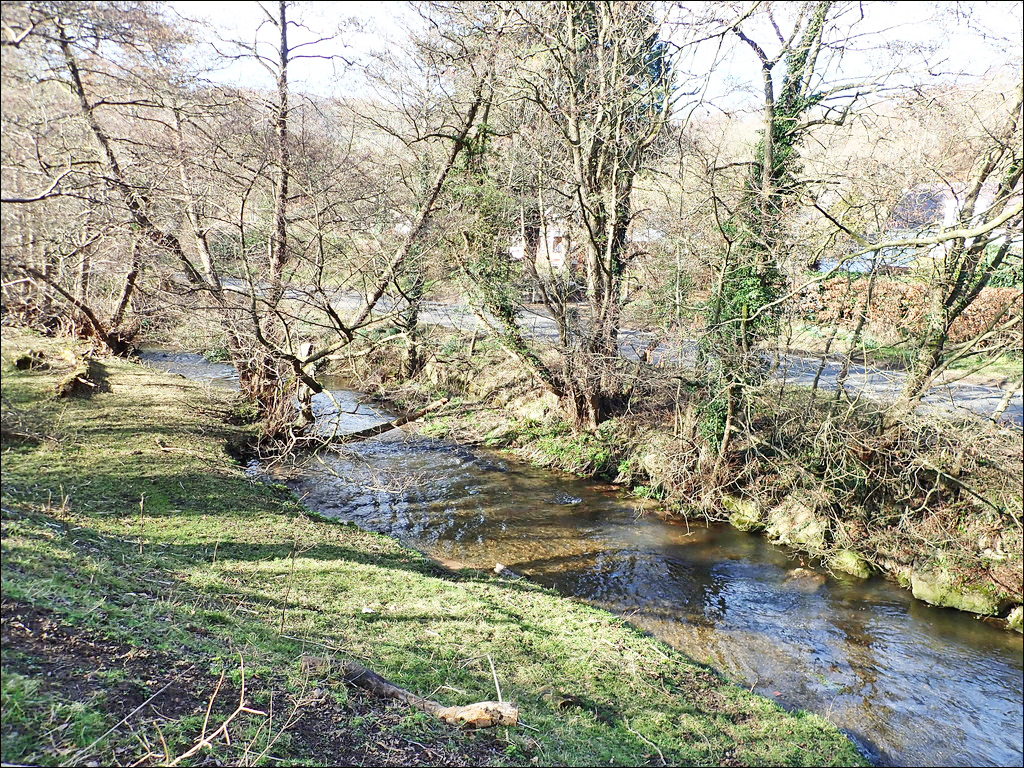
La rivière Wheeler, sur les pentes de Pen y Cloddiau, près du hillfort de Moel y Gaer Bodfati.

En 2010, une fouille archéologique a permis d'identifier deux rotondes d'environ 7 mètres de diamètre datant de différentes périodes d'occupation. Les résultats ont montré la préservation d'importants dépôts archéologiques à l'intérieur de la forteresse, mais aussi la nature fragile de la ressource.

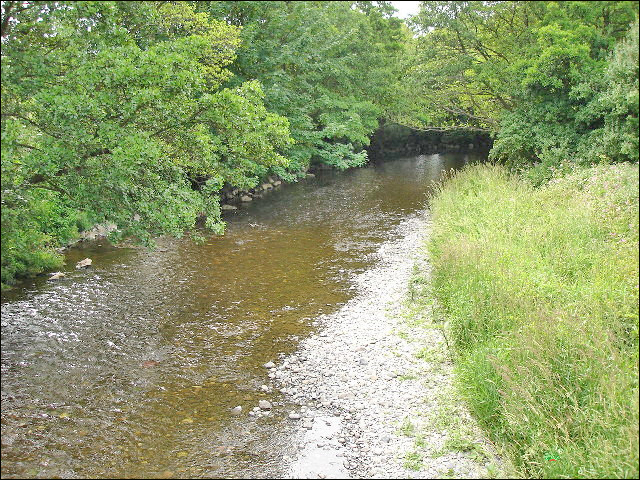
La rivière Clwyd vue vers le nord, près du hillfort de Moel-y-Gaer.

Comme l'ensemble des hillforts du pays de Galles, le site de Moel-y-Gaer est très dégradé, à la fois par les matériaux de construction utilisés - du bois lors des premières constructions et de la pierre par la suite - par leur réutilisation au cours des siècles, mais également par l'utilisation du plateau pour le pacage des animaux et le passage des touristes et des véhicules. L'identification des différentes phases de construction du site parait assez difficile pour les archéologues, et les différents rapports de fouilles ne mentionnent pas l'existence de réseaux d'eau.
Cependant, à l'ouest du hillfort de Moel-y-Gaer Bodfari, la rivière Clwyd avec pour affluent la rivière Elwy, contourne le Hillfort, avant de se jeter dans la mer d'Irlande. À l'est du hillfort, la rivière Chwiler contourne le hillfort avant son confluent avec la Clwyd au sud. Ces rivières proches du hillfort, devaient permettre de satisfaire aux besoins en eau du bétail et ceux de l'agriculture à l'extérieur du hillfort, avec en complément des réservoirs capteur d'eau de pluie. À l'intérieur du hillfort, des puits alimentés par les infiltrations en provenance des rivières Clwyd, Elwy et Chwiler, devaient satisfaire aux besoins domestiques du hillfort Moel-y- Gaer Bodfari.

### Llanymynech Hillfort

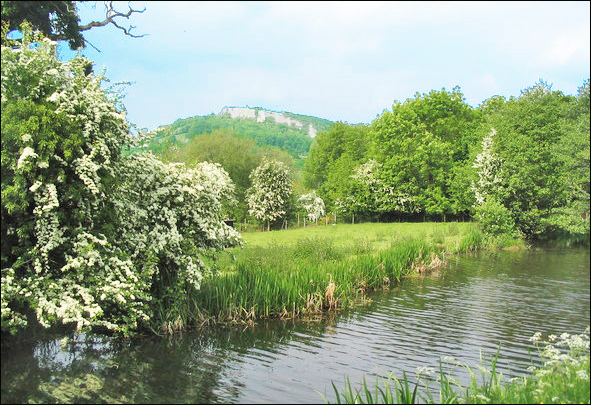
Llanymynech Hill depuis le canal de Montgomery.

Le Hillfort de Llanymynech, situé sur la partie occidentale de la plaine du Shorpshire, est l'un des plus anciens sites d'extraction de cuivre du pays de Galles. La colline qui surplombe Llanymynech est couronnée d'une vaste colline fortifiée de l'âge du fer, qui s'étend sur 57 hectares et entoure une ouverture de grotte connue sous le nom d'Ogof. La taille de cet hillfort s'explique probablement par la présence des mines de cuivre. La colline fortifiée devait servir de protection à la mine et abriter les ouvriers employés à l'extraction du cuivre.
Le Hillfort de Llanymynech est un site exceptionnel pour une forteresse de l'âge du fer, mais les recherches archéologiques ont également montré qu'il s'agissait d'un important site de production de métaux, même à l'âge du bronze. La colline de Llanymynech n'est pas seulement connue pour ses mine de cuivre, mais recèle également des minerais de plomb et de zinc. Des découvertes lors des fouilles suggèrent que ces minerais étaient exploités et utilisés pour la fabrication d'armes et d'outils en bronze à partir de la fin de l'âge du bronze.

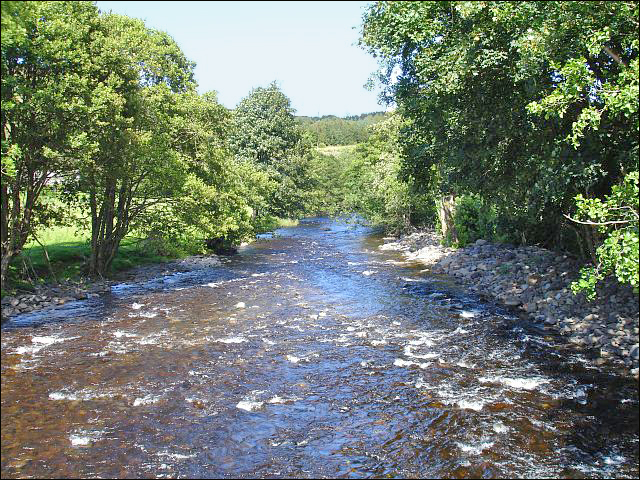
La rivière Vyrnwy qui coule au pied du hillfort de Llanymynech.

Des pièces de monnaie, datant de à 30 à 161 de notre ère, ont été trouvées dans la grotte d'Ogof à l'intérieur de la forteresse, laquelle était probablement au début de notre ère une mine romaine.
Sur le Hillfort de Llanymynech, comme sur les autres sites de l'âge du fer au pays de Galles, aucun des rapports d'historiens, ou de fouilles d'archéologues ne mentionnent l'existence de réseaux d'eau, soit dans l'enceinte du hillfort ou dans ses environs. Aucun puits, réservoir ou tuyauterie en bois ou en poterie, n'ont été mis au jour en ce début du XXIe siècle. Cependant, le hilfort de a été édifié proche de la rivière Vyrnwy, laquelle était en mesure de fournir les différents besoins en eau du hillfort, à la fois pour le bétail et pour les cultures dans la plaine. Des puits et la récupération des eaux de pluie, devaient permettre de satisfaire les besoins domestiques.

### Boncan Dinas Hillfort

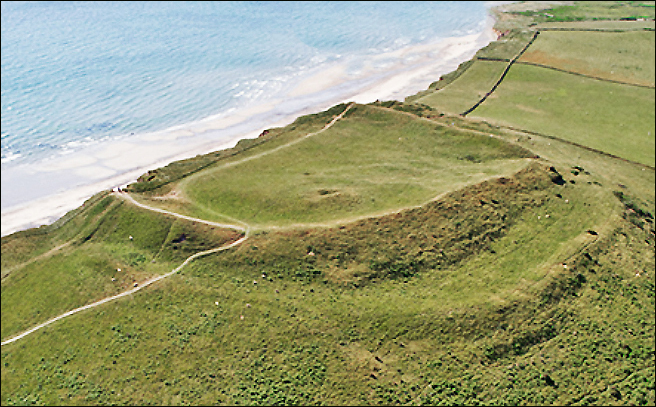
Hillfort de Dinas Dinlle, Gwynedd, pays de Galles.

Dinas Dinlle est un hameau près du village de Llandwrog dans la région de Gwynedd, au nord-ouest du pays de Galles, qui fait aussi partie, historiquement, du Caernarfonshire. La falaise au-dessus de la plage du village est connue sous le nom de Boncan Dinas Hillfort et est occupée depuis l'âge du fer. Ce hillfort a été érodé par la mer, de sorte qu'il ne reste qu'un double rempart semi-circulaire. « La découverte spectaculaire d'une rotonde préhistorique ou romaine extrêmement bien préservée, enfouie sous du sable propre soufflé par le vent, semble confirmer que le changement climatique a toujours été une caractéristique de la vie à Dinas Dinlle. » Les fouilles archéologiques menées sur le site de Boncan Dinas en 2019 ont permis de découvrir les restes de structures à l'intérieur de la forteresse. Il s'agit notamment d'une tour ronde en pierre de 13 m de diamètre avec des murs de plus de 2 m d'épaisseur, qui serait l'une des plus grandes jamais découvertes au pays de Galles.

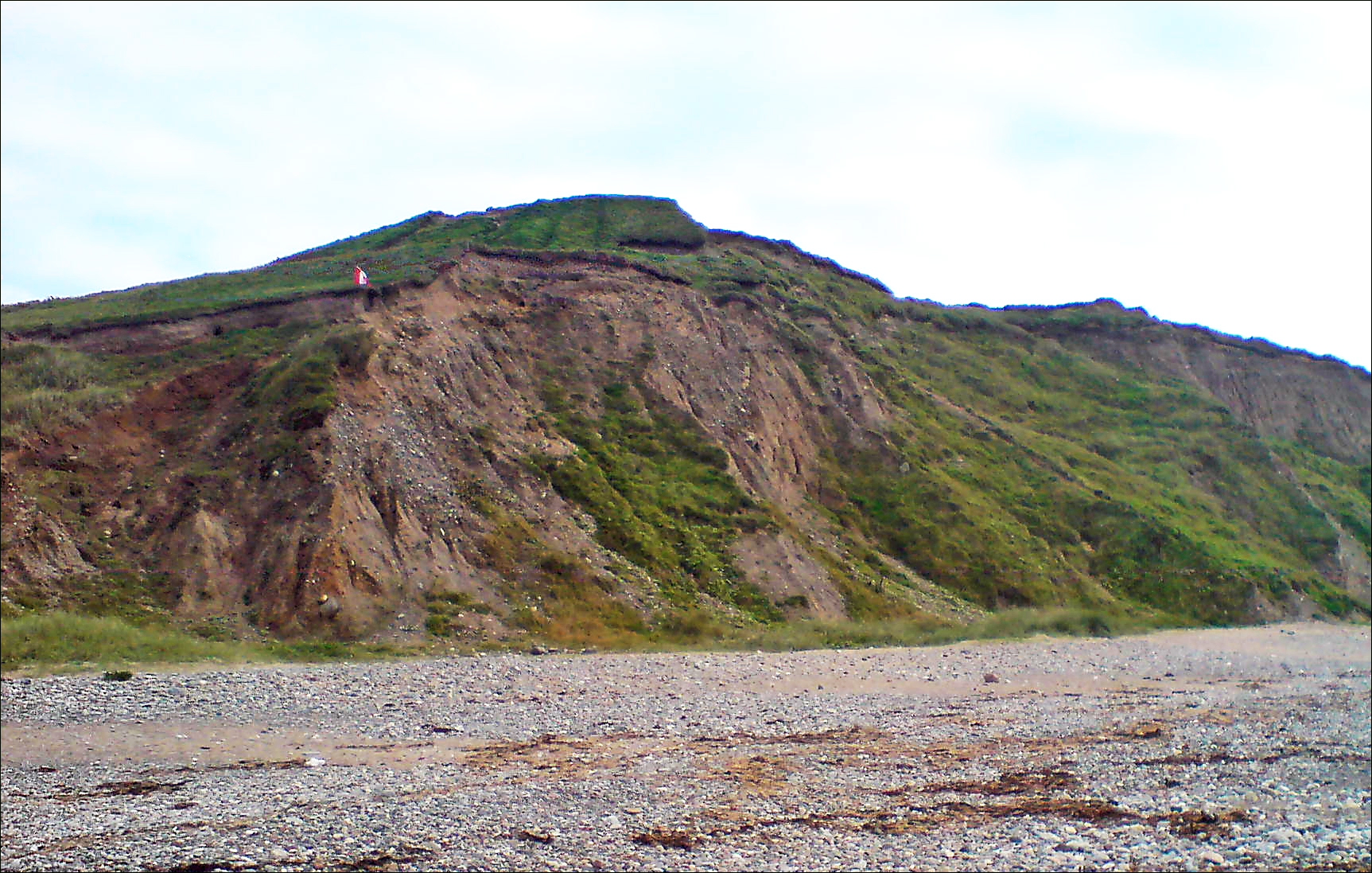
Dinas Dinlle, éboulement de la falaise au pied du Hillfort.

À l'origine, le fort était entouré de deux remparts en terre, séparés par un profond fossé. Le fort mesure environ 164 mètres du nord au sud sur 120 mètres avec une entrée au sud-ouest. Là où les défenses subsistent, elles sont d'une taille impressionnante, avec une hauteur totale de 6 mètres. L'intérieur du fort contenait des bâtiments circulaires et d'autres structures vers le côté est. La découverte de tessons de poterie romaine laisse à penser une occupation de Boncan Dinas jusqu'au IIe ou IIIe siècle de notre ère.
Le site n'a pas été entièrement fouillé, mais les archéologues n'ont découvert aucune source d'eau permettant d'alimenter la population occupant ce fort à l'époque pré-romaine. Des puits peut-être, comblés au cours des siècles afin d'abreuver le bétail, ou des sources taries il y a de longues années.

Proche de l'hillfort de Dinas Dinlle, se trouve la source de la rivière Foryd (Afon Foryd) affluant de la rivière Carrog (Afon Carrog), alimentée par de nombreux ruisseaux ; ces zones humides donnaient plus de facilité pour satisfaire aux besoins des cultures et du bétail. À l'époque de l'âge du fer, d'autres sources proches de l'hillfort, mais taries au XXIe siècle, pouvaient être utilisées pour les besoins en eau de Dinas Dunlle. « L'approvisionnement en eau au sommet de ces collines aurait été insuffisant pour faire vivre une communauté agricole tout au long de l'année. Pourtant, si des forts comme Penycloddiau dans la chaîne de Clwydian sont assez grands pour contenir de véritables étangs dans leurs défenses, la majorité des forteresses entourent des sources et des zones humides. » De nombreux autres hillforts datant de l'époque préromaine ont été découverts en pays de Galles, mais l'état de ces sites n'a pas encore permis aux archéologues la découverte d'éléments d'importance et aux historiens la publication d'articles retraçant la vie des populations de cette époque avant l'arrivée des armées romaines. À la date du 8 octobre 2018, il a été identifié [...] 535 hillforts au pays de Galles.

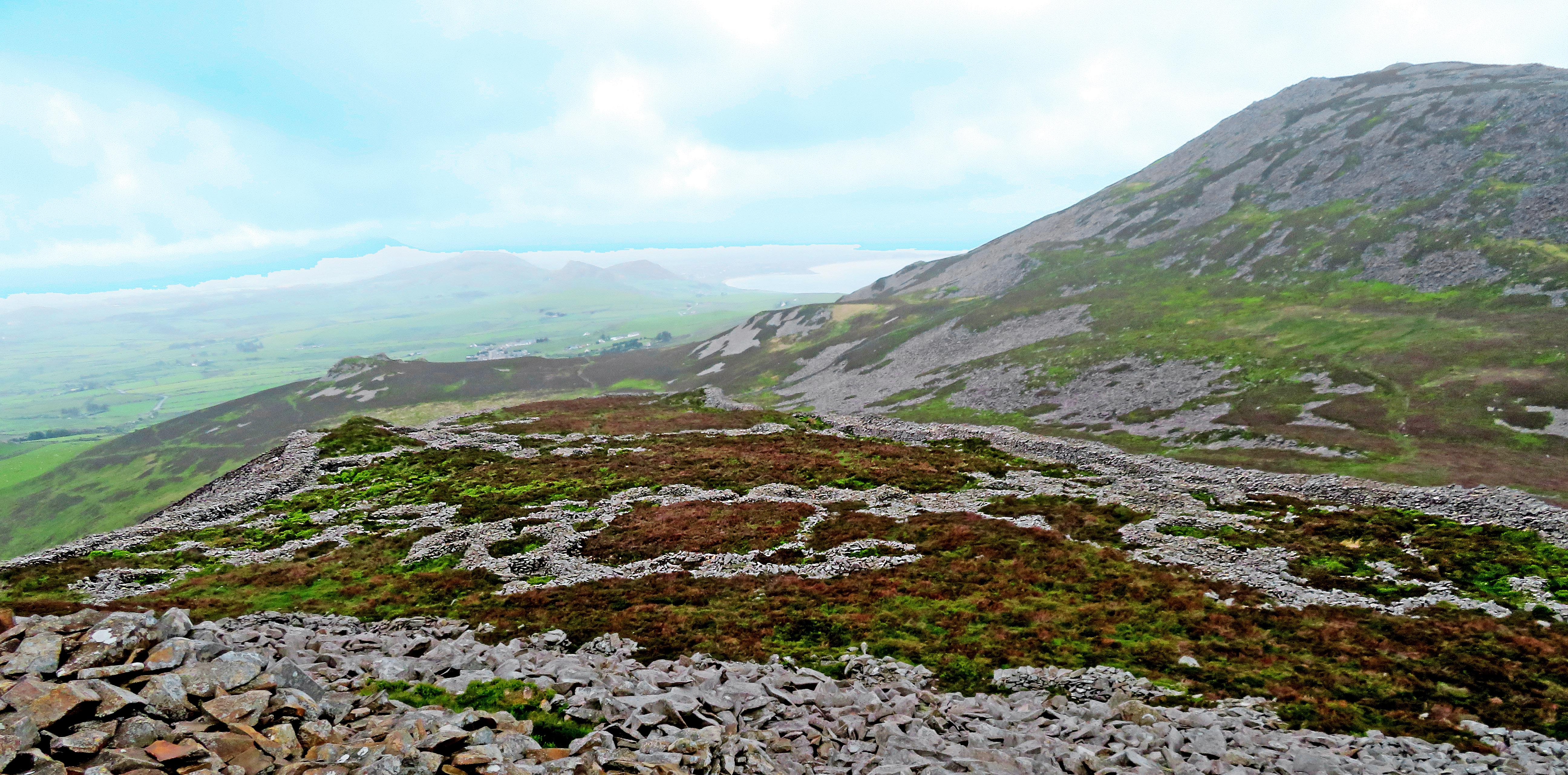
Hillfort Tre'r Ceiri sur les pentes du Yr Eifl, de l'âge du fer, Une partie de l'ensemble des emplacements construits.
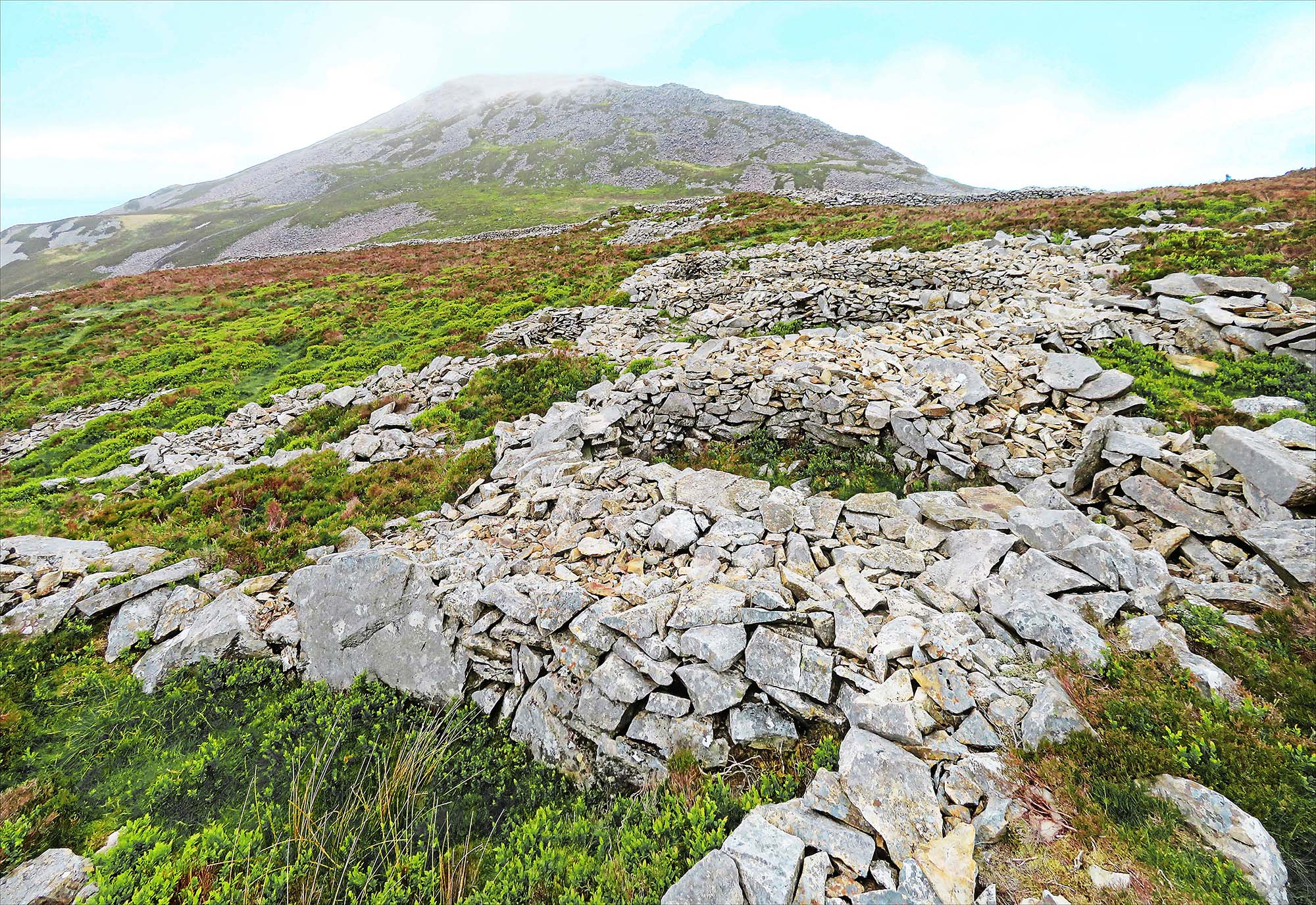
Hillfort Tre'r Ceiri sur les pentes du Yr Eifl. Quelques emplacements de maisons de l'âge du fer.
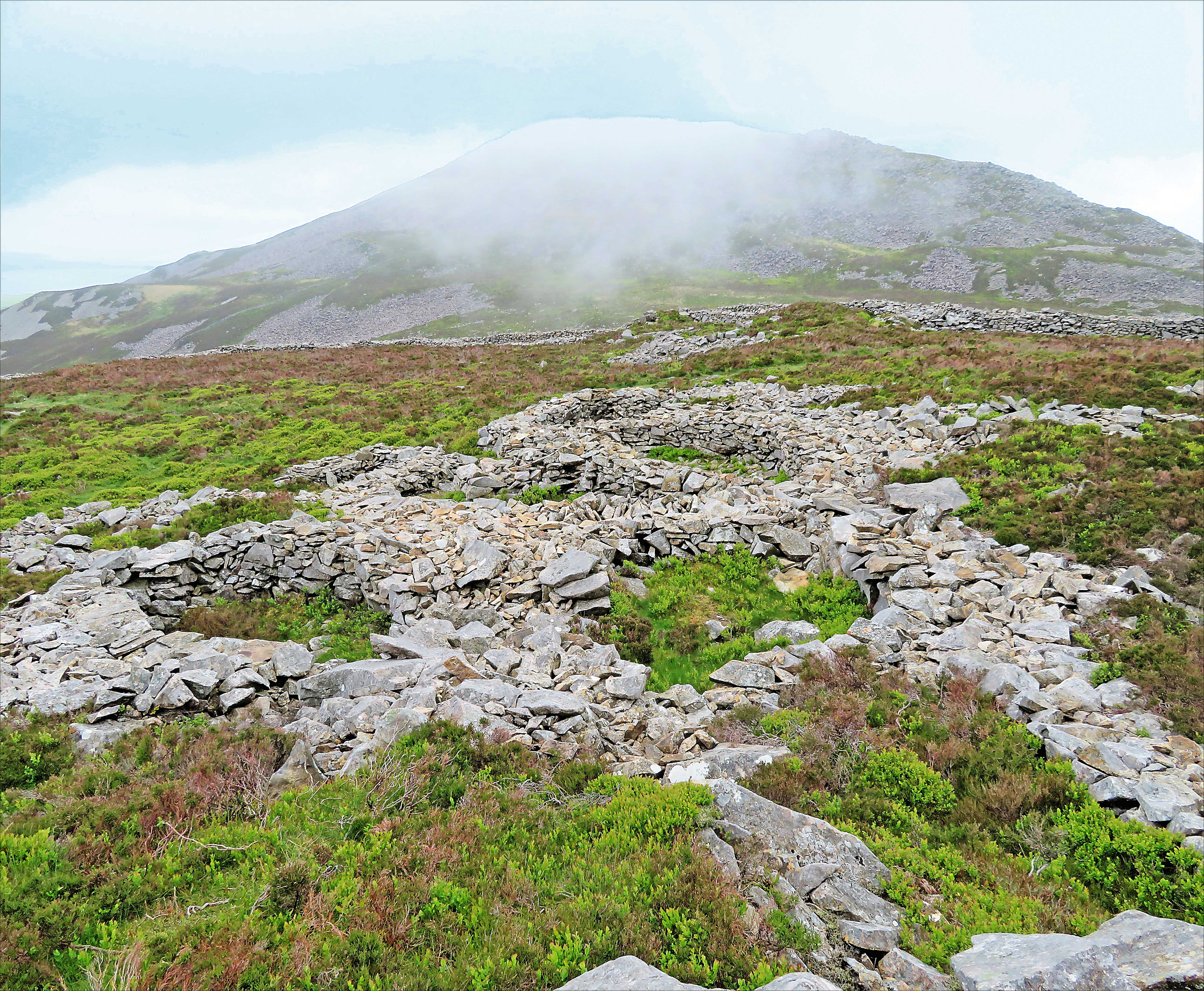
Hillfort Tre'r Ceiri sur les pentes du Yr Eifl. Trois emplacements de maisons de l'âge du fer.
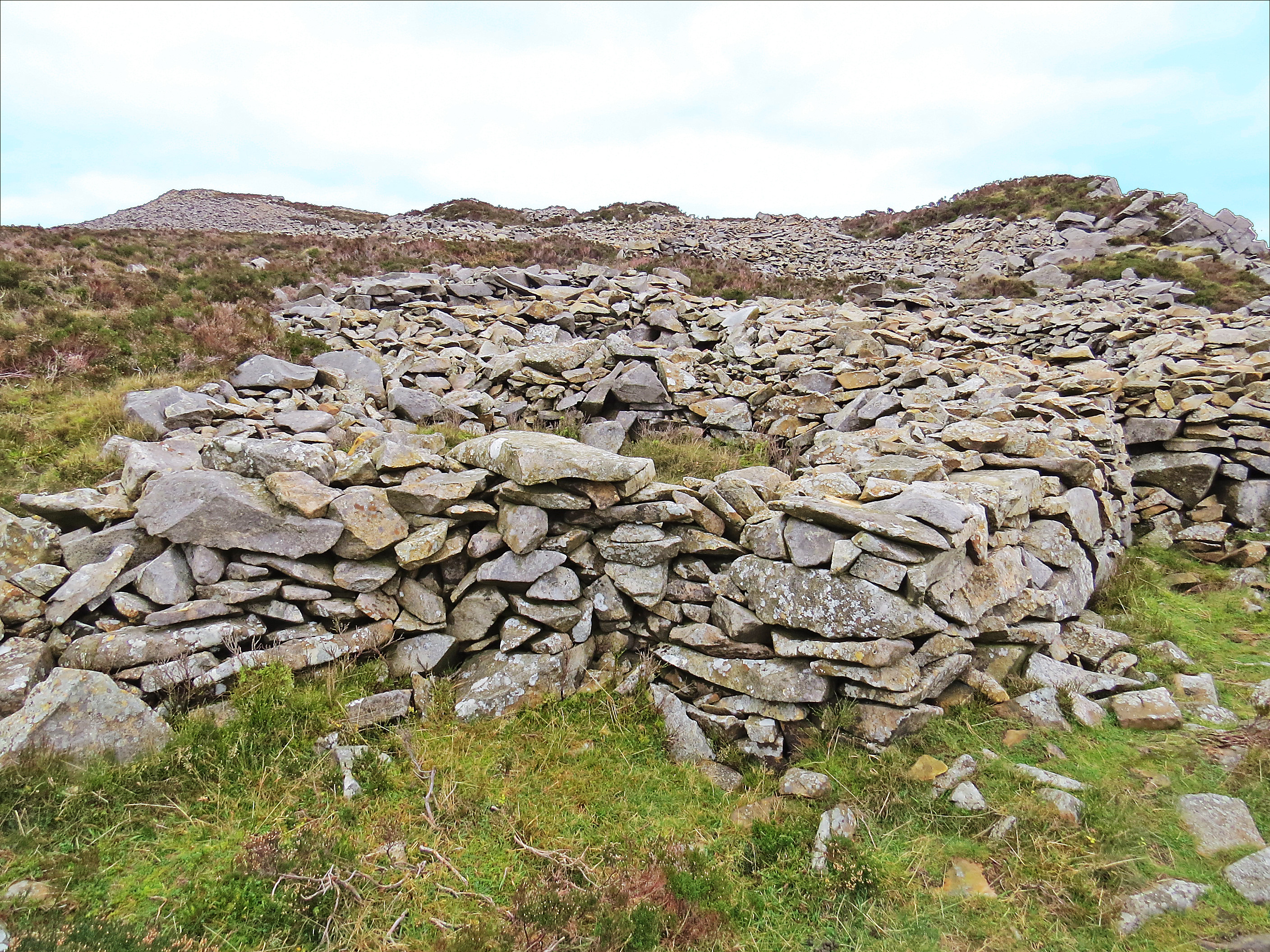
Hillfort Tre'r Ceiri sur les pentes du Yr Eifl. Un emplacement de maisons de l'âge du fer.
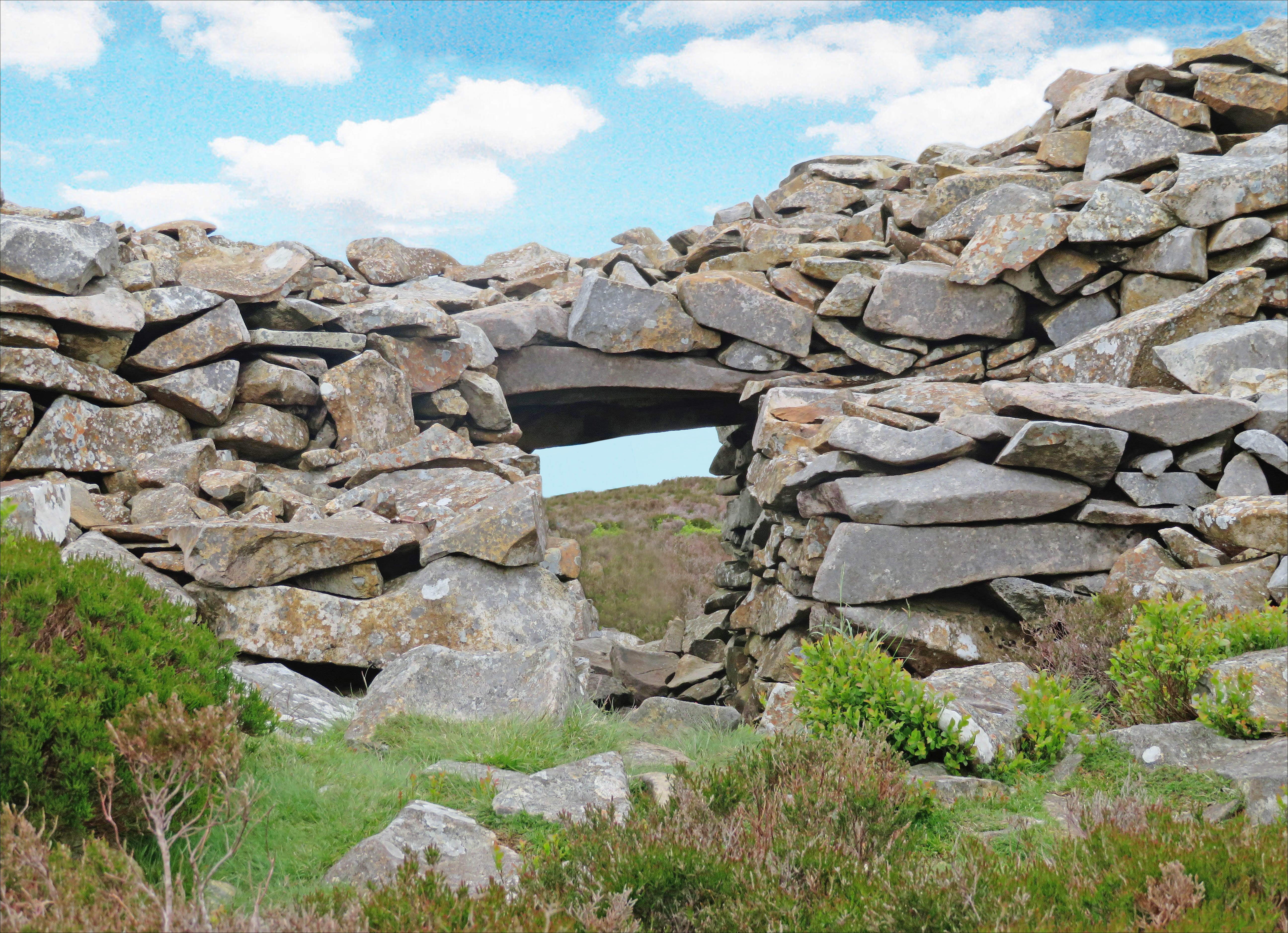
Hillfort Tre'r Ceiri sur les pentes du Yr Eifl. L'entrée d'une maison de l'âge du fer.

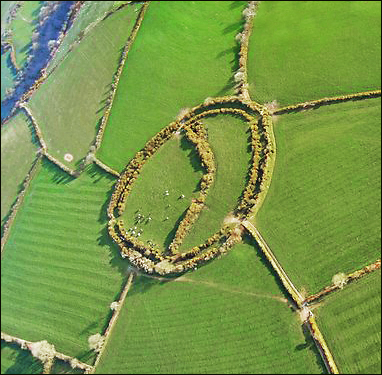
Castel Mawr Hillfort de l'âge du fer au Pembrokeshire. Un fort multivalléen.
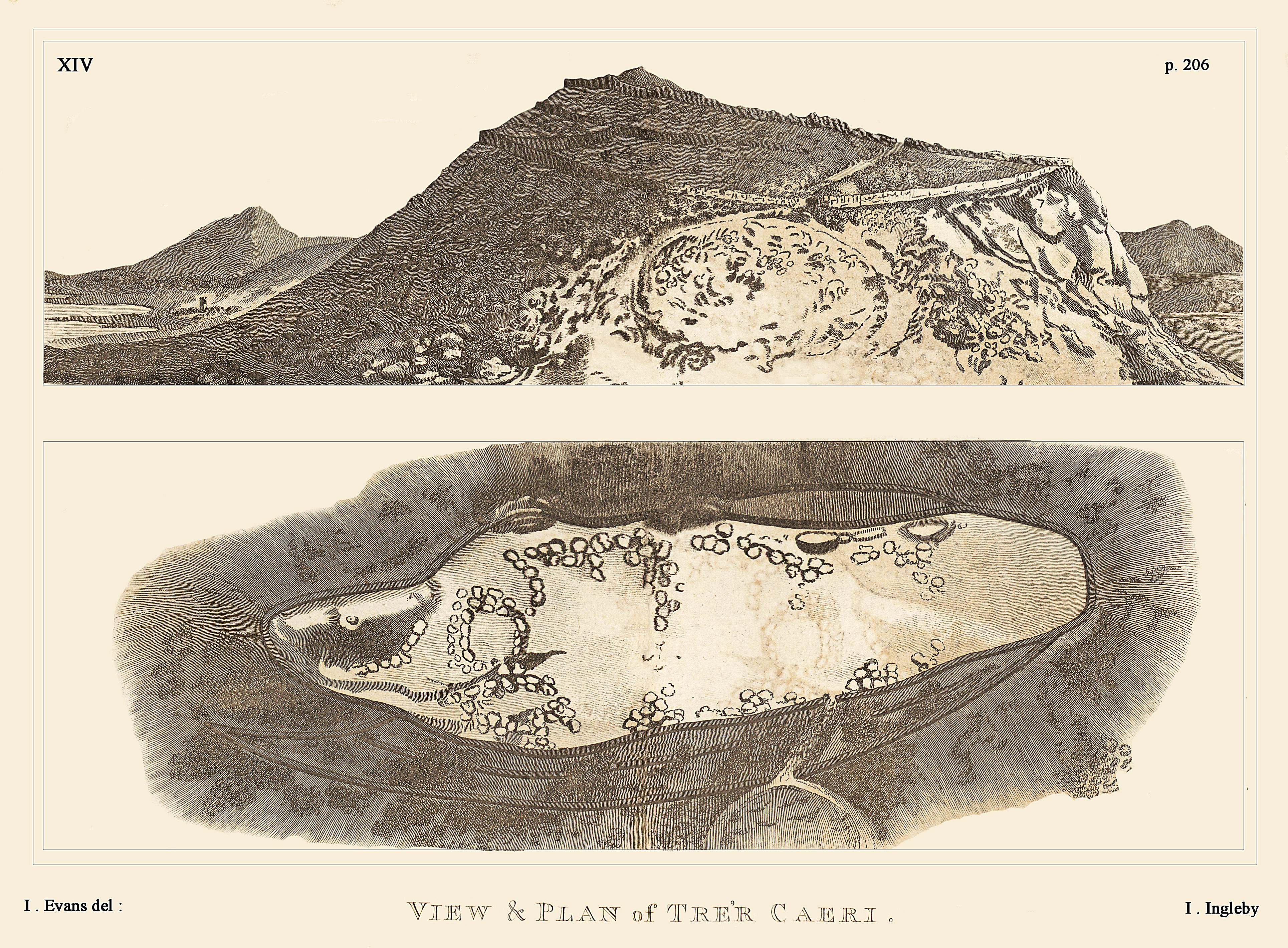
Plan et vue du Hillfort Tre'r Ceiri par Thomas Pennant en 1781.
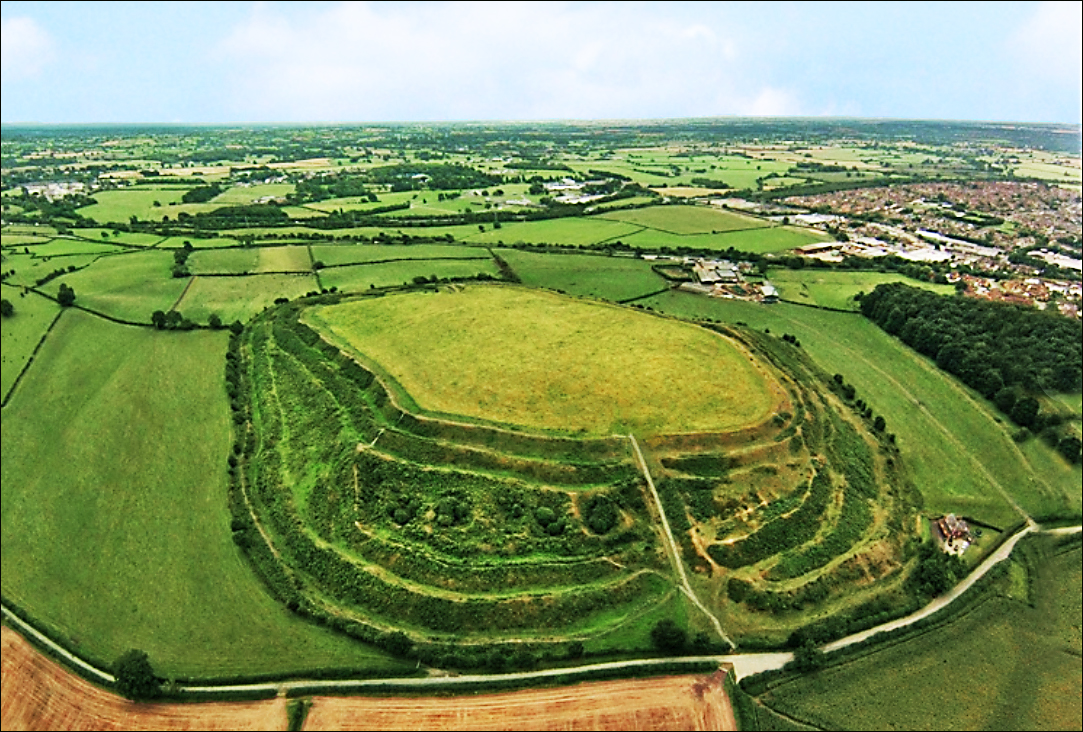
Hilfort d'Oswestry. Vue sur l'entrée de la forteresse et sur le Shropshire.
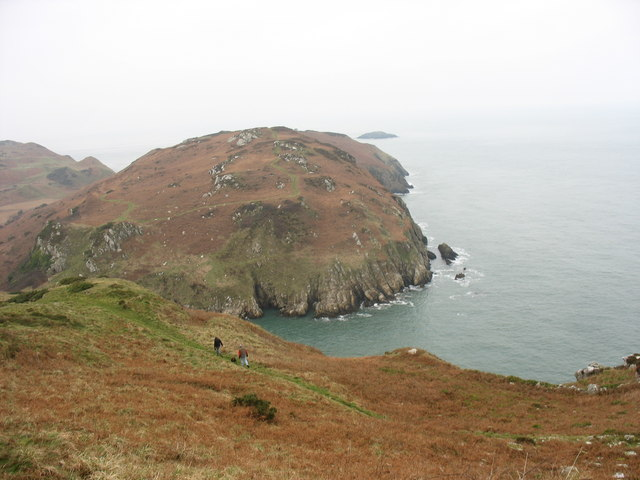
Hillfort Dinas Gynfor sur l'île d'Anglesey, vu depuis le chemin de la côte.

### Gestion de l'eau dans les mines

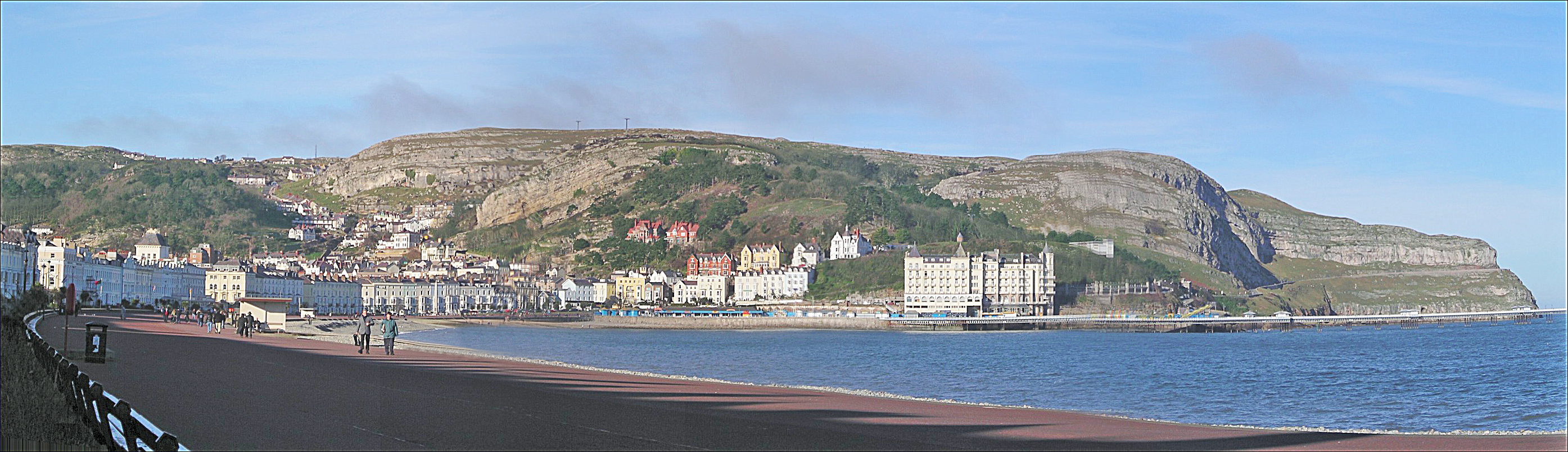
Vue générale de la presqu'île de Pen Gogarth - Grand Orme - depuis la promenade de Llandudno.

Les mines du pays de Galles aux temps préhistoriques furent nombreuses, telles Cwmystwyth Copa Hill, Comet Lode, Anglesey, Twll y Mwyn, Llanymynech, Pen Gogharth. Ces mines riches en minerai de plomb, argent, cuivre, servirent au développement et produisirent une partie des richesses du pays de Galles.
Des facteurs externes à l'exploitation des divers gisements au Néolithique et à l'âge du bronze, sont cependant à prendre en compte dans la difficulté d'extraction du minerai, que cela soit en surface, en puits ou en souterrain.

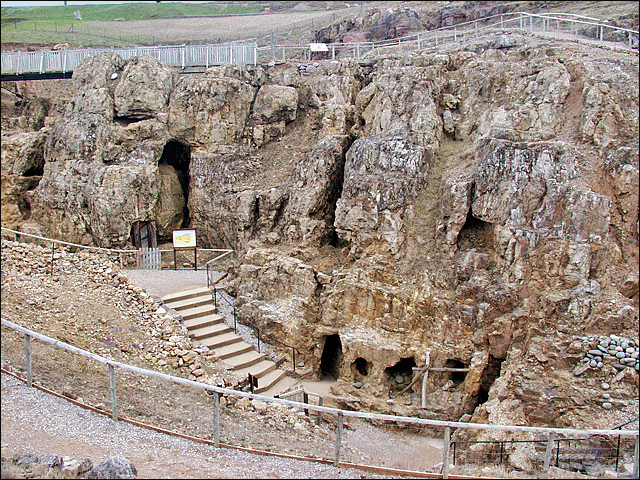
Entrée de la mine de cuivre de Great Orme. Complexe minier néolithique, de l'âge du bronze au nord ouest du pays de Galles.

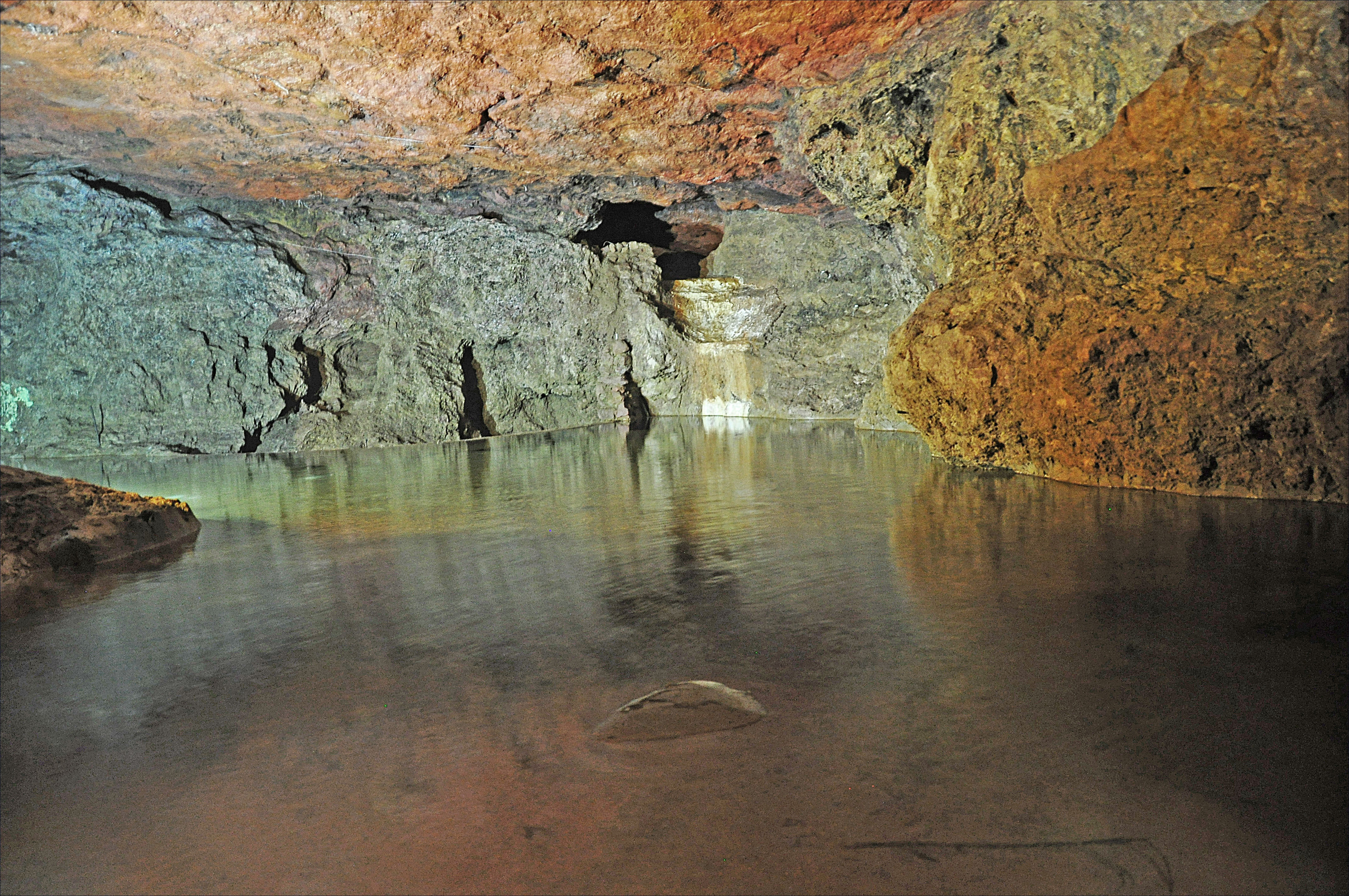
Le lac dans les grottes de fer de Clearwell. La couleur rouge vif de la voute est due au pigment d'ocre de fer.

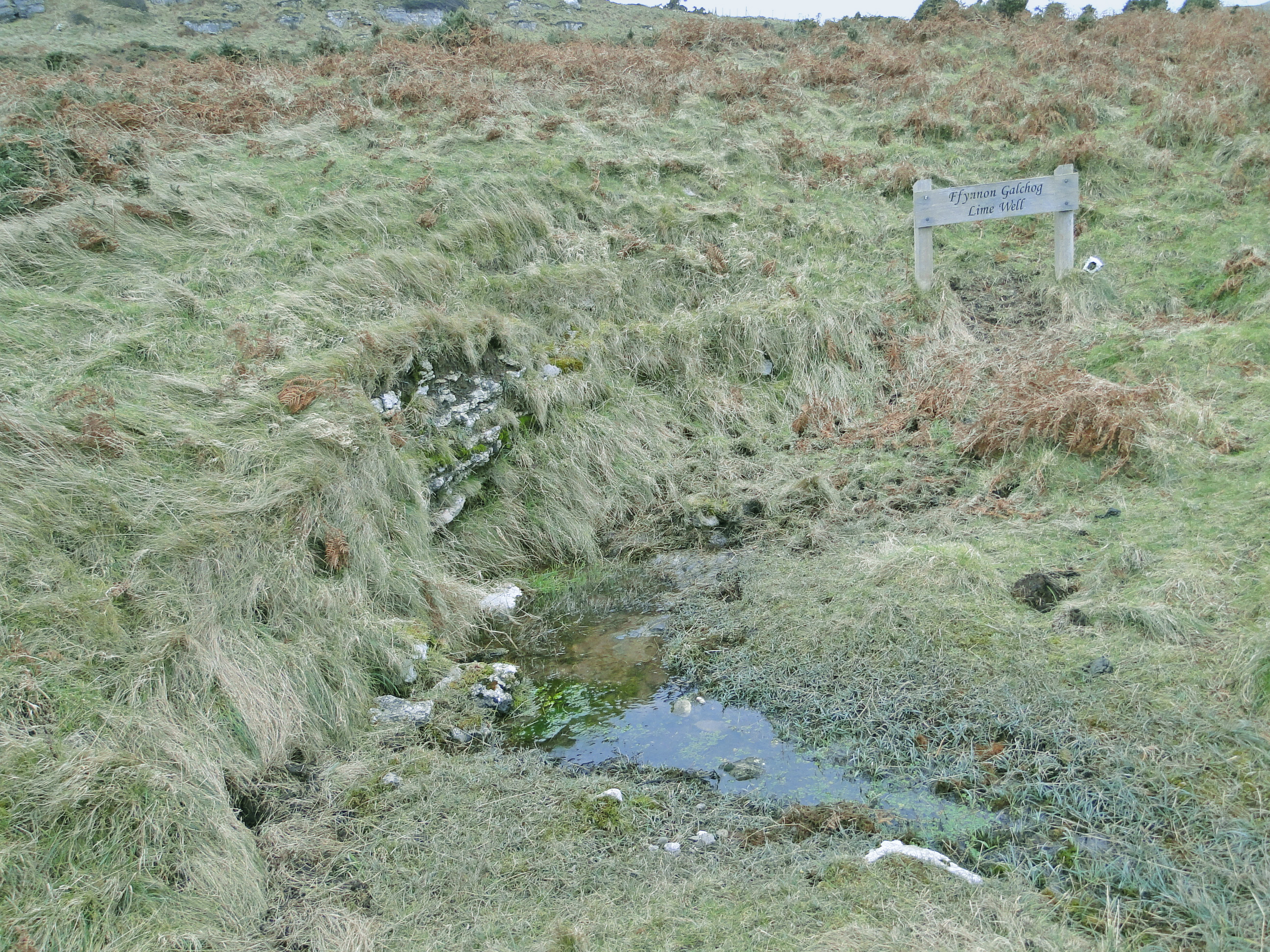
Ffynnon Galchog, l'un des nombreux puits du Grand Orme..

St Dyfnog's Celtic well, l'un des nombreux puits du Grand Orme.

L'ouverture des mines ne semble pas limitée par des contraintes techniques, elle présentait des contraintes d'exploitation importantes en matière de gestion de l'eau et du bois, nécessaires au bon fonctionnement et à la rentabilité de la mine. « L'eau a été largement utilisée au cours du processus d'extraction de l'argent et du plomb pour extraire le minerai. Dans le cas de la mine de Cwm Ystwyth, une grande partie de l'eau était acheminée par des voies de dérivation épousant les courbes de niveau et provenant de plusieurs kilomètres en amont. » L'exploitation des mines de silex débute au Paléolithique final — il y a environ une dizaine de millénaires — se poursuit tout au long du Mésolithique et du Néolithique jusqu'à l'âge du bronze ancien — de 2200 à 1600 avant notre ère.
L'exploitation des mines de plomb dans l'Antiquité, produit un des métaux les plus anciennement connus et travaillés dans le monde. On a trouvé des traces de plomb dans des pigments recouvrant des tombes ou dépouilles préhistoriques — 40 000 ans avant notre ère — mais aussi des objets façonnés. Sa facilité d'extraction, sa grande malléabilité dans le façonnement des objets et son point de fusion assez bas — 327,46 °C — font du plomb un matériau fréquemment utilisé lors de l'âge du Bronze, parfois durci par ajout d'antimoine et d'arsenic qui sont des sous-produits du raffinage ou de la métallurgie du plomb et trouvés sur les mêmes sites miniers. Le plomb est souvent aussi un sous-produit de mines d'argent.
Le plomb est mentionné dans les écritures cunéiformes sumériennes il y a près de 5 000 ans. L'exploitation des mines du Laurion, au sud d'Athènes commença dès l'âge du bronze ancien.
Le plomb a été largement utilisé à travers les âges, et encore de nos jours dans de nombreux pays, cela malgré sa toxicité importante pour l'homme, décrite déjà par Vituve au Ier siècle avant notre ère.
L'exploitation des mines de cuivre au Néolithique se situe vers 8 000 ans avant notre ère. La fusion de ce métal natif est attestée en Égypte antique 4 000 ans avant notre ère. Des objets réalisés en cuivre travaillé à froid ou à faible température, sont attestés dès le Néolithique B – VIIIe millénaire avant notre ère au Proche Orient. 

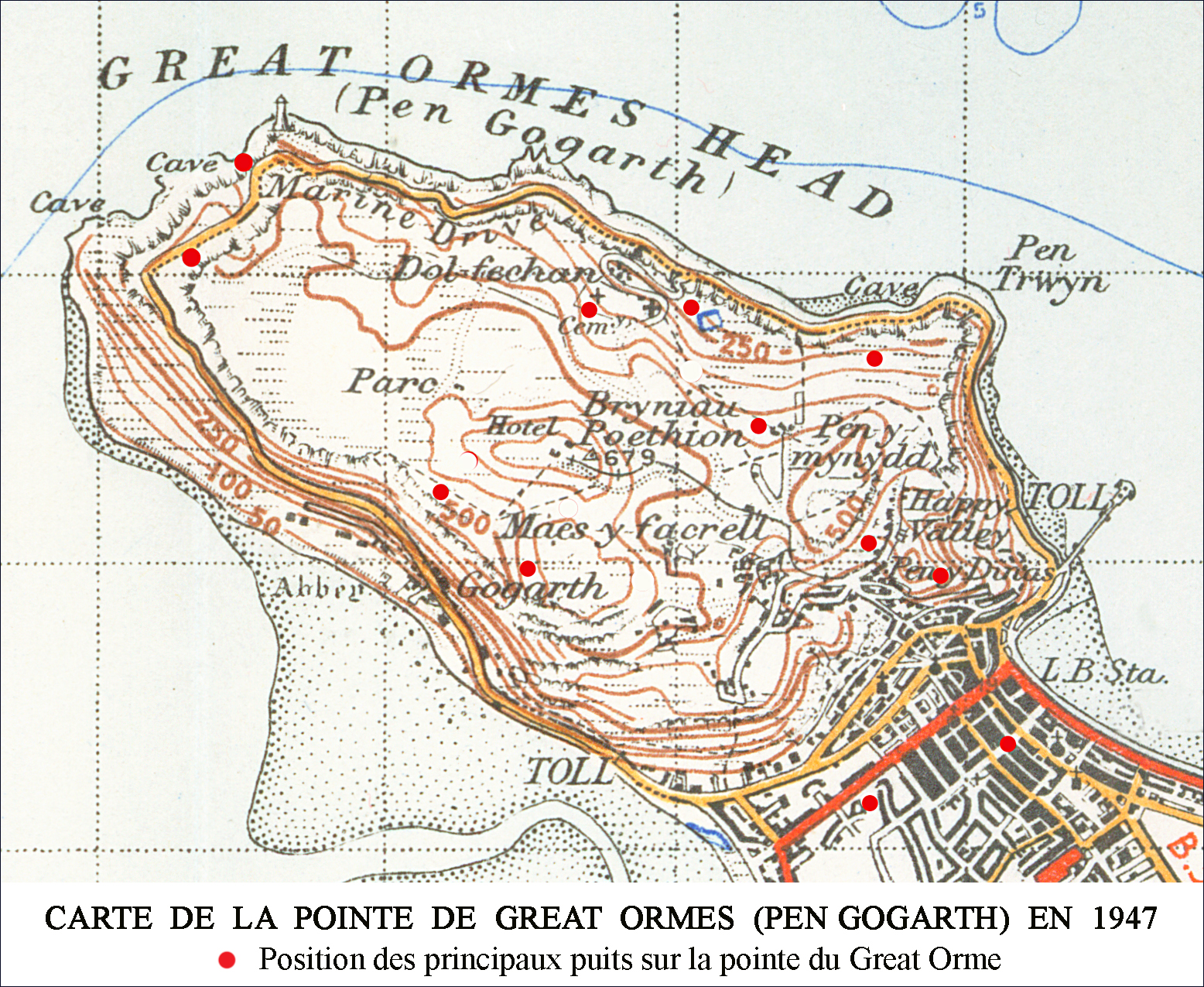
Carte de la pointe de Great Ormes (Pen Gogarth) en 1947.

« Les bassins de décantation en bois peuvent également avoir été utilisés pour laver et séparer le plomb du cuivre, et le sulfure de la fraction carbonatée du minéral. » Le bronze, alliage de cuivre et d'étain — 90 % de cuivre et 10 % d’étain — apparaît dans le Nord-Ouest de l'Anatolie au début du IIIe millénaire avant notre ère, mais la métallurgie du bronze, notamment en Europe, ne se développe vraiment qu'au cours du IIe millénaire avant notre ère, période correspondant aux premières phases de l'âge du bronze.
« Cependant, bien que l'ouverture des mines ne semble pas limitée par des contraintes techniques, elle pourrait présenter des contraintes d'exploitation importantes en matière de gestion de l'eau et du bois, nécessaires à l'exploitation minière. » L'exploitation des mines d'argent, est très souvent associé aux gisements et mines de plomb ; de nombreuses mines de plomb dans le monde ont produit une quantité importante d'argent comme sous-produit, c'est le cas des mines dites de mid-Wales. L'argent est une impureté chimique – en plus ou moins grande quantité - de la galène, le minerai avec lequel on obtient le plomb. « Même si l'argent natif minéral soit rare au pays de Galles, ce métal a sans doute joué un rôle plus important dans le développement économique et politique du pays de Galles que l'autre métal précieux important du pays, l'or. » Les mines de la région de Darren-Goginan dans le comté de Ceredigion à l'ouest du pays de Galles, ont été les plus célèbres producteurs d'argent de Grande-Bretagne.
L'exploitation des mines de fer prit une grande importance dans le monde entier. L'âge du fer débute vers 1200 avant notre ère en Anatolie. Les mines de fer ont, surtout depuis l'Antiquité, contribué indirectement à la régression de vastes massifs forestiers, à la fois pour la mine elle-même pour l'étayage des galeries et lorsque la méthode d'extraction par le feu était pratiquée, ainsi que pour la métallurgie de la transformation du minerai.
Les grottes de Clearwell Caves font partie d'un vaste réseau de grottes naturelles, exploitées pour le minerai de fer et constituant l'un des chantiers miniers les plus complexes et les plus anciens de Grande-Bretagne, datant de plus de 4 500 ans, lorsque les mineurs du Néolithique creusaient pour trouver le minerai de fer et les pigments d'ocre.
Neuf cavernes impressionnantes à la limite du pays de Galles et du Gloucestershire, que l'on peut explorer en descendant de 100 pieds mètres sous terre, révélant la longue histoire de la grotte, de l'Âge de Pierre à nos jours, parmi les plus anciennes des îles britanniques. Les grottes de Clearwell font partie d'une ancienne tradition d'exploitation minière libre dans la forêt royale de Dean depuis l'aube de l'âge du bronze.

Mais depuis le début de l'exploitation de ces mines, jusqu'à la fin du XIXe siècle, l'extraction du minerai ne fut pas sans dommage pour l'environnement. Le rejet des eaux utilisées pour l'extraction du minerai, son transport sur le lieu de traitement, puis la quantité d'eau importante utilisée pour le nettoyage du minerai, était généralement déversée dans les terrains proches de la mine, avant de rejoindre le lit des ruisseaux puis des rivières. 

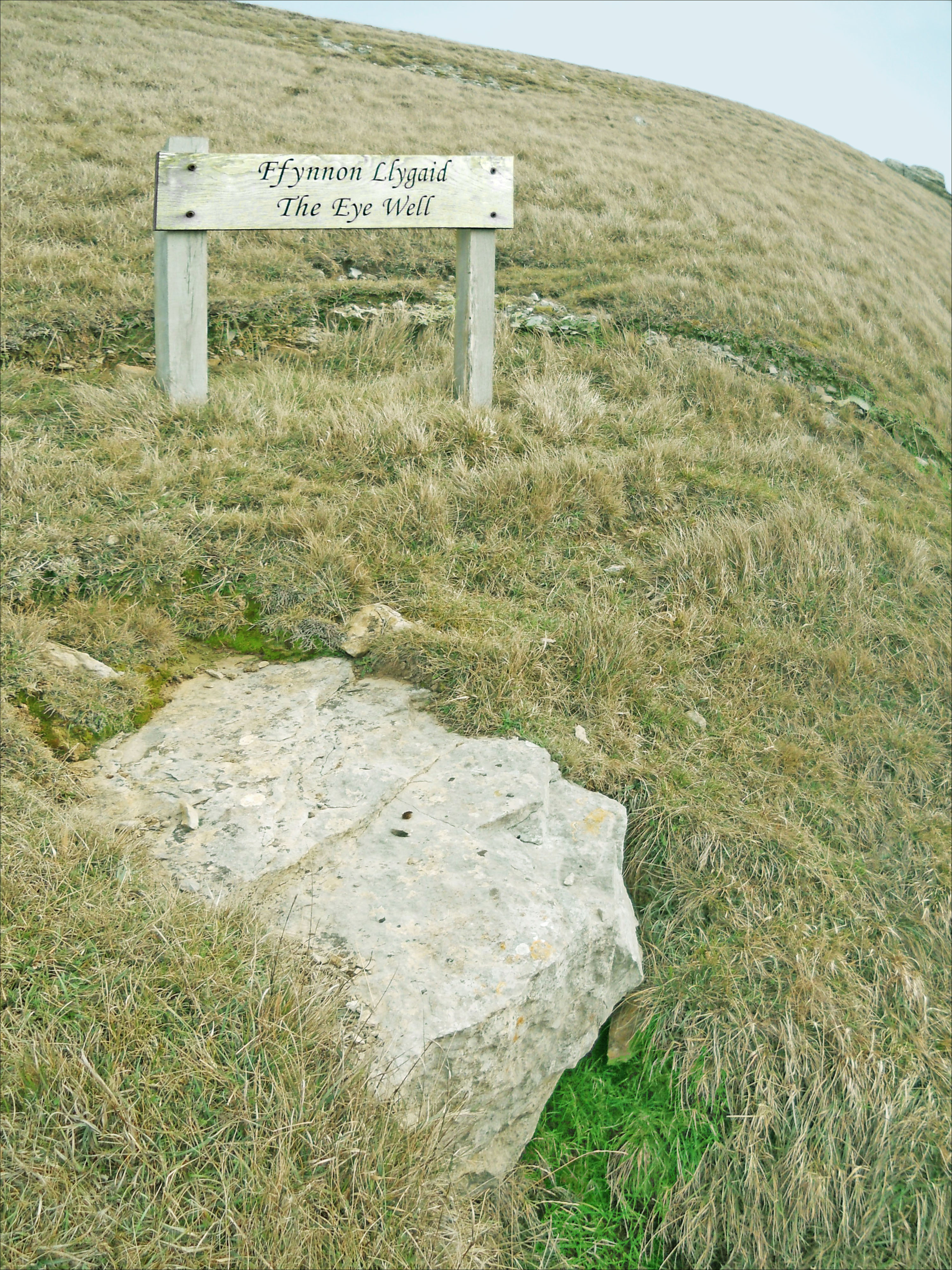
Ffynnon llygad wici, l'un des nombreux puits du Grand Orme.

« Les fouilles ont mis au jour une série unique de troncs d'aulne et de chêne évidés qui servaient de rigoles de drainage pour capter l'eau provenant des sources situées à l'intérieur des parois rocheuses de l'exploitation, puis pour l'évacuer hors de la mine. » Une section de 5 mètres d'une rigole vieille de 4 000 ans a été trouvée in situ dans la tranchée d'entrée, en raison des conditions de conservation gorgées d'eau et de la grande quantité de métal qu'elle contenait.
Par conséquent, de grandes quantités de composés de cuivre, de plomb et de zinc ont été répandues dans l'environnement et ont depuis été incorporées dans les sédiments et les sols. Localement, la pollution peut encore provenir du drainage des mines abandonnées et de la mobilisation des résidus miniers.

L'importance des problèmes externes lors de l'implantation et l'exploitation de gisements de minerais ne doivent pas être négligés, que cela soit par la présence de suintements d'eau ou/et la présence de nappes phréatiques, ceux-ci peuvent limiter les travaux d'extraction en profondeur, notamment si les systèmes d'évacuation des eaux – l'exhaure - s'avèrent difficiles, sinon impossibles. 

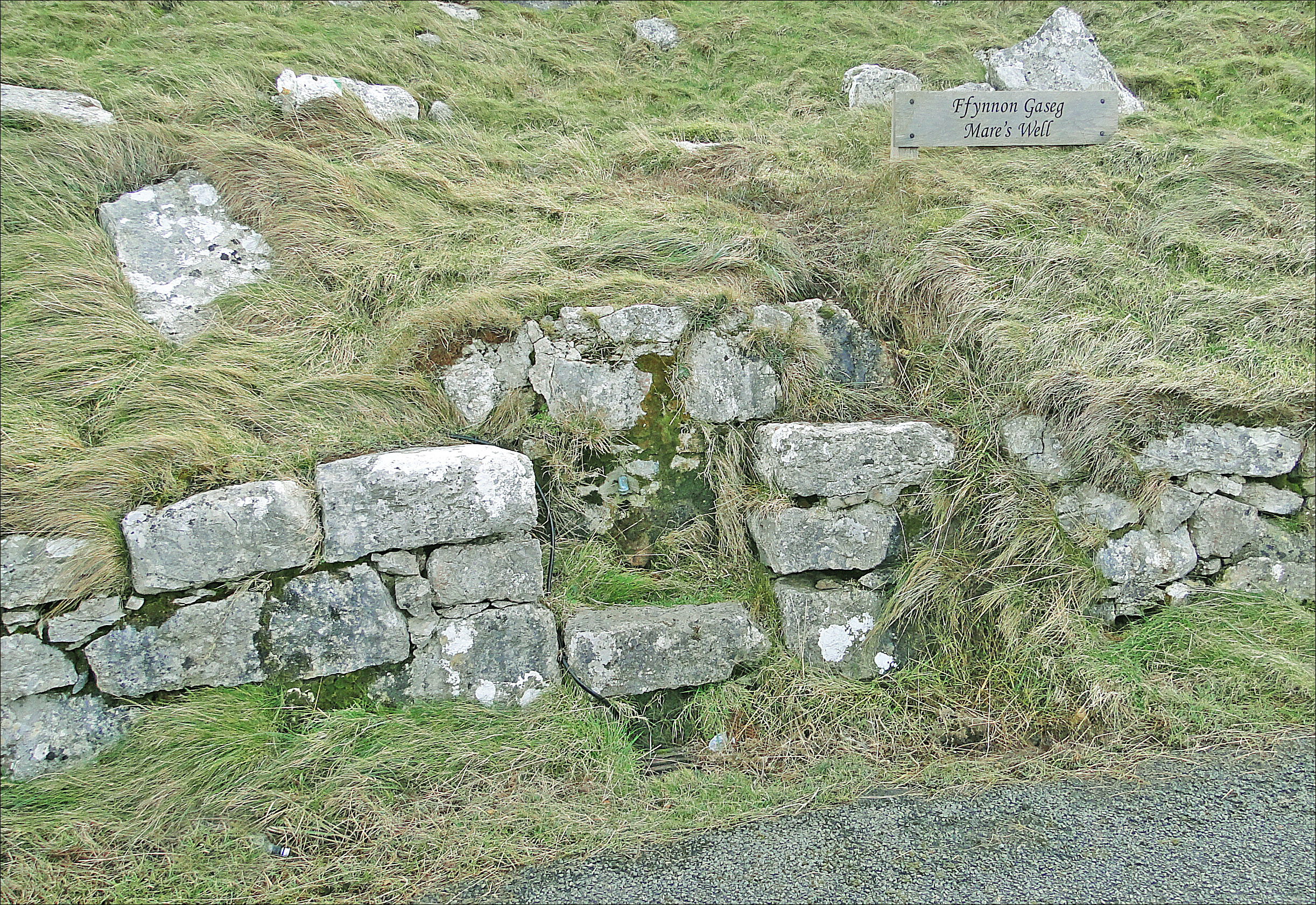
Ffynnon y Gaseg wici, l'un des nombreux puits du Grand Orme.
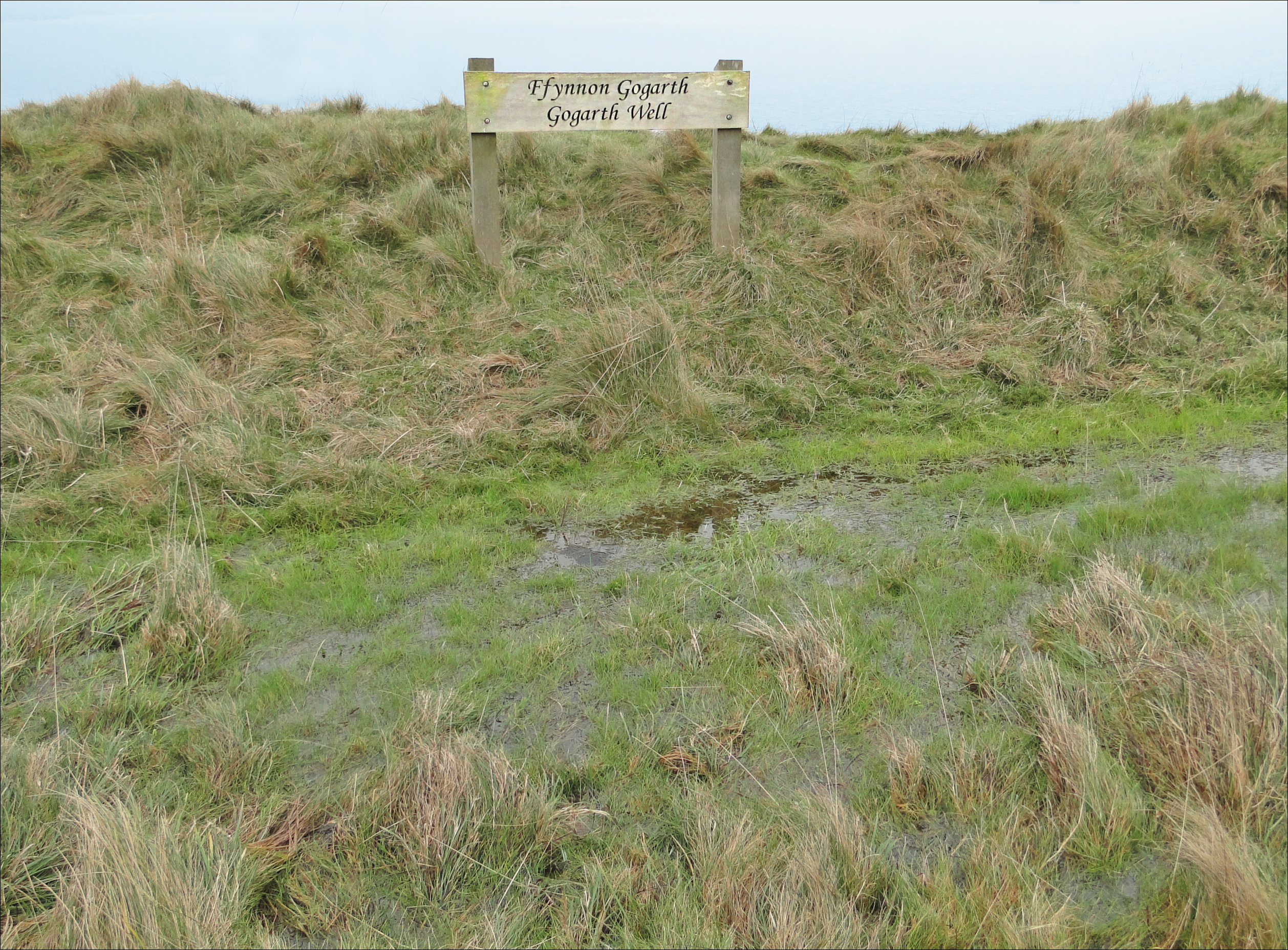
Ffynnon Gogarth Wici, l'un des nombreux puits du Grand Orme.
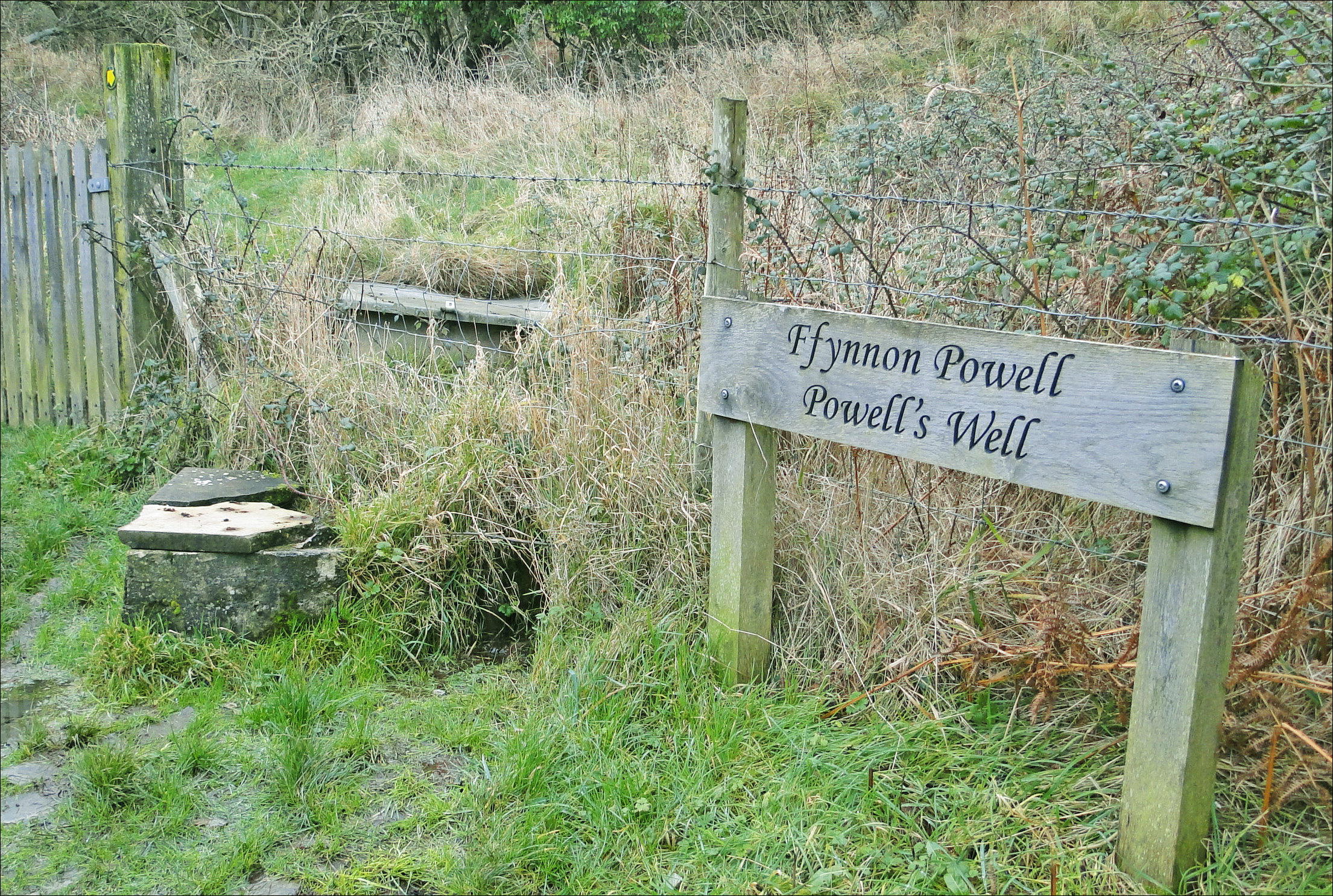
Ffynnon Powel wici, l'un des nombreux puits du Grand Orme
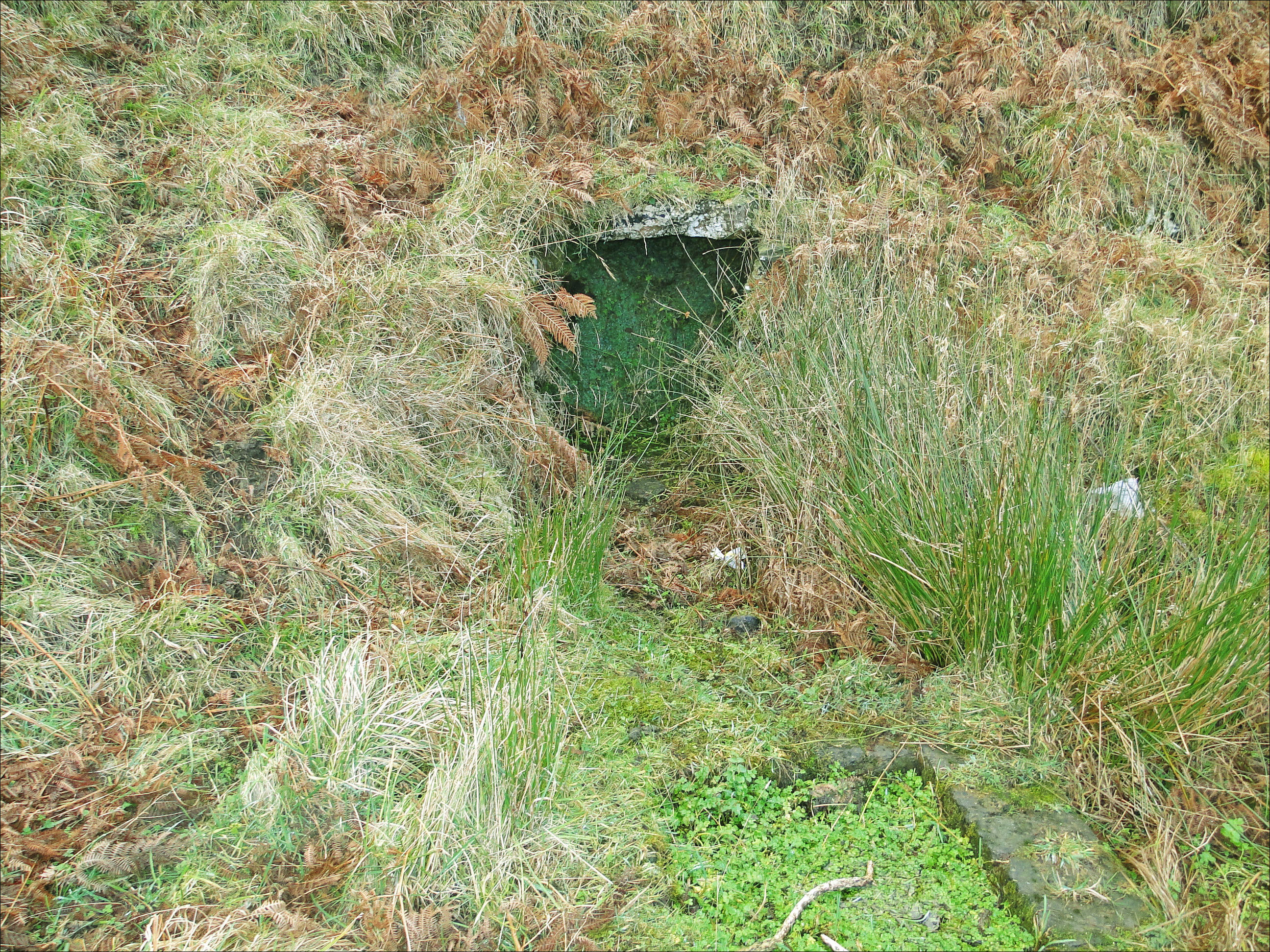
Ffynnon Tudno wici, l'un des nombreux puits du Grand Orme.

« Le problème de l'eau pourrait donc être un facteur limitant à l'exploitation minière au Néolithique et à l'âge du bronze. Néanmoins, il ne devient limitant que lorsque l'exploitation atteint une certaine taille et ne constitue donc pas une limite à l'implantation de la mine, mais seulement à son développement en profondeur. »

## Écosse

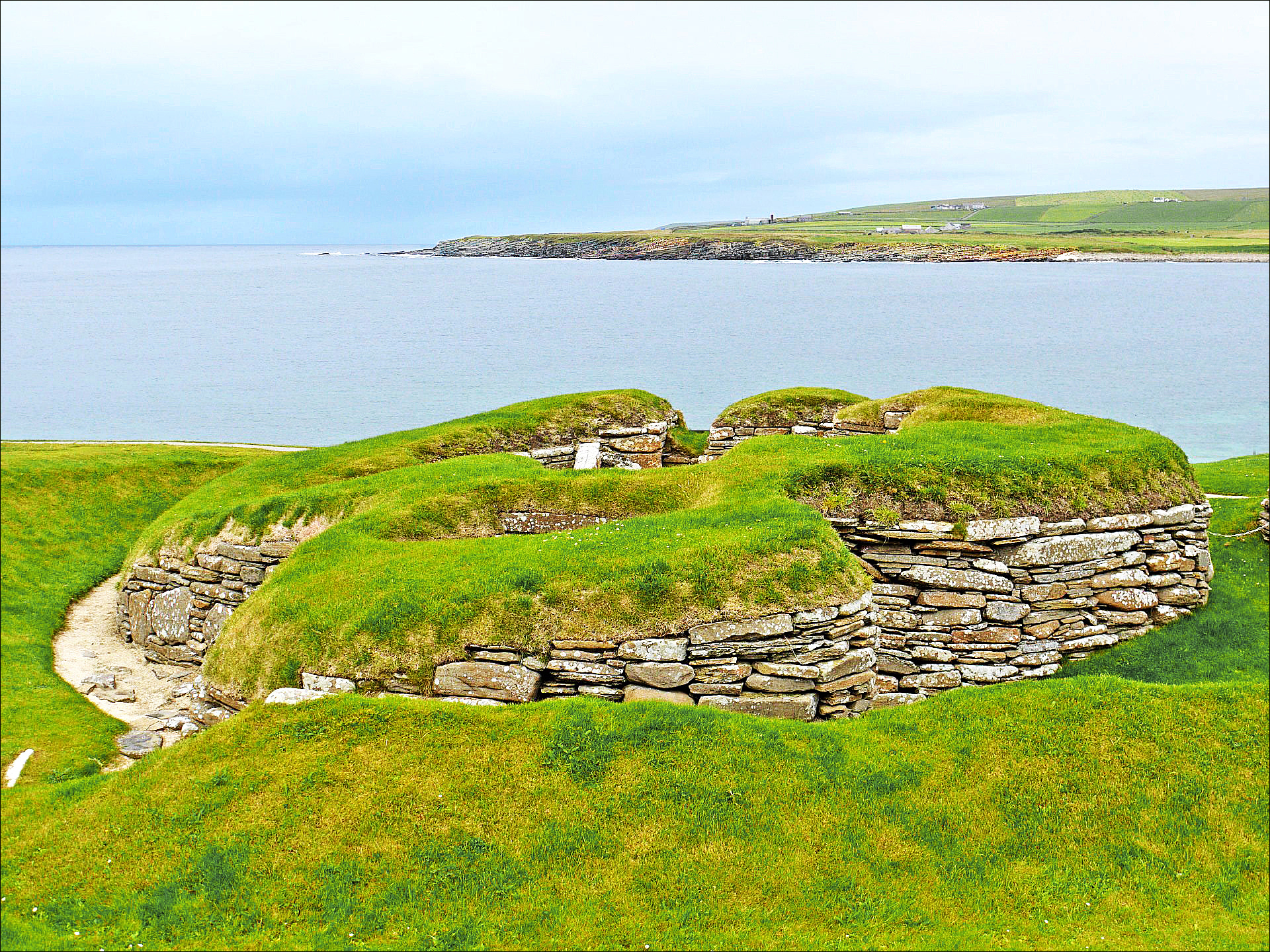
Skara Brae sur l'île des Orcades. Ensemble d'habitations.

Les brochs sont les plus grands bâtiments préhistoriques de l'âge du fer de Grande-Bretagne. Les brochs sont des maisons rondes ou des tours construites en pierres sèches, avec deux murs concentriques, créant un passage étroit avec de petites cellules desservies par un escalier de pierre qui serpente jusqu'au sommet, entre le mur intérieur et le mur extérieur. Les brochs édifiés uniquement en l'Écosse sont au nombre de 570, il en reste environ 500, on les trouve principalement dans les North Highlands et les îles. « Construits entre 400 avant et 200 ans après notre ère, ils devaient constituer un spectacle impressionnant. Bien que les brochs diffèrent les uns des autres, ils semblent avoir suivi un certain design. »

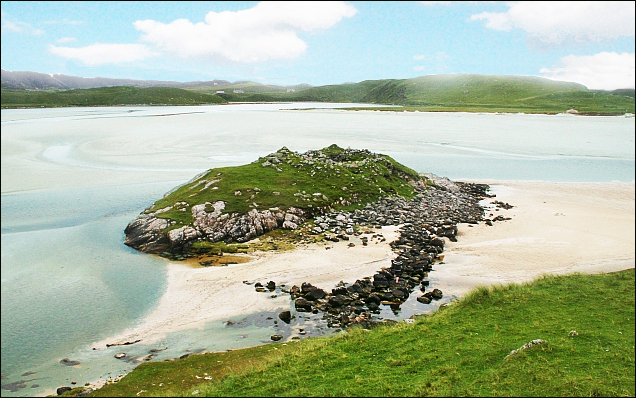
Dun Borranais, Hillfort de l'âge du fer sur un rocher naturel, avec son chemin d'accès.

C'est au nord et à l'ouest de l'Écosse et surtout dans les Orcades, les Shetland et les Western Isles, que l'on trouve des brochs, des lieux où la pierre est un matériau disponible sur place. Les brochs sont d'immenses tours, bâties de pierre sèche, sans fenêtre et avec une seule porte d'entrée. Construit au cours des derniers siècles avant notre ère, à l'époque de l'âge du fer, le broch, était à la fois un fort, un lieu de résidence et le symbole d'un statut spécial, comme le lieu de résidence d'un chef de tribus ou d'un important fermier. En tant que maison fortifiée, les brochs possédaient généralement une petite entrée facile à défendre, menant à une cour circulaire intérieure centrale.

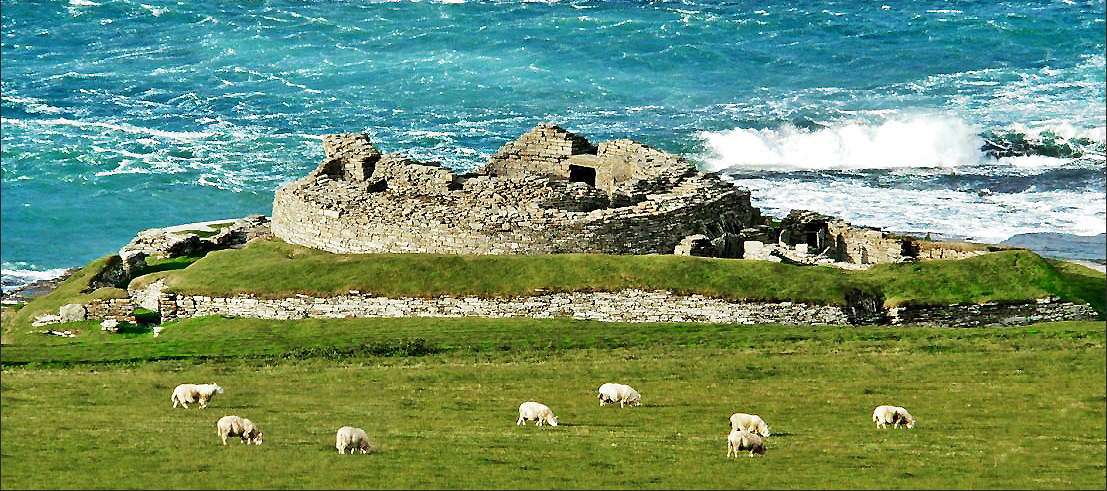
Détail du Broch de Midhowe face à la mer, près de Westness, Rousay, dans les Orcades.

« Elles [les maisons/brochs] étaient formées par deux murs concentriques en pierre sèche, produisant une tour à parois creuses entre lesquelles se trouvaient de petites pièces et des zones de stockage. Des marches étaient également construites dans l'espace entre les murs pour accéder aux plates-formes supérieures en bois. Il est probable que l'ensemble de la structure ait été coiffé d'un toit conique en chaume. [...] les personnes se réfugiaient dans le broch que lorsqu'un groupe d'assaillants était aperçu, entassant une partie de leur précieux bétail dans la cour centrale. » La construction du broch était à double paroi, permettant éventuellement la récupération des eaux de pluie amenées vers un réservoir dans la cour, au moyen de caniveaux en pierres. Cette eau étant utilisée pour les besoins non domestiques - animaux, jardins - alors que le creusement d'un puits ou la présence d'une source proche, pouvaient satisfaire, aux besoins domestiques.

### Brochde Mousa

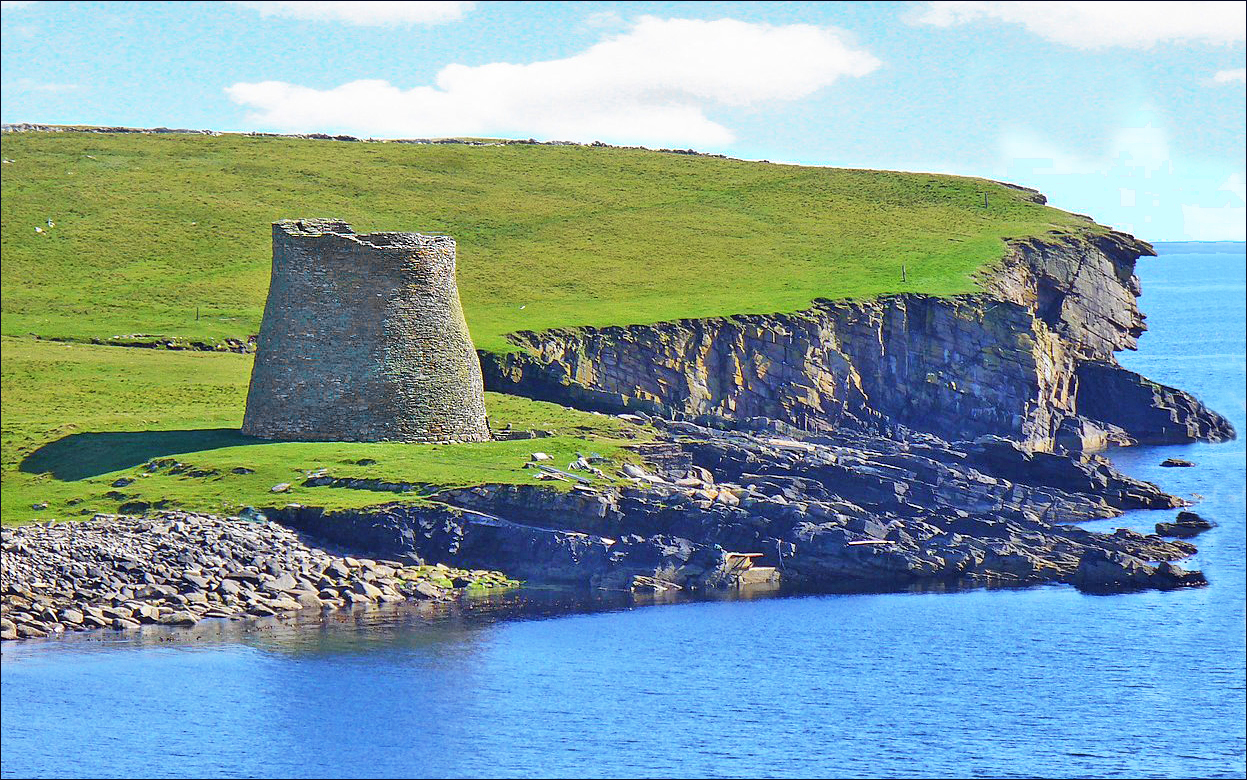
Broch de Mousa vu du nord, Shetland Écosse.

Le Broch de Mousa dans les Shetlands a traversé les millénaires pratiquement intact. Il aurait été construit entre l'an 400 et 100 avant notre ère. La tour construite en pierres sèches, s'élève à 13,3 m de haut, avec un diamètre à sa base de 15,3 et 12 m en partie haute. Le broch de Moussa est le plus haut bâtiment préhistorique de Grande-Bretagne et le mieux conservé d'Europe.

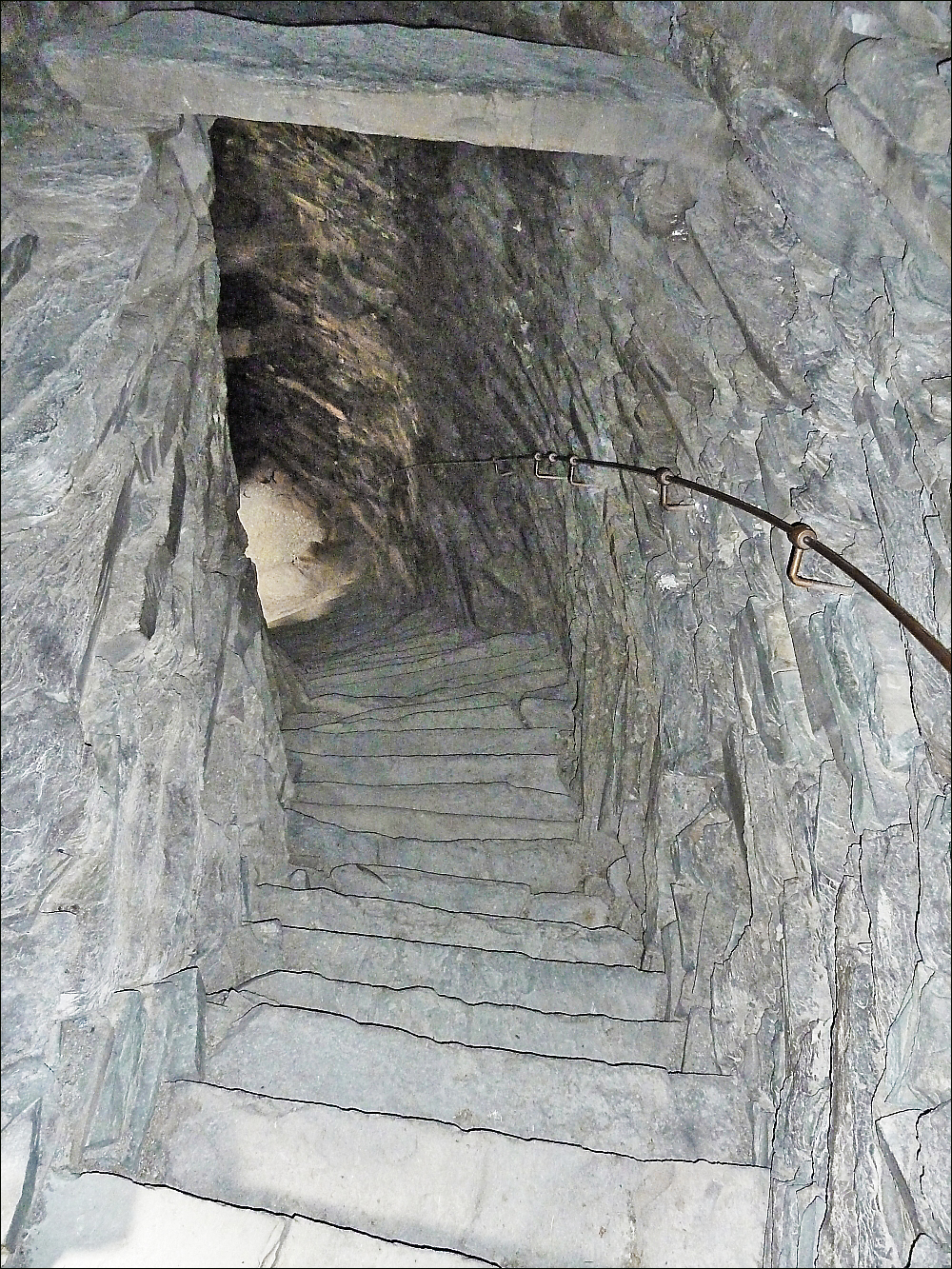
Broch de Mousa, vue de l'escalier en pierre qui va jusqu'au sommet du broch.

Un escalier intérieur permet d'accéder au sommet ; à l'origine il avait deux étages réalisés en bois. Le rez de chaussée, réalisé certainement en couche d'argile dure - comme à Dun Bharabhat - et possède un grand foyer rectangulaire. Il existe plus de 100 brochs dans les Shetland, mais aucun n'est dans un tel état de conservation.
Le broch de Mousa est resté intact car il a été construit au départ de manière très solide et prévu pour durer. Son emplacement éloigné et le faible potentiel agricole de l'île, ont également permis au broch d'échapper au pillage des pierres pour la construction d'un autre village proche. L'intérieur du broch comporte un puits ou un réservoir en pierre encastré dans le sol. La Orkneyinga saga ou Saga des Orcadiens, récit historique sur les Orcades, relate les histoires passées au broch de Moussa.

### DunBharabhat

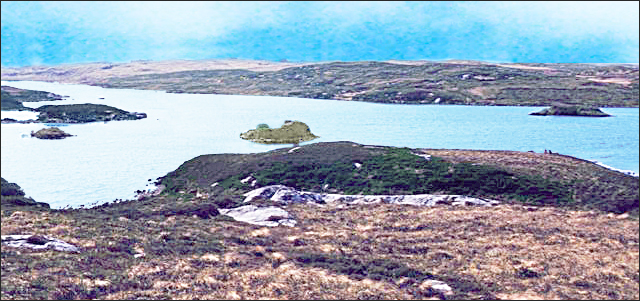
Dun Barabhat au milieu du loch Barabhat. Au loin le village de Tacleit.

Dun Bharabhat est un dun (ancien fort) ou « semi-broch » de l'âge du fer situé sur un rocher de l'île de Great Bernera, au fond du loch Baravat, sur la côte nord-ouest des Hébrides extérieures. Dun Bharabhat est construit au-dessus de l'eau douce du loch et relié au rivage par une chaussée de pierres de 30 mètres. Dun Bharabhat se dresse sur un petit îlot de forme ovale dans un loch d’eau douce, ce qui indique que sa fonction première était certainement défensive. Le loch n'est pas soumis à la marée, mais pendant les mois les plus secs, son niveau d'eau peut descendre suffisamment bas pour découvrir une chaussée de 30 m de long, reliant le dun au reste de l’île. Lorsque le lac est plein, seuls les sommets de quelques pierres sont visibles et la chaussée est submergée.
« Le dun remplit toute l'île. Il n'est plus guère qu'un tas de pierres, mais du côté est, le mur a encore 14 pieds de haut. Le plan de ce qui reste ne peut être compris qu'en supposant que seul un quart de l'enceinte est d'origine, le reste étant de formation ultérieure. Le plan du dun original n'était pas circulaire, car ce qui en reste n'est pas le segment d'un cercle ; il a probablement, dans une certaine mesure, suivi, comme la ruine actuelle, le contour de la petite île. Le diamètre le plus long du dun est de 47 pieds, le plus court de 40 pieds. »

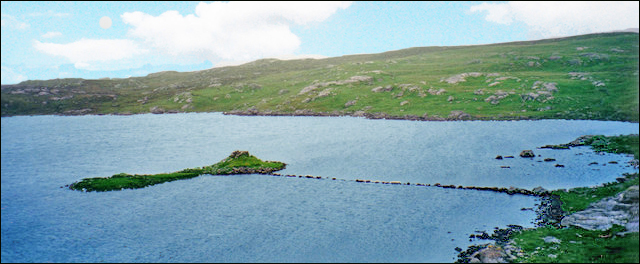
Dun an Bharahbat et son accès, sur le loch Baravat. Île Lewis Na h-Eileanan an Iar, Écosse.

Le site de Dun Bharabhat présente un intérêt considérable en raison de la nature inhabituelle de la construction en murs creux qui, jusqu'à présent, n'a pas de parallèle ailleurs. Le site, ainsi que la majeure partie du dun Bharabhat, est hors de vue depuis la route. Seul le tiers du mur qui fait face à la chaussée est encore debout et s'élève depuis le bord de l'eau. Dun Bharabhat est l'une des quelque 600 brochs dénombrés en Écosse. Son emplacement au milieu d'un loch, est situé comme le broch An Dun, lui-même au milieu du loch Ardbhair. 

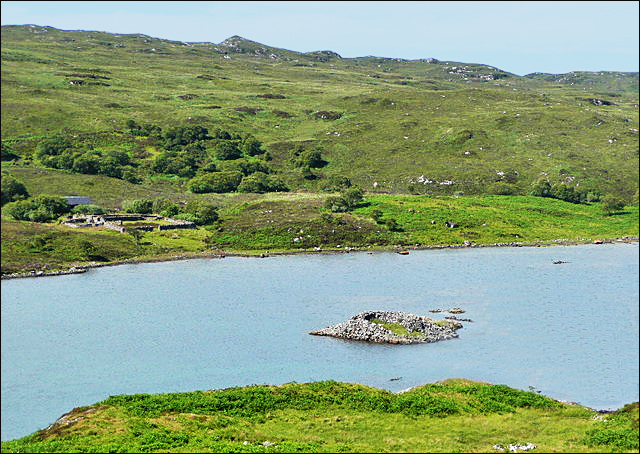
An Dun est un broch au milieu du loch Ardbhair. Accessible par un chemin à marée basse.

Les plans du Captain Thomas qui découvrit le site en 1861, sont très utiles, même s'ils n'interprétaient pas tous les éléments architecturaux, car ils montrent un site un peu mieux préservé qu'il ne l'est aujourd'hui. Le coté le plus long du dun est de 15,50 m, le plus court de 13 m, l'épaisseur des murs était de 1,65 à 2,60 m.
L'état du site exploré par le Captain Thomas en 1861 et son état actuel n'ont pas permis la découverte d'un puits ou d'une source d'eau à l'intérieur du dun. Au cours de son occupation, les besoins en eau pour les populations devaient être amenés depuis l'île de Great Bernera. En raison du peu de surface du rocher sur lequel est bati le dun, l'agriculture et le bétail devaient se trouver sur la partie de la grande île.

### DunCarloway

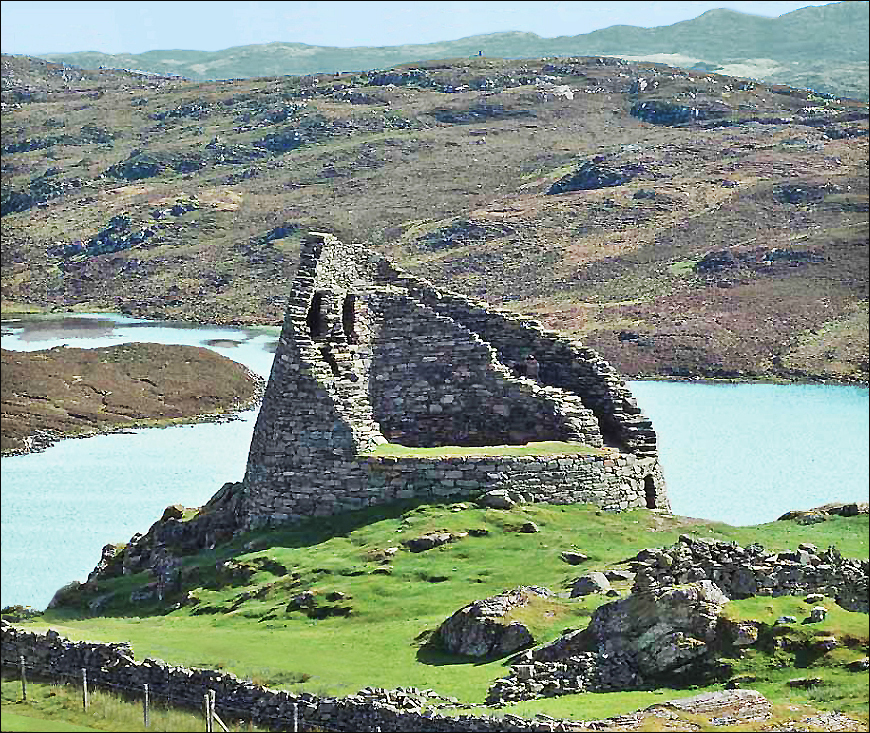
Broch Dun Carloway, île Léwis. Dans son environnement.

Dun Carloway est un broch - construction en pierre sèche en forme de tour conique et creuse, de la fin de l'âge du fer britannique, entre 100 avant notre ère et 300 de notre ère - situé sur la côte ouest de l'île de Lewis dans les Hébrides extérieures, la côte ouest de l'Écosse. Après le Broch de Mousa dans les Shetland, c'est l'un des exemples les mieux préservés de ce type de broch. Le Dun Carloway, de forme ronde à la différence de Bharabhat, mesure 14 à 15 mètres mètres de diamètre et la façade atteint 9 mètres de hauteur. Les murs creux de 3 mètres d'épaisseur sont construits en pierre sans mortier. Des trous dans les murs attestent de la présence probable de planchers en bois sur plusieurs niveaux.
En 1830, des habitants de la région se souvenaient l'avoir vu dans un état presque complet, couvert d'une grande pierre plate. Dun Carloway aurait été occupé jusqu'au XIVe siècle.

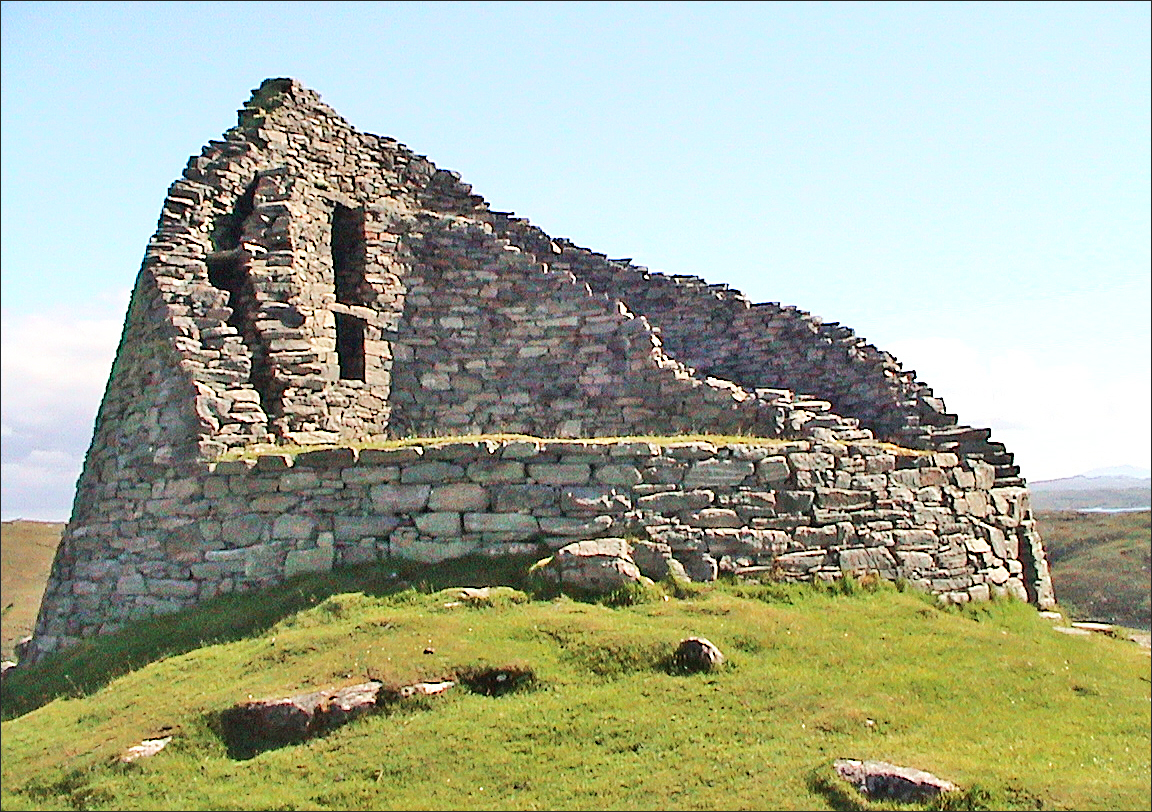
Broch Dun Carloway sur la côte ouest de l’île Lewis. Vu du nord-ouest.

De nombreux autres dun, ou brochs existent en Écosse, le Shetland Amenity Trust en a recensé près de 120, le chercheur Euan MacK, n'en a recensés que 104, alors que 571 ont été recensés par la Royal Commission of the Ancient and Historical Monuments of Scotland.
Les différents rapports archéologiques du « Civil Engineering Heritage: Scotland - Highlands and Islands » de juin 1921 et de R Paxton et J Shipway en 2007, n'abordent pas le problème de la gestion de l'eau pour le broch de Dun Carloway. Certainement un puits pour les besoins domestiques en eau potable et l'eau du loch pour les cultures et les animaux.

### Brochde Clickimin

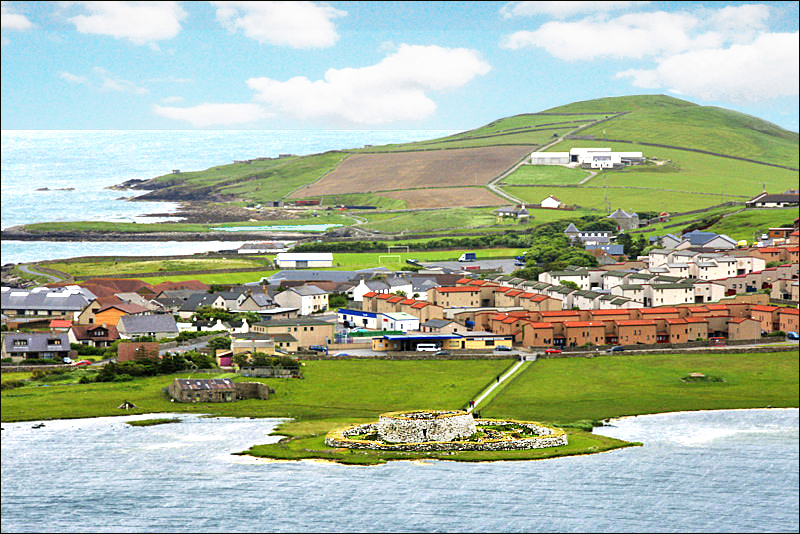
Le broch de Clickimin dans l'archipel des Shetland était initialement construit sur une île du loch de Clickimin.

Le broch de Clickimin est construit près de la ville de Lerwick dans l'archipel des Shetland à l'extrême nord de l'Écosse. Le broch était initialement construit sur un monticule rocheux sur une île du loch de Clickimin, avant que celui-ci ne s'envase et soit partiellement drainé. Un chemin datant de la fin de l'âge du fer, toujours visible, en permettait l'accès direct au broch.
Le broch de Clickimin, est un monument archéologique complexe, dont une partie des vestiges datent de l'âge du bronze - environ 1000 avant notre ère - à la fin de l'âge du fer - vers l'an 500 de notre ère.
« Les principaux éléments découverts sur le site par ordre croissant de date sont :

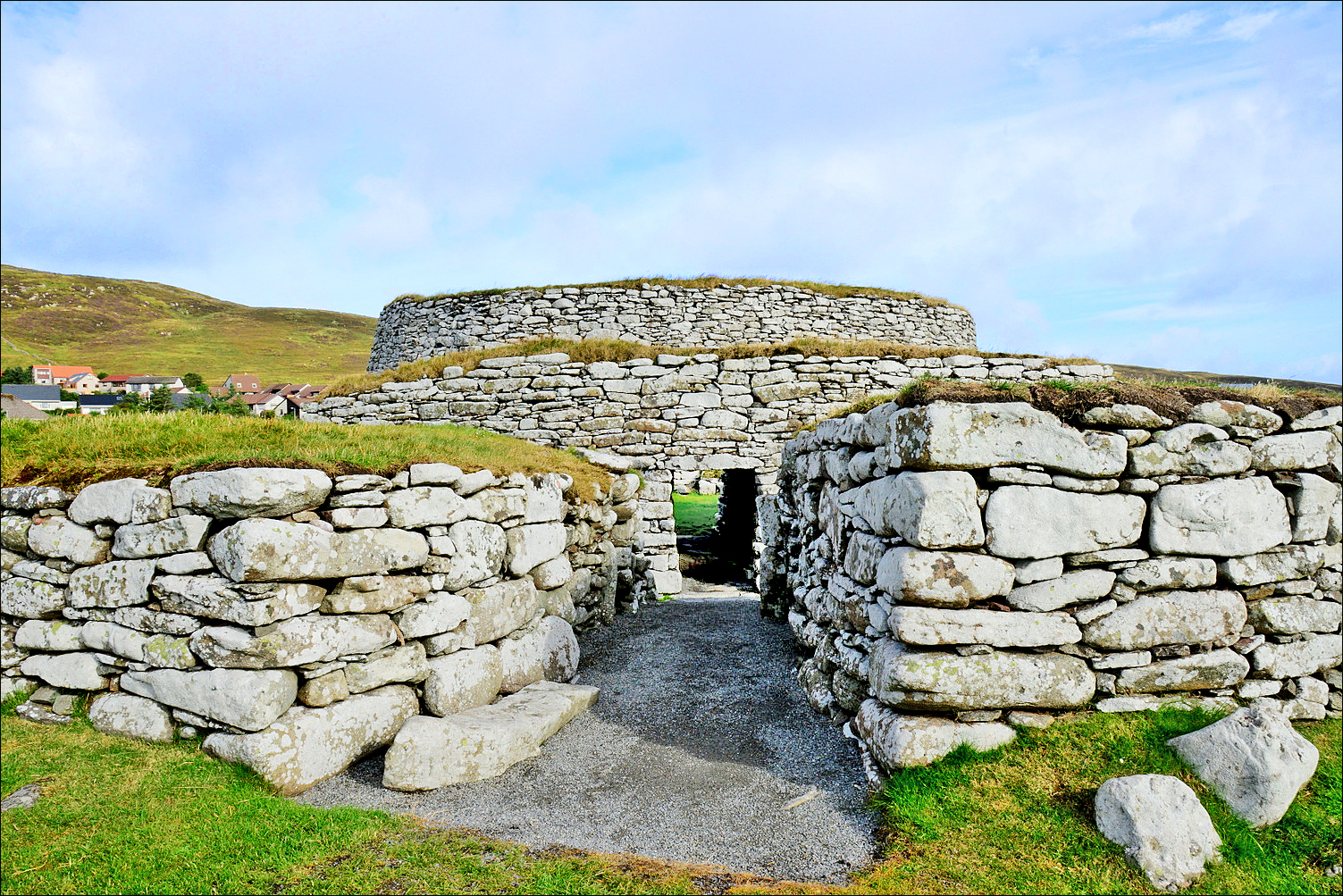
Entrée du Broch de Clickimin et ses murs de pierre.

- Une maison, une dépendance et un enclos de l'âge du bronze tardif.
- Un site clos du début de l'âge du fer, constitué d'un mur robuste et d'un fossé peu profond traversant l'isthme reliant l'îlot au continent.
- Un broch de l'âge du fer moyen, avec des modifications ultérieures, une tour de pierre sèches avec un passage central et des cellules érigées à l'intérieur de l'enceinte fortifiée.

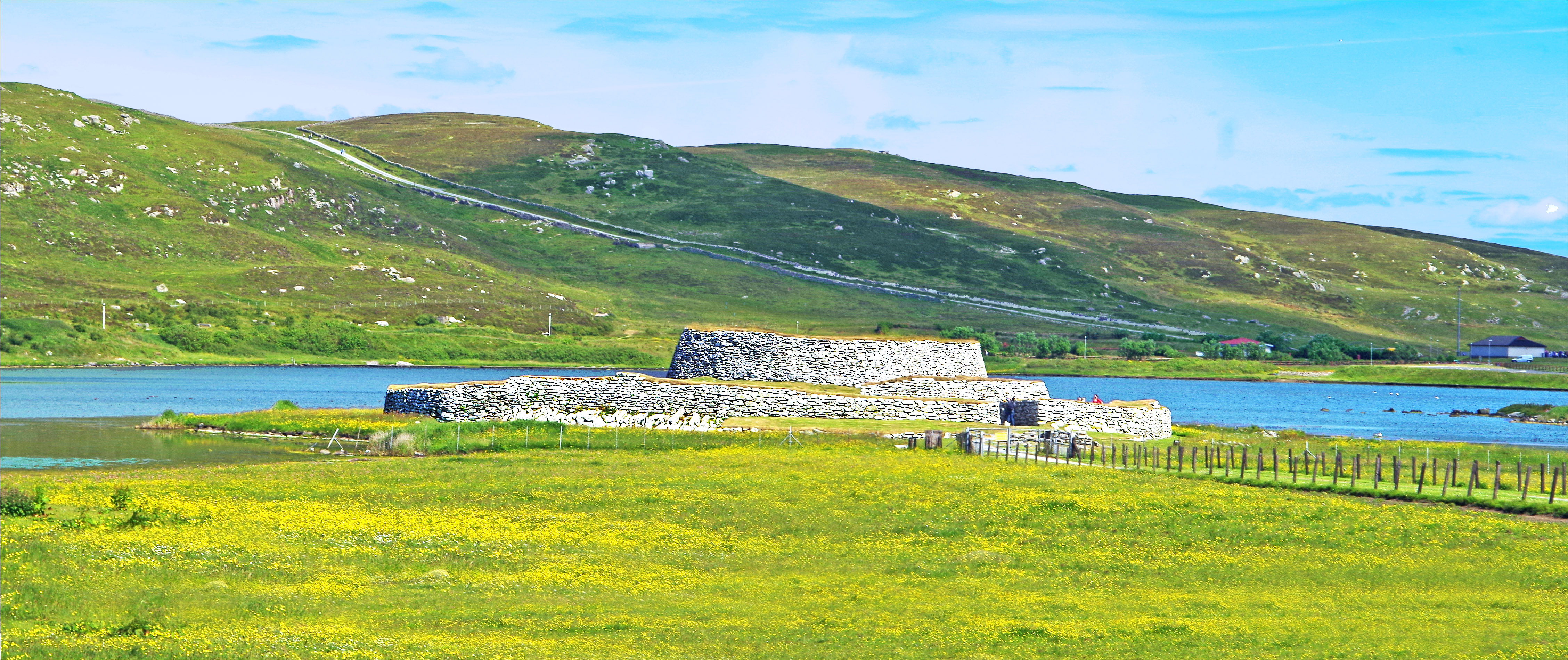
Broch de Clickimin dans son environnement et chemin d'accès.

- Un bâtiment de type Broch de Clickimin dans son environnement et chemin d'accès. « timonerie datant de l'âge du fer postérieur, inséré dans la tour du broch, et une chaussée en pierre menant au site[183]. »

Le broch de Clickimin est un site d'une importance nationale, car il constitue un site de la fin de la pré-histoire ; un broch de nature défensive des mieux fouillés par les archéologues.
L'alimentation en eau pour les besoins des occupants du Broch, devait provenir, à la fois par la récupération des eaux de pluie pour les besoins en eau non potable - bétail, arrosage, hygiène - et l'eau potable pour la boisson et la cuisine, à partir d'un puits creusé, soit sur l'île dans la mesure ou l'eau sous les marais était potable, soit sur la partie au-delà du broch, sur la terre ferme.

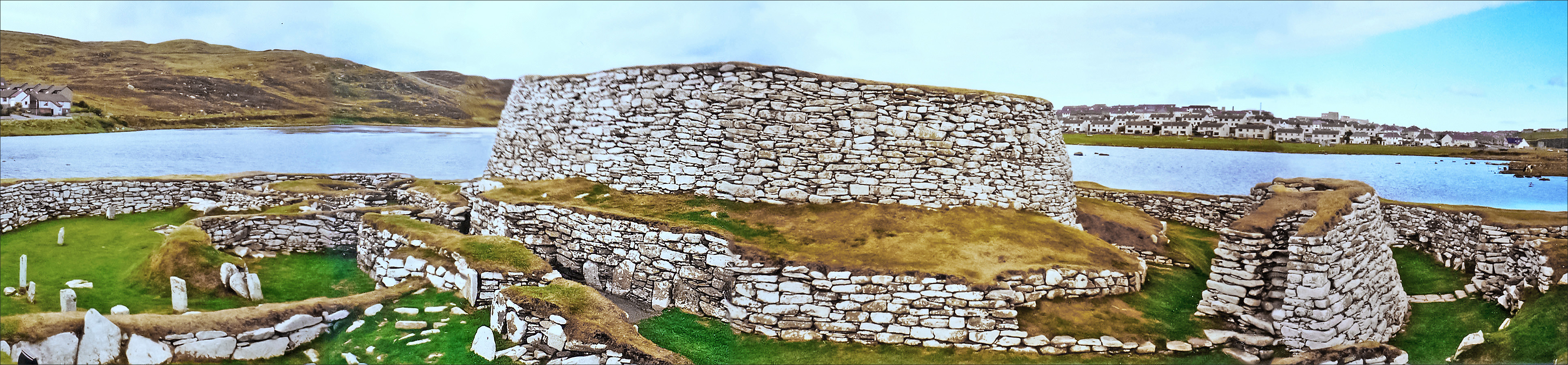
Le broch de Clickimin dans l'archipel des Shetland et ses dépendances.

### Brochde Gurness

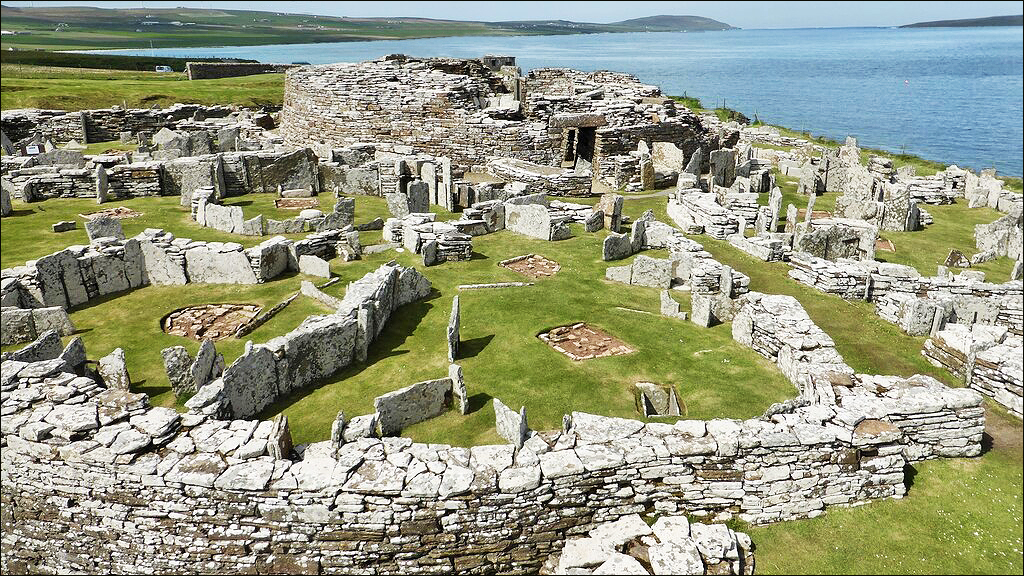
Broch de Gurness sur l'île des Orcades. Broch de l'âge du fer.

Le Broch de Gurness est situé au nord-est de la grande île de l'archipel des Orcades au nord de l'Écosse. C'est un bâtiment construit à l'âge du fer, entre le Ve et le IIe siècle avant notre ère ; sa particularité par rapport aux autres brochs d'Écosse, c'est son emplacement au milieu d'un village, près de la mer de Norvège.
Le Broch de Gurness, est l'un des plus beaux exemples de broch, de l'âge du fer, avec le village qui l'entoure et la vue sur la mer ; un des plus intéressants sites des Orcades. « Gurness était probablement l'un des établissements les plus importants de Orcades, [avec sa] haute tour, entourée d'une série de petites habitations en pierre et d'un mur extérieur. Il devait être facile à défendre. Il a probablement été abandonné vers l'an 100 de notre ère. »

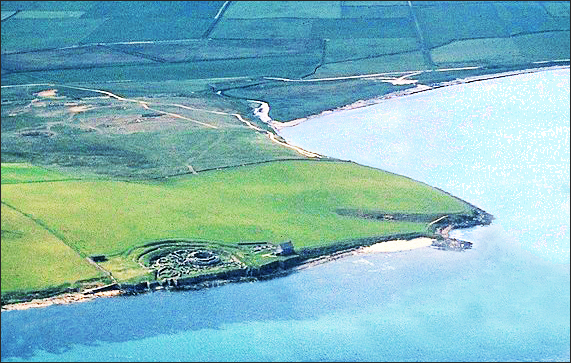
Le Broch de Gurness, dans les Île des Orcades. Dans son environnement.

Le Broch de Gurness dont la tour principale mesure 20 mètres de diamètre avait une hauteur de 10 mètres. La tour est construite au milieu d'un ensemble de 3 rangées de remparts circulaires d'une cinquantaine de mètres, eux-mêmes protégés par un fossé. À l'origine la construction était réalisée en pierre sèche, mais du mortier a été utilisé lors de sa restauration. Les vestiges de la tour centrale mesurent jusqu'à 3,6 mètres de haut et les murs de pierre mesurent jusqu'à 4,1 mètres d'épaisseur. La tour du Broch de Gurness était probablement le logement de la famille principale du village, celle qui avait fait construire le broch. La tour était aussi le dernier lieu de recours en cas d'attaque ennemie. Le village construit à l'intérieur des remparts devaient comporter une quarantaine de familles.

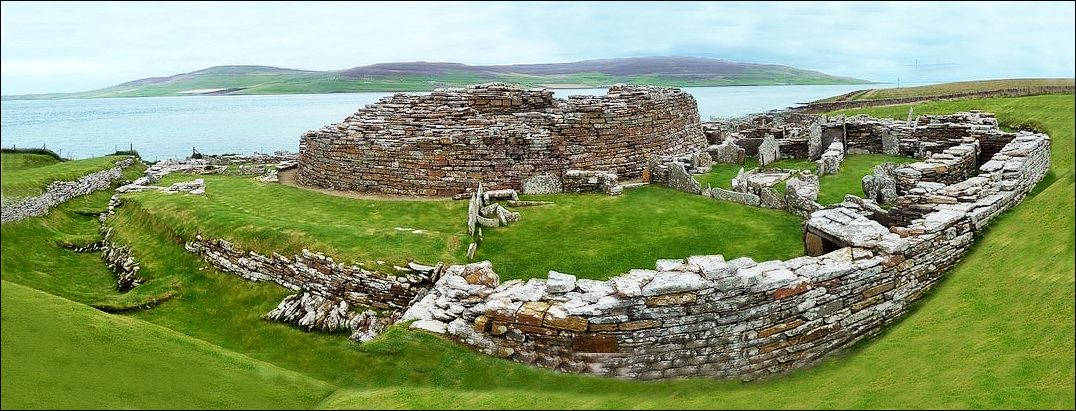
Vue panoramique du Broch of Gurness, sur la côte nord-est des Orcades continentales.

À l'origine des premières fouilles du Broch de Gurness, les archéologues avaient pensé avoir découvert un puits dans une partie de la tour, avec de l'eau au fond. Une récente découverte, dans le cadre du nettoyage et approfondissement du « puits », a permis de découvrir les marches de pierre d'un escalier, lequel amène à des chambres construites sur les cotés du « puits ». Ce ne serait plus un puits mais un étage supplémentaire en sous-sol. Personne n'a encore de réponse convaincante, mais l'idée qu'il s'agissait simplement d'un puits du broch est désormais remise en question.
Dans « l'appartement du sud » se trouve un réservoir en pierre bien construit, d'une profondeur d'environ 60 cm, recouvert d'une seule dalle qui s'est cassée en deux depuis longtemps. Le réservoir est manifestement rempli par une source d'eau douce. Les archéologues ont remarqué qu'il y avait un approvisionnement constant en eau claire et très potable pendant les années passées sur le site lors de sa remise en état. Autour du périmètre du mur extérieur du broch, se trouve également un drain bien construit, dont certaines des pierres de recouvrement sont encore en place. Le drain s'écoule vers l'entrée principale mais les archéologues n'ont pas pu découvrir sa sortie.

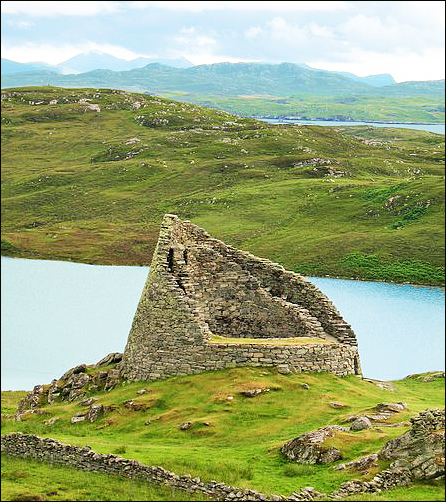
Broch Dun Charlabhaigh, sur l'île Lewis.
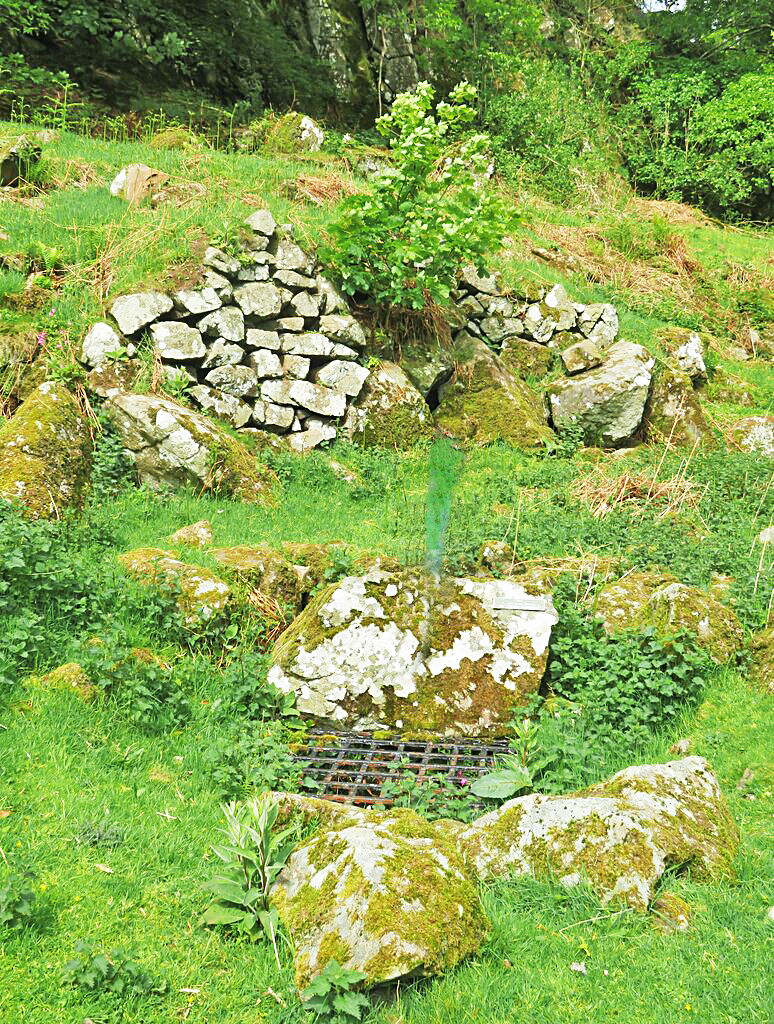
Ancien puits près de Kilchttan Bay,
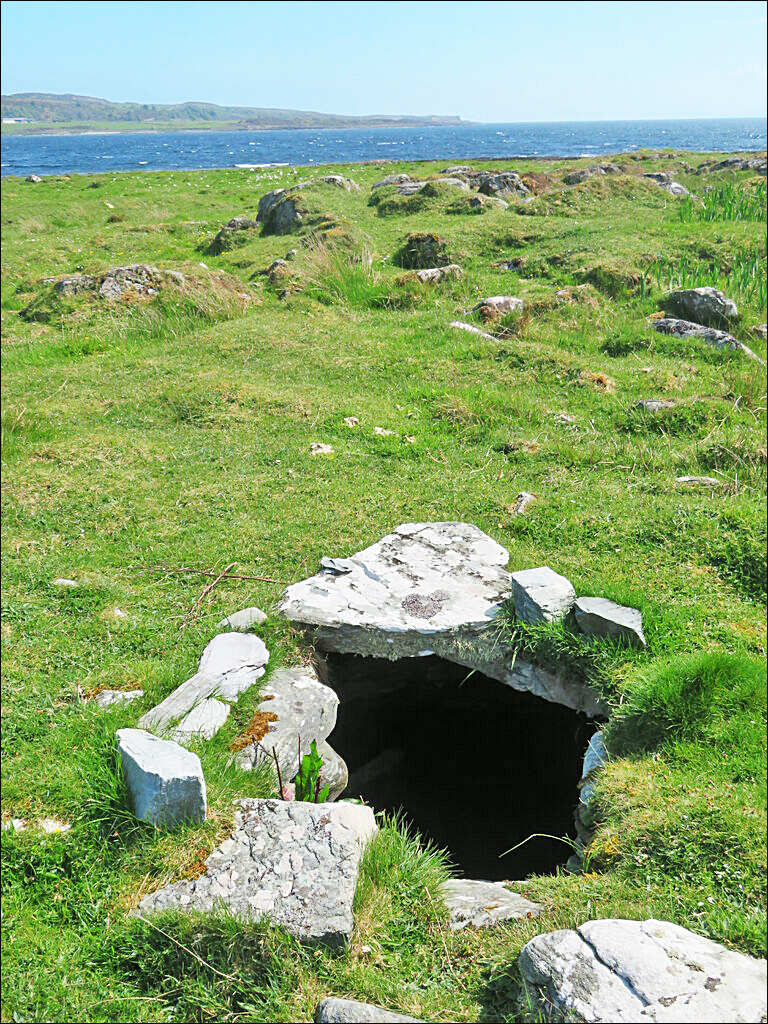
Ancien puits près de St Ninian's Point.
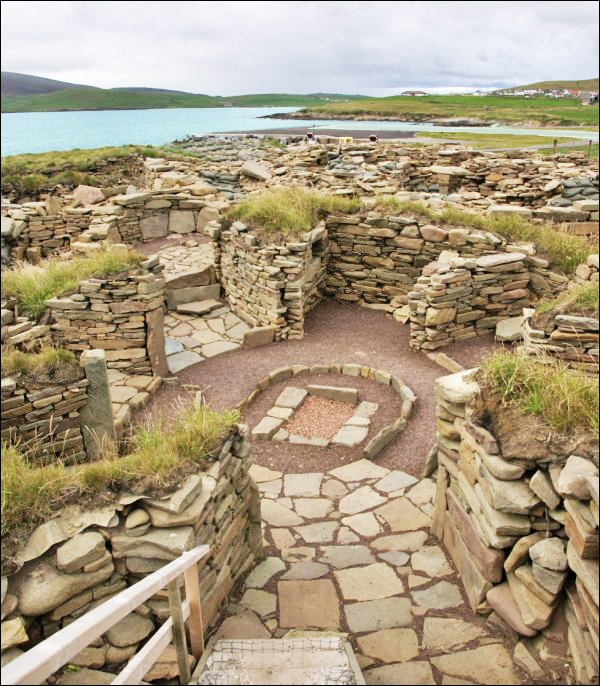
Intérieur du broch d'Old Scatness, Shetland.
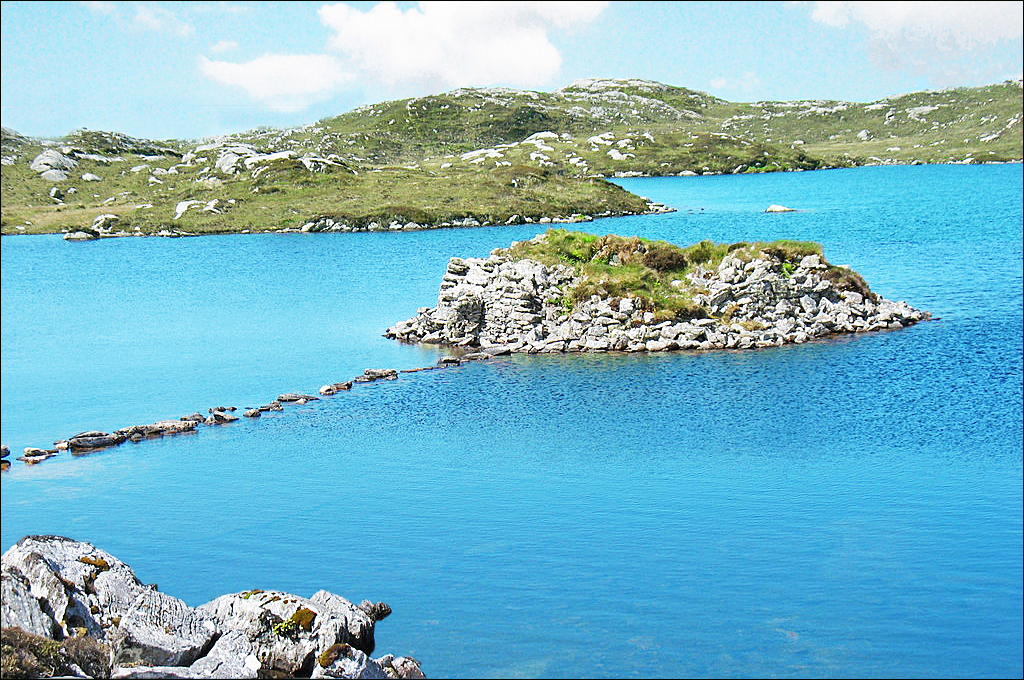
The Dun in Loch an Duin, Taransay, Cleit Mòr, Na h-Eileanan an Iar.

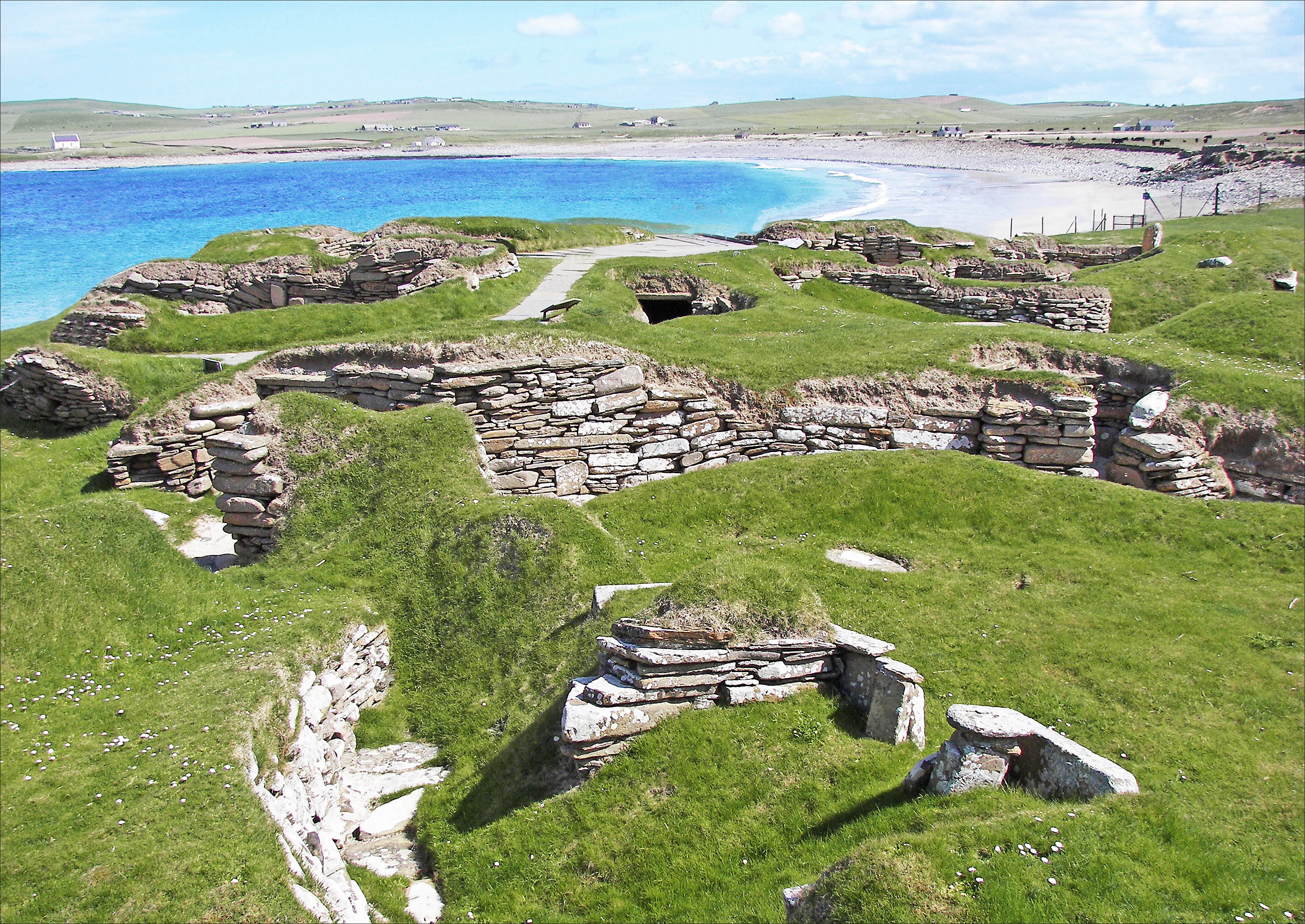
Skara Brae village dans les Orcades, au bord de la plage.
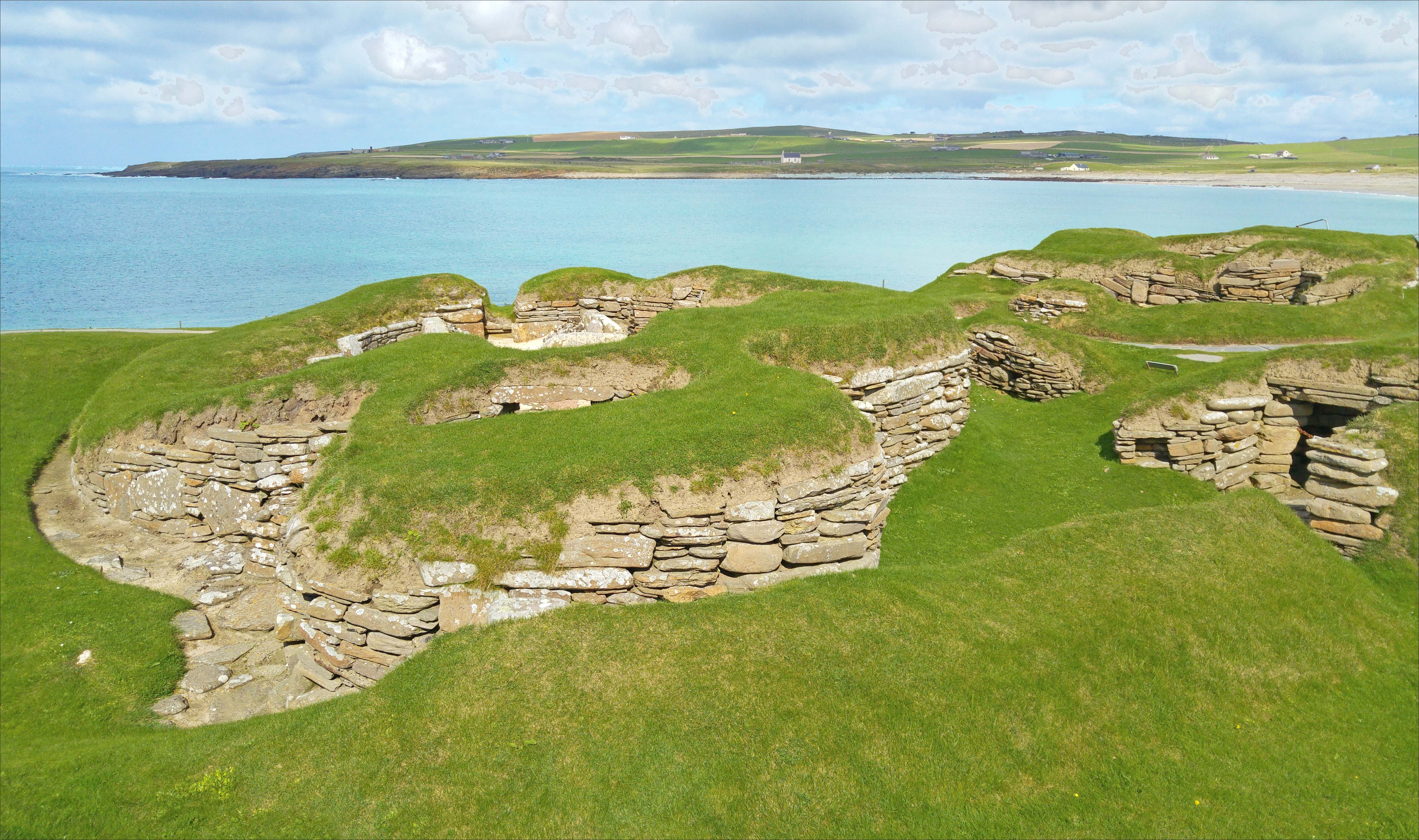
Skara Brae village dans les Orcades, groupe d'habitations.
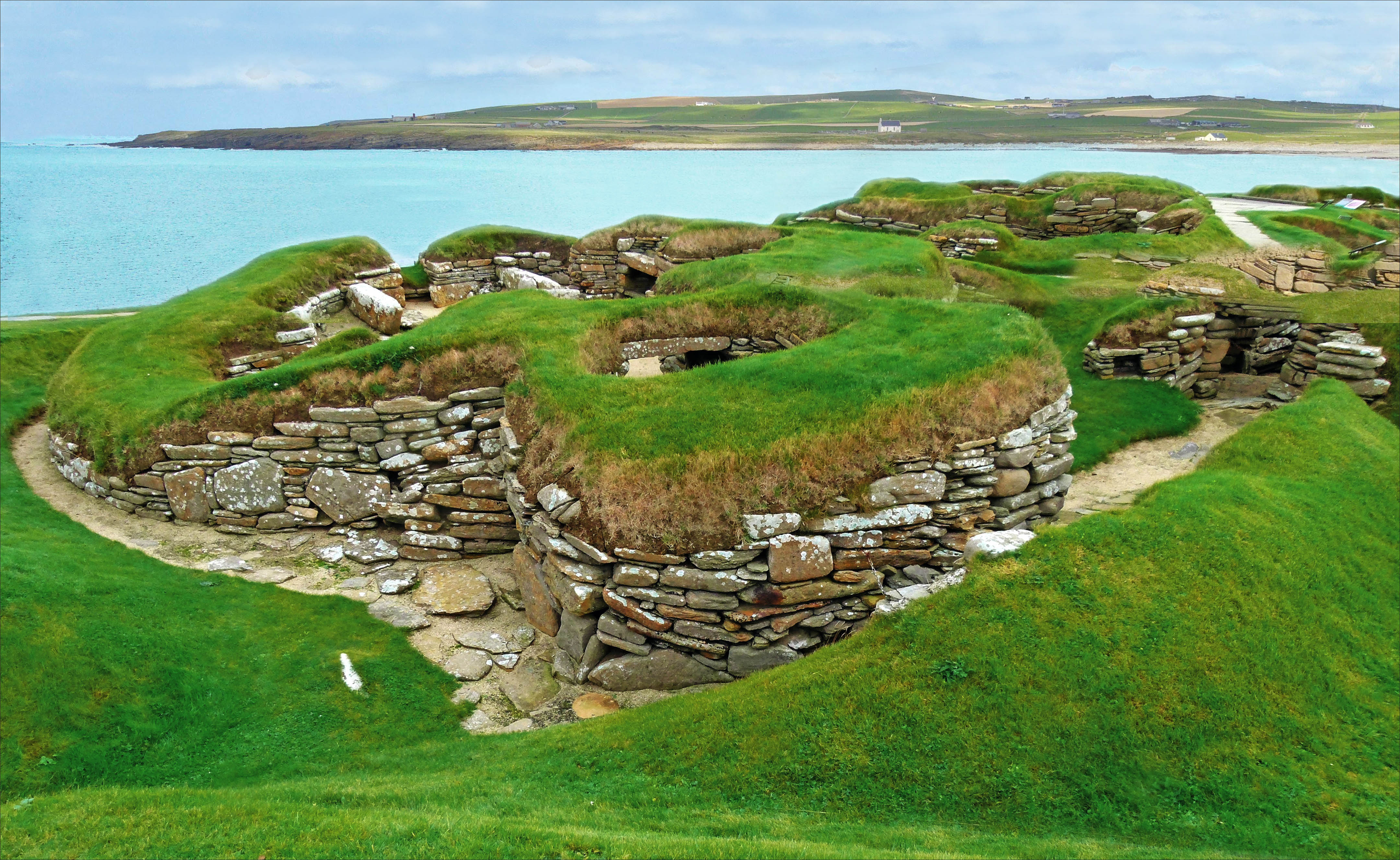
Groupe de maisons de Skara Brae.
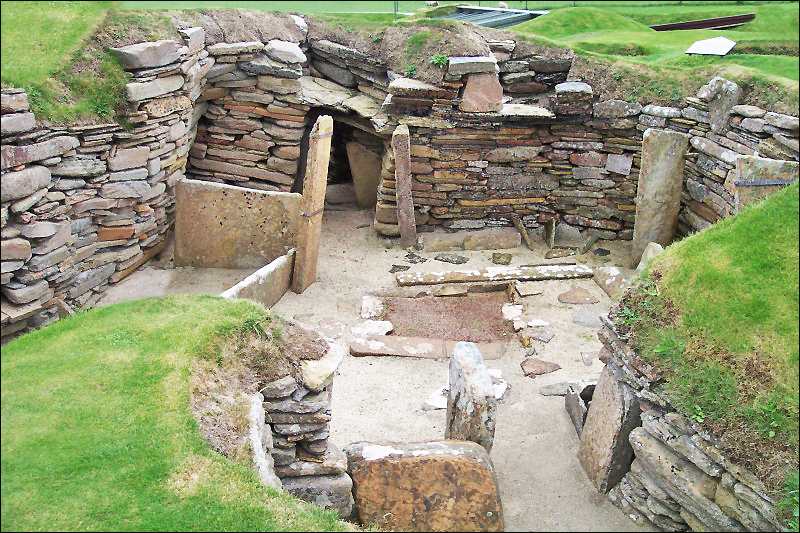
Skara Brae sur l'île des Orcades. Entrée et cours d'une maison.

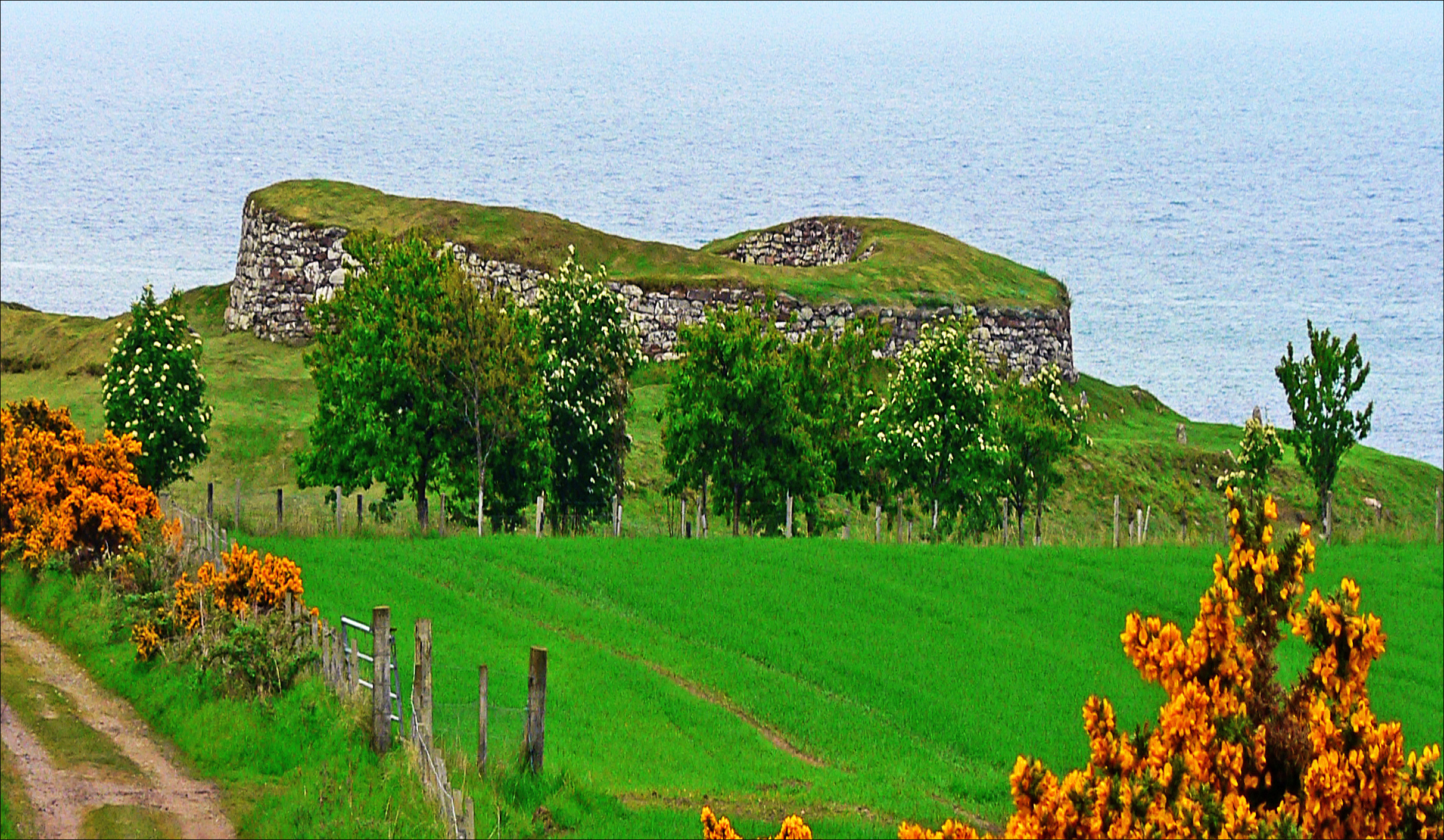
Carn Liath un Broch à l'est de l'Écosse.
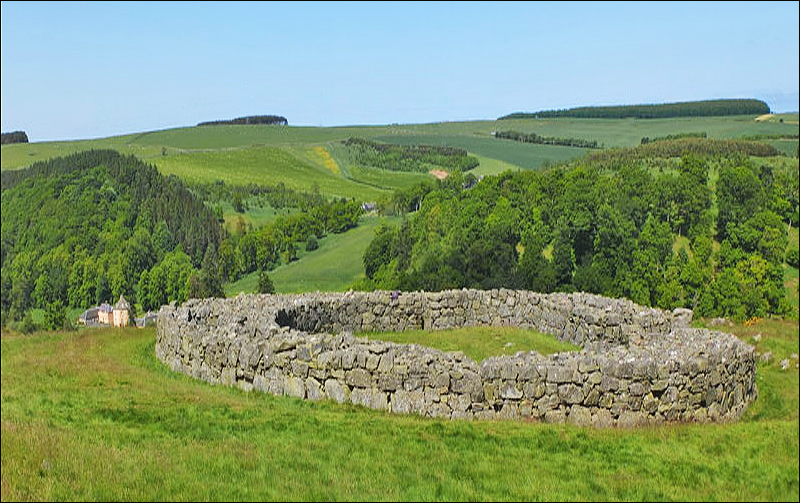
Edin's Hall Broch, au sud de l'Écosse.
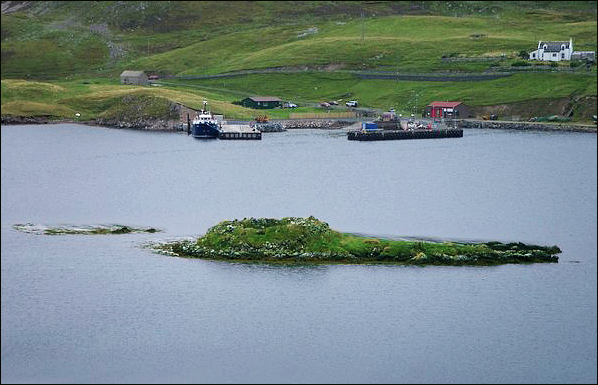
Broch de West Burrafirth à l'ouest des Shetland.
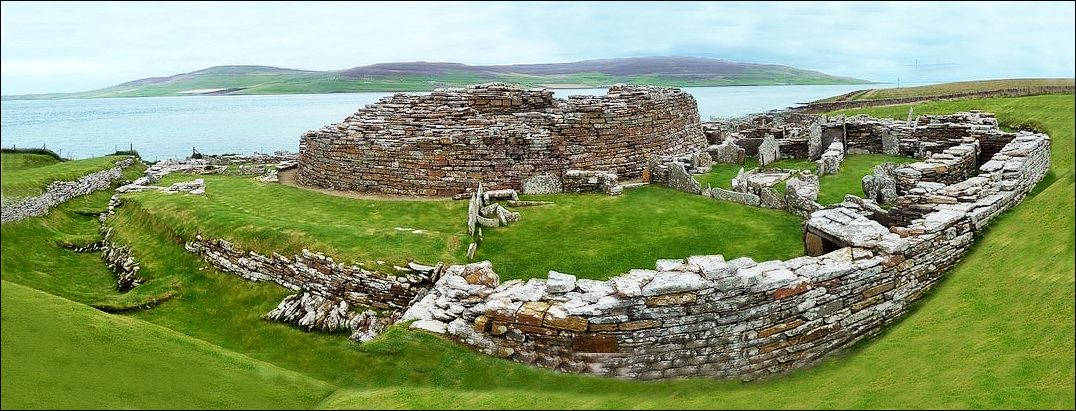
Vue panoramique du Broch of Gurness.
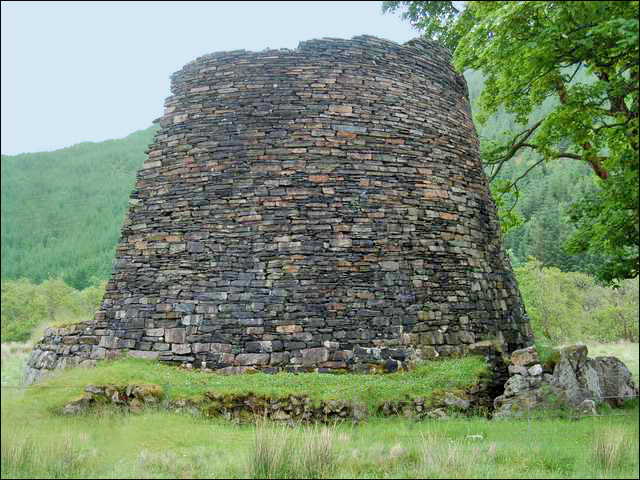
Le Broch de Dun Telve, vu de l'extérieur.

## Irlande

### Présence celte en Irlande

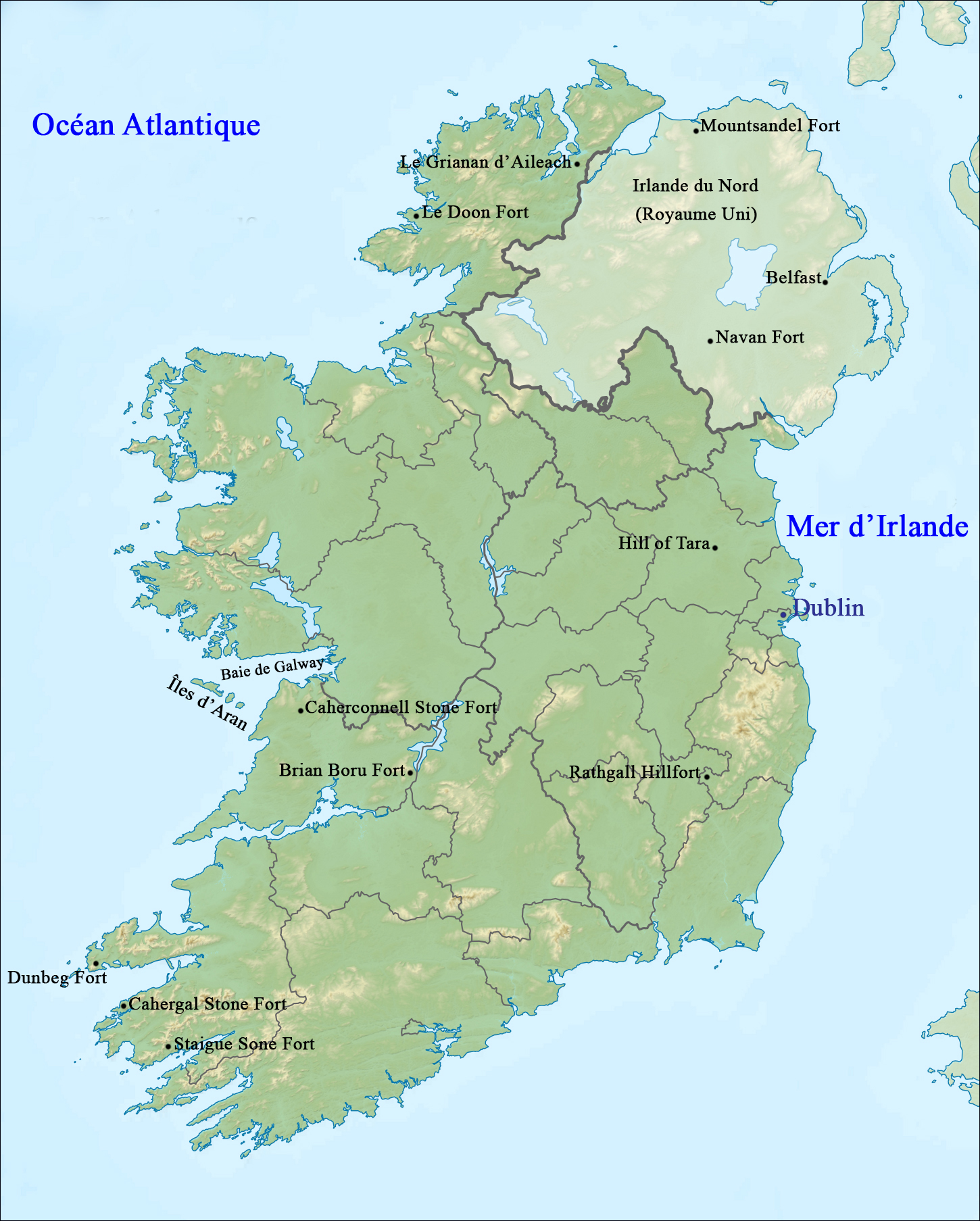
Carte de localisation en relief de l'île d'Irlande, République d'Irlande et U.K.

La dernière période glaciaire, qui débute il y a 115 000 ans et se termine il y a environ 11 700 ans par la remontée des eaux due à la fonte des glaces, provoque la séparation géographique définitive de l'île de Grande-Bretagne et d'Irlande. La séparation de la Grande- Bretagne du continent a lieu entre 8 000 et 6 000 ans avant notre ère avec la formation de la Manche.
Avec la fin de la période glaciaire au IIIe millénaire avant notre ère en Europe septentrionale, le Paléolithique et l'époque des mégalithes - avec les menhirs ou pierres levées, dolmens et cromlechs - puis le Néolithique, l'Irlande passe de la Préhistoire à l'Histoire avec l'âge du bronze et l'âge du fer.

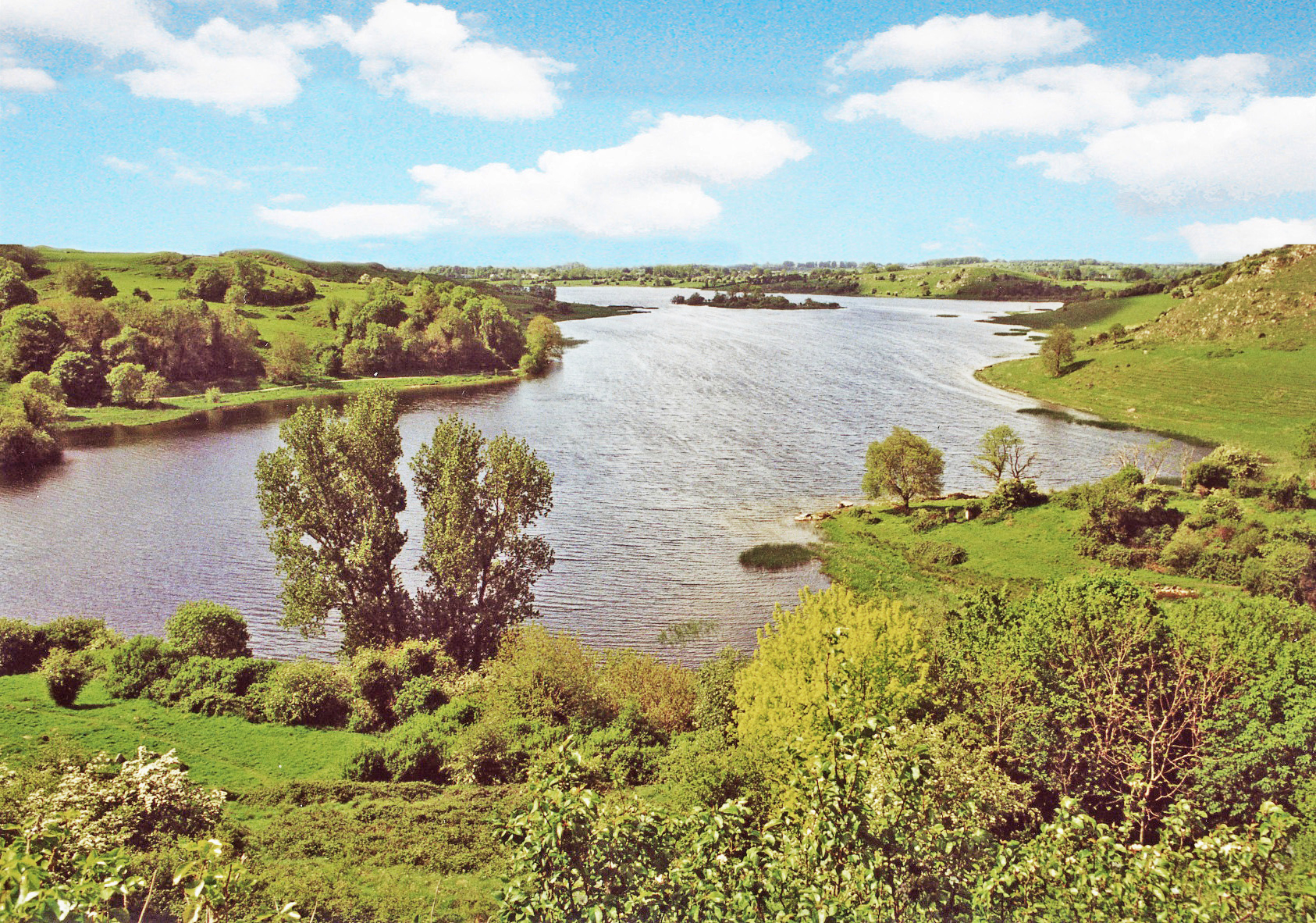
Lough Gur est un lac du comté de Limerick, au pied de la colline de Knockadoon, l'un des sites archéologiques les plus importants d'Irlande.

Avec l'âge du fer, lequel s'étend dans l'Europe de l'Ouest, de 800 avant notre ère à la fin du Ier siècle de notre ère, arrive une nouvelle civilisation nommée d'après deux sites archéologiques :
- La culture de Hallstatt ou premier âge du fer.
- La culture de La Tène ou second âge du fer.

Durant les sept derniers siècles du dernier millénaire avant notre ère, des villes sont nées, des États se sont créés, des périodes de développement et de déclin se sont succédé, les marchandises et les techniques ont circulé dans toute l'Europe. Le premier signe d'influence celtique sur les réalisations de l'Irlande se situe entre 800 et 400 avant notre ère, c'est-à-dire lors du premier âge du fer. Cette culture celtique a un impact et un effet durable dans les siècles suivants. 

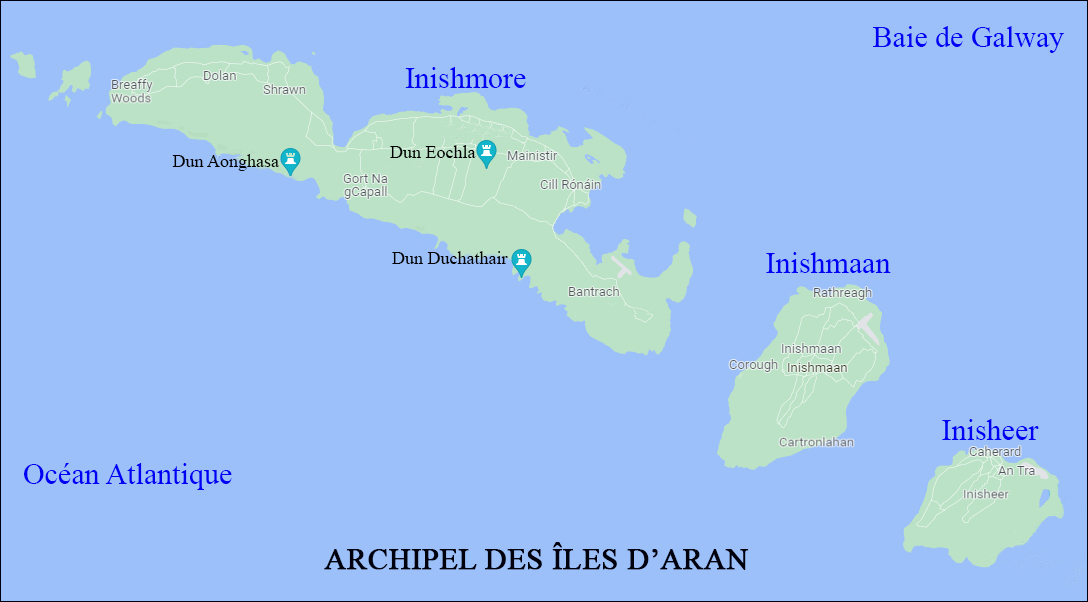
Carte des Îles d'Aran, avec les principaux sites celtes.

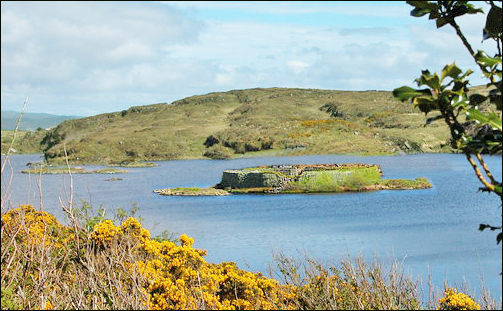
Ringfort Doon Lough sur le lac Lough Adoon, conté de Donegal.

Barry Cunliffe déclare : « Les preuves basées sur ces ossements, bouleversent complètement la vision traditionnelle ».

### Ringforts

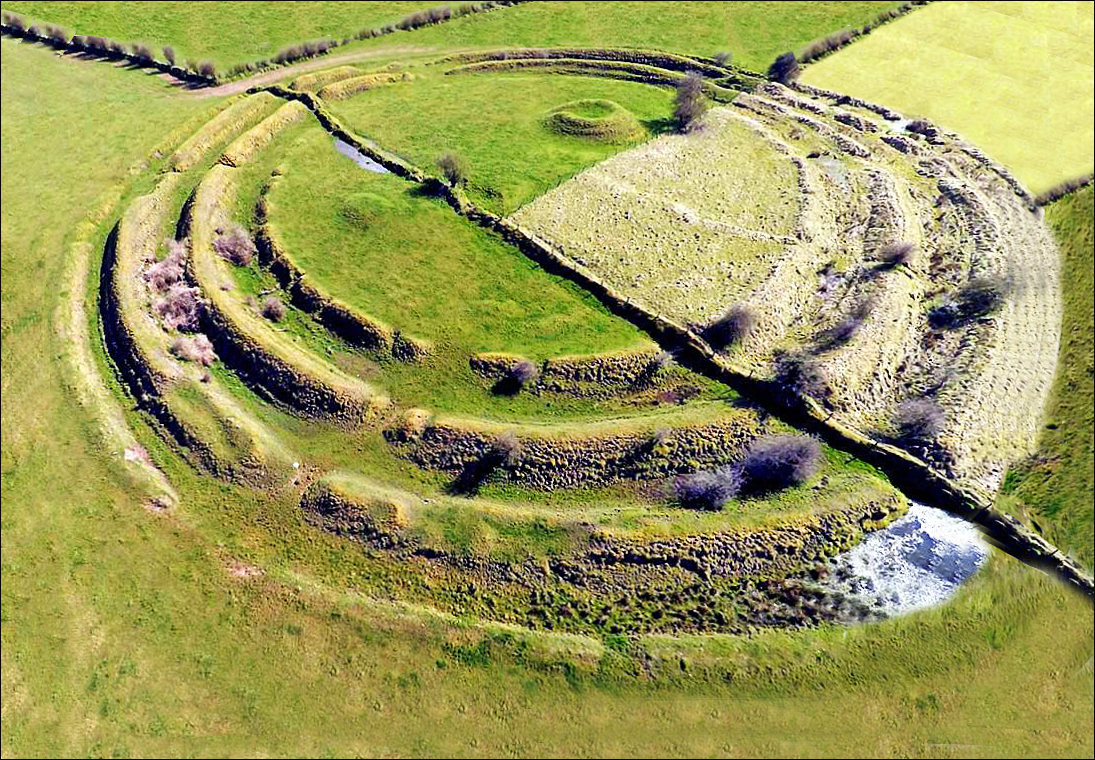
Ringfort de Rathrar. C'est un ringfort multivallate, c'est-à-dire à plusieurs remparts circulaires réalisés en pierres ou en terre.

Un ringfort ou fort circulaire est un espace de forme circulaire ou semi-circulaire fortifié, plus ou moins grand, qui peut être entouré par un mur d'enceinte en pierre (stone ringfort) ou une palissade en bois avec un fossé pour ceux en terre (earthen ringfort). À l'intérieur de ces forts ou enceintes, peuvent être construits divers bâtiments, soit d'habitation, de stockage ou rituels.
En Irlande, on les nomme Doon ou Dún et leur construction s'étalent de l'âge du fer au début du Moyen Âge. Leur nombre est très important et assez mal connu : 40 000 ont été identifiés, mais leur nombre total pourrait avoisiner les 60 000.
La construction de ces forts en Irlande remonte à l'âge du fer, soit 5 siècles avant notre ère. Ils seraient pour certains d'entre eux de la période préchrétienne et une continuité des édifices mégalithiques — 7 000 à 2 000 ans avant notre ère — pierres dressées ou menhirs, dolmens et allées couvertes, cairns, tumulus.

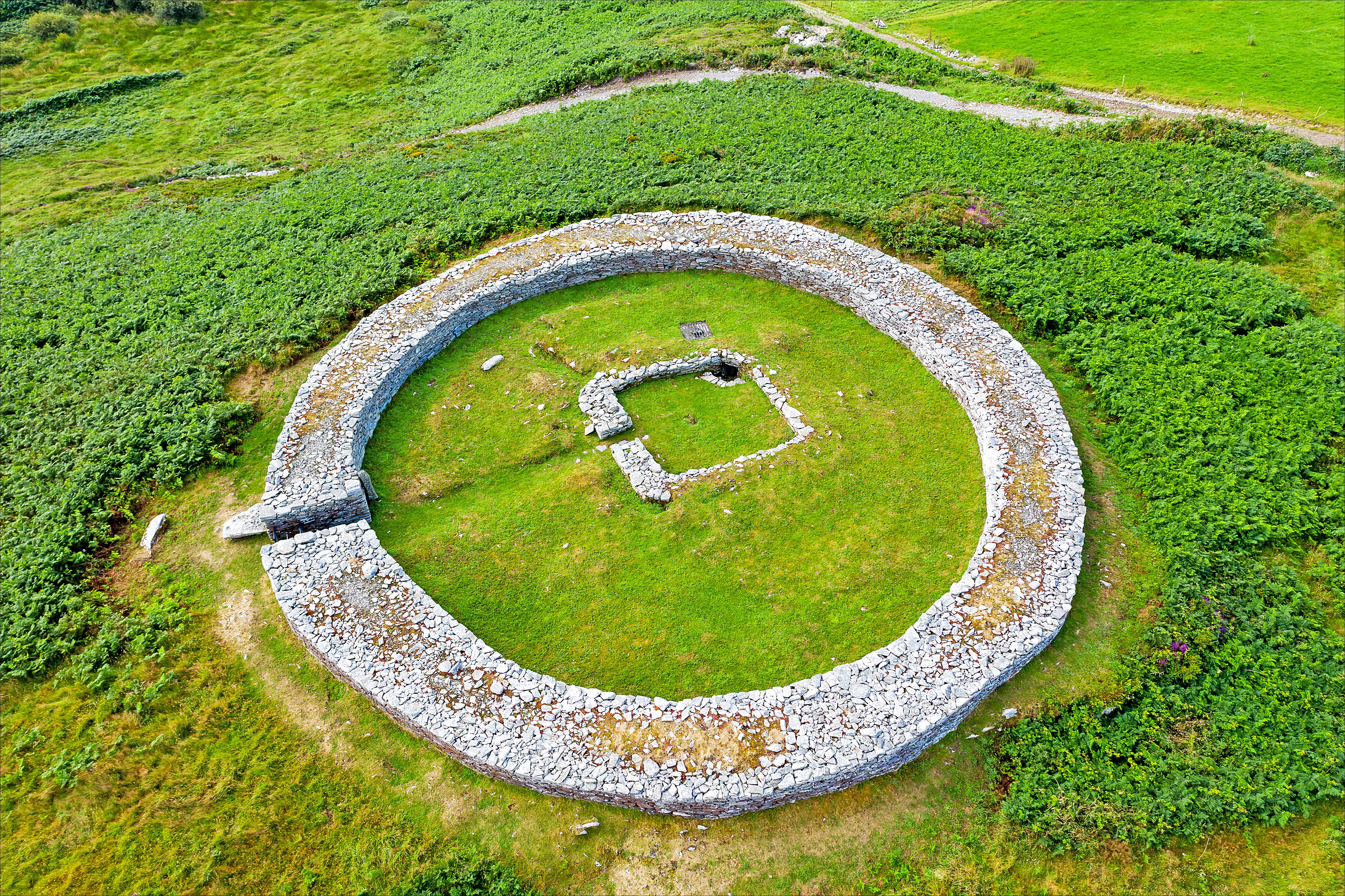
Knockdrum, vue aérienne du Ringfort en pierre de l'âge du fer, situé au sommet d'une colline dans le comté de Cork.

À l'époque celtique, le village n'existait pas et la population était répartie sur l'ensemble de l'Irlande, vivant en clan dirigé par un seigneur ou un roi, celui-ci vivant dans l'enceinte du fort, le reste du clan étant disséminé dans des habitations rustiques autour du fort, protégé par les remparts du fort lors des attaques ennemies. Les ringforts étaient généralement situés sur de bonnes terres agricoles, évitant les fonds de vallées et les zones de hautes terres, leur implantation était également définie par les raisons hydrologiques, c'est-à-dire de la proximité des points d'eau pour satisfaire aux besoins de la population, du bétail et pour l'agriculture. Certains forts étaient de simples grandes fermes, d'autres d'immenses espaces construits, comme la Colline de Tara.

« Les ringforts du début du Moyen Âge étaient les lieux d'habitation physiquement délimités et fermés [...] pour des de familles étendues et l'architecture des ringforts a été conçue en fonction de ces unités. [...] Dans d'autres cas, la construction d'un fortin peut avoir été un événement à associer à une personne particulière. Les ringforts à plusieurs étages, en particulier ceux qui sont associés aux seigneurs et à l'aristocratie, signalaient par leur architecture, la capacité des puissants à rassembler des ressources et une main-d'œuvre pour construire. »

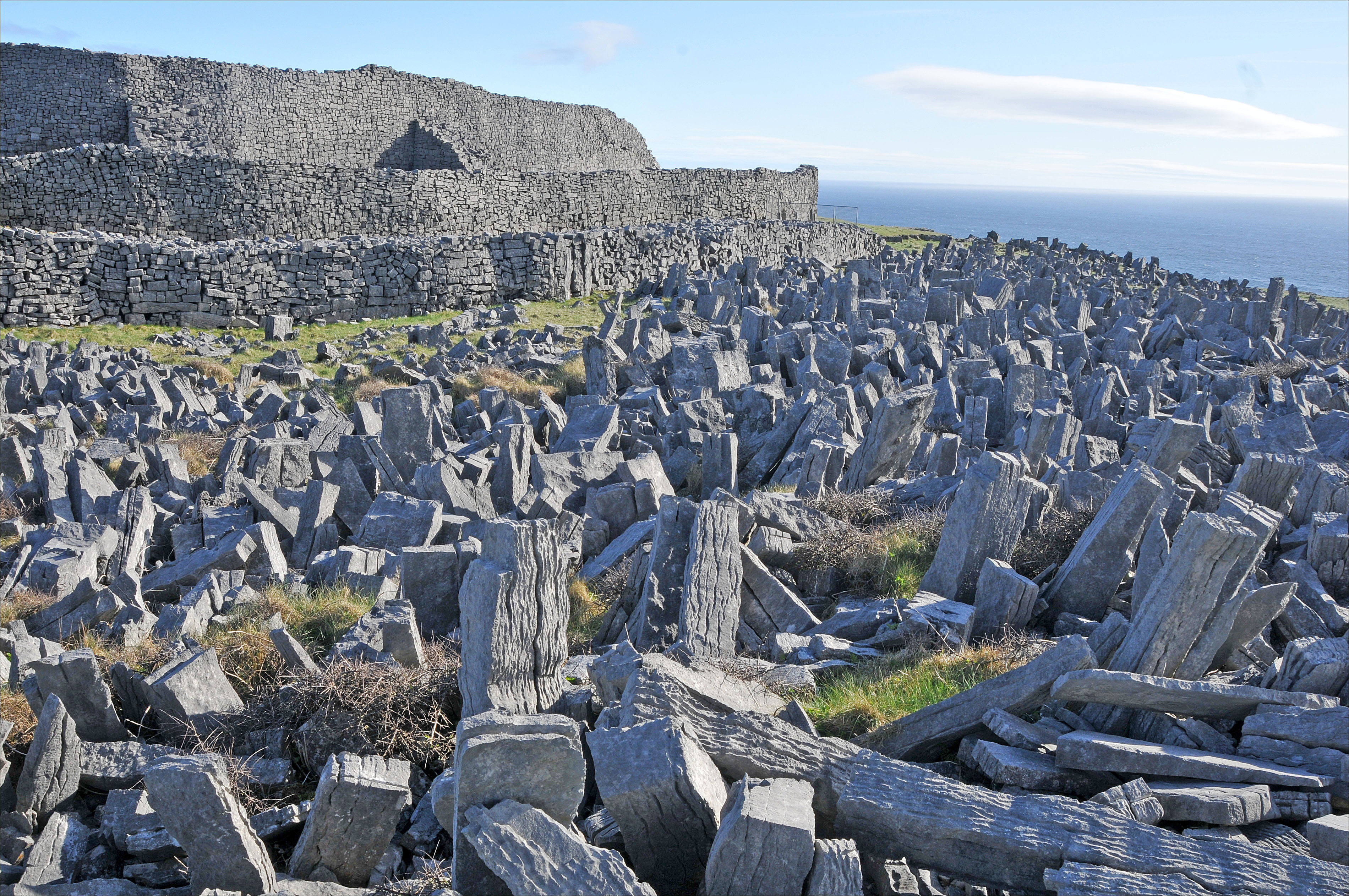
Dún Aonghasa. Cheval de frise sur le côté ouest. Inishmore, Îles Aran.

Ces ringforts circulaires étaient construits en pierre ou en terre et remplissaient probablement de multiples fonctions dans les domaines de l'agriculture, de l'industrie et de la défense, en plus d'être un signe de richesse. Sur un total de 45 000 sites de ringforts connus en Irlande, 280 d'entre eux, soit 0,6 % ont été fouillés. Même sur la base d'un échantillon aussi réduit et une étude aléatoire des fouilles, l'échantillon est un bon indicateur sur les divers éléments des ringforts. Le type de construction des ringforts est décidé en fonction de leur occupation dans le temps, notamment la grandeur du site suivant l'importance des populations d'occupation et leur niveau de vie et d'hygiène indiqués par la gestion des eaux pour les besoins du bétail et de l'agriculture.La gestion des eaux usées et des eaux pluviales par leur évacuation autours du ringfort donnent des indications sur le type de population devant vivre sur le ringfort : les classes privilégiées, c'est-à-dire les classes nobles et royales pour les grands sites, ou les classes libres, c'est-à-dire des petits agriculteurs pour les sites plus modestes. « [pour les Ringforts d'Irlande] En pratique, les distinctions sociales les plus importantes semblent être : 1) Ceux qui sont « nemed », (privilégiés), [c'est-à-dire les classes nobles et royales] et ceux qui ne le sont pas, et 2). Ceux qui sont « soer », (libres), [c'est-à-dire des petits agriculteurs] et ceux qui sont « doer », (non libres). »

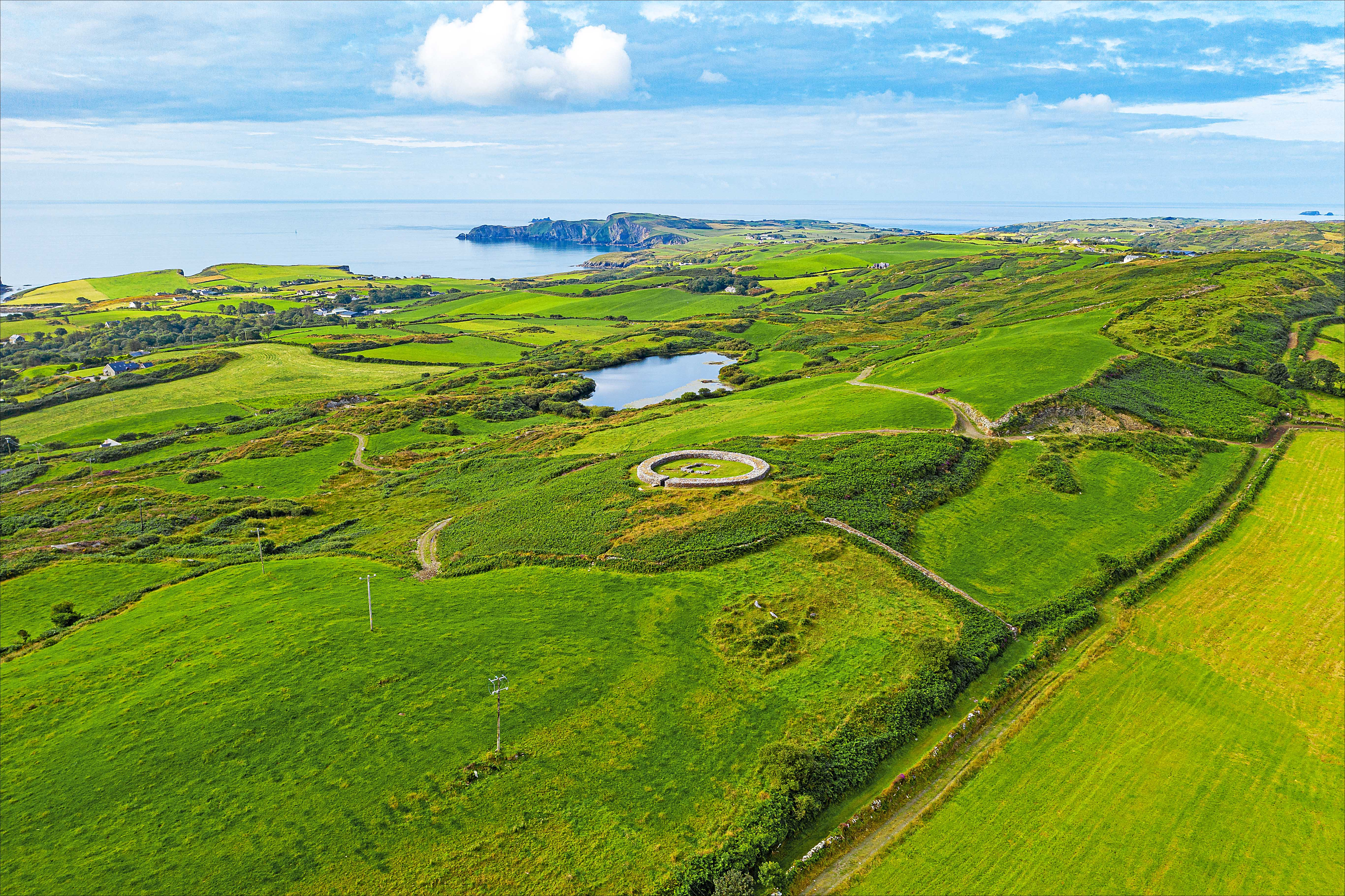
Knockdrum, Ringfort en pierre de l'âge du fer, situé au sommet d'une colline dans le comté de Cork.

Au cours des fouilles les archéologues et les historiens, sont soit muets ou parlent très peu de l'hydraulique dans ces ringforts. Les ressources hydriques sont parfois définies par un cours d'eau ou un étang proches, pour les besoins domestiques ou pour le bétail, sinon dans le cas de quelques sites, pour les besoins de certaines industries, comme le travail sur la laine ou le cuir, le travail des métaux, ou la construction des maisons.
Quelques exceptions cependant avec le ringfort de Fort Grianán d'Aileach et sa fontaine au pied de la colline et Dun Eochla où les besoins en eau sont satisfaits par des récupérateurs d'eau de pluie.
La Colline de Tara (Teamhair na Rí) est l'exception avec ses sept fontaines de légende et la fontaine Tobar Neamhnach qui s'écoule dans le Nodh, ruisseau qui faisait tourner le premier moulin d'Irlande, construit par Cormac Mac Airt. Beaucoup d'autres puits sont enfouis sous l'herbe des ringforts d'Irlande et seront un jour découverts par les archéologues.

### DoonoudunFort

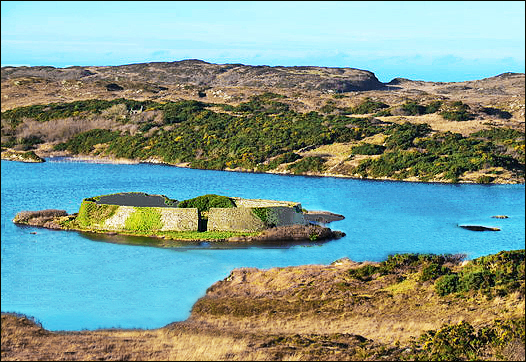
Doon Fort Rosbeg sur son île dans le comté de Donegal.

Le Doon Fort est situé sur une île, au milieu du lac de Loughdoon, près du petit village d'Ardara, dans le comté de Donegal dans le nord de l'Irlande. Le Doon Fort, est un site archéologique construit à la fin de l'âge du fer, en pierre sèche, de forme circulaire. Sa position exceptionnelle au milieu du lac, en fait une position stratégique défensive de choix, qui permettait de surveiller d'éventuels ennemis. Des chantiers de préservation ont été lancés depuis plusieurs années, en collaboration avec le propriétaire du site, afin d'assurer au fort la conservation de ce patrimoine irlandais.
« Doon Fort a été sélectionné dans le cadre du programme « Adopt a Monument » du Conseil du patrimoine pour 2016. Ce faisant, ce « joyau de la couronne du Donegal » a reçu la reconnaissance qu'il mérite à juste titre. Le fait de faire partie de ce programme place fermement ce fort de pierre occidental [...] dans son contexte culturel. » Le château Doon Fort, est en ruine et les archéologues n'ont pas encore suffisamment travaillé sur ce site à la recherche de vestiges du passé, et notamment sur l'habitat et le mode de vie des occupants de ce lieu, véritable trésor du patrimoine irlandais. Bâti sur une île et entouré d'eau non salée, les besoins en eau devait être assurés par un puits au milieu de la construction, afin de pouvoir tenir un siège sans avoir à se risquer en dehors des murs du château. Il n'est apparemment fait mention sur aucun document, de l'existence de ce puits, peut-être bouché pour un problème de sécurité.

### FortDunAengus ouDunAonghas.

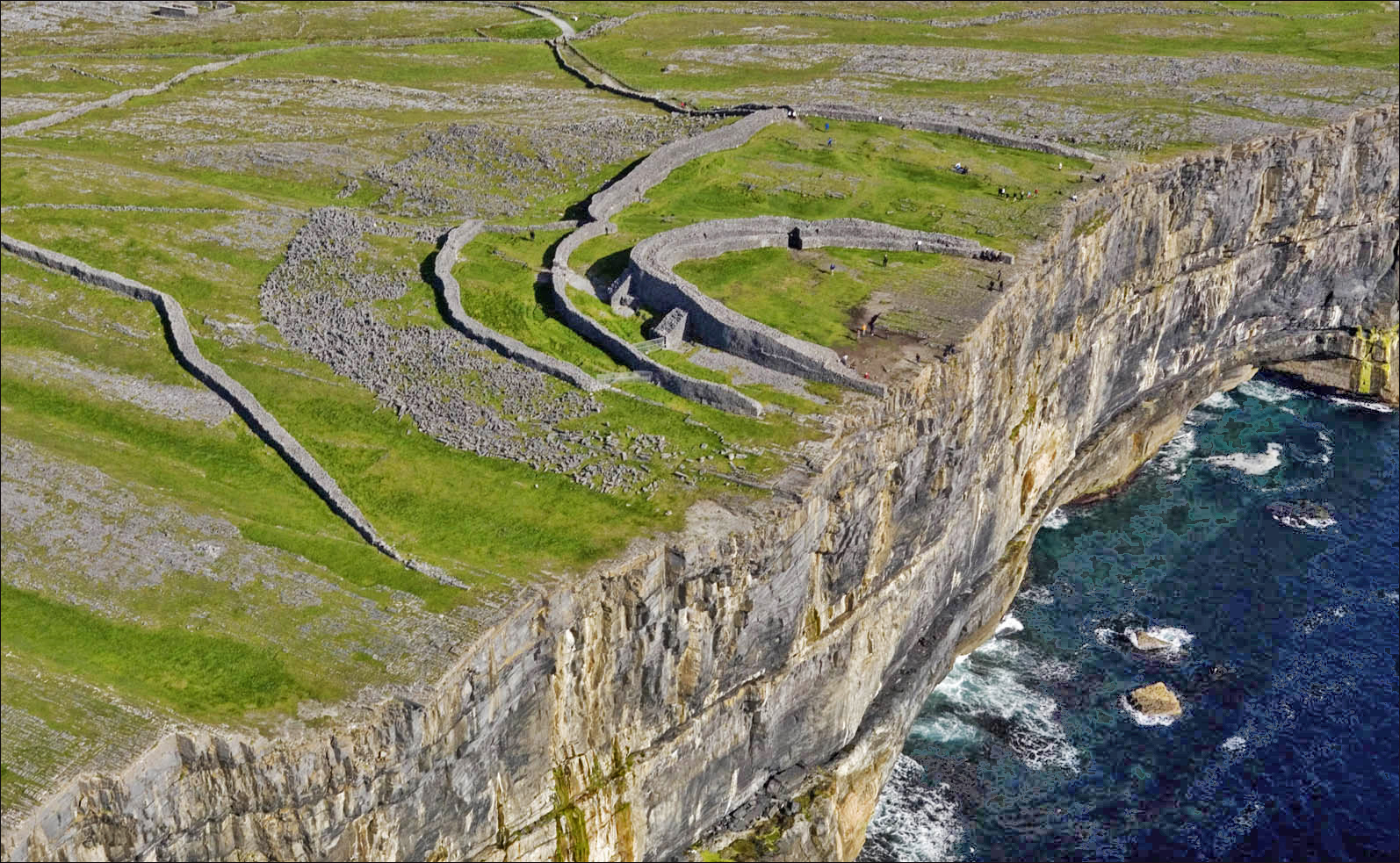
Dún Aonghasa ou Aonghas, vue aérienne du site près de la falaise, île d'Inis Mór.

Le fort Dun Aengus ou Dun Aonghas, est situé sur Inishmóre, une des îles d'Aran, au nord-ouest de l'Irlande. Le fort bâti sur le bord d'une falaise, est l'un des plus grands forts découverts en Irlande. Sa construction daterait de la fin de l'âge du bronze, vers l'an 1100 avant notre ère et aurait été occupé jusqu'au Ve siècle de notre ère. Le fort Dun Aengus a été construit avec trois murs d'enceinte semi-circulaires, dont la partie ouverte du côté de la falaise, haute de 80 mètres, donne sur l'océan. À l'origine, ce fut probablement un ringfort - un fort en anneau circulaire - bâti à plusieurs centaines de mètres de la côte, sa situation précaire actuelle étant le résultat de plusieurs siècles d'érosion marine. La position du fort est située de façon à apercevoir toute embarcation amie ou ennemie et se préparer à la défense de l'île.
L'historien irlandais Thomas Francis O'Rahilly (en), dans son livre Early Irish History and Mythology place la construction du Dun Aengus pendant le IIe siècle avant notre ère.
Lors des recherches archéologiques sur le site, les fondations en pierre de 7 maisons ont été mises au jour, l'une de ces maisons - roundhouse - de 5 mètres de diamètre, comportait une auge située à l'extérieur près de la porte, probablement utilisée pour la récupération des eaux de pluie à des fins domestiques. C'est la seule source d'eau découverte par les archéologues.

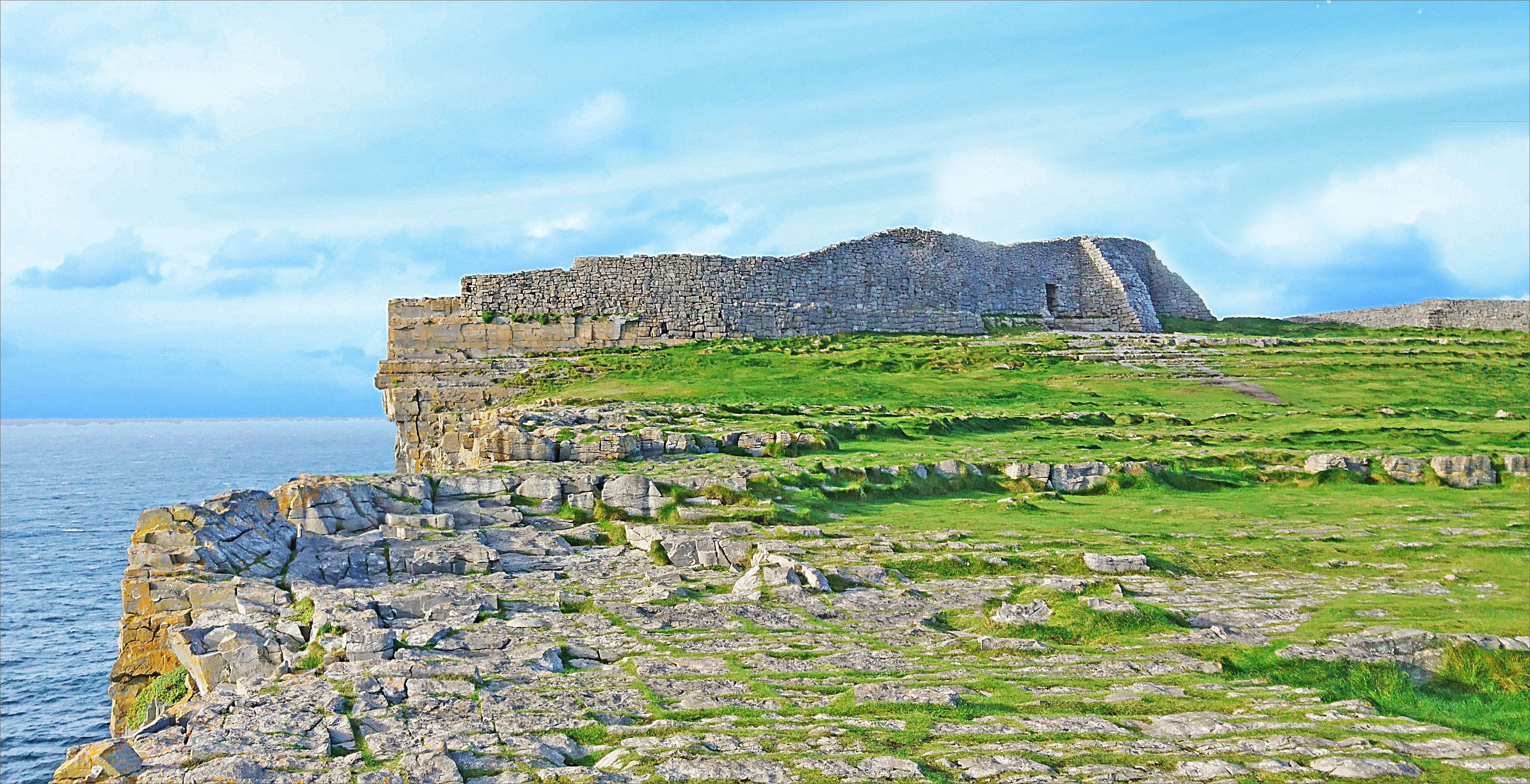
Dún Aonghasa. Vue de face du hillfort préhistorique, sur Inis Mor.

« Les légendes du Lebor Gabála (Livre des invasions), la race mythologique des Fir Bolgs a construit Dun Aengus après avoir trouvé refuge sur l'île au premier siècle de notre ère. Ils ont baptisé le fort du nom de leur chef, Aenghus, fondateur et le premier seigneur de Dun Aengus roi du Clann Umoir. »

### DunEoghanachta

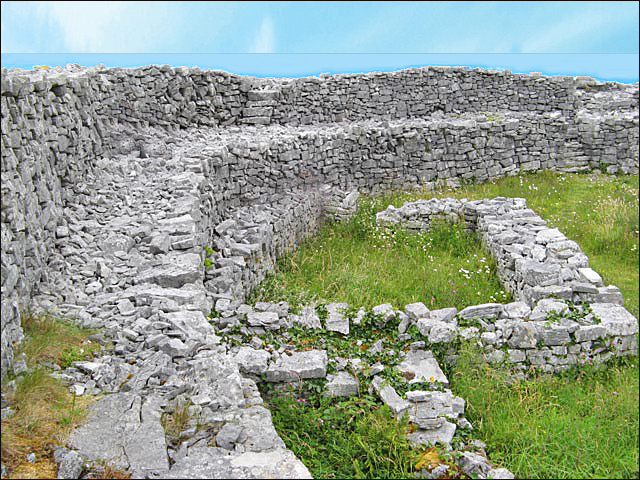
Ringfort de Dún Eoghanachta île d'Inishmore. Âge du fer de 30 m de diamètre et 5 m de hauteur, avec des murs de 4 m d‘épaisseur.

Le Fort Dun Eoghanachta est situé proche de Fort Dun Aengus au sud du village de Sruthán, à l'extrémité ouest de l'île Inishmore, dans l'archipel d'Aran comté de Galway en Irlande. C'est un fort circulaire qui fut partiellement restauré au XIXe siècle. Le fort tire son nom de la tribu Eoghanacht de Munster, qui était associée à l'île à l'époque médiévale. La date de sa construction n'est pas connue, il serait de l'époque de l'âge du fer, vers le Ve siècle avant notre ère.
Le fort de Dun Eoghanachta est un des sept forts sur les îles d'Aran, dont 3 sont en bon état de conservation - Dún Aonghasa, Dún Dúchathair et Dún Eoghanachta. Dun Eoghanachta a un diamètre de 30 mètres, avec un mur d'enceinte de 5 mètres de hauteur et de 5 mètres d'épaisseur, c'est une construction réalisée en pierres sèches amoncelées, sur un plateau rocheux dont l'érosion est constante part le vent et la pluie qui sévissent sur l'île d'Inishmore. C'était un fort défensif et un refuge pour les populations. Les vestiges de plusieurs anciennes Clochán na Carraige - maison ou hutte ovale en pierres sèches avec un toit en encorbellement - que l'on trouve dans de nombreux endroits de l'île, ont été découverts sur le site du Fort Dun Eoghanachta.

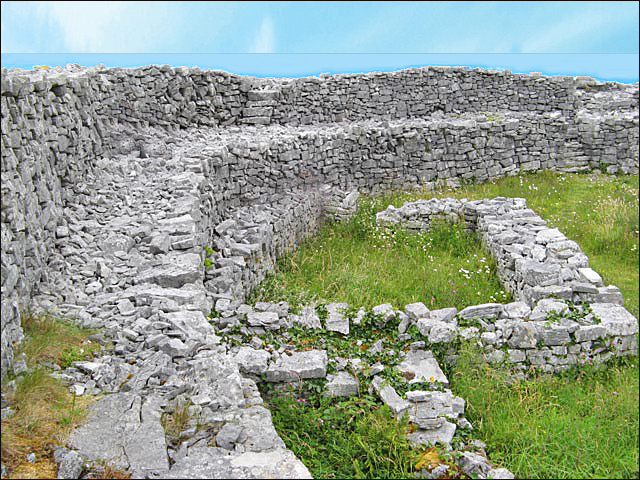
Intérieur du ringfort de Dun Eoghanachta. Île d'Inishmore.

Pour beaucoup de sites préhistoriques en Grande-Bretagne, de l'âge du bronze et du fer, la gestion des besoins en eau, à la fois pour les populations et pour le bétail ou les cultures, n'est que peu, sinon pas du tout abordée par les archéologues et les historiens, c'est le cas pour le Fort Dun Eoghanachta. Il n'y avait probablement pas de fontaine, mais un ou plusieurs puits creusés dans la roche, pouvant servir également de bassin stockage des eaux de pluie avec, comme pour plusieurs autres forts, la captation et le stockage des eaux de pluie, au moyen de réservoirs collecteurs comme pour le fort Dun Eochla.

### FortDunEochla

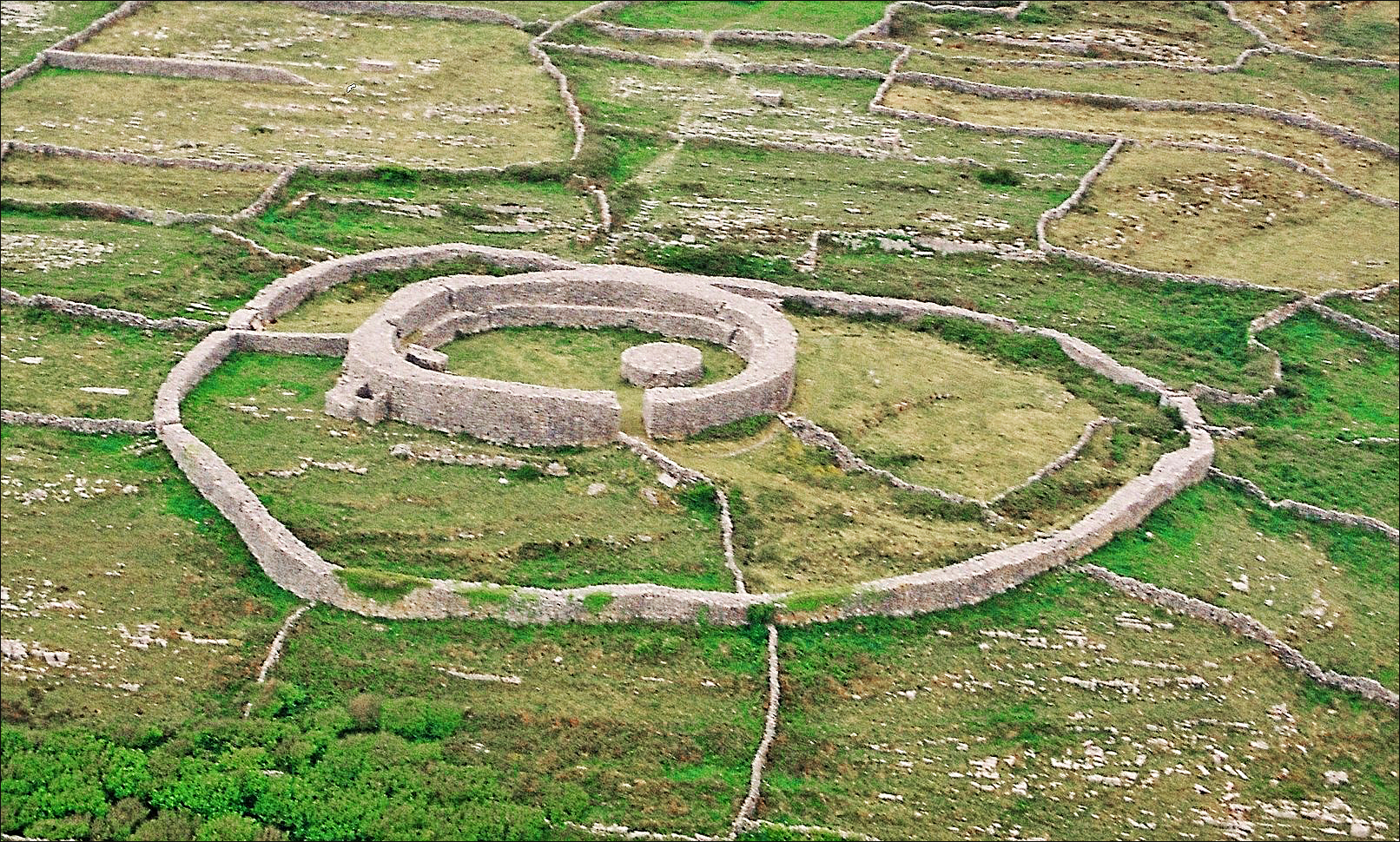
Dún Eochla, hillfort de l'âge du fer sur l'île d'Inishmore.

Dun Eochla est un fort préhistorique de l'âge du fer, construit près du village d'Eochaill sur l'île d'Inishmore, une des îles d'Aran dans le comté de Galway en Irlande. C'est un fort circulaire, appelé ringfort, réalisé de plusieurs murs d'enclos et proche de l'océan. Les murs de l'enceinte intérieure mesurent 5 mètres de hauteur sur 3 mètres de largeur. Sa date exacte de construction n'est pas connue, mais probablement de la fin de l'âge du fer, entre 550 et 800 ans avant notre ère et se situe au point le plus élevé d'Inishmore. Les murs d'enceinte du fort Dun Eochla furent réparés à la fin du XIXe siècle. Ce fort aurait été construit et habité par une famille nombreuse. Il n'y avait pas de source d'eau potable sur l'île d'Eochla, et la récupération des eaux de pluie était le seul moyen d'avoir de l'eau pour les besoins domestiques des habitants du fort, mais également pour les besoins du bétail.

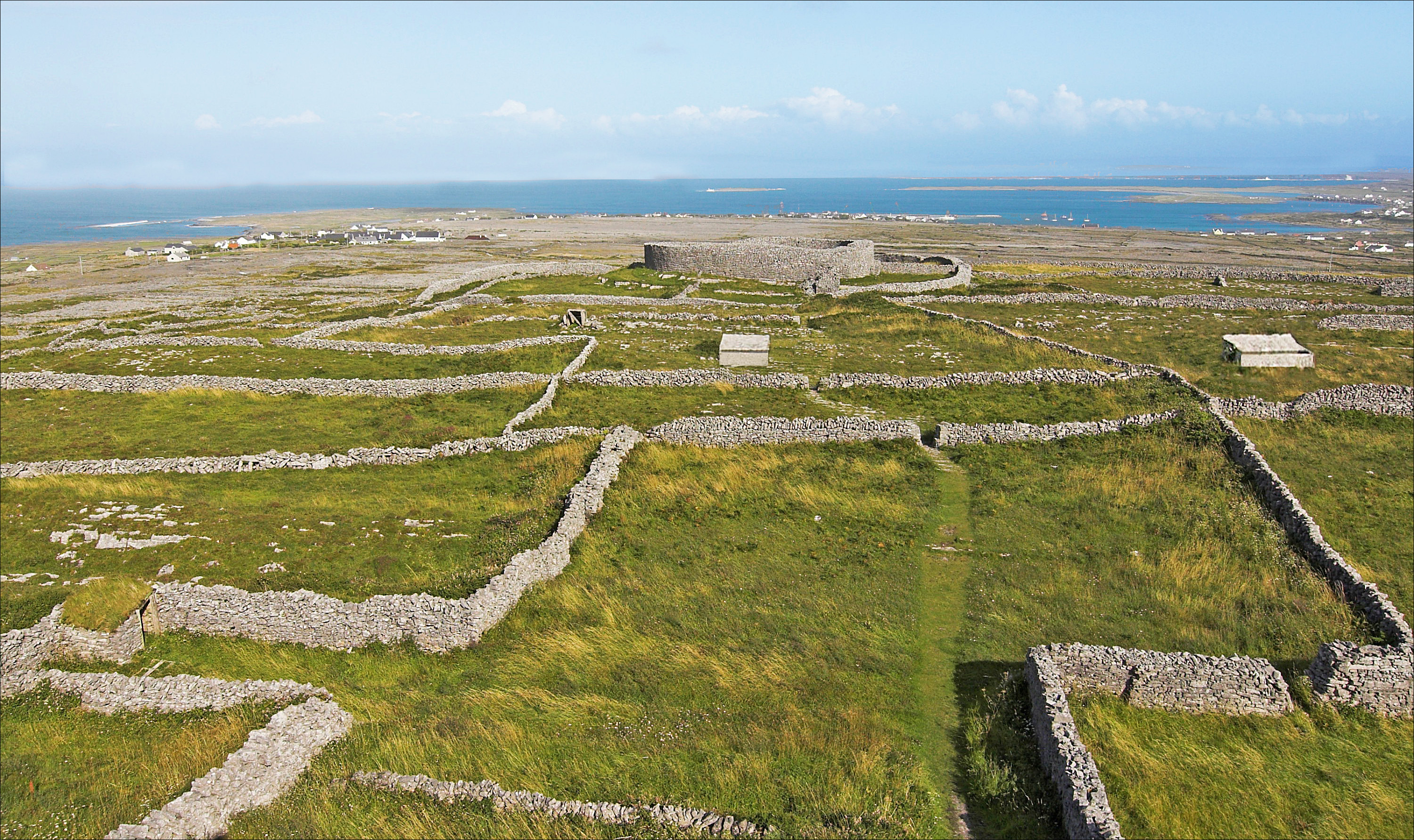
Dún Eochla, vu de l'ouest, avec les murs de pierres sèches qui l'entourent et les réservoirs d'eau.

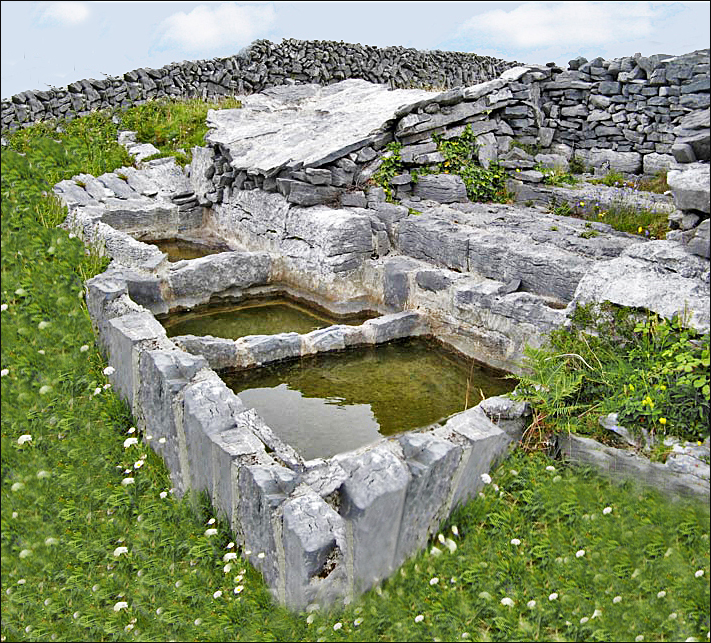
Réservoir de collecte des eaux de pluie à triple fonctions.

À la fin de l'âge du fer, des collecteurs de pluie étaient répartis sur divers point de l'île et notamment près du fort. Ces réservoirs-collecteurs, de forme rectangulaire, comportaient en tête un ou plusieurs plans inclinés servant à capter l'eau au moment des pluies et à la diriger vers le réservoir.
Certains de ces réservoirs ont une triple fonction : la récupération des eaux de pluie, la décantation par le déversement de l'eau d'un réservoir dans l'autre et le stockage de l'eau.

### DúnDúchathair (the Black fort)
Dún Dúchathair, le Fort Noir, ou le Fort de Pierre Noire, couleur du calcaire de couleur sombre qui est caractéristique de cette zone particulière de l'île, est situé sur un promontoire des falaises de Cill Éinne, au sud-est d'Inishmore, la plus grande des 3 îles de l'archipel d'Aran dans le comté de Galway. Dún Dúchathair est un fort préhistorique construit et entouré de trois cotés par la mer, probablement contemporain du site de Dún Aonghasa, c'est-à-dire à la fin de l'âge du fer, vers 1100 avant notre ère.

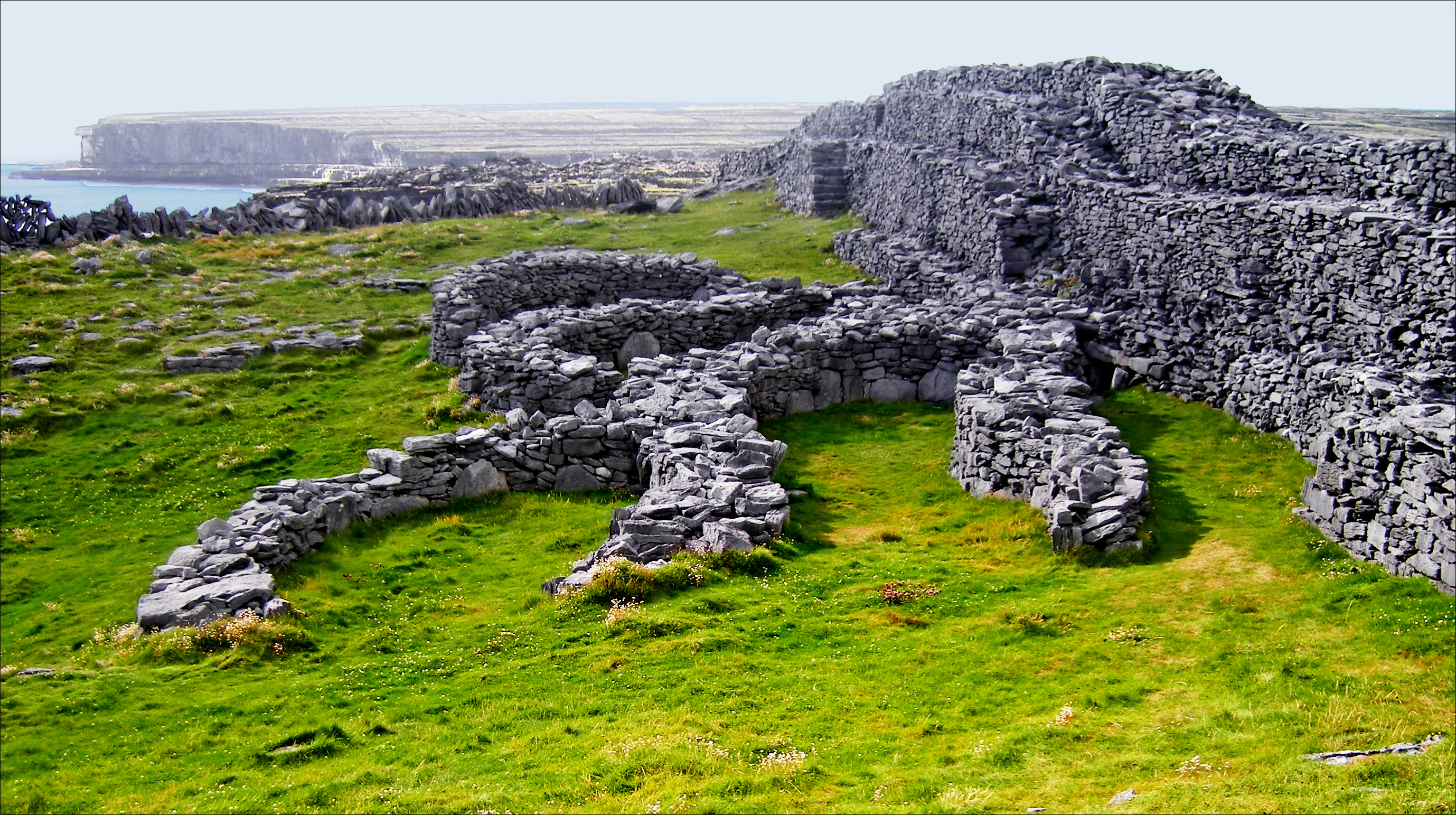
Dún Dúchathair, le château noir. Fort de promontoire construit à l'âge du fer. Vue de l'intérieur.

Le fort est constitué d'un mur en terrasse ; les vestiges de plusieurs anciennes maisons d'habitation connues sous le nom de clocháns - maisons de pierres - sont encore visibles.

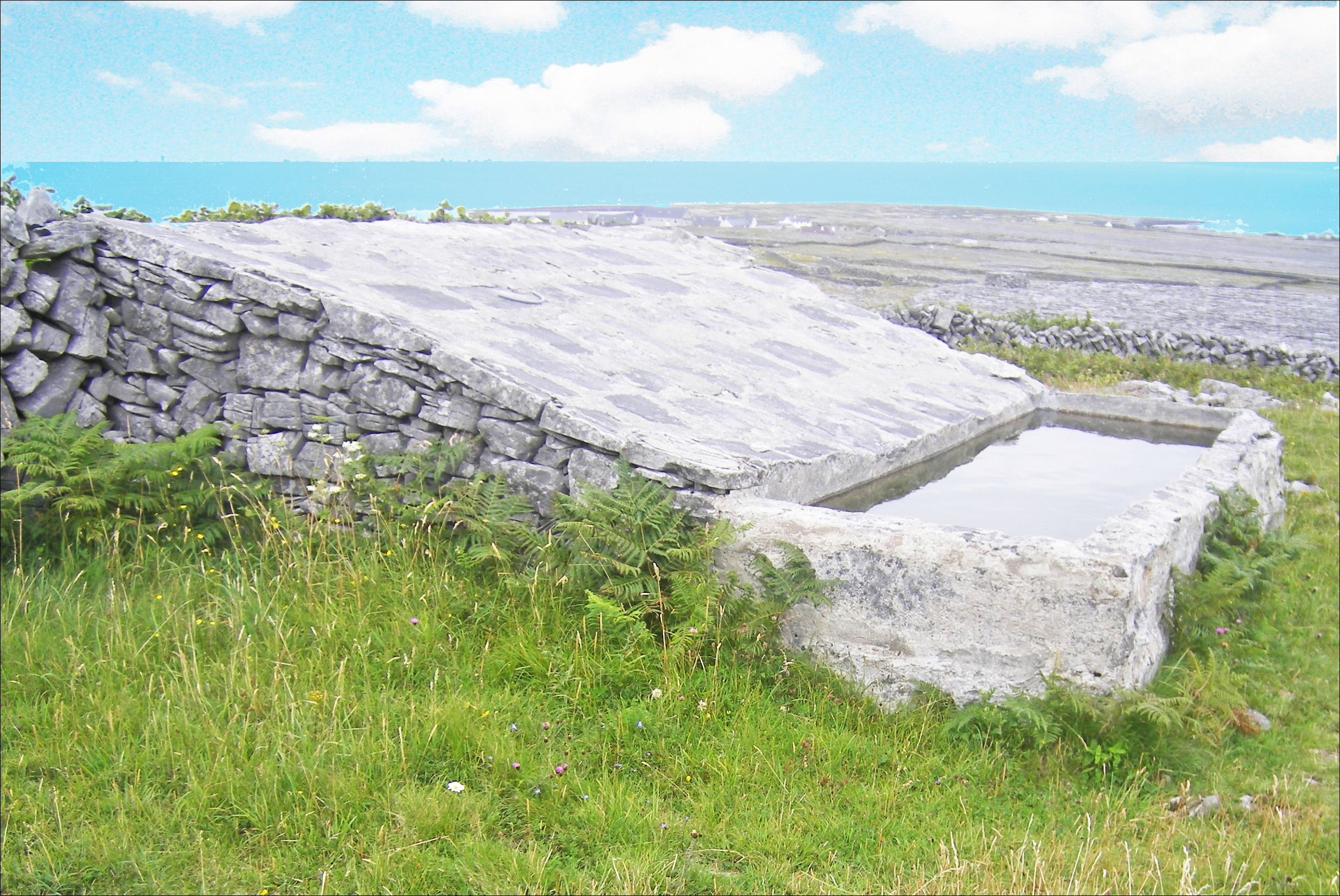
Réservoir simple grande capacité, de collecte des eaux de pluie.

Sa situation proche de la mer et de hautes falaises sur trois cotés, en fait un site où il était difficile à d'éventuels ennemis de surprendre les occupants du fort. C'était un fort construit dans le but de défendre, à la fois les populations locales, ainsi que le bétail et les cultures à l'arrière du fort. Un mur de six mètres de haut [et de 5 mètres de large] qui s'étend sur le bord du promontoire, et vous vous demandez sérieusement comment un assaut terrestre aurait pu réussir.
Les travaux de fouilles des archéologues ont permis de retrouver à l'intérieur de l'enceinte les ruines d'anciennes maisons et huttes, probablement faites de torchis et couvertes de paille.

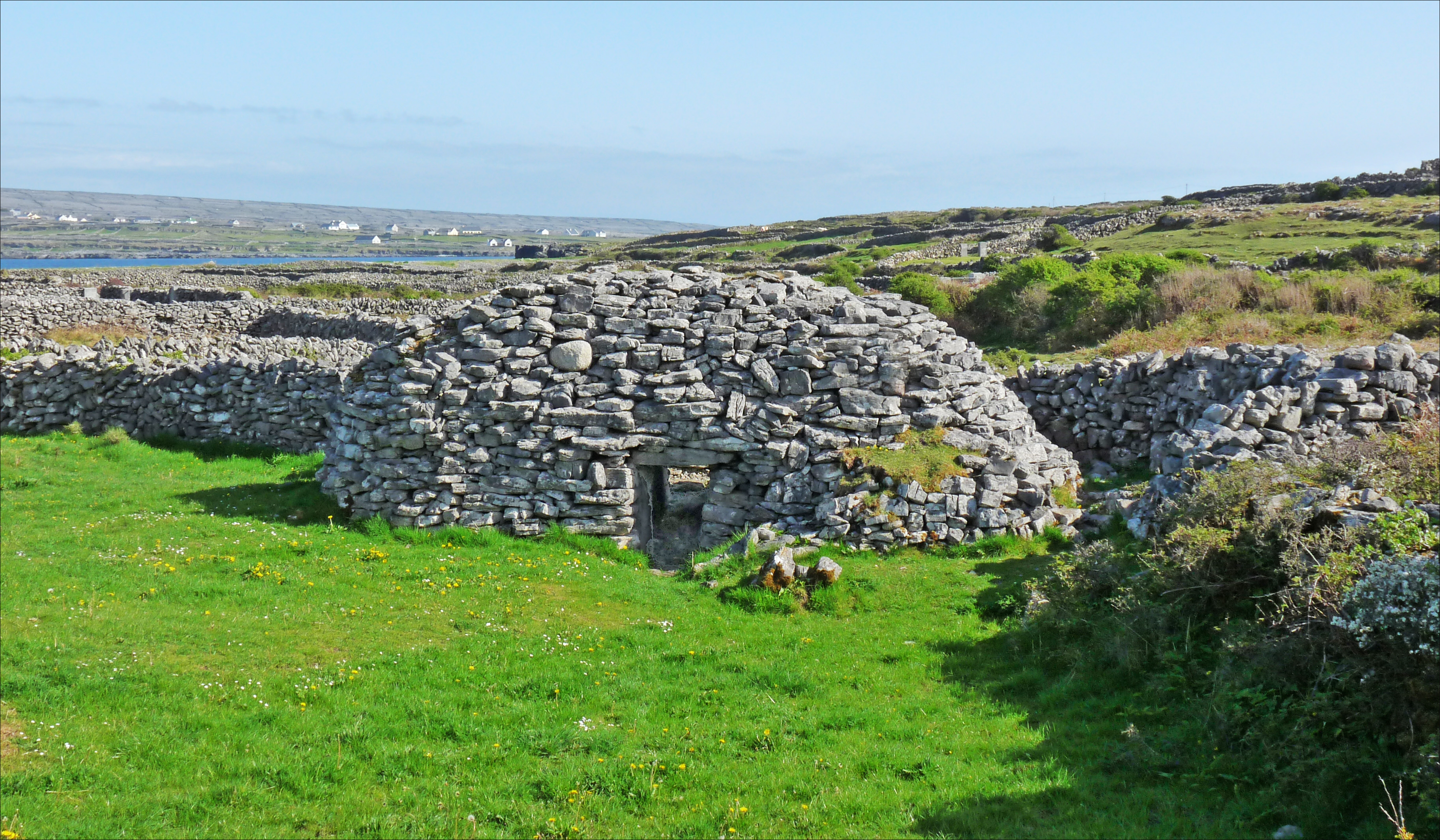
Clochán na Carraige, huttes en pierre sèche, sur Inishmore.

Aucune information de la part des archéologues et historiens ayant travaillé sur le site de Dún Dúchathair, concernant la récupération et le stockage de l'eau pour les besoins domestiques et du bétail. Comme pour le fort Dún Eochla, la collecte de l'eau de pluie devait être la principale ressource en eau, aucune existence d'une source sur ce plateau, ou la possibilité de creuser un puits dans le rocher, à une profondeur suffisante pour obtenir une eau potable. À la différence du Fort Dún Eochla, les bassins collecteurs ont dû être détruits au fil des siècles.

### Fort Grianán d'Aileach

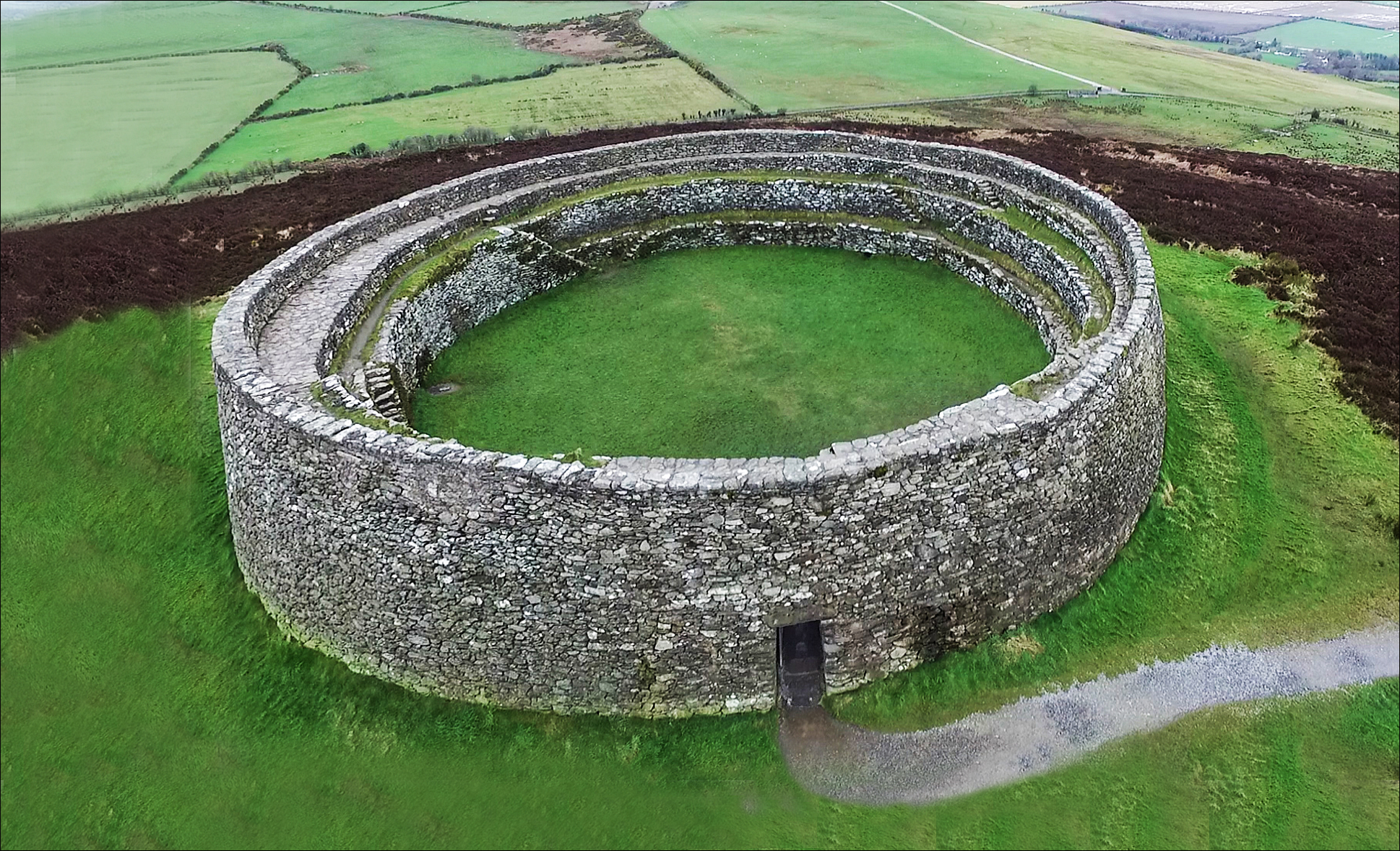
Grianan d'Aileach, une forteresse du début du Moyen Âge, vue panoramique.

Le fort Grianán d'Aileach est situé près de la ville de Burt, dans le nord-est du comté de Donegal en république d'Irlande, à quelques kilomètres de Londonderry et de la frontière du Royaume-Uni. Le fort est situé entre les fjords - vallée avançant dans la mer - Swilly et Foile. Le fort Grianán d'Aileach est un site préhistorique important, daté de la fin de l'âge du bronze ou au début de l'âge du fer et construit sur la colline de Grianán haute de 244 mètres. Le fort a subi de nombreux changements au cours de son histoire, notamment les 3 remparts extérieurs édifiés en terre et qui dateraient de la fin de l'âge du bronze, alors que la forteresse construite en grande partie sans mortier et mesurant 23 mètres de diamètre serrait de l'âge du fer.
Dans la définition qui en est faite par les historiens, cette forteresse fut le plus grand « fort royal » d'Allech - Les rois d'Ailech étaient les descendants de Eógan et appartenaient ainsi à une branche des Ui Néill, grande dynastie irlandaise qui régna sur l'Irlande jusqu'en 1185. Fort Grianan d'Aileach est un ringfort, c'est-à-dire un fort en forme d'anneau, mais plus précisément un castro à fossés multiples, c'est-à-dire une fortification résidentielle associée à l'âge du fer de la péninsule Ibérique, aussi bien utilisée par les populations celtiques des plateaux de Castille, de la Galice et du nord du Portugal.

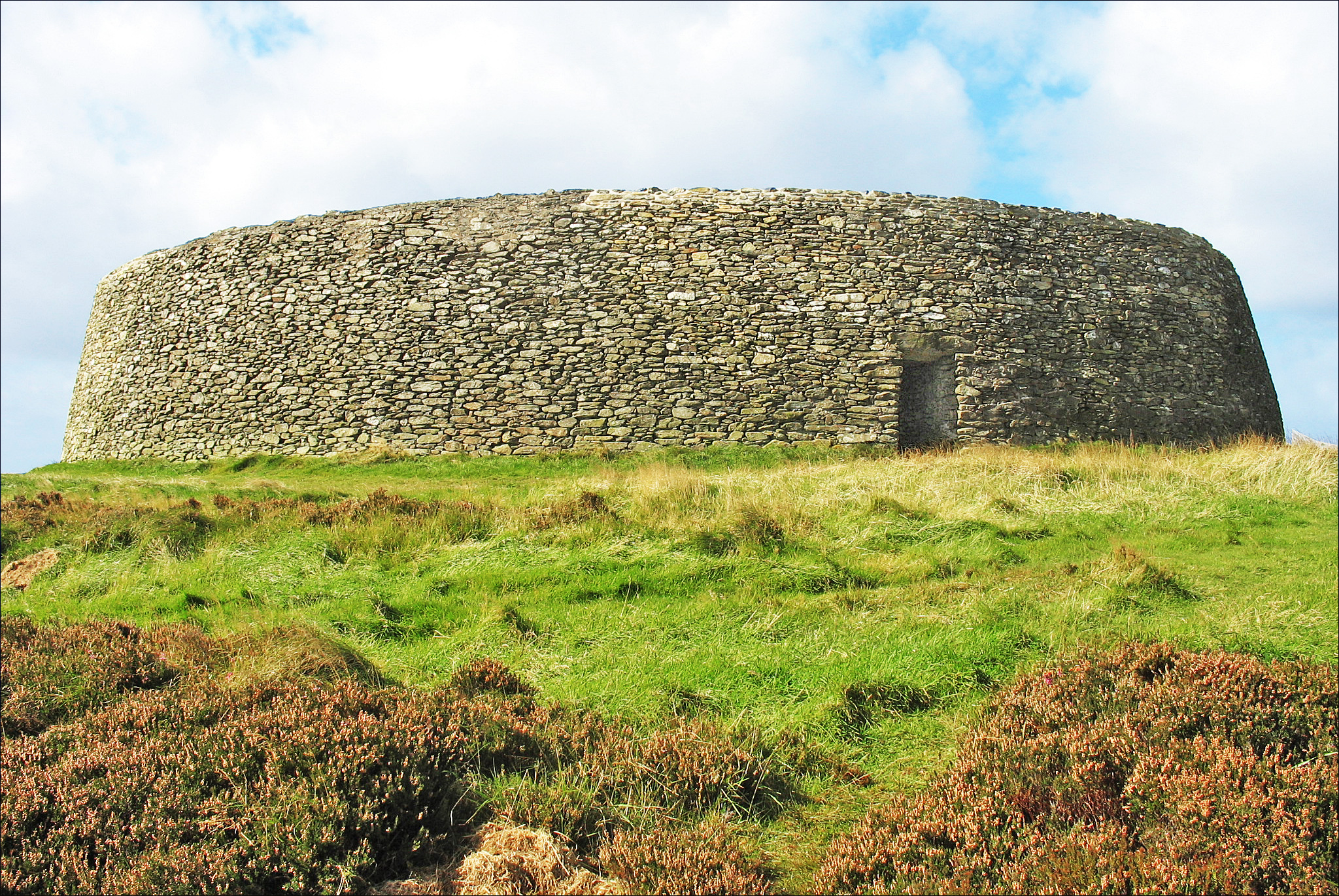
Grianan d'Aileach, une forteresse du début du Moyen Âge, vue de l'extérieur.

Les hommes du Néolithique furent les premiers à s'établir sur cette péninsule, puis les Celtes prirent leur place, soit par intégration soit par la force et occupèrent Fort Grianán d'Aileach jusqu'au XIIe siècle de notre ère, jusqu'à l'invasion des Normands et sa destruction en 1101. Le fort a été redécouvert en 1830 par George Petrie un archéologue irlandais qui démarre la restauration du fort ; celui-ci était alors à l'état de ruines. Les premières restaurations consistent à la consolidation des fondations avec les pierres d'éboulement des murs.
Les murs actuels du fort ont une hauteur de 2 mètres pour une largeur de 3 à 4,6 mètres, il existe des galeries accessibles à l'intérieur de certains murs. Le fort pratiquement circulaire a un diamètre d'environ 23,6 mètres. D'après l'archéologue Gorge Petrie, les murs étaient quatre fois plus hauts à l'origine de la construction du fort, qu'au moment de sa découverte. L'archéologue pense que le fort comportait trois à quatre terrasses, accessibles par des escaliers dont certains sont encore visibles dans la partie basse du bâtiment.

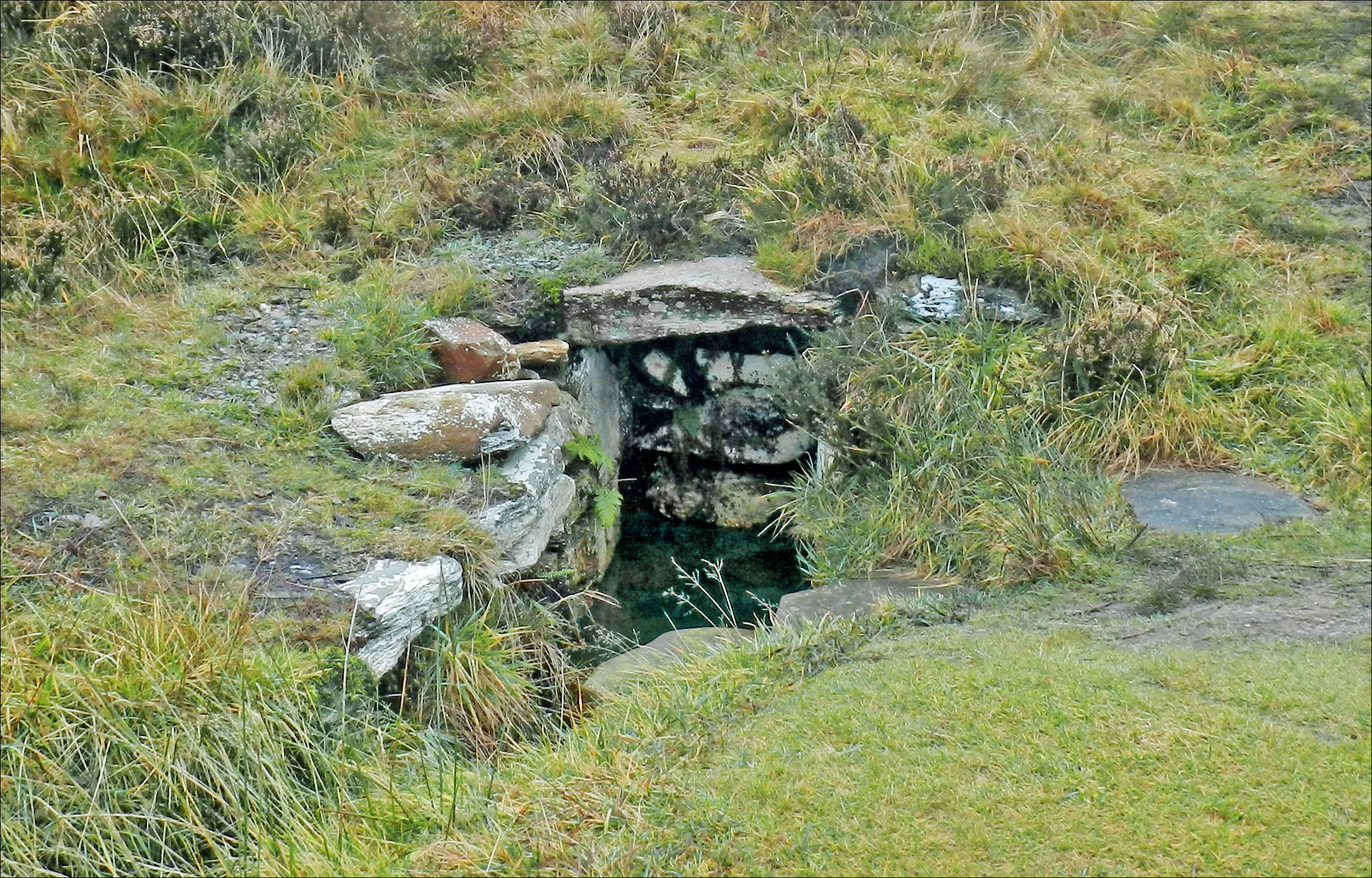
La source St Patrick, près du Fort Grianan Aileach, dans le comté de Donegal.

Brian Lacey, historien et archéologue irlandais, spécialiste de la période pré-médiévale du Cos Donegal et du Derry pense que les talus de terre autour du fort représentent les fortifications d'un castro de la fin de l'âge du bronze ou de l'âge du fer. « Des recherches plus récentes ont fourni des preuves géophysiques que les traces de l'enceinte de terre à la base du rocher sont probablement définies par un fossé substantiel. » Un tuyau d'évacuation traverse le mur du fort au niveau du sol. Il vient d'une fosse à fumier circulaire située du côté ouest, de 1,7 m de diamètre et de 30 cm de profondeur et sert à l'évacuation des lisiers vers l'extérieur des murs. Comme l'indique l'évacuation des lisiers, non pas seulement par un caniveau, mais par une tuyauterie - il n'est pas indiqué en quel matériau - un élevage et une concentration de bétail devaient être assez importants en ces lieux.
Une fontaine, autrefois couverte et dédiée à Saint Patrick, se trouve du côté de la colline sud entre les deux talus les plus externes. Cette fontaine fut-elle la seule source disponible pour les besoins en eau douce des habitants de Grianan d'Aileach, l'histoire ne le dit pas (encore). Comme pour beaucoup de forts en Irlande, des bassins de récupération et de stockage de l'eau pour les besoins du bétail devaient être répartis autour du fort.

### Hillde Tara ou deTemair

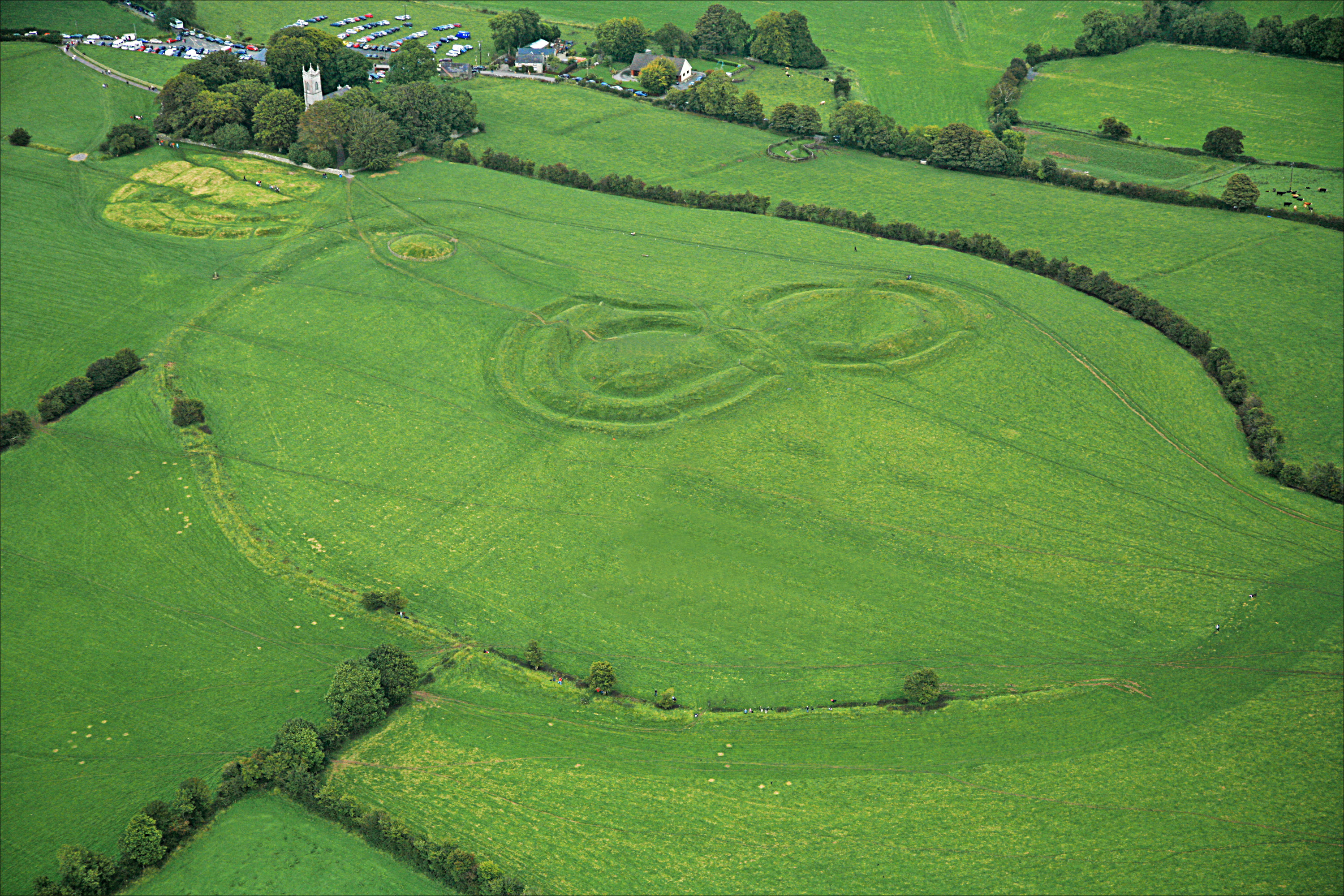
Colline de Tara, vue aérienne. Tara est connue comme le siège des hauts rois d'Irlande.

La Colline de Tara (Teamhair na Rí) se trouve dans le comté de Meath, sur une colline à l'ouest du centre de l'île d'Irlande. C'est un site archéologique tout à fait exceptionnel, dont les premières constructions datent du Néolithique. Le site se compose d'un ensemble de 5 enclos circulaires sur les 2 kilomètres du versant de la colline. La colline aurait été occupée depuis 3 millénaires ; les archéologues ont dénombré une quarantaine d'habitations, plus ou moins détruites par les travaux de l'exploitation agricole des terrains. La Colline de Tara, haut lieu de la mythologie irlandaise, fut le centre politique et spirituel de l'Irlande Celtique, elle est surtout connue comme la résidence du Haut Roi d'Irlande et dans la mythologie irlandaise, Tara est la capitale de l'Irlande, Teamhair na Rí, la Colline des Rois. Selon la légende, elle fut le lieu où Saint Patrick, un écossais venu évangéliser l'île, présenta aux Rois le concept de la Trinité.
« Tara était un site important bien avant les Hauts Rois. Une tombe de passage connue sous le nom de Dumha na nGiall (signifiant « le monticule des otages ») est le plus ancien monument visible et date d'environ 3 000 ans avant Jésus-Christ. Cependant, Tara est devenu véritablement important à l'âge du fer (600 av. J.-C. à 400 ap. J.-C.) et au début de la période chrétienne. »

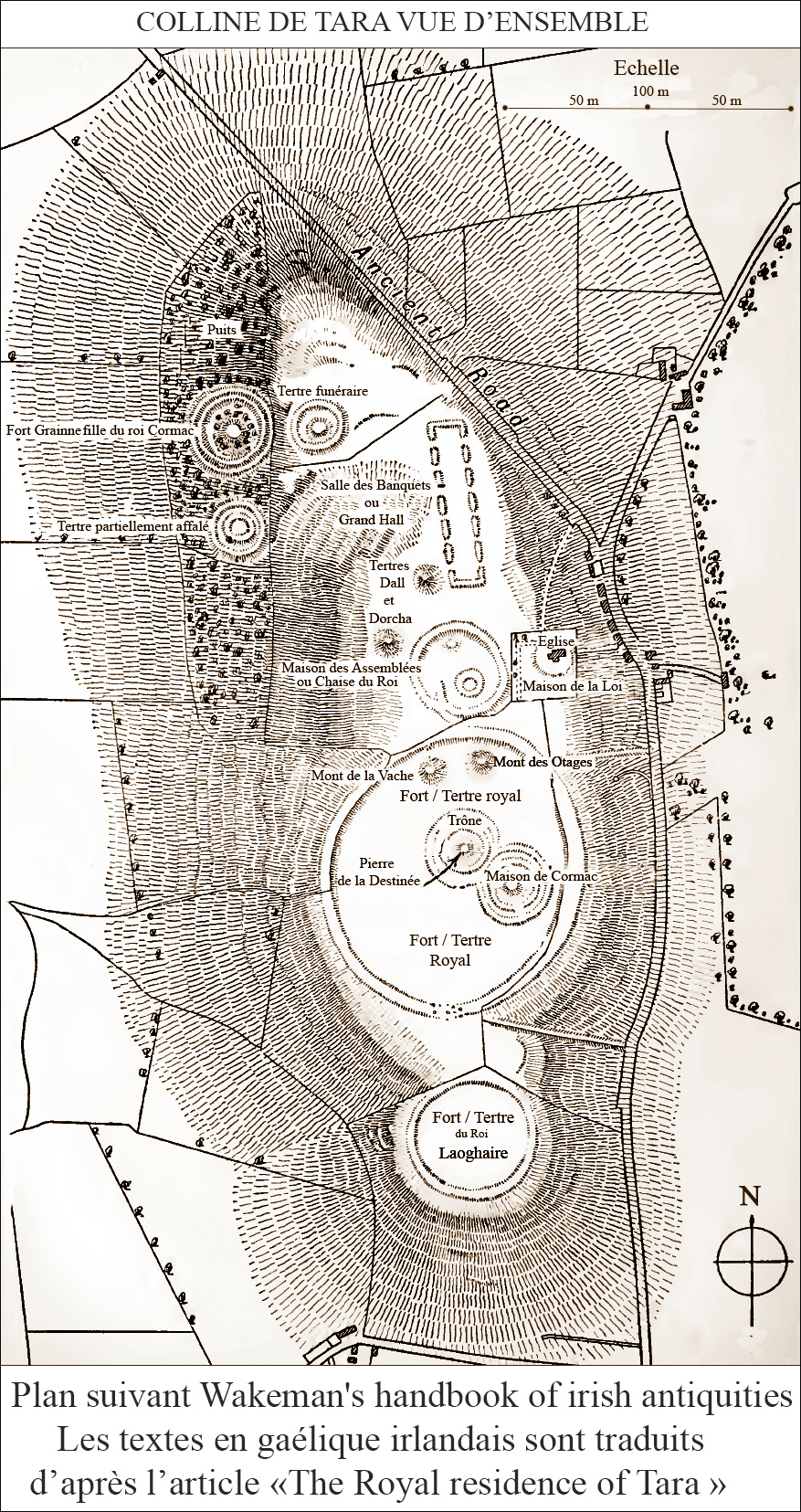
Plan de la colline de Tara datant de 1903.

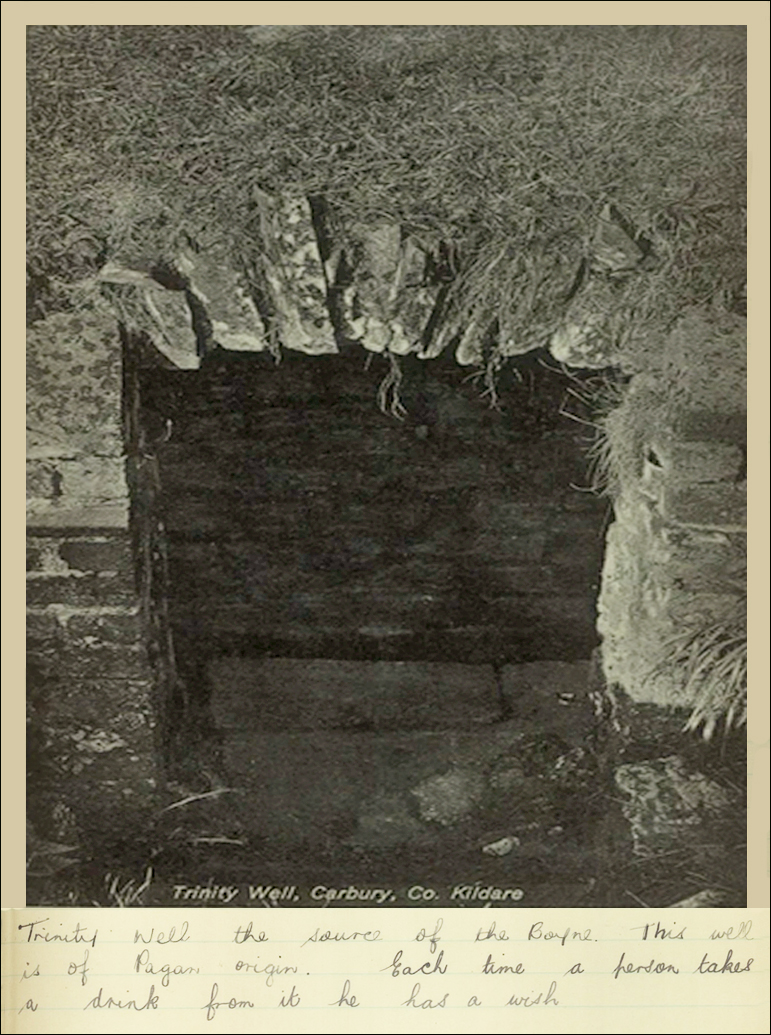
La source de la Trinité en 1929, origine de la rivière Boyne, près du village de Carbury, colline de Tara.

À la fin du Néolithique ou au début de l'âge du bronze, un énorme cercle de bois double ou « wood henge » a été construit au sommet de la colline, il faisait 250 m de diamètre et entourait le Monticule dit des Otages. Mais l'enclos le plus important, le Ráth na Ríogh (L'Enclos des Rois) daté du premier siècle avant notre ère, mesure 318 mètres nord-sud et 264 mètres est-ouest. Il était délimité par une palissade en bois, servant à la fois de clôture et de mur défensif. En haut de la Colline des Rois, une pierre dressée, la Lia Fáil (Pierre du Destin), sur laquelle les Hauts Rois étaient couronnés.
Pour beaucoup de sites préhistoriques en Irlande, de l'âge du bronze à l'âge du fer, la gestion des besoins en eau, à la fois pour les populations, pour le bétail, ainsi que pour les cultures, n'est que peu, sinon pas du tout abordée par les archéologues et les historiens. Cependant, la Colline de Tara est assez bien fournie en alimentation en eau, surtout en puits et en sources, parfois toujours actives.

Sur le site de la Colline de Tara, les archéologues ont découvert plusieurs « puits » ou fontaines. Les légendes locales disent même qu'il y en avait sept. Les fontaines ou puits sont visibles sur cet immense site, soit à l'intérieur même du site comme la source ou le puits des Héros - Tobar Finn - au nord-ouest du Fort Gráinne, sur la Colline de Tara.

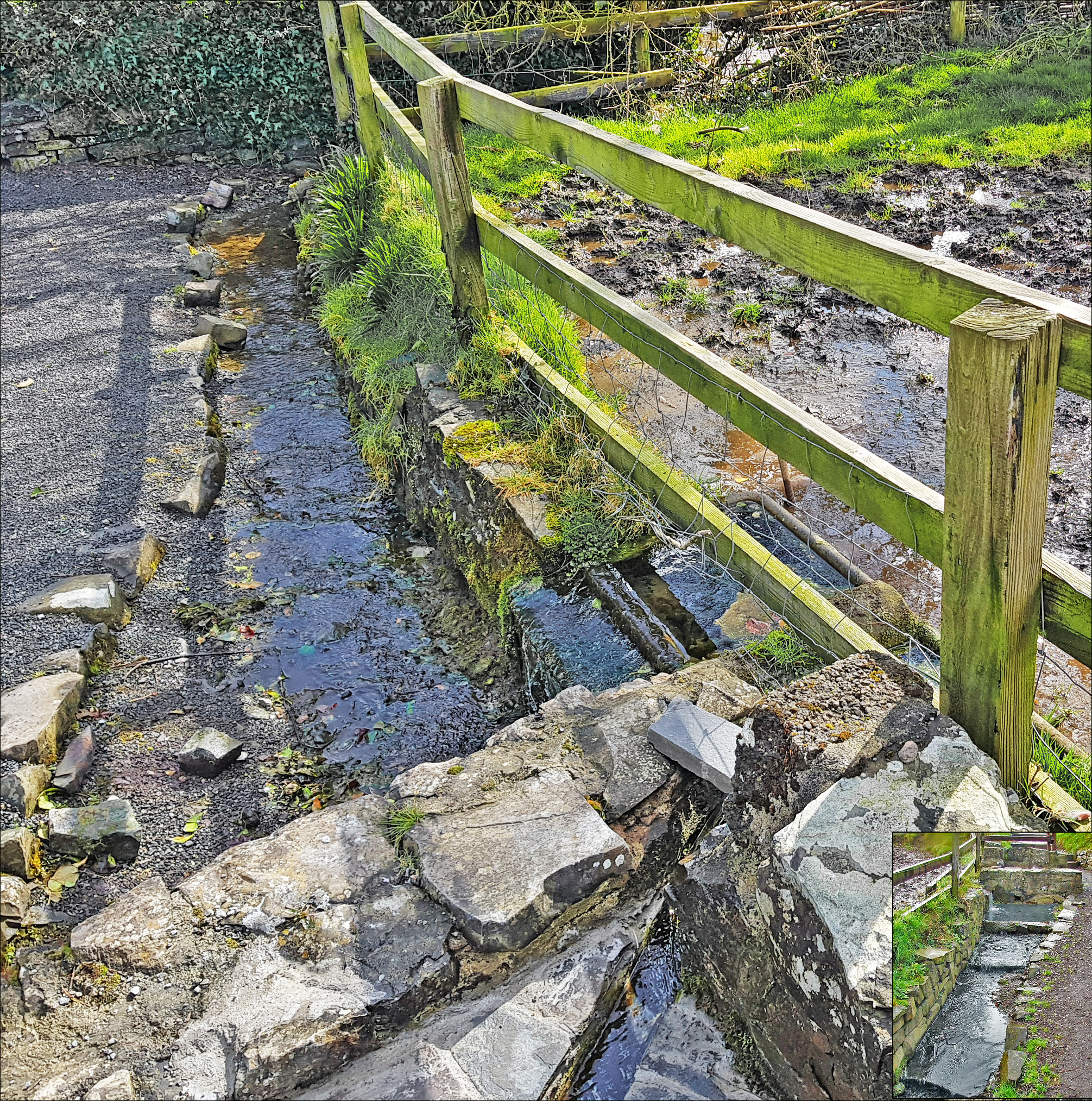
La source des Héros - Tobar Finn - Au nord-ouest du Fort Gráinne, sur la colline de Tara. Dans le médaillon en bas à droite la source vue dans l'autre sens.

D'autres puits sont proches du site : la source de la Vache Blanche - Tipra Bo Finne, la source le Perlé - An Nemnach, la source du Veau - An Laegc. « Dans le creux herbeux caché dans les arbres, Tobar An Nemnach ou le « puits de Neamhain », la source d'une petite rivière locale connue sous le nom de Niodh, qui a ensuite été détournée par des canaux de drainage dans les limites des champs locaux. L'endroit est envahi par la végétation, soumis à des périodes d'envasement ou de sécheresse et relativement négligé. »

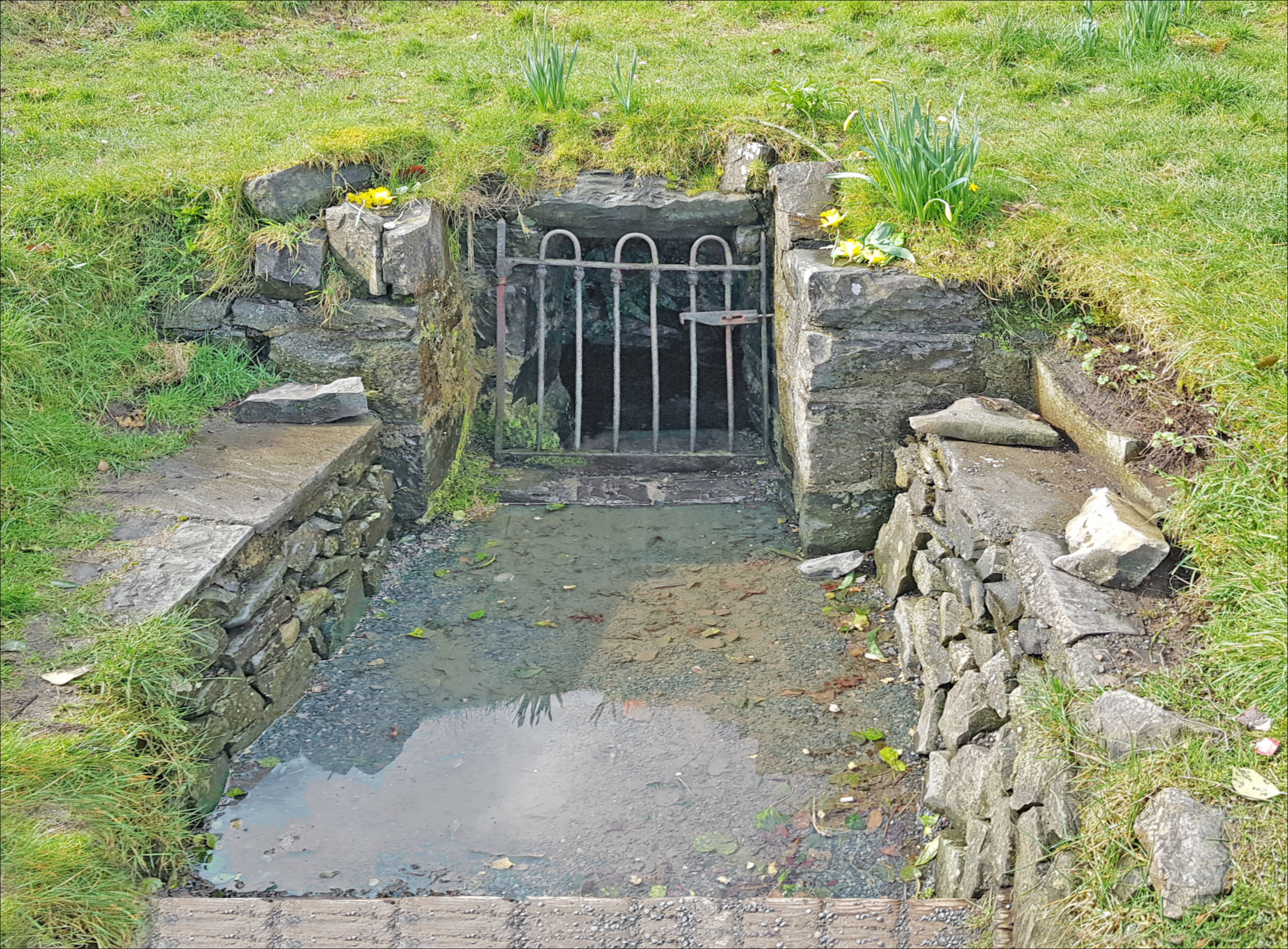
Source de la Vache Blanche - Tipra Bo Finne - sur la colline de Tara à l'est du Fort Royal.

Le « puits » de la Trinité, près du village de Carbury dans le Comté de Kildare, est la source du fleuve côtier Boyne, qui se jette dans la mer d'Irlande au nord de Dublin. Le fleube coule au nord-ouest de la Colline de Tara, la capitale mythique dans la mythologie celtique irlandaise. George Petrie, peintre, archéologue et historien irlandais, dans son ouvrage Sur l'Histoire et les Antiquités de Tara Hill en 1839, fait état de sources d'eau qui coulent dans la vallée. Dans son livre - en prose et en vers gaéliques irlandais traduit en anglais - Petrie relate longuement les différents monuments de la Colline de Tara ou Temur, telle quelle lui est apparue en 1839 et plus particulièrement sur les différents puits encore visibles à cette époque. Les noms de ces puits ou fontaines, pour certains possèdent 3 à 4 noms différents, souvent en gaélique irlandais : comme le puits Caprach (Comptage des Clans), appelé aussi Tipra-bo-finne (le Puits de la Vache Blanche), Liaig Dail Duib Duirb (le Puits de l'Œil sombre), Tuath Liagh (Le Puits du Médecin) et enfin plus simplement le Puits de Temair ou de Tara. Ces noms, dans leur compexité, ont été vérifiés par Petrie avec la copie la plus ancienne conservée à la M.S. Library of Trinity College et comparés aux copies conservées dans le Livre de Ballymote, le Leahhar Buidhe des Mac Firbises de Lecan, et le Leahhar Gabhala des O'Clerys, dans la bibliothèque de l'Académie Royale irlandaise.

Lors de la période de christianisation de l'Irlande, les eaux de nombre de ces puits ou fontaines sont devenues sacrées et le nom de saint Patrick, leur fut donné. Les eaux de ces puits devaient être bonnes à boire, puisque le puits de Neamhnach en gaélique irlandais signifie cristalline ou la nacre.

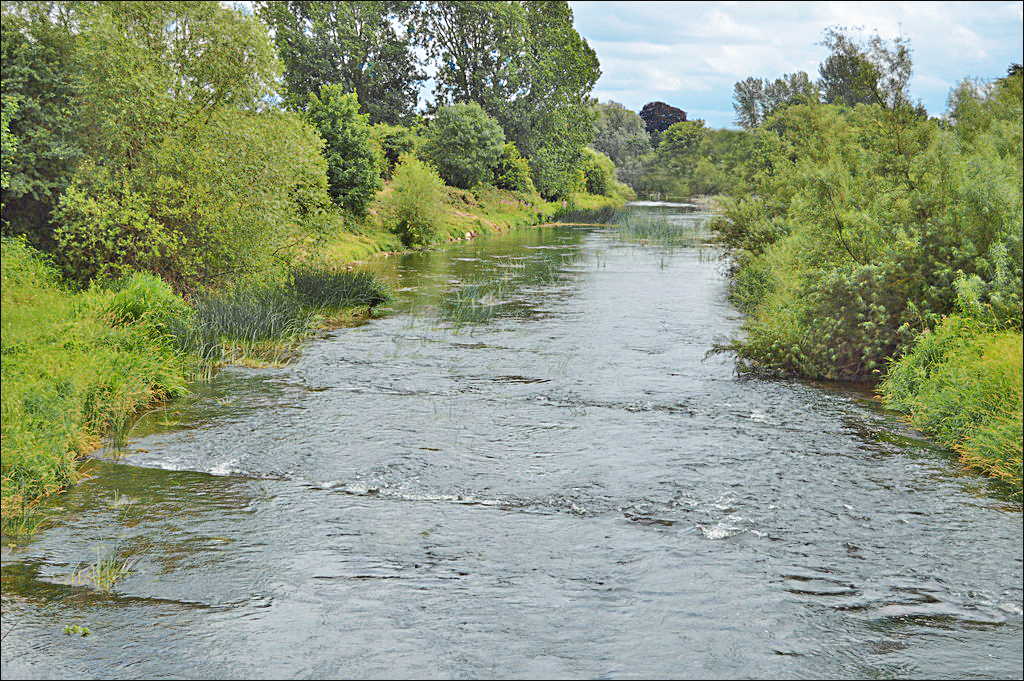
La rivière Boyne. Prenant sa source au puits de la Trinité, elle coule près de la colline de Tara.

Les écrits de William Tennant de St. Andrew's, disent que le premier moulin à maïs actionné par l'eau, aurait été inventé et mis en place par Mithridate le Grand roi de Cappadoce -132-63 avant notre ère - George Petrie, dans son livre « On the History and Antiquities of Tara », traduit le récit légendaire, en vers et en prose, de la construction d'un moulin pour moudre le grain, par le roi Cormac Mac Airt, roi légendaire suprême d'Irlande, dont la résidence était à Tara. Ce moulin, le premier moulin de ce type en Irlande, était actionné par l'eau de la petite rivière, la Nith ou Niodh, laquelle alimentée par la fontaine Neamhnach au nord-est de Tara, était ensuite détournée par des canaux de drainage vers les champs locaux.
« La source, de ce moulin vers l'est coule dans le vallon,

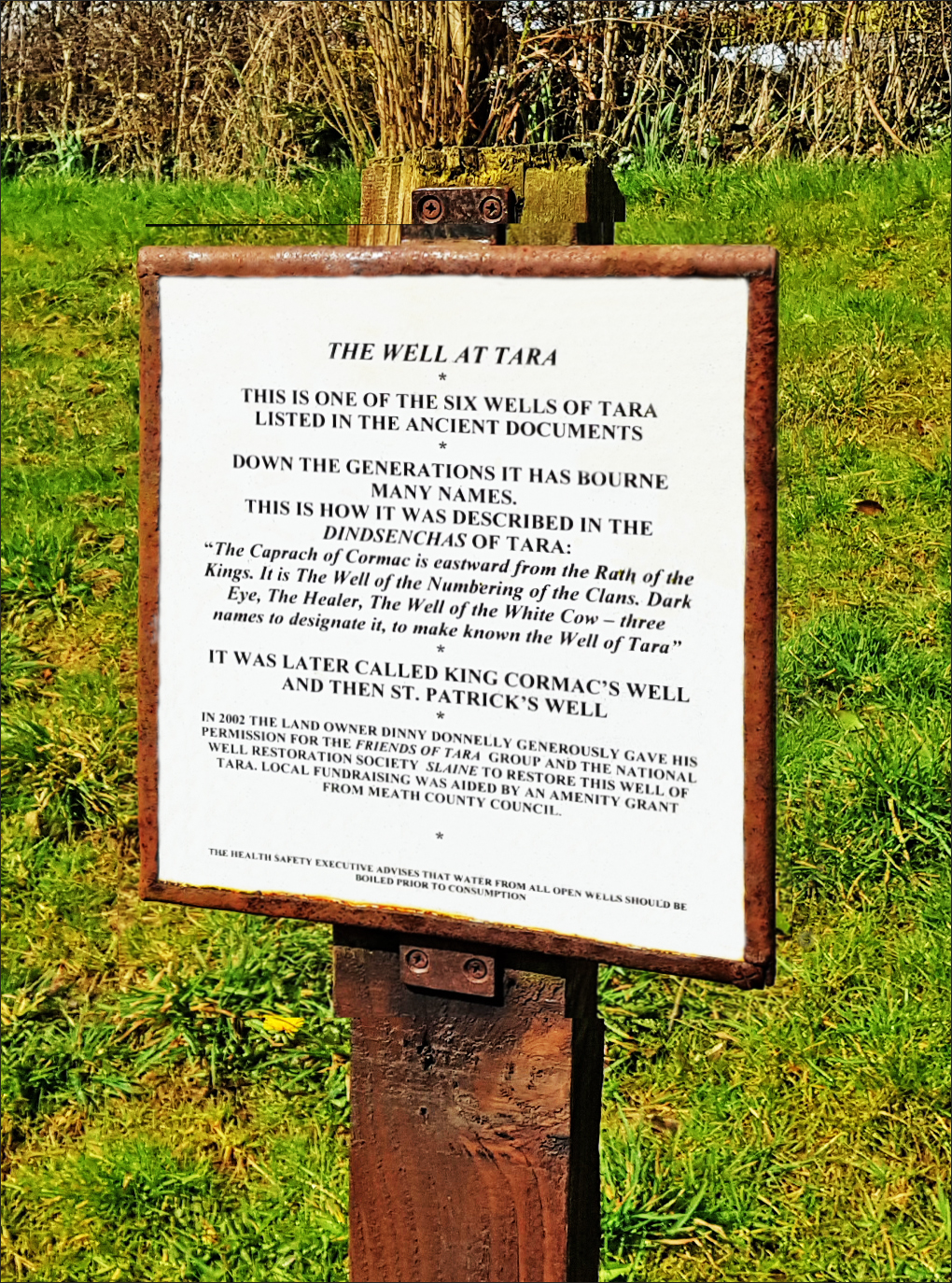
Le panneau des différents noms donnés au puits de Tara.

Sur lequel Cormac a placé le premier moulin
Ciarnaid, la servante du juste Cormac,
Dont la meule nourrissait une centaine de personnes.
Servait à moudre dix boisseaux par jour,
Pas un travail pour une personne vaniteuse. » 
Sir Robert Wilde Willain, le père d'Oscar Wilde, dans son livre publié en 1849, «The Beauties of the Boyne and Its Tributary the Blackwater », rivière qui coule près de Tara et prend sa source au puits de Saint Patrick, décrit la rivière Boyne comme un endroit où on peut reconstituer l'histoire de l'Irlande, à travers les monuments de Tara : « À l'est du Forradh, juste à côté de la route, se trouve le puits de Neamhnach [NewnagK], une belle source, fortement ombragée par un magnifique frêne, dont les racines s'étendent encore au-dessus. » Il a été identifié 4 147 hillforts en Grande-Bretagne et en Irlande, alors qu'on pensait auparavant que leur nombre était de 2 000. Il y en a 1 694 en Écosse, 1 224 en Angleterre (dont 271 dans le Northumberland) et 535 au pays de Galles au 8 octobre 2018 [et 694 en Irlande par déduction].

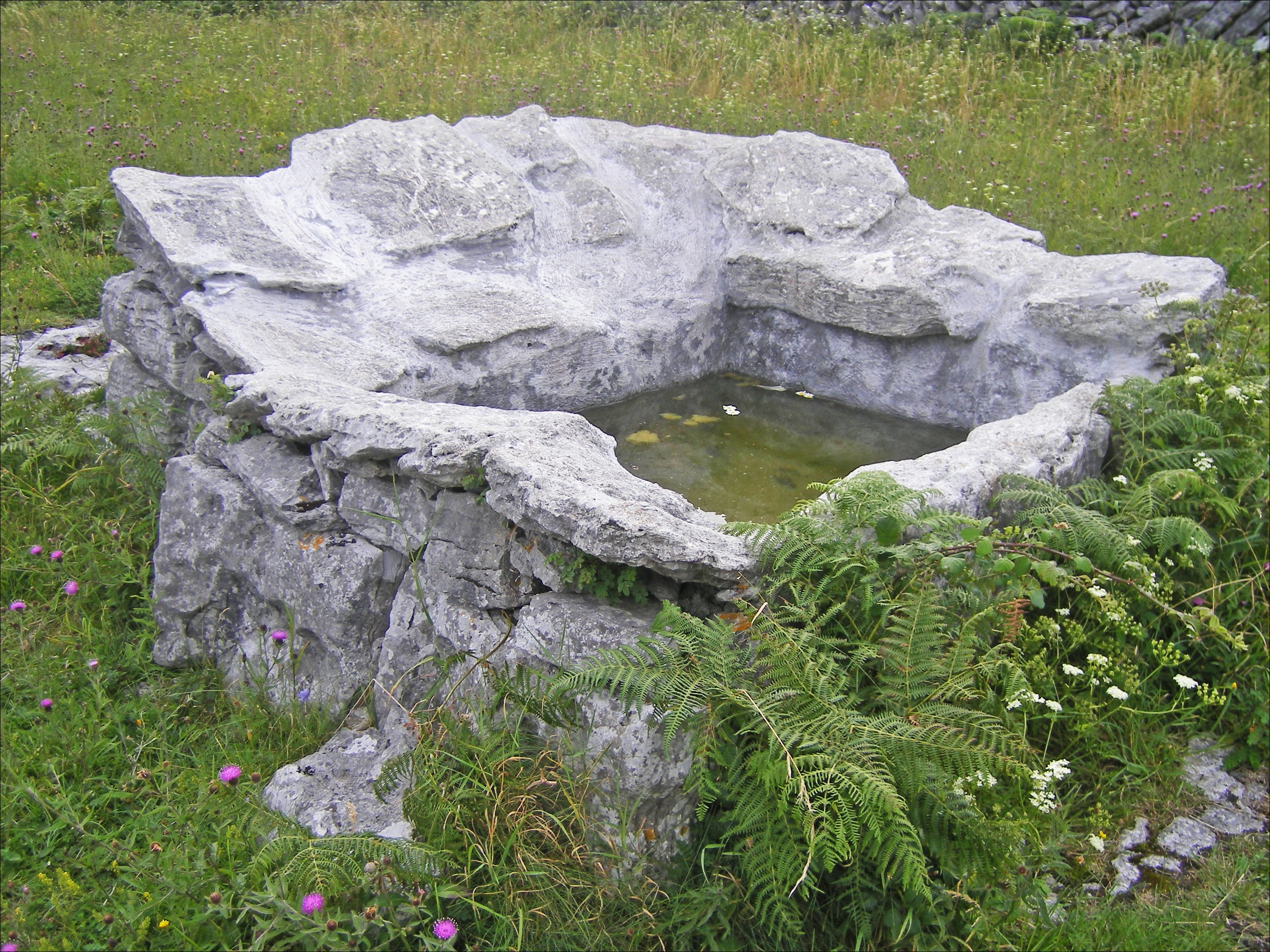
Réservoir simple de collecte et de stockage des eaux de pluie. Réparé.
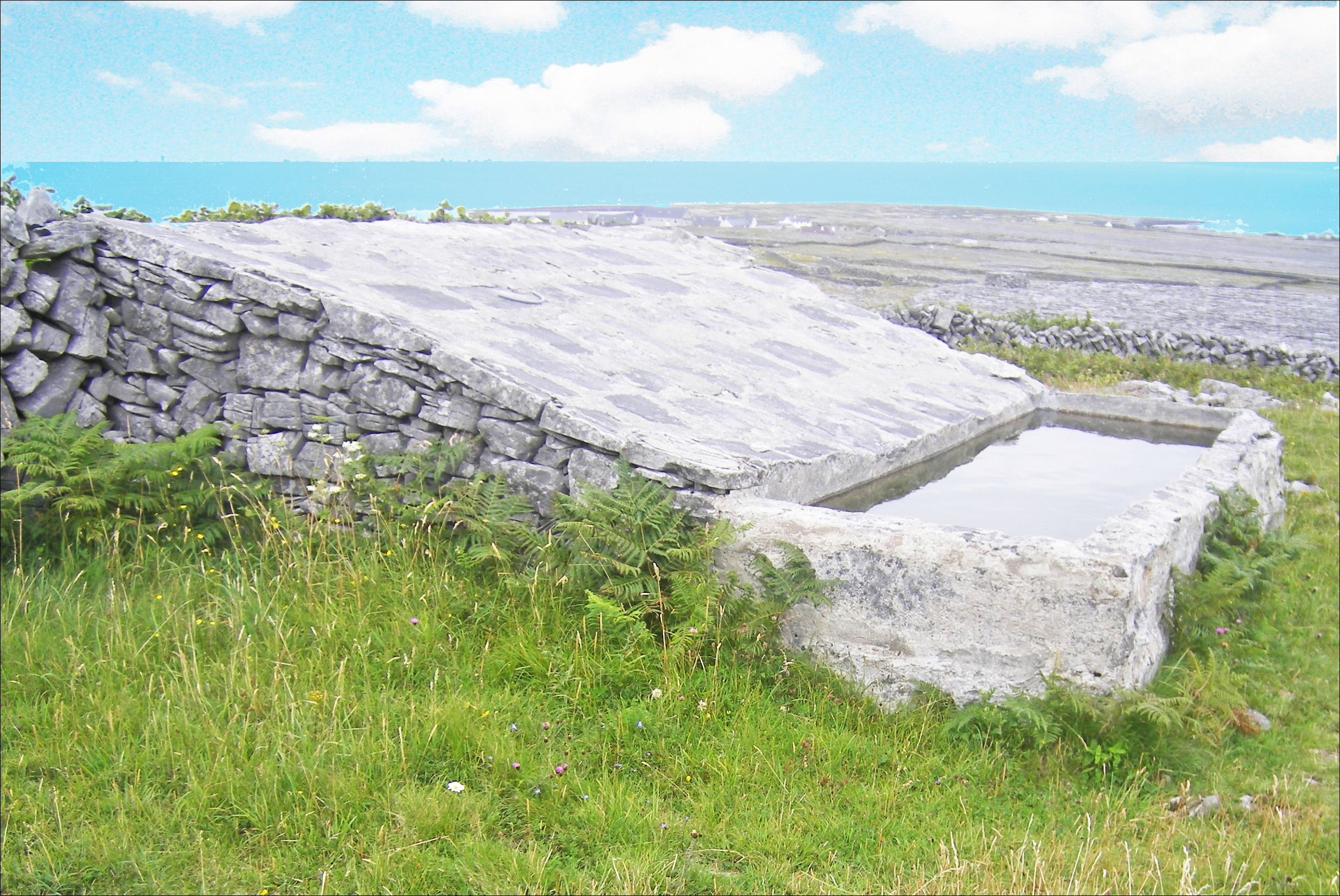
Réservoir simple grande capacité, de collecte des eaux de pluie.
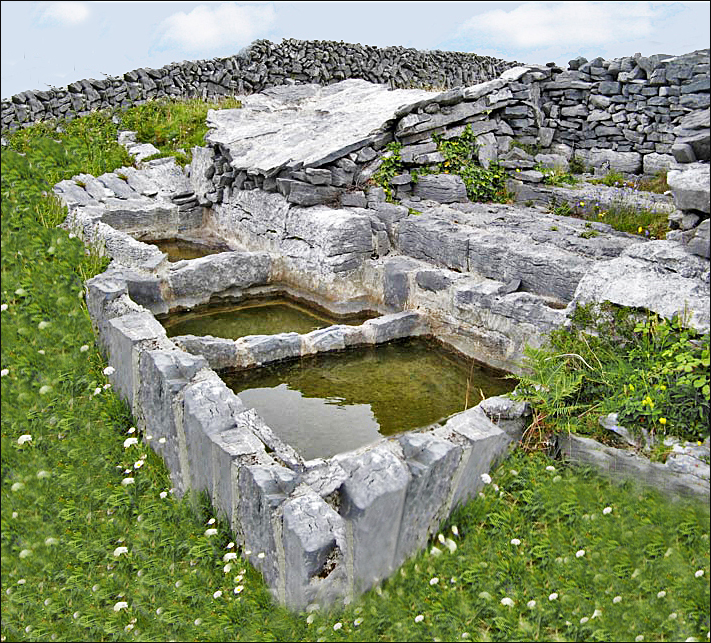
Trois réservoirs à triple fonctions : collecte, décantation et stockage.

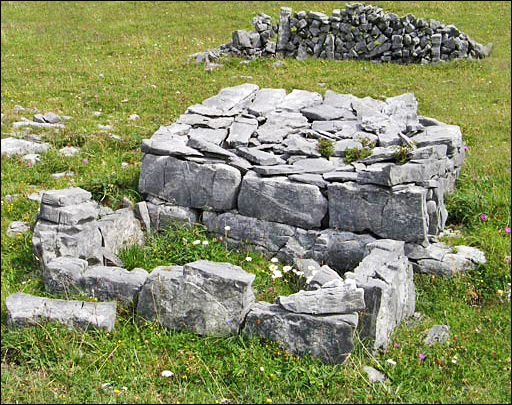
Principe de construction d'un collecteur d'eau avant sa rénovation.
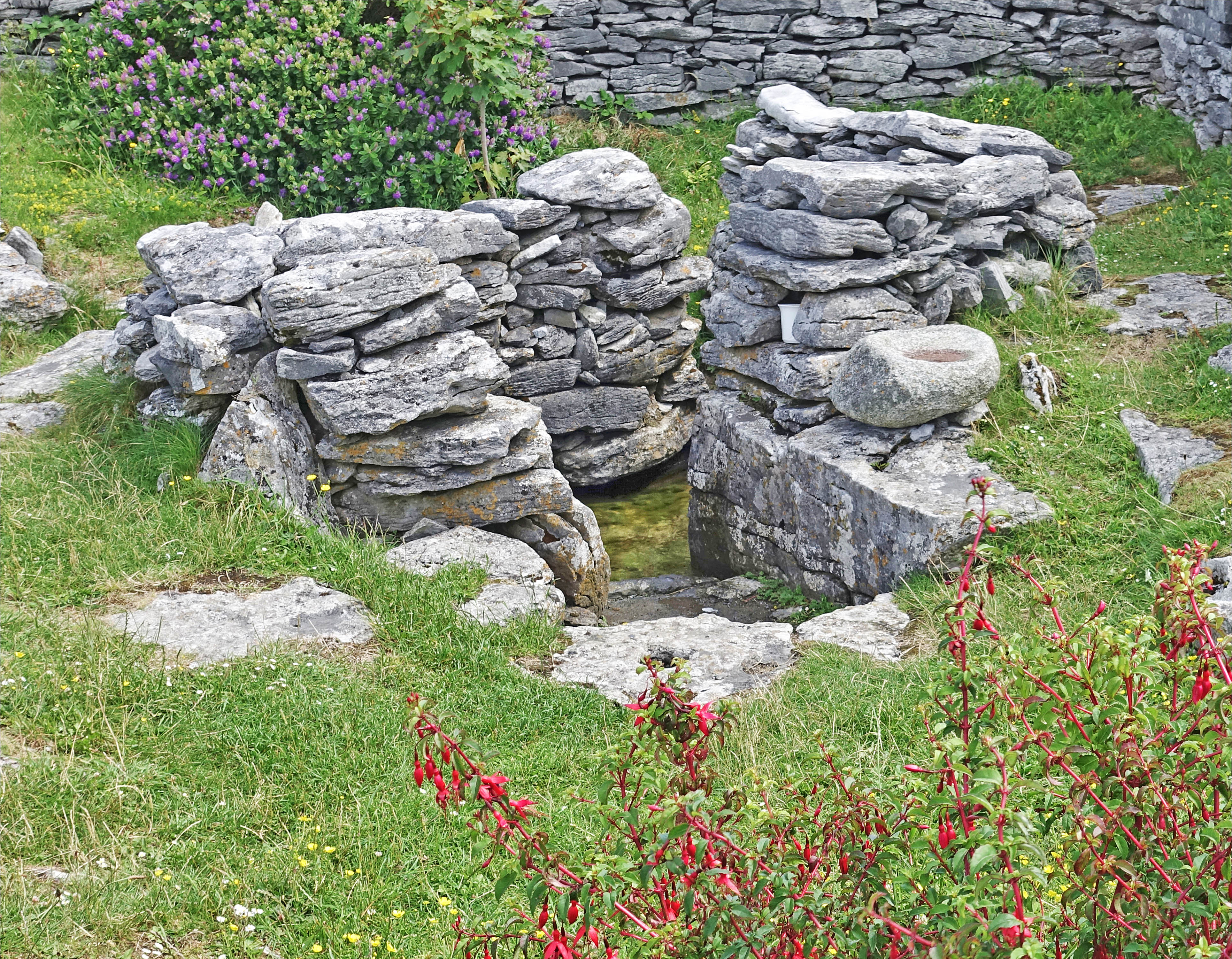
Le puits de Saint Enda (Tobar Éinne) sur l'île d'Inis Oirr en Irlande.
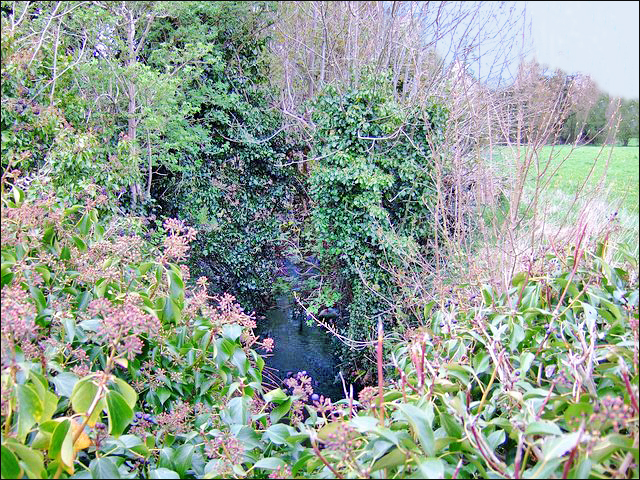
Source de la rivière Boyne près de Carbury, Co Kildare, Irlande.

## Péninsule ibérique

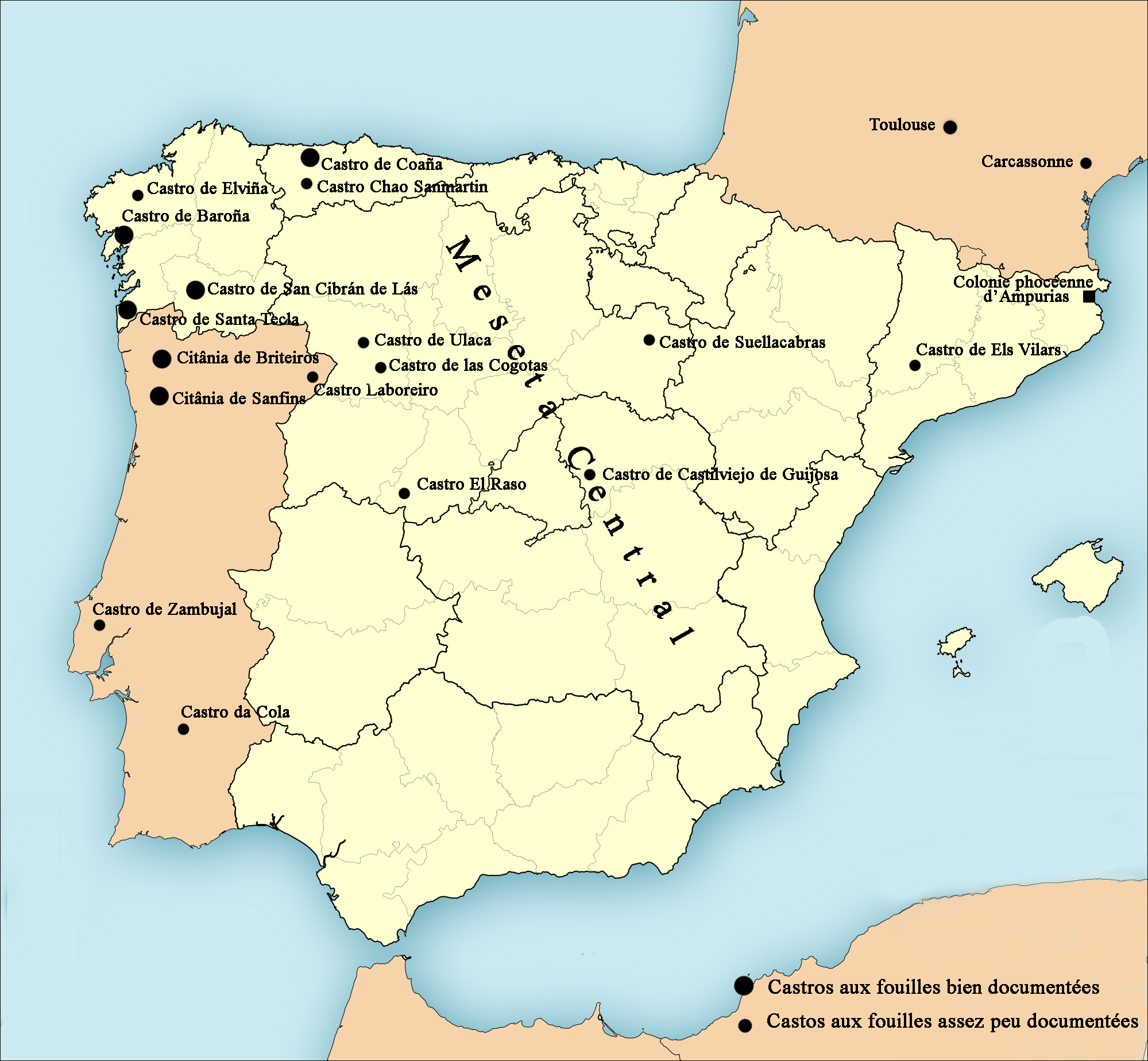
Carte des différentes régions d’Espagne et du Portugal, avec emplacement des castros traités.

Au cours des siècles qui ont précédé la conquête romaine, la majeure partie de la péninsule Ibérique était habitée par des peuples celtes, réputés pour leur maîtrise de la métallurgie et leur caractère guerrier. Dans l'Hispanie pré-romaine - nom donné par les Romains à la péninsule Ibérique - c’est la civilisation celtique, qui occupait une grande partie du centre de la péninsule, qui a été la moins perméable aux éléments extérieurs pendant la plus grande partie de son histoire, du IXe   au   IIe siècle avant notre ère.
Les archéologues et historiens estiment que les premiers peuples celtes sont arrivés dans la péninsule Ibérique au cours du XVIIIe siècle avant notre ère. Au cours du XVIIe siècle, pendant la civilisation dite de Hallstatt, ils se seraient déployés dans le nord de la Meseta, dans le nord du Portugal actuel et en Galice. Vers 575 avant notre ère, des Grecs phéniciens de Massalia (Marseille) se sont installés à Ampurias, en Catalogne, qui fut la première et la seule colonie avec son port de commerce en Espagne. « Les Celtes et la celtisation de la péninsule Ibérique sont des thèmes parmi les plus intéressants de la Protohistoire du Sud-Ouest de l’Europe, car les Celtes constituent un élément essentiel dans la formation des ethnies et des cultures préromaines. »

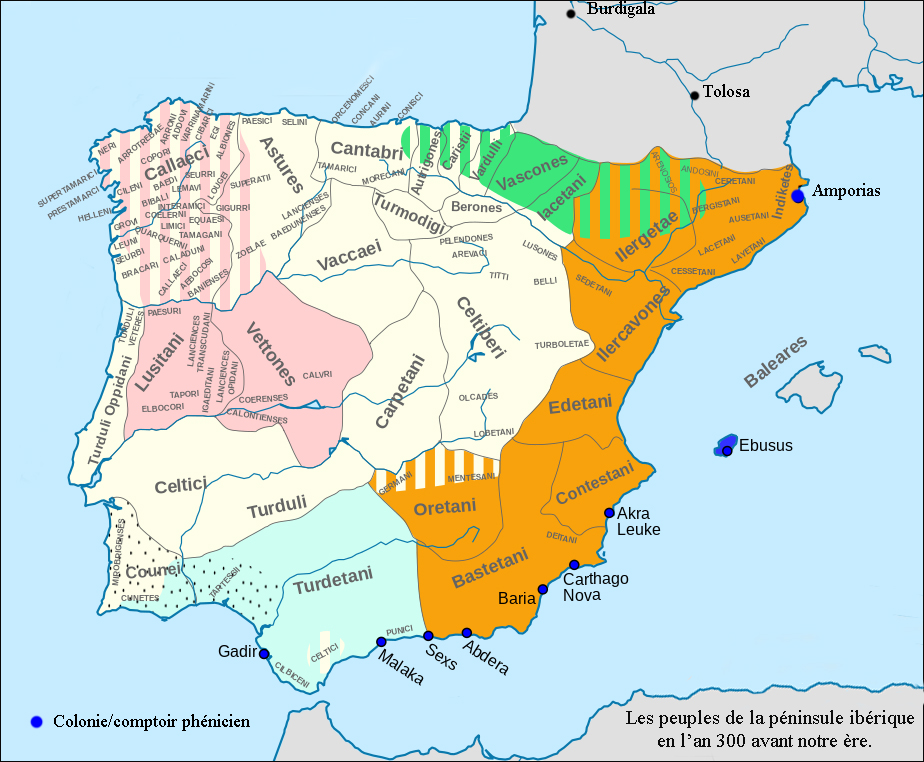
Carte des peuples de la péninsule ibérique en 300 avant notre ère.

À leur arrivée dans la péninsule Ibérique, les premiers Celtes s’installèrent dans les montagnes intérieures et les Hautes Terres de l’est de la Meseta. Puis ils s’établirent sur tout le nord et l’ouest de la péninsule.
Le début de la construction des oppidums – généralement appelés castros (châteaux) en Espagne - dans la péninsule Ibérique, se situerait au IVe siècle avant notre ère en Oretani et en Extremadure, respectivement au sud et à l’ouest de la Meseta, région montagneuse du centre de l’Espagne. Les historiens donnent la date d’apparition des oppidums dans le nord de la Meseta vers la fin du IIIe siècle avant notre ère.
Les Celtibères, qui occupaient le nord est de Meseta, étaient des tribus celtiques ou « celtisées » de la péninsule Ibérique.
La domination des Celtes en Espagne se fit sur les côtes de l’Océan Atlantique, mais aucune ville ne fut crées sur les côtes de la Méditerranée déjà conquises par les Phocéens. « Il est vraisemblable que la conquête de l'Espagne par les Celtes sur les Phéniciens, vers l'an 5oo [avant notre ère], c'est-à-dire vers le début des guerres médiques, fut entreprise d'accord avec les Grecs de Marseille. »

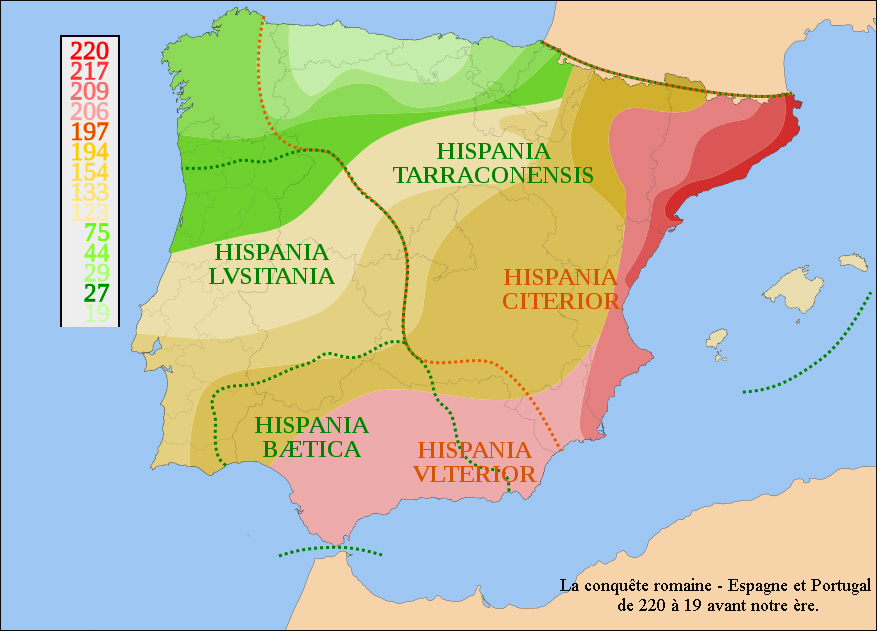
La conquête romaine - Espagne et Portugal - de 220 à 19 avant notre ère.

Les Celtes qui ont occupé la péninsule Ibérique se divisent en deux branches principales :
- Les Celtici peuple de l’ancienne Lusitanie, à l’ouest de la péninsule Ibérique, qui seraient venus de la Gaule et qui occupaient le territoire compris entre l’océan Atlantique, et les fleuves Tage et Guadiana. Actuellement, la région qui forme la Galice et le nord du Portugal.
- Les Celtiberi au centre nord de la péninsule, qui occupaient le Léon, la Castille, ainsi qu’une partie de l’Aragon, de la Catalogne et de l’Andalousie.

« Cette Hispanic Celtica partageait de nombreux attributs avec les cultures celtiques du reste de l'Europe, […] exceptés par certains aspects imposés par le climat et la géographie : bien que […] sédentaires, ils conservaient certaines caractéristiques de leur passé nomade, comme l'élevage en transhumance, qui complétait l'agriculture de subsistance. Leurs coutumes étaient proches de celles des Celtes de Gaule. »

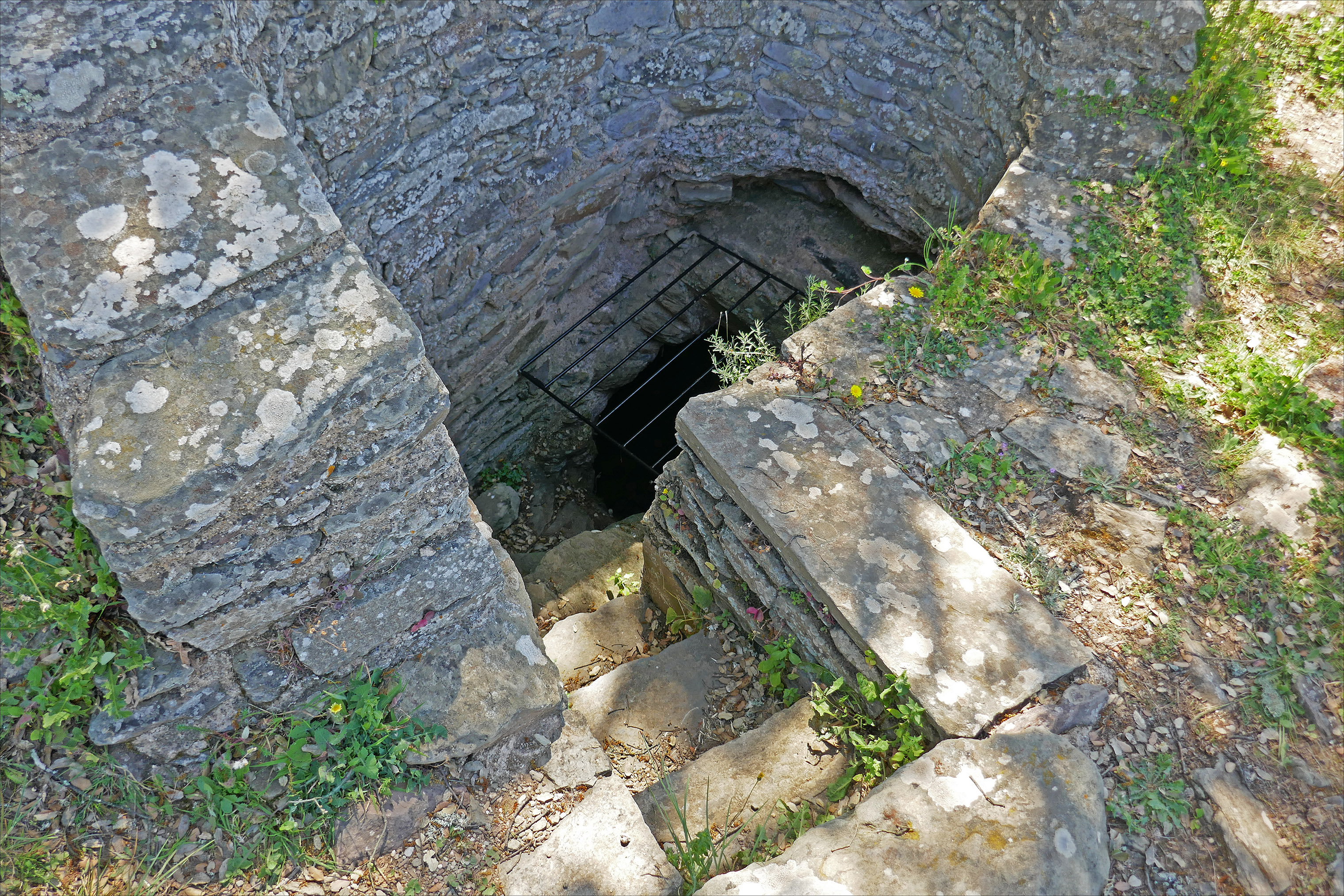
Castro da Cola, le puits celtique et son escalier d’accès à l’eau.

La conquête par les Romains des peuples celtes, connues sous le nom de guerres celtibériques, fut difficile et lente et dura un demi-siècle, avec le siège et la victoire romaine de l'oppidum celtibère de Numance en 133 avant notre ère. La guerre de Numance revêt une importance toute particulière, car elle permet à l'hégémonie romaine de s'affirmer au centre et au nord de l'Hispanie et marque la pacification définitive de la péninsule Ibérique.

### La culture descastros
Les castros – appelés oppidums en Gaule – sont des fortifications résidentielles de l’âge du fer, qui se sont développées dans la péninsule Ibérique, édifiées par des populations diverses des régions actuelles de la Galice, des Asturies et du nord du Portugal. Les Celtibères en construisirent sur les plateaux de la Méseta, au centre de l’Espagne, ainsi que, par les Ibères au sud et à l'est de la péninsule Ibérique. C’est la romanisation qui marque la fin des castros.
À partir des fouilles et recherches archéologiques, les premiers castros ou oppidums auraient fait leur apparition au IVe siècle avant notre ère en Oretani, dans la Sierra Morena et en Extremadure respectivement au sud et à l’ouest de la Meseta.
Les besoins en eau étant importants pour la population d’un castro, comme pour les oppidums de la Gaule, les castros sont édifiés au sommet d’une colline pourvue de sources, dans une plaine près d’un lac ou d’une rivière, ou en bord de mer.

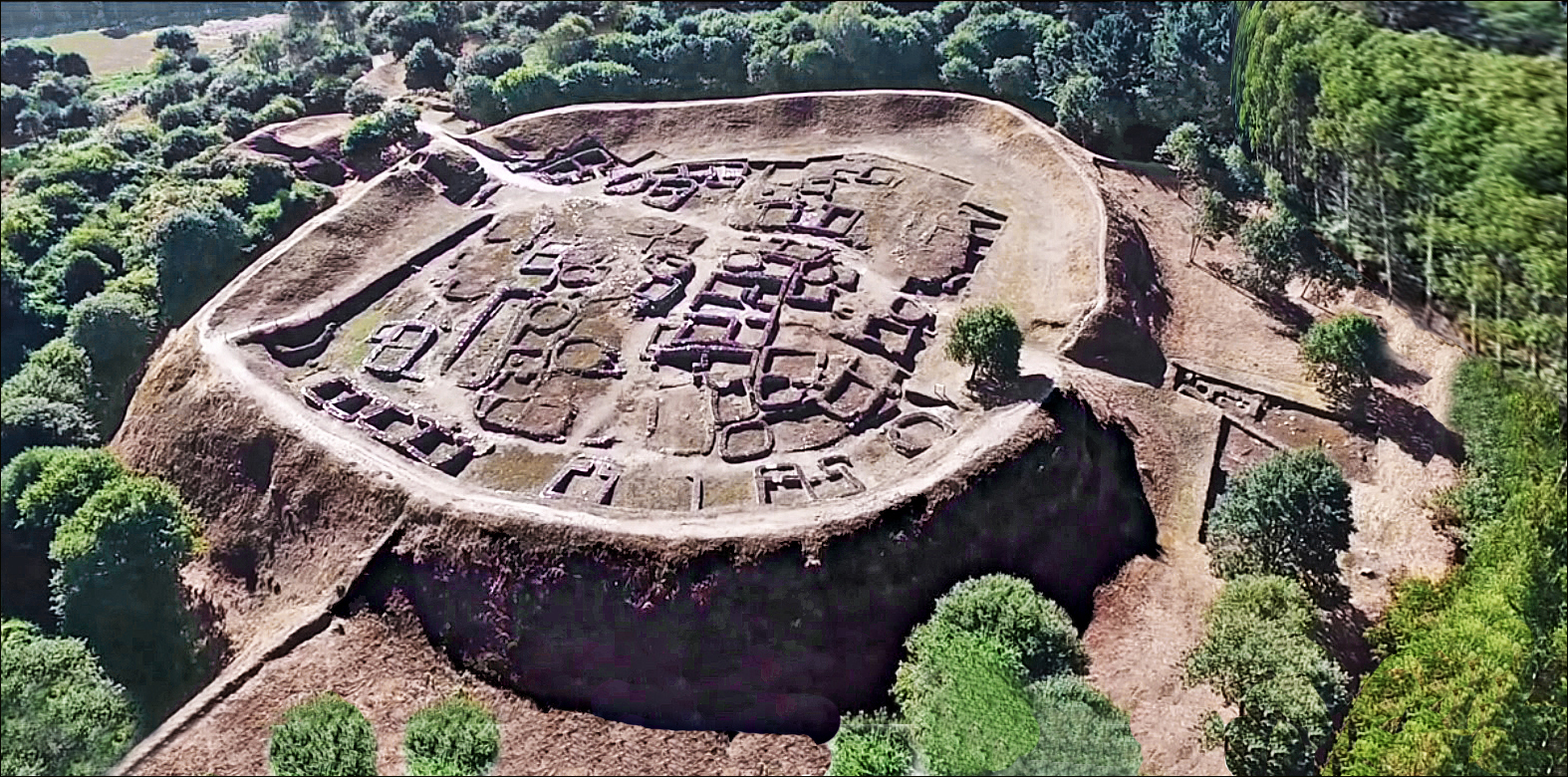
Castro de Viladonga en Galice, vue aérienne de la colline.

« En conclusion, on peut déduire qu’une grande partie des types les plus caractéristiques de l’origine celtibérique se sont formés pendant le IIIe siècle av. J.-C., même s’ils ne sont attestés le plus souvent que dans des trésors du début du Ier siècle av. J.-C. En plus toutes ces créations offrent une association d’élément méditerranéen et d’influence de La Tène : c’est l’origine de sa spécificité. »

#### Castrode Baroña

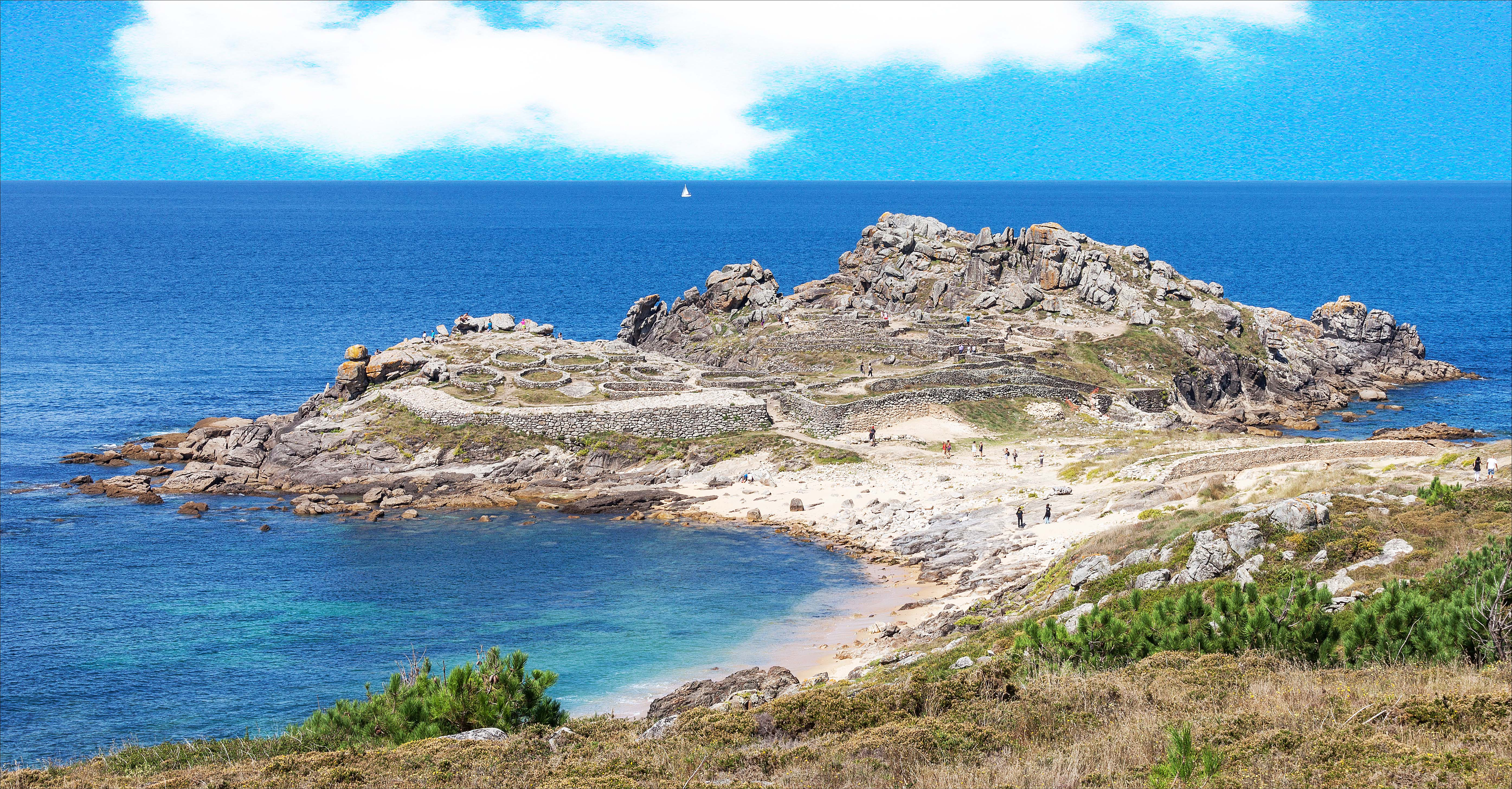
Les vestiges du Castro de Baroña, à Porto Son en Galice.

Le castro de Baroña est une ancienne cité fortifiée au nord-ouest de la péninsule Ibérique sur la commune de Porto Son, en Galice. Le castro de Baroña peut être considéré comme un castro maritime, car seul un isthme le relie à la terre. Les zones d’habitation sont construites sur 3 niveaux de la partie rocheuse. Des murailles en faisait un fort très difficile d’accès pour les envahisseurs.
Sa construction daterait du Ve siècle avant notre ère, avec ses maisons rondes - roundhouses - ou ovales typiques de la Galice.
Le castro de Baroña a été fouillé pour la première fois en 1933, puis de nombreuses fouilles eurent lieu de 1969 à 1984. Après une étude de terrain en 2010, les travaux de réhabilitation du castro commencent enfin en 2012. La première phase comprendra le nettoyage et consolidation des lieux. En 2013, après l’étude pour analyser l'influence que le passage des touristes en 2012 a eu sur le peuplement et ainsi découvrir quelles parties sont les plus touchées, des travaux de conservation correcte des murs et le placement de panneaux indicateurs le long du parcours, mettront fin à la réhabilitation du castro de la Baroña et son ouverture sécurisée au public.
« L'un des problèmes rencontrés par les colons était l'absence de source d'eau et même de citernes pour stocker l'eau, ce qui les rendait totalement dépendants du monde extérieur. De plus, les champs cultivables se trouvaient à plus de 800 mètres de l'agglomération, sur la péninsule où se trouve la forteresse de Baroña. » Avec l’océan qui l’entoure, la pêche devait être un moyen de subsistance importante, son accès aux terres environnantes depuis la petite péninsule permettait de pratiquer l’élevage et l’agriculture.

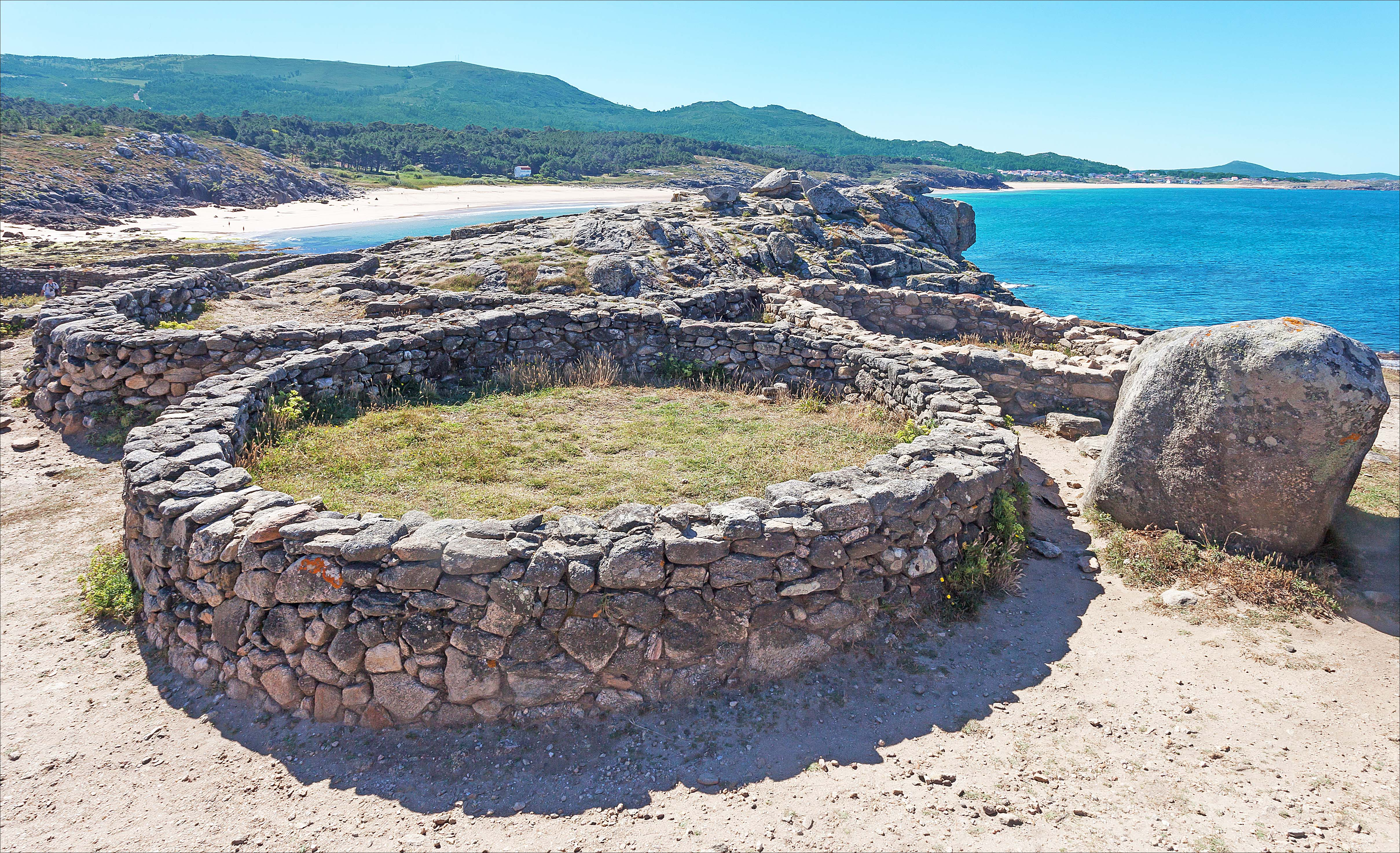
Les vestiges du Castro de Baroña, détail d’une fondation de maison ronde.

Si à l’intérieur du castro il n’y avait pas d’eau douce, celle-ci devait provenir de puits sur la presqu’île pour les besoins domestiques, avec en complément la récupération et le stockage des eaux de pluie. Le fleuve Maior, assez proche, devait subvenir au besoins de l’élevage – chèvres, moutons - et de l’agriculture.
Au cours des différentes fouilles, aucun élément sur la récupération et le stockage de l’eau n’a été mis au jour par les archéologues. Cependant : « Il y a quelques jours (19 05 2022), une nouvelle intervention a commencé pour préserver le joyau de la couronne du patrimoine Sonense […] L'objectif des travaux est de consolider les structures pour éviter leur dégradation face à l'avalanche de visiteurs, mais Baroña cache encore de nombreux secrets et à chaque fouille de nouvelles découvertes font leur apparition. »

#### Castrode Santa Tecla

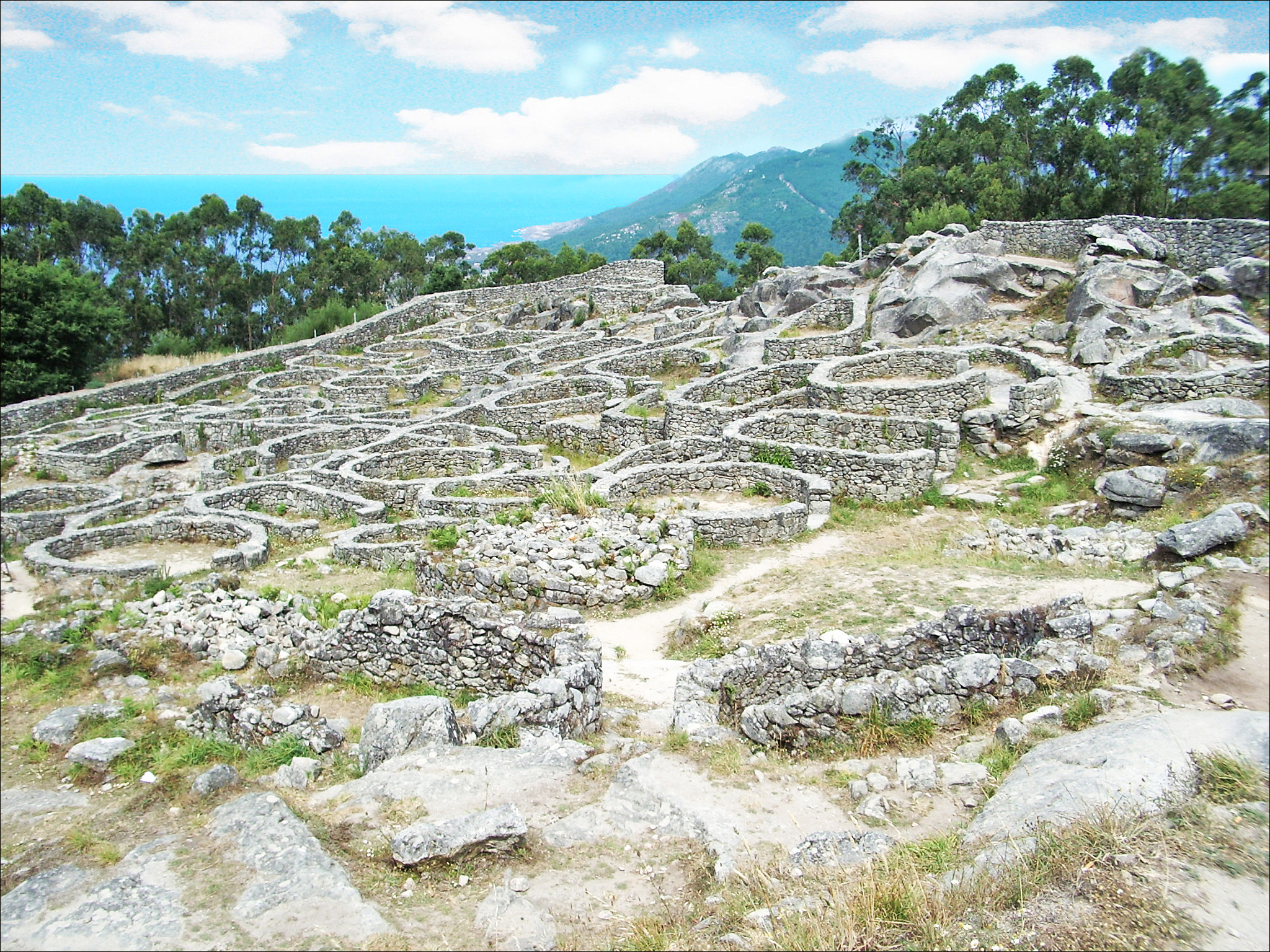
Les vestiges du castro de Santa Tecla en Galice, détail des fondations.

Le castro de Santa Tecla (Santa Trega en galicien), est une ancienne cité fortifiée au nord-ouest de la péninsule Ibérique, près de la frontière du Portugal, sur la commune de A Guardia, au sud ouest de la Galice. Proche de l’océan, le castro est entouré de montagnes, il est édifié sur la partie haute de la colline de Santa Tecla à 341 mètres de hauteur. Il est proche de l’embouchure du fleuve Miño.

Sa construction daterait du Ier siècle avant notre ère, peu de temps après le début de la romanisation de la Galice et le Ier siècle de notre ère. Certaines pierres sur la colline de Santa Tecla comportent des pétroglyphes réalisés 2 000 ans avant l’occupation du castro. Les pierres de fondations, très nombreuses et en bon état, laissent supposer la construction de maisons rondes - roundhouses - ou ovales typiques de la Galice avec un urbanisme « primitif ». Cependant l’archéologue Peña Santos parle d’un : 

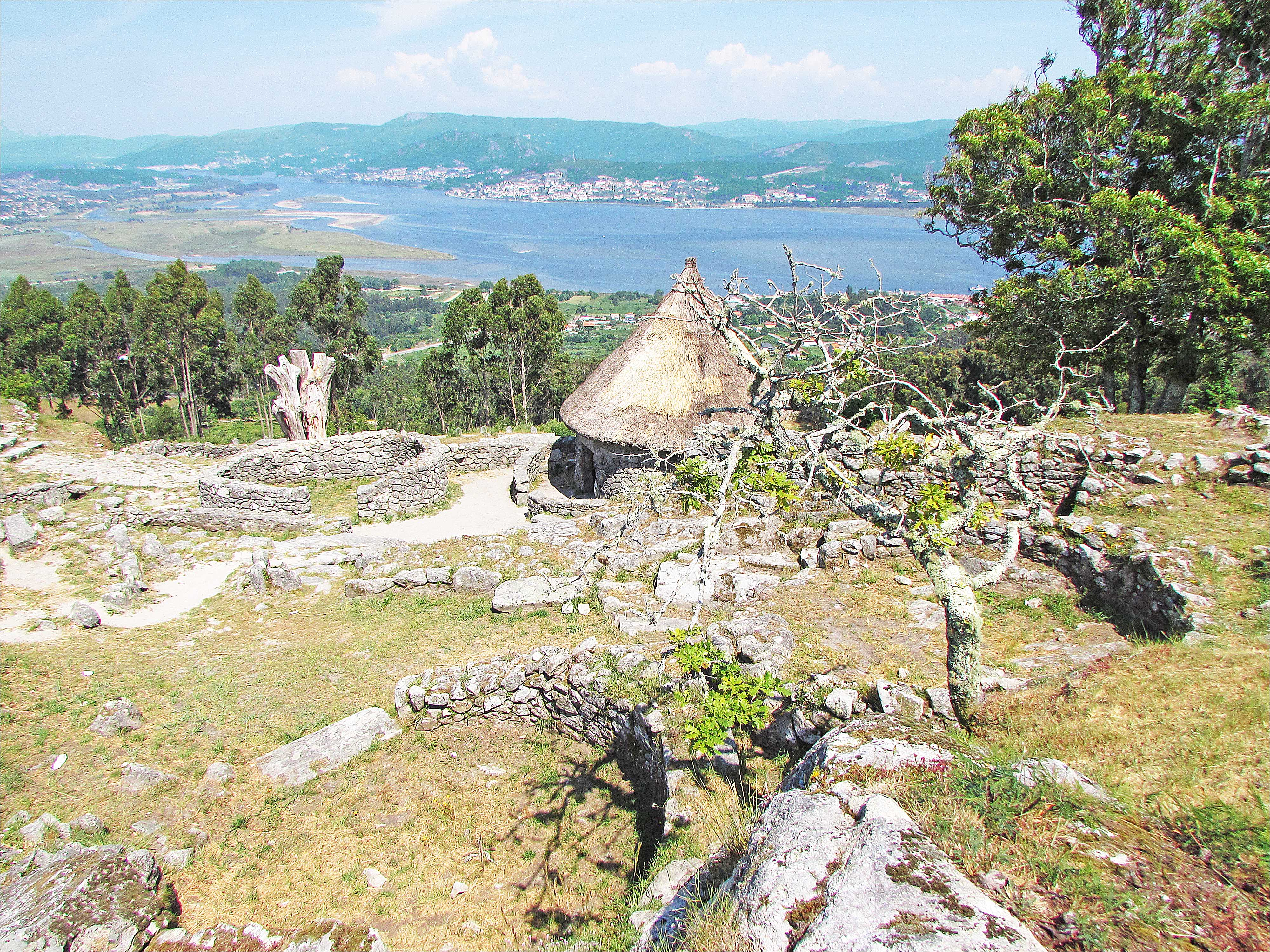
Castro del Monte de Santa Tecla, La Guardia, Galice, avec la hutte et le rio Miño.

« […] urbanisme indigène, confirmant la présence d'un travail de planification consciencieux et méticuleux avant la construction de la ville […] l'architecture visible aujourd'hui correspond dans sa grande majorité à un moment d'influence ou de domination romaine. »
Le castro de Santa Tecla avec une longueur de 700 mètres et une largeur de 300 mètres, était une grande « ville » ou citània, pouvant comporter entre 3 000 et 5 000 personnes. Son absence de murailles importantes, en font un castro plus commercial que guerrier.

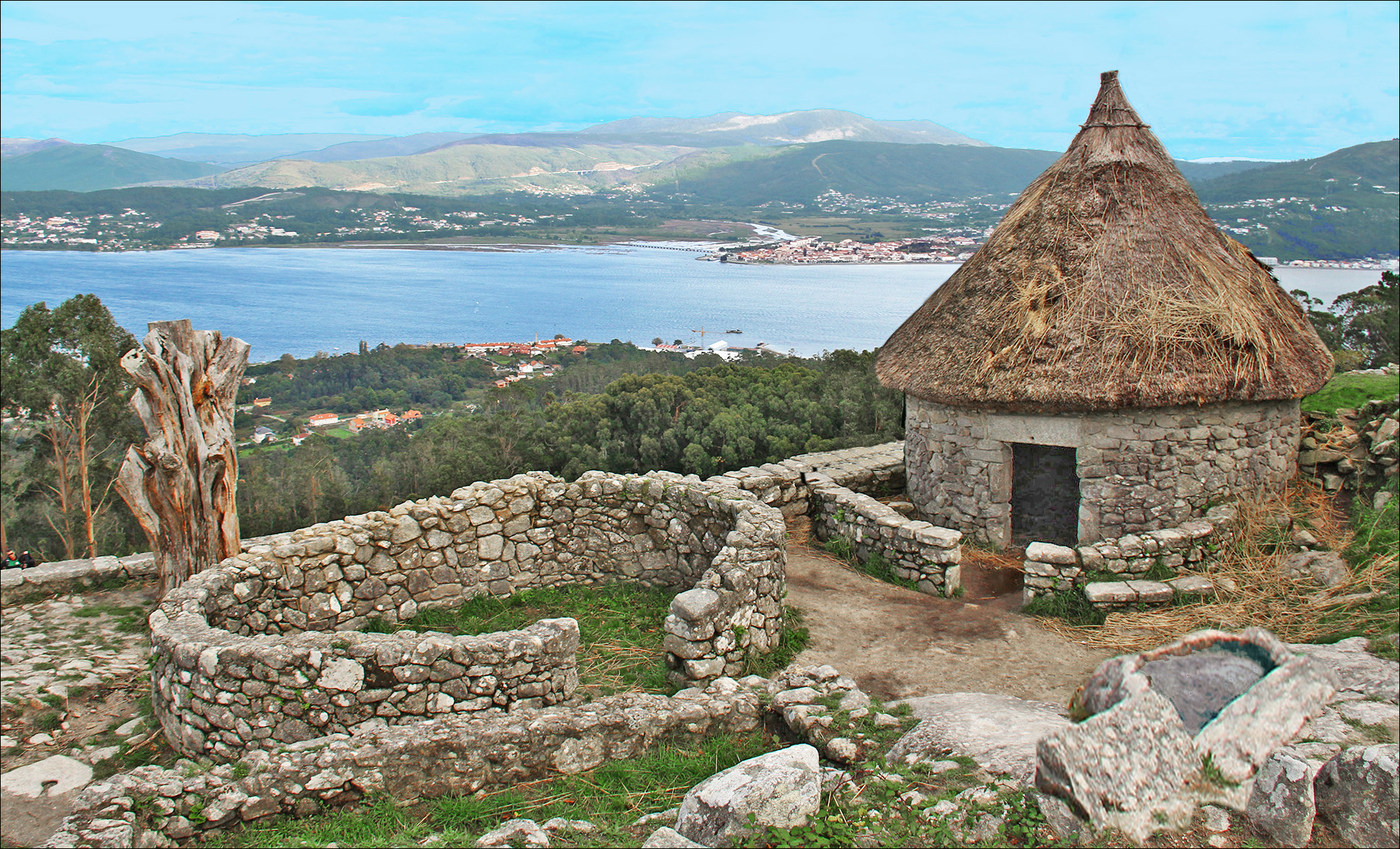
Castro del Monte de Santa Tecla, La Guardia, Galice, avec la hutte le réservoir d'eau et le rio Miño.

Les besoins en eau pour un castro aussi peuplé, devaient être importants, à la fois pour les besoins domestiques, le bétail et l’agriculture. L’influence des Romains dans l’urbanisme de la ville a permis la réalisation de réseaux d’eau, à la fois utilisés pour les besoins de la population, mais également pour l’évacuation des eaux de pluie. Des sources, avec des eaux en provenance du haut de la colline, alimentaient certains quartiers du castro. Des puits avaient été creusés en bas du castro, les terrains à proximité du fleuve Miño (ou Minho en portugais), devaient permettre de creuser à une profondeur assez faible.
« Un ensemble de canalisations creusées dans la roche et recouvertes de dalles assurait l’approvisionnement en eau et [en canalisant les eaux de pluie] empêchait les inondations dues aux pluies. » Sur les photos disponibles, on aperçoit auprès de certaines maisons, des rochers creusés, permettant la récupération et le stockage des eaux de pluie ou de sources, au moyen de caniveaux et de réservoirs assez rustiques, mais nécessaires.

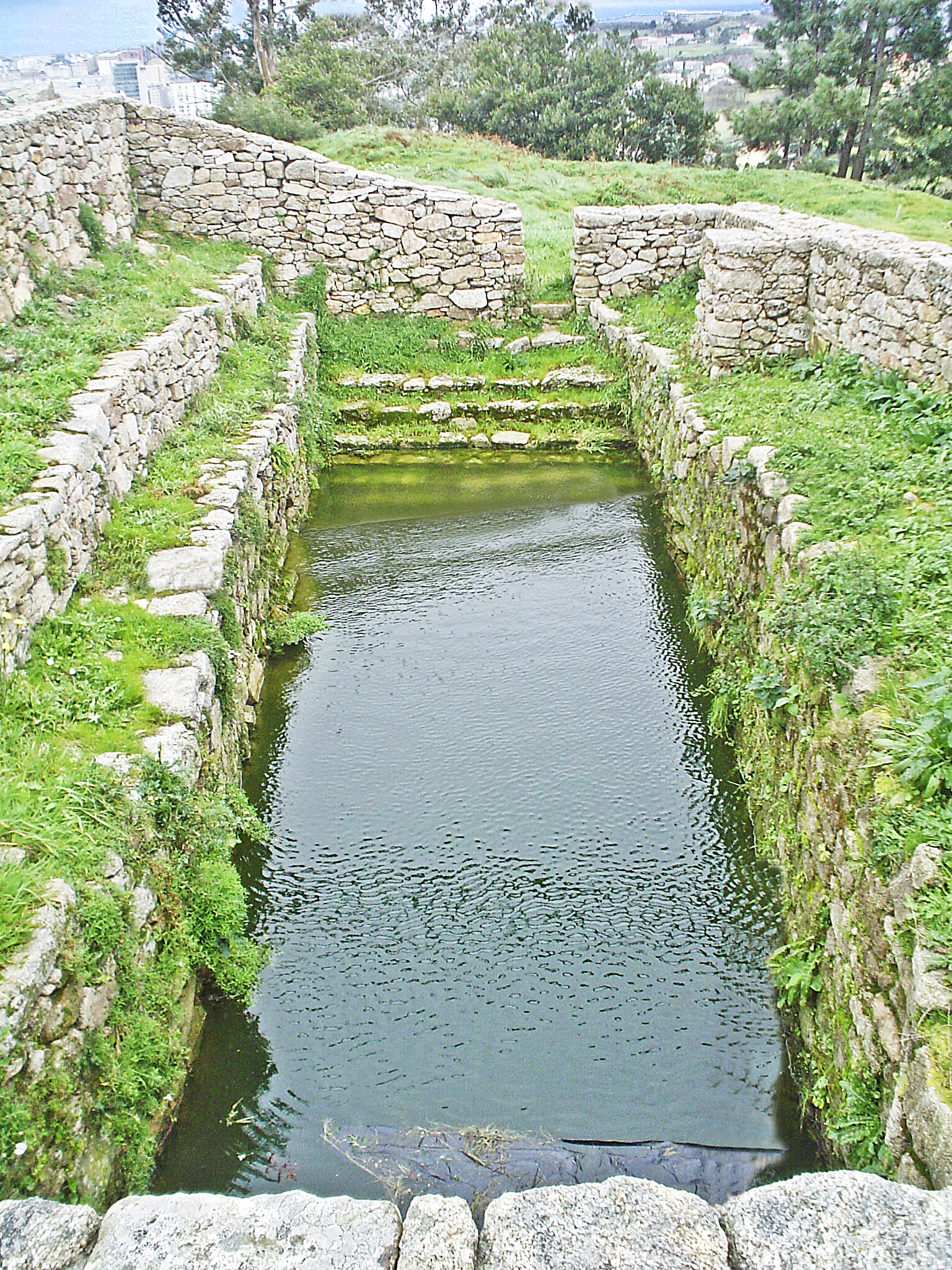
Réservoir d’eau du castro d’Elviña au nord ouest de la péninsule Ibérique.
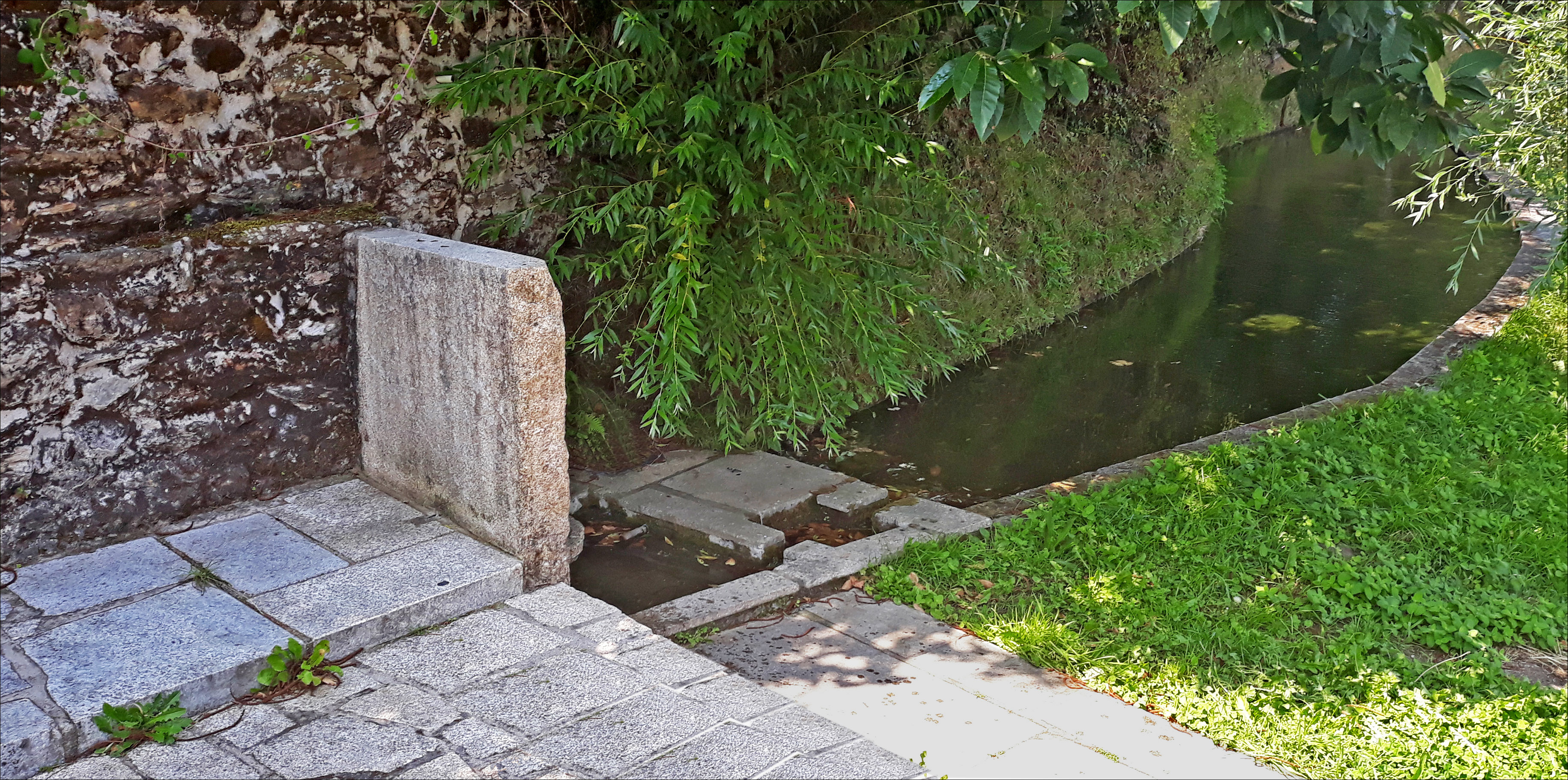
Castro, San Miguel de Castro. Fontaine reconstituée avec son ruisseau.
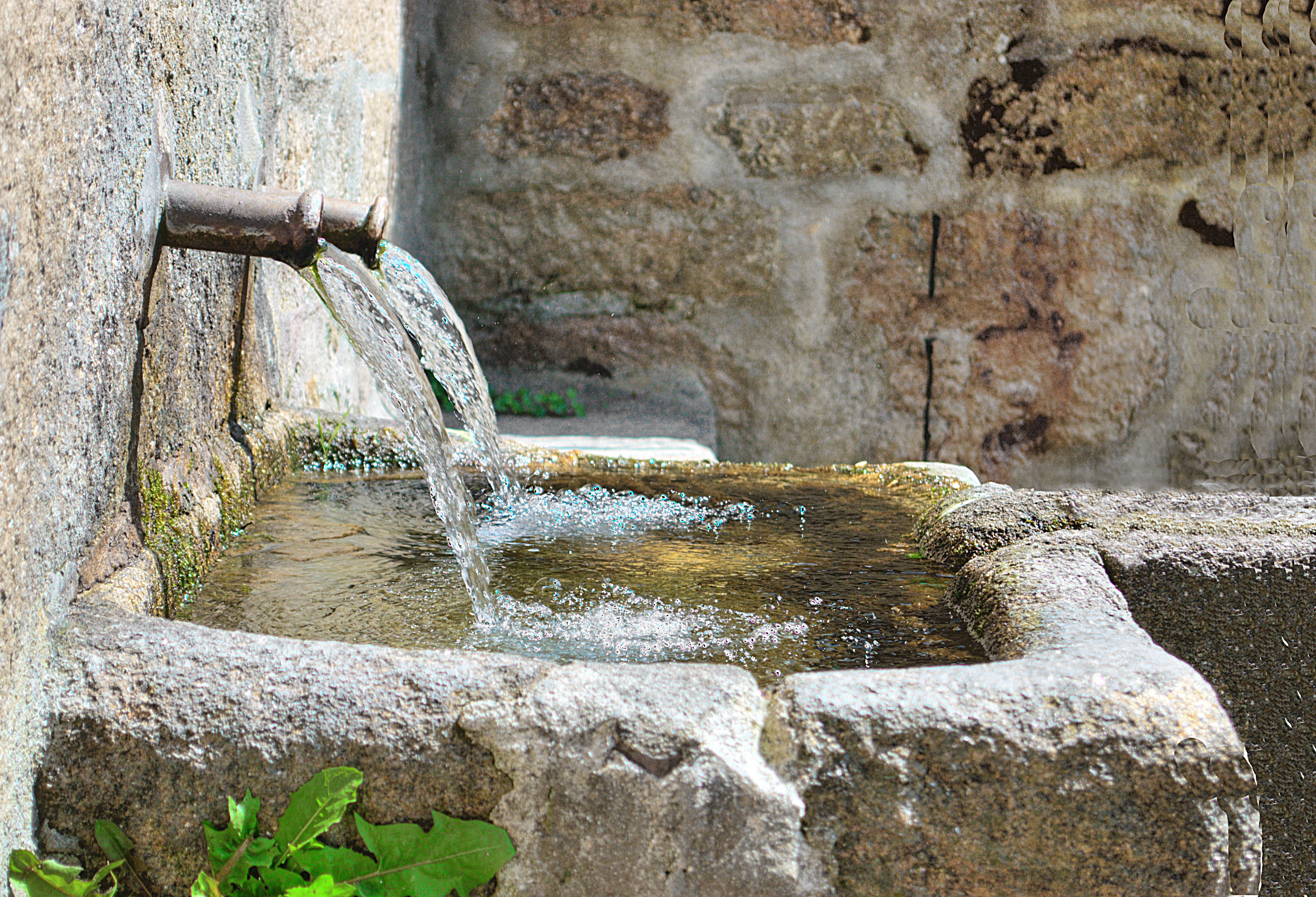
Fontaine de Cervantes, Celanova. Fontaine celte reconstituée.
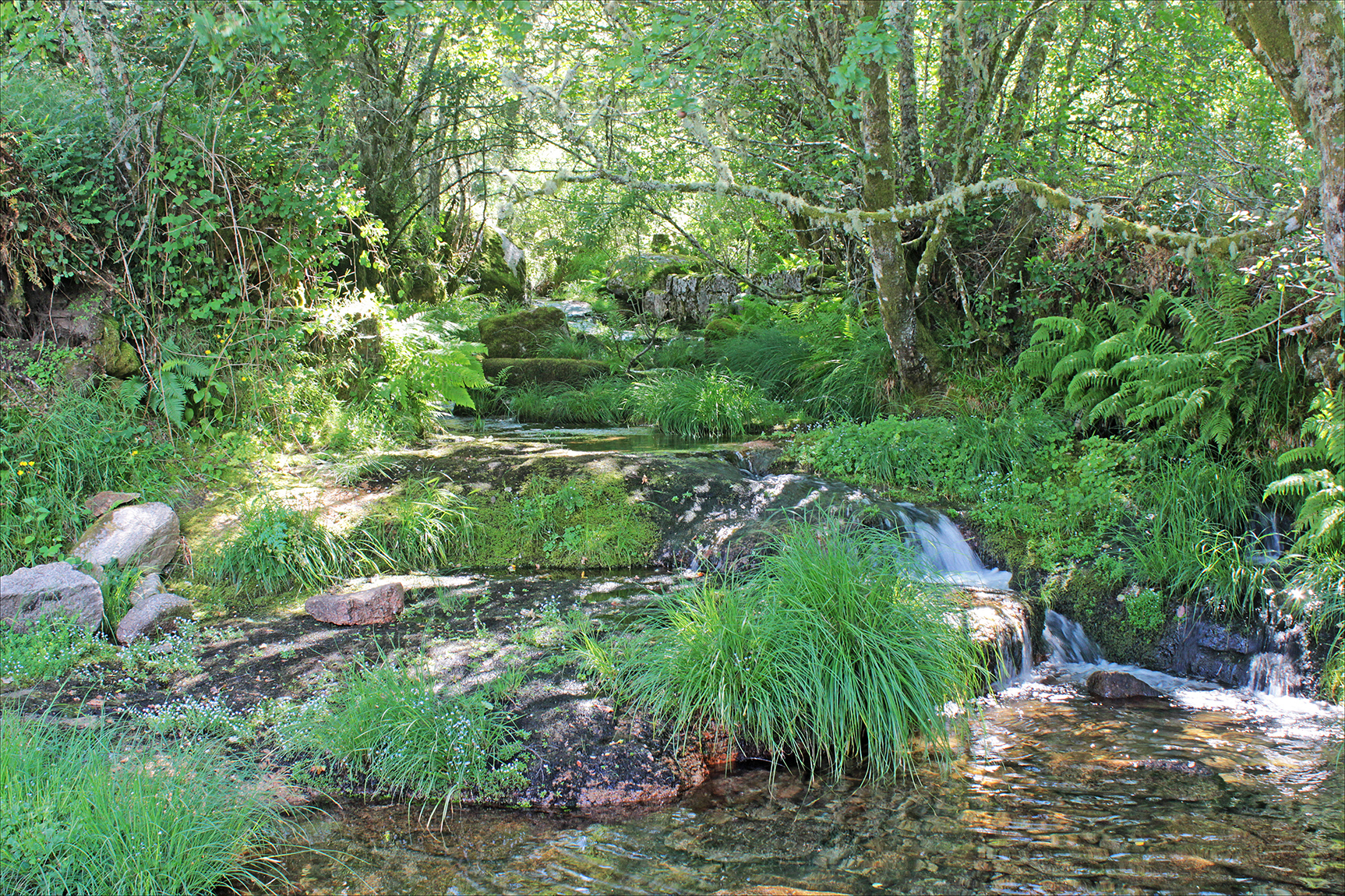
Castro Laboreiro, un ruisseau au bas de la montagne près du castro.

#### Citâniade Briteiros

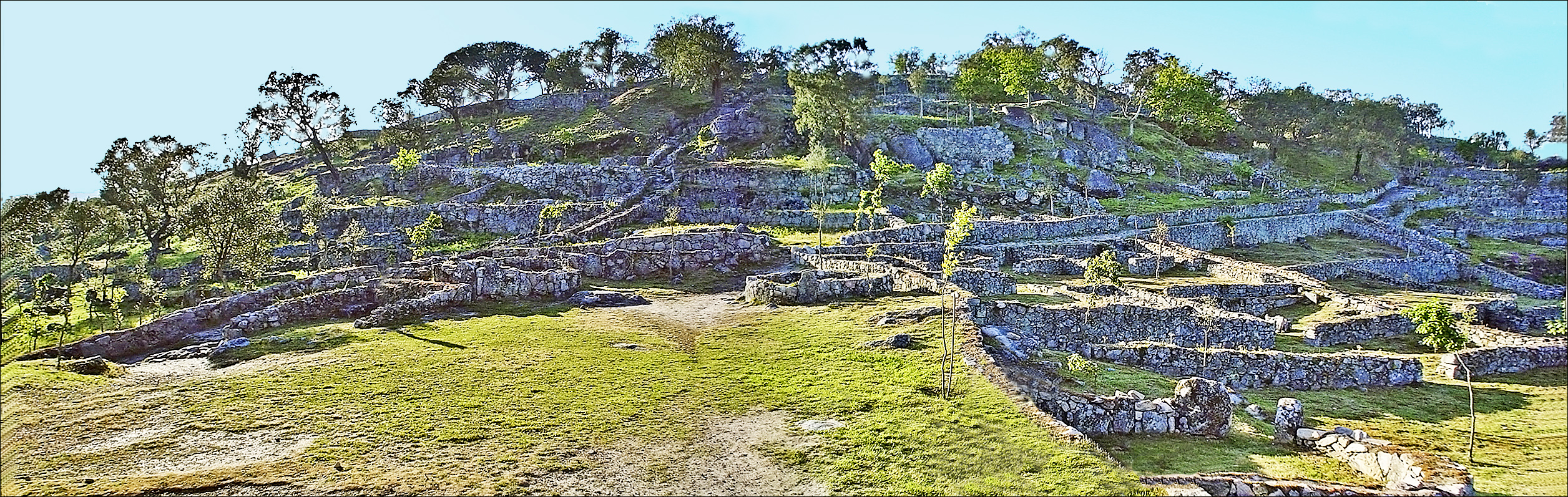
Panorama de la colline de la Citânia de Briteiros. Vu depuis le sud.

La citânia de Briteiros est un castro de l’âge du fer, construit au sommet du mont Romão, à 300 mètres d’altitude au-dessus de la vallée du fleuve Ave, sur la commune de Guimarães au nord du Portugal. La citânia représente un castro important, d’une structure de forme urbaine avec ses rues pavées, qui permettaient l’évacuation puis le stockage des eaux de pluie, son organisation en quartiers avec sa maison communautaire.

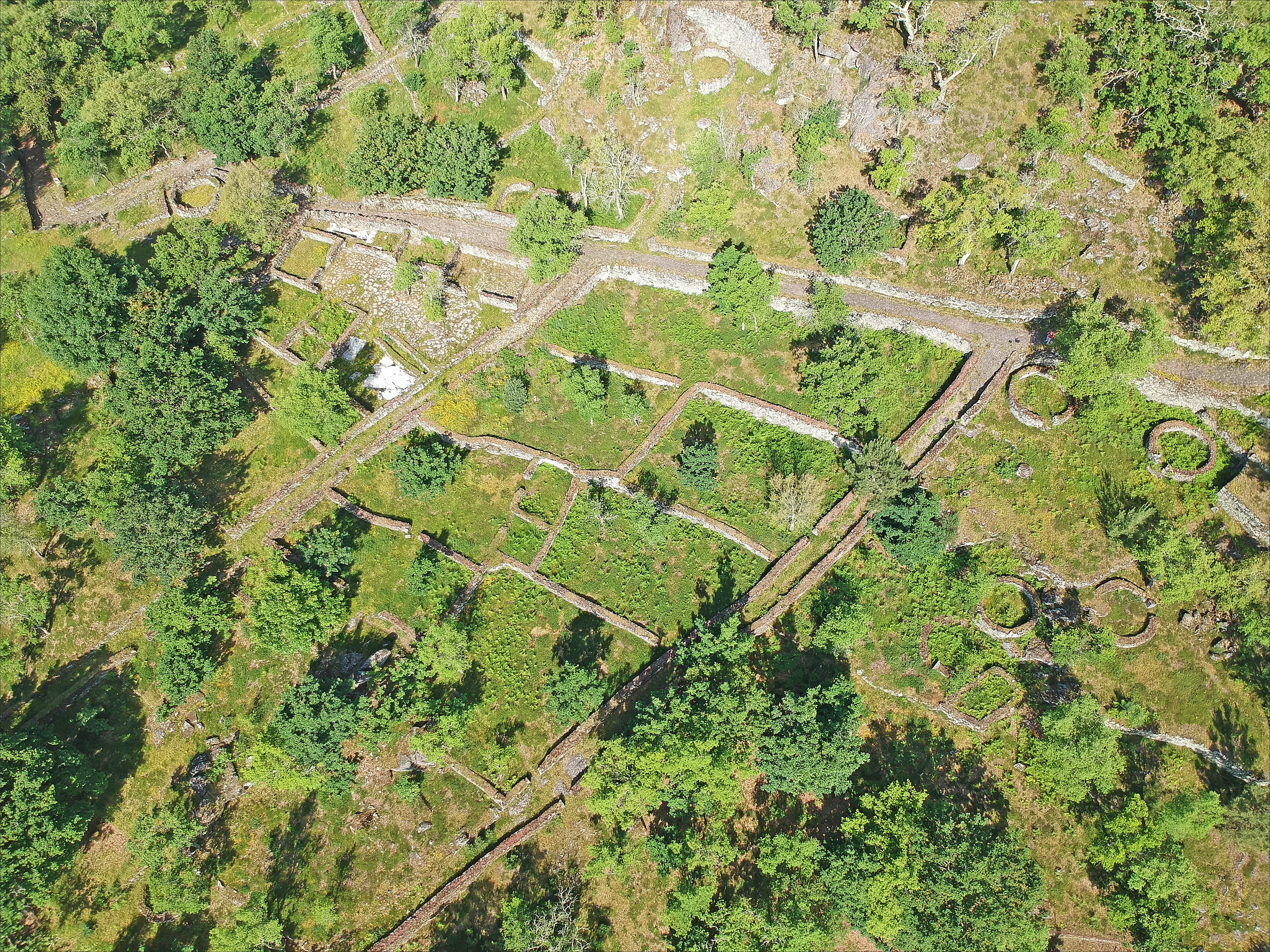
Vue aérienne partielle de la Citânia de Britéiros. Partie sud-est du site.

Le site de Briteiros pourrait avoir été occupé dès le Néolithique, comme en témoigne la présence de plusieurs roches gravées, comportant des spirales et des motifs que l’on retrouve dans tout le nord-ouest de la péninsule Ibérique.
C’est à l’âge du fer que la citânia de Briteiros se serait développée et plus particulièrement au cours des deux derniers siècles avant notre ère, avec une influence romaine dans l’urbanisation de la ville dès le 1er siècle avant notre ère. Découvert en 1875, les premières fouilles du site de la citânia de Briteiros commencèrent en 1930, de nouvelles fouilles eurent lieu en 1956, puis assez régulièrement jusqu’en 2006. La citânia avait une population estimée à 1 500 personnes.

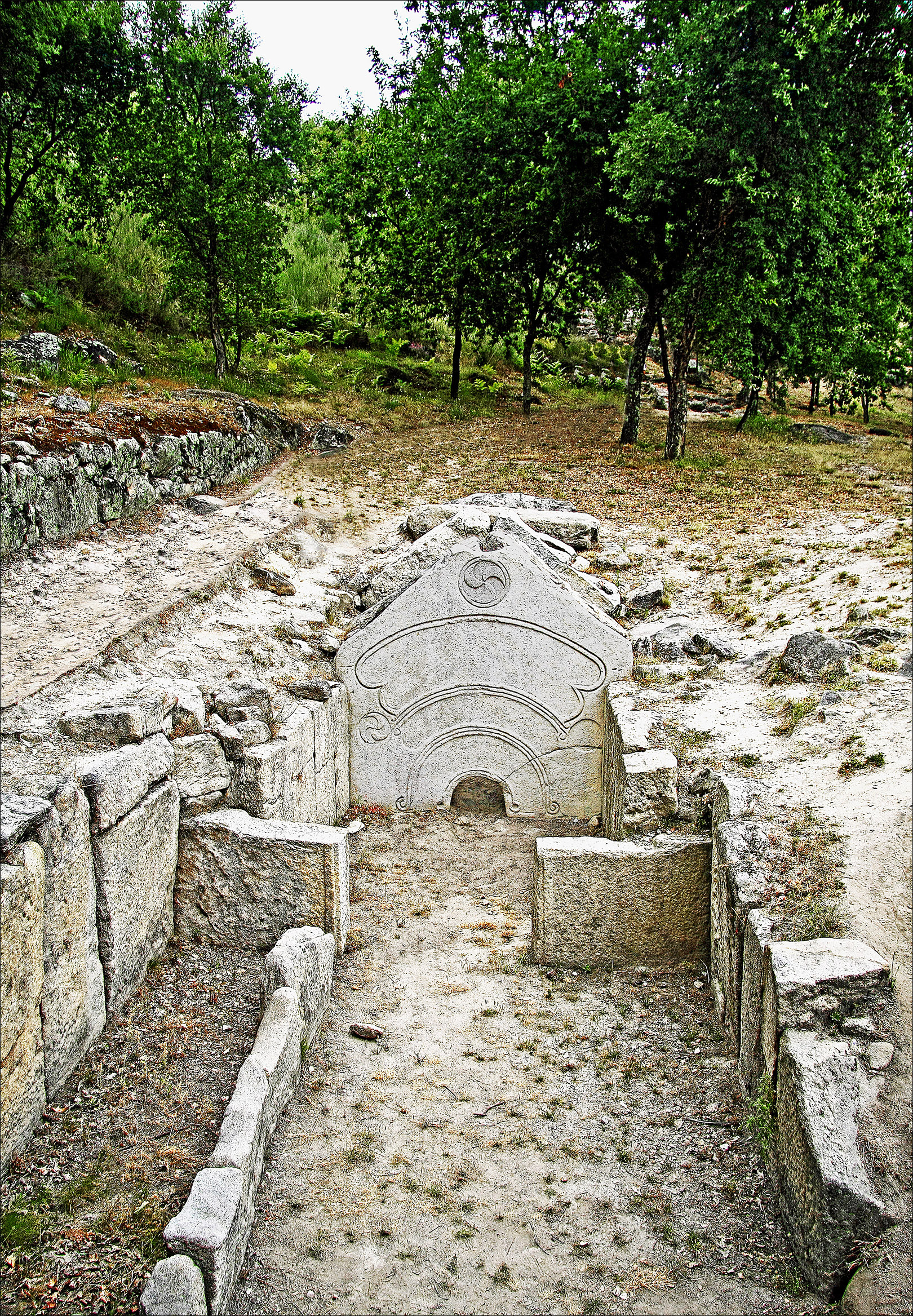
La Citânia de Briteiros. Cours d’entrée d’un sauna, avec la « Belle Pierre » au fond.

De même que pour les autres castros ou citânia de la péninsule Ibérique, les besoins en eau furent très importants et définirent l’emplacement de la cité. De l’eau potable pour les besoins domestiques de 1 500 personnes, de l’eau pour le bétail et pour les potagers et l’agriculture.

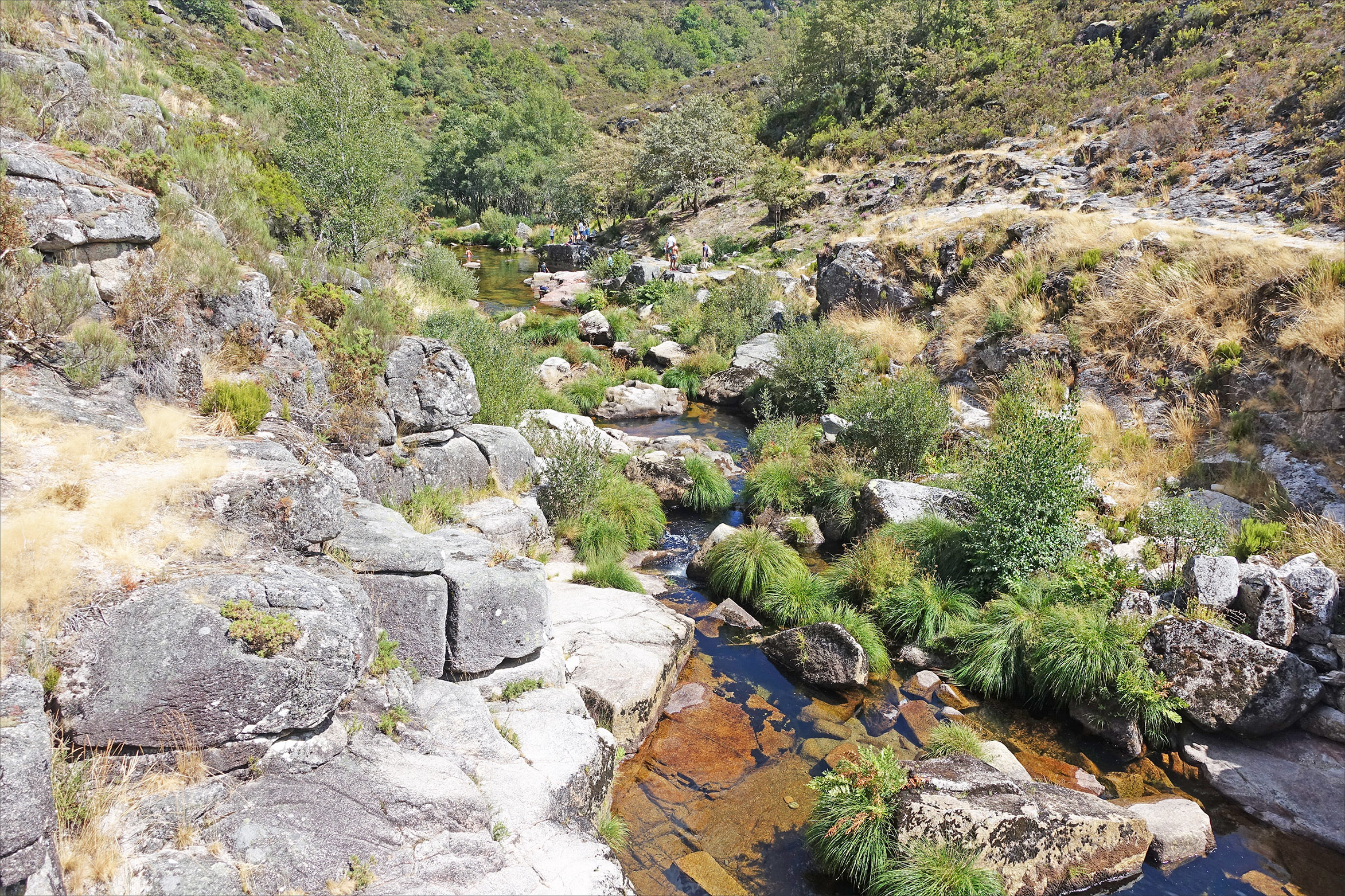
Un ruisseau dans la vallée près d’une Citânia.

Prenant sa source dans la commune de Monte, la petite rivière Varzea contourne à l’ouest le mont Romão où se trouve la Citânia de Briteiros ; après sa jonction avec le ruisseau Provincias, ils se jettent dans la petite rivière Agrela affluant du fleuve Ave. Dominant des vallées fertiles, qui ont fourni des ressources abondantes aux habitants, la Citânia est également suffisamment pourvue en eau pour les besoins du bétail et de l’agriculture. Des sources jaillissaient des flancs du mont Romão pour les besoins domestiques proches de la cité. « […] d'autres structures à l'intérieur de l'enceinte abritaient d'autres membres de la famille, servaient d'étables ou stockaient des outils agricoles, de la nourriture et de l'eau de pluie ou de source […]. »

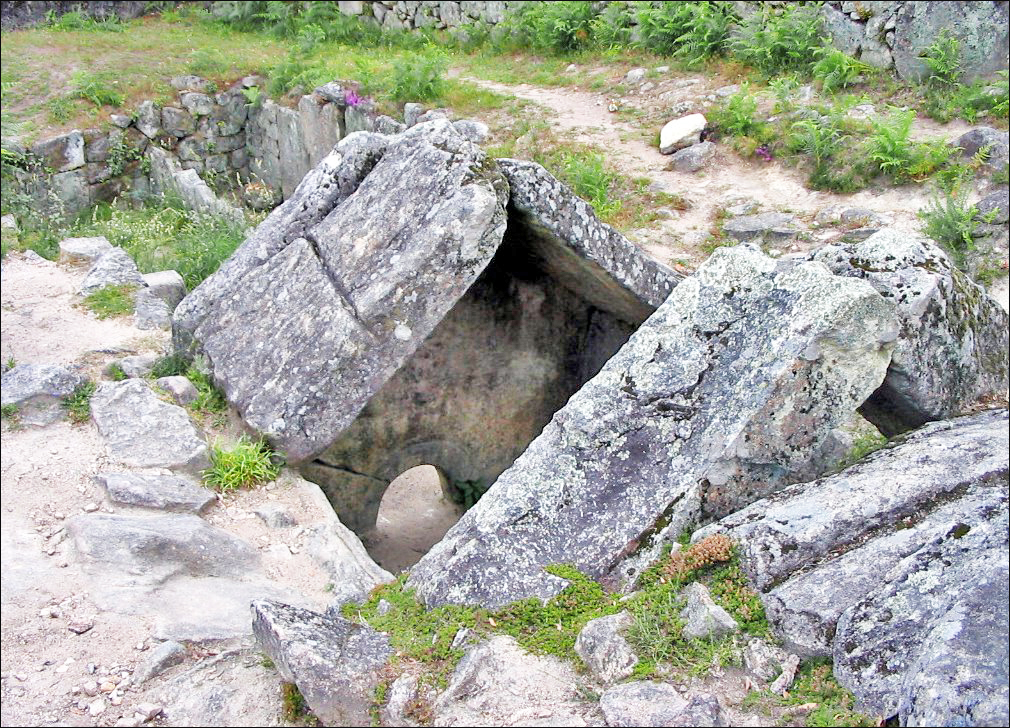
La citania de Briteiros. Le sauna vu du haut, avec les pierres servant de toiture.

La Citânia de Briteiros possédait également des thermes pré-romains - sauna -, découverts lors de travaux de voirie dans les années 1930, ceux situés au sud-ouest du site sont les mieux conservés. On peut discerner le système d’adduction d’eau qui alimentait le complexe depuis les fontaines jusqu’aux lieux d’utilisation par les populations. Les thermes comprenaient plusieurs pièces, dont une antichambre et une salle de vapeur. Le fronton de ces thermes comporte ainsi un grand triskel gravé dans la pierre.
[…] les routes principales sont la partie la plus visible du site, bien qu'il y ait des conduits qui amenaient l'eau d'une source sur la colline, des fontaines, deux structures de bains publics […]

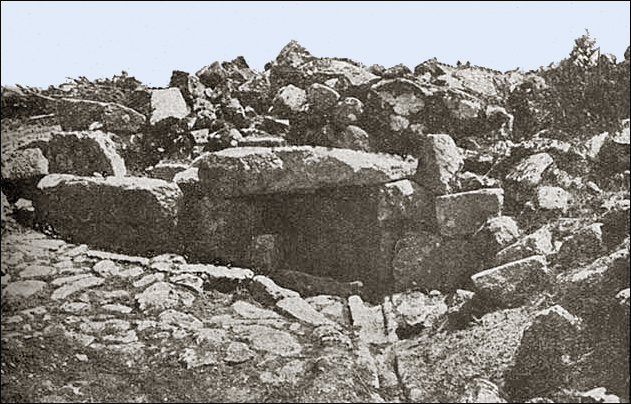
Citânia de Briteiros. La fontaine sèche en 1930 parmi les vestiges de la citânia.

Au premier siècle de notre ère, sous Auguste, cette région passe sous le contrôle des Romains, qui construisent des routes et des cités nouvelles, ses derniers habitants ont sans doute rejoint progressivement les villes nouvelles romaines.

#### Castrode San Cibrán de Lás

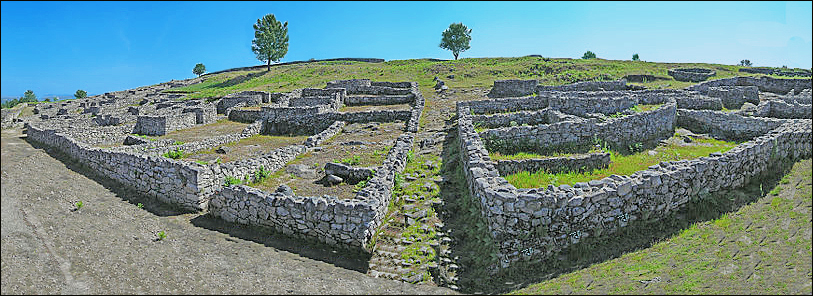
Castro de San Cibrán de Las (Lansbricae), vue panoramique depuis le mur extérieur.

Le castro de San Cibrán de Lás est situé près de la ville d’Ourense, sur les communes de Puxin et de San Amaro, en Galice. Avec une superficie de 10 hectares, c’est le deuxième castro le plus important de la Galice après celui de Santa Trega. Le castro de San Cibrán de Lás est construit à 473 mètres de hauteur, sur l'une des collines les plus élevées de la région avec le Monte de San Trocado, surplombant le bassin de la rivière Barbantiño, tout près de la confluence avec la rivière Miño.

La première campagne de fouilles a commencée en 1922, puis plusieurs autres en 1948, 1950, 1953. À partir de 1980, se terminent les travaux de consolidation des structures mises au jour lors des campagnes précédentes. C'est aussi le castro le plus fouillé de Galice, bien que seulement 15 % de son extension ait été explorée. Il est donc certain que pour les archéologues, il a encore beaucoup de secrets à découvrir à l'intérieur du site.

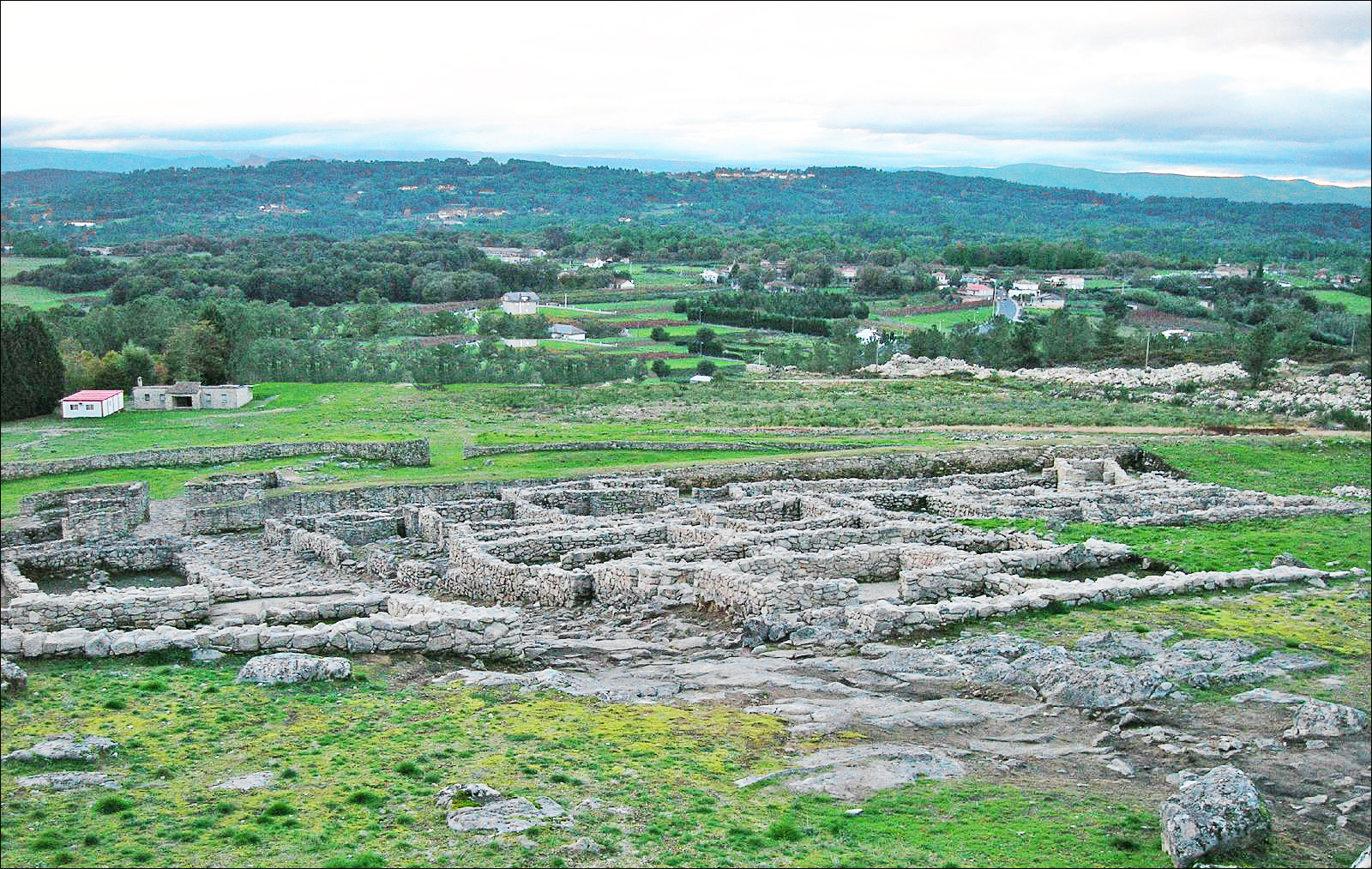
Castro de San Cibrán de Lás, vue générale sur le flanc ouest de la colline.

La période d'occupation se place entre le IIe siècle avant et le IIe siècle après notre ère, son apogée se situe vers le milieu du Ier siècle après notre ère, coïncidant avec le début de la romanisation de la Galice. La construction du castro de San Cibrán de Lás comporte une organisation urbaine en cours d’évolution, avec des techniques d’urbanisme pré-romain naissant des villes romaines, telles que : la voie centrale – le cardo - les thermes, le réservoir rectangulaire à bout arrondi, -.
« Il est possible que les élites traditionnelles de Lámbrica aient eu une influence significative sur la reconstruction de la citadelle, car de nombreux travaux correspondent, selon les archéologues, à des dates qui coïncident avec la romanisation, entre le IIe siècle av. J.-C. et le Ier siècle après J.-C.. C'est pourquoi nous devons être prudents lorsque nous parlons d'un « castro romanisé », car cela pourrait nous amener à confondre Lámbrica avec une ville romaine. » Ce castro de San Cibrán de Lás, appelé également cidade ou citânia – cité, ville – devait abriter entre 2 000 et 3 000 habitants au début de notre ère, à la différence d‘un castro simple qui se compose habituellement que de 100 ou 150 personnes ; il a été compté un total de 430 maisons sur le site – de forme ronde, carrée, rectangulaire ovale - divisées en 24 quartiers, d’environ 1 500 mètres carrés chacun. L’ensemble de la cité est construit à l’intérieur des murs, le périmètre de la plus grande muraille mesure près de 2 kilomètres de long, aucune construction en matériau durable ne figure à l’extérieur des murailles de protection.
Pour satisfaire aux besoins d’une ville de 2 000 ou 3 000 habitants, le castro de San Cibrán de Lás, avait une consommation d’eau importante, aussi bien pour les besoins domestiques, que pour le bétail et l’agriculture. Lors de sa construction, l’emplacement du castro ne fut pas choisi au hasard, mais dans une zone où le réseau hydrique était suffisamment dense pour satisfaire aux besoins de la population. Deux rivières sont proches du Castro de San Cibrao de Las : le Miño et le Barbantiño, le castro de San Cibrán de Lás est situé presque au carrefour des deux rivières.
« Certaines manifestations de l'urbanisme sont encore visibles aujourd'hui, comme le tracé radial des rues ou les canaux de drainage, conçus pour empêcher les eaux de pluie et les eaux usées de s'écouler dans les zones d'habitation et les ateliers et pour faciliter leur circulation vers le bas. » Les sources d’eau sont nombreuses autour du site ; plusieurs ruisseaux ou ruisselets (riachuelos) prennent leur source aux environs du mont San Cibrán de Lás, avant de s'écouler dans les regatos, comme le Lavandéira, le Faro, le Fareixa, ou le rio Barbantino, lesquels rejoignent ensuite le fleuve Minho. Les plaines autour du site de San Cibrán de Lás, bien irriguées, devaient permettre de fournir l’eau pour l’élevage du bétail et de l’agriculture principalement vivrière.
Si les archéologues n’ont pas encore découvert de réseaux de canalisations d’eau sur le site de San Cibrán de Lás, plusieurs réservoirs, alimentés par des sources ont été mis au jour. Le plus important, situé à côté de la porte ouest, représente un plan rectangulaire avec un petit coté arrondi. L’ensemble, afin d’être protégé des impuretés, pouvait à l’origine être recouverte par une voûte. La source qui alimente la citerne semble avoir un débit très important.

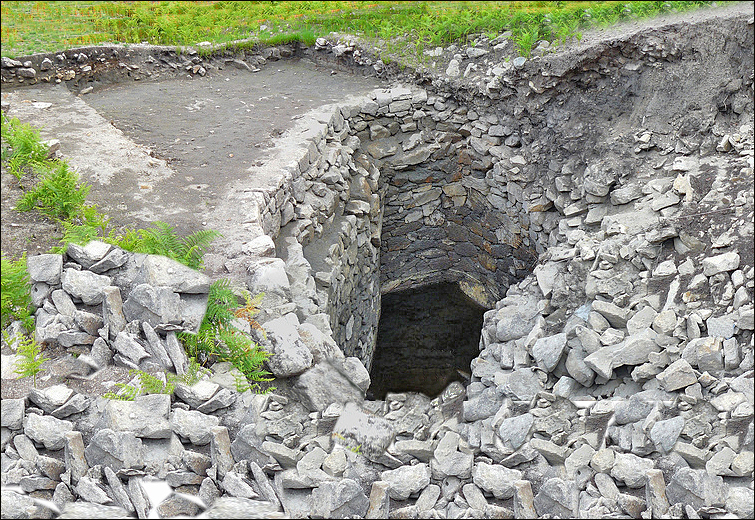
Citerne contre le mur dans le secteur oriental de Castro de San Cibrao de Las.

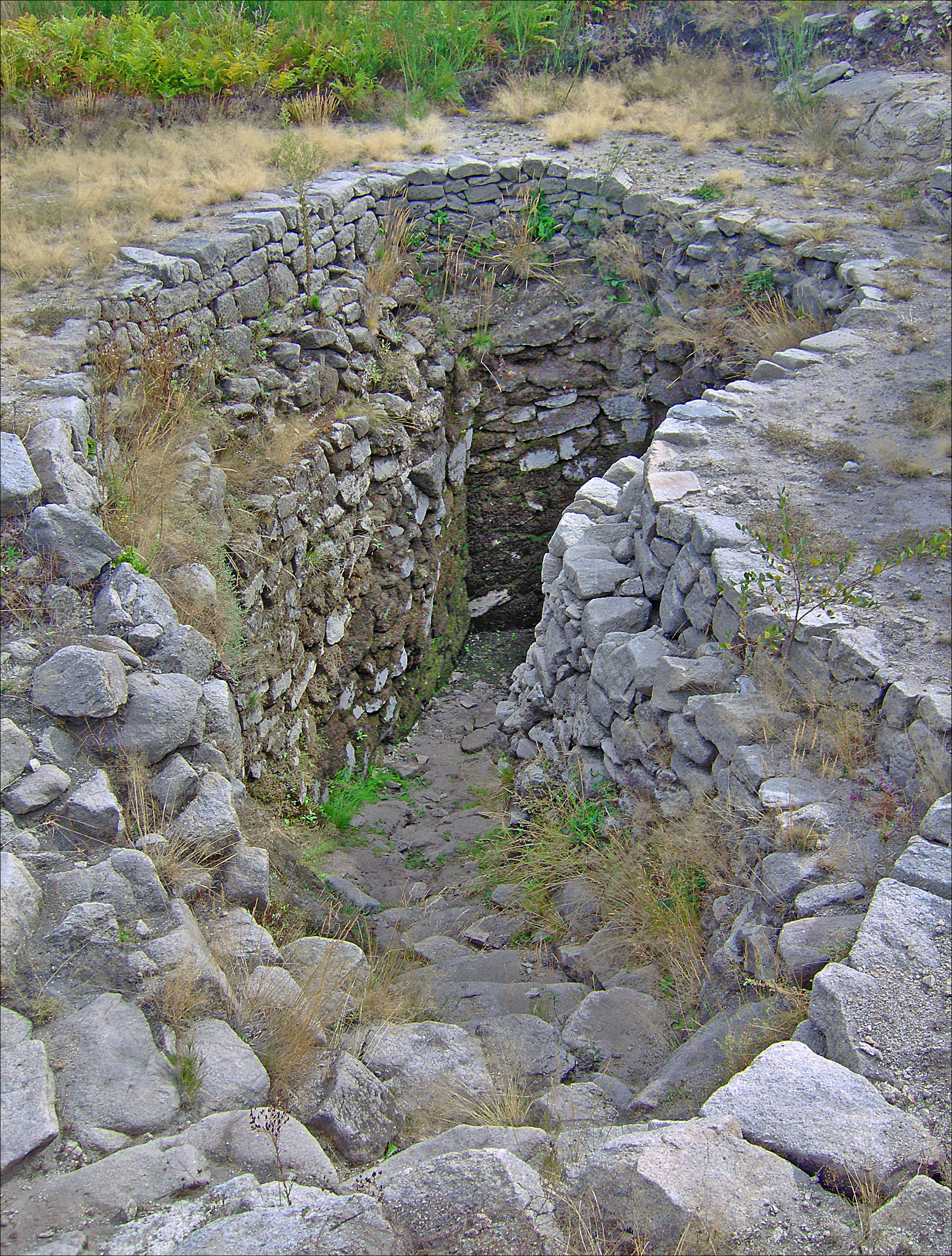
Fontaine du castro de San Cibrao de Las.

D’autres citernes ou sources aménagées, ont été mises au jour au cours des fouilles. Plus rudimentaires, elles possèdent, suivant la profondeur, des escaliers d’accès. L’une d’elles est située à l’extérieur du castro. Ces réservoirs en forme de puits accessibles par un escalier, généralement alimentées par une source, sont renforcées de pierres, jointoyées en partie haute et de pierres sèches en partie basse, afin de laisser passer l’eau de la source. À l’époque de la construction du castro, d’autres sources devaient sourdre de la colline et furent partie intégrante de la construction du site.
Pour confirmer l’importance de l’eau sur la quinzaine de castros proches des rives du fleuve Miño, une pierre gravée et dédiée à Nabia, la déesse des eaux, a été retrouvée sur le site de San Cibrán de Lás. Nabia ou Navia, était la déesse des rivières et de l'eau dans la mythologie luso-galicienne, sur le territoire de la Galice moderne, des Asturies et du Portugal.
En raison de la pente assez forte du terrain, peut-être n’y avait-il pas de réseaux d’eau usées, les archéologues n’ont pas encore découvert des éléments évidents de ces réseaux. Par contre des canaux et rigoles de drainage des eaux pluviales, - « conçus pour empêcher les eaux de pluie et les eaux usées de s'écouler dans les zones d'habitation et les ateliers et pour faciliter leur évacuation vers le bas du castro, sinon hors des murs – sont visibles sur certaines photos du site ».
Dans le cadre de l’assainissement des zones d’habitation du castro, le « réservoir-fontaine » proche de la muraille ouest, dite monumentale de par sa contenance et sa profondeur de plus de 3 mètres - ne s'assèche jamais, comme le confirment les anciens de ces terres - comporte une évacuation ou trop plein passant au travers de la muraille pour évacuer les eaux vers l’extérieur du castro.

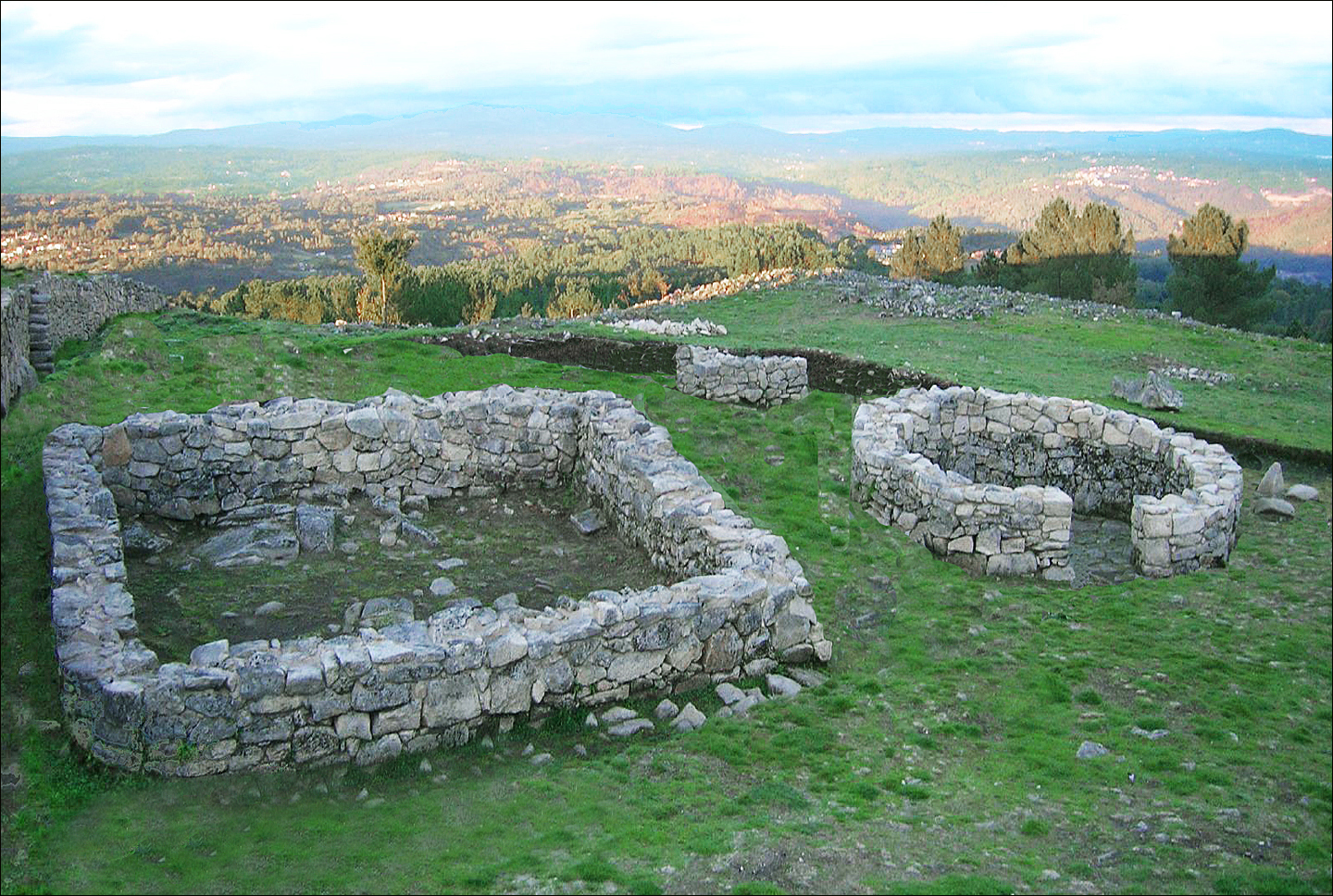
Castro de San Cibrán de Lás, fondations de maisons rondes et carrées.

« De nouvelles recherches remettent en question la datation traditionnelle des oppida du nord-ouest de l'Ibérie à l'époque romaine, en montrant que nombre de ces sites existaient déjà à la fin du IIe et au Ier siècle avant notre ère. » Cette citânia fortifiée de l'âge du fer, a succombé à la domination romaine après le IIe siècle avant notre ère, tout en conservant son activité encore pendant plusieurs siècles, probablement en raison des avantages qu'elle présentait pour le contrôle territorial de l'extraction de l'or. Il existe des traces d'anciennes exploitations d'or et d'étain dans les environs, mais épuisées à ce jour. L’extraction de ces métaux nécessite une grande quantité d’eau et la construction en sol et hors sol, de réseaux d’approvisionnement spécifiques, mais les vestiges de ces installations n’ont pas encore été mis au jour par les archéologues. Pendant cette longue période, les élites traditionnelles du castro ont eu une influence dans les travaux de construction ou de reconstruction de nouveaux quartiers.

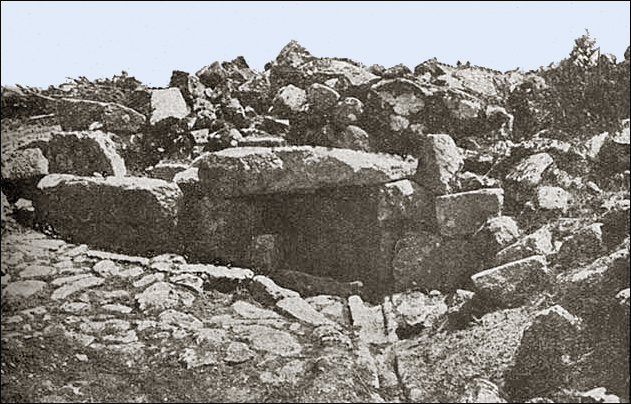
Castro de Vigo en Galice. Canaux creusés dans la roche
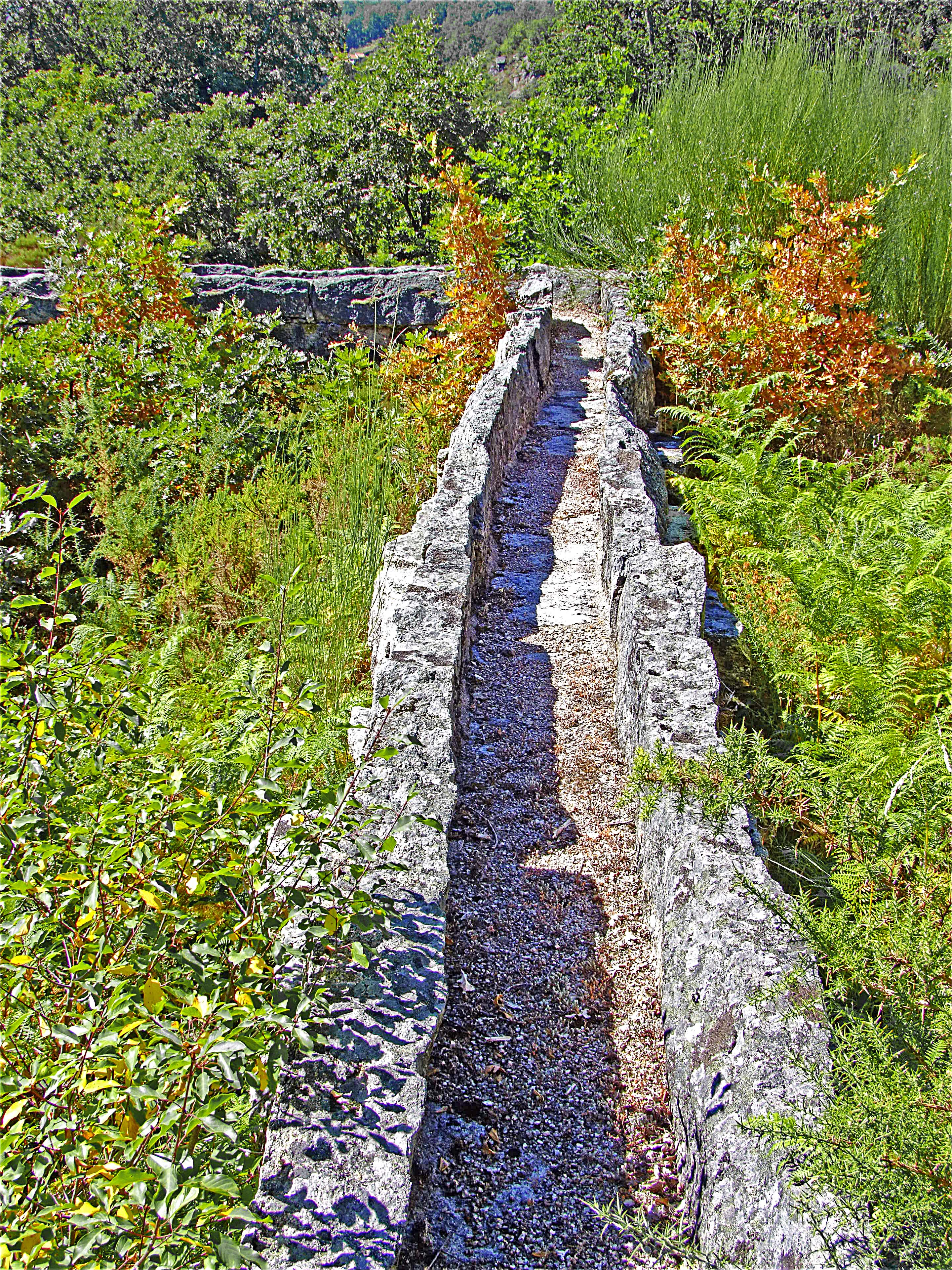
Castro de Vigo en Galice. Canal creusé dans la roche.
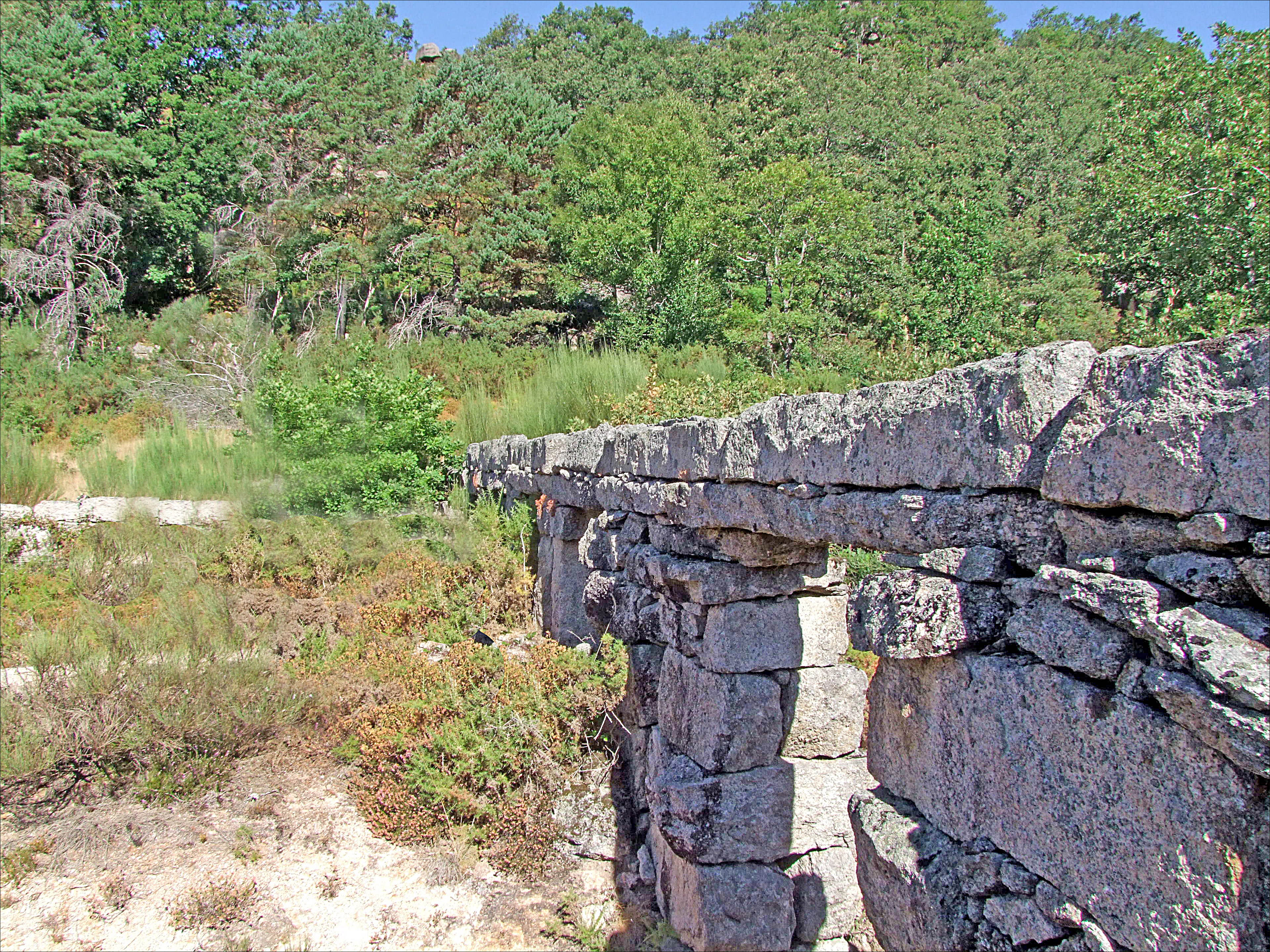
Castro de Laboreiro, canal ouvert, sur des piliers de granit.
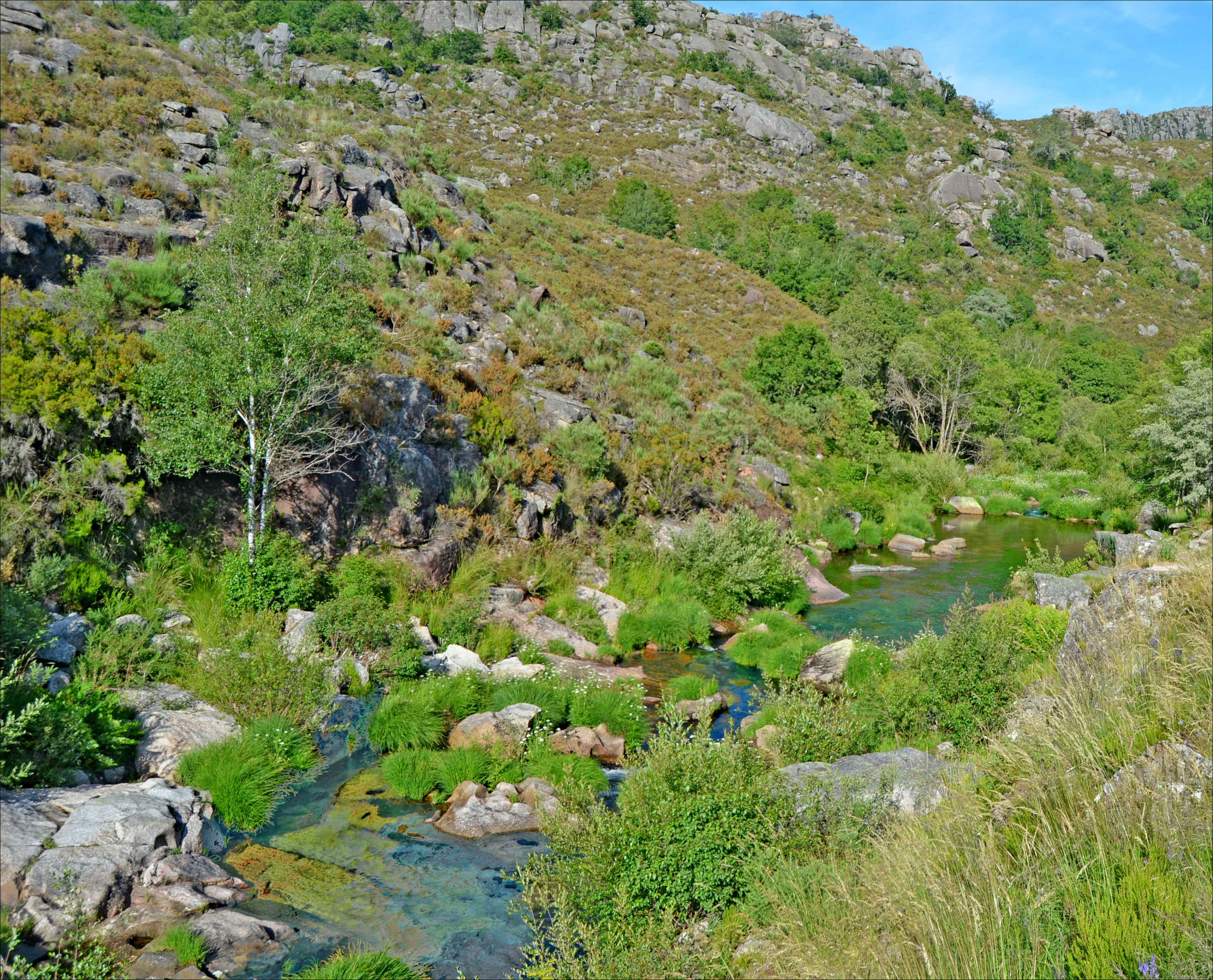
Le Castro Laboreiro, le ruisseau près du castro.

#### Le Castelón de Villacondide ou de Coaña

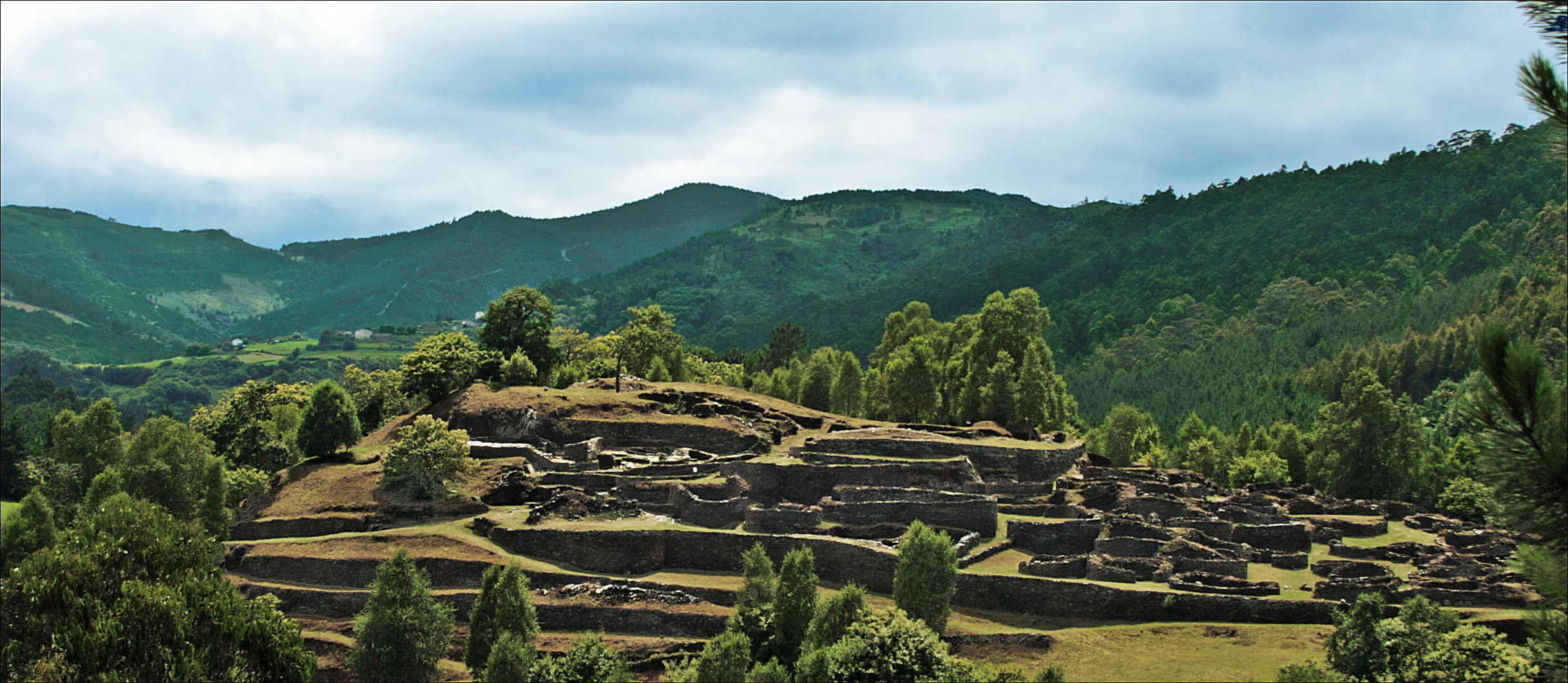
Castros de Coaña, vue panoramique. Le site dans son environnement.

Le Castro de Coaña ou Castelón de Villacondide, se trouve sur la rive gauche de l'estuaire du fleuve Navia, sur une petite colline que borde le ruisseau Sarríou ou Xarriou, dans la région de la Castille, dans les Asturies. Le castro de Coaña fait partie des villages fortifiés de la culture Castreña du nord-ouest de la péninsule Ibérique. Le castro a été construit à l'âge du fer et a continué à être habité bien après la conquête des Asturies par Rome, de la Galice et du nord du Portugal.

L’origine du castro de Coaña, est pré-romaine, mais difficile à dater. Cependant, la thèse selon laquelle les citânias ou les castros asturiens seraient liés à l'occupation romaine a été remise en question. La datation au carbone 14 propose le développement de ces villages fortifiés vers les VIIIe et VIIe siècles avant notre ère. « Bien que l'on ait longtemps considéré que le village avait été fondé à l'époque romaine, des fouilles plus récentes ont confirmé que son occupation était bien plus ancienne, remontant au moins au début du IVe siècle av. J.-C.. »

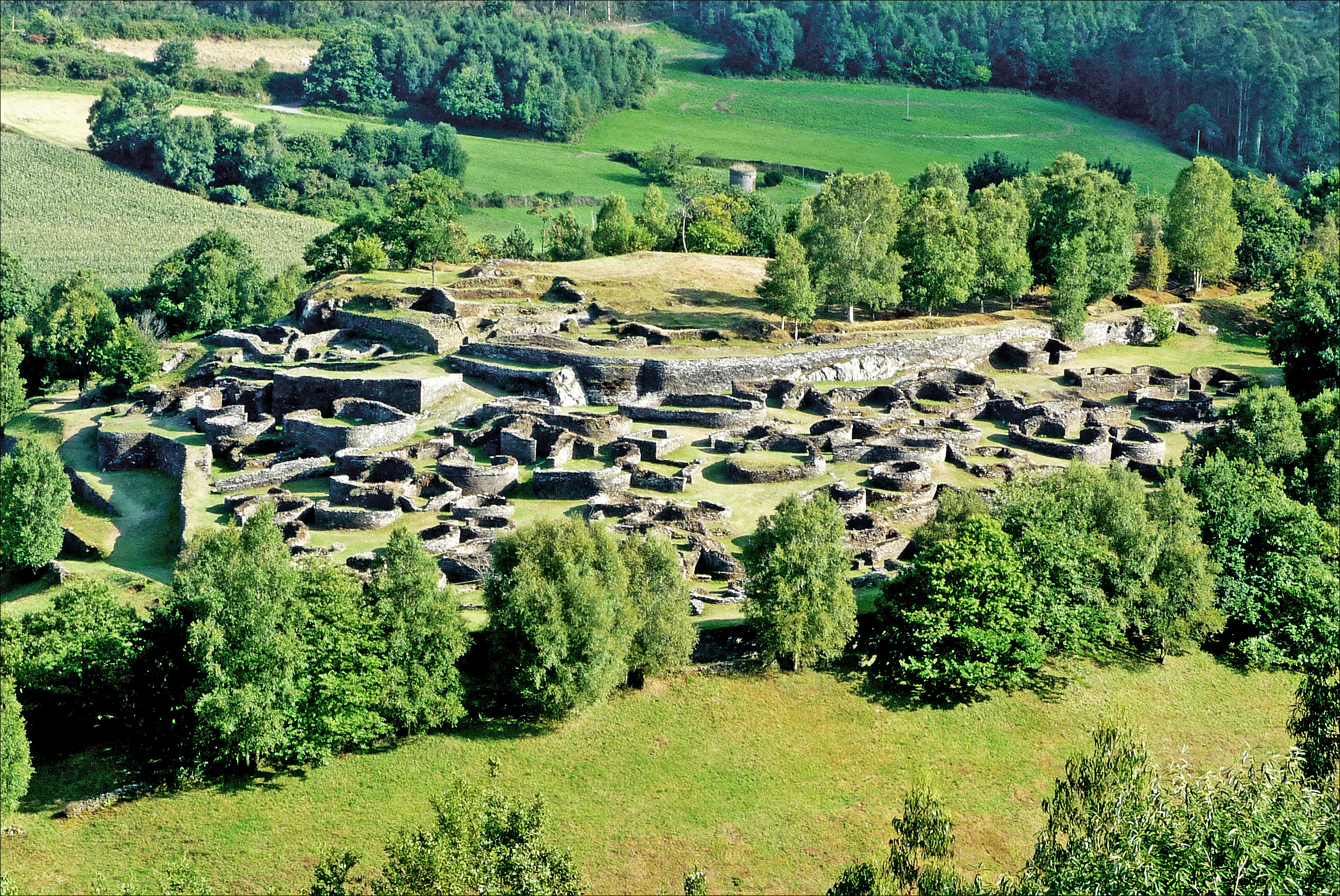
Castro de Coaña, le site vu de la colline et entouré de ses murailles.

Les premières fouilles documentées du castro de Coaña avec une certaine rigueur, furent celles de José María Flórez en 1877. Les fouilles d’importances ont été reprises entre 1940 et 1944, puis de 1959 à 1961. Depuis 1993, un musée avec salle didactique qui permet de mieux comprendre la culture castreña, depuis son origine jusqu'au contact avec le monde romain, lorsque l'exploitation de l'or jouera un rôle décisif dans l'histoire de ces établissements.
L’organisation de la construction des 80 maisons ou cabanes du castro mises au jour, définit un village fortifié sur une couronne en haut de la colline, protégé par une enceinte composée d’un mur, assez bien conservé sur sa partie est. Une urbanisation faite de rues étroites aboutissant à de petites places ; les maisons sont construites de pierres, jointoyées avec de l’adobe et couverte de chaume. Les maisons ont des formes rondes avec de nombreux bâtiments rectangulaires.
Au pied de l’Acropole du castro, sur une petite terrasse, des canaux sont creusés dans la roche pour aboutir à une énorme cuve taillée dans le granit. Les canaux, creusés dans la roche, pourraient avoir servi à la conduite des eaux de pluie vers la cuve, après avoir été collectées sur le sol de granit environnant. Une technique déjà connue par les Édomites, dans le désert rocheux autour de Pétra pour la récupération et la conduite des eaux de pluie avec des rigoles et des citernes creusées dans le sol rocheux. Les archéologues définissent ces éléments creusés dans la roche :
« […] comme des saunas dont les modèles les plus anciens remontent au IVe siècle avant J.-C., bien qu'ils aient survécu, avec des modifications, jusqu'à l'époque romaine (Ier siècle après J.-C.). » Sur le site du castro de Coaña, de nombreux autres vestiges de réseaux d’eau ont été découverts par les archéologues au cours des différentes fouilles.

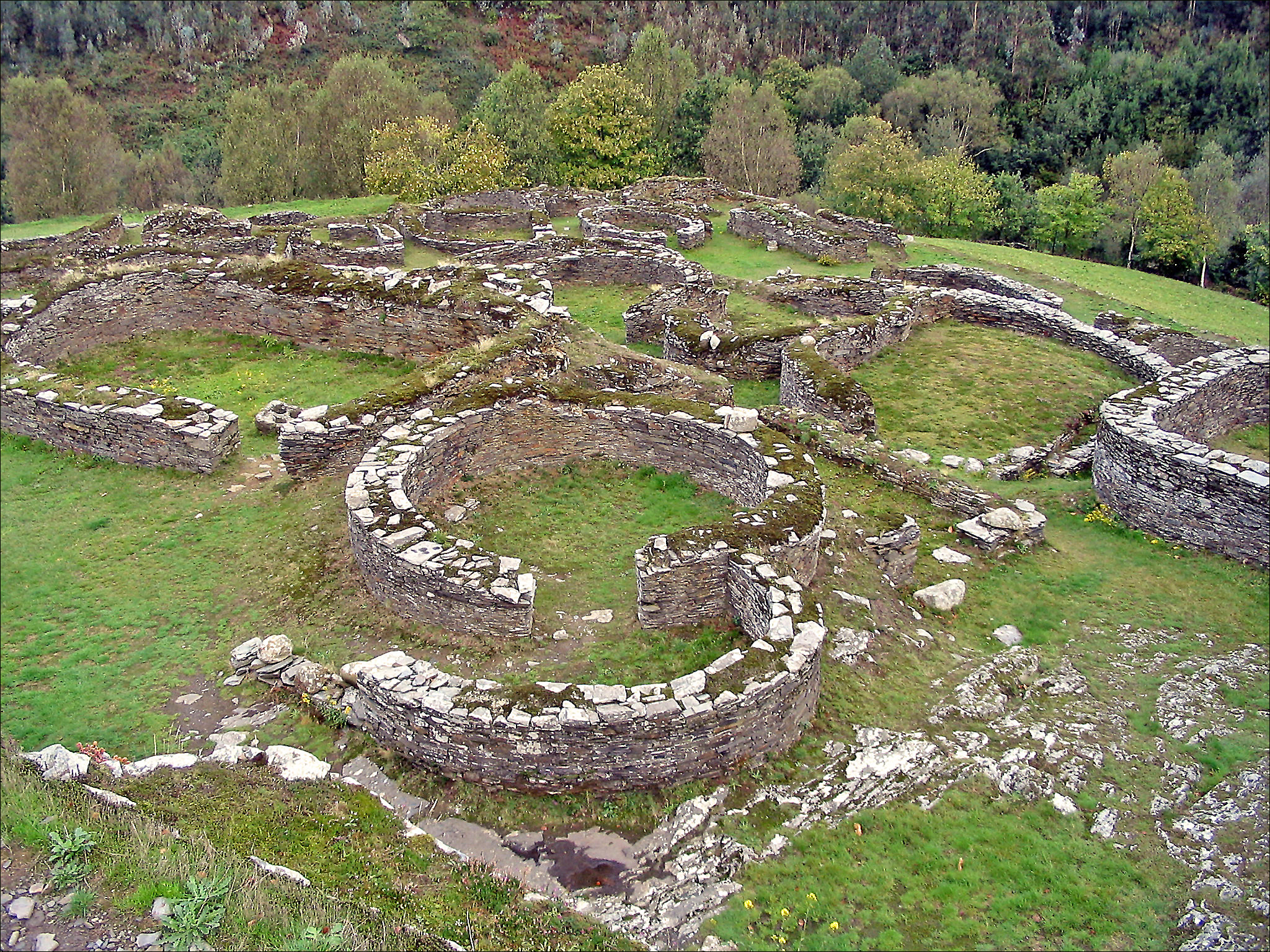
Le Castro-de-Coaña, Asturies. Castro de l’âge du fer. Les rues sont pavées et disposent d'un système de drainage avec rigoles.

Après l’achèvement des fouilles du quartier nord du castro, ont été découverts un possible four et un bassin semi ellipsoïdal, ainsi qu'une série de canaux et de chenaux, liés au bassin.
Sur la partie occidentale du mur de l’Acropole, un canal de drainage a été découvert, certainement pour l’évacuation des eaux de pluie.
Pour le groupe d’habitations central, les maisons ou le quartier, étaient organisés autour d'une gouttière ou goulotte d’évacuation des eaux, (eaux de pluie ou eaux usées), ce qui implique un certain sens de l'hygiène, en évitant la stagnation des eaux dans le quartier et autour des maisons. « A ces trois parties [l’Acropole, le quartier urbain et le quartier accolé à la muraille extérieure] il faut ajouter l'enceinte dite sacrée et son petit espace doté de bassins, dont la véritable fonction est problématique. »

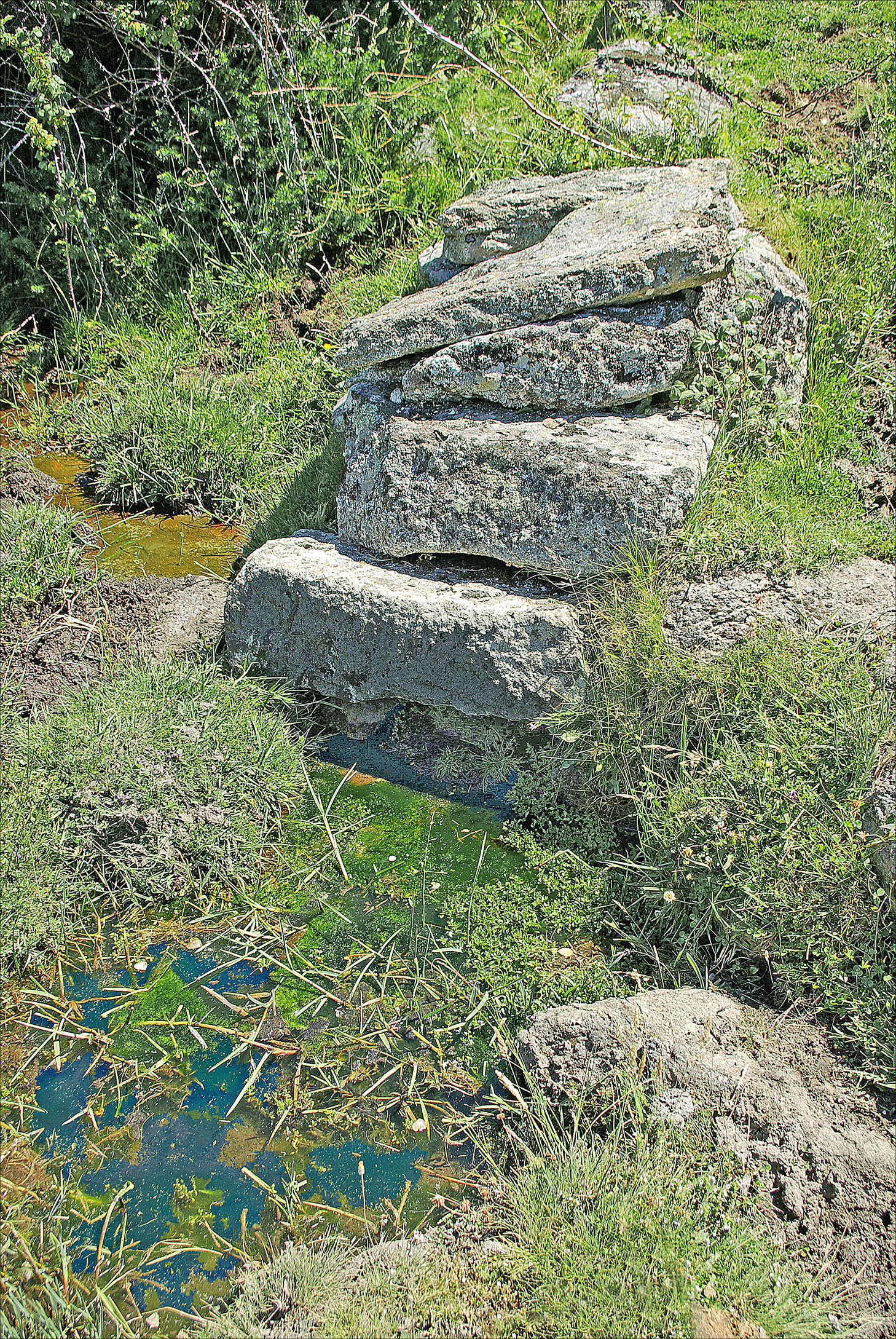
Une fontaine sur la colline.

Dans l'enceinte sacrée, une des constructions, qui semble avoir été modifiée au cours de périodes différentes, possède une porte ou ouverture étroite en partie basse, qui mène à un premier local, une petite pièce de forme triangulaire, dans laquelle se trouve un bassin de forme demi ellipsoïde – salle de bain, sauna, lieu de bain rituel. Sur un des cotés du bassin, en profondeur, un canal circulaire communique avec le fond du bassin (probablement pour la vidange du bassin).
À l’opposé de ce premier local, on accède à un deuxième local où se trouve une grande pièce avec un plafond voûté. À l’extérieur de ce deuxième local, se trouve un bassin rectangulaire en granit, aujourd'hui déplacé de son emplacement d'origine qui devait être le milieu du local voûté.
Proche du bassin, se trouvent les vestiges d’un petit canal de drainage, couverts de pierres plates, servant, suivant l’archéologue, à l’alimentation du bassin. Nous avons là un ensemble d'alimentation et d'évacuation des eaux d'un bassin ou d'une piscine de bains d'eau froide.

Dans cette enceinte sacrée, les deux locaux ont des structures très similaires par rapport à l'eau et ont la même partie fondamentale, le bassin ou piscine. 

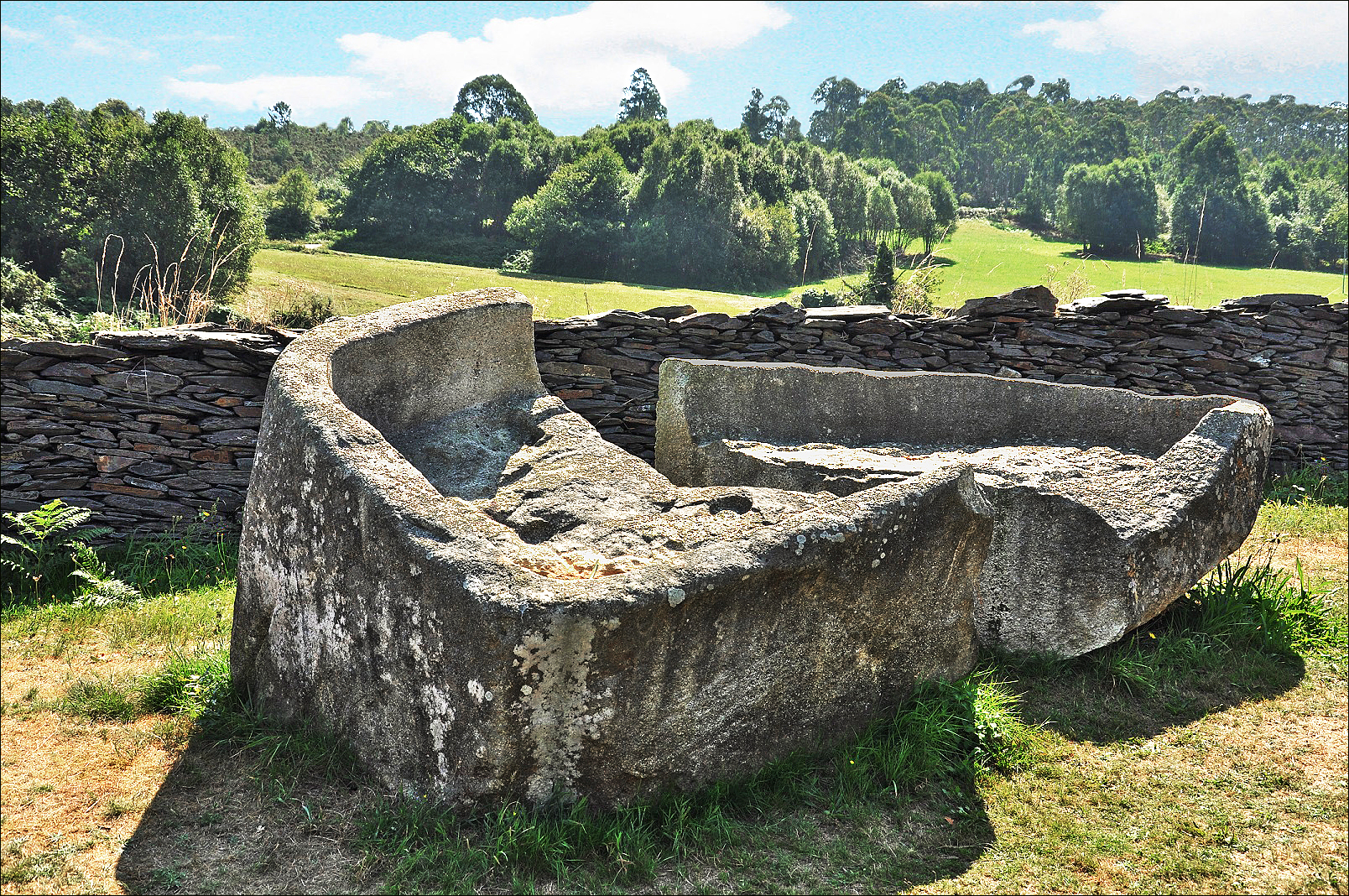
Castro de Coaña, réservoir de pierre brisé sur le site, et pouvant servir pour les bains froids.

« Pour ma part, [Francisco Jorda Cerda]  je suis enclin à croire qu'il s'agit de lieux où s'est développé un culte de l'eau, qui semble s'être répandu dans tout le nord-ouest de la péninsule Ibérique pendant la domination romaine et dont le témoignage ultime pourrait être le grand édifice romain tardif de Santa Eulalia de Bóveda (Lugo), qui, avec son grand bassin, ses conduites d'eau, sa décoration, etc., révèle l'apogée d'un culte et d'un rituel autour de l'eau. » Les archéologues et les historiens proposent une utilisation de cette construction ancienne, dont l’ensemble des locaux semble s'intégrer dans une installation thermique, un genre de sauna, très rustique et élémentaire, du type des saunas castreñas. Au cours de la conférence qui a clos le cycle « Los castros del valle del Navia. Trésor archéologique des Asturies occidentales » les archéologues Ángel Villa et Alfonso Menéndez Granda, ont affirmé que les fouilles réalisées sur le site du castro de Coaña, représentent un dixième de la surface totale du castro. Une grande partie des richesses du village sont encore à découvrir.

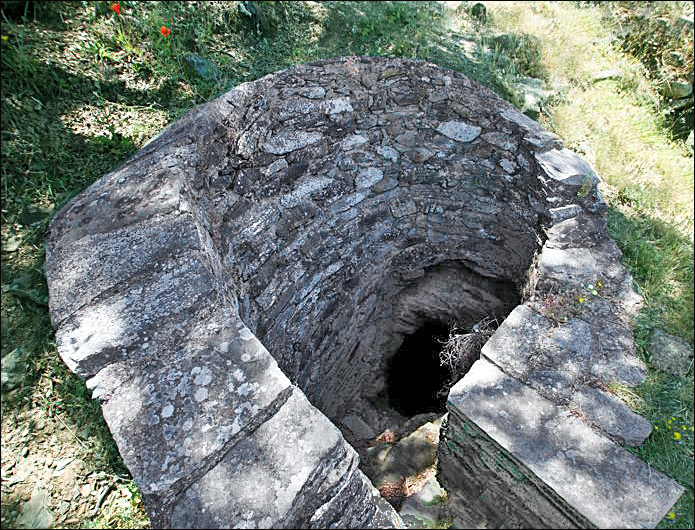
Castro da Cola, le puits et son escalier d’accès à l’eau.
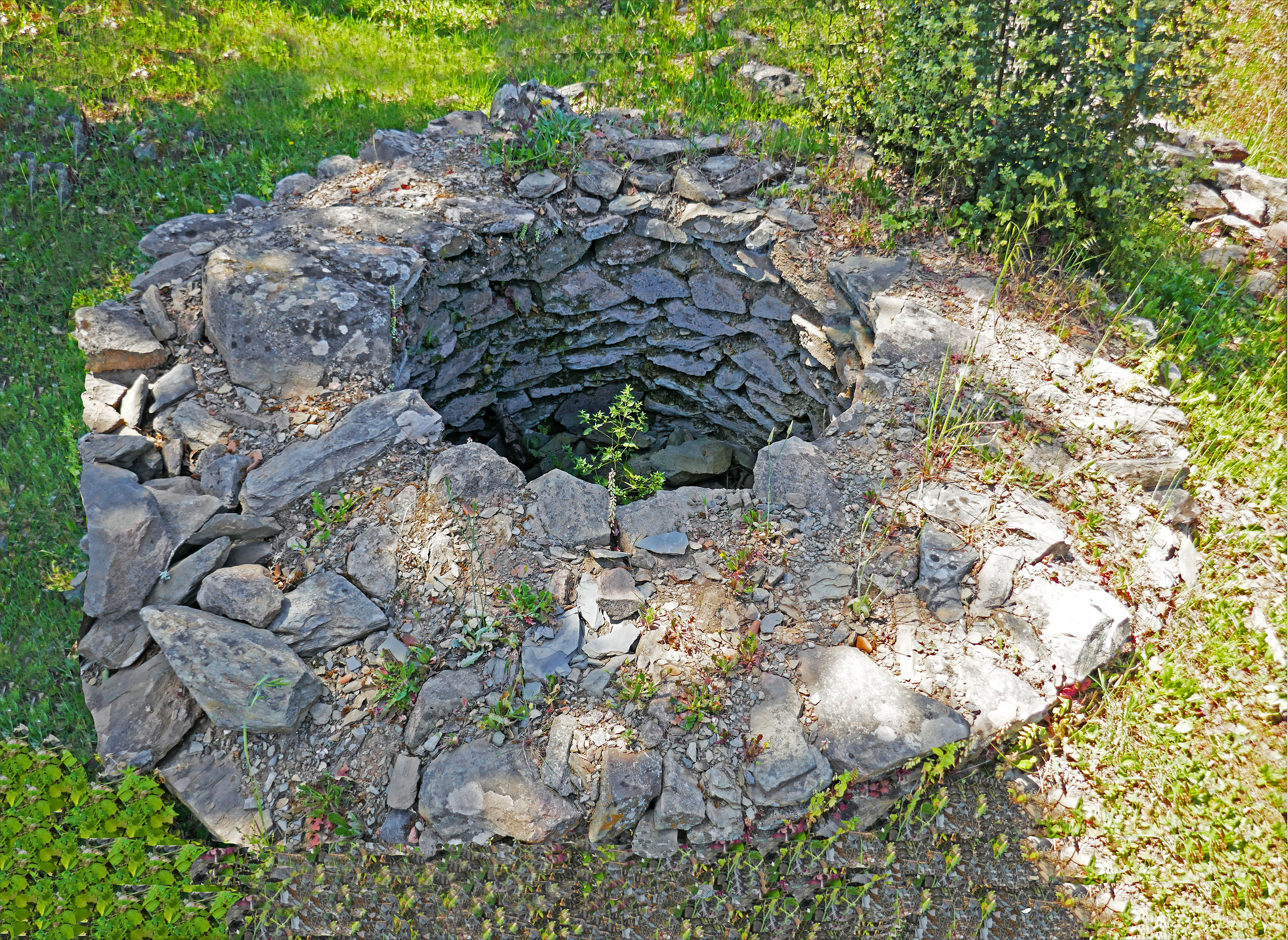
Castro da Cola, puits de pierre sèches avec sa margelle.
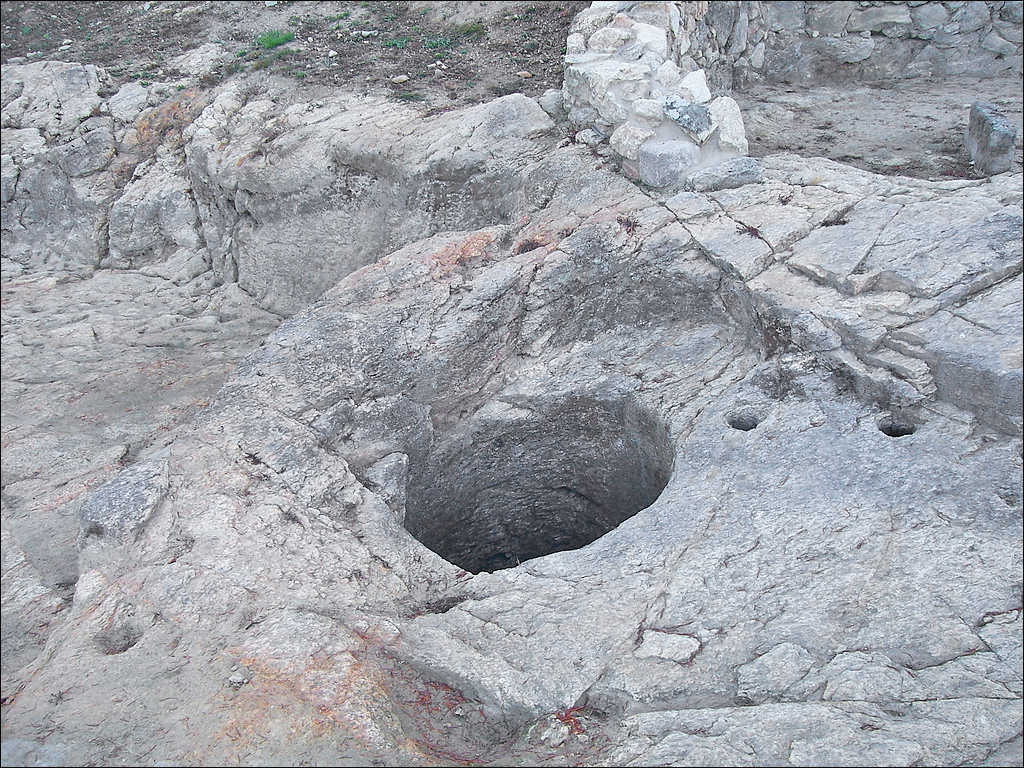
O Castro, citerne de stockage creusée dans la roche.
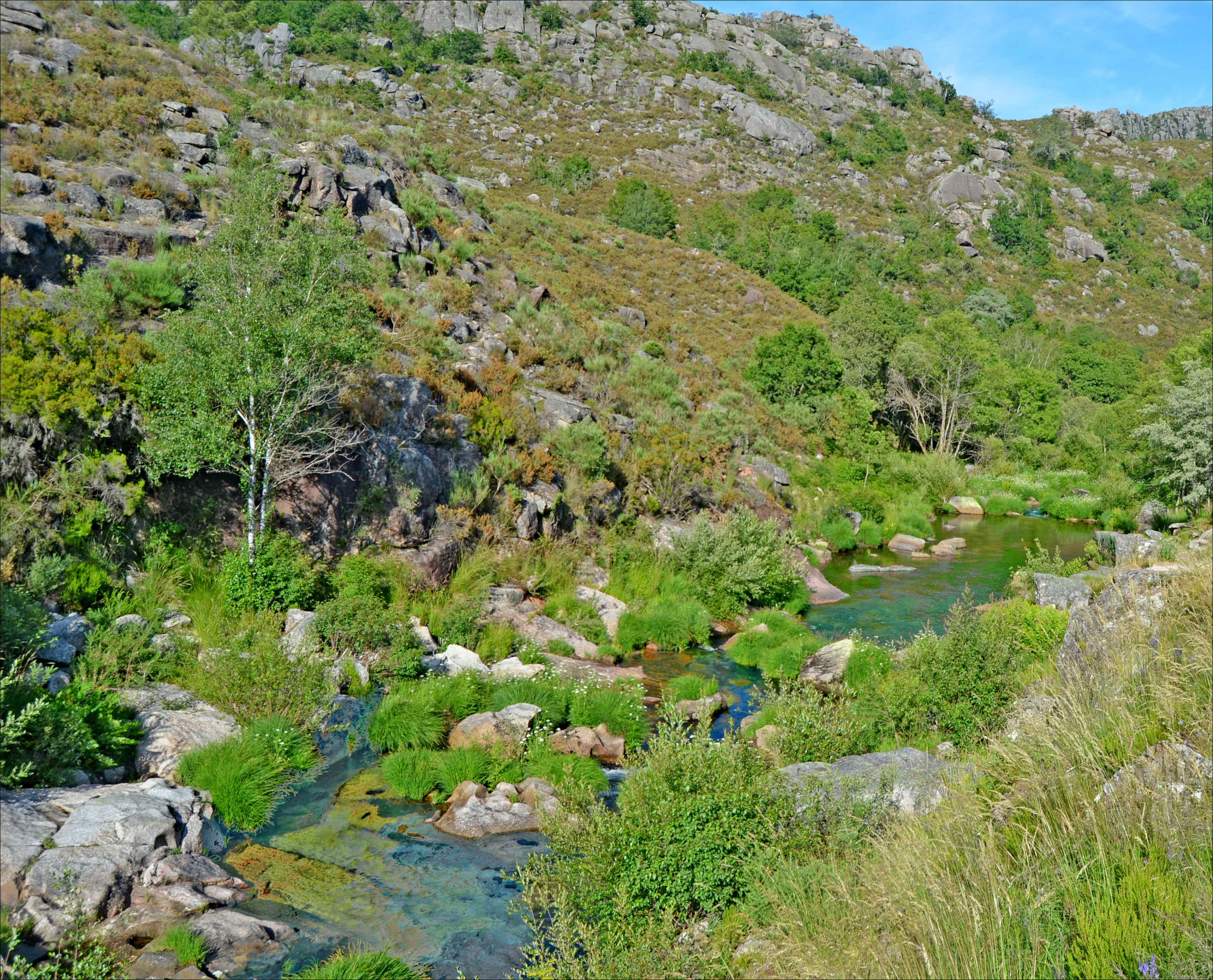
Le Castro Laboreiro, le ruisseau près du castro.

#### LaCitâniade Sanfins

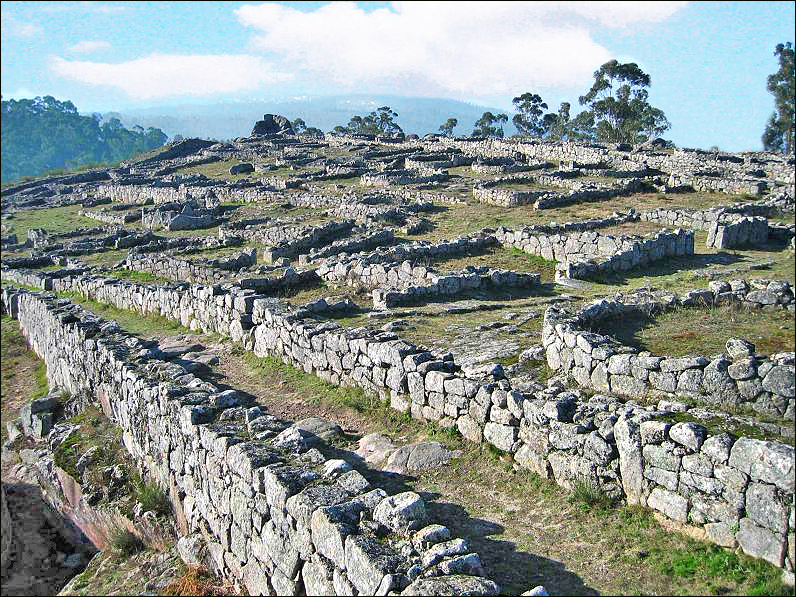
Citania de Sanfins, vue générale du site, avec les fondations des maisons et les murs d’enceinte.

La Citânia de Sanfins ou Cidade da Citânia, est un village fortifié de l’âge du fer, sur la commune de Paços de Ferreira, dans le nord du Portugal. Sa situation dans une chaîne de montagnes et proche de la source du fleuve Leça, lui permet à la fois de dominer, sur un plan défensif, son environnement et de bénéficier des ressources hydrographiques nécessaires aux besoins en eau de la Citânia.
La construction et l’occupation du site de La Citânia de Sanfins, se situent entre le Ier siècle avant notre ère et le IIe siècle de notre ère au moment de l’invasion romaine et jusqu'au milieu du IVe siècle, lorsque la Citânia aura été définitivement abandonnée part sa population. « Il s'agit de l'un des sites archéologiques plus importants de la culture pré romaine du nord-ouest de la péninsule. […] une superficie de plus de 15 hectares, entourée de plusieurs remparts, sa maille intérieure révèle une organisation avec plus de 150 bâtiments quadrangulaires et circulaires, regroupés autour de 40 centres d'architecture domestique. »

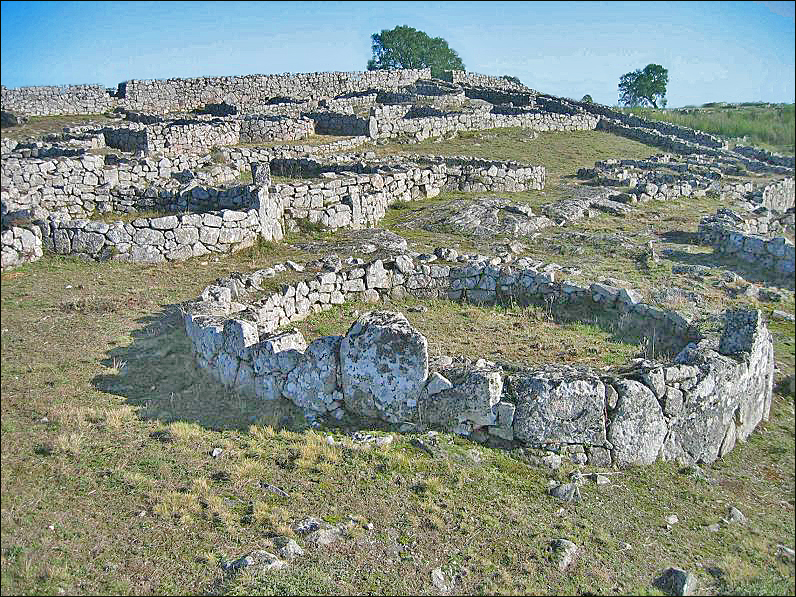
Le castro de Citania de Sanfins au Portugal, vue partielle du site.

Avec une certaine influence des cités romaines, la construction et l’urbanisme de la Citânia de Sanfins étaient organisés autour d’une rue centrale orientée nord/sud, à partir de laquelle partaient des rues transversales. Les rues secondaires amenaient à des quartiers ou divers îlots d’habitation. Ces maisons en pierres sèches, assemblées avec de l’adobe, étaient de forme circulaire ou rectangulaire. Les fondations pouvaient être en pierre et la partie supérieure en briques d’adobe. La toiture était faite de paille ou de roseau.
Dans un des îlots, en partie basse du village, un sauna castreña, bâtiment caractéristique des castros du nord-ouest de la péninsule Ibérique, était construit dans un bâtiment public et destiné peut être à des bains rituels d’initiation. L’entrée dans le bâtiment se faisait, comme pour les autres saunas castreñas, par la Pedra Formosa - ou Belle Pierre - à motifs celtiques.

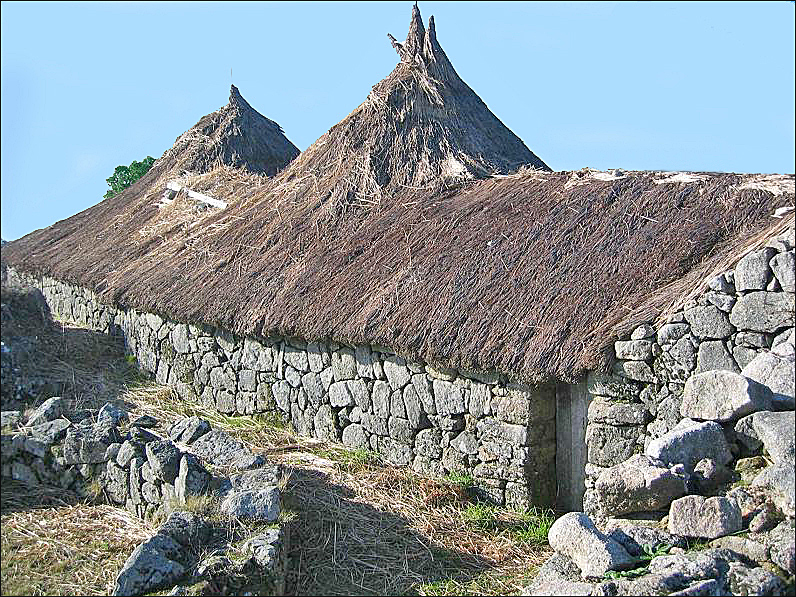
Citania de Sanfins, reconstitution de maisons celtes, en pierre et toit de chaume.

La Pedra Formosa est un type de monolithe de grande taille, normalement décoré avec des gravures en bas-relief, qui se trouvait à l’intérieur des bains de la civilisation castreña et qui permettait l’accès, par une petite ouverture en partie basse de la pierre, au compartiment des bains et des vapeurs chaudes. « ...parmi les peuples riverains du Durios, il en est qui [...] se frottant d'huile et se servant d'étrilles et d'étuves chauffées à l'aide de pierres rougies au feu, puis se baignant dans l'eau froide […]. » De la porte sud du deuxième mur d’enceinte, un sentier rocheux mène au sauna. Les vestiges du bâtiment qui abritaient le sauna sont importants mais en mauvais état ; la Pedra Formosa et ses sculptures celtiques, est assez bien conservée. À côté du sauna castreña une source coule encore, qui voici 2 millénaires alimentait, peut-être, le sauna.
Les archéologues au cours des différentes fouilles ne semblent pas avoir trouvé de vestiges de réseaux d’eau – canalisation, caniveaux, citernes – excepté les thermes. Les besoins en eau pour les populations de la Citânia de Sanfins étaient certains et multiples : besoins domestiques, l’arrosage pour l’agriculture et l’élevage du bétail.

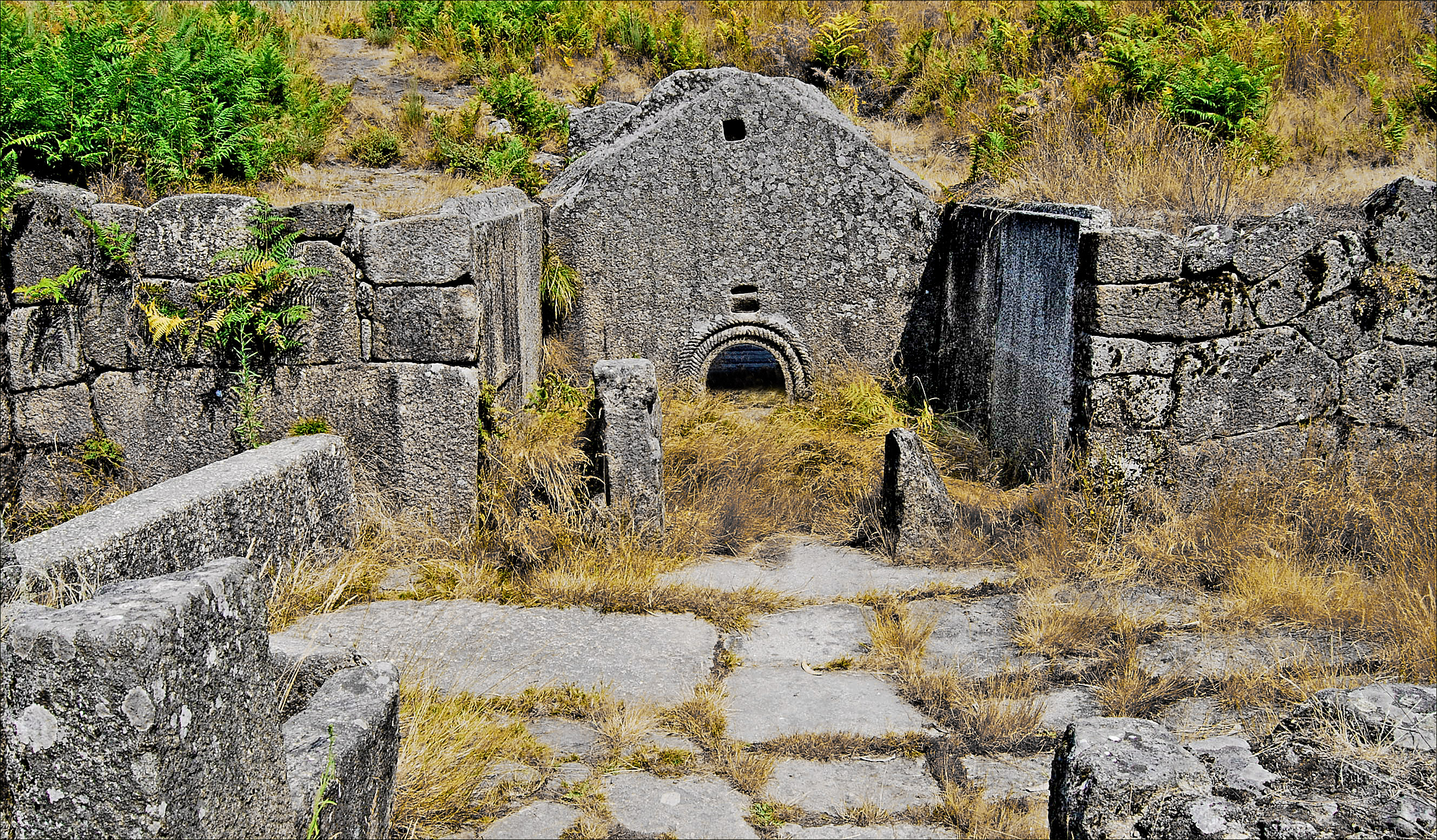
La Citânia de Sanfins. L’entée du sauna et la « Belle Pierre », avant la remise en état du site.

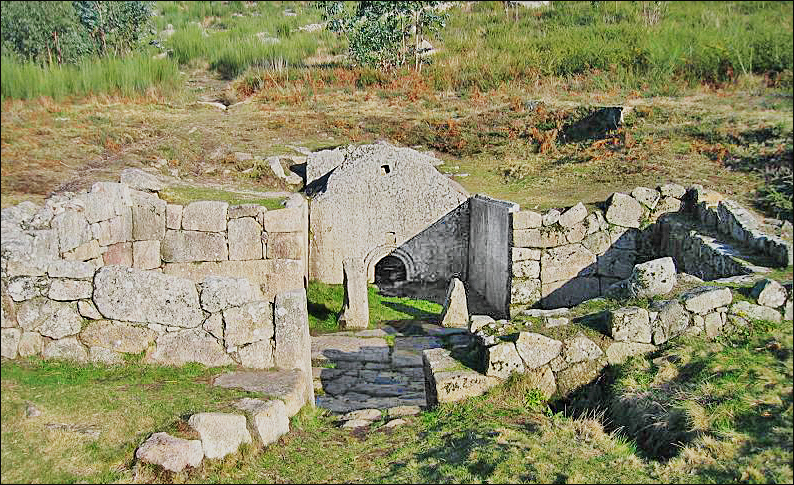
La Citâna de Sanfin. L'entrée du sauna et la Belle Pierre après la remise en état du site.

« L'existence de plusieurs enclos à bétail et d'un évier [bassin ou « timbre »] indique la présence d'animaux domestiques, vraisemblablement gardés dans un petit enclos. » La Citânia de Sanfins fut la capitale des Galiciens à partir de 136 avant notre ère, ce qui lui confère une importance particulière dans la civilisation castreña. Au IIe siècle de notre ère, ce fut de façon progressive l’invasion romaine jusqu'au milieu du IVe siècle, lorsque la Citânia aura été définitivement abandonnée part sa population.

#### Les saunas castreñas

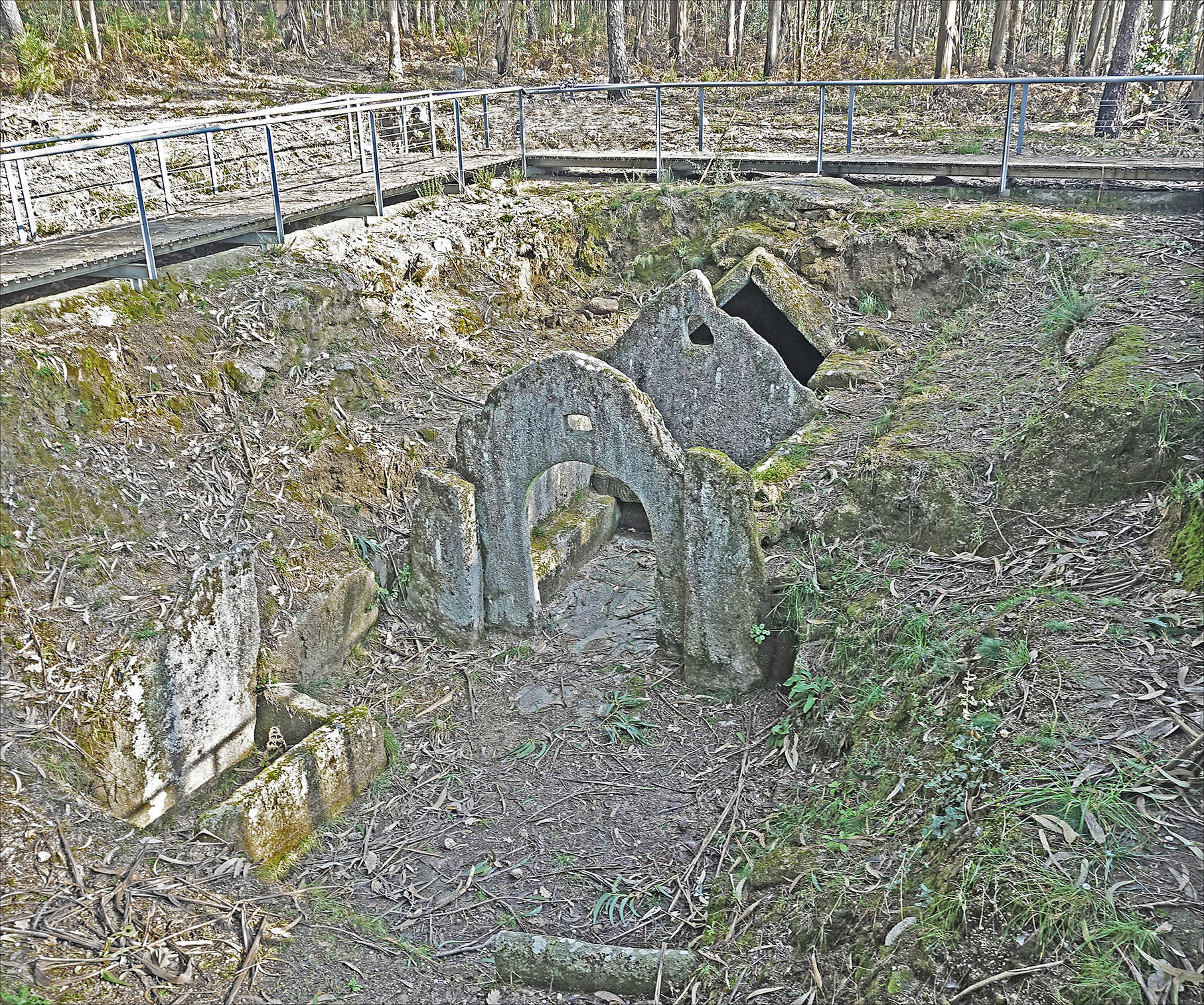
Castro de Santa Maria de Galegos au Portugal. Vestiges du sauna et des quatre parties

Le sauna castreña ou saunas castrexa (en galicien), est un type de bâtiment caractéristique des castros ou villages fortifiés du nord-ouest de la péninsule Ibérique. C’est dans la Communauté autonome espagnole des Asturies, que le nombre des saunas castreñas est le plus important de la péninsule et notamment dans le bassin du fleuve Navia.

Les bâtiments identifiés comme des saunas castreñas lors des fouilles archéologiques, principalement dans les Asturies, semblent être destinés à des bains de vapeur complétés par des salles chaudes et des zones d'immersion partielle, chaudes et froides. Le bâtiment qui abritait le sauna castreña était généralement un bâtiment public, à l’intérieur des murs du castro. Le modèle primitif du sauna castreña avec son plan rectangulaire à tête en abside, possédait : un four, une chambre de vaporisation et un petit vestibule.

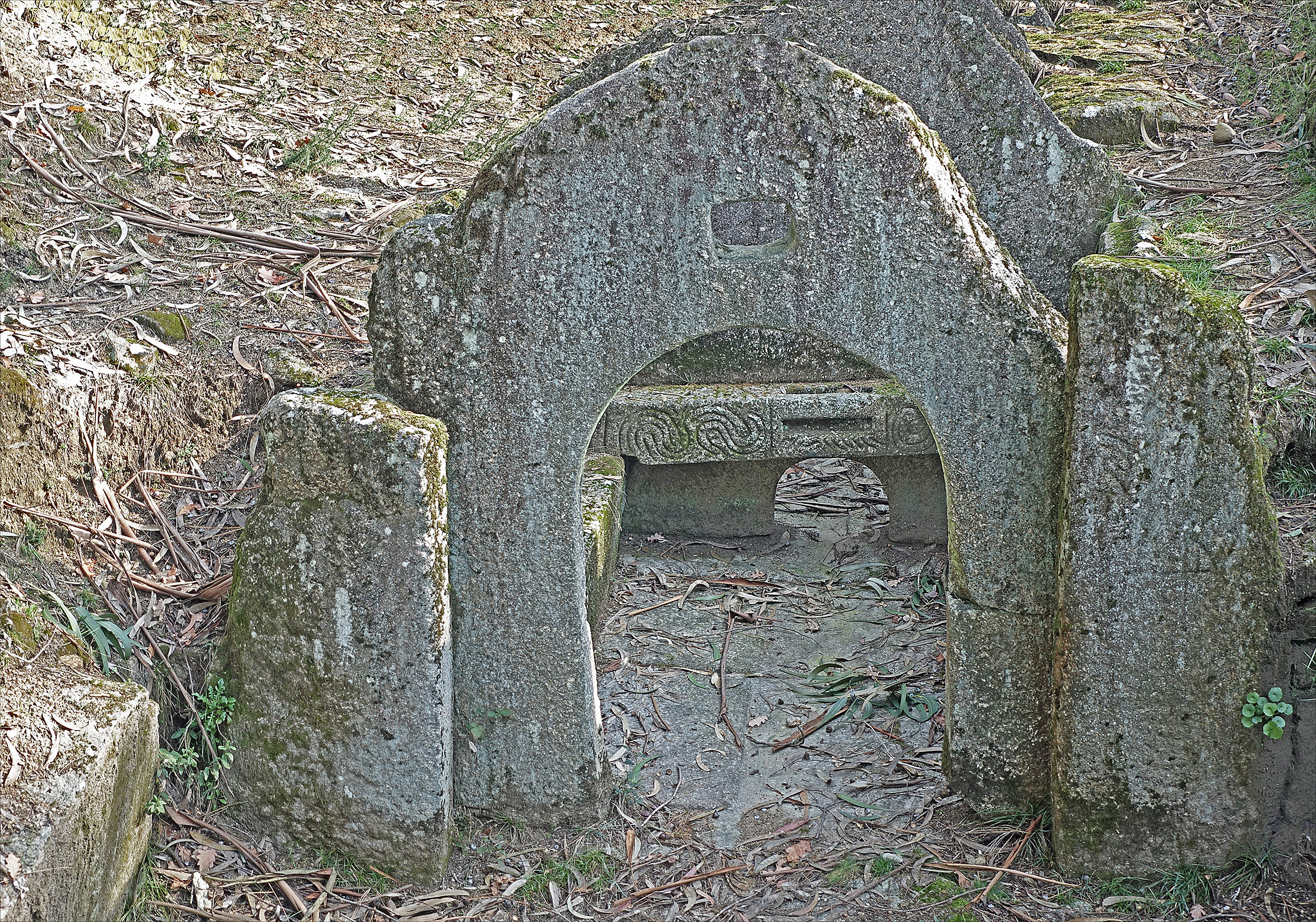
Castro de Santa Maria de Galegos au Portugal. Vestiges de la « Belle Pierre », avec vue de l’intérieur du sauna.

Le sauna repose sur le principe de l'alternance chaud/froid. Dans le sauna, le corps transpire beaucoup, avec le passage en salle chaude, la peau ouvre ses pores et participe au nettoyage de l'organisme, puis le bain froid entraîne une vasoconstriction (diminution du diamètre des vaisseaux sanguins) ainsi qu'un resserrage des pores de la peau.
« On ajoute que, parmi les peuples riverains du Durios, il en est qui vivent à la façon des Lacédémoniens, se frottant d'huile et se servant d'étrilles et d'étuves chauffées à l'aide de pierres rougies au feu, puis se baignant dans l'eau froide. »

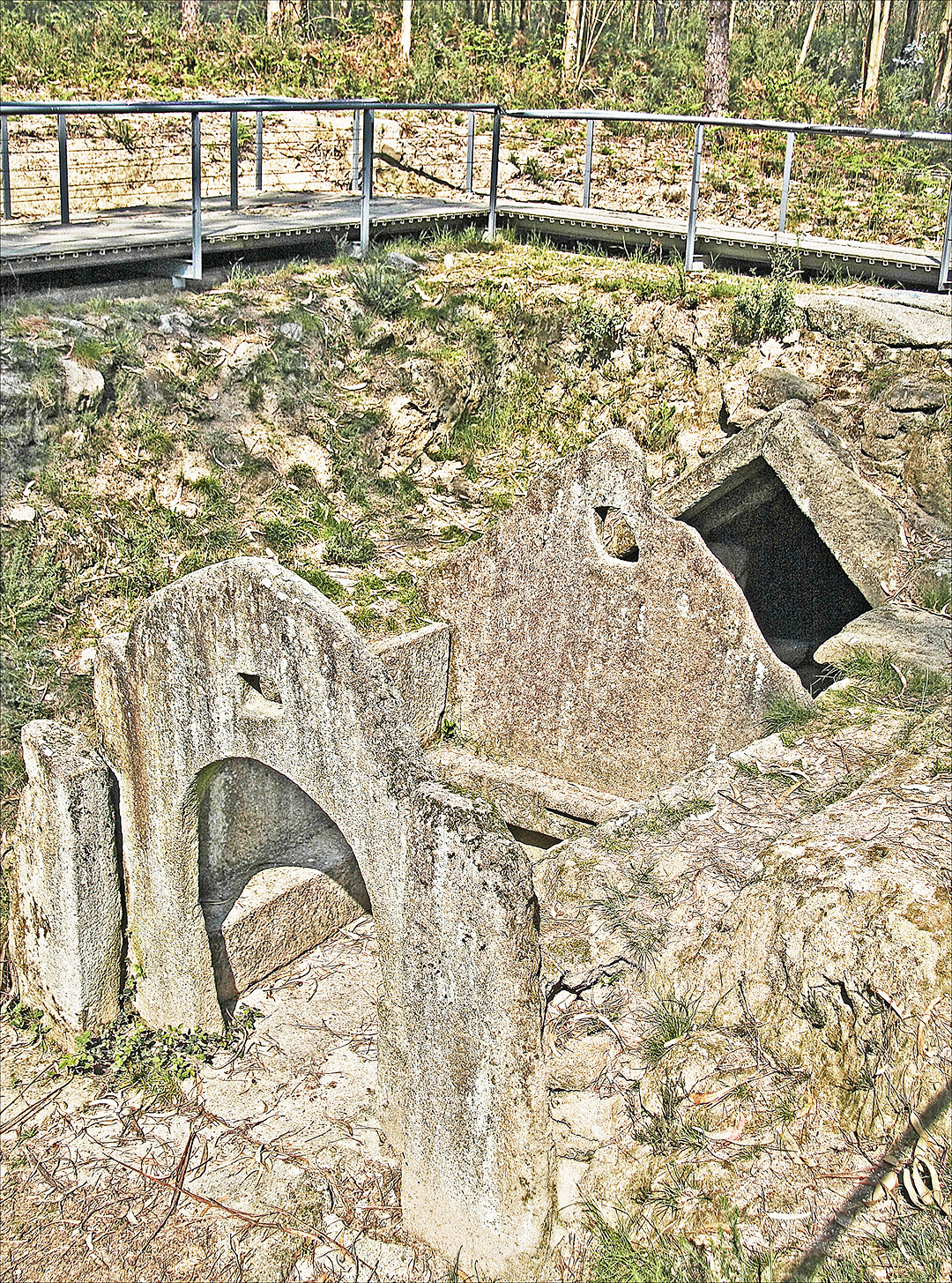
Castro da Pena Grande. Sauna classique avec la « Belle Pierre » de coupe plus simple.

Le principe des saunas castreñas était simple : après un passage dans le vestibule pour se dévetir et un premier séjour dans la salle chaude (que les Romains appelaient caldarium), l'utilisateur entrait dans la salle où se dégage la vapeur – en jetant de l’eau sur des pierres brûlantes – l’accès au local de « vaporisation » se faisait par une ouverture étroite située en partie basse du mur mitoyen. Au Portugal, ce sont généralement de grandes dalles de granit richement ornementées de sculptures celtiques appelées La Pedra Formosa (La Belle Pierre). Au fond du sauna, dans un local fermé, était le four pour la chauffe des pierres du sauna.
Après le passage dans le compartiment de vapeur la personne sortait et allait se plonger dans un bassin d’eau froide à l’extérieur du sauna. Les saunas semblaient être de petits sanctuaires, des espaces sacrés et de purification du corps pour une certaine classe de la population du castro : initiation rituelle, guerriers... « Avant leur désuétude définitive, ils [les saunas castreñales] furent adaptés, comme une imitation rustique, aux usages thermaux pratiqués dans le monde romain. » Comme dans d’autres domaines, l’influence romaine modifia l'usage de ces espaces à usage thermal et rituel. Avec le déclin des castros, soit avant l’arrivée des Romains, soit tout au long de leur lente invasion de la péninsule - en fonction de son utilité dans le contrôle de certaines ressources par exemple l'exploitation de l'or - et l’abandon du village d’une partie de la population, les saunas tombèrent dans l’oubli.

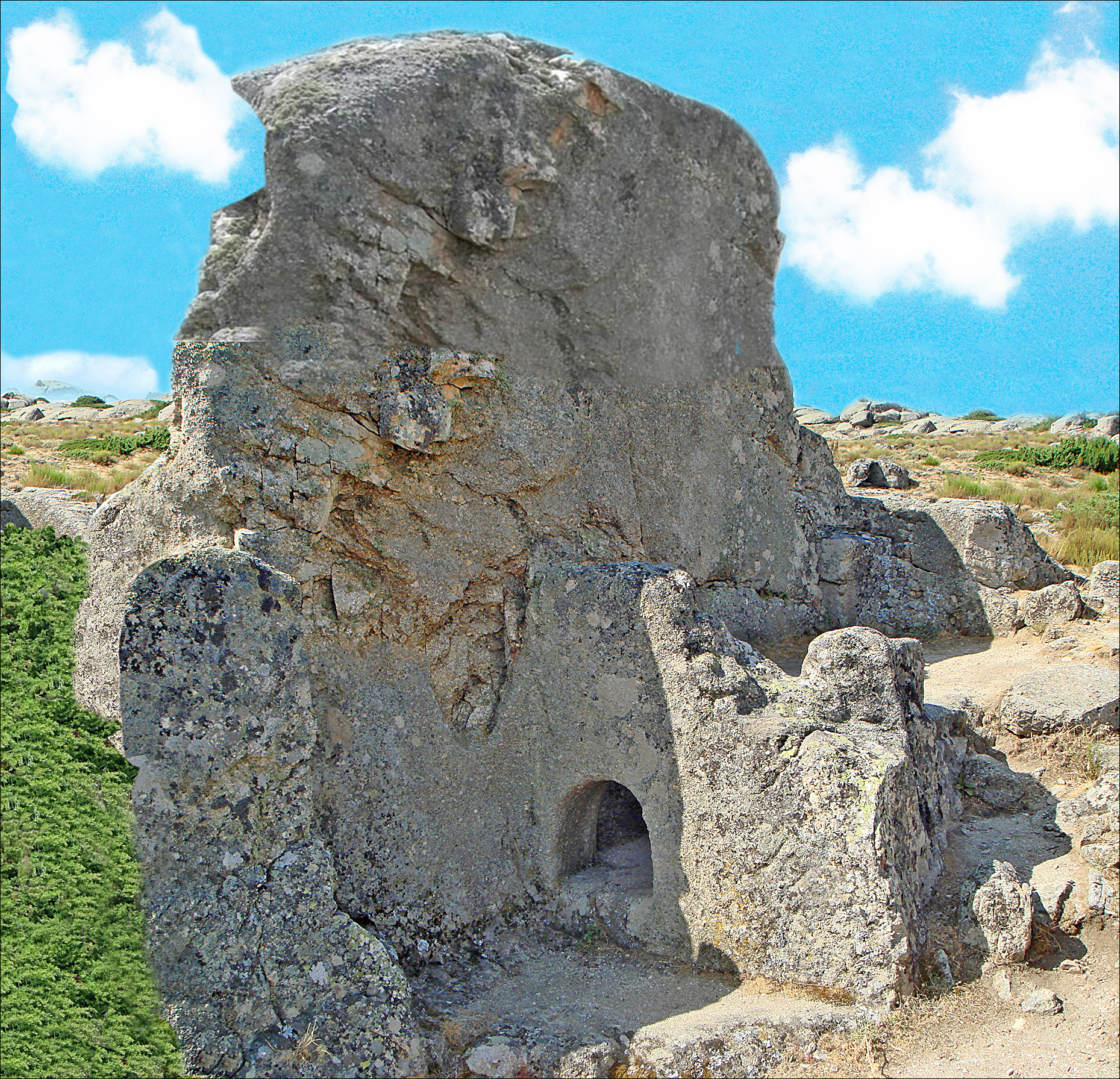
Castro de Ulaca en Castille-et-León, le four et le sauna.
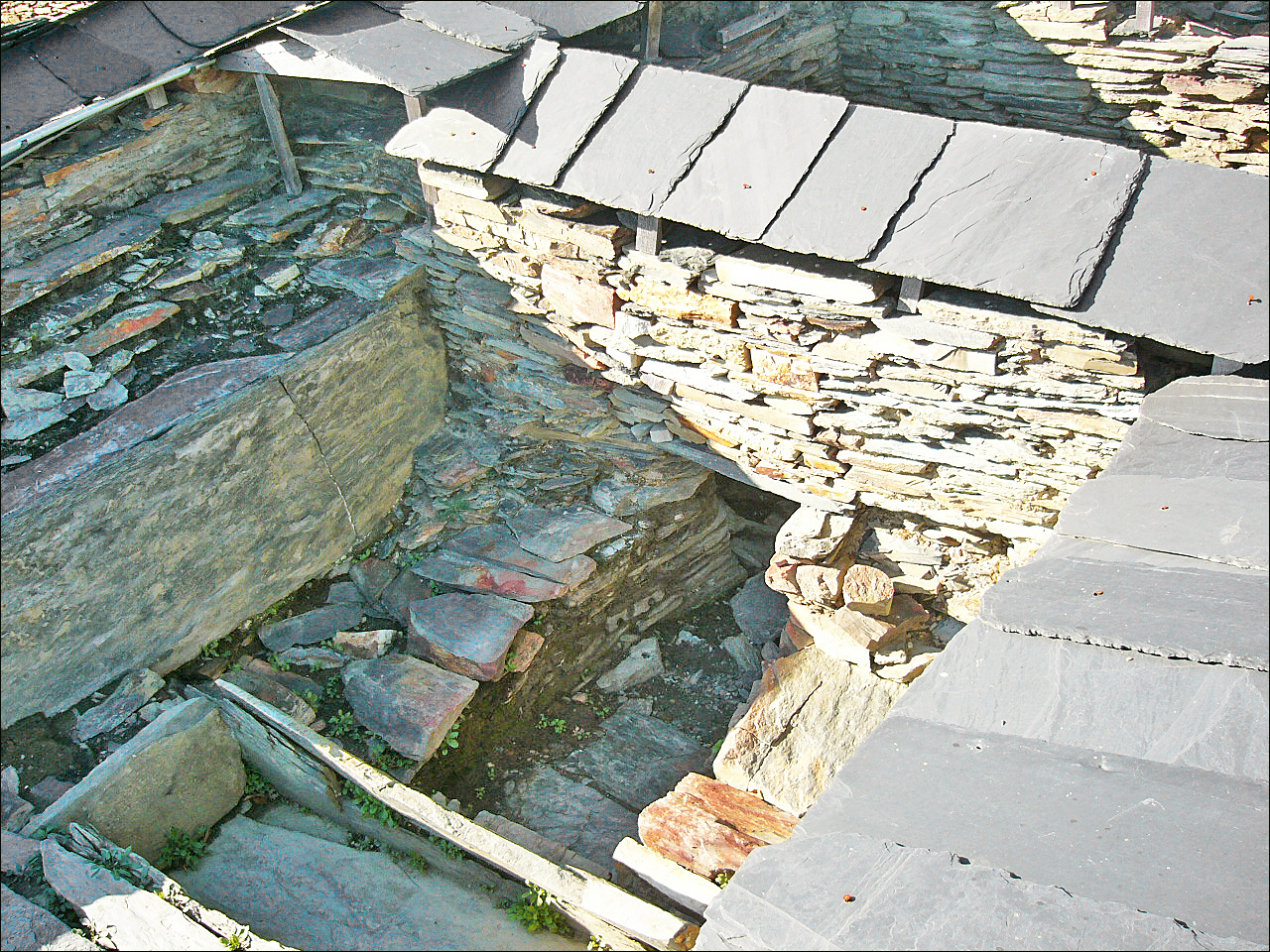
Le castro Chao Samartin dans les Asturies. Thermes publics celtes.
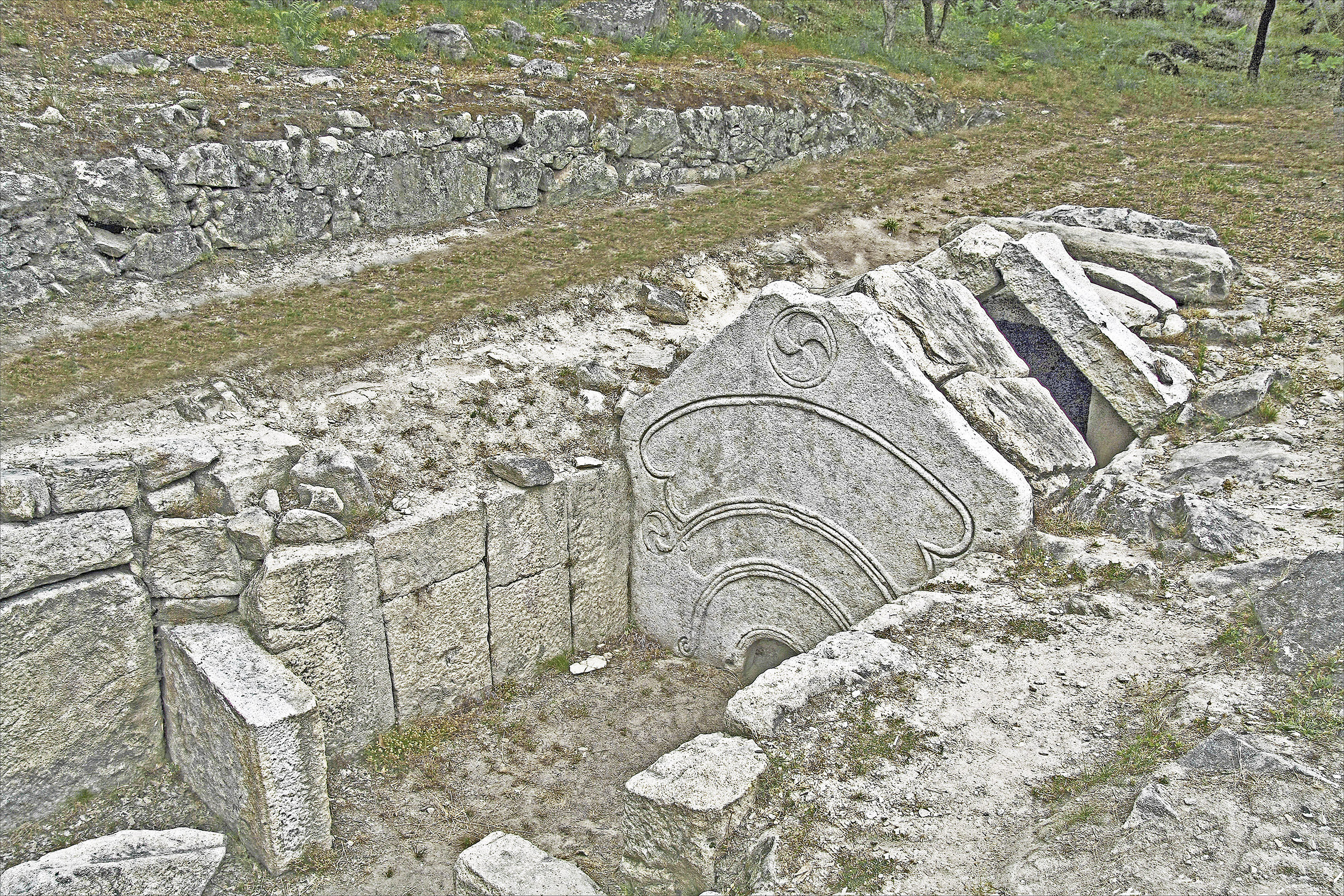
La Citânia de Briteiros, le sauna, vu de côté avec la « Belle Pierre ».
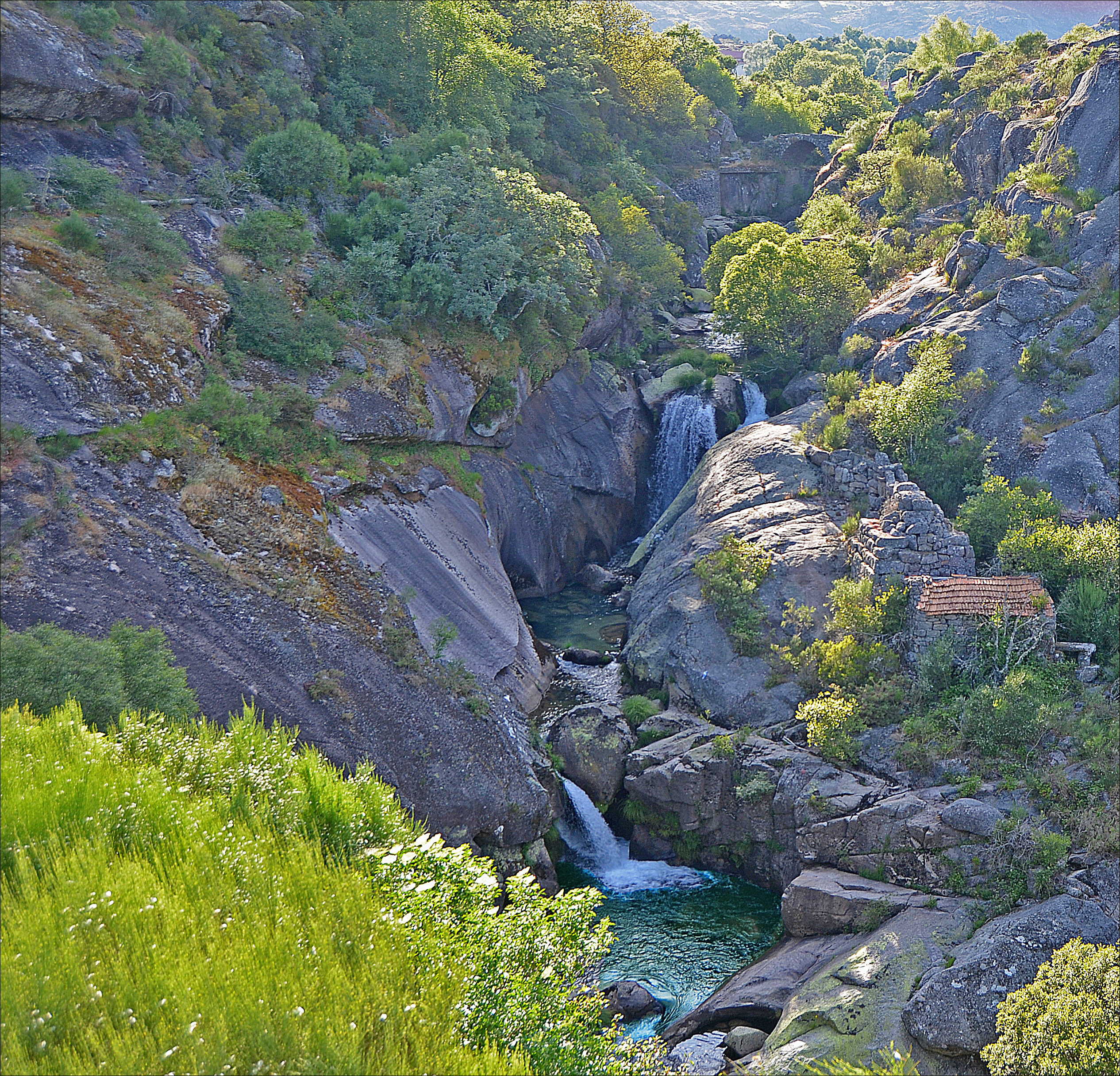
Le castro de Laboreiro au Portugal et la cascade près du castro.

#### Fin de la culture desCastros

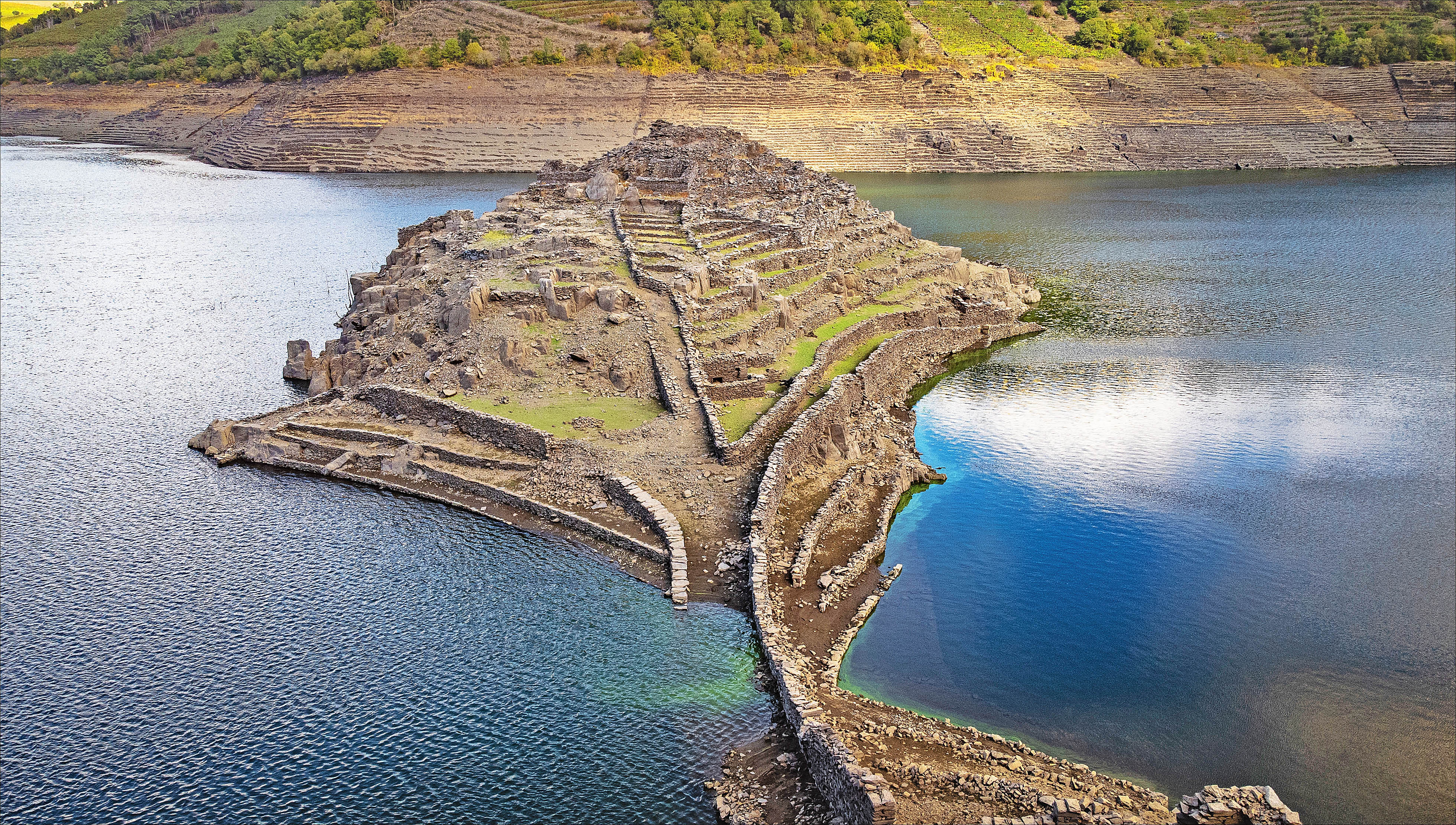
Le Castro Candaz, fondé au IVe siècle avant notre ère. Sur sa presqu’île dans le fleuve Minho, en Galice.

Les investigations archéologiques montrent que les Celtes sont arrivés dans la péninsule Ibérique au cours du VIIIe siècle avant notre ère. Au cours du VIIe siècle, pendant la civilisation de Hallstatt, ils se déploient dans certains secteurs de la Meseta (Montagnes du centre de la péninsule), puis au Portugal et quelques groupes atteignent la Galice et les Asturies. En 565 avant notre ère, après la fondation grecque de Massalia, les Phocéens créent le comptoir d’Ampurias à l’est de l’Espagne.
Lors de leur arrivée dans la péninsule, les Celtes se sont mélangés à d’autres peuples autochtones qui habitaient déjà le pays - Ibère, Tartessos, Lusitaniens donnant ainsi naissance à des cultures qui rendent difficile l’analyse de ce qui est purement celtique, appelées la Culture des Castros (cultura castreja en portugais, castrexa en Galicien ou castreña en castillan). La péninsule Ibérique a vécu intensément cette culture, si bien que l’on peut encore suivre les traces de leur présence, notamment dans la construction des maisons et des villes naissantes – citânia.
Au début de leur arrivée sur la péninsule Ibérique, les Celtes bâtirent leurs villages sur des collines, des sites élevés, des presqu’îles, situés dans des points d'intérêt géostratégique - les plus anciens dateraient suivant certains historiens de l’âge du bronze final, au IXe siècle avant notre ère.

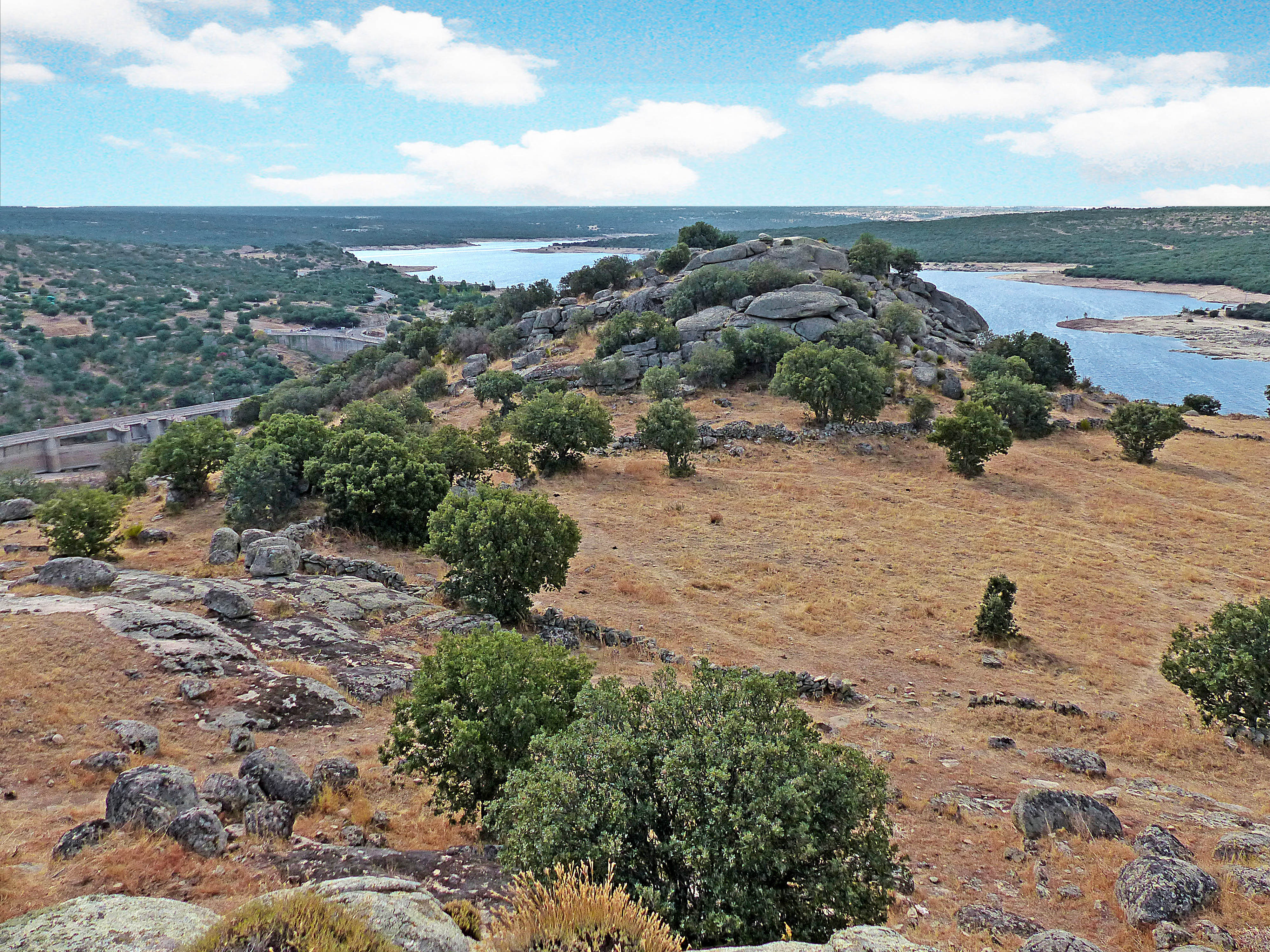
Le castro de Las Cogotas, Castille-et-Léon. Près du réservoir d’eau de Mingorria.

À partir du Ve siècle et jusqu'à l'arrivée des Romains, ils deviendront l'habitat exclusif des populations autochtones et leur implantation se diversifie, s'étend aux vallées fertiles et toujours de façon à profiter d'un cours d'eau, d’un lac ou de sources suffisantes aux besoins en eau, sur un territoire propice à la vie des populations : besoins domestiques, à l’agriculture et à l’élevage du bétail. C’est l’époque des castros et des citânias.
Après la conquête romaine, celle-ci favorise une apparente continuité dans l'implantation des castros, bien que modifiant radicalement le cadre administratif et les relations entre les communautés. Commence alors un processus d’assimilation de la culture romaine dans le monde celtique ibérique, qui conduira à la déstructuration irréversible de la société castriste vieille de plusieurs siècles et la disparition définitive de la Culture des Castros au cours du IVe siècle de notre ère.

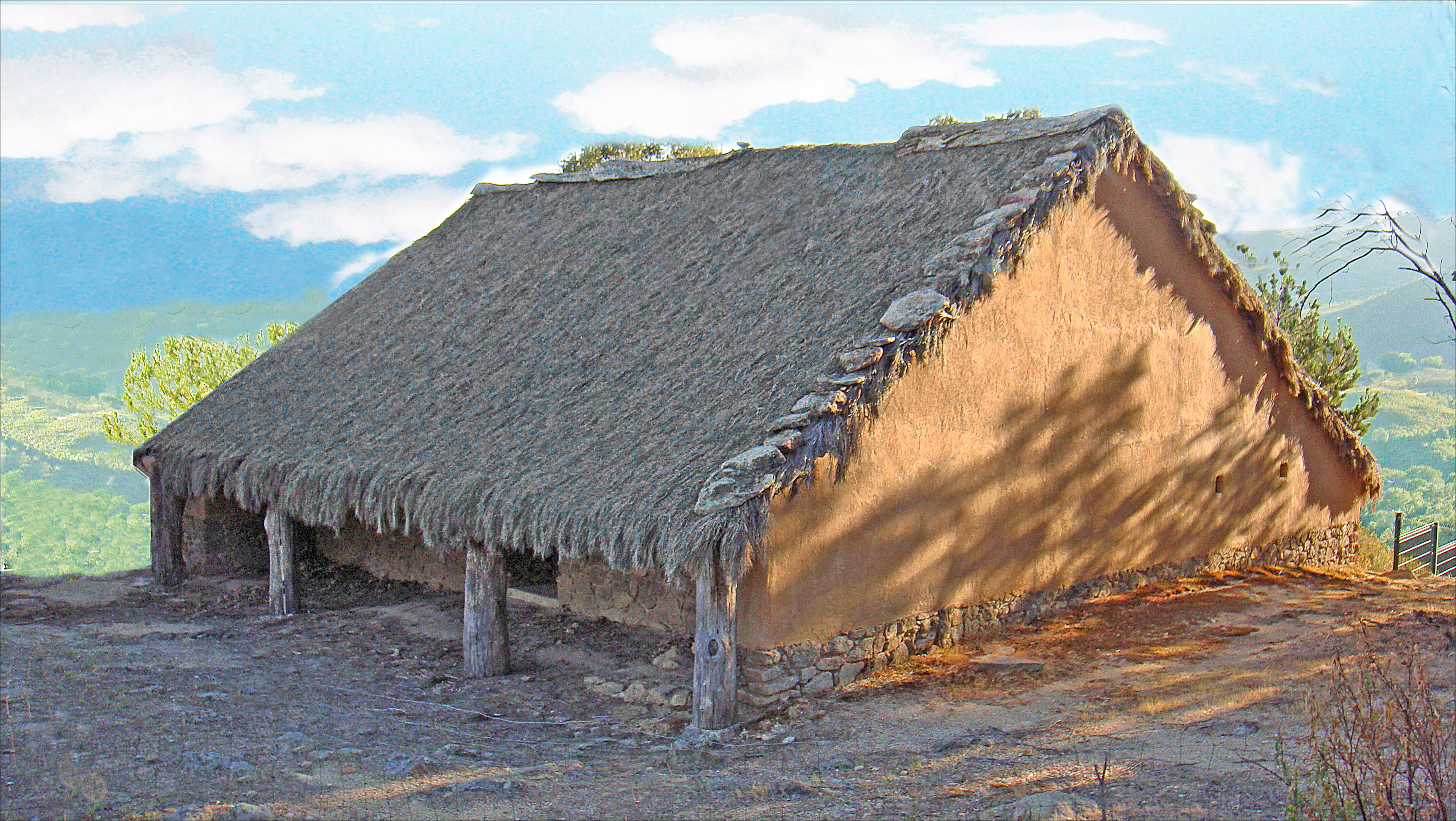
Castro de el Raso. Reconstitution d’une maison celte.
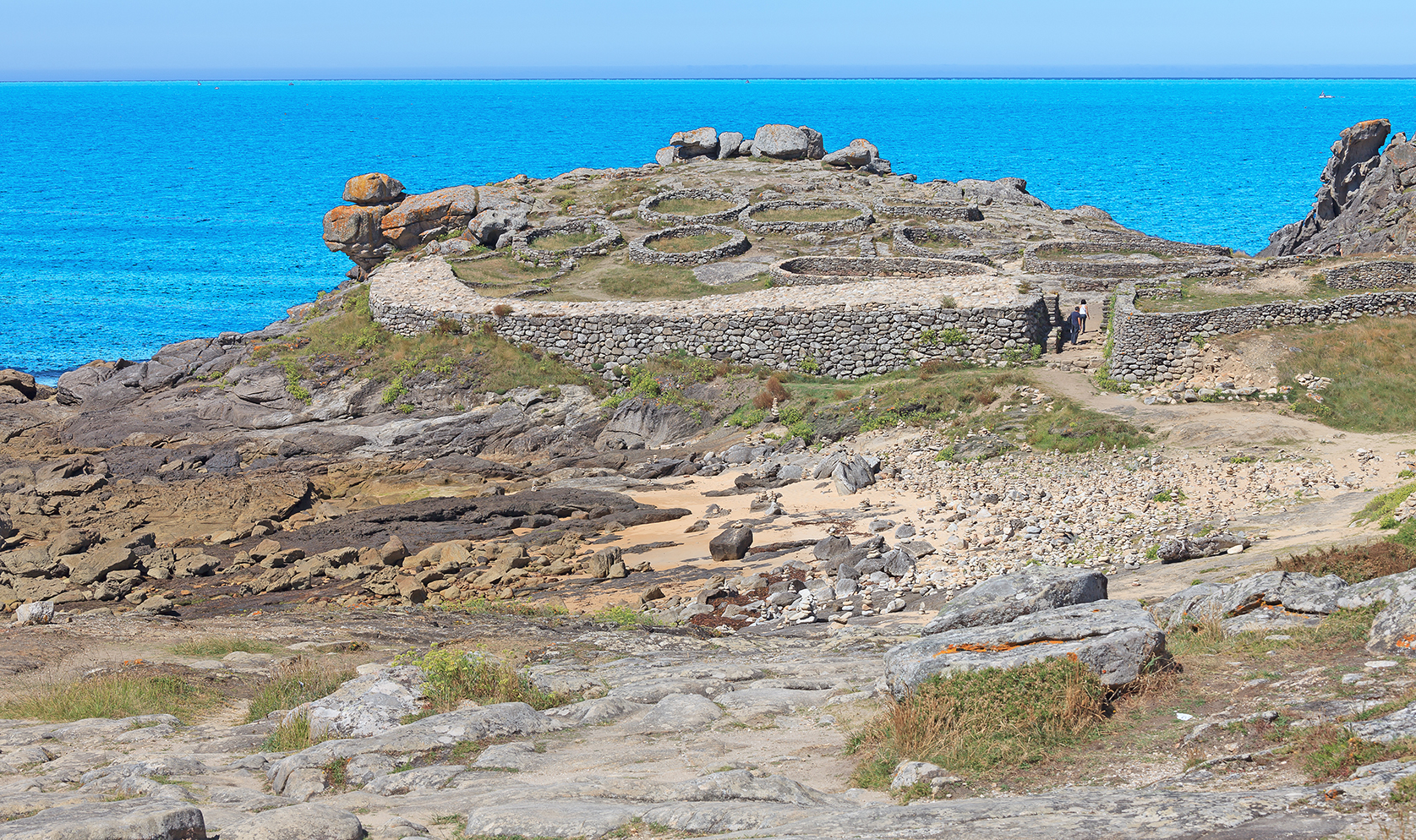
Vestiges du Castro de Baroña, vu d'un autre angle.
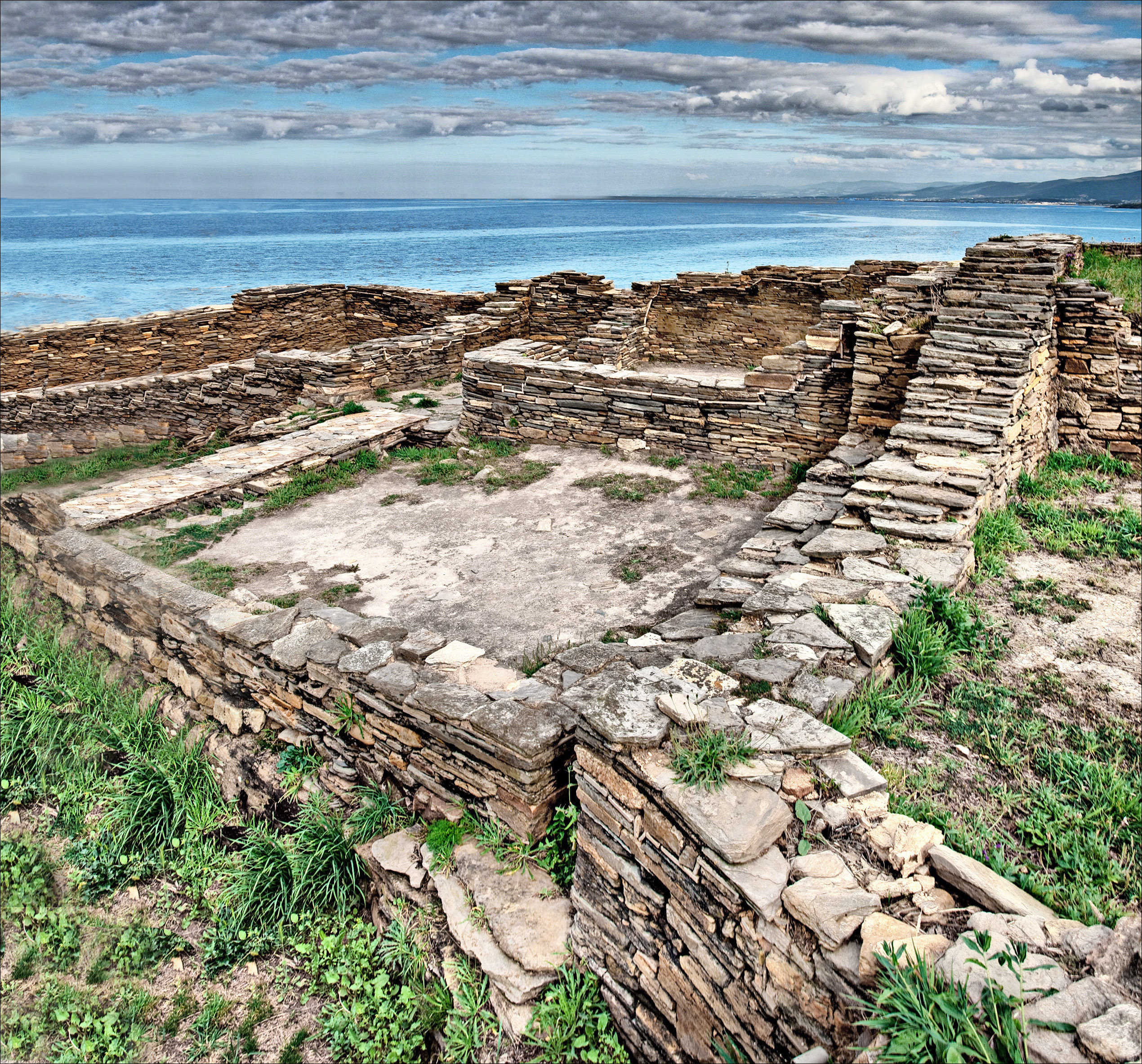
Castro de Fazouro, Foz, province de Lugo, Galice.
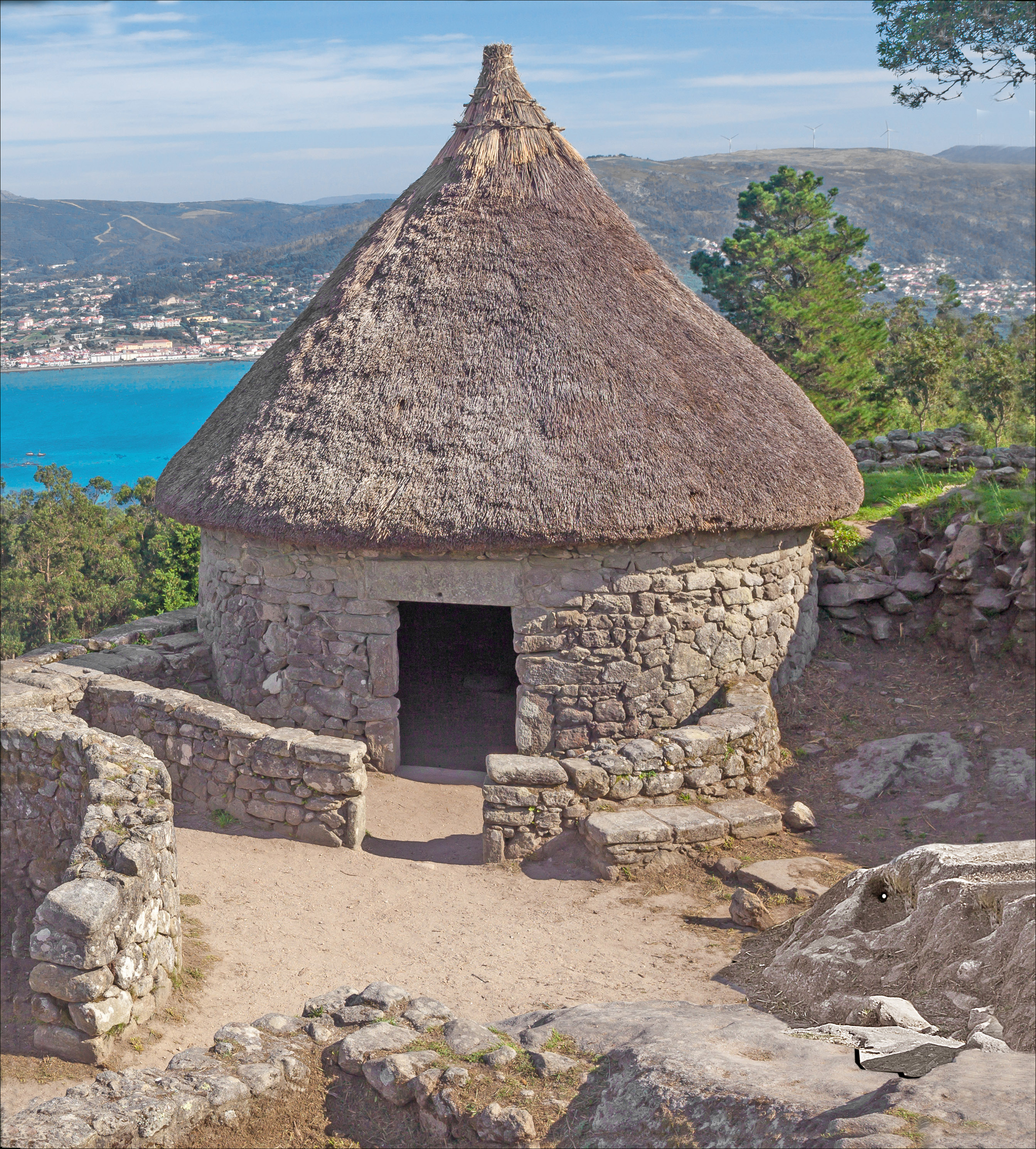
Castro de Santa Trega, détail du caniveau et son réservoir.

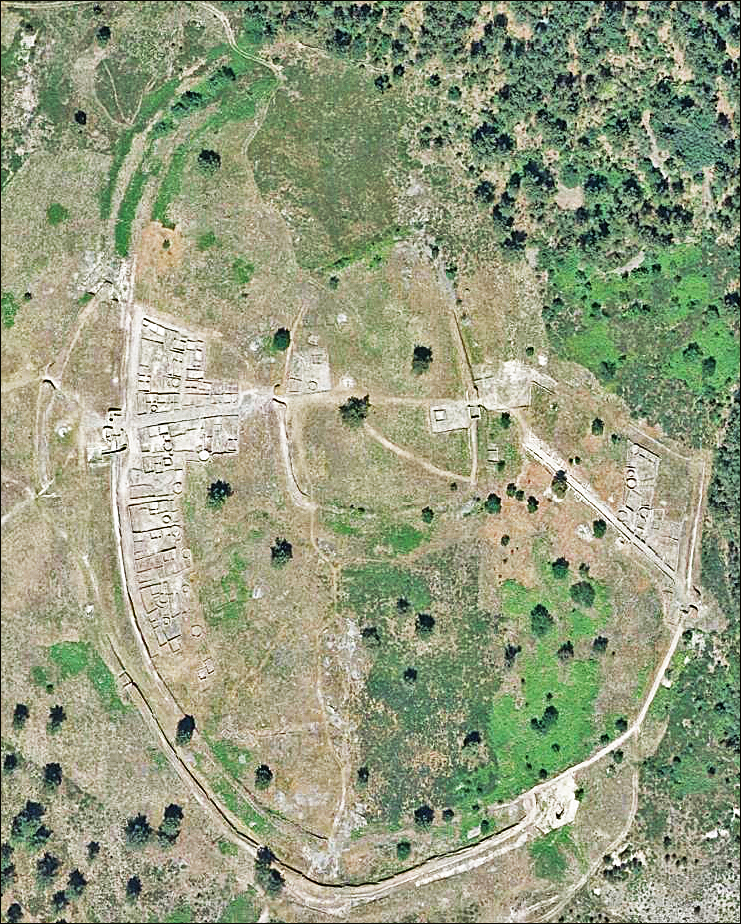
Vue aérienne du village fortifié – Hill fort de San Cibrao de Las.
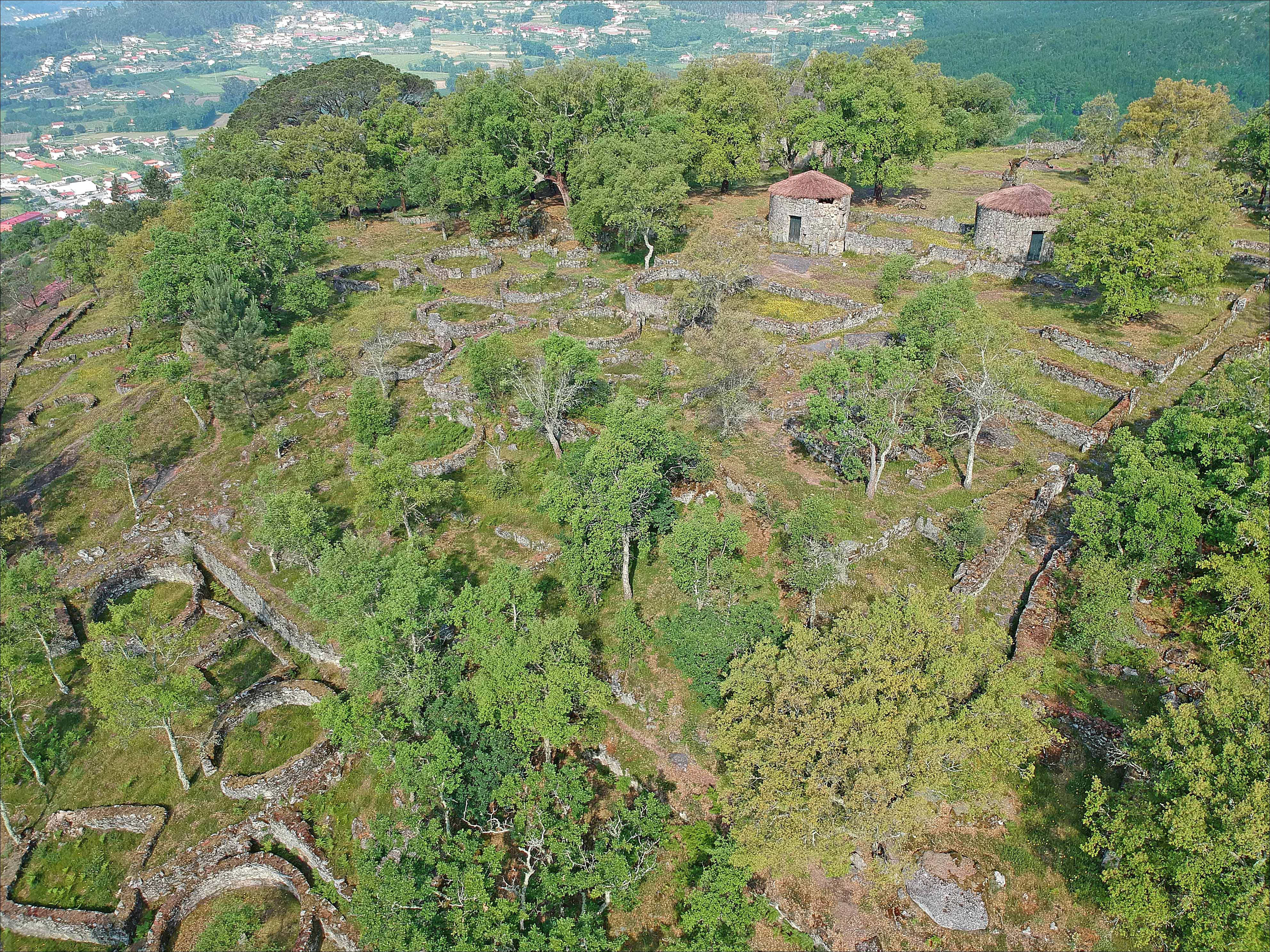
Castro de Citânia de Briteiros au Portugal.
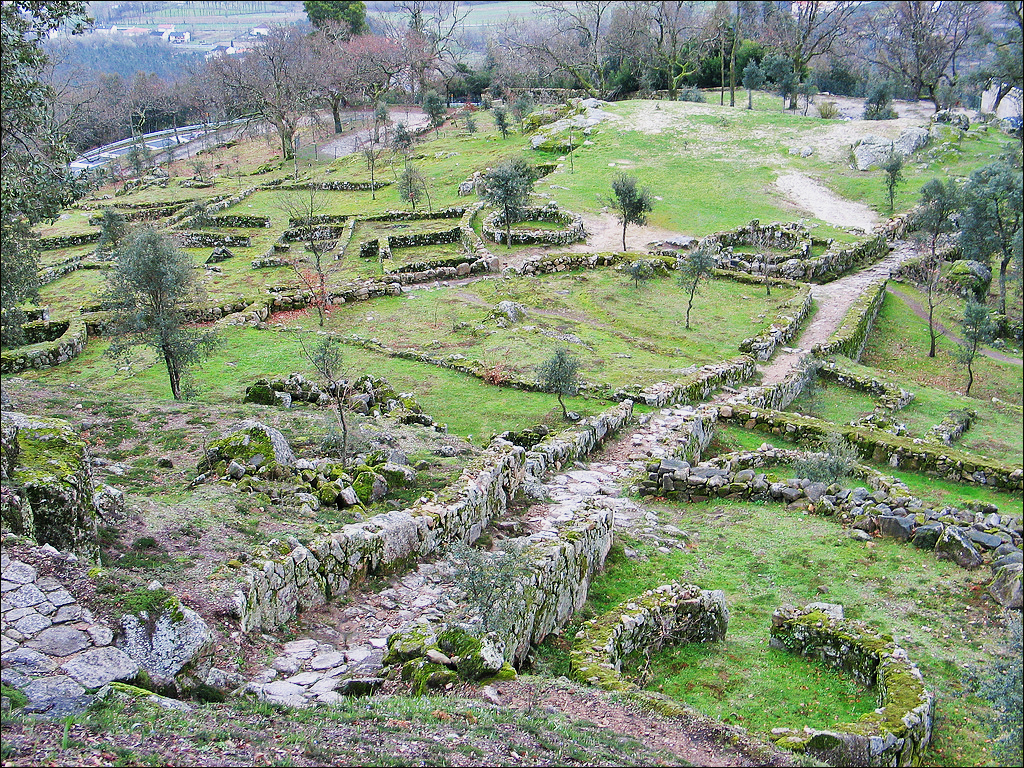
Le Castro de la Citânia de Briteiros Ensemble du site.
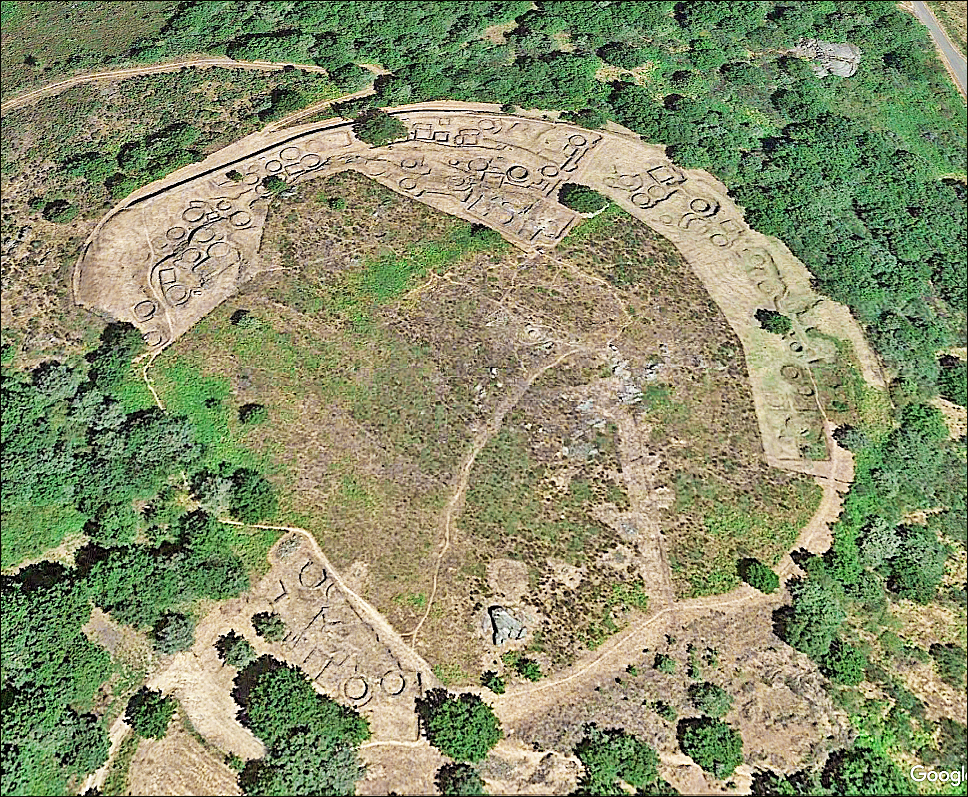
Castro de Castromao, vue aérienne de la colline.

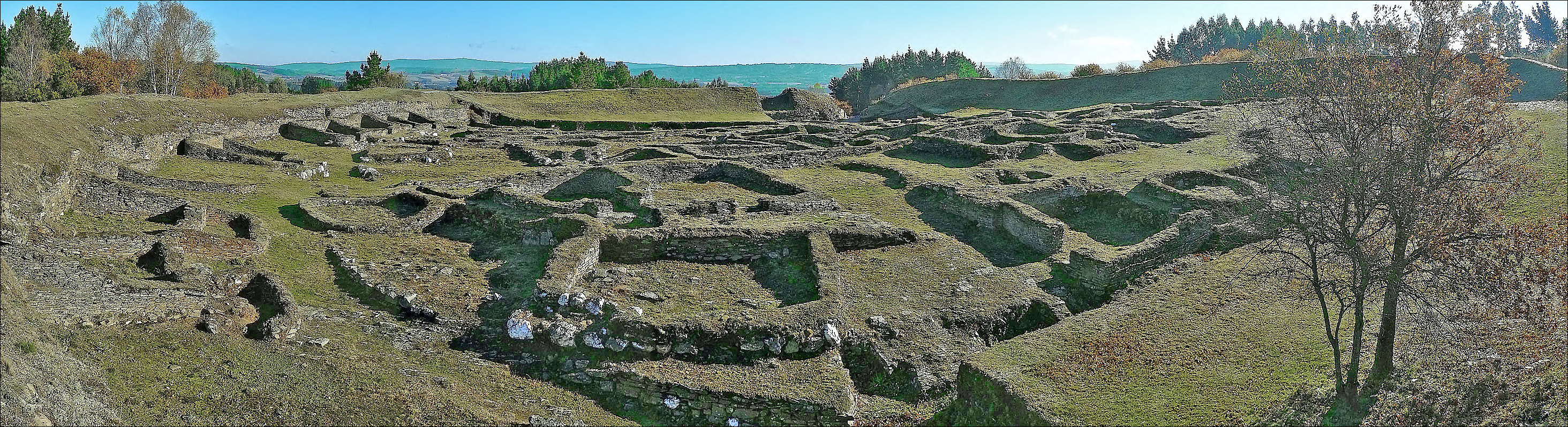
Castro de Viladonga vue panoramique du site en Galice.
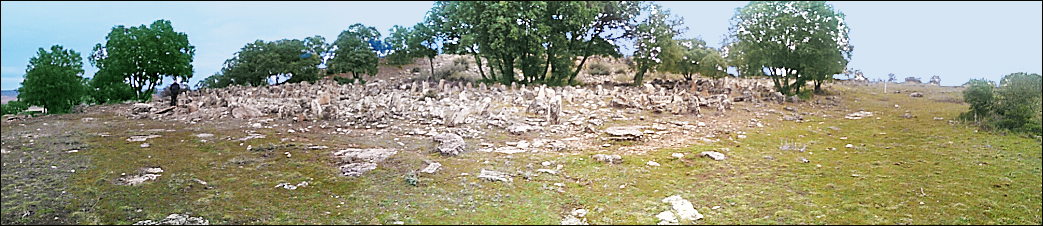
Castro de Castilviejo de Cubillas del Pinar, province de Guadalajara.
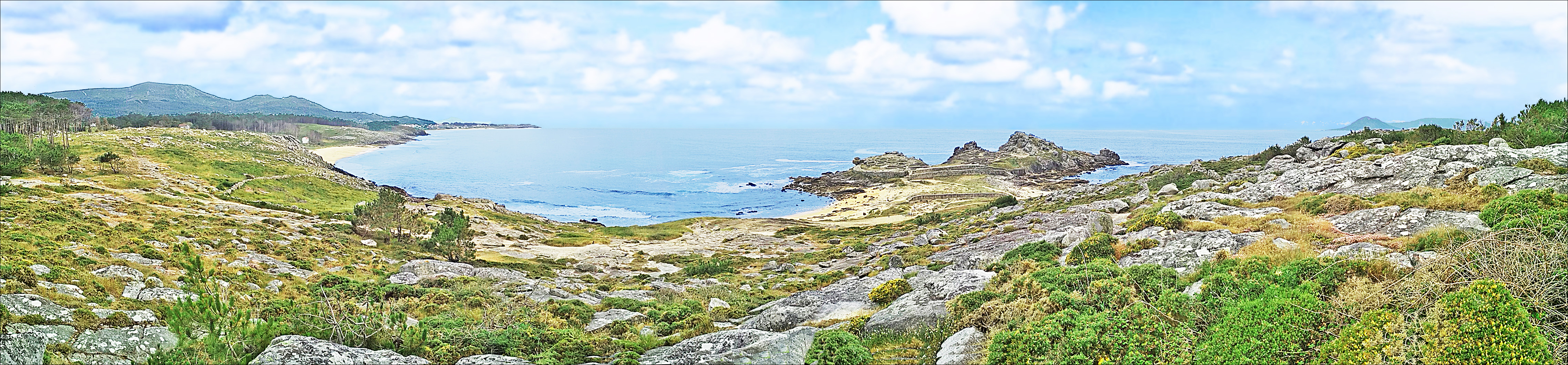
Castro de Baroña, photo panoramique avec la colline de Baroña.
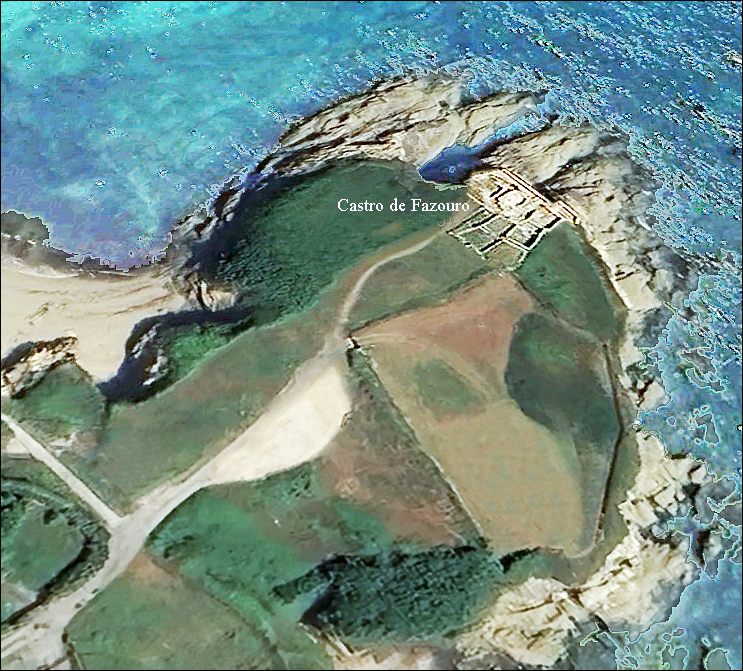
Castro de Fazouro en Galice, vue aérienne de la péninsule.

## Péninsule Italique

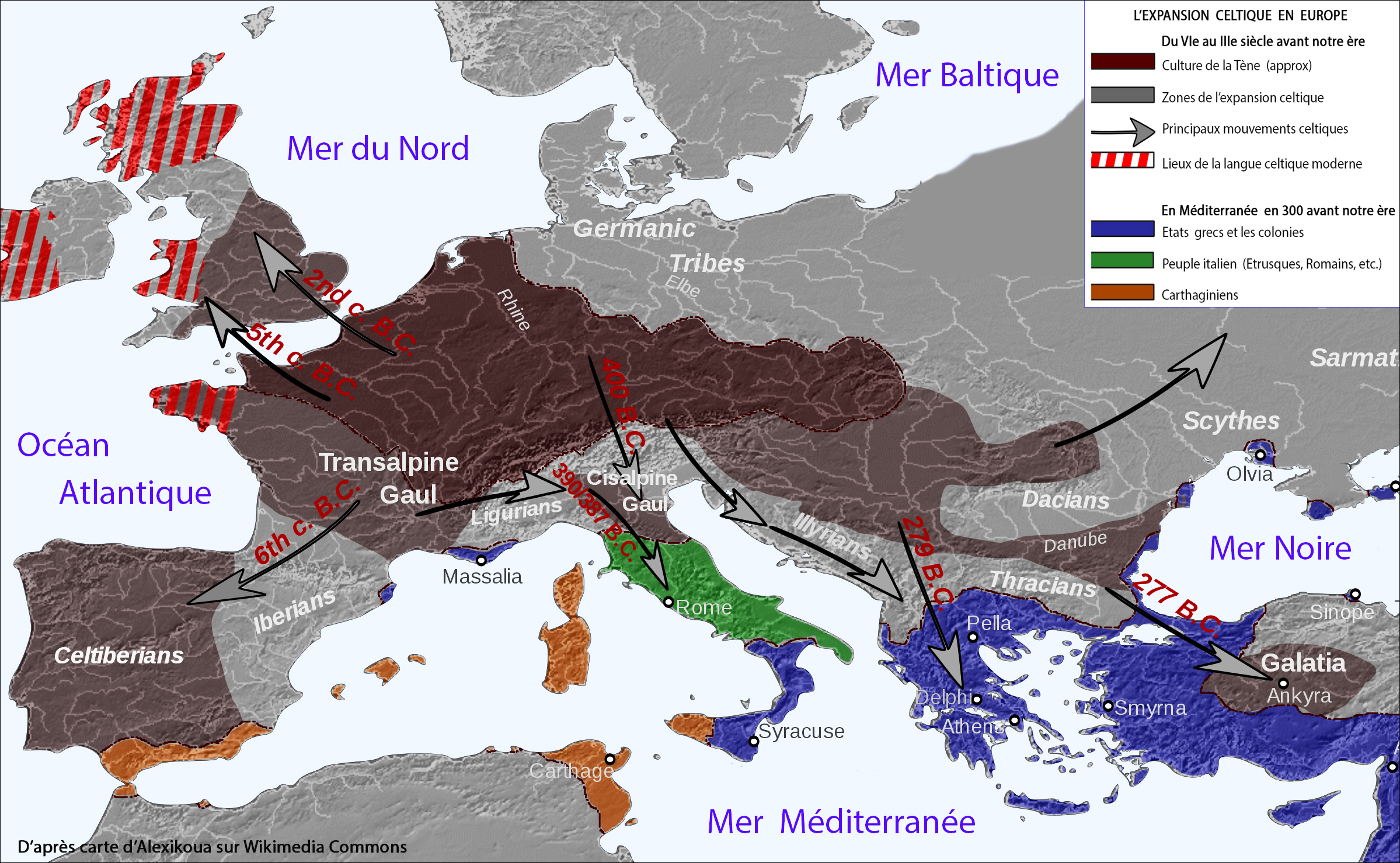
Carte de l’expansion celtique, du avant notre ère.

L’étude les Celtes et leur gestion de l’eau dans la péninsule Italique, est un phénomène d'une grande complexité. Les modalités ont varié dans le temps et dans l'espace. Archéologues et historiens ont une approche souvent différente, sinon parfois opposée, concernant les peuples celtes sur cet péninsule appelée aujourd’hui l’Italie.

Au milieu du Ier millénaire millénaire avant notre ère le « Monde celte » apparaît globalement stable, mais à partie des IVe et IIIe siècles avant notre ère, des déplacements massifs de populations celtiques, se mettre en mouvement vers la plaine du Pô, la Panonnie, le bassin des Carpates, les Balkans et la Grèce puis l’Asie Mineure en Galatie dans la région anatolienne, entre le IIIe siècle avant notre ère, jusqu’au Ve siècle de notre ère.

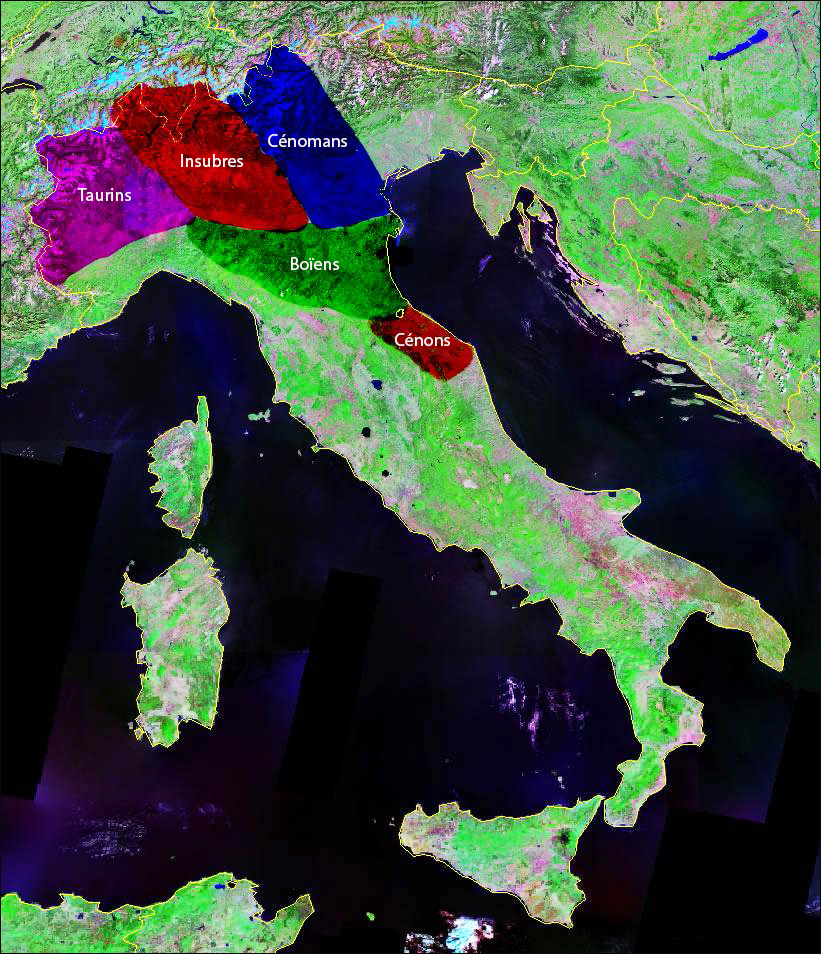
Répartition des peuples celtes installés en Italie au IIIe siècle avant notre ère.

« Les causes des mouvements celtiques ont été multiples : dissensions internes, manque de terres consécutif au surpeuplement [...], recherche de meilleures conditions économiques, nomadisme transhumant, évolution climatique, catastrophes naturelles (attestées dans le cas des Cimbres), attrait des produits méditerranéens (figues, huile, vin surtout), révélés par les mercenaires et les marchands». 
Au début du IVe siècle avant notre ère, l’invasion de la péninsule italique par les Celtes transalpins - Sénons, Cénomans, Insubres, Boïens – permet le contact avec les populations déjà sur place, étrusques et grecques, au milieu desquelles ils se fondent, tout en conservant leur identité culturelle.
« En prenant pied dans le centre-nord de la péninsule Italienne, les Celtes ne constituent pas un bloc à part, mais s’insèrent dans une mosaïque de peuples (étrusques, italiques mais aussi celtiques) aux contours flous, avec lesquels ils doivent composer et où les interactions culturelles sont prégnantes».

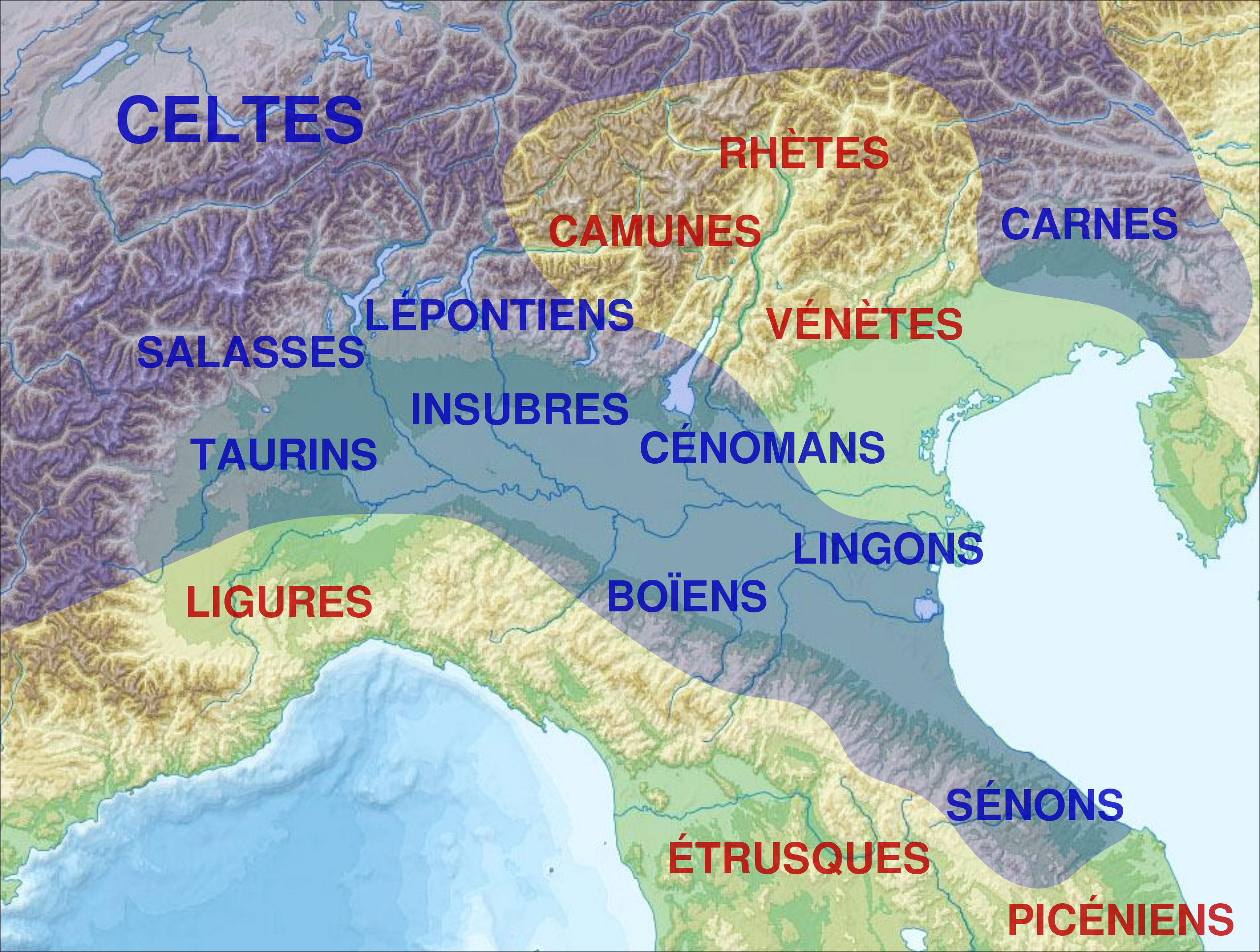
Carte de la Gaule cisalpine, aux avant notre ère.

La péninsule Italique a vu s’établir trois catégories de peuples celtes :
- Les Celtes autochtones établis depuis l’âge du fer et assimilés à la culture de Golasecca[296].
- Les peuples Boïens et Sénons de Montefortino, résidents de la péninsule depuis plusieurs générations et parfaitement intégrés au sein des populations précédentes qui les ont accueillies[297].
- Puis les derniers arrivés, migrants poussés parfois par d’autres peuples, ou à la recherche de nouvelles terres à cultiver, mais également des aventuriers ou mercenaires – les Gésates – à la solde d’autres peuples tels les Sénons, les Boïens, les Cénomans ou les Insubres, s’inscrivant dans cette longue tradition d’un mercenariat celtique en Méditerranée[298].

Au début du IVe siècle avant notre ère des peuples gaulois investirent la Péninsule italienne, avec la victoire de remportée sur les Romains lors de la bataille de l’Allia et la prise de Rome par Brennus en 387 avant notre ère.
« Attirés par la perspective d’une vie meilleure, et sans doute poussés par de mauvaises récoltes dues à des conditions climatiques défavorables, plusieurs dizaines de milliers de Celtes se rassemblèrent vers l’an 400 av. J.-C. et franchirent les Alpes en direction du Sud. En juillet de l’an 387 av. J.-C., ils atteignirent Rome». 

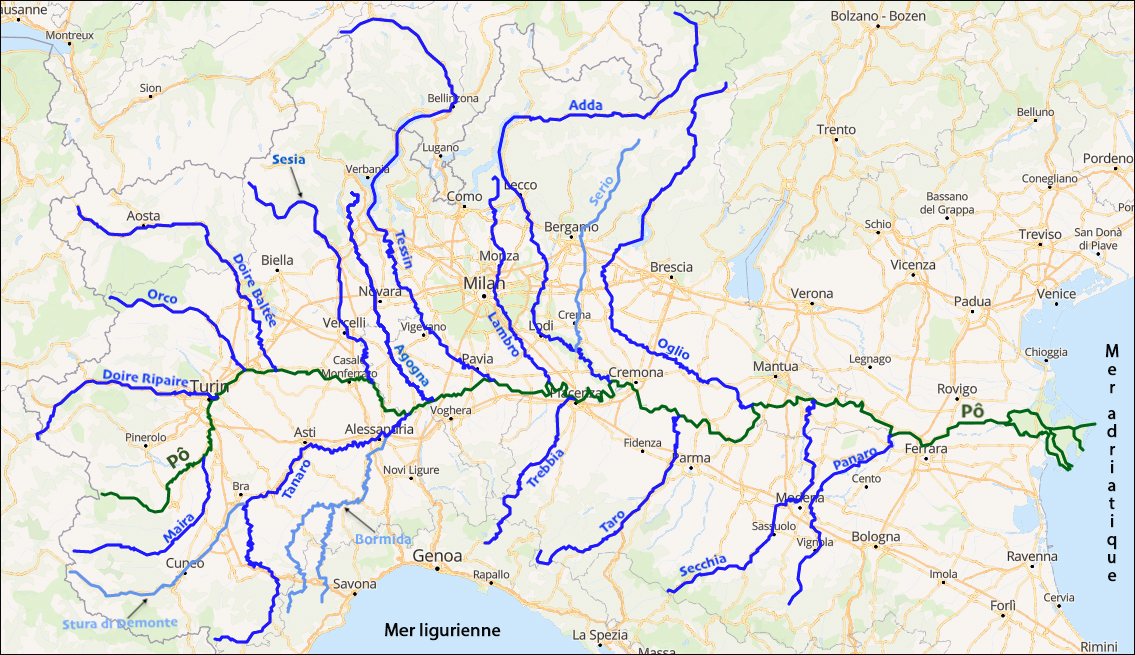
Le bassin hydrographique du Pô, le fleuve et ses affluents.

Les Celtes ou Gaulois, se sont surtout établis dans l’Italie du Nord-ouest, dans les régions au nord du fleuve Pô. Les Celtes se sont assimilés, ou ont assimilé en partie les populations dont les langues ou dialectes, très certainement d’origine indo-européenne et « avaient des affinités plus étroites avec le celtique qu’avec aucune autre langue de l’Italie antique».
« Les Celtes ne disposaient pas de langue écrite. Les chercheurs doivent donc s’appuyer sur les récits [...] de leurs contemporains grecs et romains [Denys d’Halicarnasse, Pline l'Ancien, Tite-Live, Strabon, Polybe, [...]. Mais leurs principales sources d’information sont les fouilles archéologiques...».
Les textes anciens sur le peuplement des Celtes dans la péninsule Italique, qualifient un peuplement épars, par habitats isolés gravitant autour de quelques oppidums et l'on dénie généralement aux Gaulois toute existence urbaine, malgré quelques traces de pré-urbanisation comme à Monte Bibele. 
« La période celtique en Italie septentrionale vit le déclin des villes plus anciennes, souvent d’origine étrusques - Bononia (Bologne), Montefortino, Brixia (Brescia) - puis subit les nouvelles fondations qui jalonnèrent la progression romaine, mais les Celtes des IVe et IIIe siècles av. J.-C. ne semblent pas avoir été attirés par le mode de vie urbain».

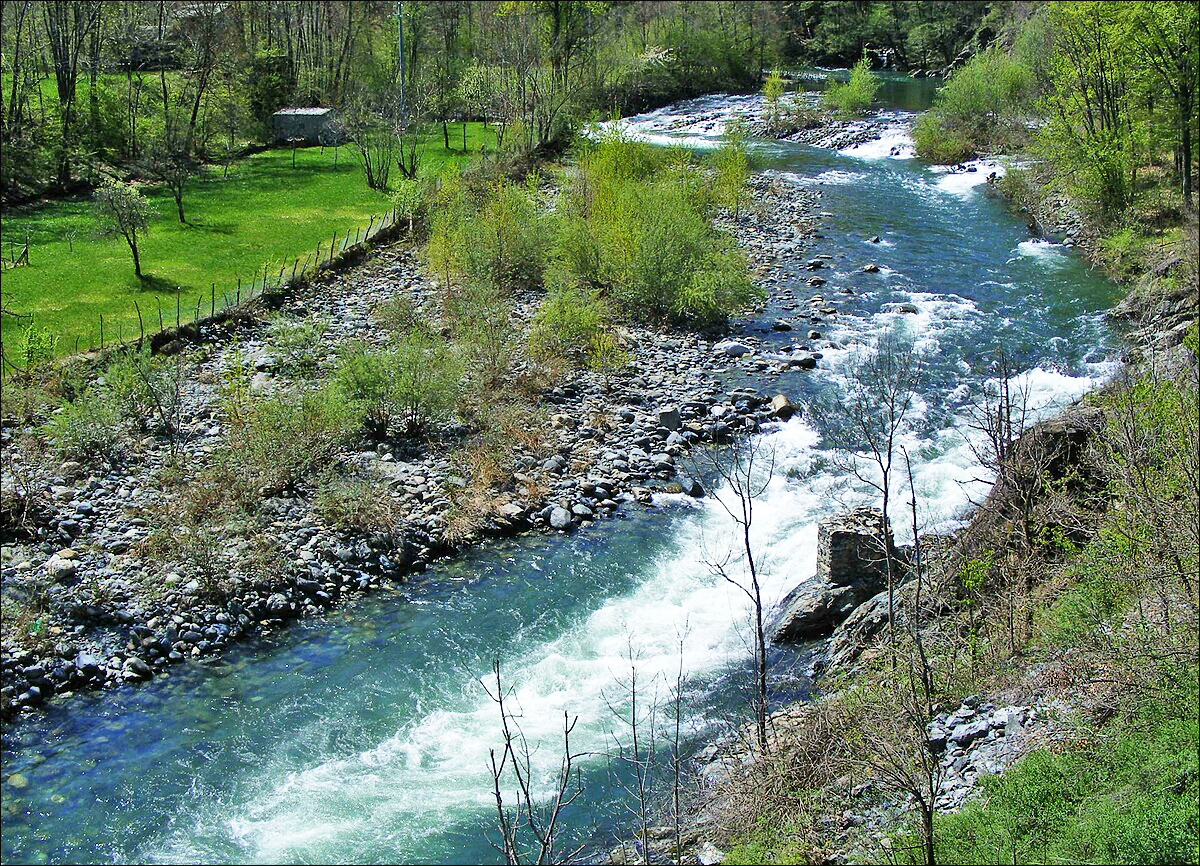
La rivière Stura, affluent de la rivière Tarano qui de jette dans le fleuve Pô.

Au début des attaques romaines, les Celtes conçurent parfois l’occupation d’un territoire autour d’un oppidum, alors que les vagues migratoires plus anciennes avaient laissé péricliter les villes conquises et s’étaient dispersées dans la campagne. Dans la construction de leurs habitats, les vestiges d’occupation des Celtes dans la péninsule Italique restent très pauvres pour les IIIe et IIe siècles, telles les implantations celtes de Côme, Brescia ou Bergame qui restent dans la tradition indigène.
Le développement des installations hydrauliques est l’exemple d’une importation culturelle, dont l’existence ne se justifie pas dans un milieu relativement humide. […] La Gaule apparaît comme un réservoir de ressources vivrières par rapport à une agriculture de la péninsule italienne dont la production, spécialisée, est plus sensible aux variations du marché et aux problèmes sociaux.
Les peuples celtes, avec une intégration sans grande difficulté dans le paysage de l’Italie de la fin dernier millénaire avant notre ère, ne leur permirent pas de développer un mode de construction et des réseaux hydrauliques, à la fois pour l’alimentation en eau et le rejet des eaux usées et pluviales, propres à leur conception. Les peuples celtes copièrent les techniques issues des étrusques dont les techniques en hydrauliques, serviront également de base aux peuples romains dans les siècles futurs, « Ainsi, avant comme après la romanisation, les destinées des Celtes d’Italie apparaissent profondément liées à celles de la péninsule».

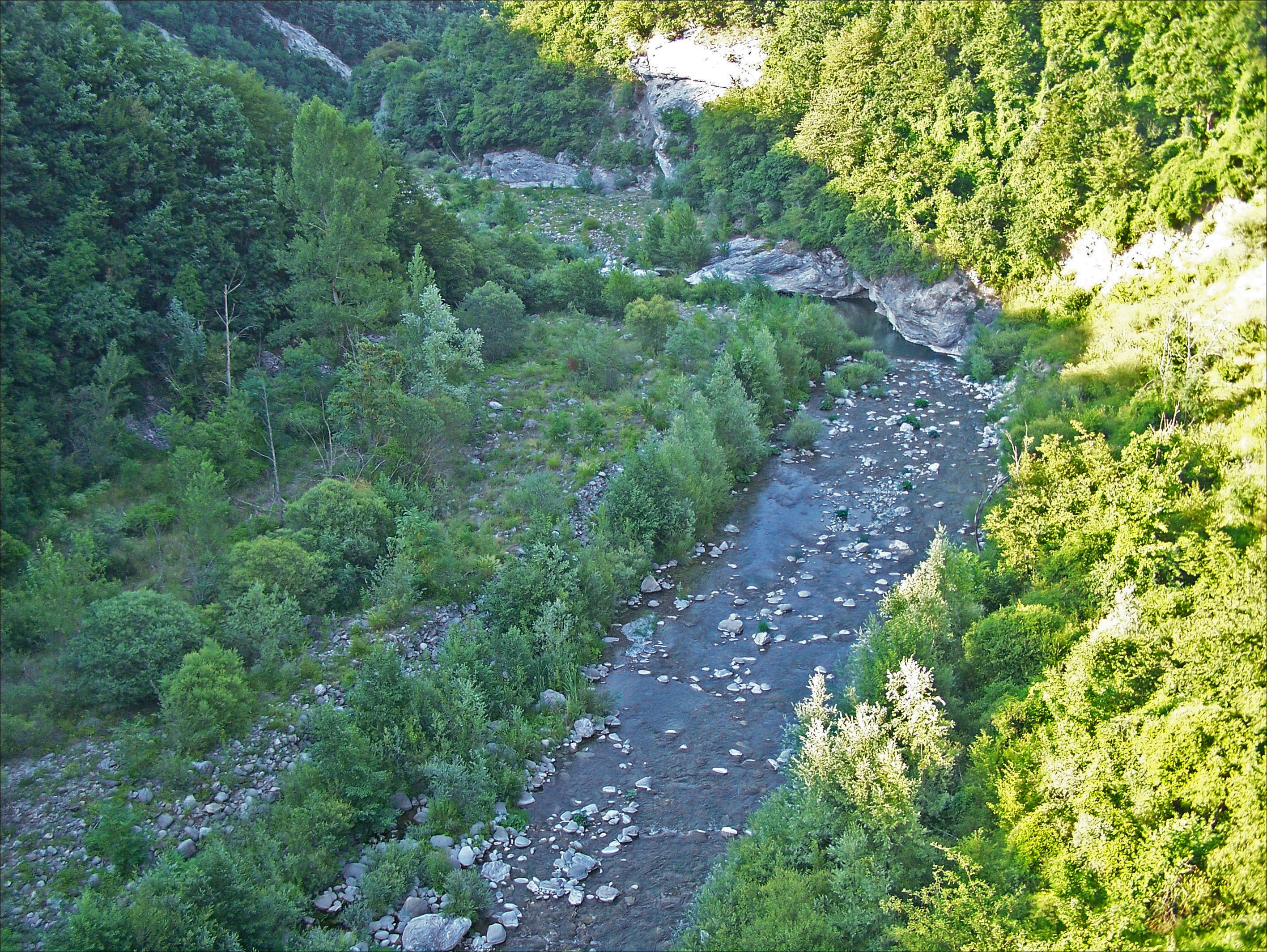
La rivière Enza affluent du Pô, dans les Appennins, en période de sécheresse.

Comme dans une grande partie du « monde celtique », les eaux de pluie étaient une des principales sources de récupération des eaux. En provenance du toit des maisons, elles étaient conduites vers les chaussées puis canalisées, soit par des caniveaux à ciel ouverts, ou au moyen de caniveaux en pierre couverts de dalles, vers des réservoirs, soient individuels, ou collectifs pour une partie du quartier. Des puits plus ou moins profonds, suivant la profondeur des nappes aquifères, étaient creusés et servaient aux besoins domestiques des populations. Des sources assez nombreuses dans le nord de l’Italie, facilitaient l’installation des populations dans un lieu particulier pour la construction d’un oppida.
«...on y trouve, avec un Heracleum ou temple d'Hercule, une belle cascade que l'Anio, déjà navigable en cette partie de son cours, forme en tombant du haut d'une montagne dans une vallée profonde et très boisée qui avoisine la ville. […] Dans la même plaine coulent les eaux Albules, eaux froides, qui s'échappent de plusieurs sources, et qui, prises comme boisson, ou employées sous forme de bains, agissent efficacement dans un grand nombre de maladies. Tel est le cas aussi des eaux Labanes, sources situées à peu de distance de là sur la voie Nomentane aux environs d'Eretum. À Préneste, est ce temple de la Fortune si fameux autrefois par ses oracles».
« Près de là, sur le bord de la mer, est une source d'eau douce excellente à boire, mais où l'on s'abstenait généralement de puiser, parce qu'on la regardait comme l'eau même du Styx. [un des fleuves des Enfers]».

### Monte Bibele

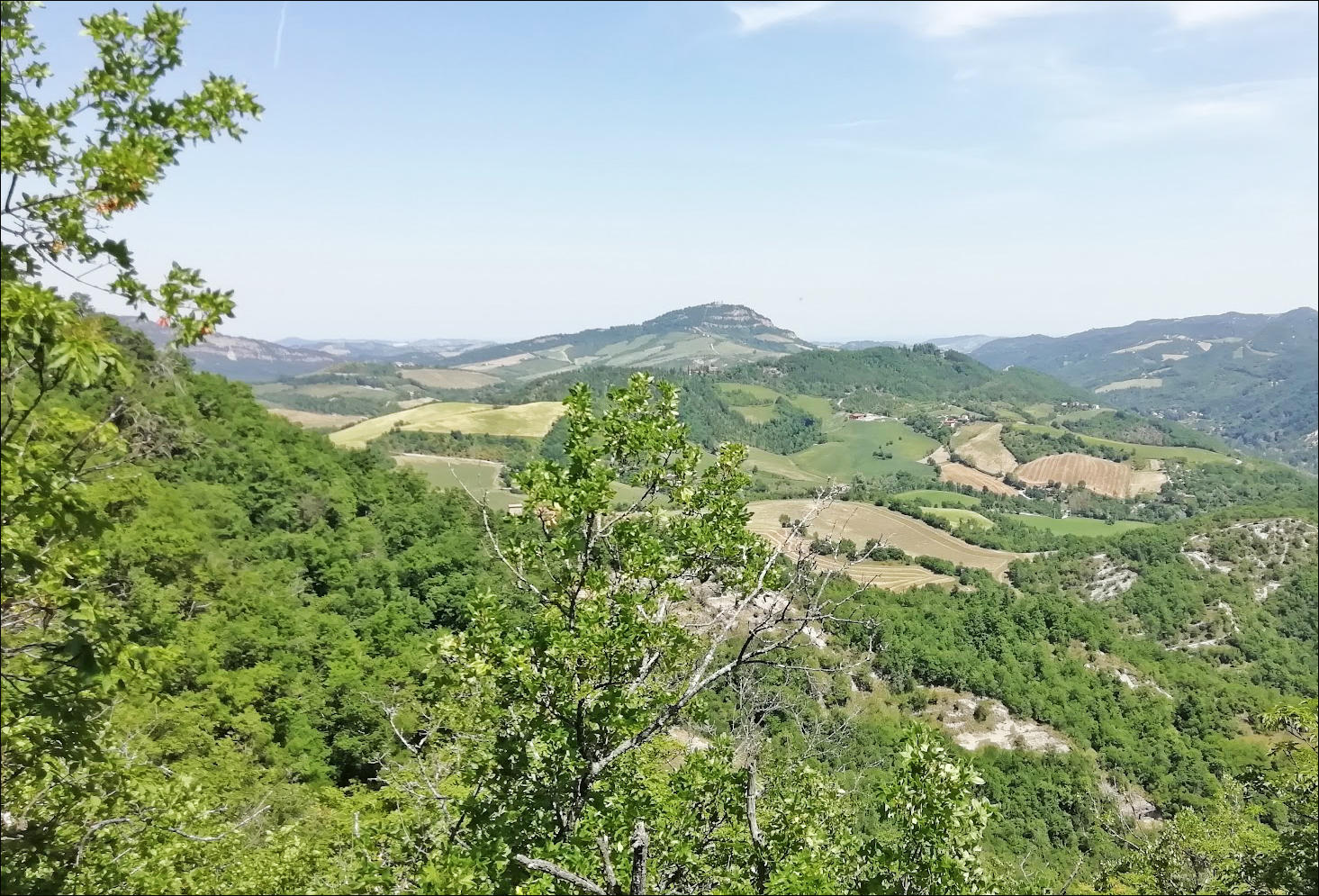
Zone archéologique du Monte Bibele et du site de Monterenzio.

Le Monte Bibele, est une zone archéologique découverte sur le Mont Bibele, qui a donné naissance à une colonie de peuples étrusques-celtiques installée sur une partie de la chaîne montagneuse des Apennins du Nord de l’Italie. Le mont Bibele est situé sur le territoire de la commune de Monterenzio, au sud de la ville de Bologne, et culmine à une altitude de 617 mètres.
« Entre 375 et 350 av. J.-C., une présence celtique s'établit le long de côté un groupe étrusco-italique dans le village de Pianella di Monte Savino, sur Massif du Monte Bibele». 

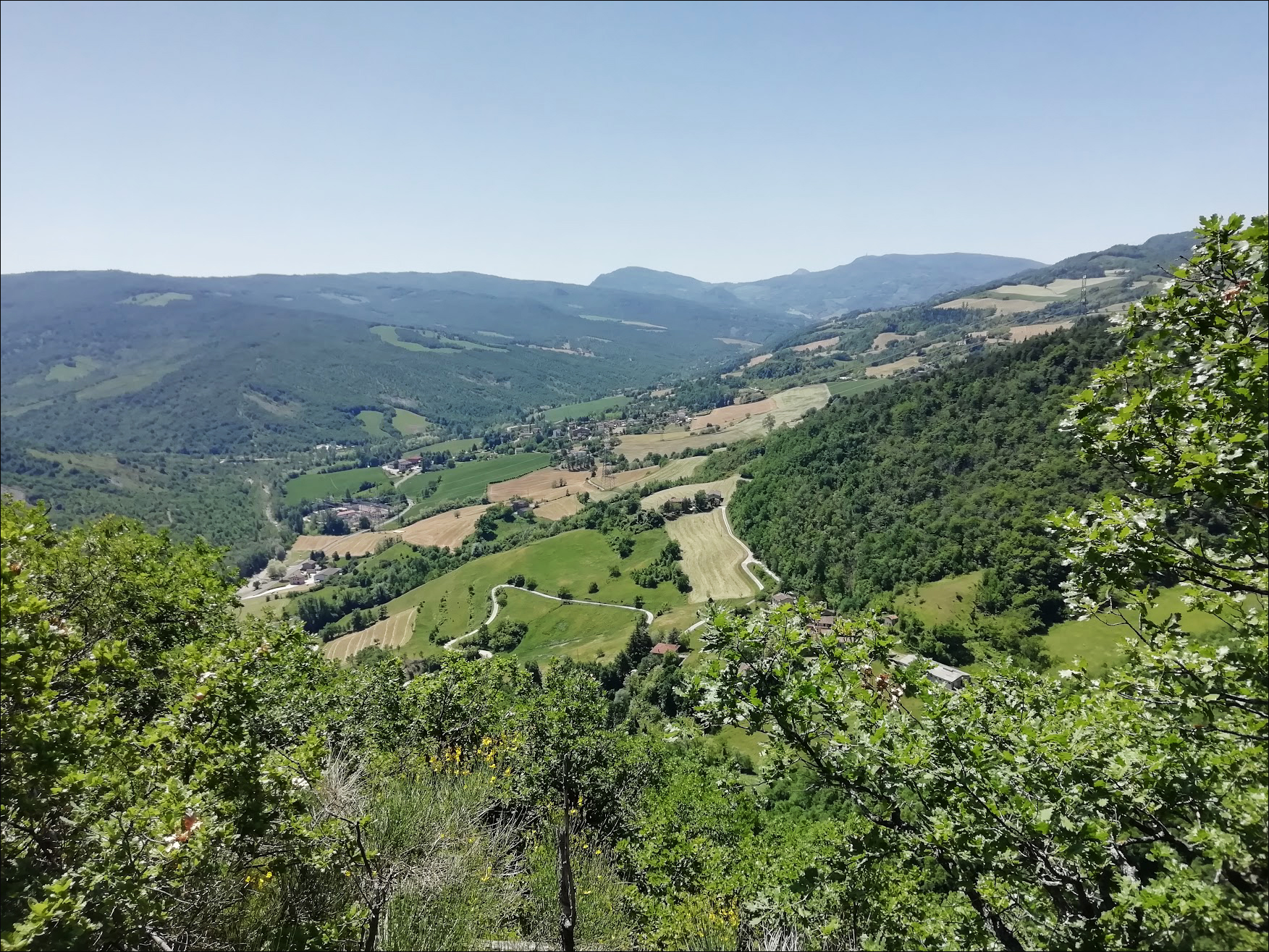
Zone du site archéologique de Monterenzio sur le Monte Bibele.

Des sources d’eau douces et sulfureuses, connues depuis l’Antiquité, alimentent le torrent Querceto et la rivière Idice. Le nombre et la qualité de l’eau des sources du mont Bibele, ont certainement été d’une grande importance dans l’établissement des populations au cours des siècles sur ce massif. Connu déjà à l’Age du Cuivre, puis avec des habitats à l’âge du bronze (XIIIe siècle avant notre ère), de villages de pierre et de bois furent construits par les Étrusques au deuxième âge du fer ou laténien (- 400 à -100 avant notre ère). Puis arrivèrent le premières tribus celtes, caractérisés par leur idéologie guerrière, qui cohabitèrent pendant plusieurs décennies avec les premiers habitants étrusques.
Sur le Mont Bibele, plusieurs vestiges de l’âge du fer ont été découverts : le « village », habitat celto-étrusque de Pianella di Monte Savino, la nécropole de Monte Tamburino, les «piscines», un lieu de culte étrusque et un lieu de culte celte au sommet du Mont.

### Pianella di Monte Savino

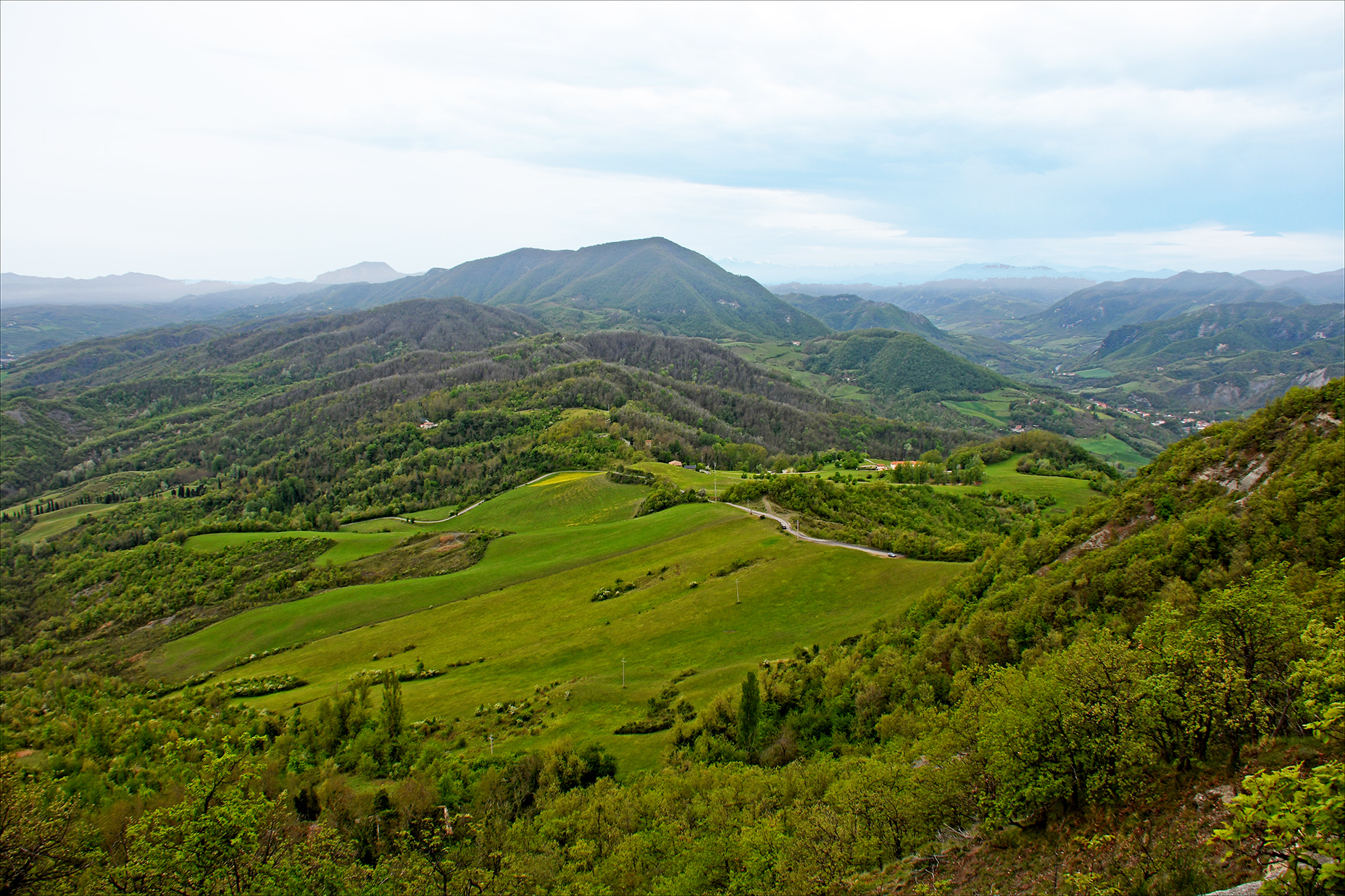
Vue du parc régional historique de Montesole.

L’habitat celto-étrusque de Pianella di Monte Savino, d’après les vestiges trouvés dans la région, avait déjà une population diffuse qui a été datée au Ve siècle avant notre ère, avec un urbanisme du village plus développé qui remonte au IVe siècle avant notre ère. La population du village à ses débuts fut étrusque, mais vers 350 avant notre ère, le village fut occupé par des peuples transalpins (Celtes). Au IIe siècle av. J.-C. le village fut abandonné, probablement suite à l’occupation romaine dans la région.

Les différentes techniques de construction du village découvertes lors des fouilles, combinant à la fois les techniques des peuples étrusques et celtes, indiquent un savoir faire dans l’urbanisme et la construction des bâtiments et des villages.
« Les bâtisseurs du hameau de Pianella ont suivi un plan précis et cohérent, mis en œuvre en fonction des différentes caractéristiques du terrain morphologie. Les terrasses, plates-formes en terre soutenues par des murs de pierre rassemblaient des pâtés de maisons de taille normale ; [où vivaient ] environ 25 personnes, ainsi que d'autres bâtiments à usage commun – des entrepôts et un citerne/glacière».

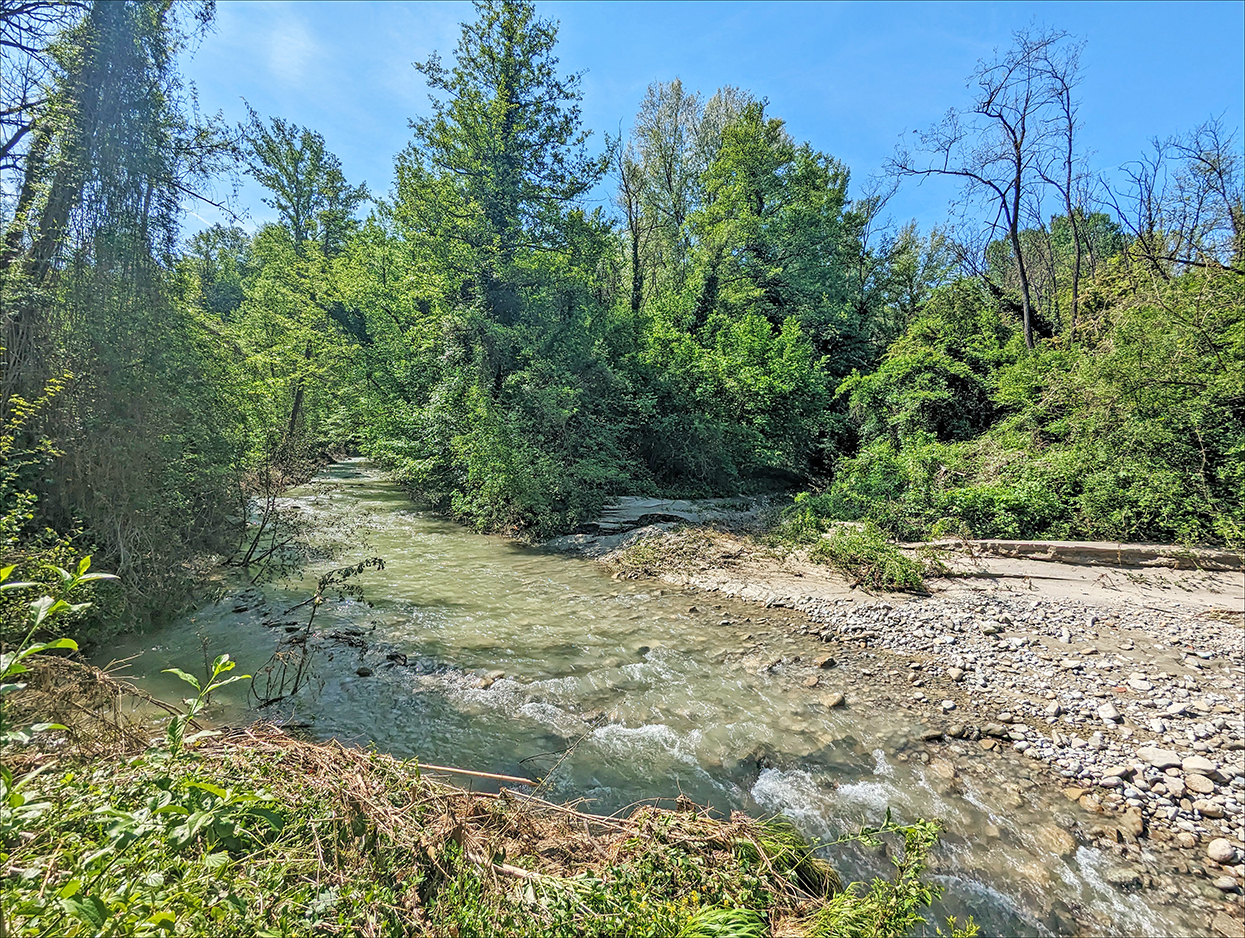
Le torrent Zena dans la commune de Pianoro, affluent de l’Idice lequel se jette dans le fleuve Reno.

Si pour les archéologues et les historiens il est difficile de définir exactement la part de l’expérience, de l’ingéniosité et de la maîtrise dans les métiers de la construction, des Étrusques ou des Celtes, le village de Pianella di Monte Savino comportait une urbanisation, des règles de construction et d’hygiène pour l’alimentation et la conduite des eaux et leur évacuation – eaux usées et pluviales – qui seront copiées par les bâtisseurs romains de la future cité romaine de Bononia (Bologne).
« L'eau de pluie s'écoulant des toits à forte pente s'écoulait dans les rues et disparaissait au pied du village dans les entrailles de la montagne, se glissant dans un gouffre naturel appelé Tana del Tasso ; un réservoir impressionnant de 80 mètres cubes de capacité servait de réservoir collectif. Deux lieux de culte [...] un en activité depuis le Ve siècle avant notre ère et liée à la présence de sources d'eau […] sur le mont Bibele». 

### Misano au nom étrusque deKainua

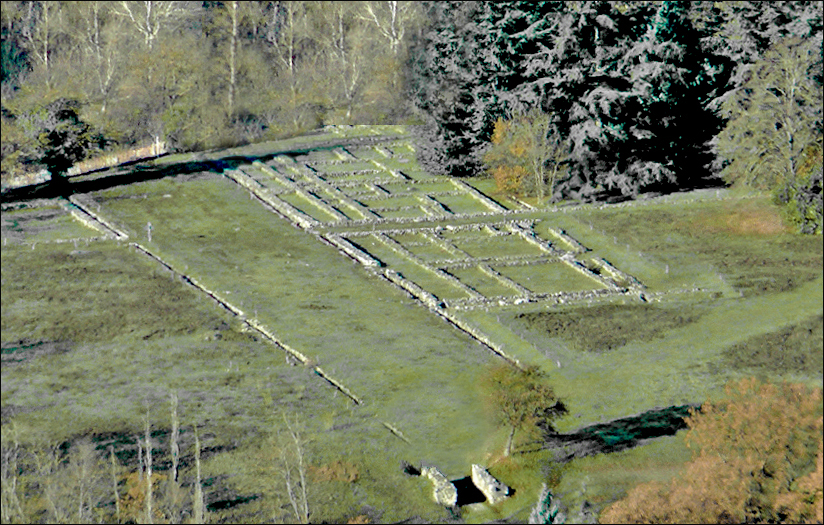
Vue aérienne de la ville celto-étrusque de Marzabotto, avec les fondations des maisons.

La cité de Misano, de son nom étrusque Kainua, est plus connue sous le nom de la ville proche actuelle de Marzabotto. La ville est construite sur le plateau de Misano, lequel surplombe la vallée du fleuve Reno, qui se jette dans la mer Adriatique.
Le village de Kainua aurait été fondé au cours de l’expansion étrusque au VIe siècle avant notre ère, avec une urbanisation importante à la fin du Ve siècle. Au début du IVe siècle avant notre ère, la Gaule cisalpine aux environs de Bologne, est occupée par la puissante tribu celte de l’âge du fer, les Boïens ; la cité de Kainua est occupée par la tribu celte et transformée en poste militaire pour la surveillance de la vallée du Reno. Au cours du IIIe siècle avant notre ère, la cité de Kairua aurait été progressivement abandonnée.
Au cours des fouilles, les archéologues ont retrouvé les fondations de quartiers d’habitation, ainsi que des ateliers d’artisans, notamment des potiers (céramistes) et des fondeurs de bronze. Une des raisons du choix de l’emplacement de la cité de Marzabotto, pourrait être l’extraction et le commerce du cuivre provenant du riche gisement près de Monte Bibele.

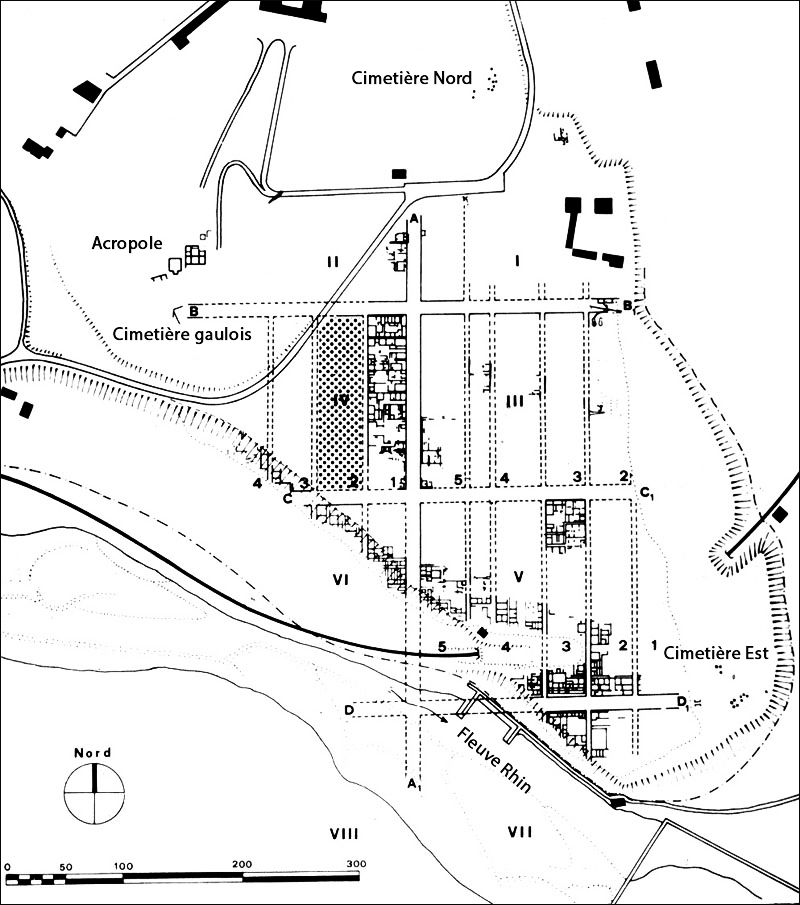
Carte des fouilles de Kainua à Marzabotto, avec répartition des vestiges laténiens.

Les vestiges découverts par les archéologues concernant les installations hydrauliques des différents quartiers d’habitation ou des ateliers d’artisans de la cité de Kairua, auraient été construits durant l’occupation de la cité par les Étrusques.
La cité de Kairua comportait des réseaux d’adduction d’eau, avec des réserves d’eau dans de grandes citernes, mais également des réseaux d’évacuation des eaux usées et principalement l’évacuation des eaux pluviales, permettant un assèchement plus rapide des zones d’habitation ou des ateliers.
De nombreux puits ont été mis au jour par les archéologues, certains d’entre étaient utilisés pour les besoins domestiques en eau potable, d’autres étaient «sacrés», servant à récupérer et conserver l'eau, parfois miraculeuse ou utilisée à des fins médicinales.

De nombreuses sources s’écoulaient sur les flancs du plateau de Misano, souvent dirigées par des canaux de pierre vers les différents quartiers de la cité, pour l’utilisation par les populations, les ateliers, les besoins du bétail ou de l’agriculture. 
« L'eau de pluie provenant des toits à forte pente, s'écoulait dans les rues et disparaissait au pied du village dans les entrailles de la montagne, se glissant dans un gouffre naturel appelé Tana del Tasso ; un réservoir impressionnant de 80 mètres cubes de capacité servait de réservoir collectif».

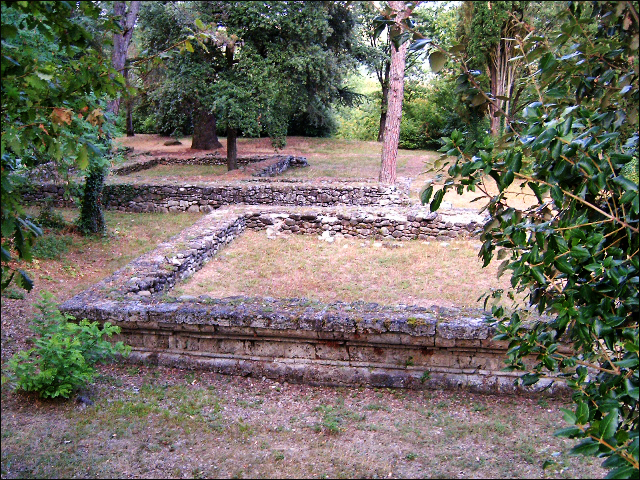
Vestiges de la cité celto-étrusque de Marzabotto.

Certaines maisons pouvaient comporter un impluvium, ou bassin peu profond, de récupération de l’eau de pluie tombant dans la cours ou atrium et canalisée vers un réservoir de décantation et de stockage.
Le site archéologique de Marzabotto se trouve sur l’emplacement actuel de terres agricoles, avec des zones de labours et de cultures diverses, mais également la plantation d’arbres et de vigne. Ces travaux anciens de plusieurs siècles, souvent nécessaires pour l’agriculture régionale, ont contribué à la destruction d’une partie importante des vestiges de la ville antique, perdus à jamais et qui ne permettent pas toujours de connaître la physionomie de la cité de Marzabotto au cours de sa période pré-romaine.

À Marzabotto, comme dans de nombreuses autres cités de la péninsule Italique de l’époque pré-romaine, les problèmes d’antériorités des bâtiments et des structures hydrauliques, sont extrêmement difficiles à définir, à la fois dans l’espace et dans le temps. Les premières constructions étrusques ou pré-celtiques de Marzabotto I et Marzabotto II, les constructions aux techniques de la Gaule celtique apportées par les nouveaux arrivants, avec les influences grecques et pré-romaines, ne permettent que rarement de définir une chronologie absolue sur l’application des règles sanitaires, et des installations hydrauliques, ayant survécu aux destructions du temps et des envahisseurs».

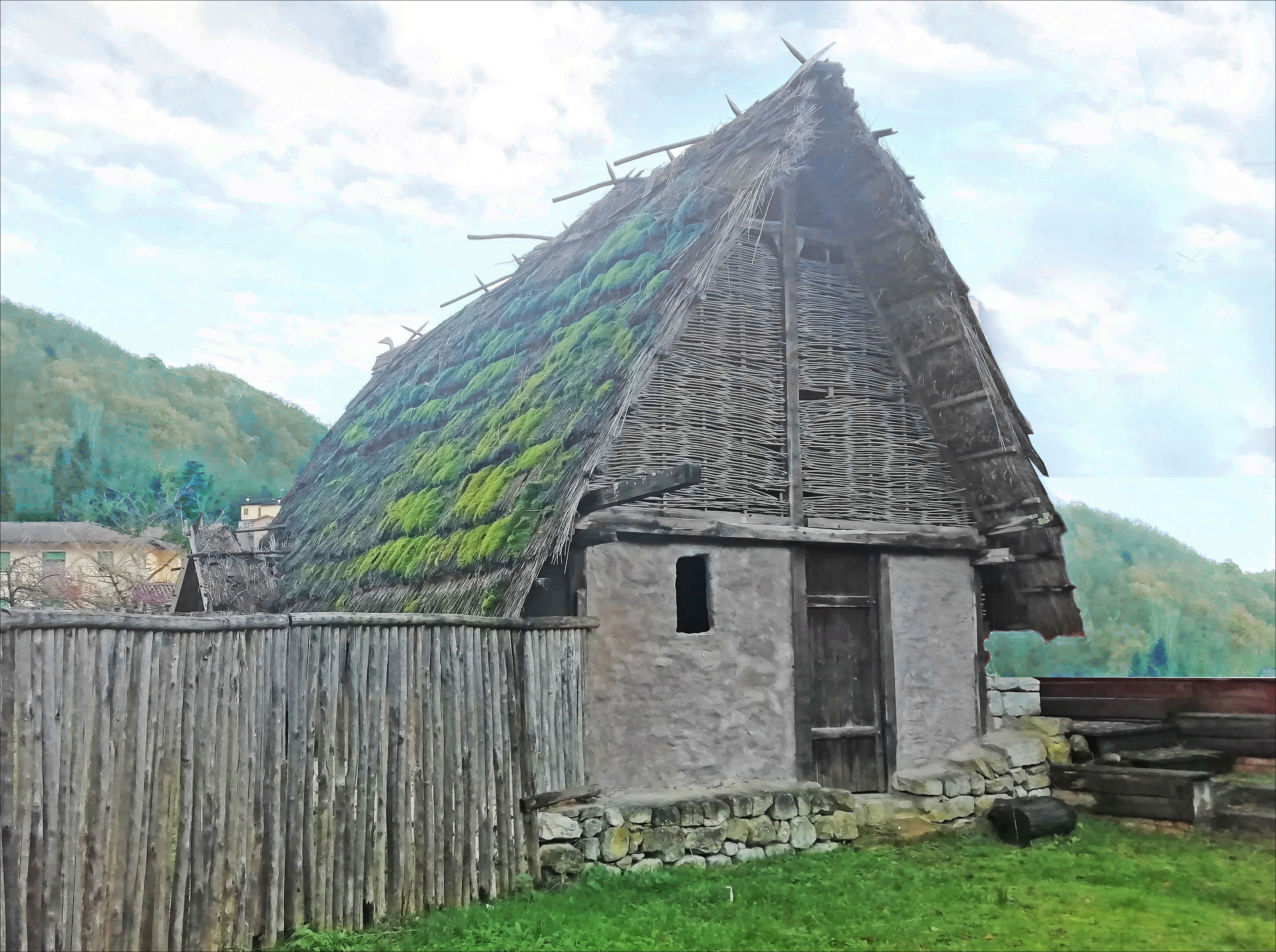
Maison celto-étrusque du musée de Monterenzio. Reconstitution.

« Sur la fin de Marzabotto, avec l’arrivée des Celtes nous savons finalement peu de choses […]. Ville d'artisans et ville de plébéiens, la cité lors de sa création rassemble des individus d’origines différentes, destinés à entrer en contact, dès sa création, avec des peuples et des mondes différents».
L’Italie comporte de nombreux sites relatant le « passage » des Celtes dans la péninsule Italique, principalement dans la partie nord de la péninsule et la plaine du Pô, mais également quelques sites dans la partie sud et même dans l’île de Sardaigne. Mais ces sites archéologiques - Montefortino, Casalecchio, Serra Sant’Abbondio, Ca' Morta, Monterenzio Vecchia, Marzabotto – sont des nécropoles de l’époque pré-romaine, où les indices matériels de leur passage, restent relativement discrets. 

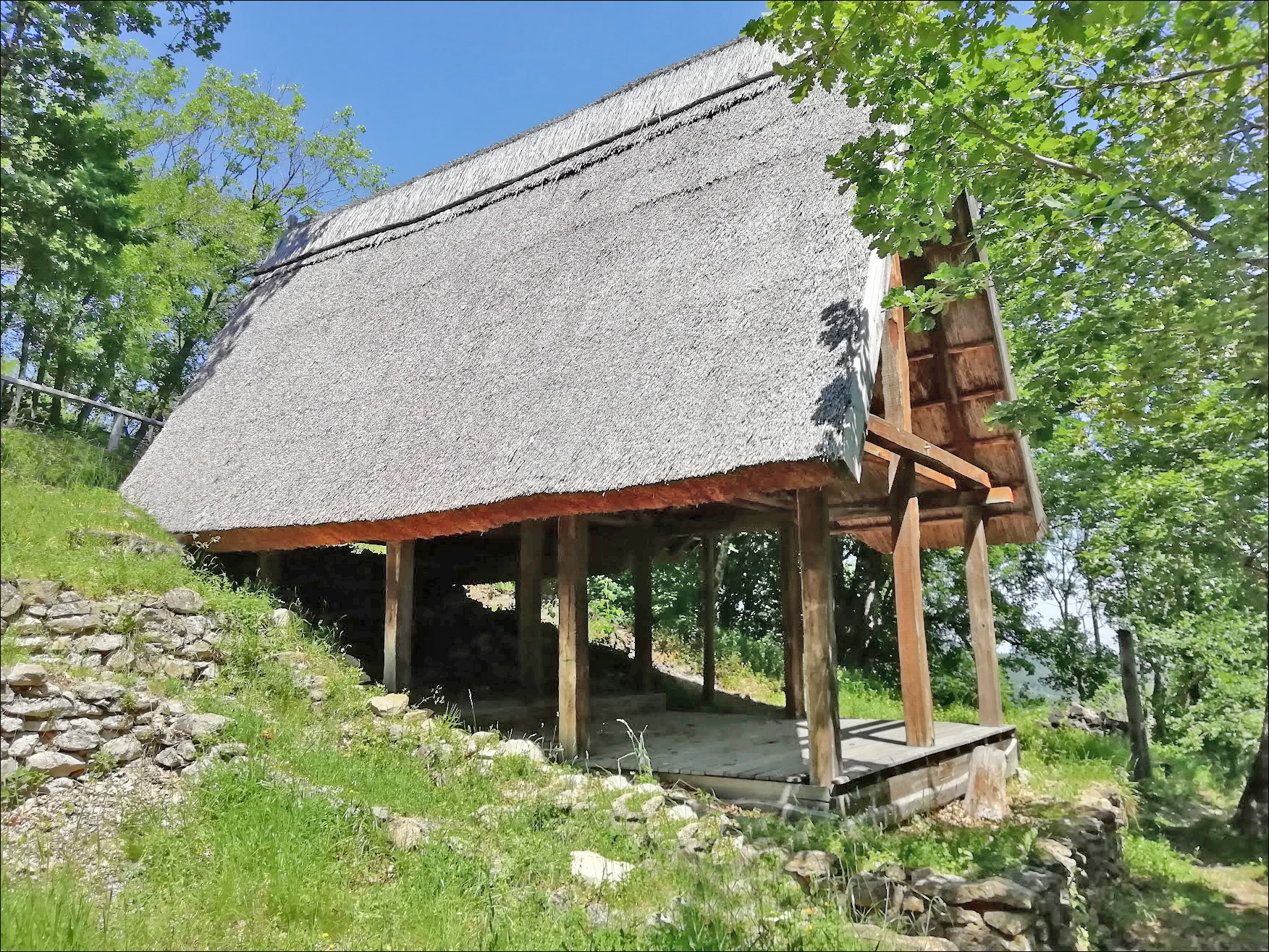
Mont Bibele avant notre ère. Reconstitution de l’habitat étrusque-celtique.

Si lors des fouilles, de grandes richesses en poterie, bijoux et parures, armes et objets pour les rituels funéraires, ont été retrouvés par les archéologues, rien qui parmi ces tombes ne parle de la vie et de l’organisation du tissu urbain et de l’urbanisation des villages, comme leurs besoins en eau, qui furent dans bien des cas, la raison même du lieu choisi pour l’installation et la pérennité du village. À la différence des très nombreux sites archéologiques de la présence celte en Gaule, dans l’île de Bretagne, l’Irlande ou la péninsule Ibérique, l’implantation des peuples celtes dans la péninsule Italique est relativement discrète.
« Les Celtes d’Italie n’étaient apparemment porteurs d’aucune tradition plastique. Et, une fois fixés en Cisalpine, ils n’en ont créé aucune […] Sans doute faut-il considérer, pour une part, cette longue phase d’errance bientôt suivie d’une romanisation brutale, exterminatrice, là où l’on aurait pu attendre l’éclosion d’une culture gallo-italique originale». 

## Galatie
La Galatie est un territoire situé au nord de l’Anatolie centrale, une région qui se trouve aujourd'hui dans la Turquie moderne, correspondant à peu près aux provinces d'Ankara et d'Eskişehir, dans la Turquie actuelle. 

Après les vagues de migrations celtiques, entre les années 800 et 500 avant notre ère, en provenance des régions de l’est de l’Europe actuelle, les Celtes s’établirent partout en Europe de l’Ouest - Allemagne, Autriche, France, Grande-Bretagne - puis descendirent vers les péninsules Hispanique et Italique.
« Au tournant du Ve siècle av. J.-C., la surpopulation avait créé une pénurie de ressources en Europe. En réponse au manque de ressources et à une plus grande concurrence, les bandes de guerre celtiques ont tourné vers le sud». 
En 279 et 280 avant notre ère, des groupes, composés à la fois de soldats et de familles - qui prouve que les Celtes n’avaient pas seulement une envie de piller, mais bien de s’établir et de trouver de nouvelles terres pour y vivre - partis de la Gaule Transalpine et identifiés comme celtiques par les auteurs anciens et les historiens contemporains, se dirigèrent vers les contrées d’Asie Mineure. Une partie de cette expédition, connue sous le nom de « la grande expédition », amenée par Brennos, se dirigea vers la Grèce pour arriver jusqu’à Delphes, avant de retourner dans leur pays. L’autre partie de l’expédition, commandée par Léonorios, se dirige vers les hauts plateaux d’Anatolie, dans la Turquie actuelle, région qui deviendra à partir de 272 avant notre ère, la Galatie.
«...avec un long convoi de chariots transportant les femmes et les enfants, les objets ménagers et le butin […] trois autres tribus, les Tectosages, les Trocmes et les Tolistoagii, devaient s'établir comme unités politiques complètes en Asie Mineure ». 

### Les Galates
Les Galates désignent un ensemble de peuples celtes installés en Asie Mineure, dans la région anatolienne que l’on nome la Galatie, entre le IIIe siècle avant notre ère jusque environ le Ve siècle de notre ère. 
Les trois peuples celtes venus en Asie Mineure et qui habitèrent cette contrée de Galatie se composaient de trois tribus principales et définies par les historiens anciens dont Strabon, qui ont fondé la « communauté des Galates » au IIIe siècle avant notre ère.
Les Tolistoboges - ou Tolistoages, Tolistobogi chez Strabon - l’une des plus puissantes tribus gauloises, leurs premières migrations remontent à plus de 500 ans avant Jésus-Christ. Ils fondèrent en Anatolie la ville de Pessinunte – ou Pessinûs, près du fleuve Sangarius. 
Les Tectosages, qui devint le plus puissant des trois peuples établis en Asie. Ils habitèrent sur les confins de la Grande Phrygie les cantons de Pessinonte. Leur capitale était Ancyre ou Ankyra - actuellement Ankara – situé au confluent de la rivière Çubuk et la rivière de Hatip, affluents du fleuve Sangarios. 
Les Trocmes - ou Trocmiens, Trocmi chez Strabon – occupèrent la partie de la Galatie contiguë au Pont et à la Cappadoce. Leur capitale était la cité de Tavium sur les bords du fleuve Halys, les places fortes de Mithridatium et de Danala sont des lieux connus occupés par les Trocmes. 

À leur arrivée en Galatie, les Celtes ont été en contact avec d'autres cultures de la région, notamment les Étrusques, les Grecs et les Perses, ce qui a influencé leur propre culture et leur mode de vie.
« Lorsque les tribus galates sont arrivées, l’Anatolie grouillait déjà de différents peuples, y compris de nombreuses autres communautés transplantées […] Les Grecs avaient depuis longtemps établi des colonies et cités-États en Asie Mineure, et les tribus thraces avaient émigré dans la péninsule avant même cela. Beaucoup de tribus et la plupart des cités ont été quelque peu hellénisées, puis à leur tour, influencées par les Celtes».
Les Celtes en Galatie, intégrés dans la culture locale, ont peu participé à l’édification de centres urbains importants. Les Celtes ont parfois pris part ou favorisé la construction de quelques villes, telles qu'Ancyra (Ankara), Tavium (Vilayet d’Ankara) et Gordion (près du village de Yassihüyük.

Les Galates construisirent et s'installèrent principalement dans des forts, respectivement à la fin de la période hellénistique et au début de la période romaine. Ces forts étaient entourés de zones fertiles et avaient un accès les uns aux autres par des routes naturelles. Trente-cinq forts ont été construits dans les districts d'Ankara. 
« Dans le mode de vie et l'économie, les montagnes anatoliennes favorisaient un mode de vie celtique, que les Celtes ont apporté avec eux, soutenant une économie pastorale des moutons, des chèvres et des bovins. L'agriculture, la chasse, la métallurgie et le commerce auraient également été des caractéristiques clés de la société galatienne».
Les Celtes ne construisirent aucune nouvelle grande ville et détruisirent même certaines de celles qui existaient déjà. En plus de construire et de s’établir dans des forts, les tribus galates ont construit sur les collines des oppidums, pour protéger leurs fermes et leurs colonies. Les groupes tribaux délimitèrent leurs propres territoires et la compétition entre les chefs celtiques galates reprit rapidement. 
Les Celtes n'ont pas laissé de témoignage écrit de leur propre histoire. Mais ils n’ont pas laissé non plus de vestiges de leurs vies sur les oppidums et cités galates, et plus particulièrement de leurs besoins en eau, que cela soit pour les besoins domestiques ou pour les besoins du bétail ou de l’agriculture. Les archéologues et les historiens doivent s’appuyer de manière prudente et critique sur les observations du monde classique, fondées sur des préjugés culturels. 
Les quelques cités urbaines que les Galates ont occupées ou desquelles ils ont pris possession, étaient déjà pourvues de réseaux d’eau, installés par les premiers occupants, souvent les Étrusques.
Par contre pour l’installation des Galates sur les forts ou les oppidums, si les archéologues et les historiens n’ont que peu d’information sur la nature des besoins et des sources d’eau disponibles, il est possible de les définir à partir des oppidums que les Galates ont construits dans leur pays de provenance : la Gaule, transalpine ou cisalpine.
L’emplacement de l'oppidum est défini à la fois par sa proximité d’un lac ou d’une rivière ou torrent, à moins que l’existence de sources sur le flanc de la colline permette de satisfaire aux besoins en eau. Très souvent en absence de ces sources d’eau, le seul moyen pour se procurer de l’eau pour les différents besoins de la communauté était la récupération de l’eau de pluie. Sa proximité avec une route commerciale est aussi un facteur important dans l’emplacement de l'oppidum.

### Ancyre (Ankara)
Ancyra ou Ankyra durant l’Antiquité (Ankara, la capitale de la Turquie actuelle), est une ancienne ville de Galatie en Asie Mineure, située sur un affluent du Sangarios (Sakarya). À l'origine grande et prospère ville phrygienne située sur la « route royale » perse, Ancyra devint le centre de vie des Tectosages, l'une des trois tribus gauloises qui s'installèrent définitivement en Galatie vers 232 avant notre ère.
« La plupart des Galates, ayant passé en Asie sur des vaisseaux, en ravagèrent les contrées maritimes. Les Galates occupèrent le pays en deçà du fleuve Sangarios, après avoir pris Ancyre, ville des Phrygiens».
Certains vestiges hittites découverts dans la citadelle attestent la présence d'une cité du temps de l'Empire hittite. Après les Hittites, Ankara connut la domination des Phrygiens, des Perses, d’Alexandre le Grand et enfin celle des Galates, de, la tribus des Tectosages. La cité, alors nommée Ancyre, devient en 25 avant notre ère la capitale de la province romaine de Galatie.
« Il y a en effet, dans ce pays, trois peuples, et l'un d'eux, celui qui habite Ancyre et les environs de cette ville, est celui qu'on appelle Tectosages [...] Quant aux Tectosages, ils habitent dans le voisinage de la grande Phrygie, les cantons de Pessinonte et d'Orcaorces. Leur place forte était Ancyre, dont le nom est aussi celui, d'une petite ville phrygienne, près de la Lydie, aux environs de Blaude» .
Avec peu de données spécifiques actuelles sur la gestion des eaux de la ville d’Ancyra – approvisionnement en eau pour les besoins domestiques, les besoins de l’agriculture et du bétail, ainsi que sur l’évacuation des eaux usées et surtout pluviales – il est difficile d’avoir une idée exacte des réseaux hydrauliques de la ville d’Ancyra, future capitale de la Galatie romaine. Par les réalisations dans leurs pays d’origine, les Celtes avaient avant leur arrivée en Galatie une expérience dans la constructions et l’organisation des réseaux hydrauliques. Avec l'oppidum devenu un village important, Ancyre, construit au confluent des deux petites rivières, la Cubuk et Çölova, devait avoir les besoins en eau pour les cultures et le bétail pleinement satisfaits. Les sources naturelles et le creusement de puits devait donner suffisamment d’eau potable pour les besoins domestiques. Des réservoirs creusés dans le sol pour la récupération des eaux de pluie, devaient permettre le stockage des eaux utilisées pour les périodes de sécheresse, fréquentes en Anatolie.
« ... la ville d’Ancyre occupait le sommet d’une colline qui s’étend de l’est à l’ouest. […] Au nord, un torrent défend les abords de la montagne, et, coulant vers l’ouest, il va se jeter dans le Sangarius».
Les eaux usées et le surplus des eaux de pluie, devaient se faire au moyen de caniveaux de pierre et de fossés vers les rivières proches.

### Tavium
Tavium ou Tavia (Büyüknefes dans la Turquie actuelle), est la principale ville de la tribu galate des Trocmes, une des trois tribus celtes ayant migré au IIIe siècle avant notre ère, de la vallée du Danube vers la Galatie, dans l’actuelle Turquie centrale. Tavium fut la capitale de Trocmes pendant 170 ans, de 270 à 100 avant notre ère. Les ruines de Tavium se trouvent sur une colline près du village de Nefezköy (aujourd'hui Büyüknefes), non loin de la ville de Yozgat.

En raison de sa position sur les grandes routes du commerce, Tavium était l'oppidum principal d’un des trois peuples celtes qui avec les Tolistoboges et les Tectosages, ont formés en Anatolie la « communauté des Galates » au IIIe siècle avant notre ère. Le site est occupé successivement par de nombreux envahisseurs, depuis les Hittites jusqu’aux Celtes, les Romains et les Ottomans. La ville était stratégiquement située sur les routes commerciales reliant l'Anatolie intérieure à la mer Noire, ce qui en faisait un carrefour commercial crucial, une halte sur les routes des caravanes et un poste d'échanges important. Comme l’écrit Strabon dans sa Géographie :
« Les Trocmes occupent les terres voisines du Pont et de la Cappadoce, et ce sont les meilleures de la Galatie. Ils ont trois places fortes ceintes de murs, Tavium, qui est le marché du pays, où se trouve une statue de Jupiter, colosse d'airain, et une enceinte consacrée à ce dieu, laquelle est un lieu d'asile».
Les archéologues et les historiens qui ont travaillé sur les fouilles de Tavium, n’ont laissés que peu d'informations spécifiques sur la gestion des eaux de la ville – approvisionnement en eau pour les différents besoins et l’évacuation des eaux usées et surtout pluviales – il est difficile d’avoir une idée exacte des réseaux hydrauliques de cet oppidum important de Galatie. L’antique Halys, le fleuve Kızılırmak, ou rivière rouge en turc, et ses nombreux affluents devaient pour une grande partie de la région apporter l’eau nécessaire à la vie de l'oppidum.

### Gordion (Yassihüyük)
Gordion, le troisième oppidum qui devint un village important des Tectosages en Galatie, la région historique de l'Anatolie centrale à l’époque de l’occupation des Galates, était située situé sur la rive orientale de la rivière Sangare, à son confluent avec la rivière Thymbre. L'emplacement de Gordion situé dans une vallée au confluent de deux fleuves, en faisait une position stratégique permettant d'avoir la mainmise sur les terres fertiles environnantes.
« Il me paraît convenable de parler en même temps de la Galatie, qui, placée au-dessus, se compose pour la plus grande partie du territoire pris sur la Phrygie, et possède Gordium, qui en était jadis la capitale. Les Gaulois qui se sont établis dans cette portion phrygienne se nomment Tolistoboges […] ont occupé la partie la plus fertile». 
La cité était aussi située sur la voie de l'ancienne route commerciale qui traversait le cœur de l’Asie Mineure vers la mer Noire, qui deviendra la « route royale » de l’Empire perse.
« Cette place est loin d'être considérable, mais c'est un grand entrepôt de commerce malgré sa position au milieu des terres. Elle a trois mers à peu près à la même distance, l'Hellespont ! à côté de Synope et la Cilicie maritime. Ensuite, elle est sur les frontières de plusieurs grandes nations, auxquelles elle sert de comptoir». 
S'il est possible de fournir des informations générales, sinon des hypothèses valables sur la gestion de l'eau dans les anciennes cités, il est important de noter que les détails spécifiques sur la gestion de l'eau à Gordion sont difficiles à trouver, sinon inexistantes. Les preuves archéologiques ont été détruites lors des conquérants ayant vaincus les Galates, notamment les armées romaines et les matériaux réutilisés pour la construction ou l’agrandissement de la nouvelle ville.

### Pessinonte ou Pessinûs
Pessinonte est un ancien oppidum, puis un village et une ville de Galatie bâtie sur le plateau anatolien en Asie Mineure, située sur le versant sud du mont Dindyme qui culmine à 1 820 mètres. Tout près de Pessinonte coule le fleuve Sangarios. Il s'agît de l'actuelle ville de Ballihisar, près de Sivrihisar, province d'Eskişehir dans la Turquie actuelle. Le village fut conquis par les Galates Tectosages, lors de leur arrivée dans ce qui allait devenir la Galatie. 
Les vestiges, découverts s'étendent en contrebas du village de de Ballihisar et comprennent principalement un théâtre partiellement conservé. À l'origine ville phrygienne, probablement sur la « voie royale » perse, Pessinûs devint la capitale de la tribu gauloise des Tolistobogii et le principal emporium ou ville commerciale du district et de cette partie de la Galatie. Pessinûs tomba d’abord sous la domination des Gaulois, puis comme Ancyre et Tavium, Pessinûs fut romanisé, puis hellénisé vers 165 de notre ère. 

Peu d’information détaillées disponibles sur les réseaux d’eau, sinon la présence de bassins rituels et de nombreuses sources dans la vallée du Gallos, ainsi qu’une petite rivière qui transporter de grandes quantités d’eau vers la rivière Sakarya (Sangarios). 
« Sur le plateau, on cultive principalement des céréales, tandis que dans les vallées, on trouve également des pâturages et des vergers. Les bergers emmènent leurs grands troupeaux de moutons dans les collines fortement pâturées. Ballıhisar est un village agricole traditionnel, avec des fermes blanchies à la chaux et une place de marché en son centre. À l'aube et au crépuscule, le village est envahi par des troupeaux de moutons qui se relaient au puits».

### Forteresse à Danala
La ville de Danala était l'une des trois principales villes des Trocmes, une tribu gauloise qui s'était installée en Galatie, la partie contiguë au Pont et à la Cappadoce une région de l'Anatolie centrale, dans ce qui est maintenant la Turquie.
La localisation exacte de Danala n'est pas connue. La forteresse (Quant à la troisième forteresse, si toutefois on peut donner le nom de forteresse à Danala, comme le précise Strabon,était située dans une région montagneuse, offrant un certain avantage défensif contre les envahisseurs. l'oppidum ou la ville était probablement un centre économique et politique important pour les Trocmes. Il y a peu d'informations spécifiques disponibles sur les disponibilités hydriques et hydrauliques de Danala, sinon les hypothèses classiques d’une rivière proche, et de sources ou de puits pour les besoins des populations.

### Hattusa ou Boghazköy
Hattusa, de son ancien nom Hattush, est située à proximité du village de Boğazkale dans la province de Çorum, à l’est d’Ankara. Hattusa fut la capitale pendant plus de 450 ans de l’empire hittite, en Anatolie centrale.
L’ensemble du site de Hattusa, couvre 160 ha, est composé de plusieurs collines rocheuses, telles Büyükalle (« Grande forteresse ») au centre-est et Büyükkaya (« Grand rocher »), 500 mètres au nord du site. La colline de Büyükalle se compose de la ville basse et de la ville haute. Construite dans la grande boucle du fleuve Kizilirmak, l’ancien Halys de l’antiquité, Hattusa était proche d’importantes routes commerciales. Le site était bien pourvu en eau, puisqu'on y trouve encore sept sources naturelles. L’apogée de la cité se trouvait vers le XIIIe siècle avant notre ère. Au début du XIIe siècle Hattusa est abandonné, avant la chute de l’empire hittite. Après son occupation et sa reconstruction partielle par les Phrygiens et les Perses, la région de Boğazkale au IIIe siècle est occupée par les Trocmes, appelés également Trocmi ouTrocmiens un des groupes galates, dont la capitale est située à Tavium, avant d’être eux-mêmes soumis par les Romains en 25 avant notre ère.
Pendant l’occupation des Galates, les besoins en eau de la ville d'Hattusa devaient être très importants, mais la situation géographique et notamment hydrographique de la cité, permettait un approvisionnement suffisant pour les besoins d’une population estimée entre 20 000 et 40 000 habitants suivant les époques.
Cependant, il convient de noter que les informations spécifiques sur les détails des systèmes d'approvisionnement en eau pendant l'occupation galate à Hattusa peuvent être limitées, car les sources historiques directes et fiables sur cette période sont rares ou fragmentaires. Les historiens et archéologues se basent sur des preuves archéologiques, des inscriptions et d'autres sources indirectes pour reconstruire cette période de l'histoire de la ville.
Hattusa était bien située en termes d'accès à l'eau. La ville était traversée par plusieurs rivières, dont la principale était la rivière Kızılırmak. Ces sources naturelles ont probablement fourni une partie de l'eau nécessaire à la ville.
Les Hittites, qui ont précédé les Galates à Hattusa, avaient développé des systèmes d'irrigation sophistiqués pour l'agriculture – captation de sources, fossés, rigoles. Il est possible que les Galates aient utilisé et peut-être même amélioré ces systèmes pour répondre à leurs propres besoins en eau.
Les habitants de Hattusa, y compris les Galates, ont réalisés des puits et des citernes pour collecter et stocker l'eau. Ces structures étaient courantes dans les villes de l'Antiquité pour assurer l'approvisionnement en eau potable, car l'eau était nécessaire à l'agriculture, à l'approvisionnement de la population et à des fins industrielles.
Il est probable que les Galates aient mis en œuvre également des mesures pour éviter le gaspillage et garantir un approvisionnement en eau adéquat pour la population d’Hattusa au fur et à mesure de son développement.
Après les conquêtes d’Alexandre le Grand, l'Anatolie passe sous la domination grecque vers 330 avant notre ère, c’est le début pour l’Anatolie et la cité d’Hattusa de la période hellénistique. Au début du IIIe siècle – 278/277 – les Galates de la tribus des Trocmes, prennent le contrôle de la région de Hattusa (Boğazkale). Au cours de cette guerre, les destructions, notamment du système d'approvisionnement en eau, durent être importantes et que les conquérants celtes ont reconstruit par la suite. 

Jürgen Seeher, Jürgen Seeher spécialiste du Proche-Orient ancien et l'archéologie anatolienne, précise que la ville disposait d'un système d'approvisionnement en eau sophistiqué composé de citernes, de puits et d'une canalisation d'approvisionnement en eau.
«...il a fallu aménager des aqueducs amenant l'eau depuis des sources extérieures à la ville. Les Hittites avaient également aménagé des bassins dans deux parties de la ville. Deux se trouvaient dans la partie Est de la Ville haute, identifiés par les restes de traces de leurs bordures. Le seul dont les quatre côtés aient été conservés mesurait 60 × 90 mètres. Ces bassins sont couverts d’argile imperméable, et leurs rebords sont renforcés par des plaques de calcaire. Ils étaient alimentés par des sources intérieures et extérieures à la ville. On a retrouvé des tuyaux en argile servant à y amener de l'eau depuis l'extérieur de la ville, qui passaient sous la porte du Roi».
« Cinq bassins artificiels avaient également été creusés au sud de la Ville haute, près de Yerkapı, dans de la marne, donc un sol naturellement imperméable. Ces réservoirs sont étroits, mais profonds (jusqu'à 8 mètres), et ils étaient situés sur une hauteur, ce qui facilitait ensuite la redistribution de l'eau. Mais aucune trace de canalisation n'a été retrouvée autour : on ignore d'où l'eau venait, et vers où elle était dirigée».
Le site de Boğazkale ne fut pas abandonné après la chute du royaume hittite, puisqu'il fut régulièrement occupé durant les siècles suivants, jusqu'au village actuel qui le borde. Mais jamais aucun de ces établissements n'approcha le rayonnement de la ville hittite. 
Si les informations générales sur la gestion de l'eau dans certaines anciennes cités sont connues à la fois par les recherches archéologiques et les écrits des historiens, les détails spécifiques sur la gestion de l'eau dans les oppidums ou les cités de Galatie occupées par les Galates sont difficiles à trouver. Des hypothèses sont parfois émises par les archéologues et les historiens, anciens ou modernes. Les preuves archéologiques ont été souvent détruites par les peuples conquérants qui se sont succédé - les Romains, les Perses, les arabes, les Ottomans - et les matériaux disponibles réutilisés pour la construction ou l’agrandissement de nouvelles villes.

Comme lors de la construction d’une nouvelle ville antique, de même que pour la définition de l’emplacement d’un oppidum, la proximité de ses sources et la gestion de l'eau était une préoccupation importante en raison de son impact sur la santé publique, l'agriculture, et d'autres aspects de la vie quotidienne. L’emplacement de l'oppidum, du fort, ou du village en Galatie, était également défini non seulement en fonction de la disponibilité de l’eau, mais également des possibilités de la défense et protection de l'oppidum par la présence proche d’une rivière ou d’un lac. 
« Ah ! que nos vieux Gaulois avaient admirablement choisi la contrée où ils ont été s’établir ! Des plaines étendues, de belles eaux, et une mine inépuisable de sel, ne sont-ce pas des éléments suffisants pour porter l’agriculture d’un pays au plus haut degré de prospérité ?».
Pour satisfaire les besoins en eau les Galates à leur arrivée en Galatie, avaient avec eux les compétences et l’expérience acquises dans leurs pays d’origine dans la gestion en eau :

Les sources, généralement placées sur le flan des collines et conduites par des torrents, des fossés ou des caniveaux de pierres vers les lieux d’utilisation – la source du fleuve Halys près de la ville de Sivas dans le haut-plateau arménien, la rivière Sizir, le fleuve Sakarya et ses affluents.
« L’orient de la Galatie offre un pays admirable comme nature et comme végétation ; on chercherait en vain, dans le reste de la contrée, des sites comparables aux bords de l’Halys, [le fleuve Kızılırmak] tantôt sauvages et sombres, tantôt fertiles et gracieux. Les forêts de chênes y sont nombreuses et étendues, […] Entourée de ruisseaux qui fournissent les plus belles chutes d’eau, le grain donne de magnifiques produits». 
Les puits creusés dans le sol jusqu’à la nappe phréatique, certains puits pouvaient avoir plusieurs dizaines de mètres de profondeur. Du niveau du sol sur un mètre de hauteur, un mur de pierres en permettait la protection contre les animaux et la boue, le mur était terminé par une margelle de bois ou de pierre supportant un système de treuil facilitant le tirage de l’eau. Le puits pouvait être collectif pour une partie du quartier ou à l’usage d’une seule habitation.
Des citernes ou réservoirs souterrains creusés dans le sol, parfois sous les habitations, permettaient la collecte et le stockage des eaux de pluie, de même que des étangs comme à Hattuşa. Les puits et les réservoirs pouvaient être communautaires ou privatifs. Leur protection était souvent assurée par une dalle maçonnée ou un ensemble de toiture.
La gestion des eaux usées et des eaux pluviales lors de forts orages, était également une préoccupation pour le choix de l’emplacement de la construction d’un oppidum. Les eaux usées était généralement évacuées en dehors des différentes habitations et quartiers, au moyen de caniveaux, soit à ciel ouvert, soit en pierre et conduites vers l’extérieur du village. Lorsque l'oppidum était protégé par des murailles, des passages protégés étaient pratiqués dans le mur pour éviter la stagnation des eaux et la destruction des murs.
Sur une période remarquablement courte, les Celtes en Asie Mineure et principalement en Galatie ont réussi à s'intégrer au sein des populations conquises. Par la suite, les Celtes ou Galates, ont été hellénisés, romanisés et finalement christianisés.
L'influence celtique en Galatie a finalement diminué avec le temps, notamment à mesure que l'Empire romain a étendu son contrôle sur la région, conquise par les Romains au Ier siècle avant notre ère, et elle est devenue une province de l'Empire romain où les Galates se sont assimilés à d'autres populations locales. Cependant, leur présence historique en Anatolie reste un élément fascinant de l'histoire ancienne de la région.
Que reste-t-il de la gestion de l’eau chez les peuples celtes ?

Venceslas Kruta, dans son étude sur les Celtes, « pense » que les Celtes ont dû constituer « un des principaux facteurs ethniques de l’Europe protohistorique déjà à l’âge du bronze à partir de la fin du IIIe millénaire ». La fin de l’âge du bronze en Europe – au XIIe siècle avant notre ère – se définit par le début de l’âge du fer et la période dite de Hallstatt – du XIIIe   au   Ve siècle avant notre ère. L’influence des civilisations urbaines grecque et étrusque sur la rive nord de la Méditerranée va amener au second âge du fer et la naissance de la civilisation celtique de La Tène, qui se développe en Europe entre le Ve et le Ier siècle avant notre ère.
« Les Celtes occupent cependant une place immense dans l’histoire de l’Europe ancienne (et même médiévale) : il est permis de penser qu’ils sont les principaux acteurs de la Protohistoire de toute l’Europe occidentale et centrale et qu’ils sont au nombre des peuples qui ont le plus préoccupé les historiens antiques».
À partir du Ve siècle avant notre ère la culture celtique se déplace vers l’ouest de l’Europe, atteint la Gaule, puis la péninsule Ibérique, l’île de Bretagne et l’Irlande, puis descend vers la péninsule italienne pour atteindre la Grèce et l’Asie Mineure, avec l’arrivée de Galates au IIIe siècle avant notre ère. 
L’expansion celtique est arrêtée au IIe siècle sous la poussée des Romains et des Germains. La christianisation, à partir de la fin du IVe siècle, rend définitive la romanisation par la généralisation de l’emploi du latin. Les grandes invasions, en dernier lieu, achevèrent de détruire ce que la romanisation et la christianisation avaient laissé subsister de la civilisation celtique.                                    
Cependant, l’effondrement politique et militaire du monde celtique ne signifie pas la fin brutale de sa culture et de son influence. Le système économique n’est pas abandonné : les nouveaux conquérants – les Romains - s’en assurent simplement le contrôle. L’abandon des oppidums pour les villes nouvelles n’est en général que progressif et partiel. On n'a donc pas rupture mais enrichissement, notamment technique, réciproque de deux civilisations, dont la combinaison est à la base de celle du Moyen Âge.
L’étude de la gestion de l’eau par les peuples celtes, est particulièrement délicate, puisqu'ils n'ont pas produit d'écrits sur eux-mêmes, sur leur modèle de construction, leurs différents besoins en eau et une meilleure hygiène des oppidums par l’évacuation des eaux usées et le drainage des eaux pluviales. 
La reconstitution exacte d'une gestion celtique de l’eau ne peut se faire qu’à partir d’hypothèses souvent réalisées à partir des écrits de leurs voisins historiens et philosophes anciens, grecs et romains, dans leur langue respective, ainsi qu’à partir des découvertes des archéologues. Dans les deux cas les sources sont à la fois rares et souvent peu fiables, pour des espaces aussi vastes, tant pour la chronologie que pour les techniques des éléments de construction.
Les archéologues et les historiens étudient constamment les nouvelles découvertes, pour mieux comprendre la vie quotidienne dans les cités antiques celtes, y compris la gestion de l'eau, car les constructeurs celtes n’étaient pas inférieurs aux autres civilisations du passé, les Celtes étaient simplement différents.